# Національний герой

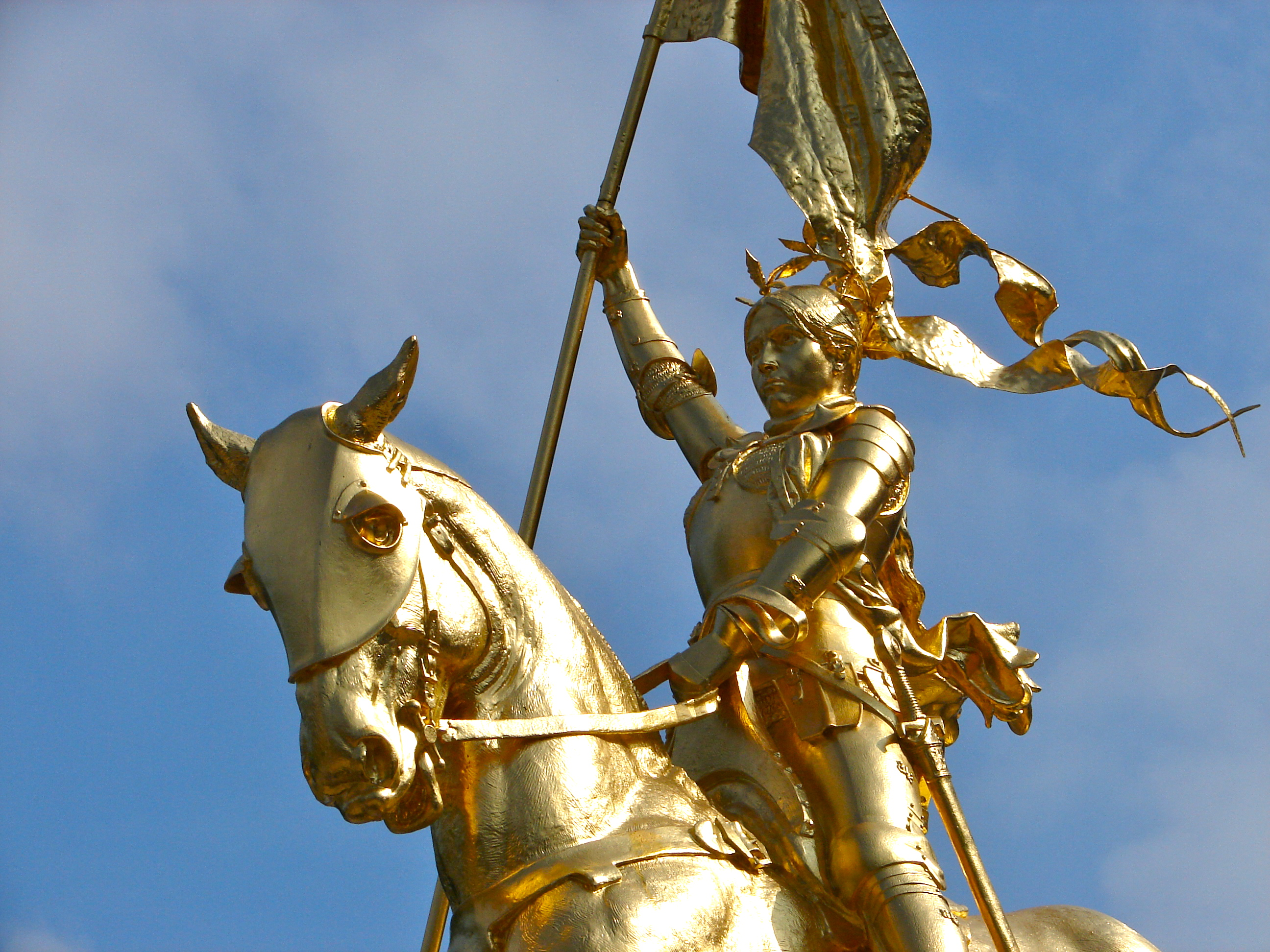
Жанна д'Арк — національна героїня Франції.

Націона́льний геро́й (нім. Nationalheld) — реальна або міфічна особа, діяльність якої принесла славу, велич чи благо певній нації. Особа, з якою ототожнюють певну націю. Складова політично-історичного міфу цієї нації. Персонаж багатьох історичних чи фольклорних сюжетів, літературних творів, кінофільмів тощо. Близький до національної персоніфікації. Почесне звання в деяких країнах.

## Австралія, Нова Зеландія і Океанія

### Австралійський Союз

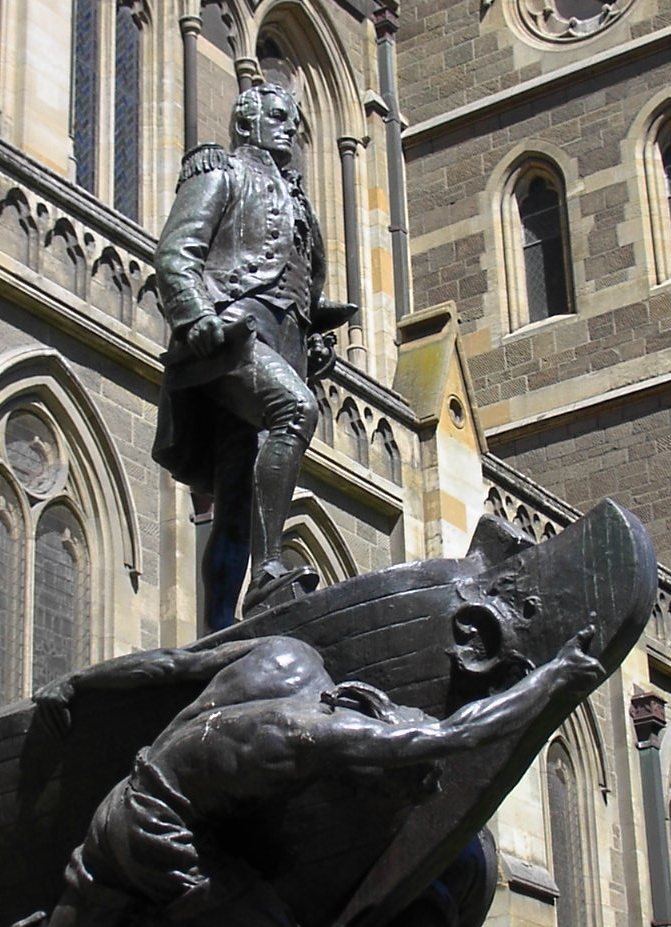
Метью Фліндерс
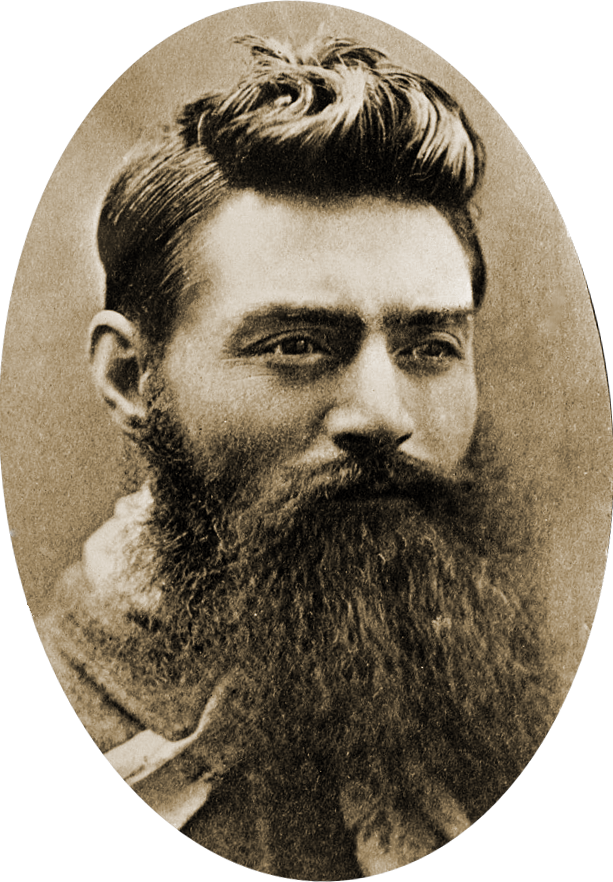
Нед Келлі

- Пемулвуй

### Нова Зеландія
- Гоне Геке

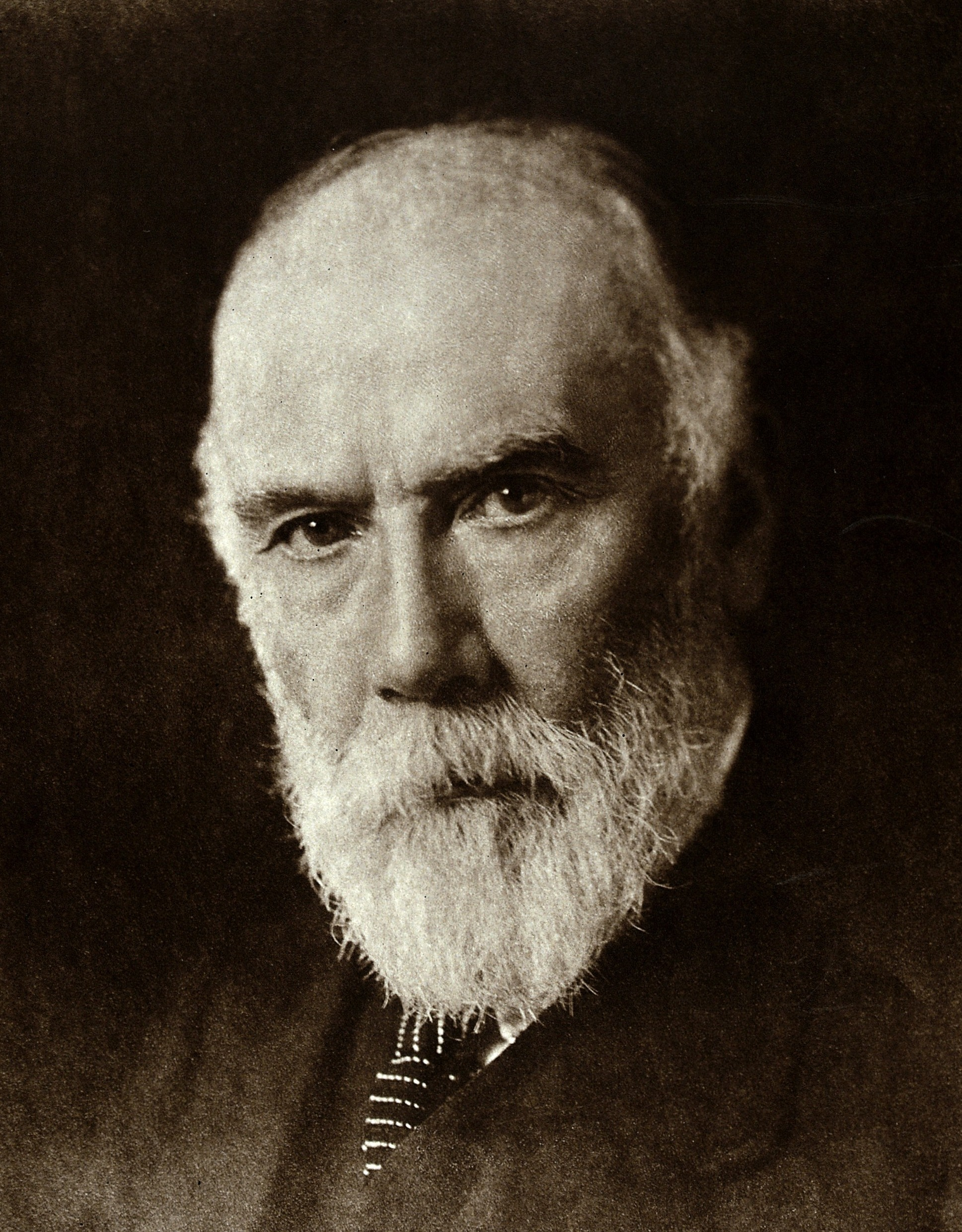
Джеймс Маккензі

## Азія

### Афганістан

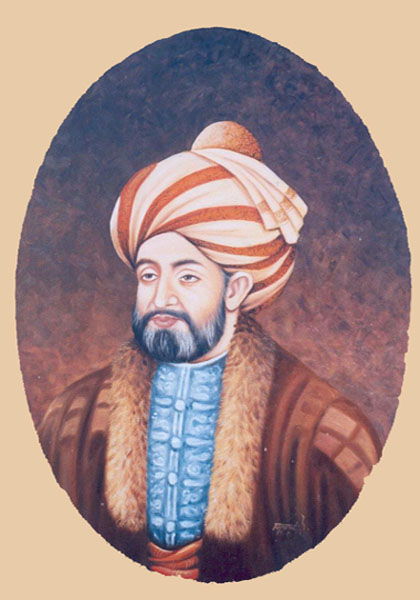
Ахмед-шах Абдалі

### В'єтнам

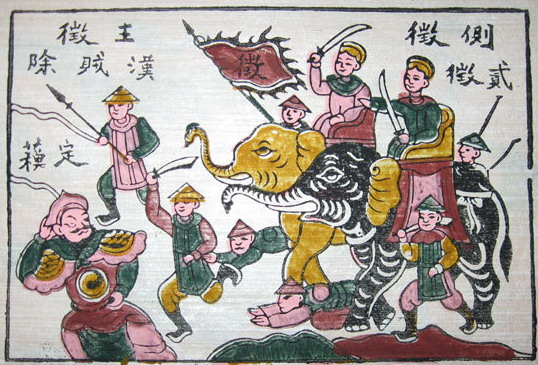
Сестри Чинг
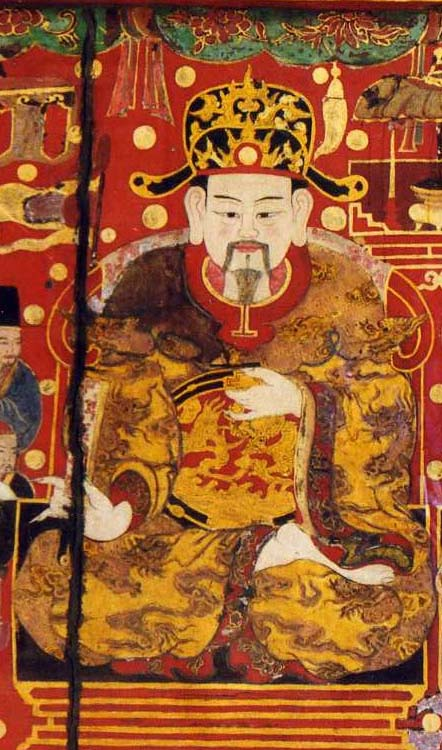
Імператор Лі Нам
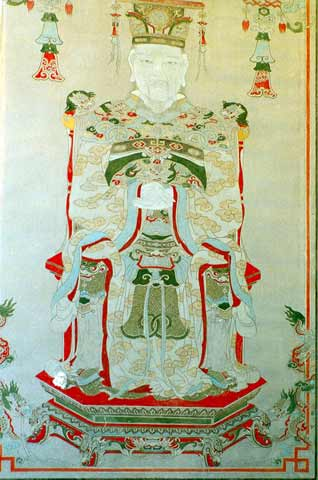
Ле Хоан
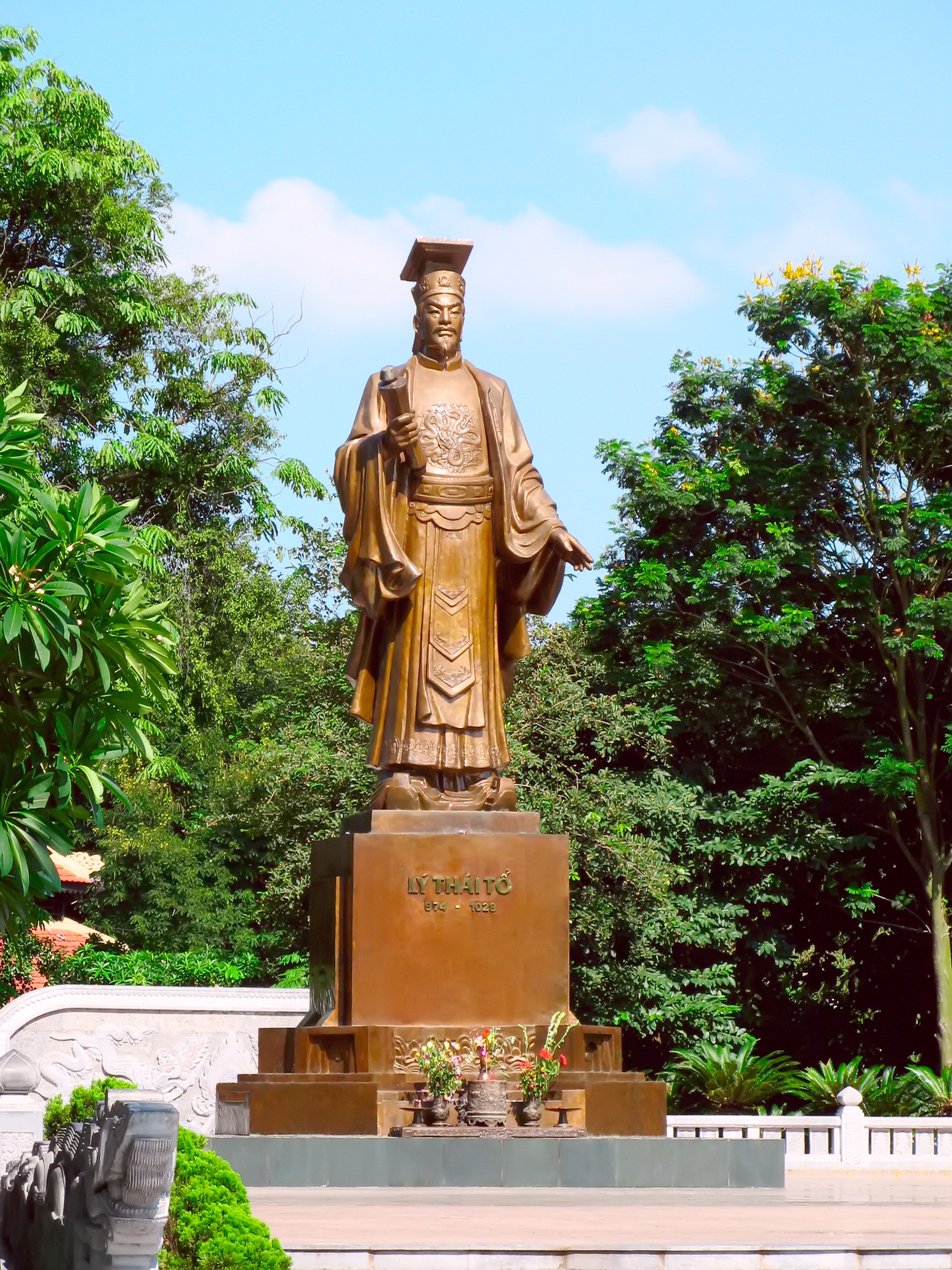
Лі Тхай То
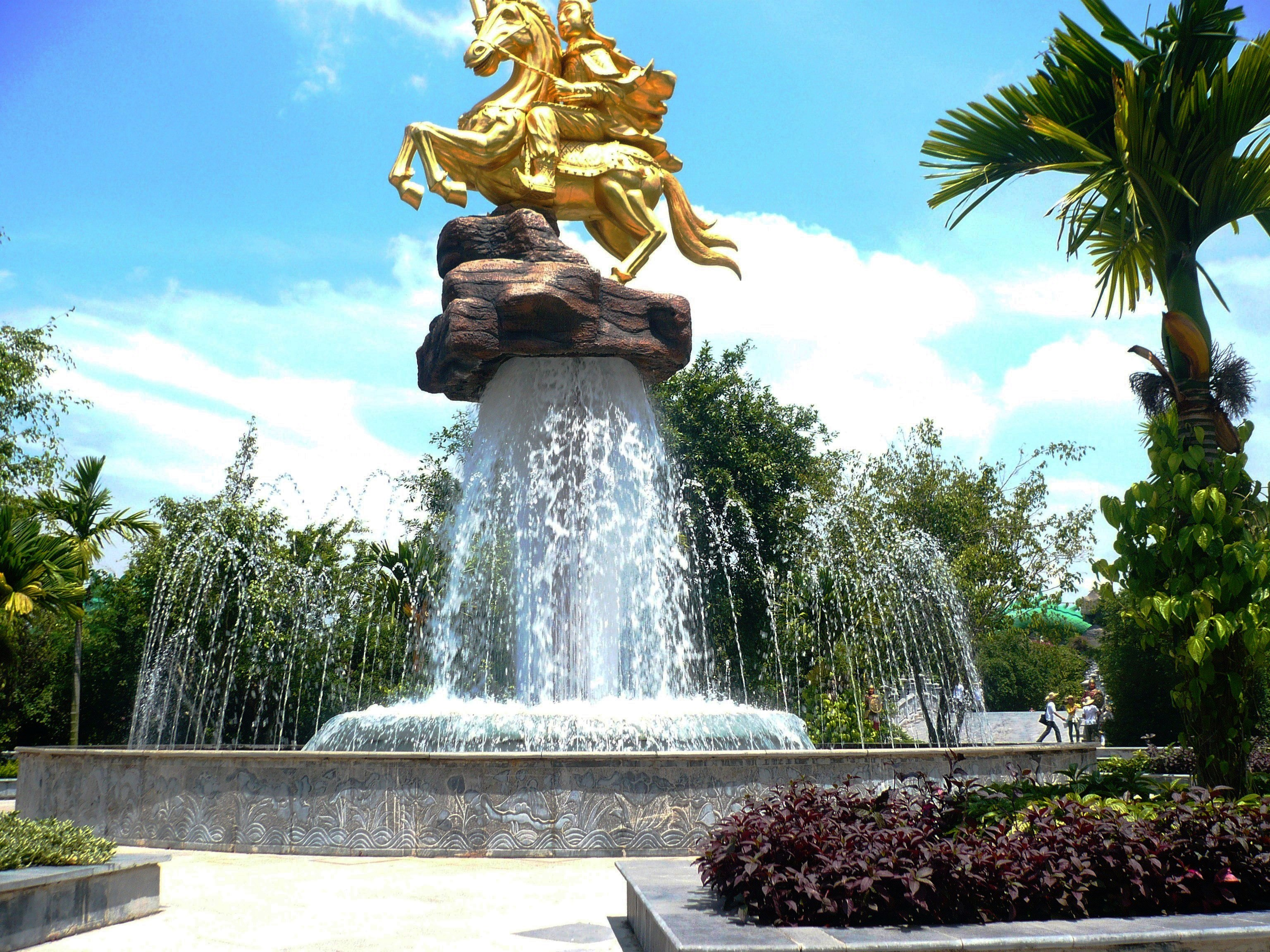
Лі Тхунг К'єт
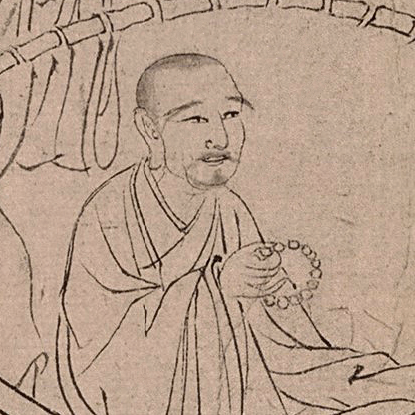
Чан Нян Тонг
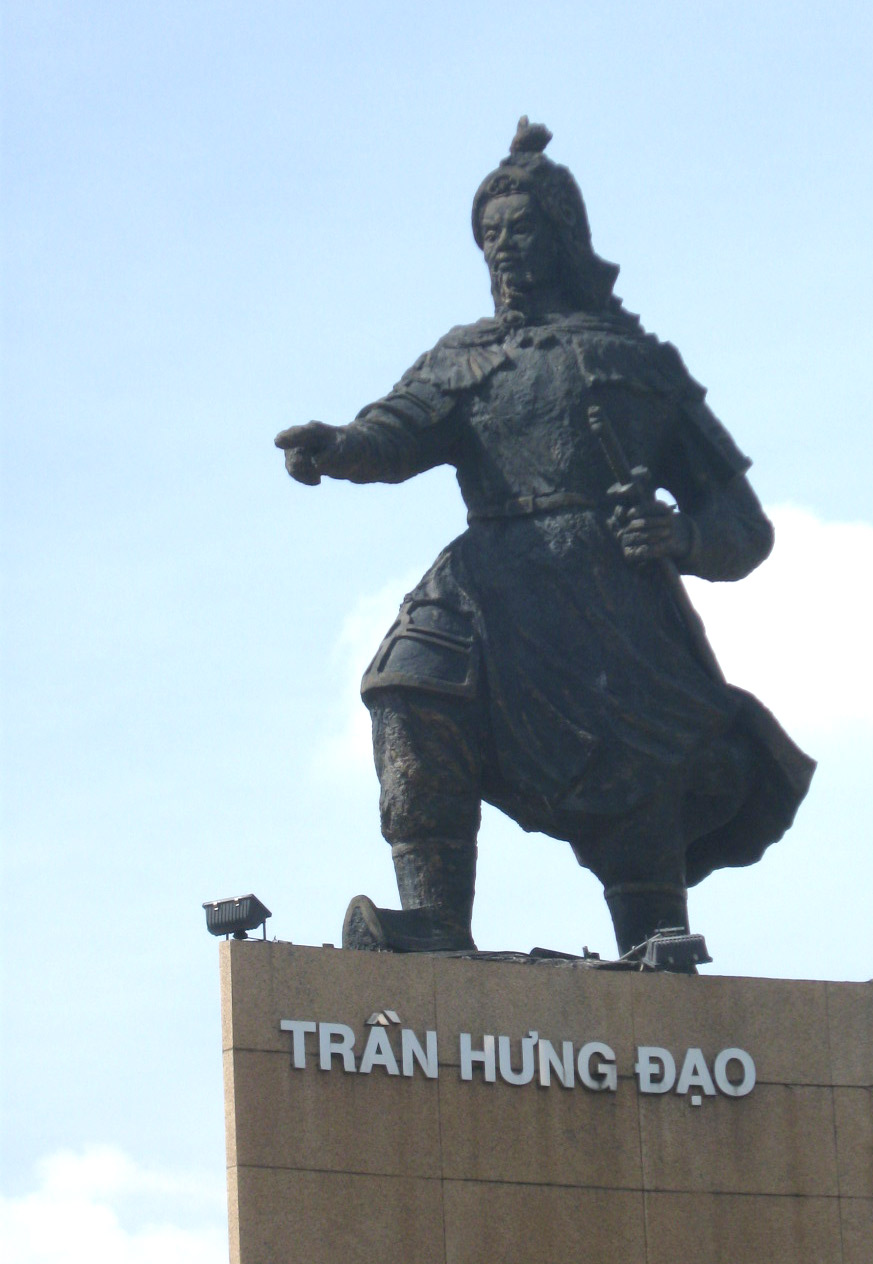
Чан Хинг Дао
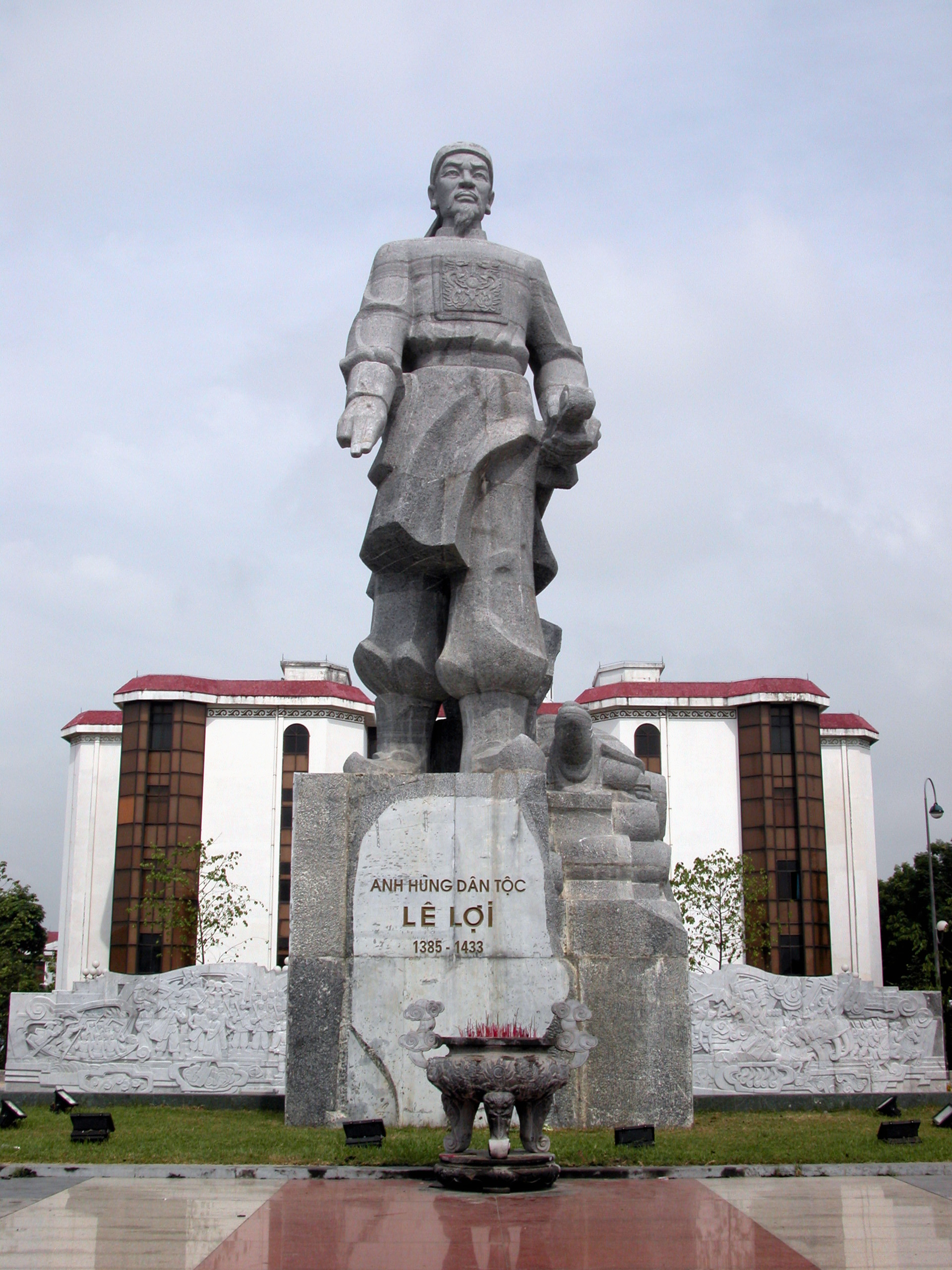
Ле Лой
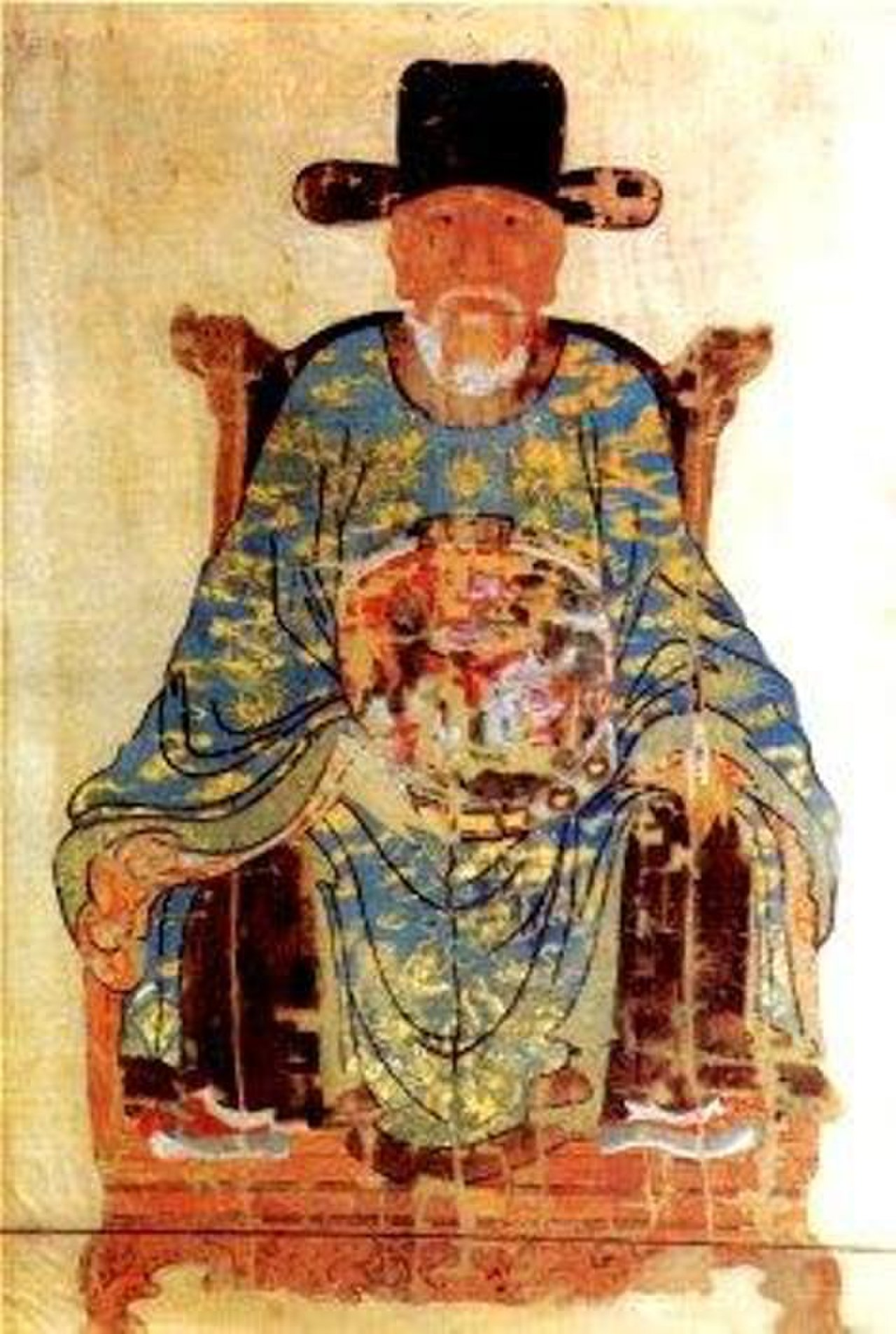
Нгуєн Чай
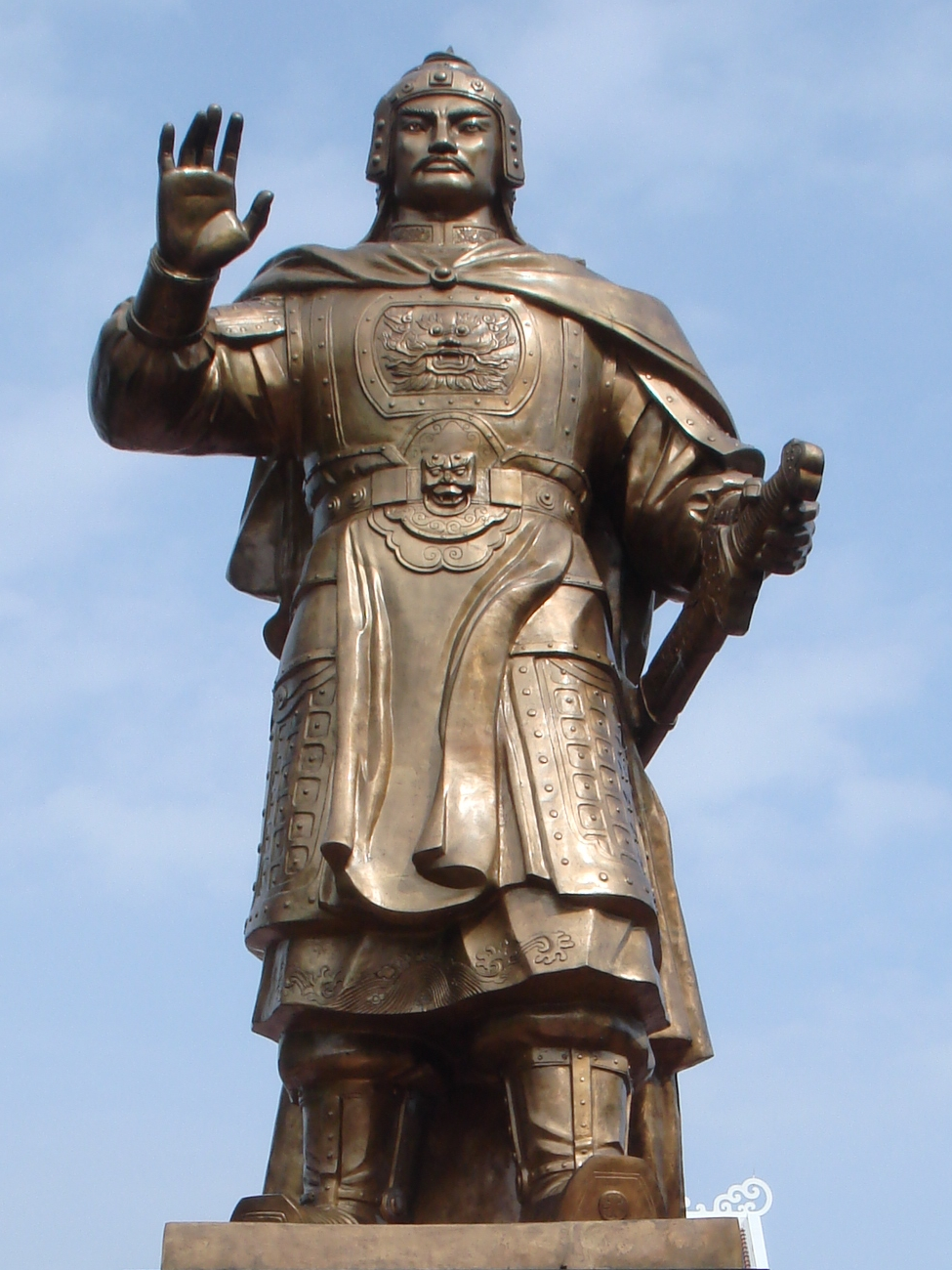
Нгуєн Хюе
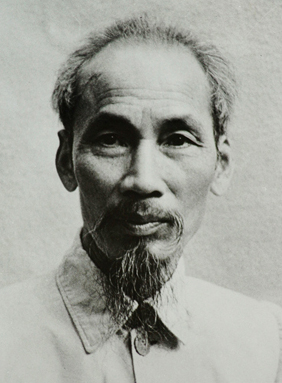
Хо Ші Мін

- Королі династії Хунг[en][1]
- Нго Куєн
- Дінь Бо Лінь

### Ізраїль

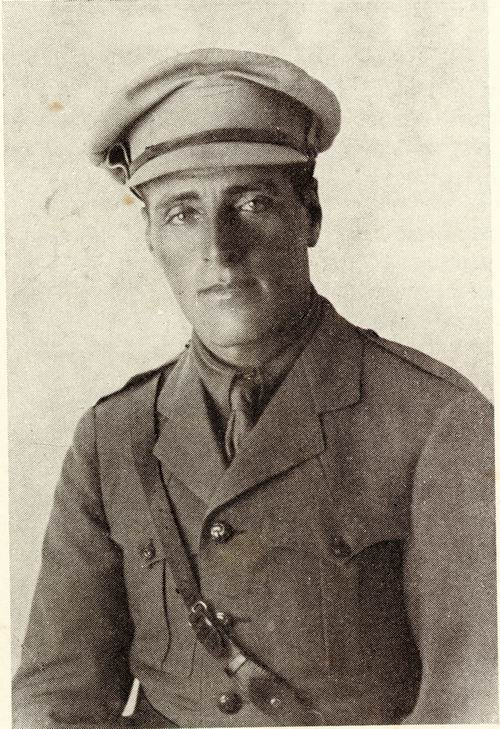
Йосеф Трумпельдор
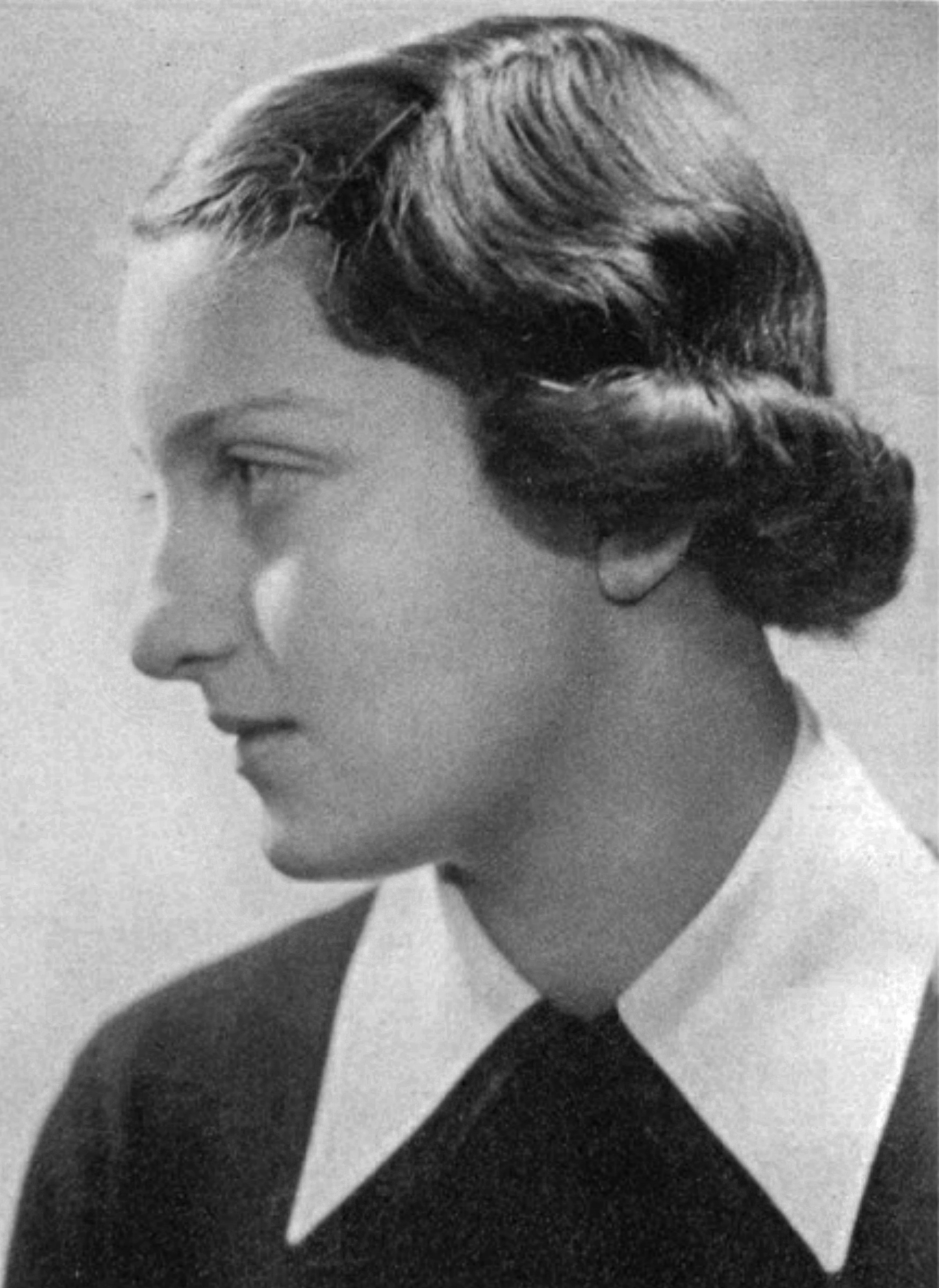
Хана Сенеш
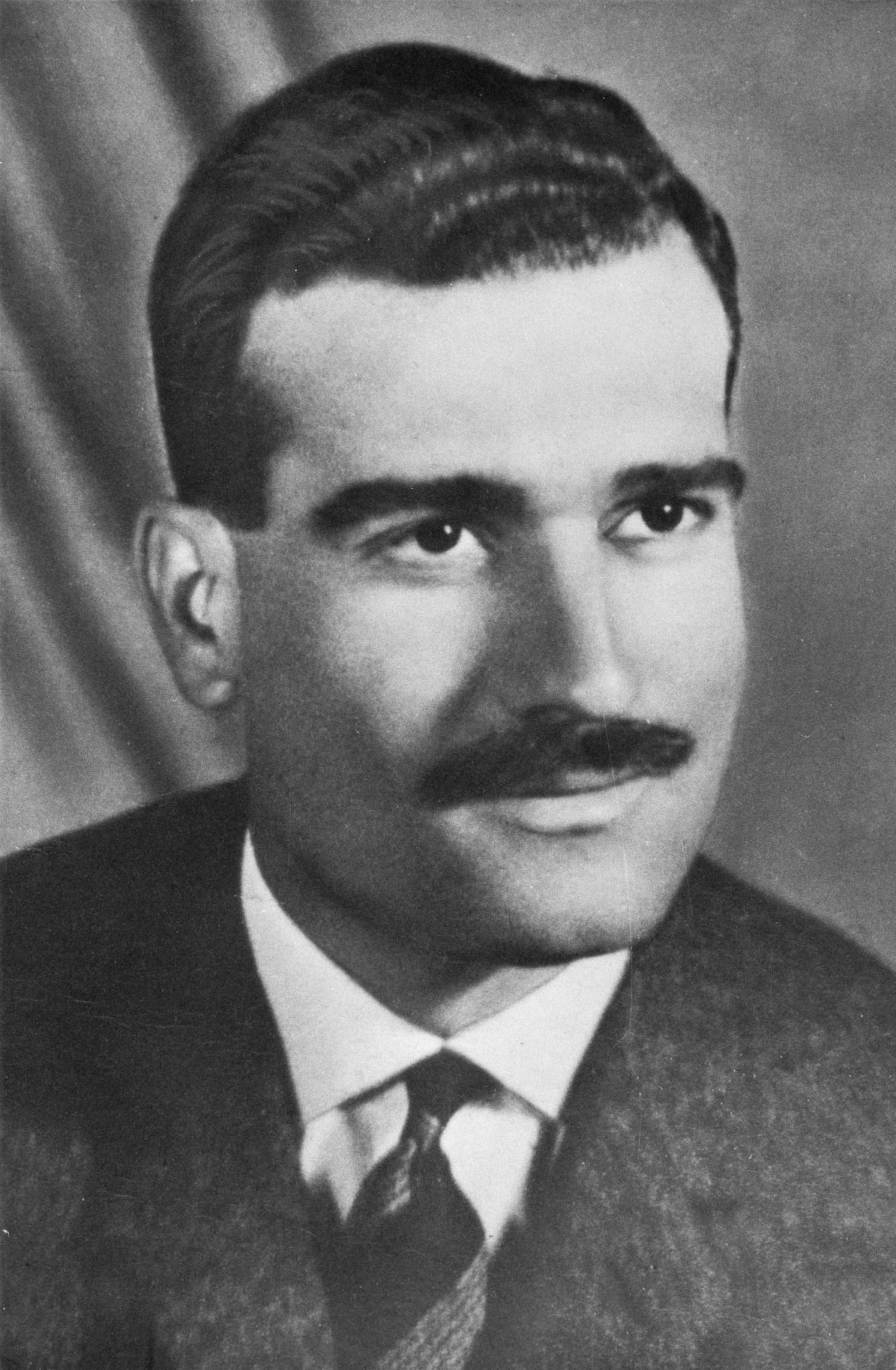
Елі Коен
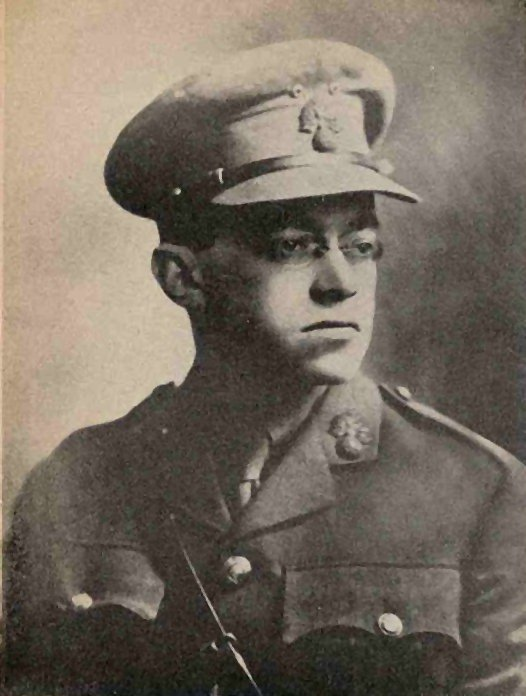
Володимир Жаботинський
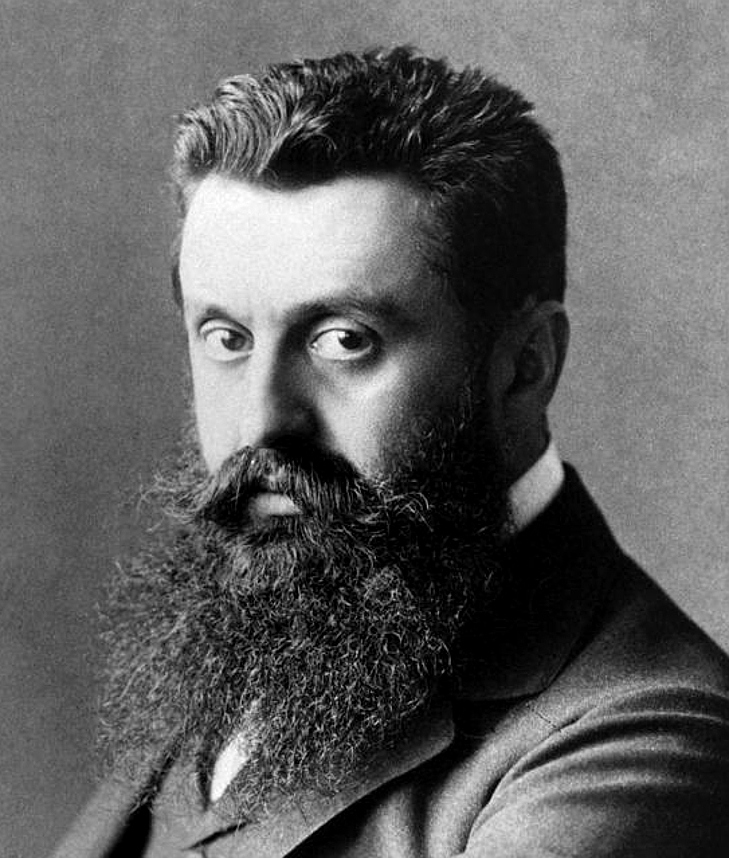
Теодор Герцль

### Індія

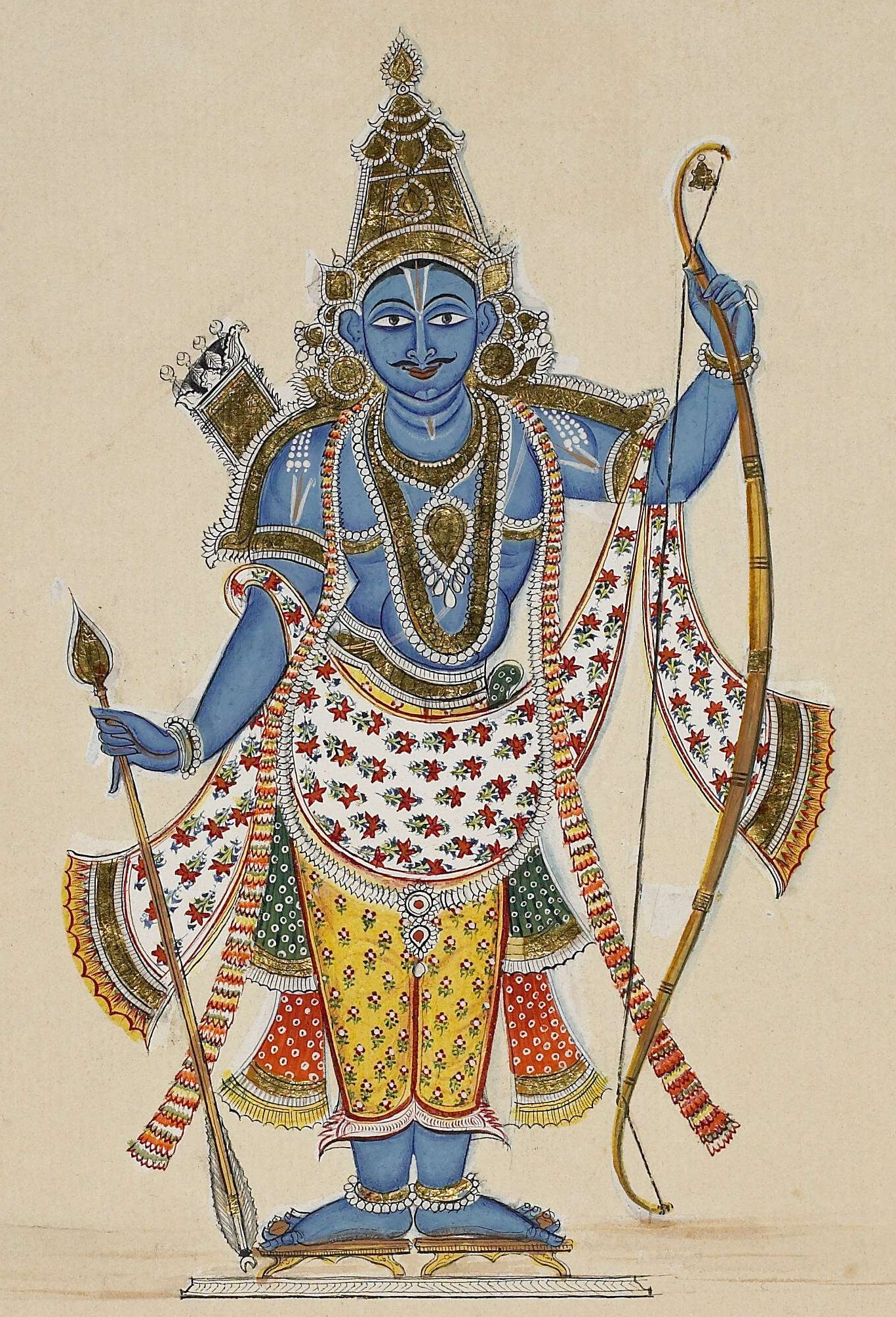
Рама
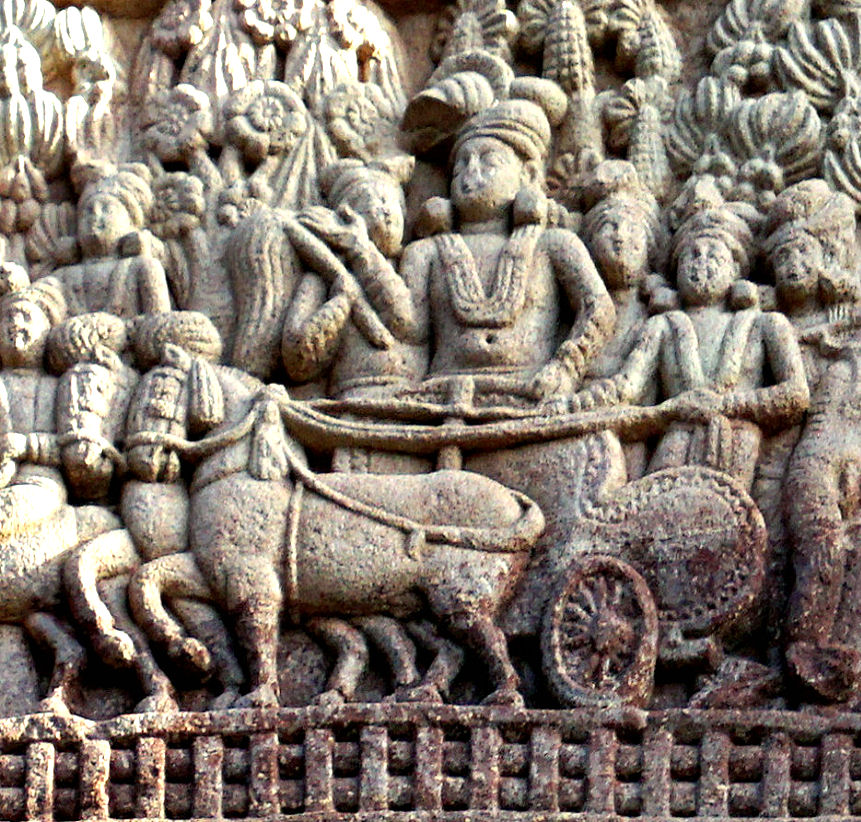
Ашока
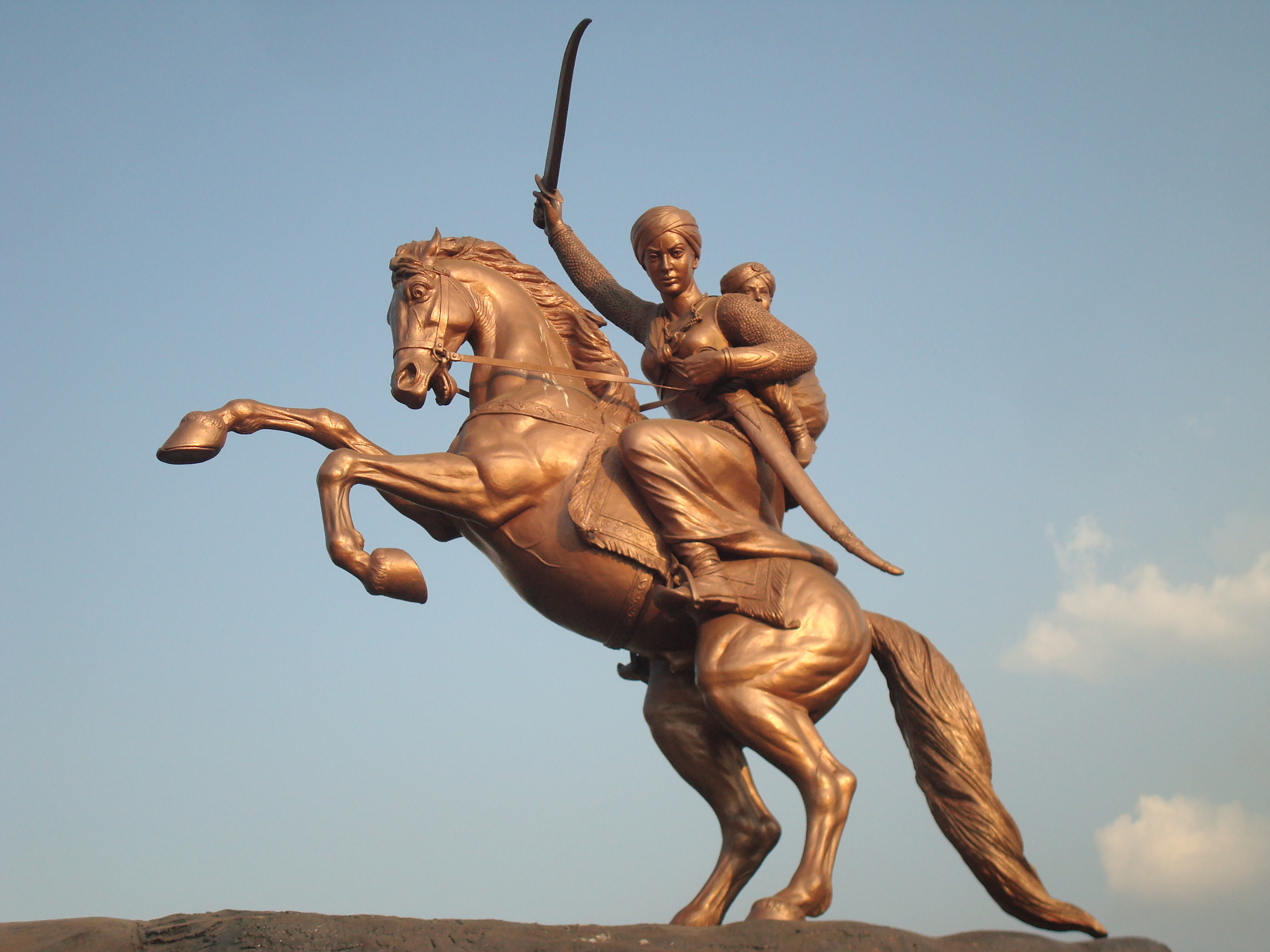
Лакшмі Баї
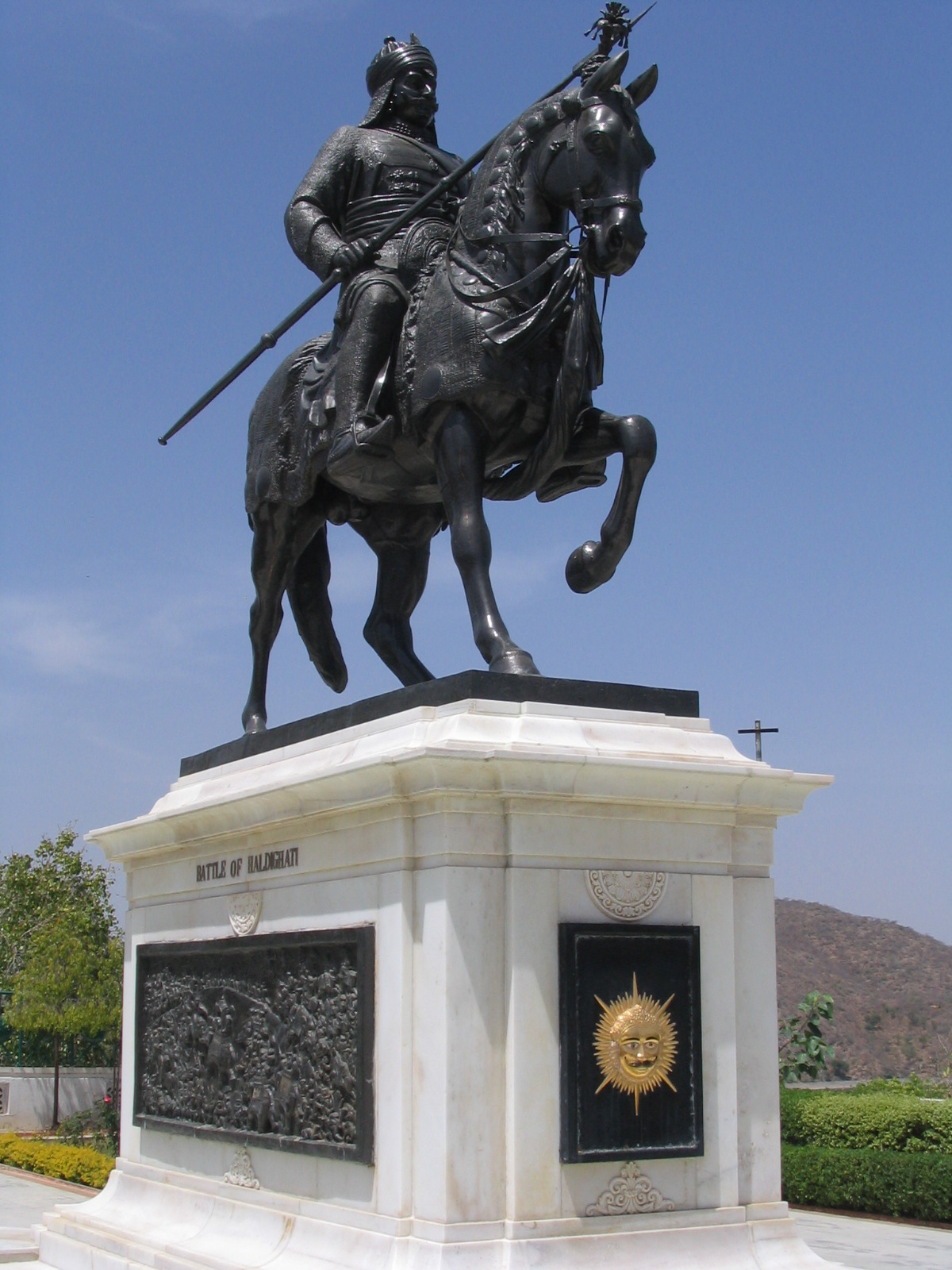
Пратап Сінґх
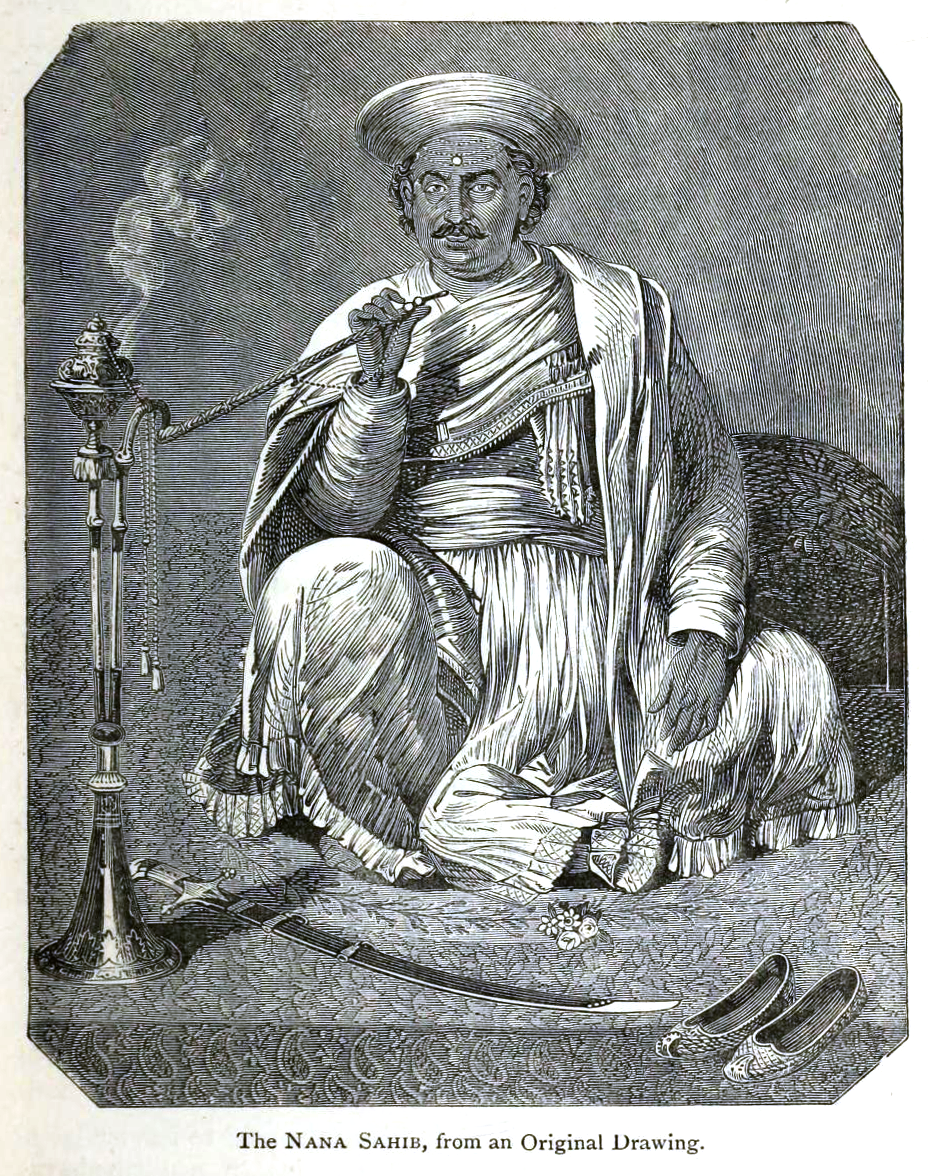
Нана Сагіб
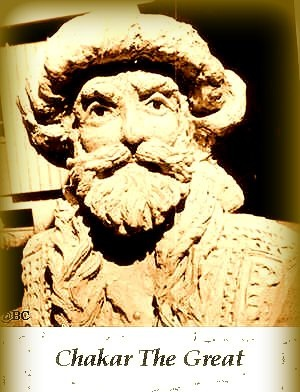
Мір Чакар Рінд
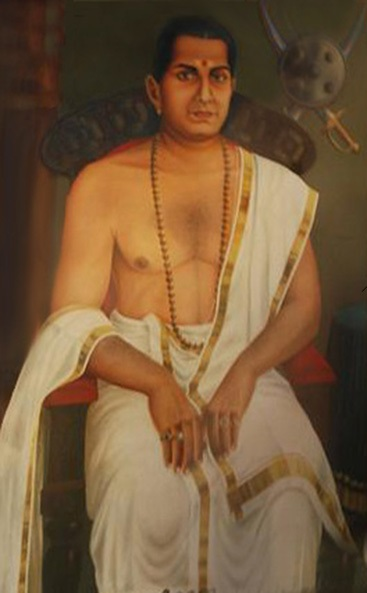
Пажассі Раджа
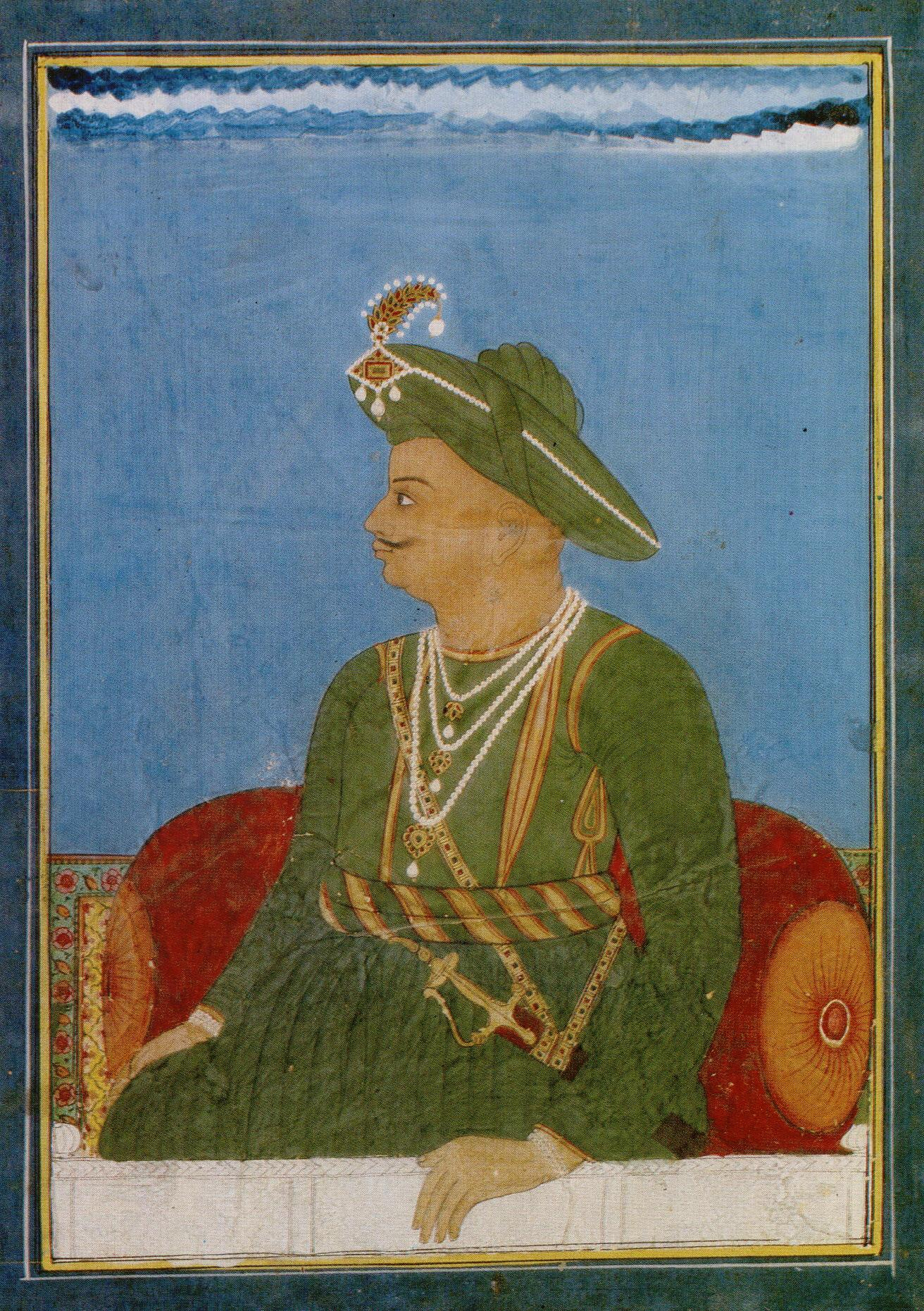
Тіпу Султан
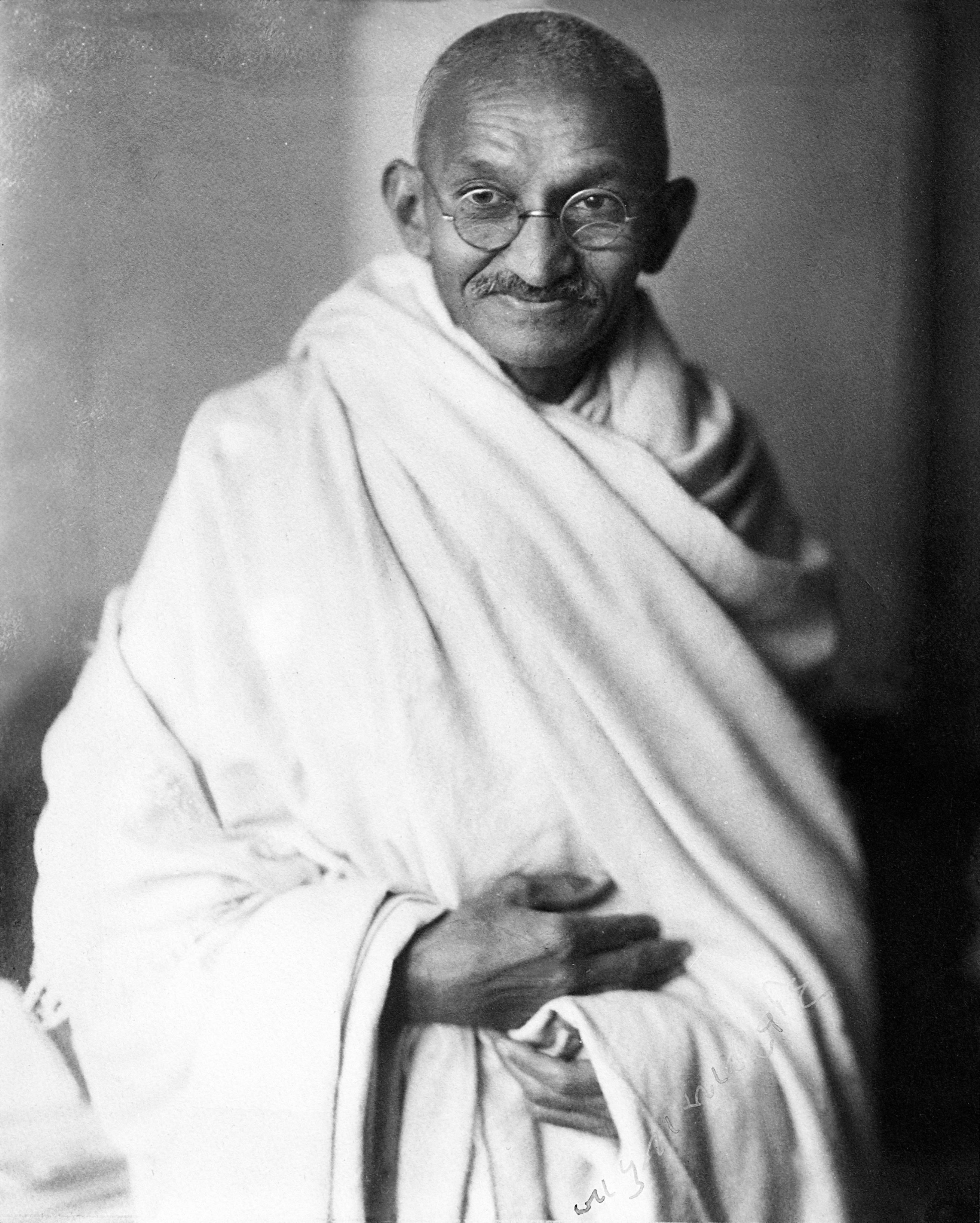
Магатма Ганді

### Індонезія

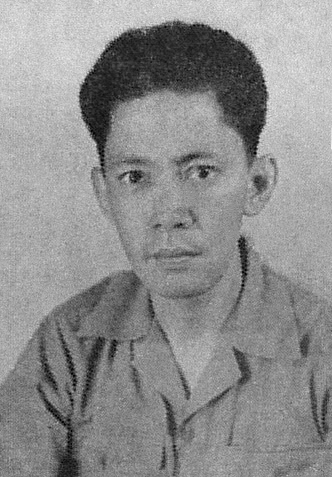
Абдул Халім
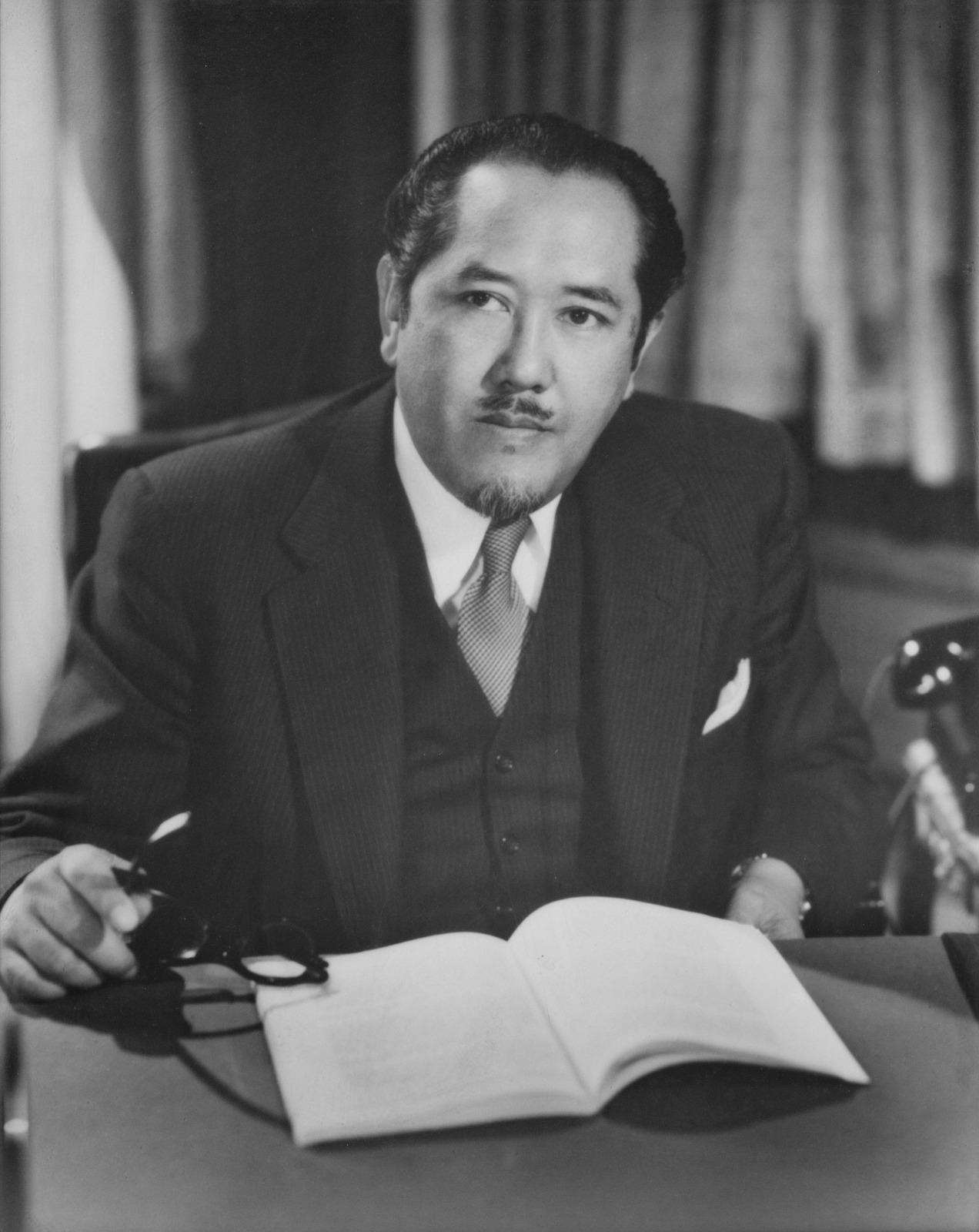
Алі Састроаміджойо
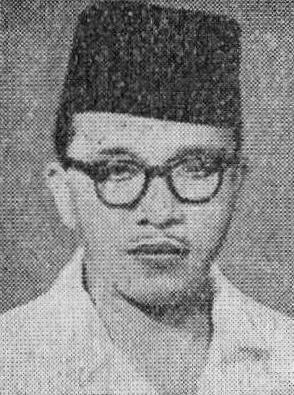
Бурхануддін Харахап
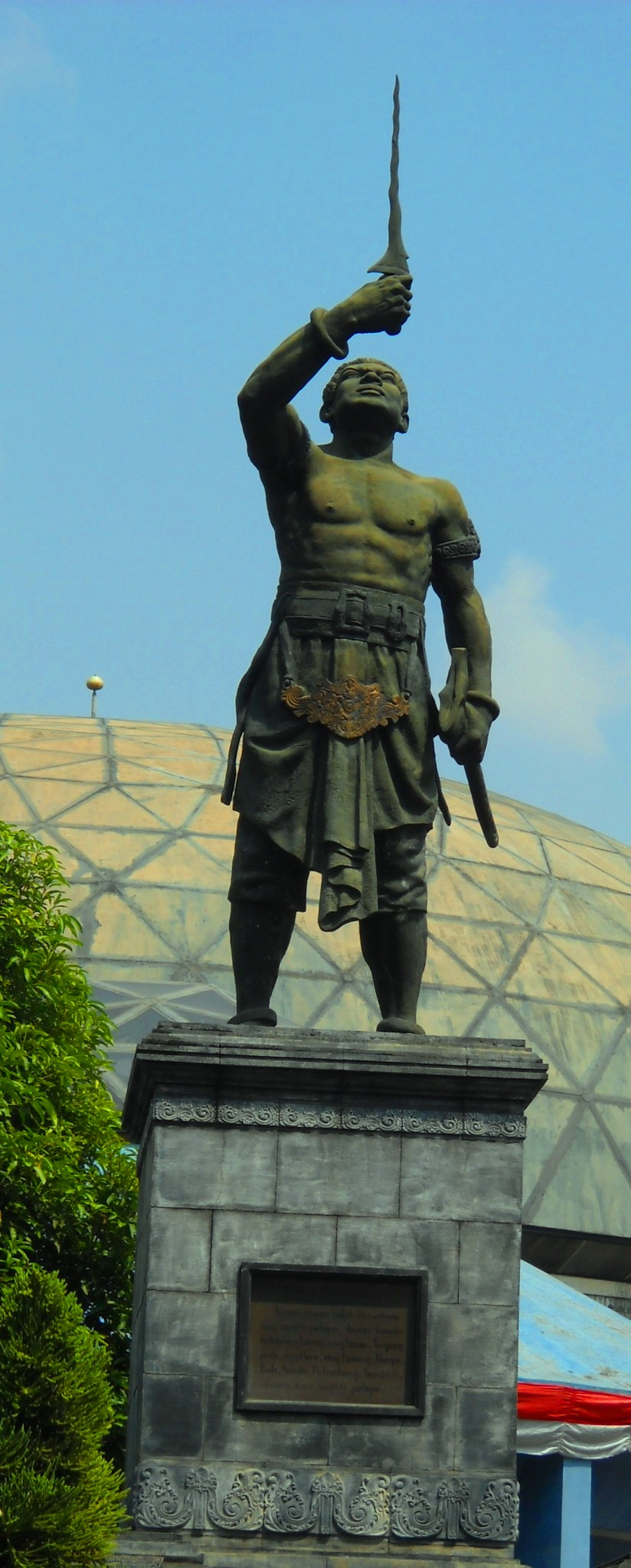
Гаджа Мада
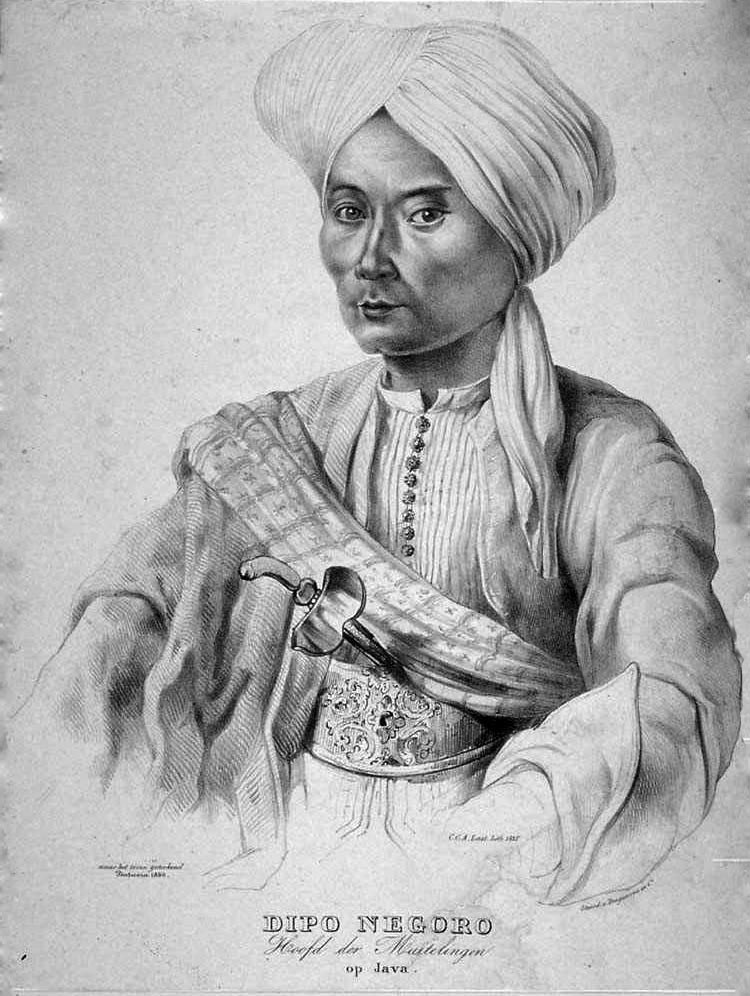
Діпонегоро
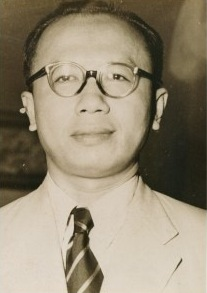
Джуанда Картавіджая
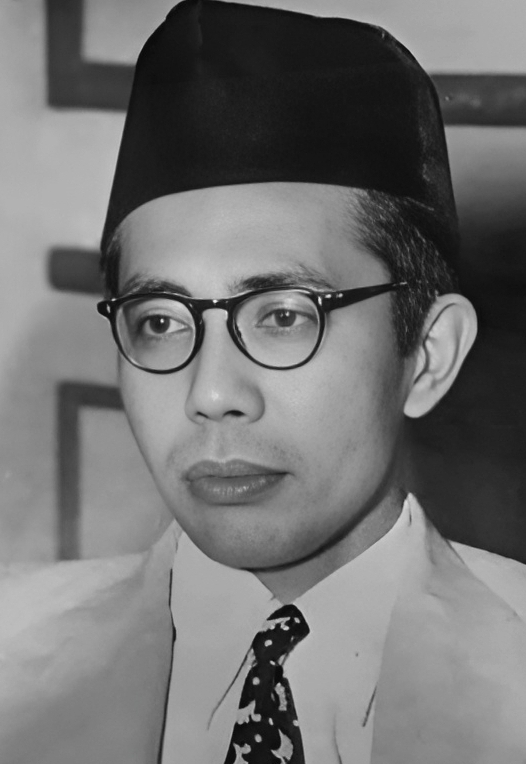
Мохаммад Натсір
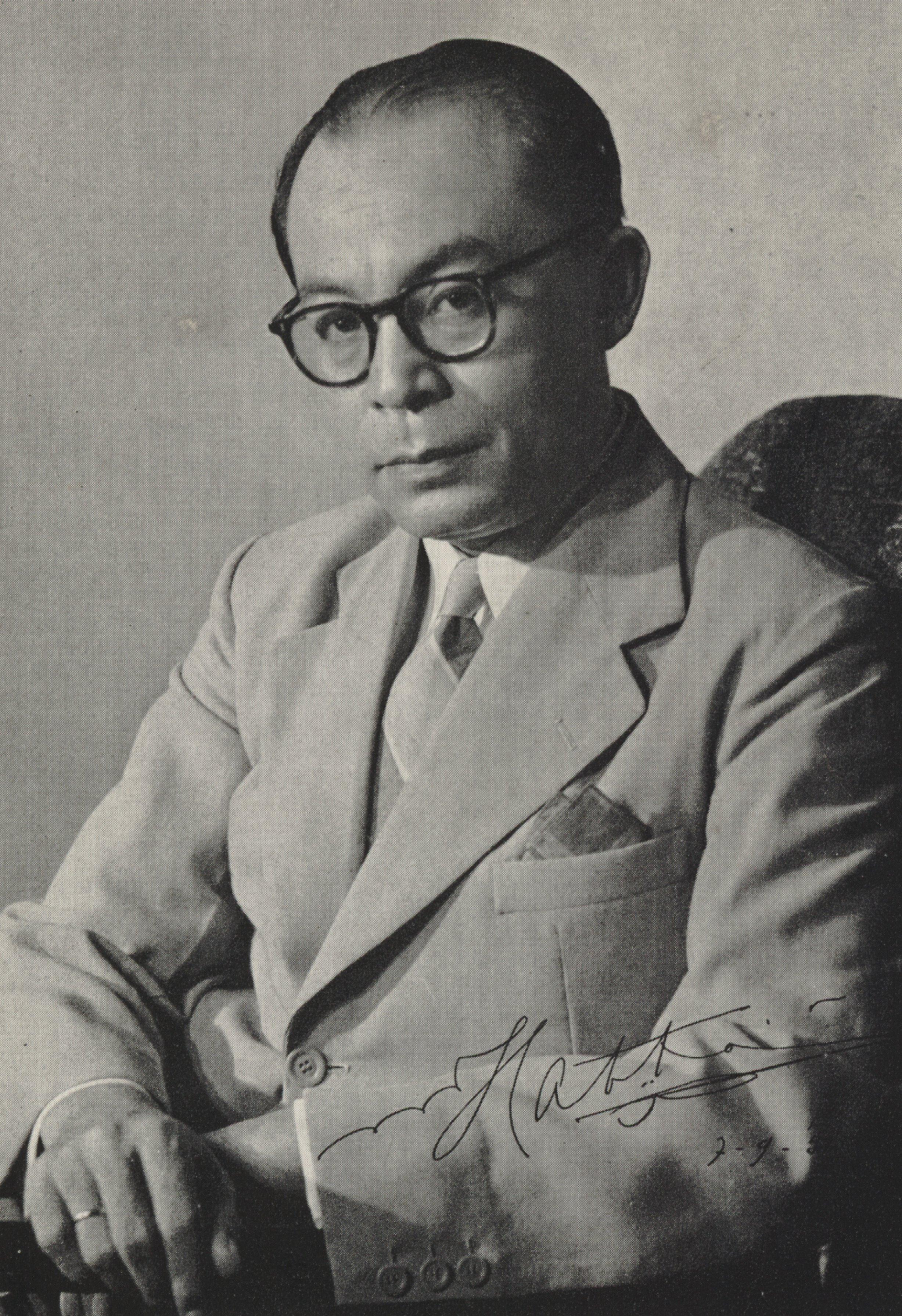
Мохаммад Хатта
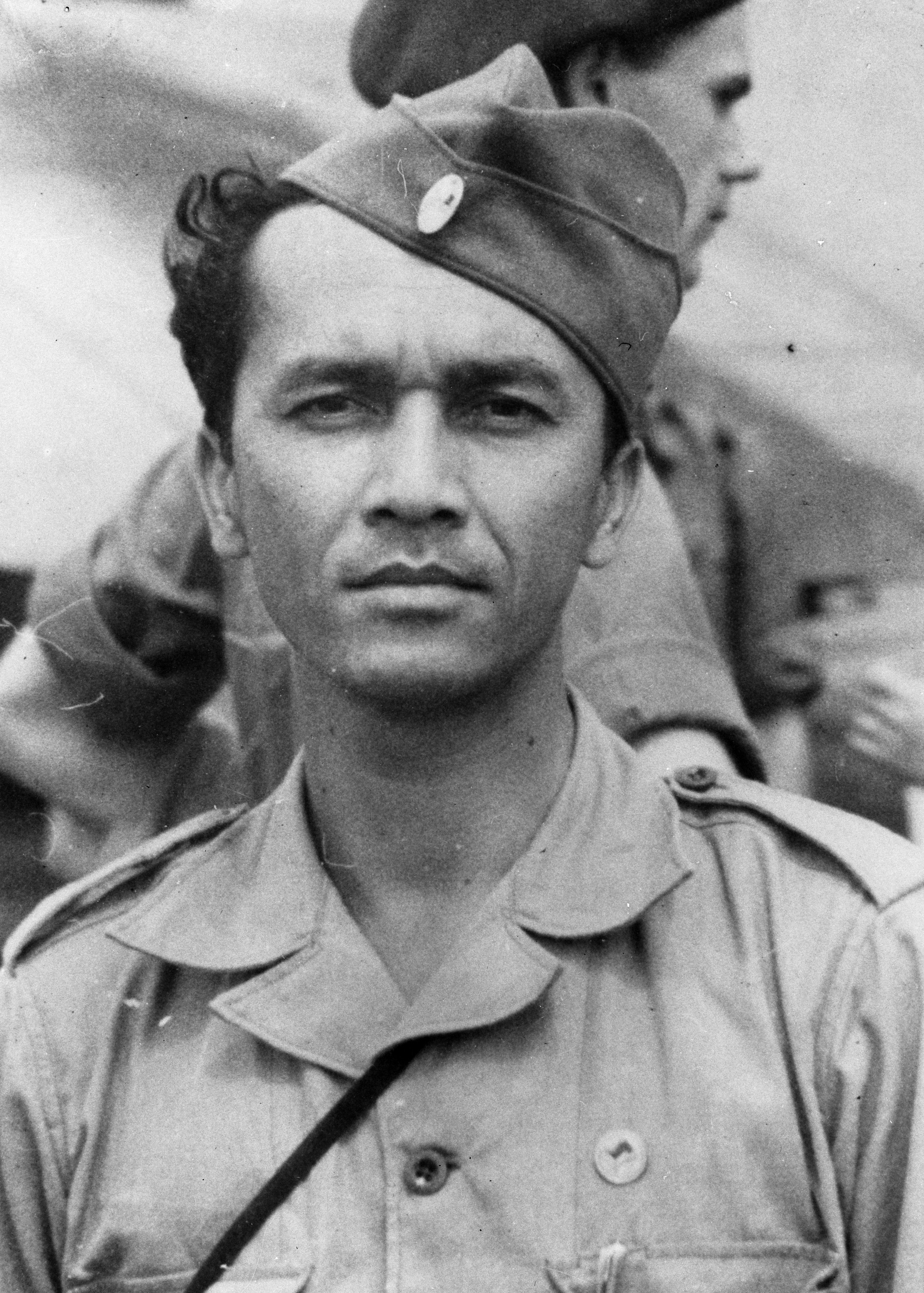
Аднан Капау Гані
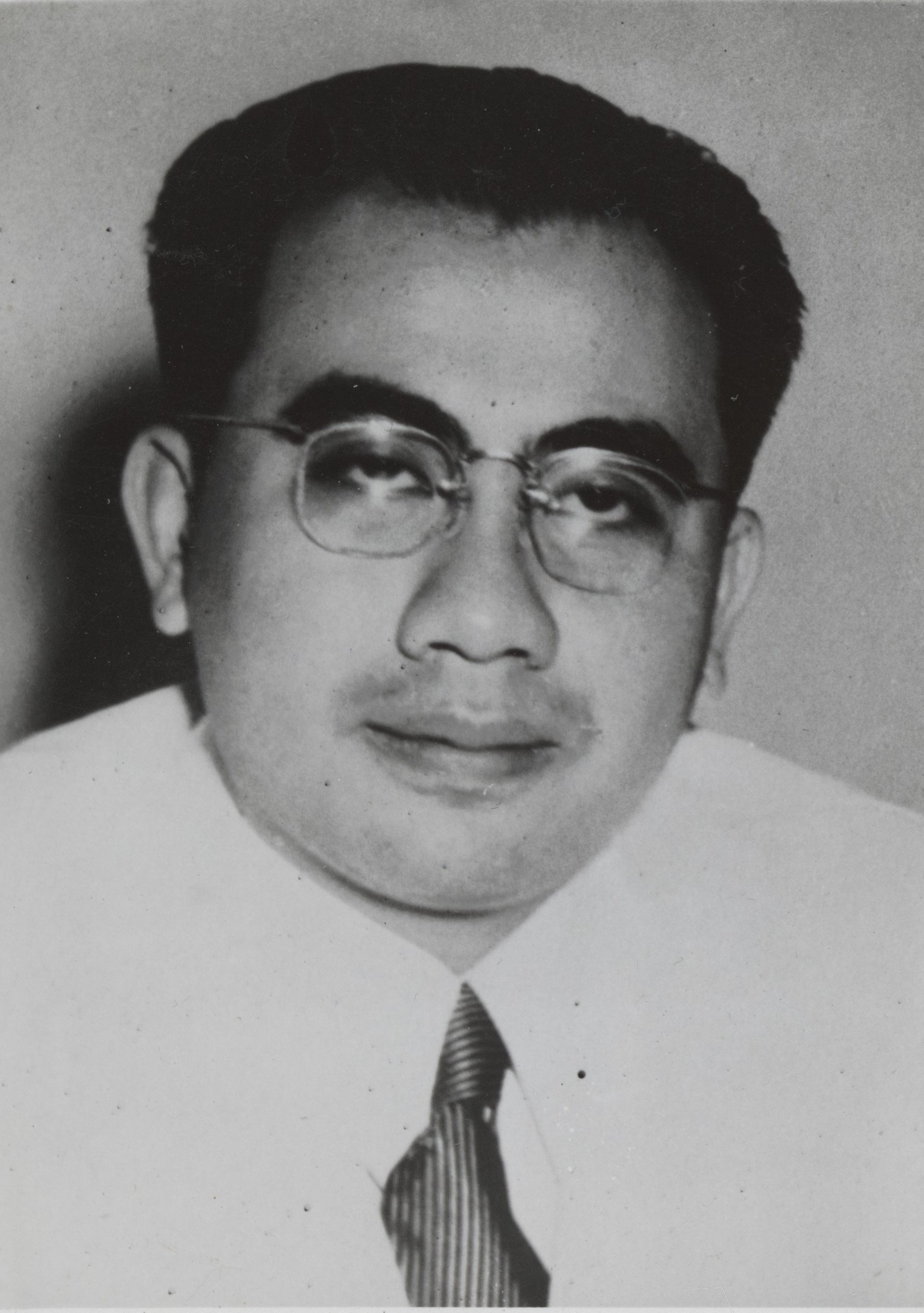
Іда Анак Аґунґ Ґде Аґунґ
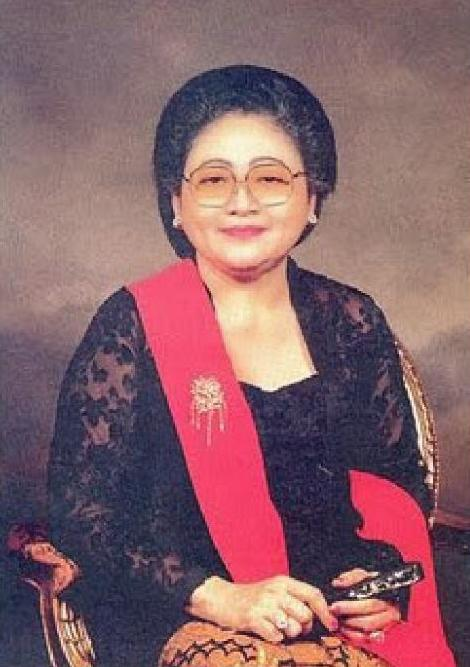
Сіті Гартіна
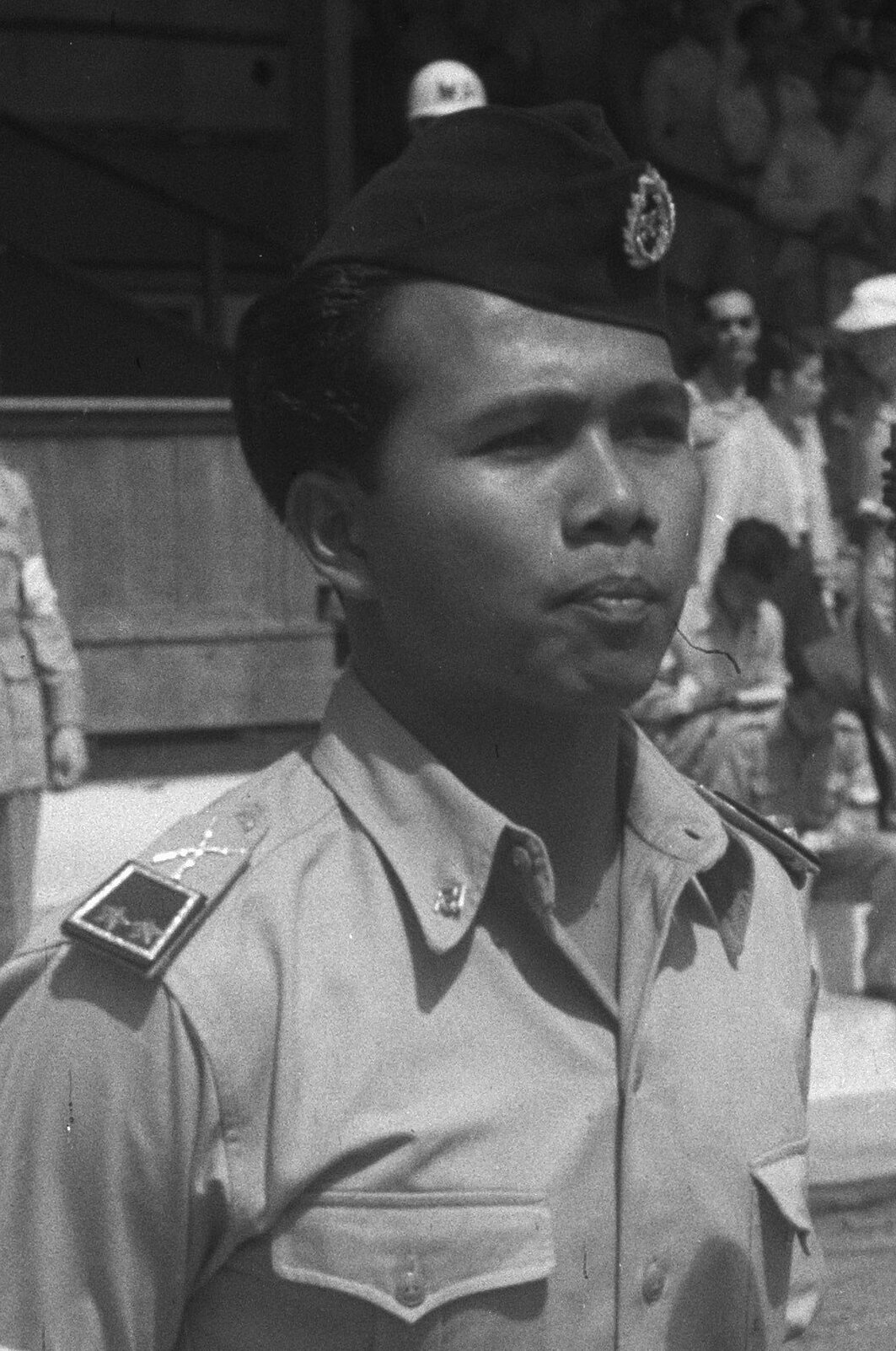
Ігнатіус Сламет Ріядь
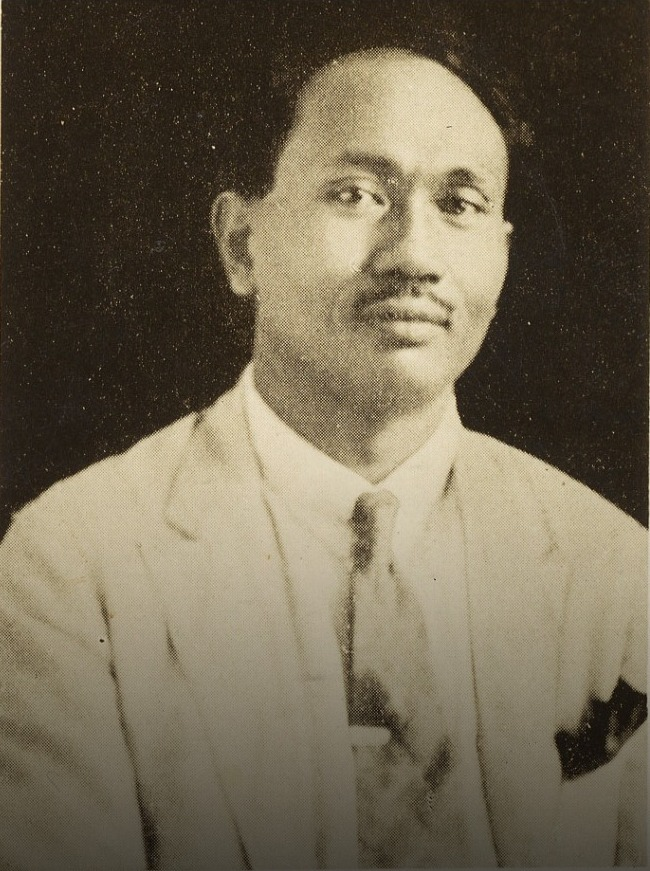
Соетомо
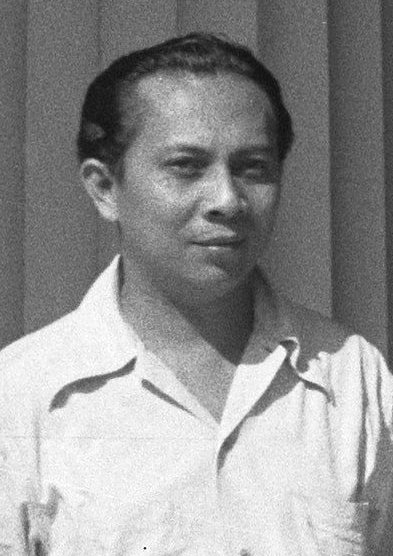
Сутан Шарір
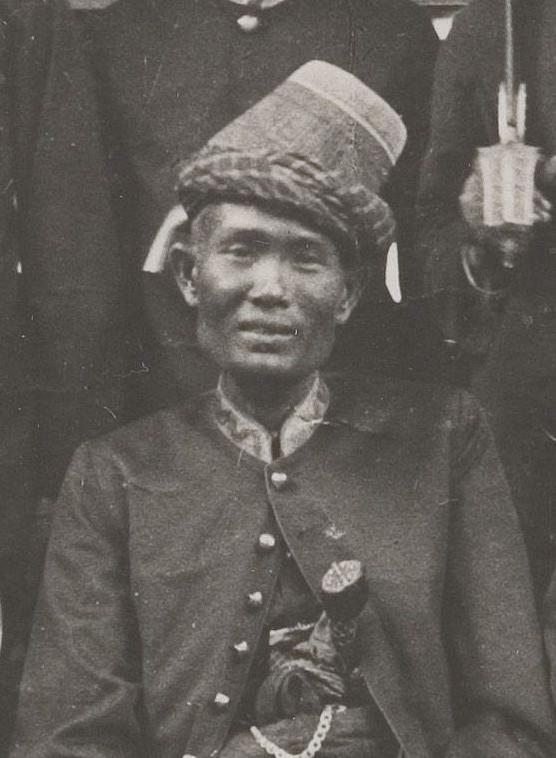
Теуку Умар

- Моестопо

### Іран

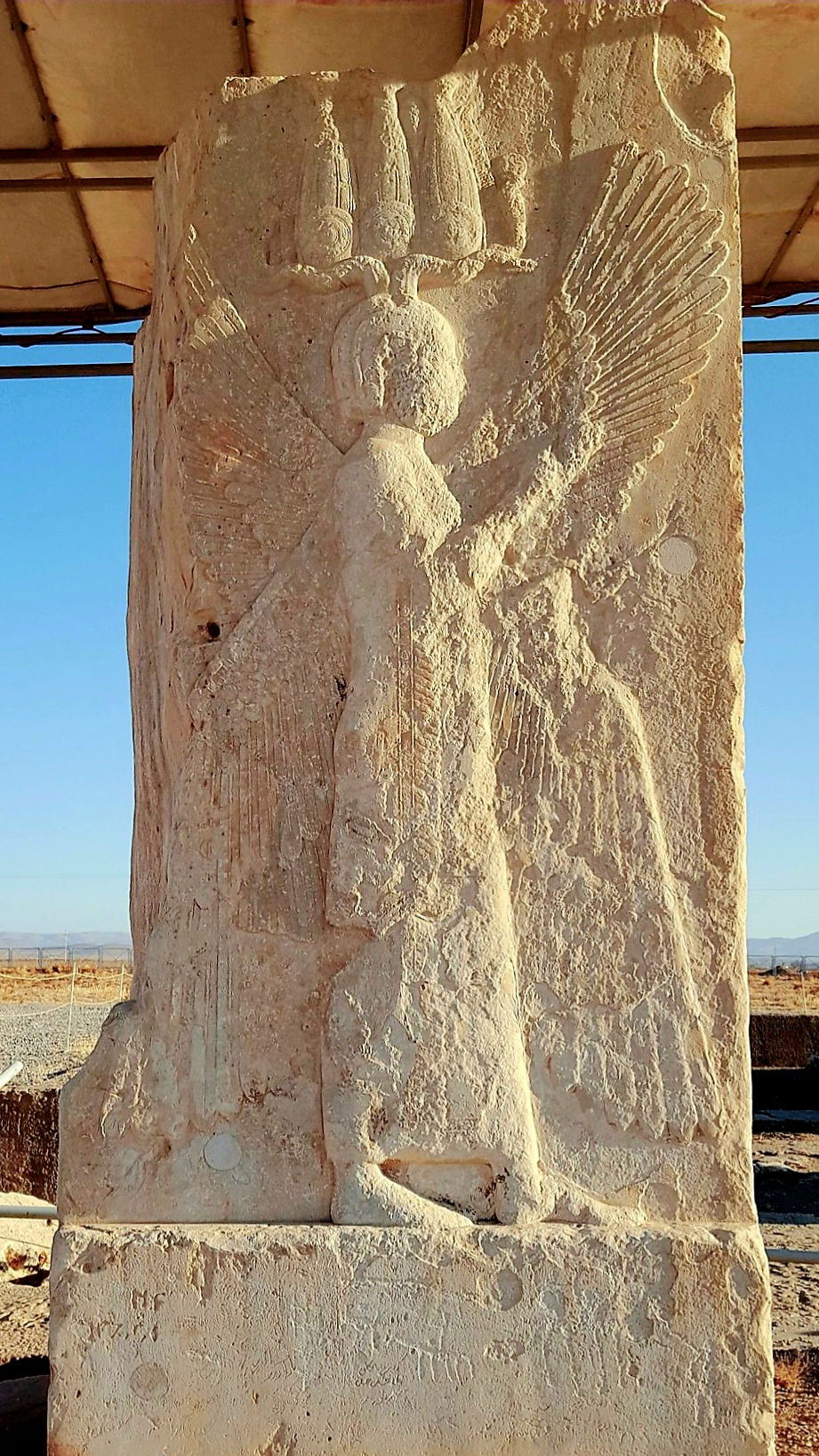
Кір II Великий
Бабек[2]

### Ірак

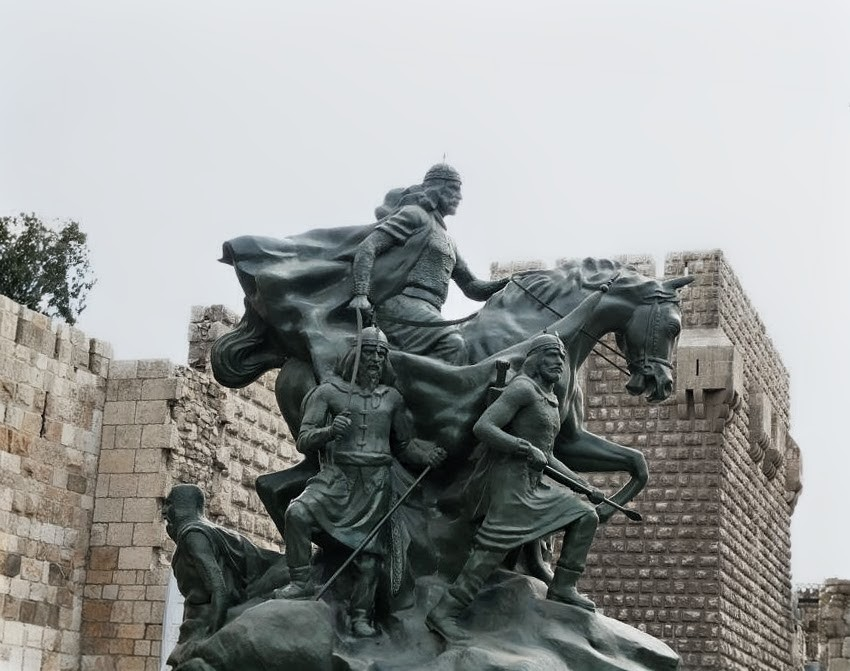
Салах ед Дін

### Китай

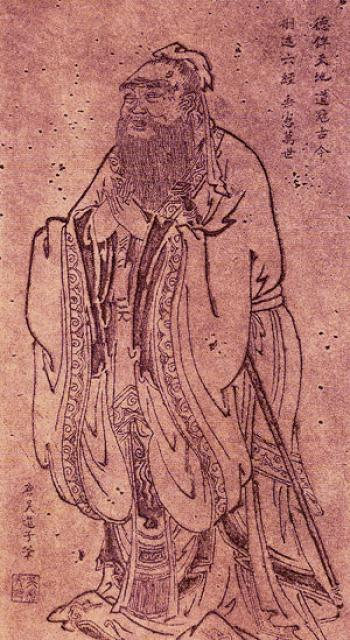
Конфуцій
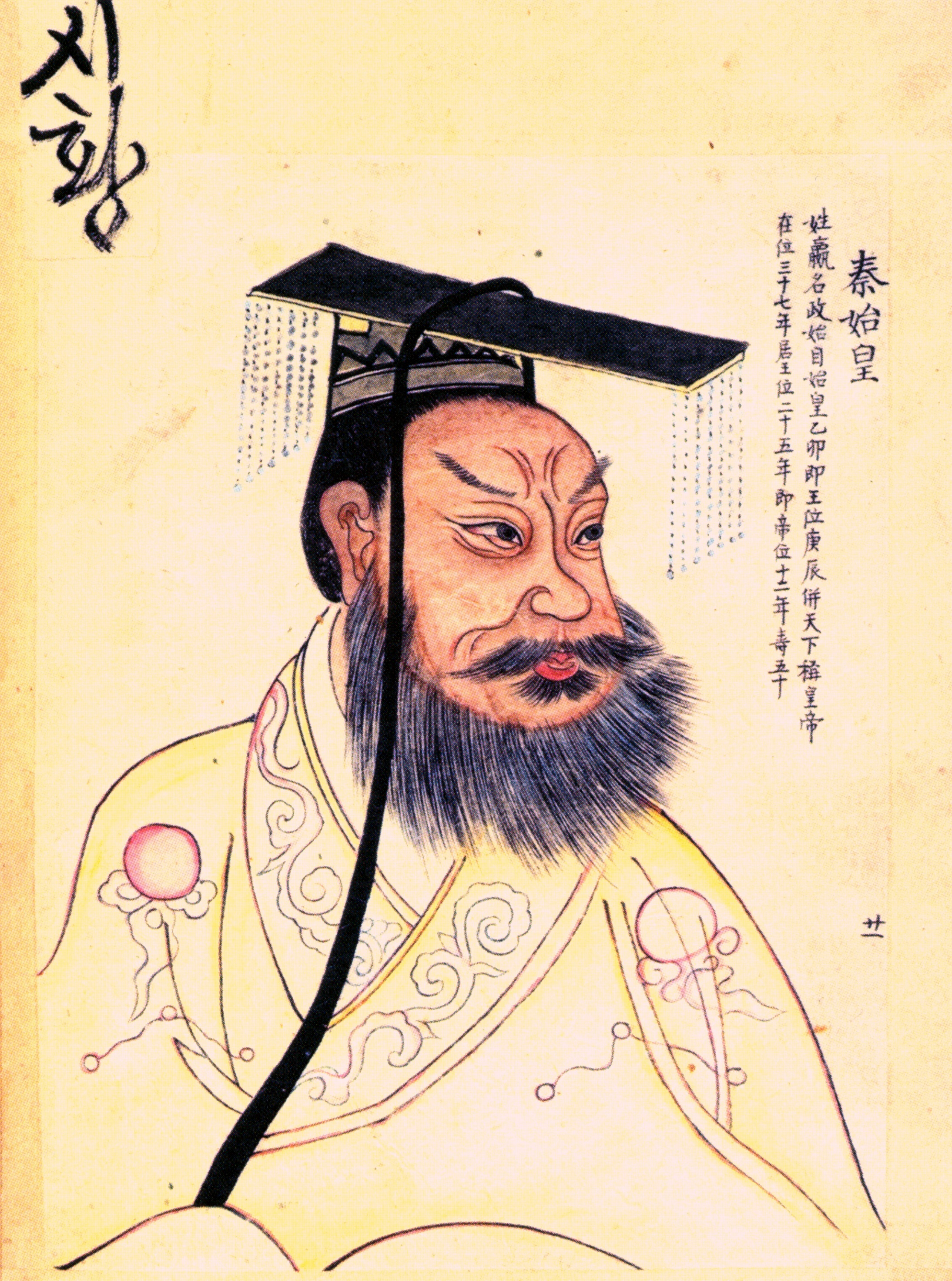
Цінь Ши Хуан-ді
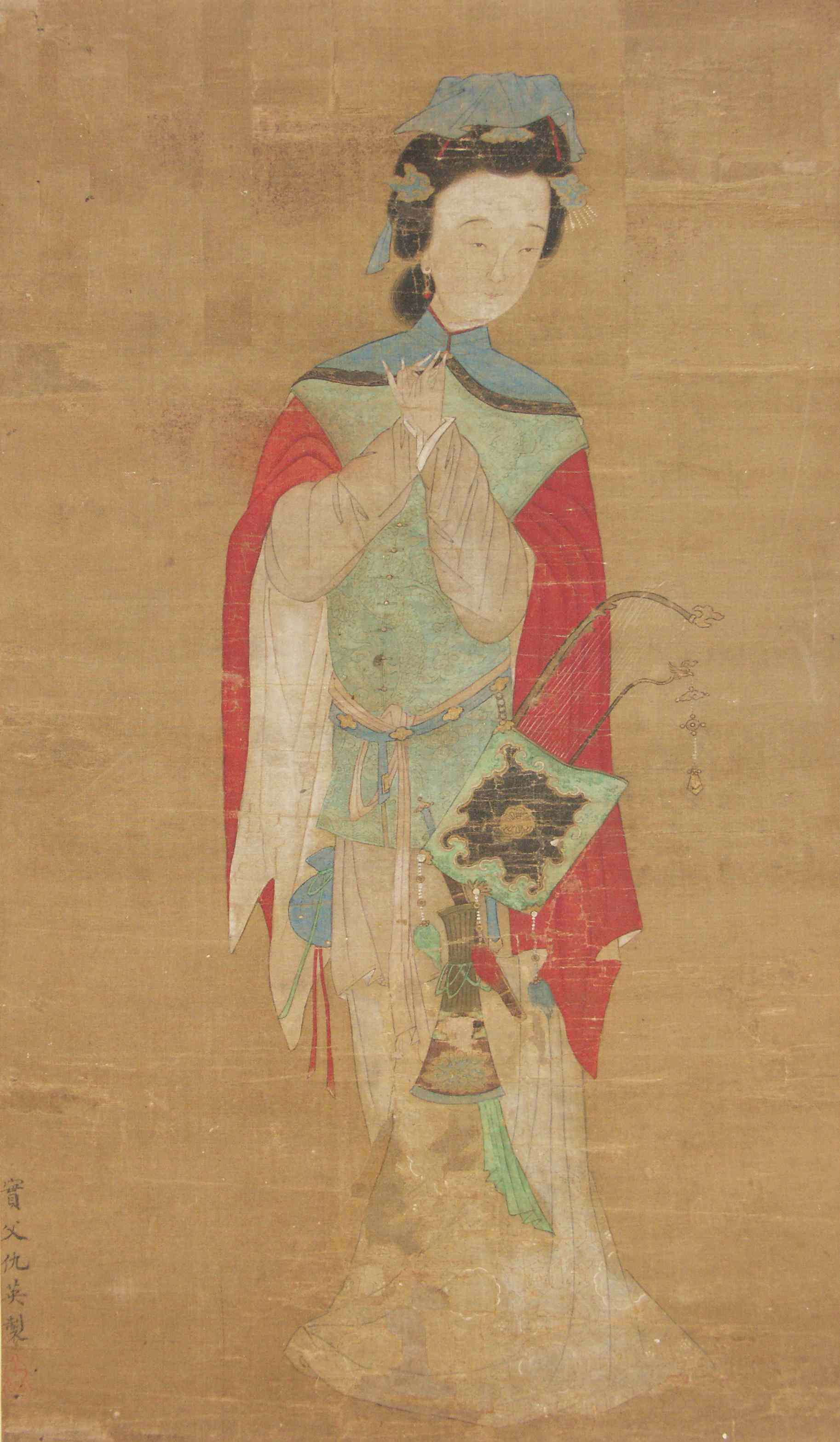
Хуа Мулань
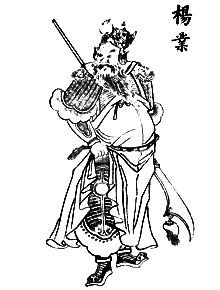
Ян Є
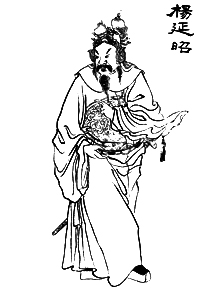
Ян Яньчжао
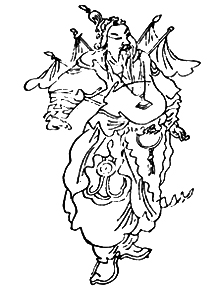
Ян Веньгуан
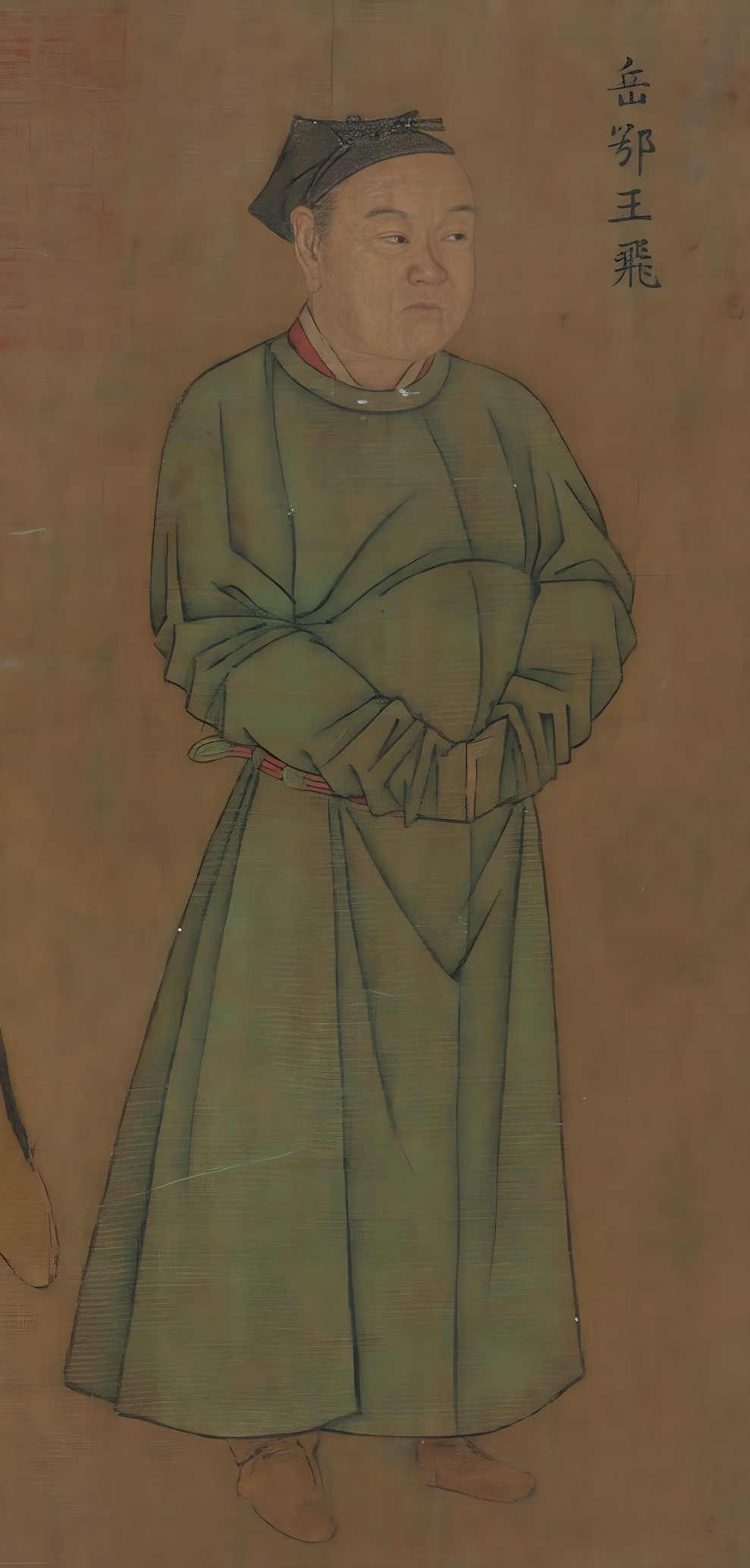
Юе Фей
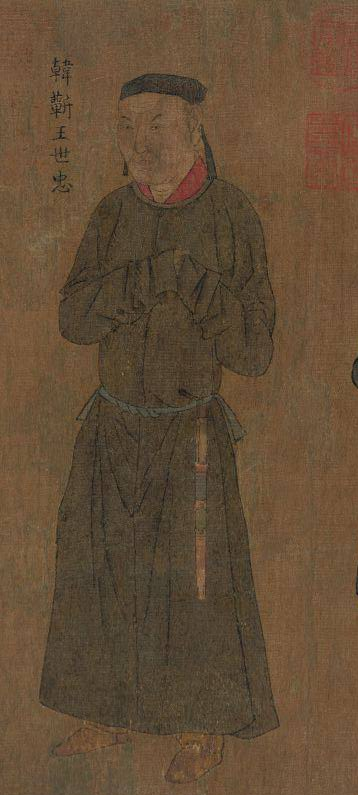
Хань Шичжун
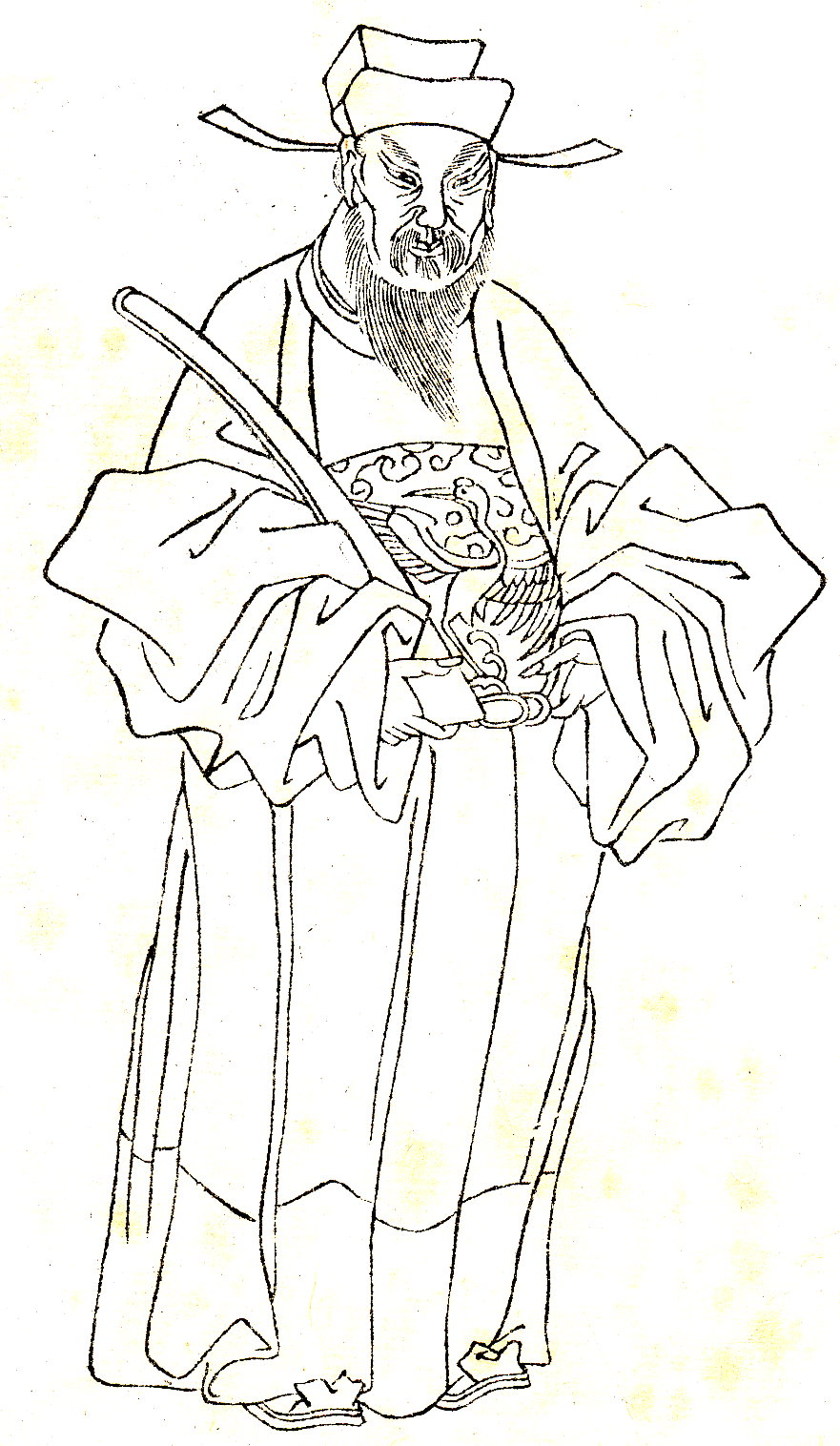
Лі Ган
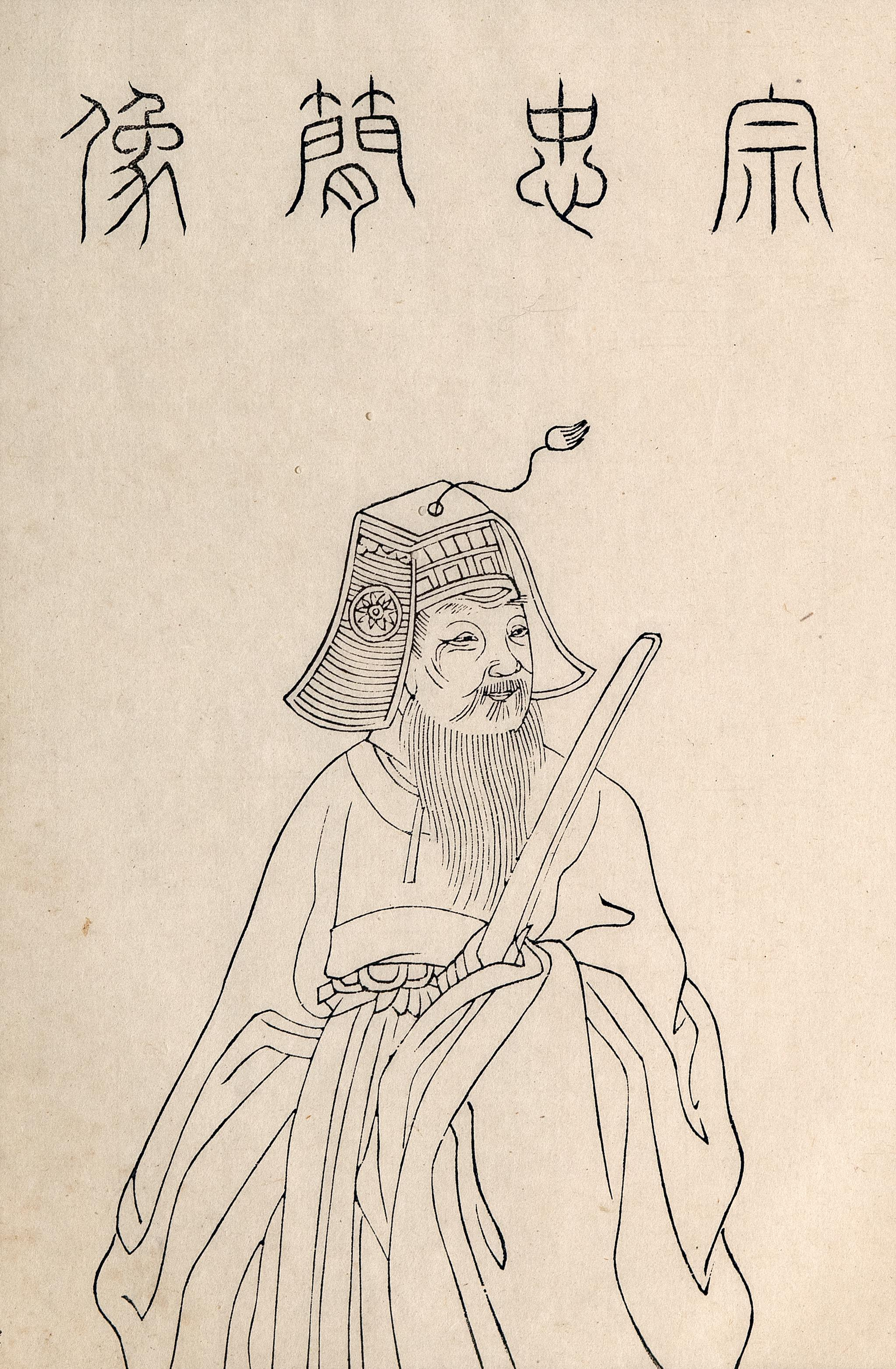
Цзунь Чжє
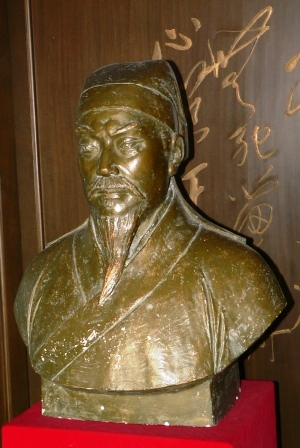
Вень Тяньсян
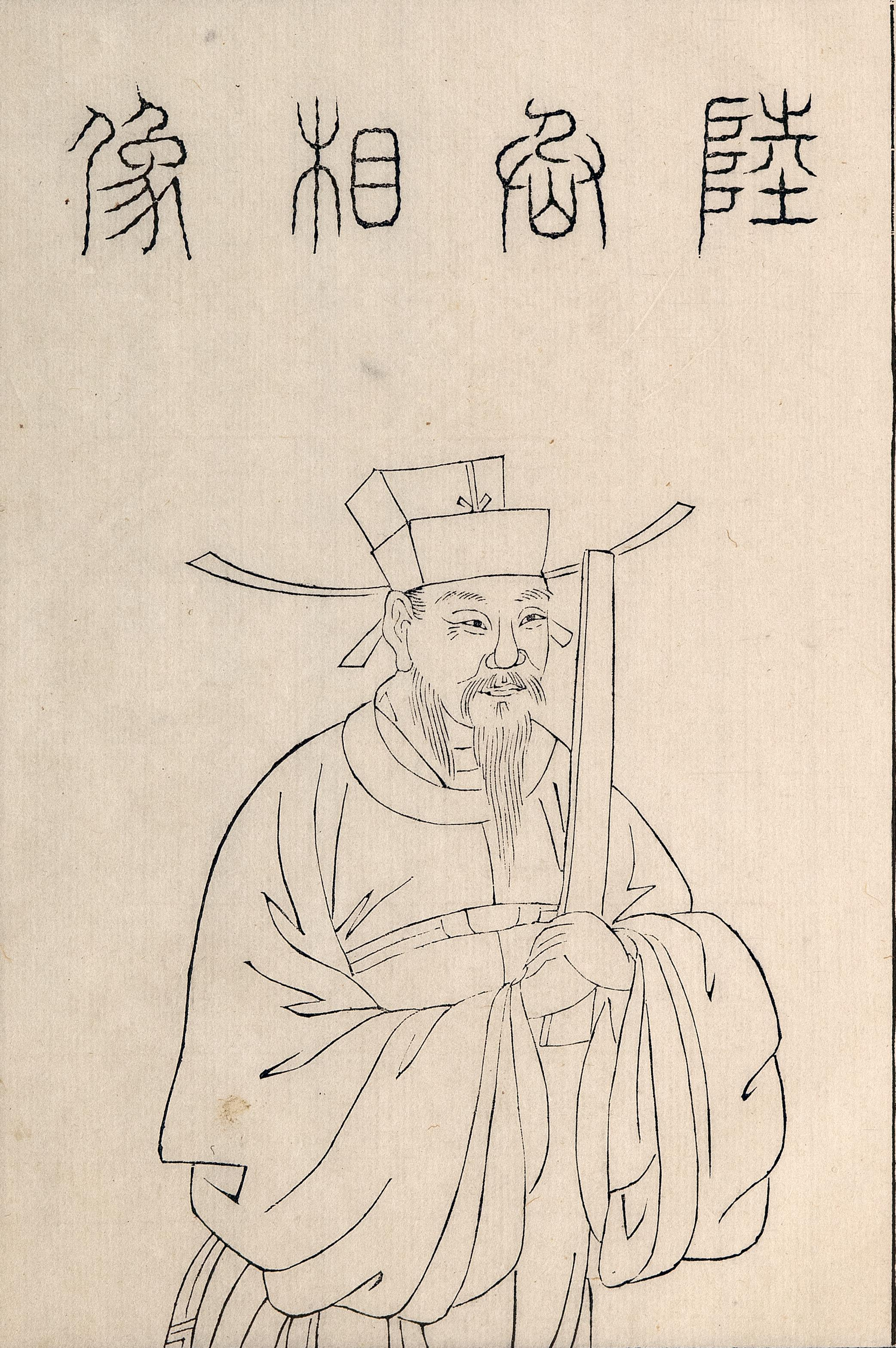
Лу Сюфу
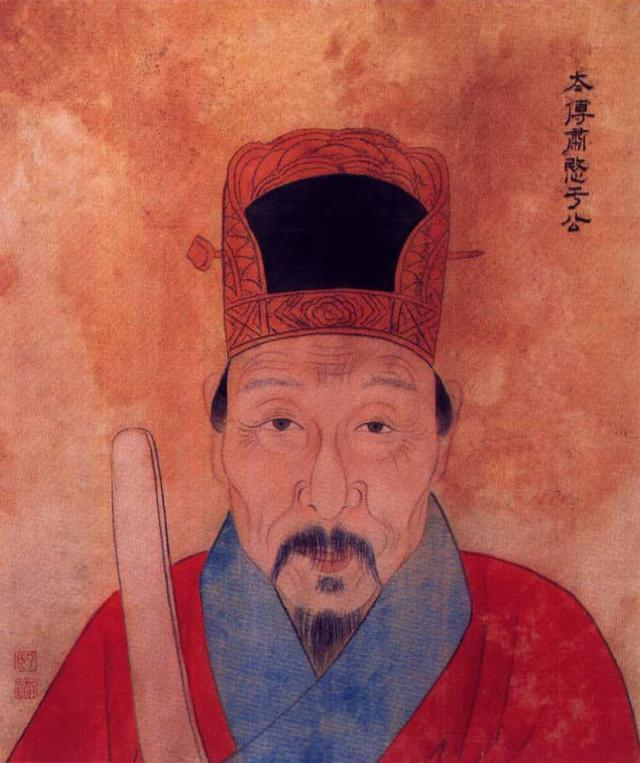
Юй Цянь
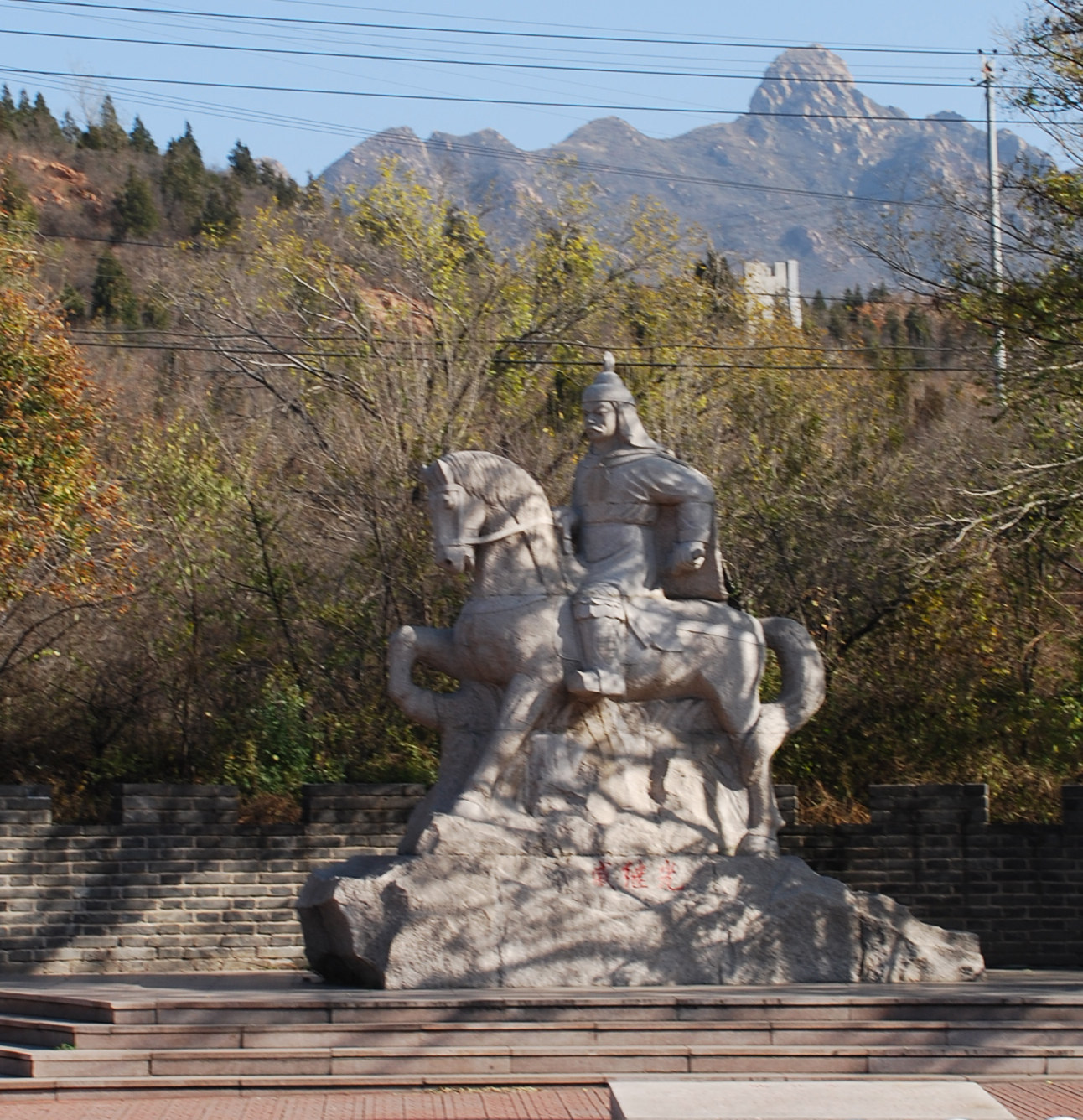
Ці Цзігуан
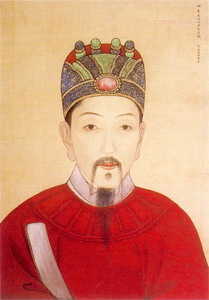
Юань Чунхуань
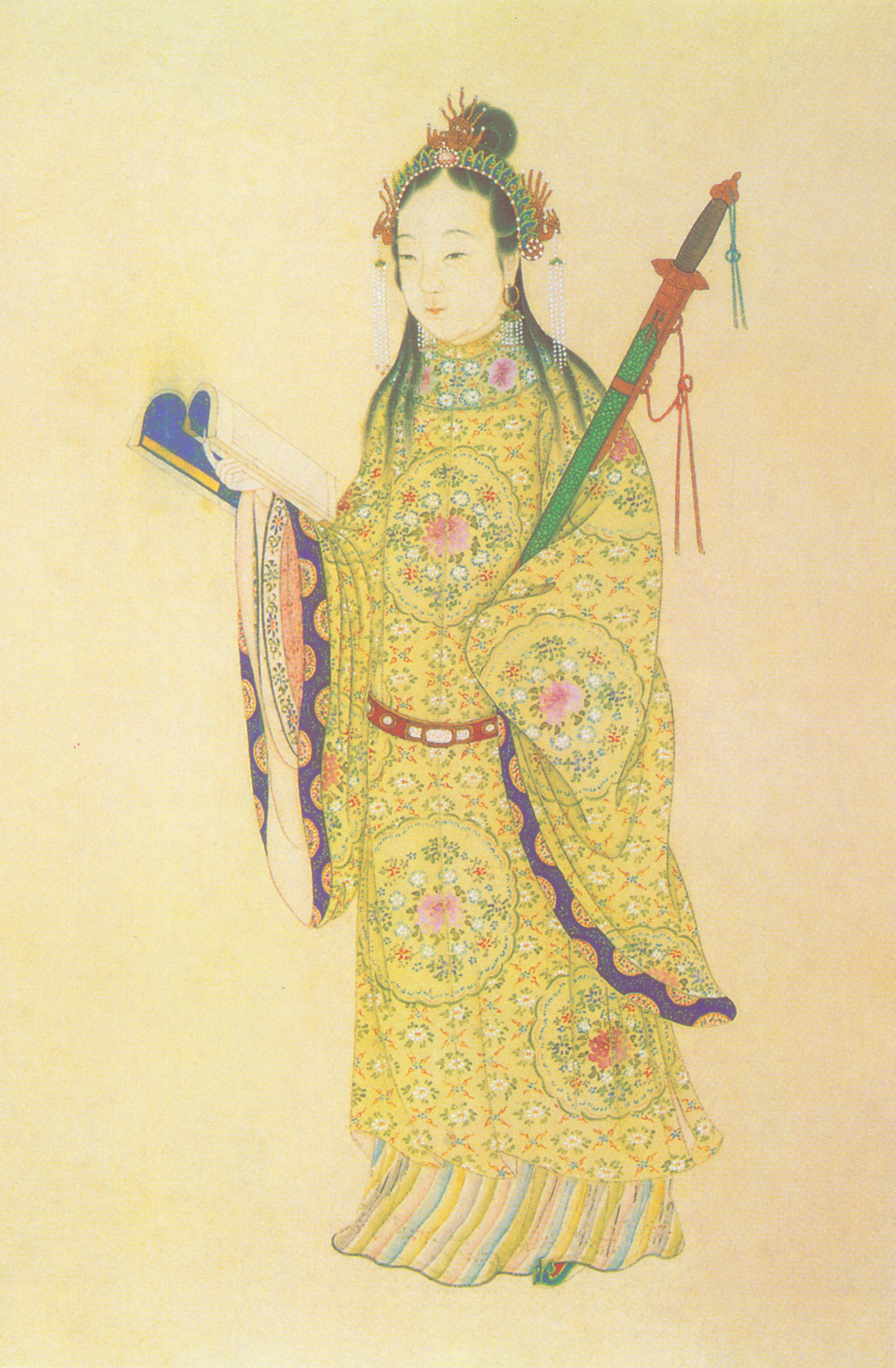
Цинь Лян'юй
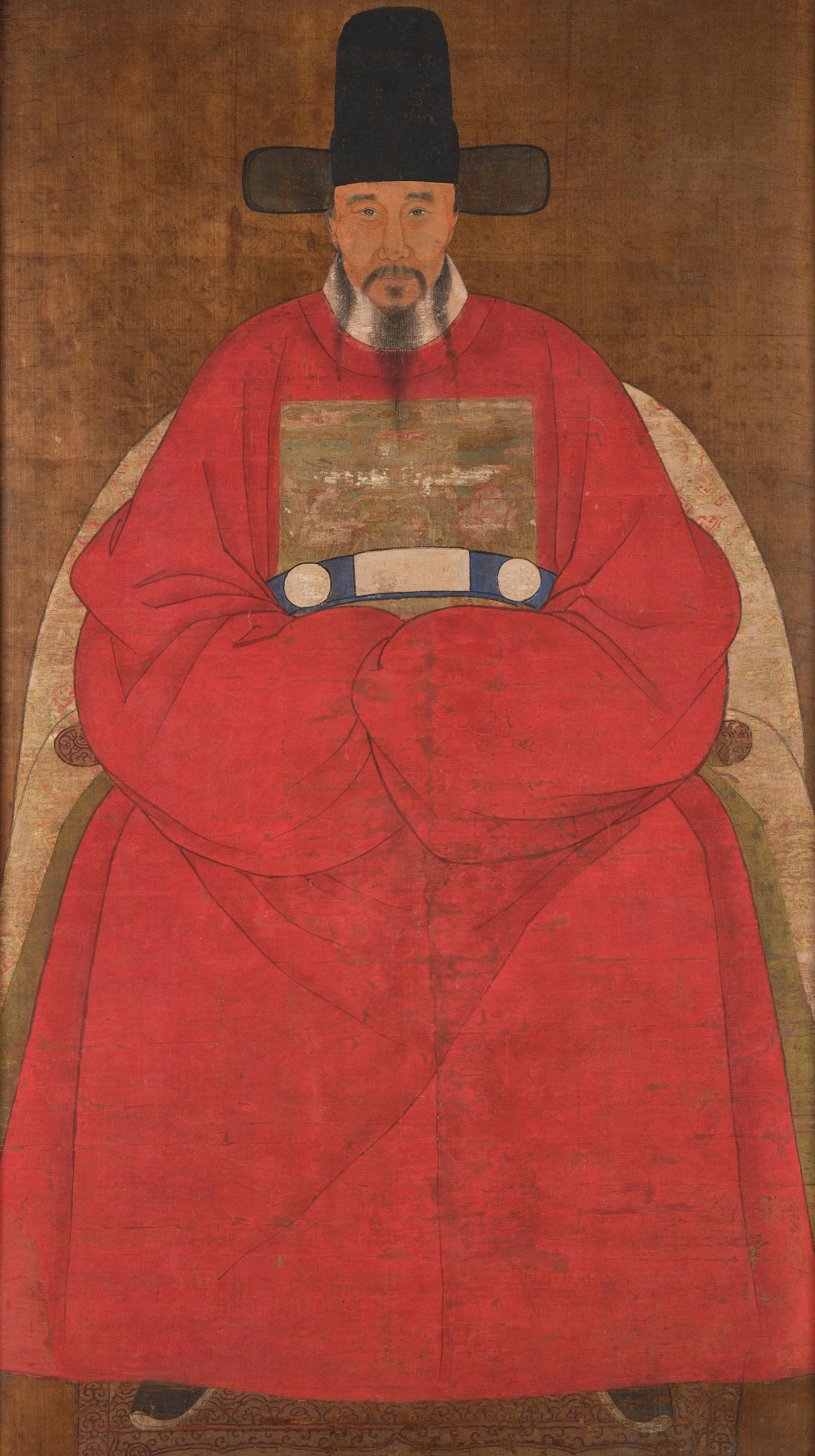
Ши Кефа
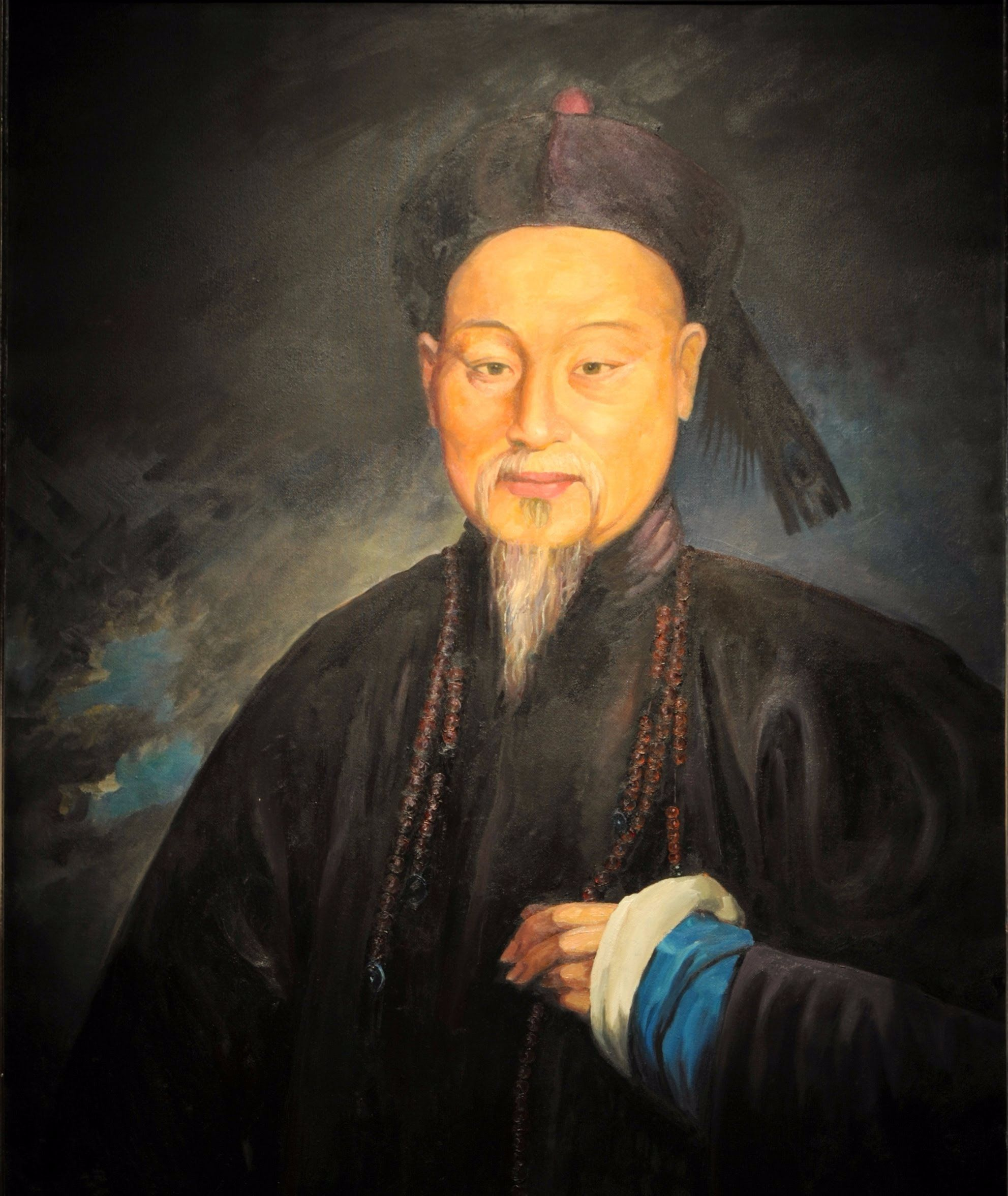
Лінь Цзе-сюй
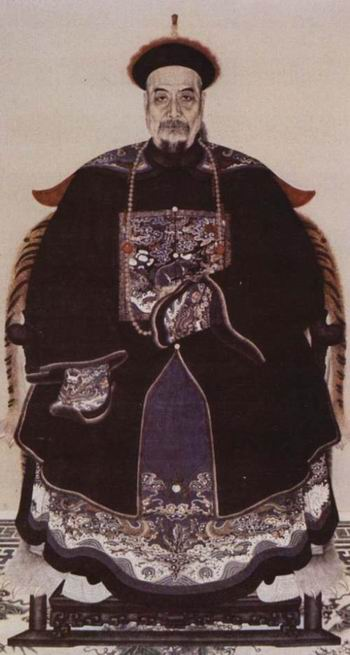
Гуань Тяньпей
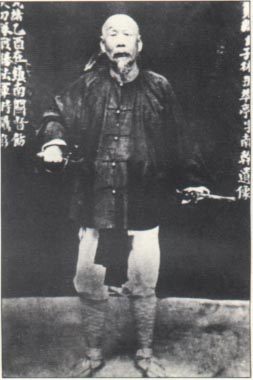
Фенг Цицай
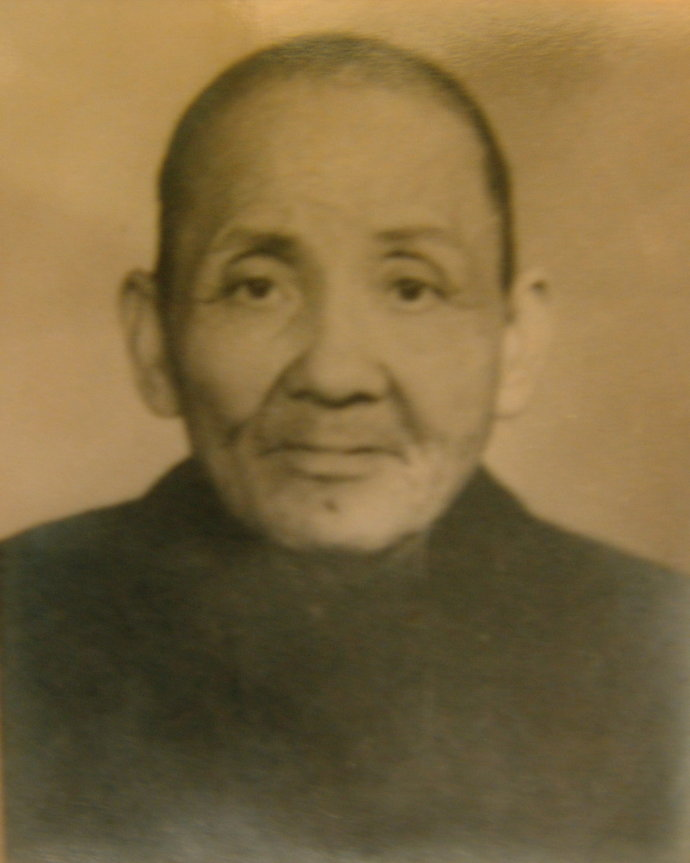
Вонг Вей-Хун
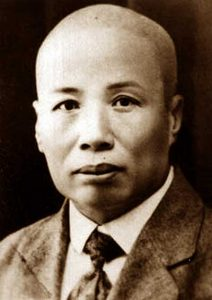
Лем Сай-Вінг
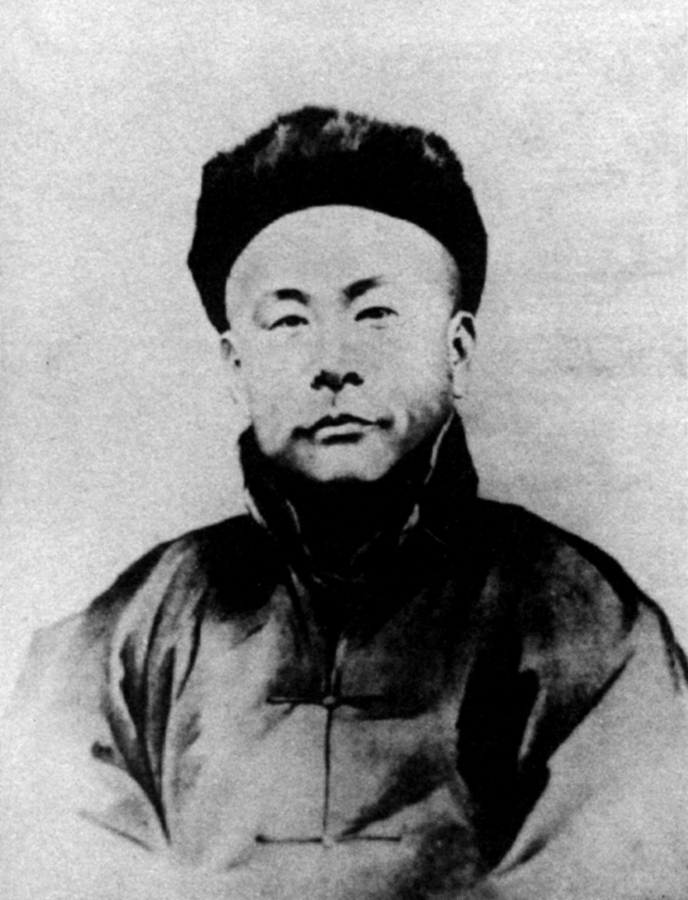
Хо Юаньцзя
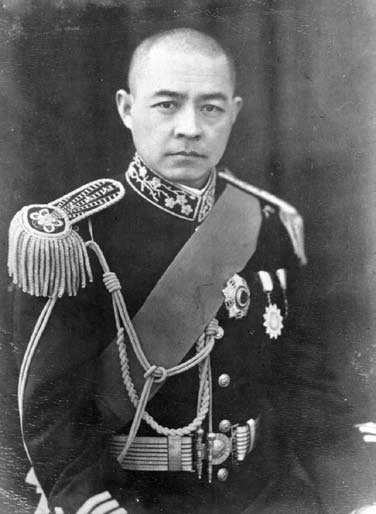
Чжан Цзичжун
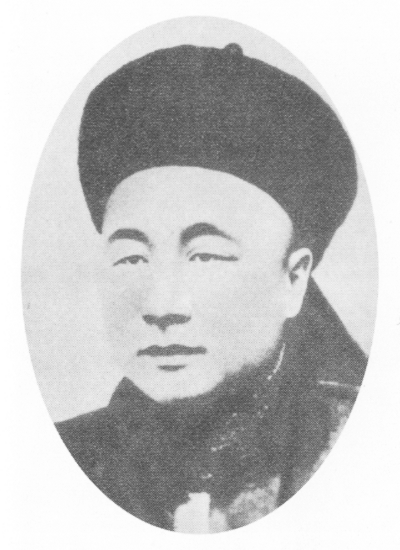
Ден Шічан[ru]
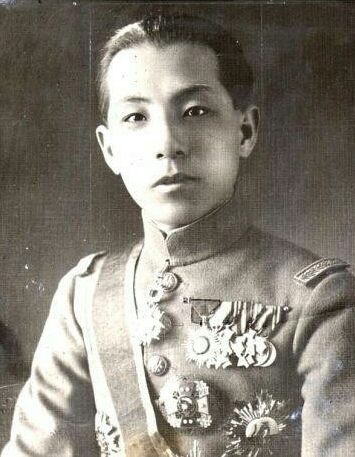
Чжан Сюелян

- Цзу Ті[en]
- Десять тигрів з Кантону[en][3]
- Вонг Са-Юк
- Чжан Шицзе[en]

### Корея

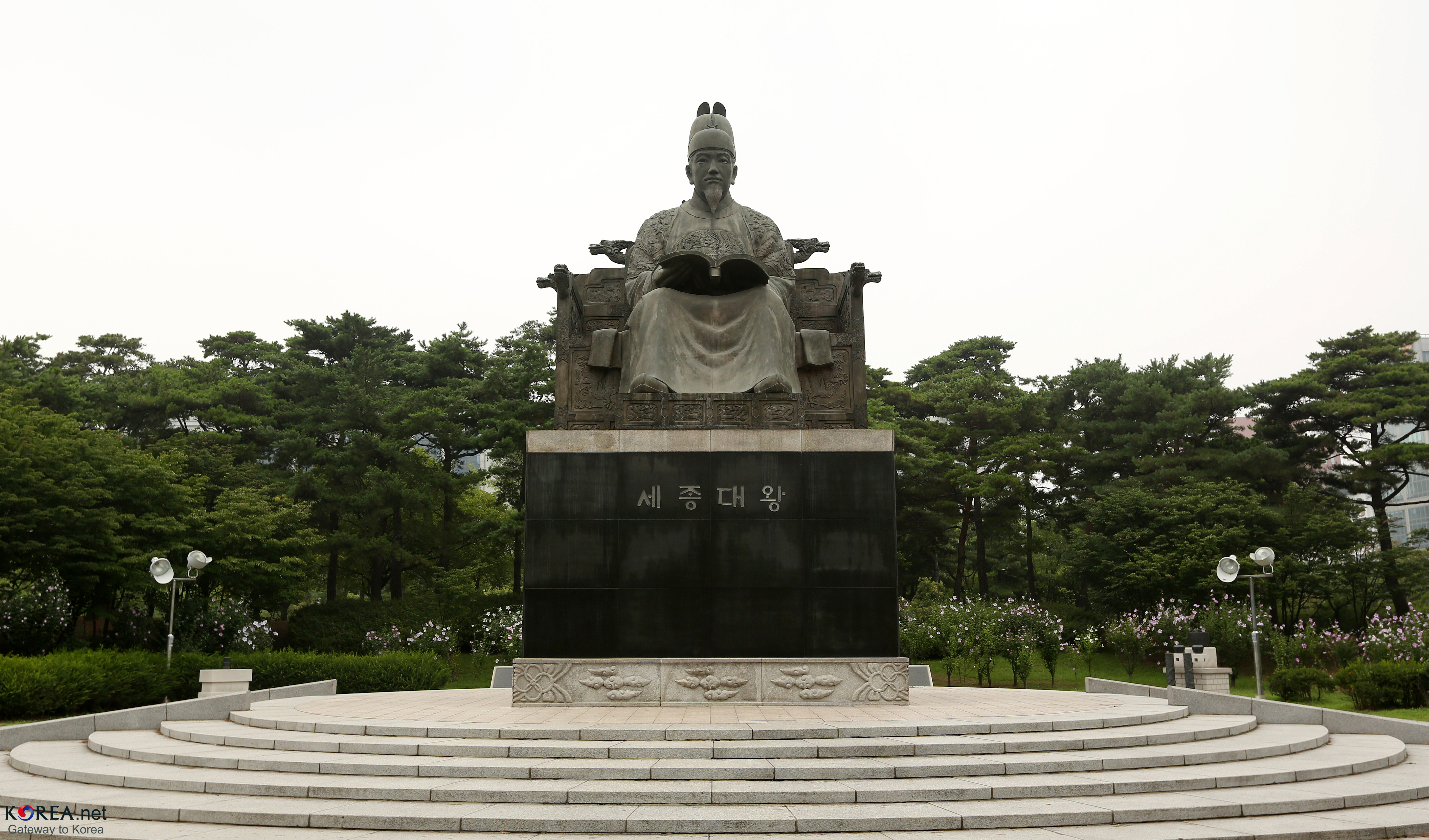
Седжон Великий

### Казахстан
- Агинтай Батир

### Монголія

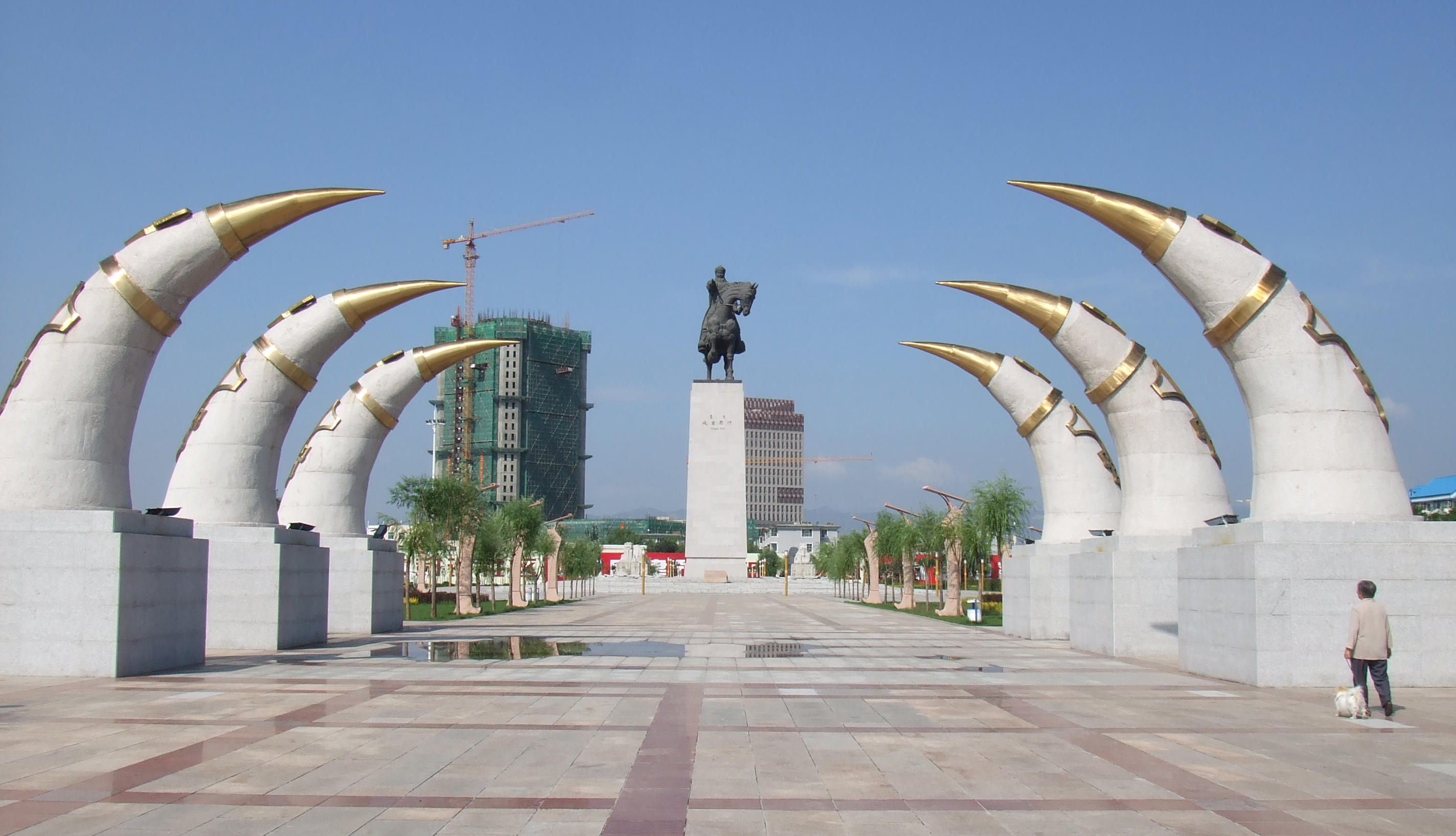
Чингісхан

- Чингісхан[4]

### М'янма

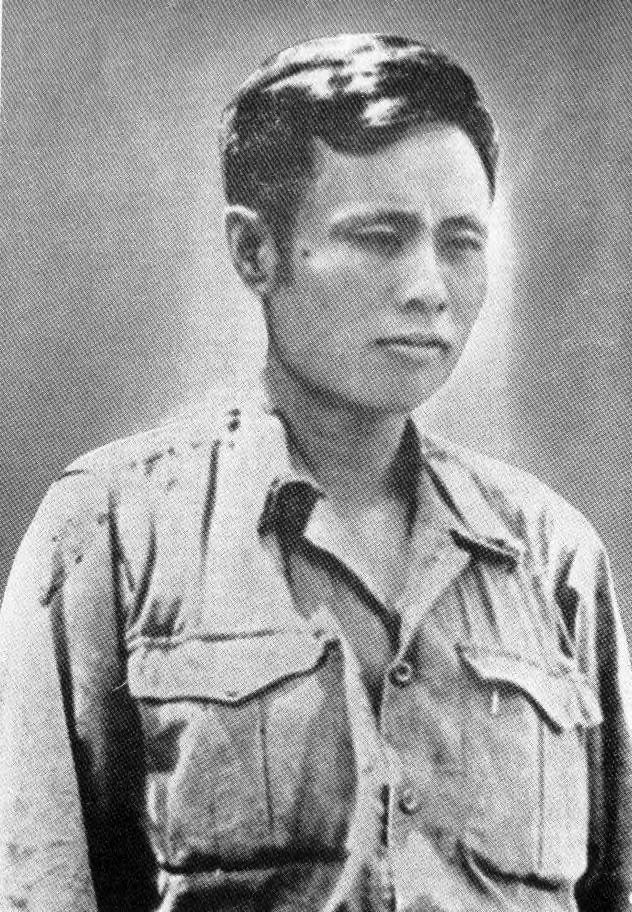
Аун Сан

### Малайзія

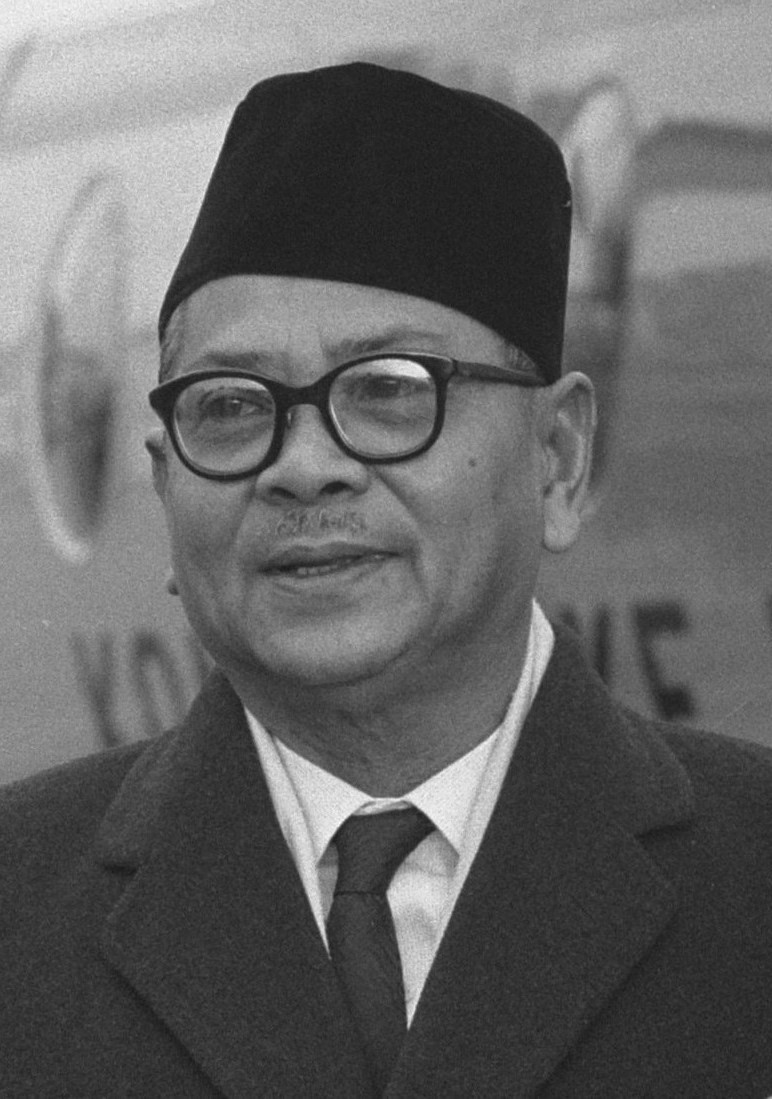
Абдул Рахман

### Сирія

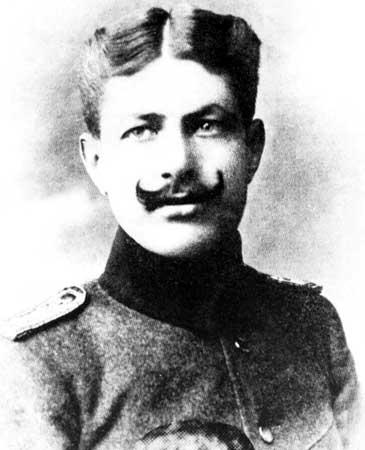
Юсуф аль-Азма

### Туреччина

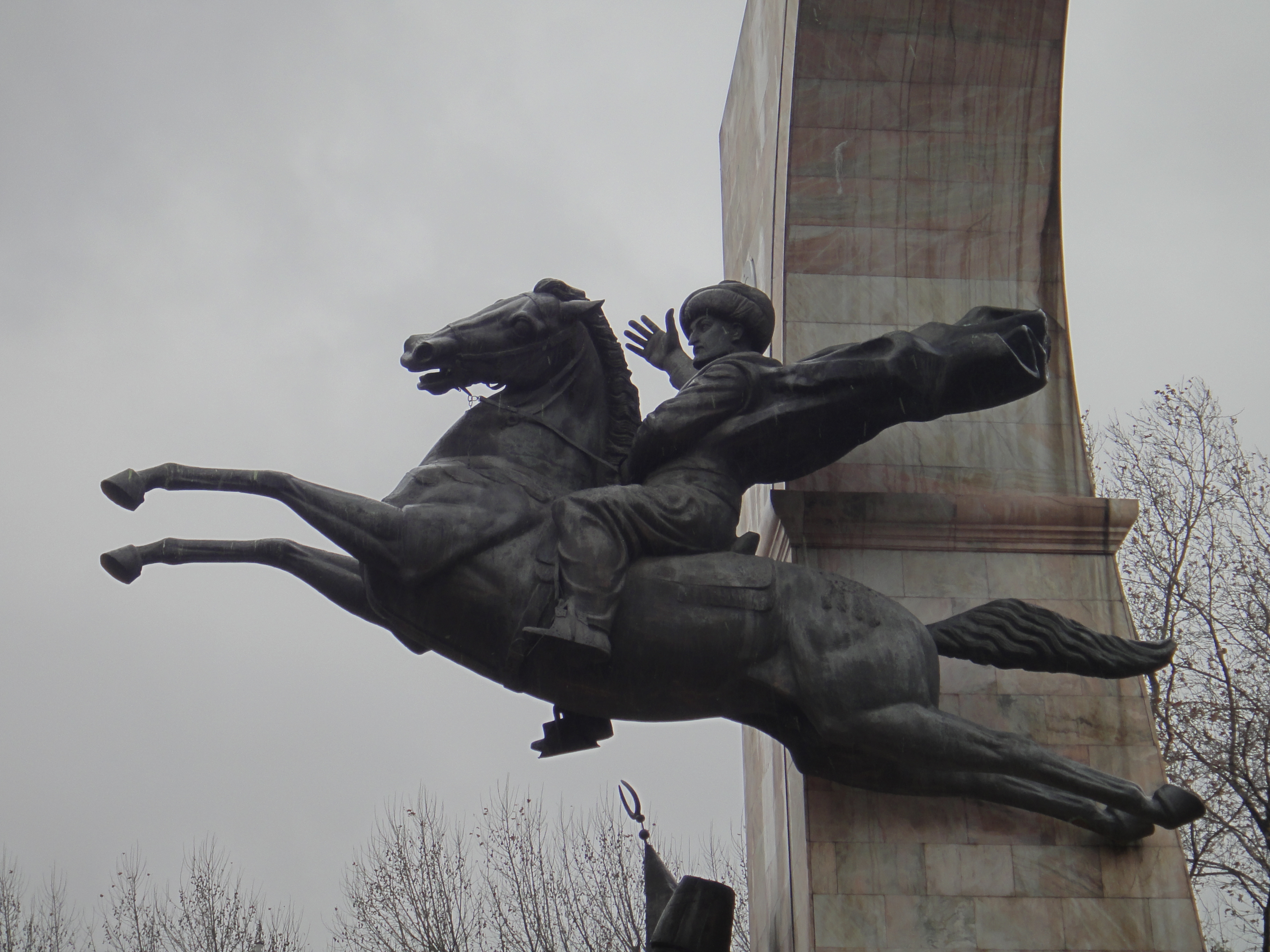
Мехмед II Завойовник
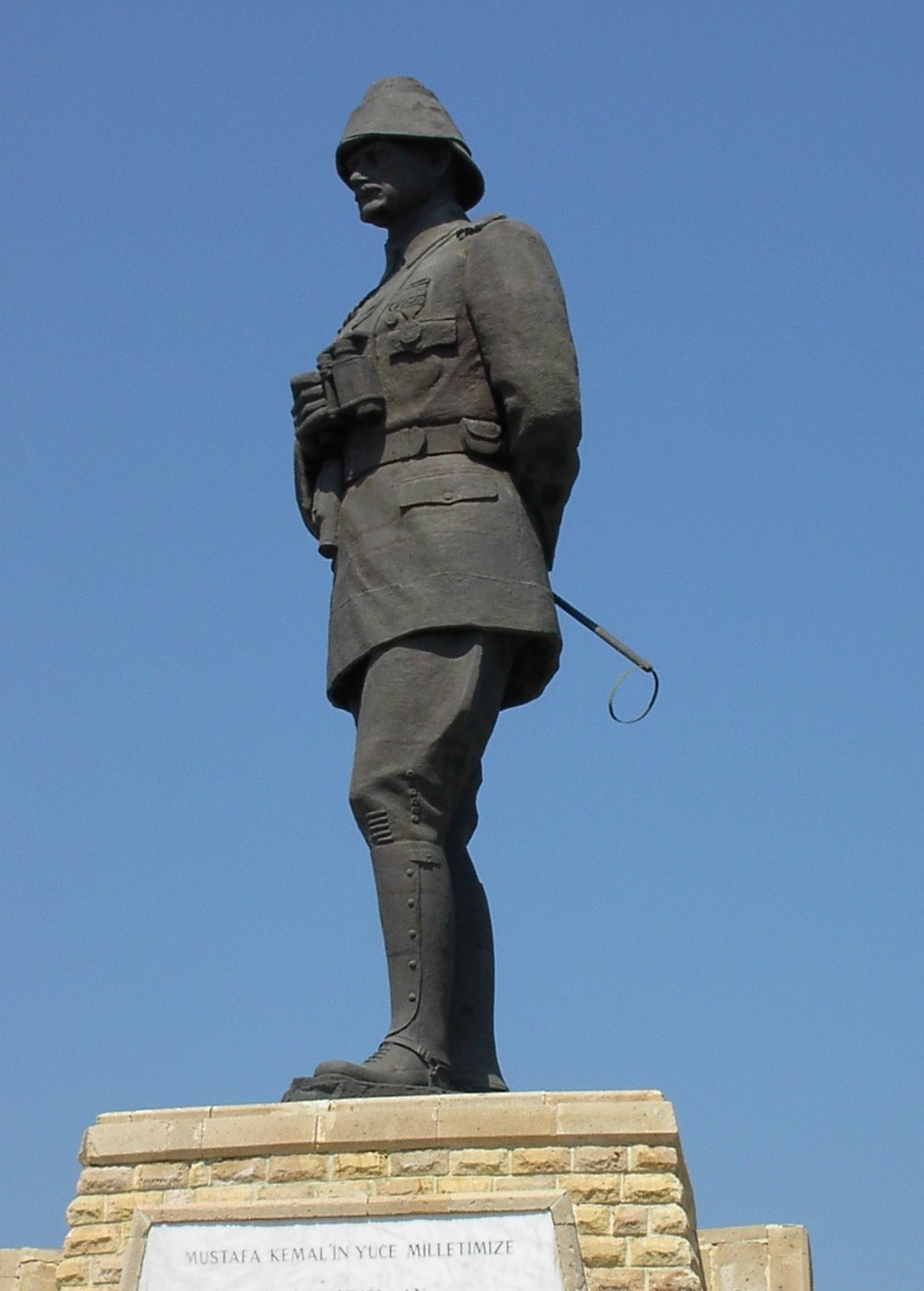
Мустафа Кемаль Ататюрк

- Гекімоглу

### Тібет

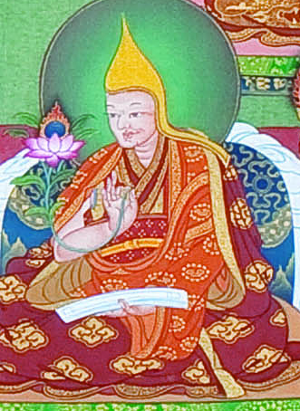
Далай-лама I
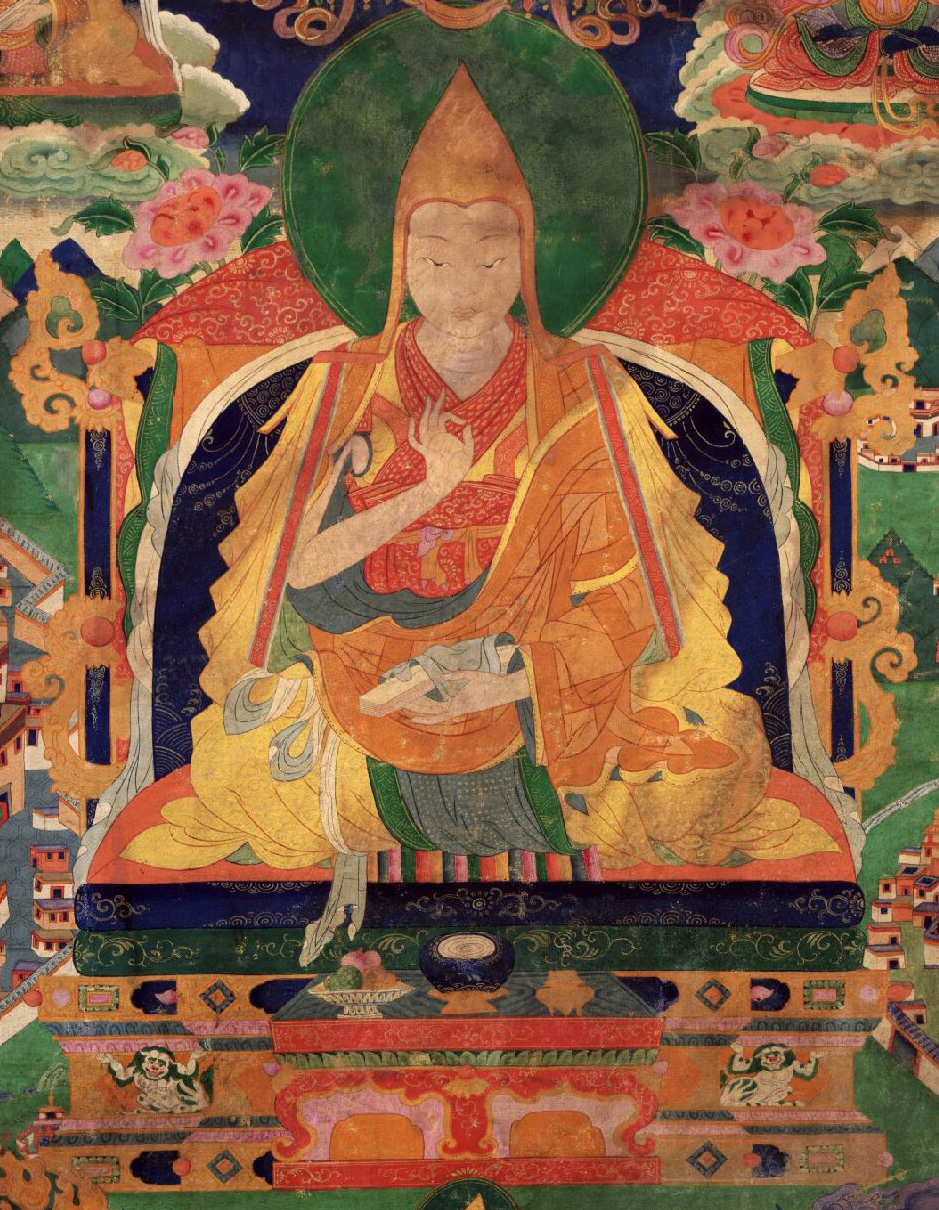
Далай-лама II
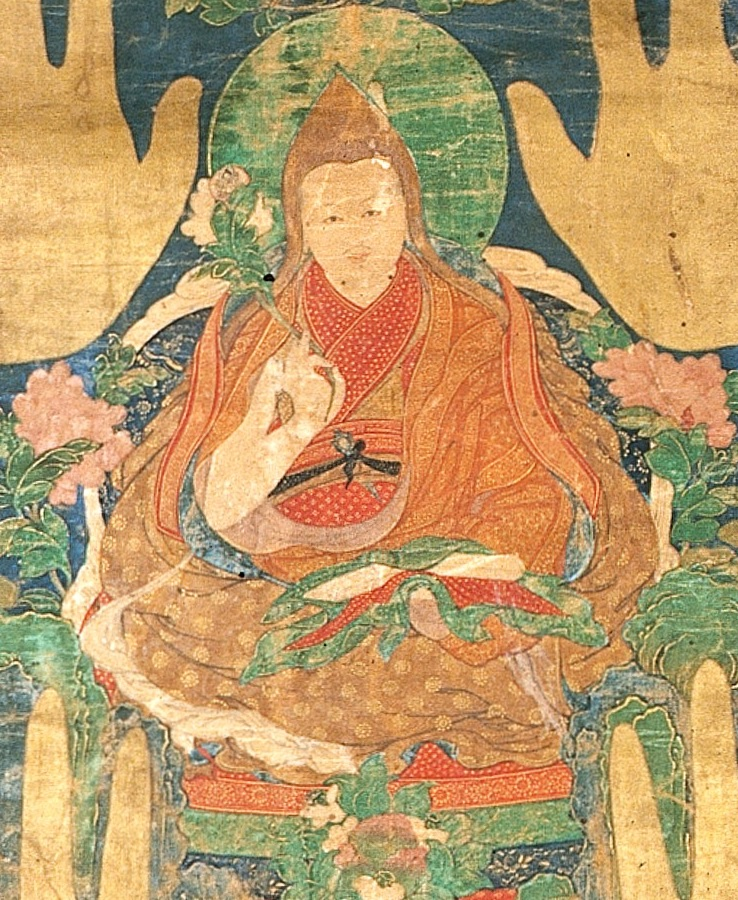
Далай-лама III
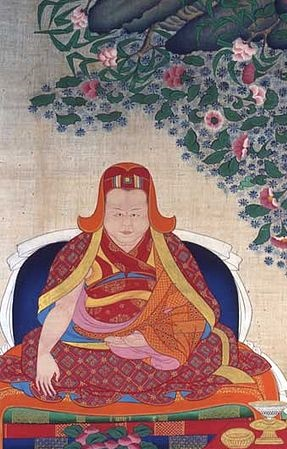
Далай-лама IV
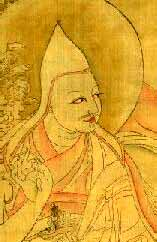
Далай-лама V
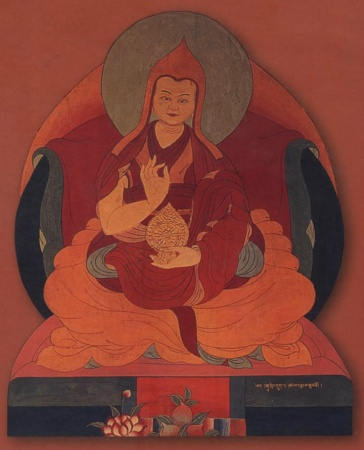
Далай-лама VI
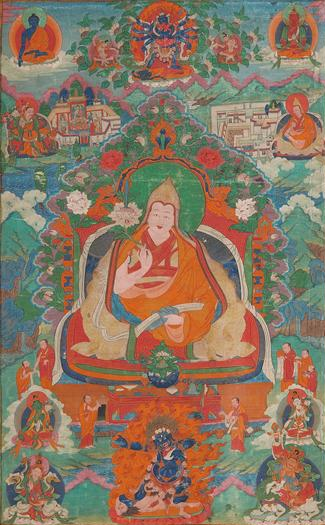
Далай-лама VII
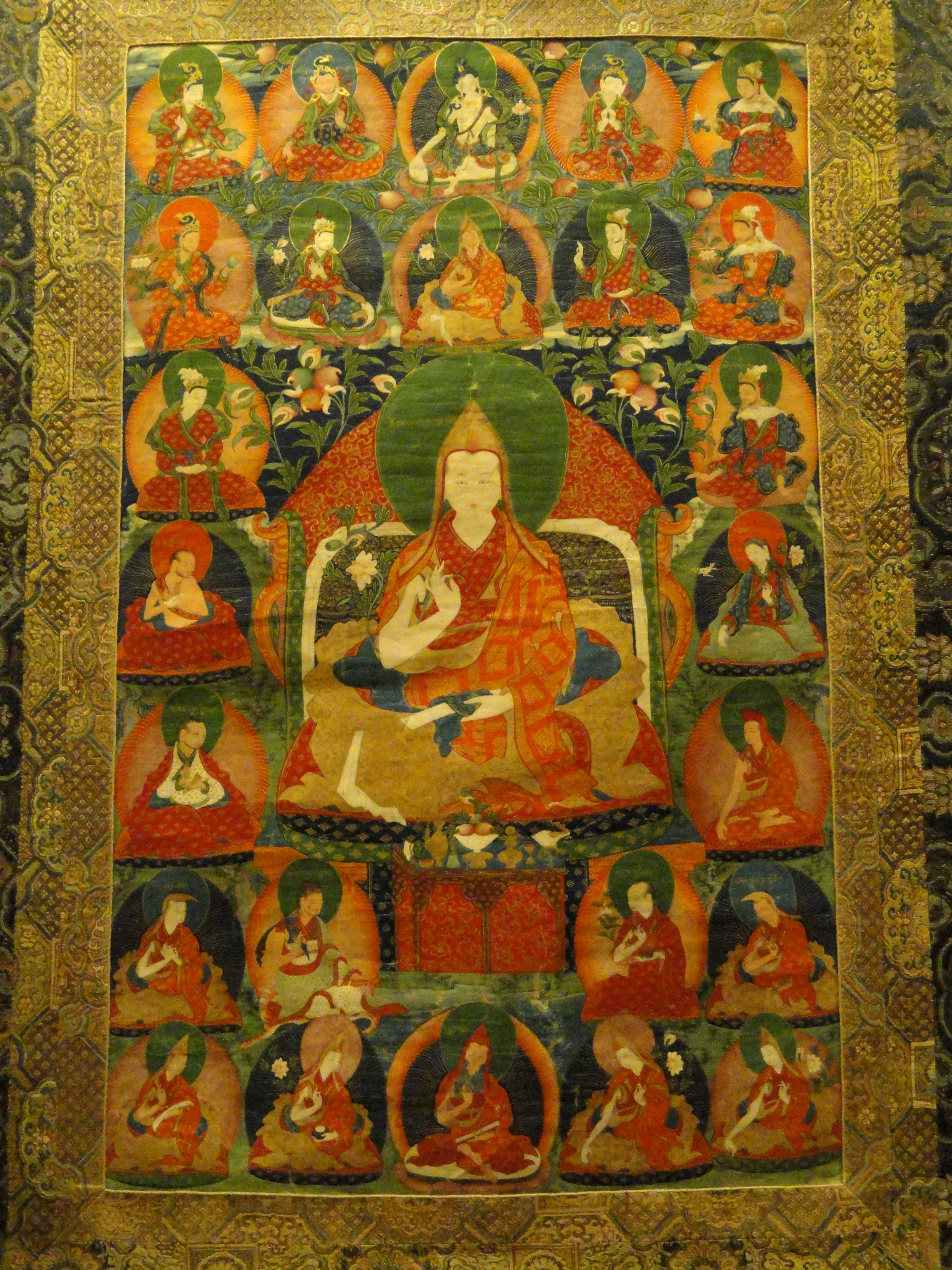
Далай-лама VIII
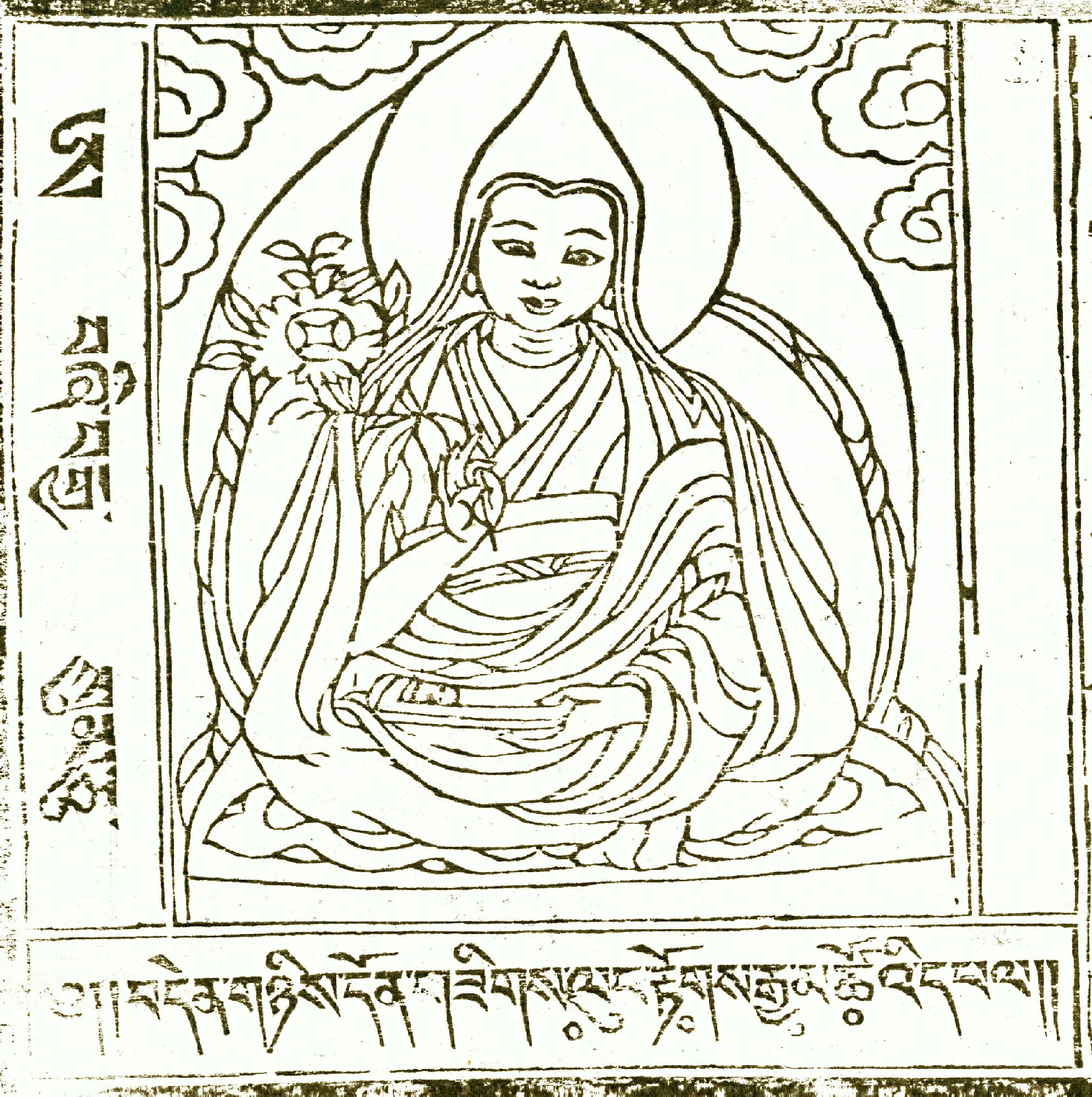
Далай-лама IX
Далай-лама X
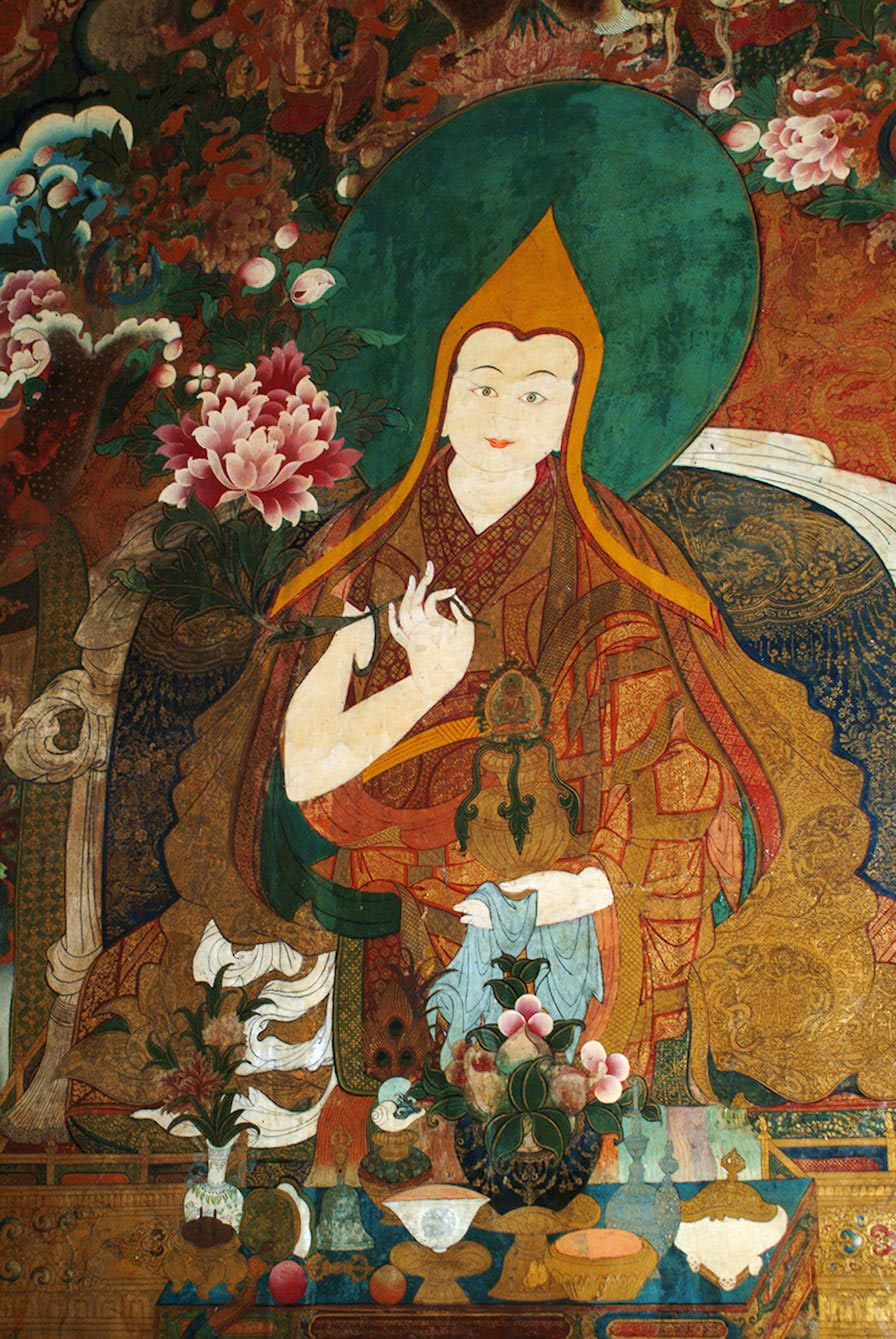
Далай-лама XI
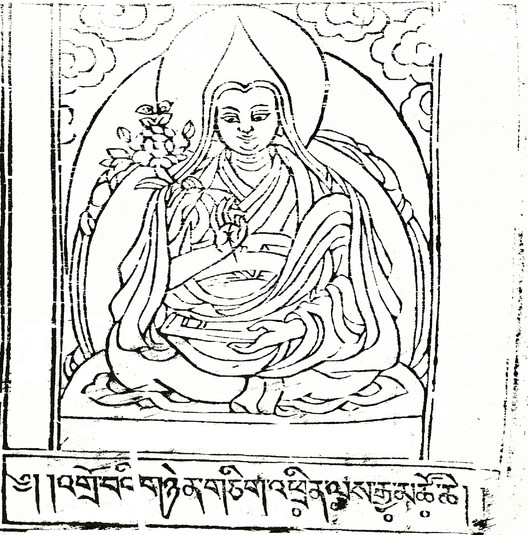
Далай-лама XII
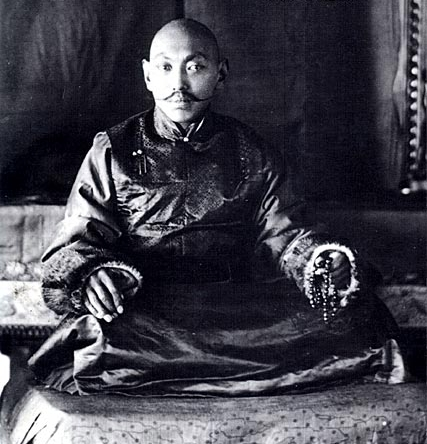
Далай-лама XIII
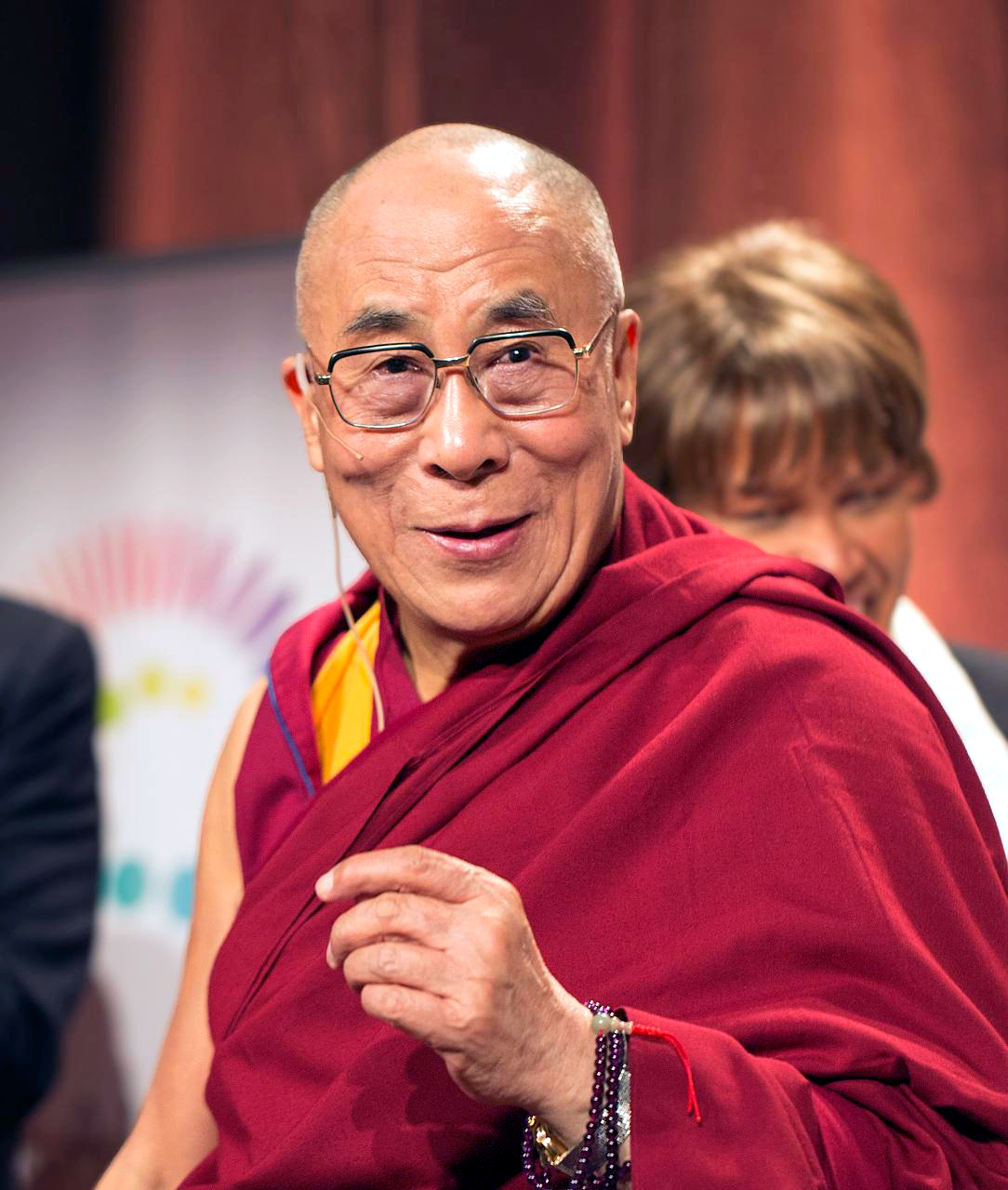
Далай-лама XIV

### Філіппіни

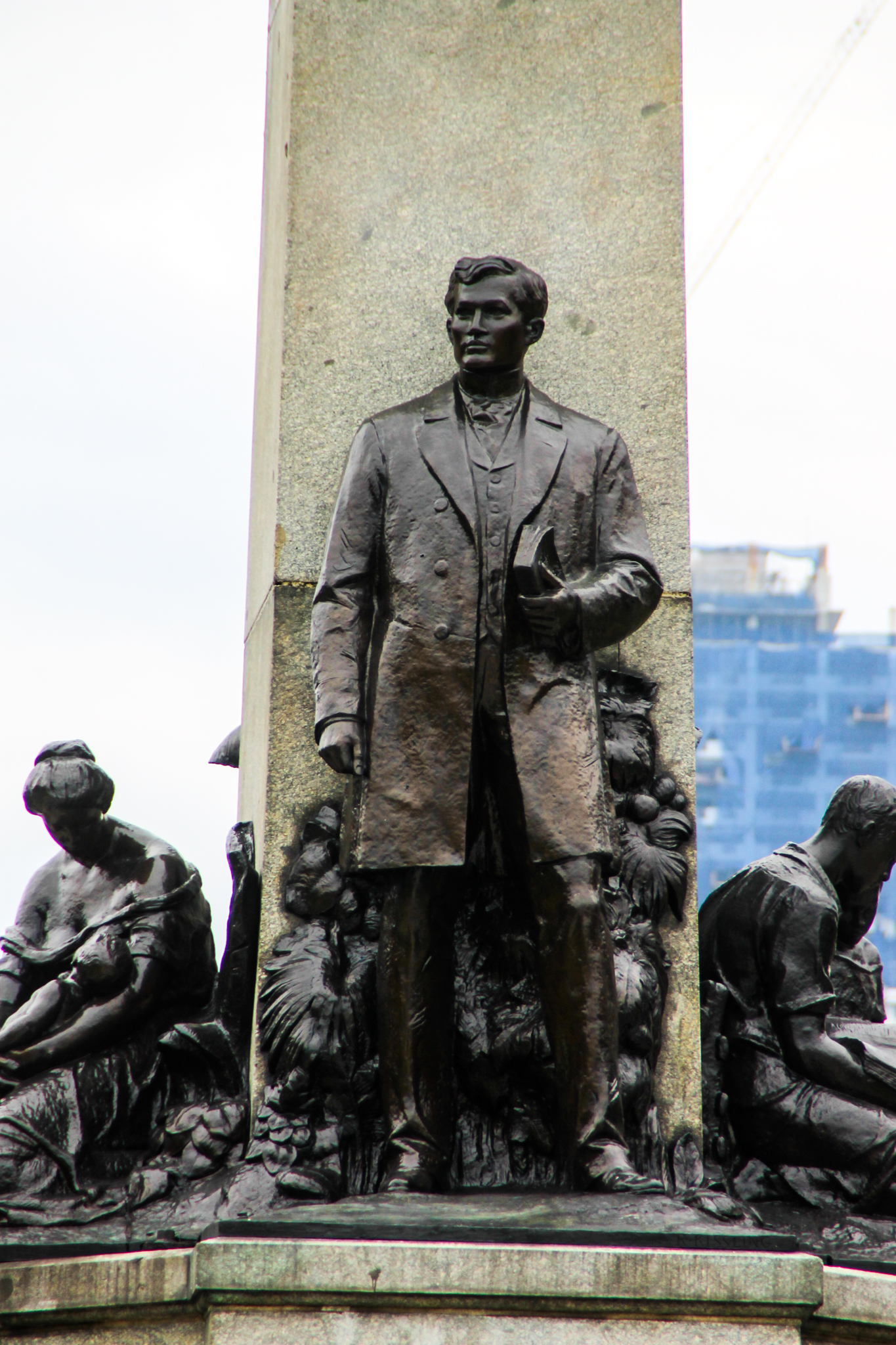
Хосе Рісаль
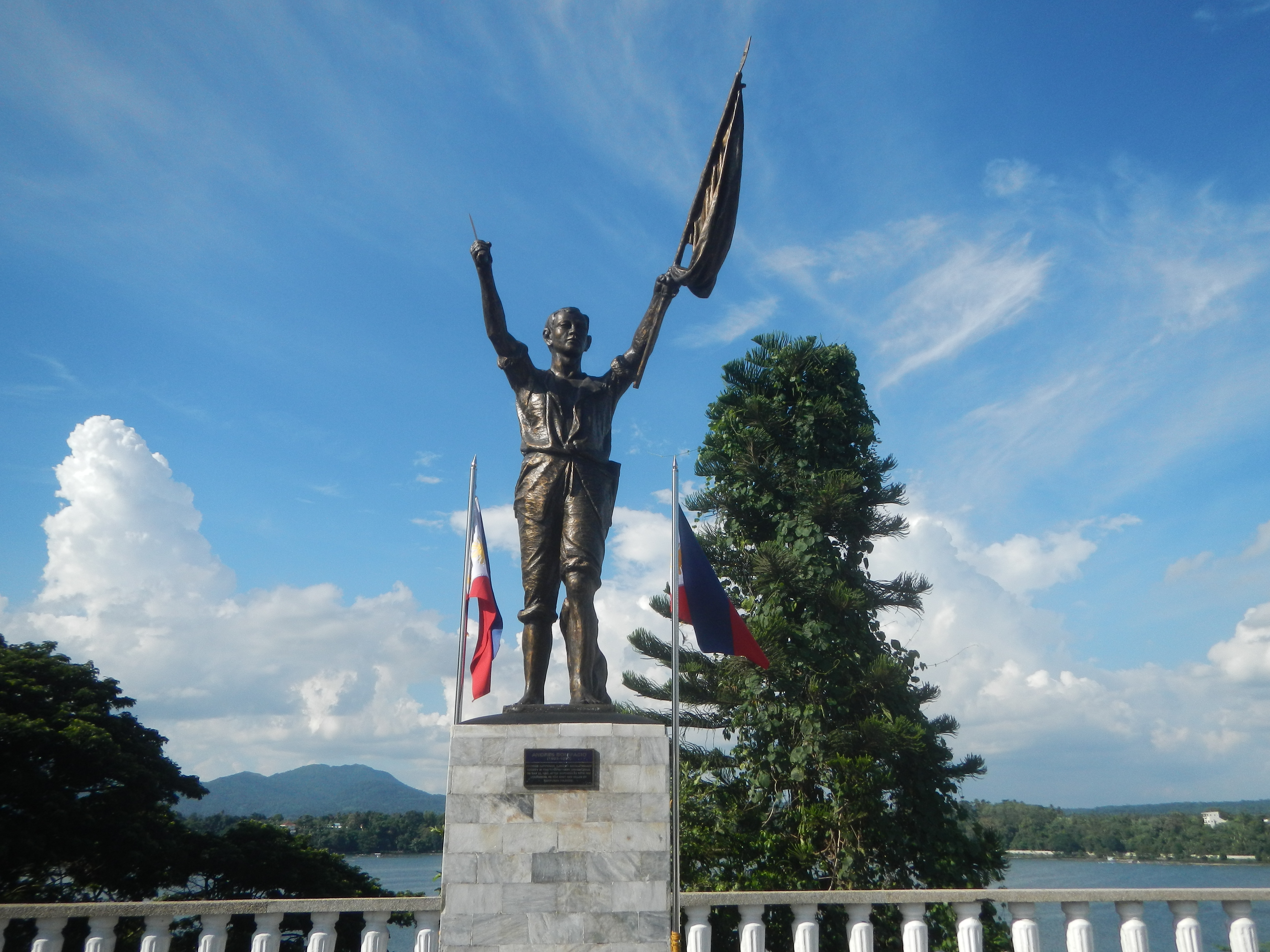
Андрес Боніфасіо
Лапулапу
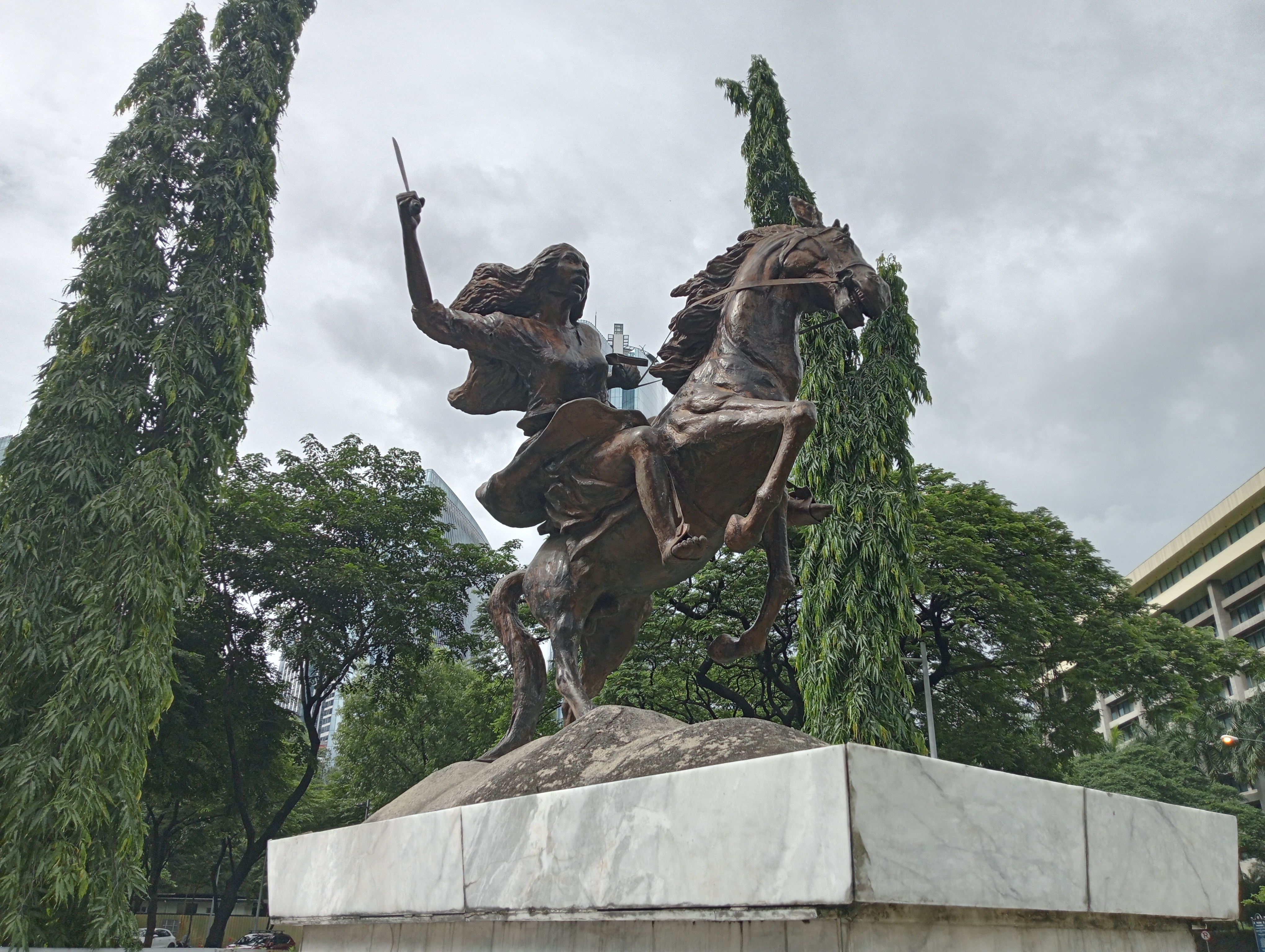
Габріела Сіланг
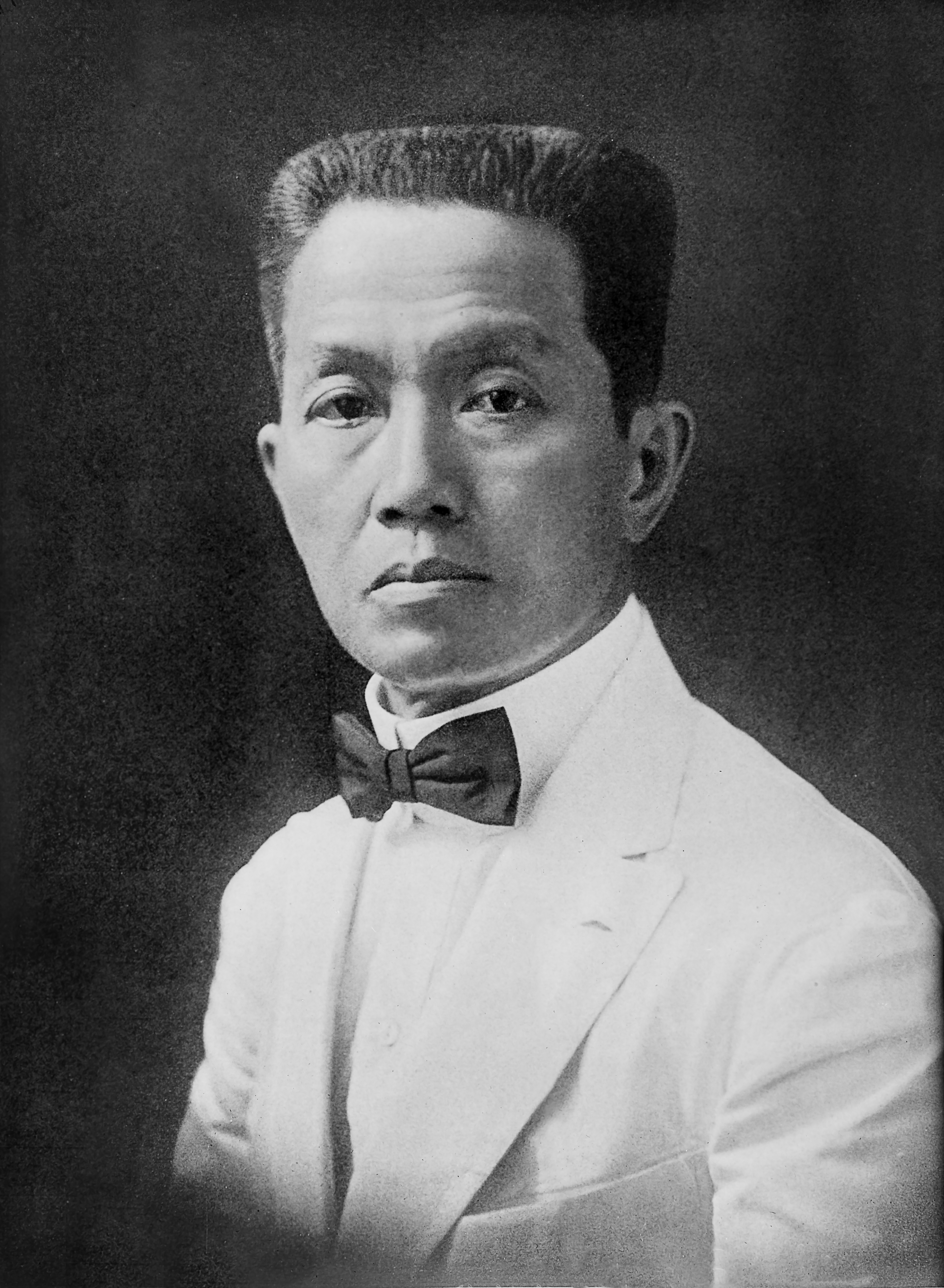
Еміліо Агінальдо
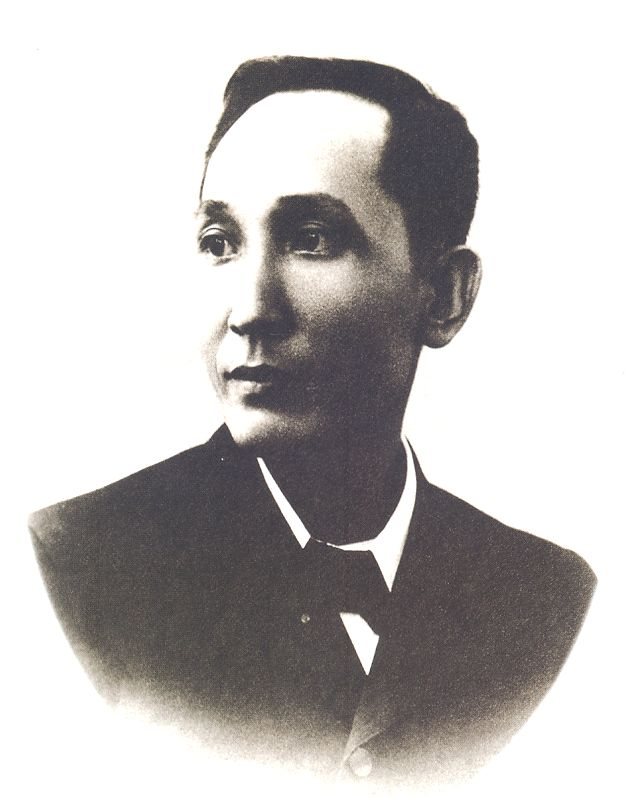
Аполінаріо Мабіні
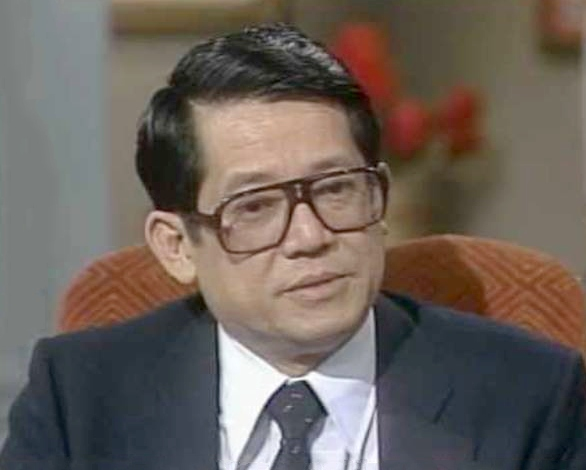
Беніґно Акіно

### Японія

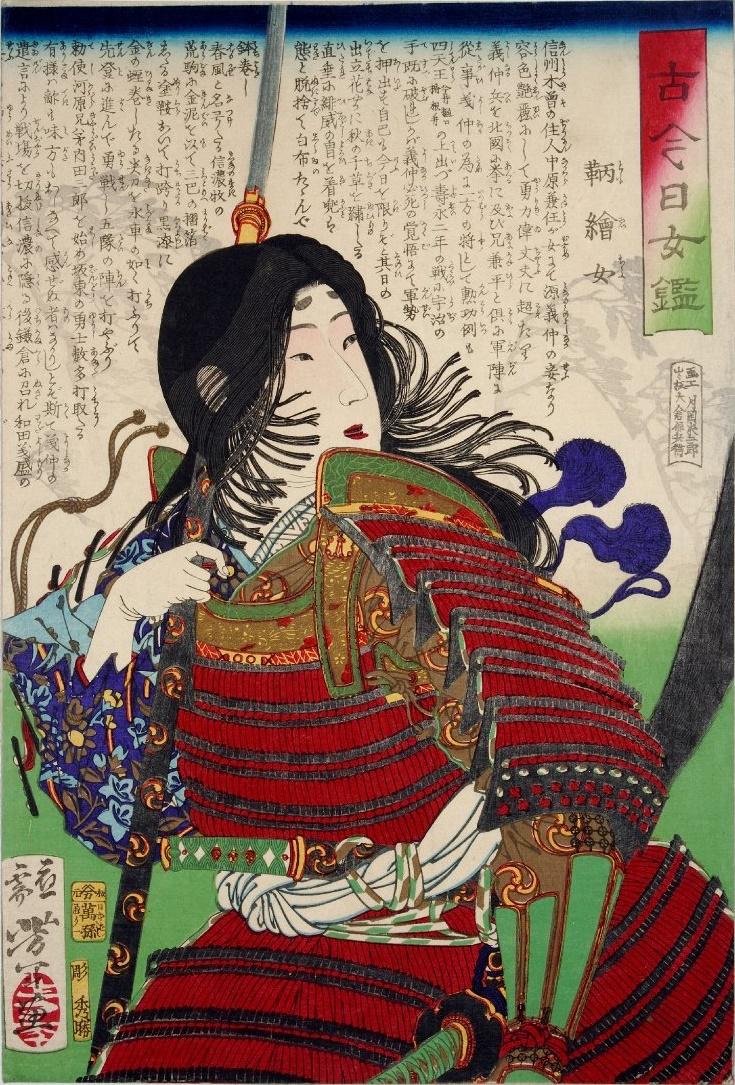
Томое Ґодзен
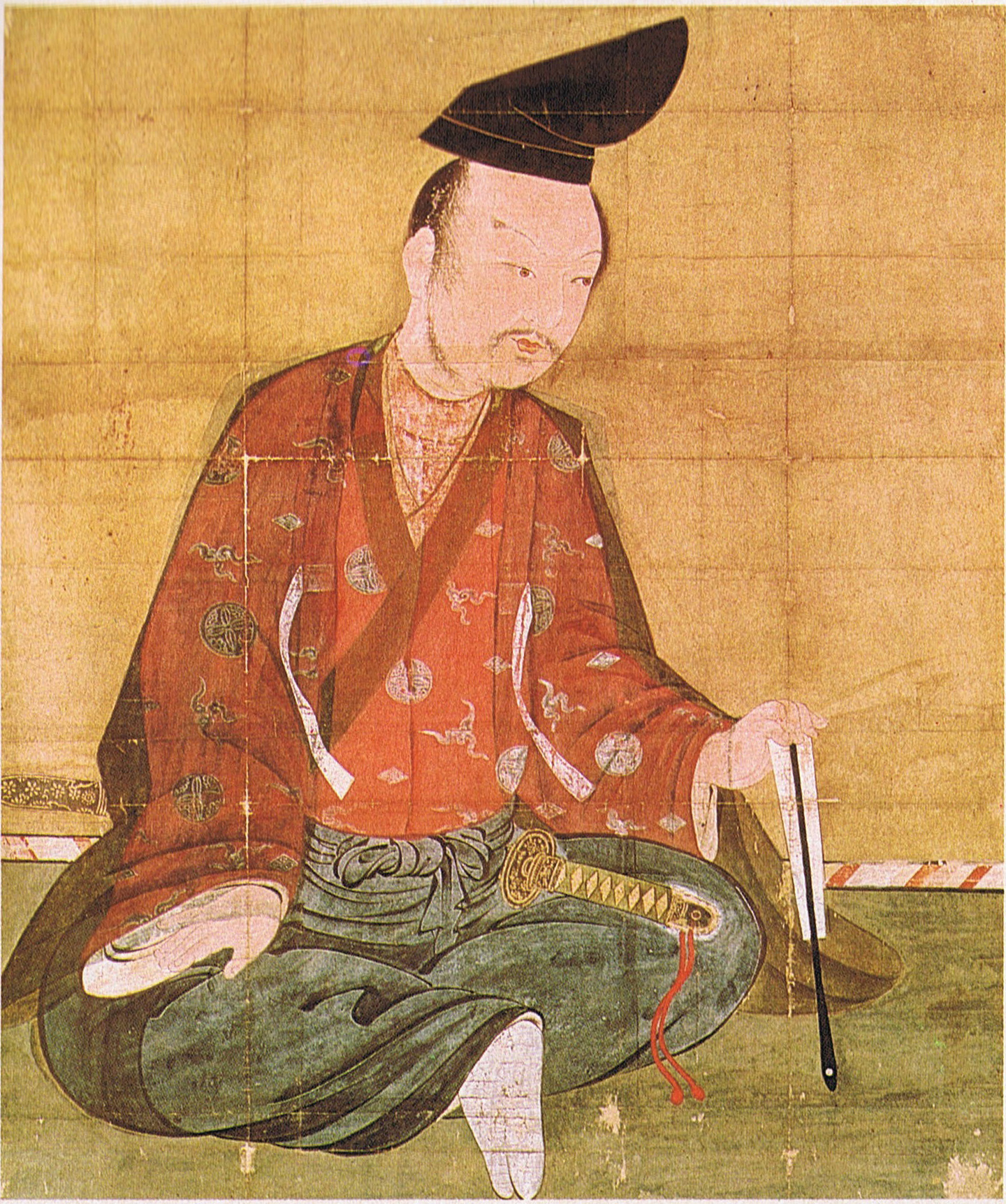
Мінамото Йошіцуне
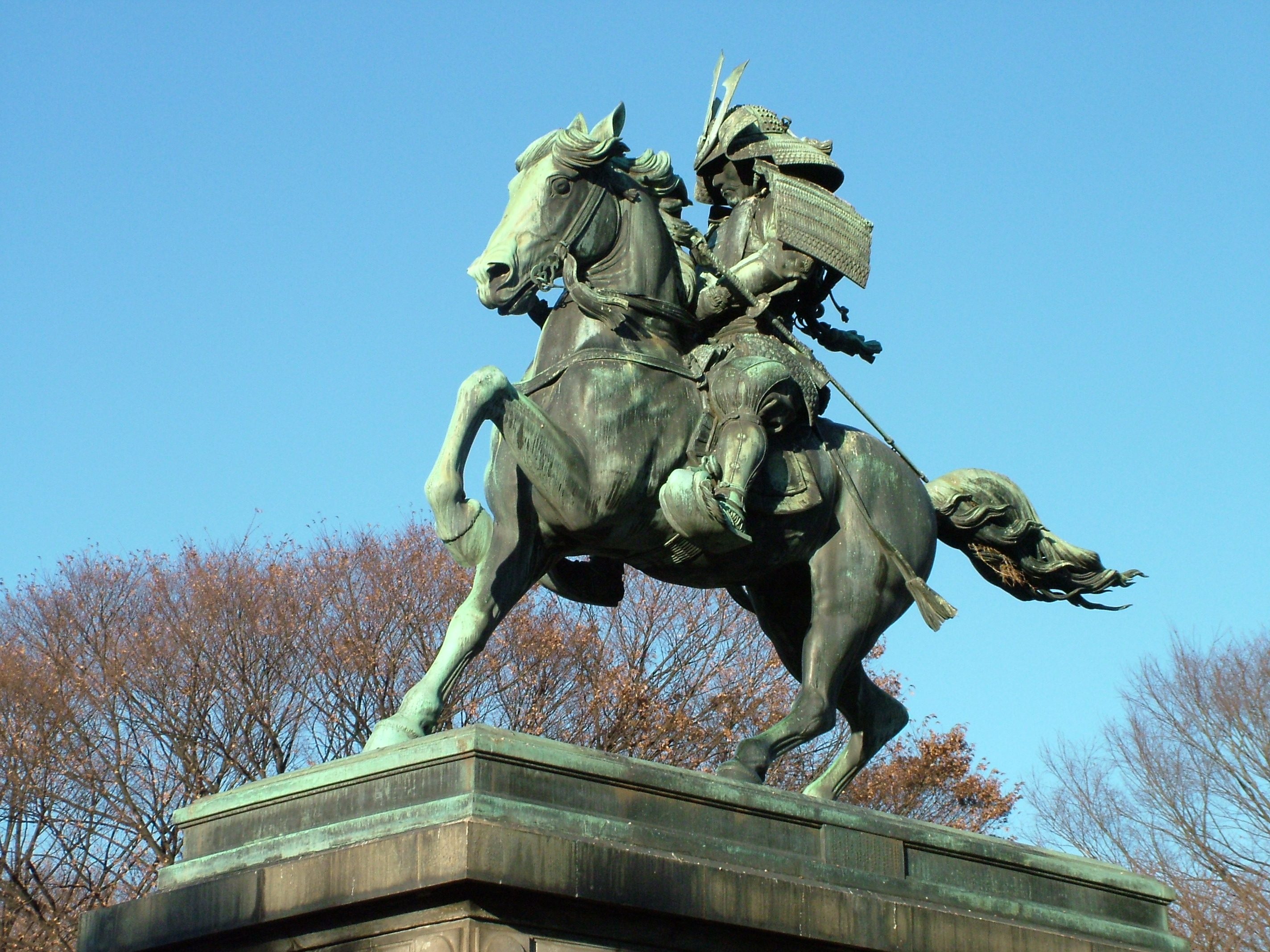
Кусунокі Масашіґе
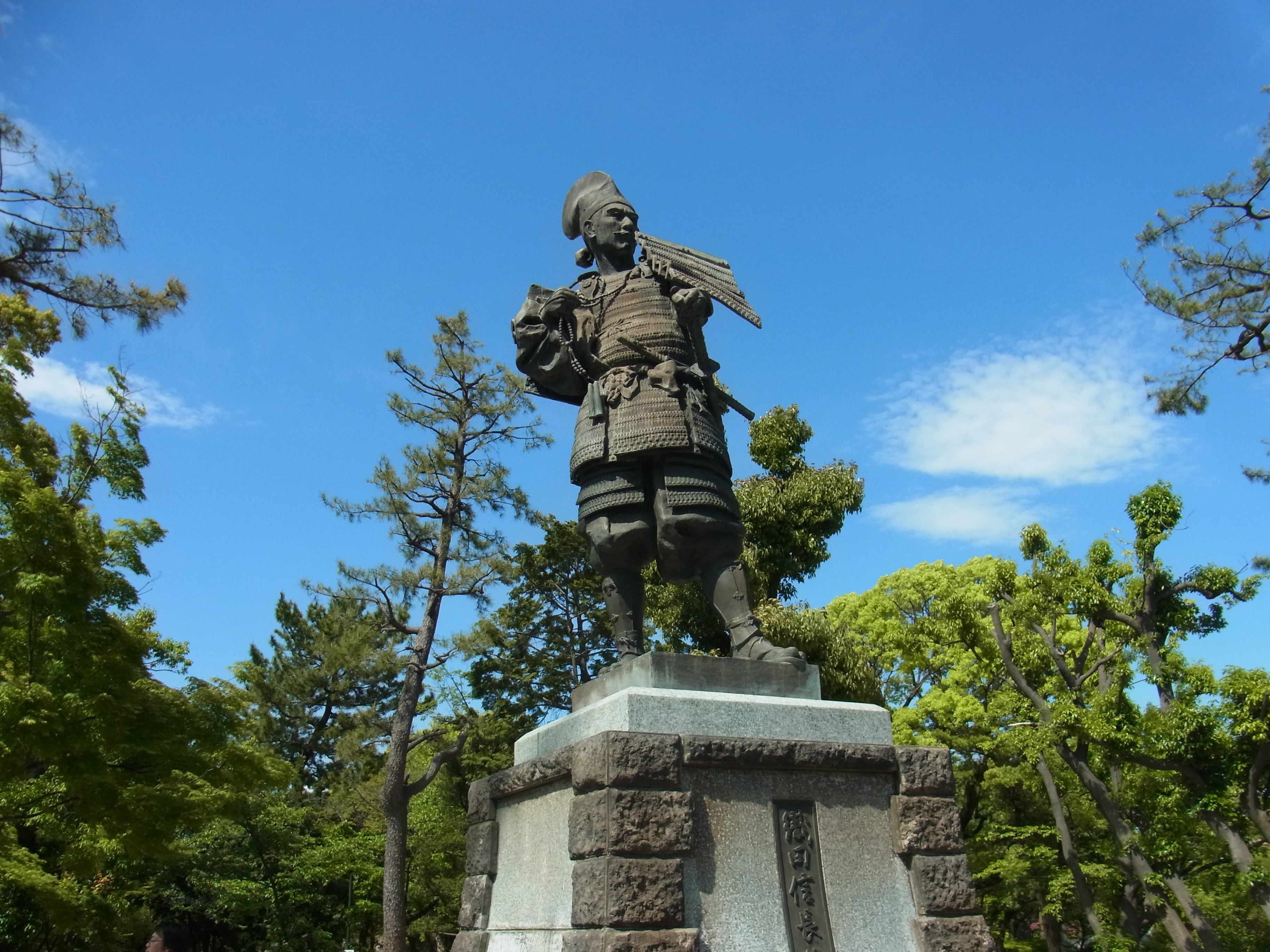
Ода Нобунаґа
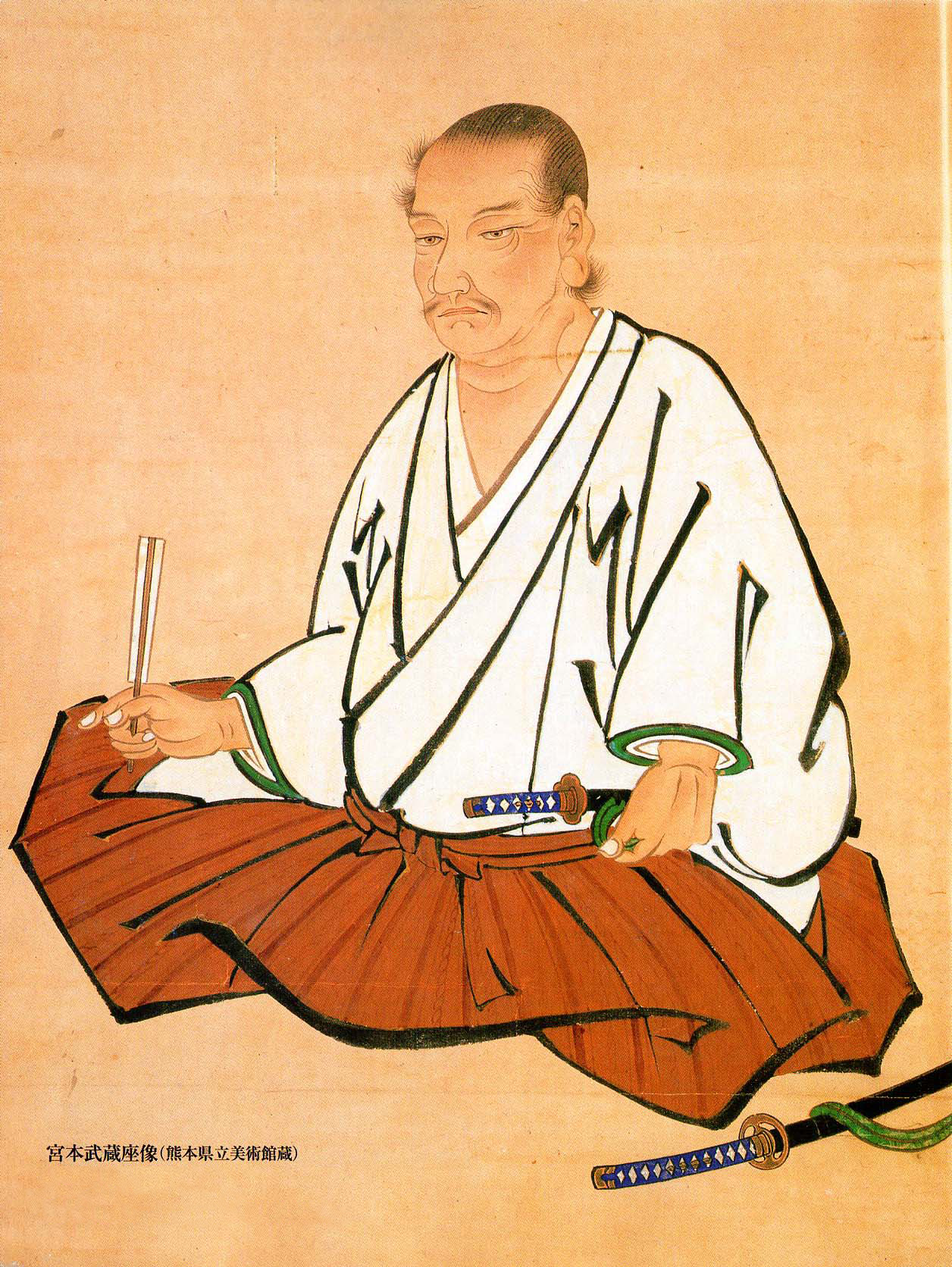
Міямото Мусаші
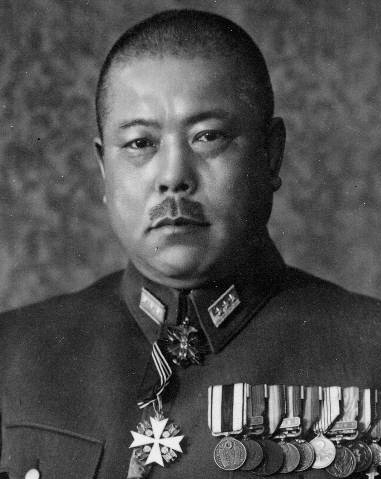
Ямашіта Томоюкі

## Північна та Центральна Америка

### Антигуа і Барбуда

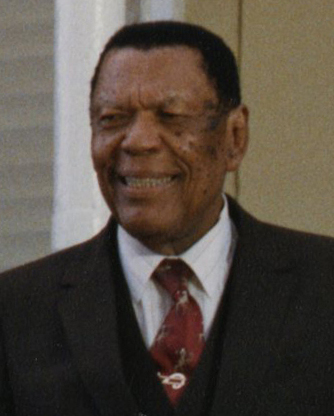
Вере Берд

### Гаїті

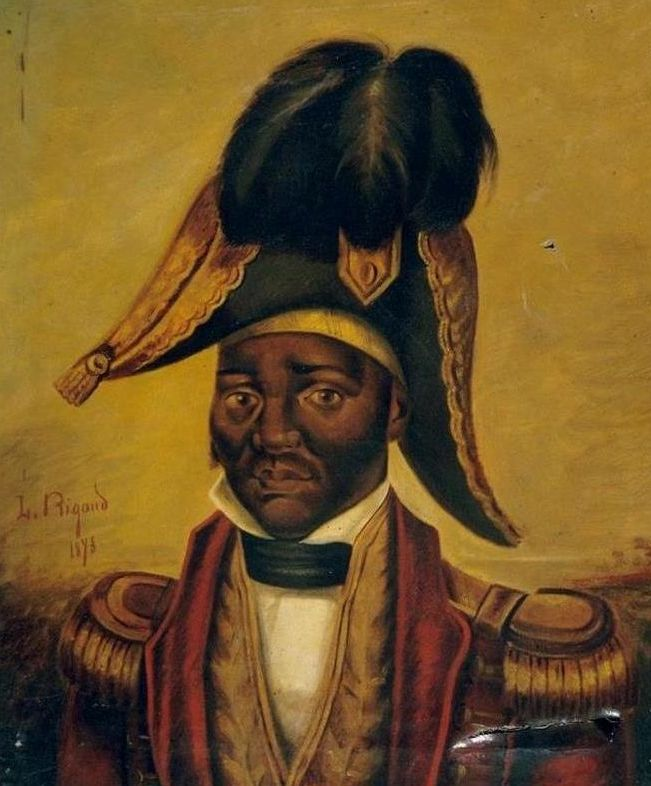
Жан-Жак Дессалін
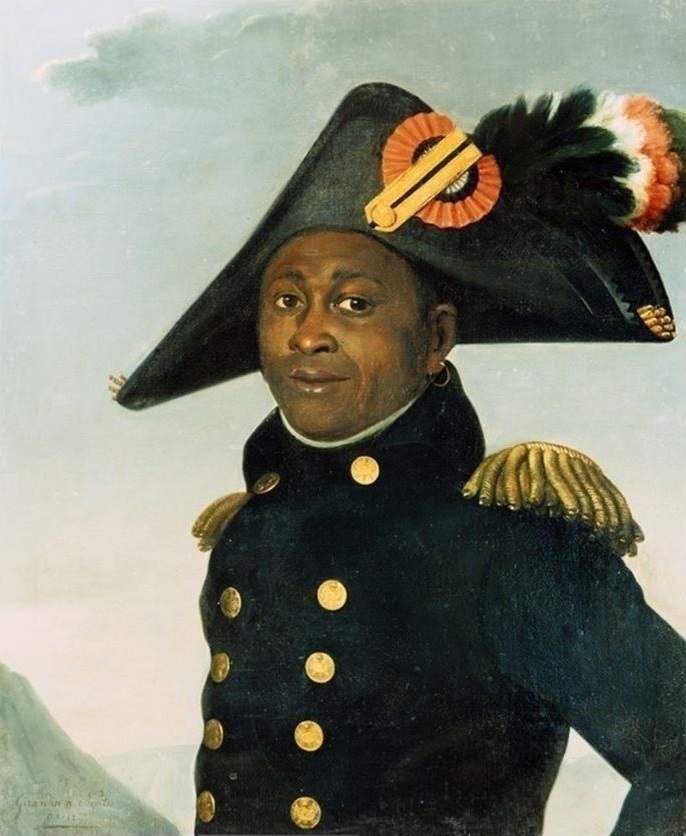
Туссен Лувертюр

### Гватемала

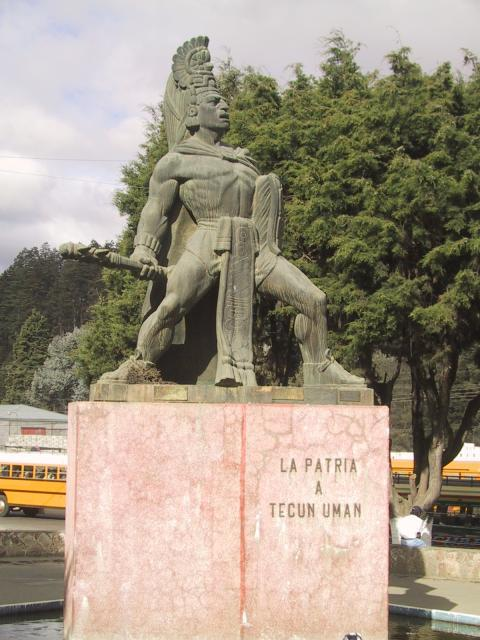
Текун Уман

### Гондурас

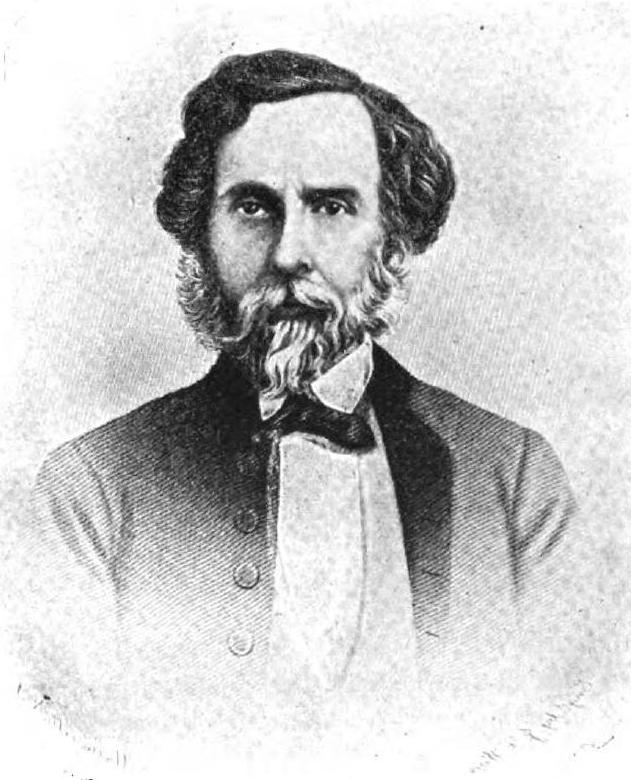
Хосе Тринідад Кабаньяс
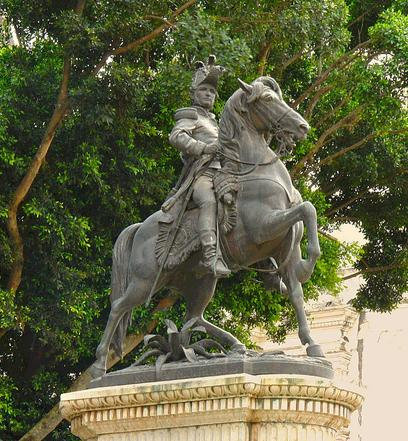
Франсіско Морасан
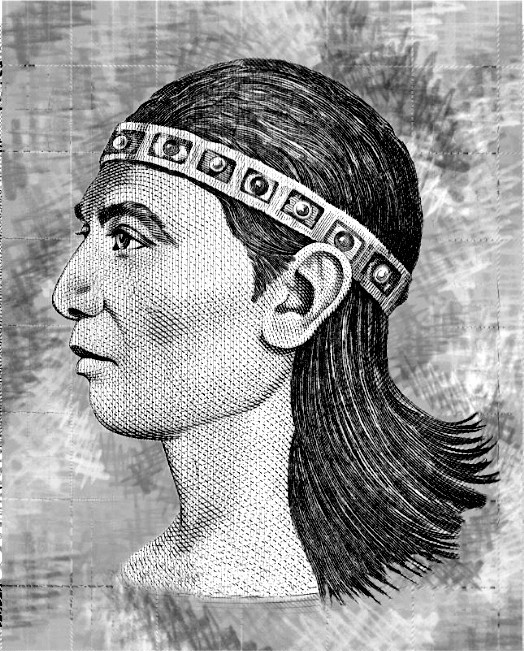
Лемпіра

- Фернандо Мото Енрікес

### Домініканська республіка

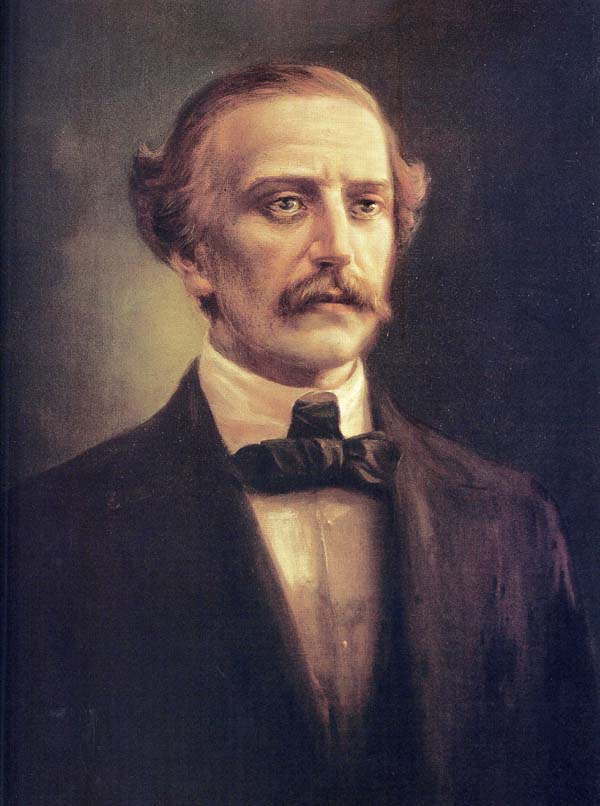
Хуан Пабло Дуарте
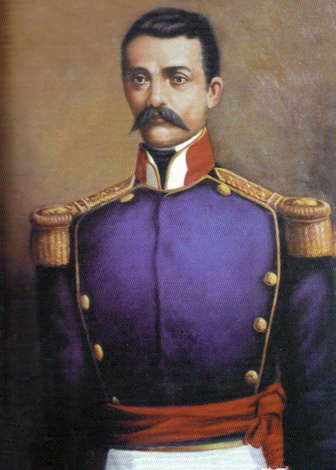
Матіас Рамон Мелла

### Канада

Айзек Брок
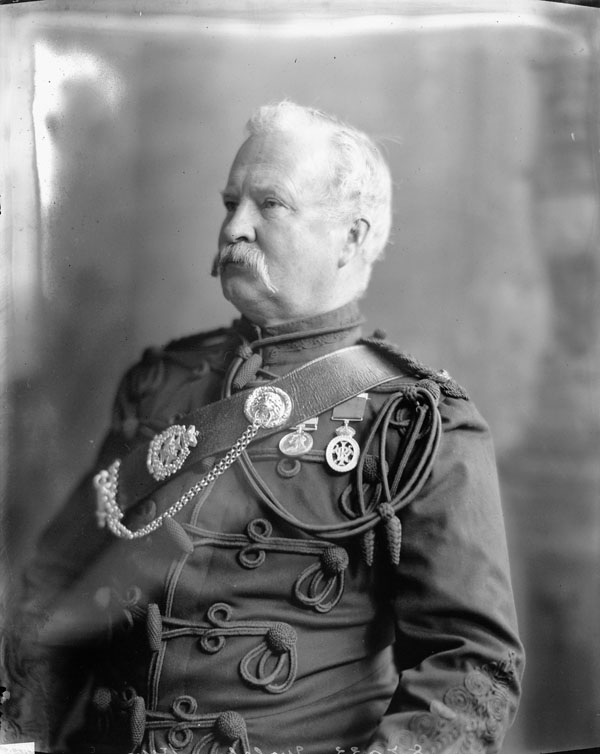
Джеймс Морроу Волш
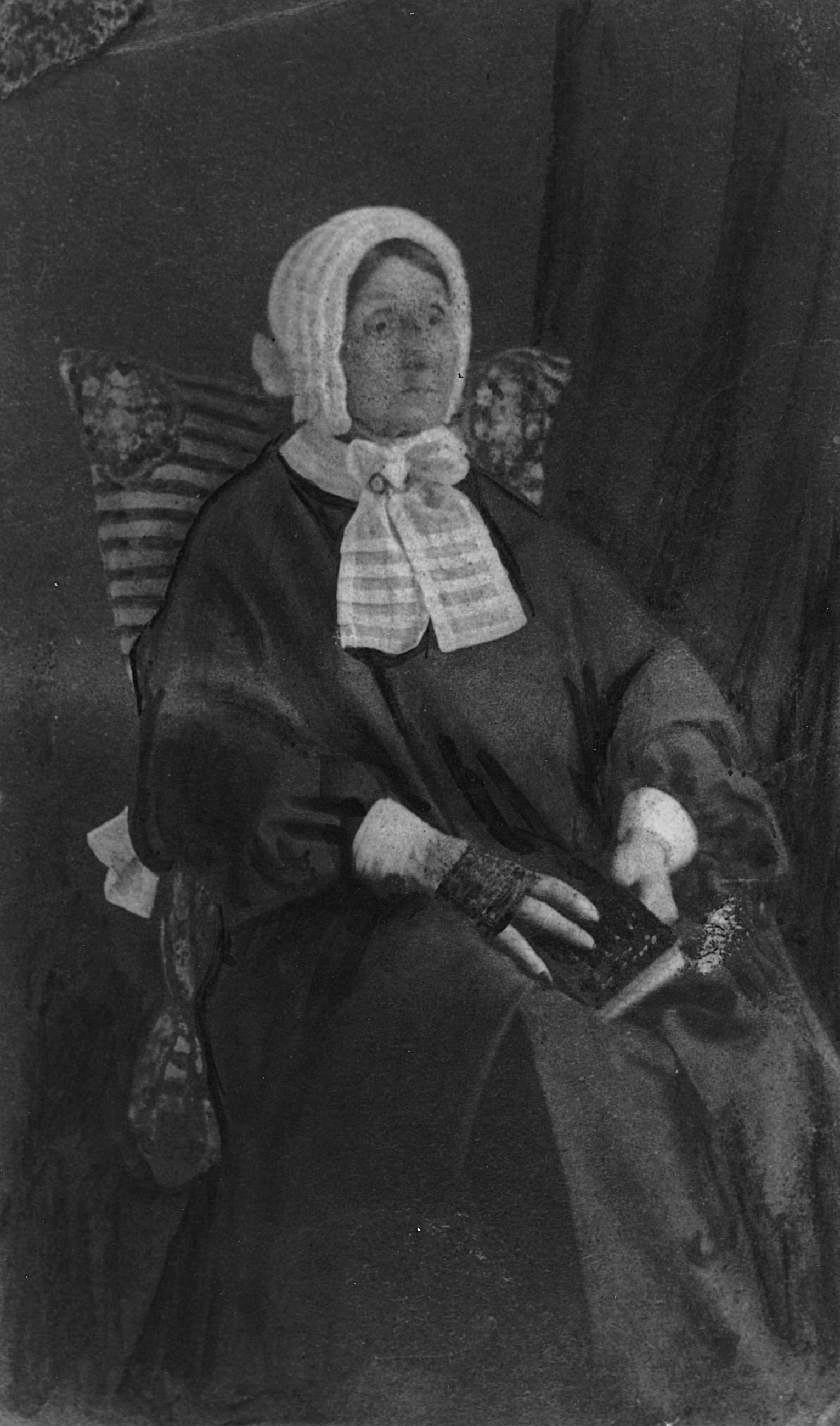
Лора Сікорд
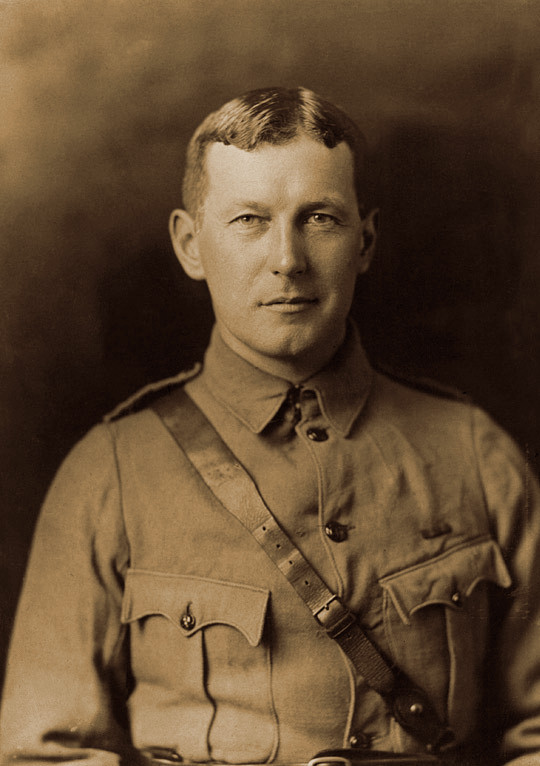
Джон Мак-Крей
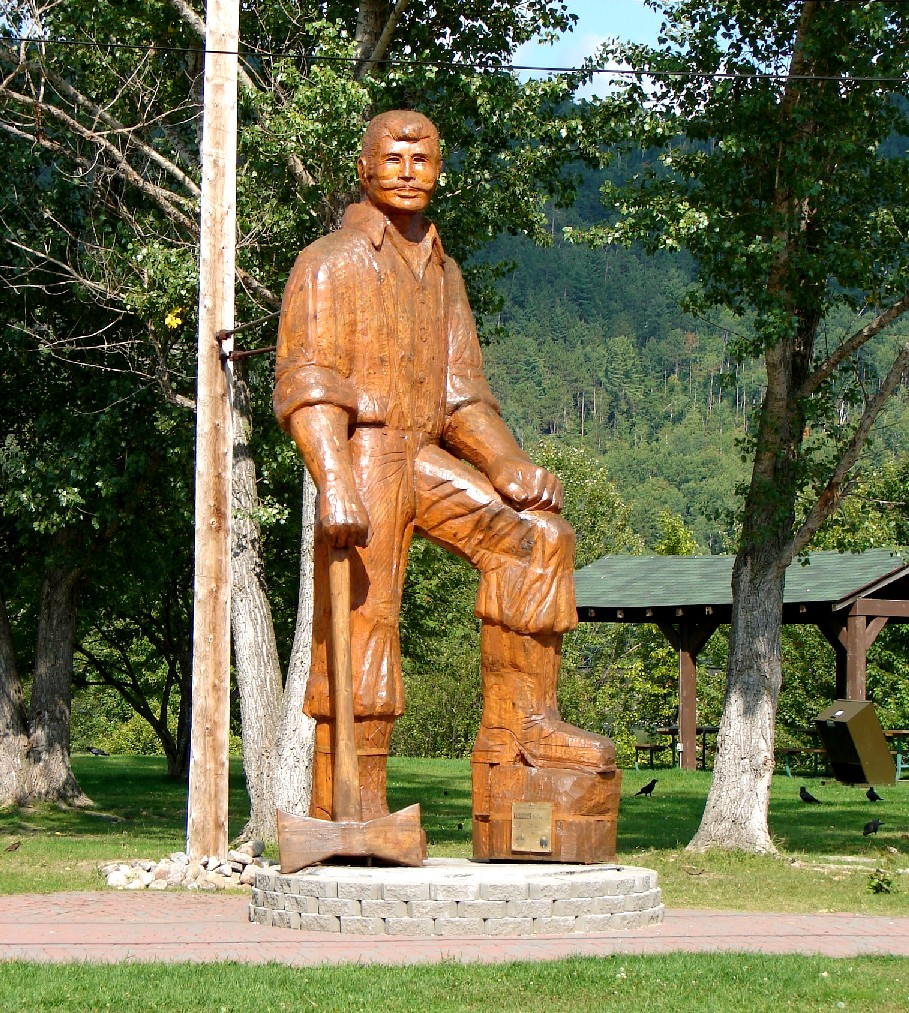
Біг Джо Муффероу
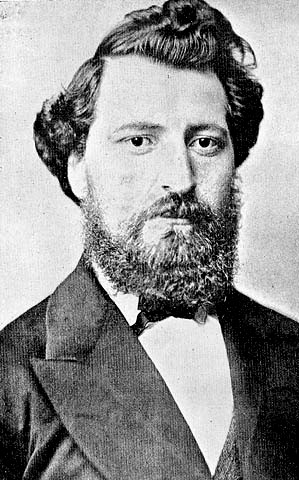
Луї Ріель
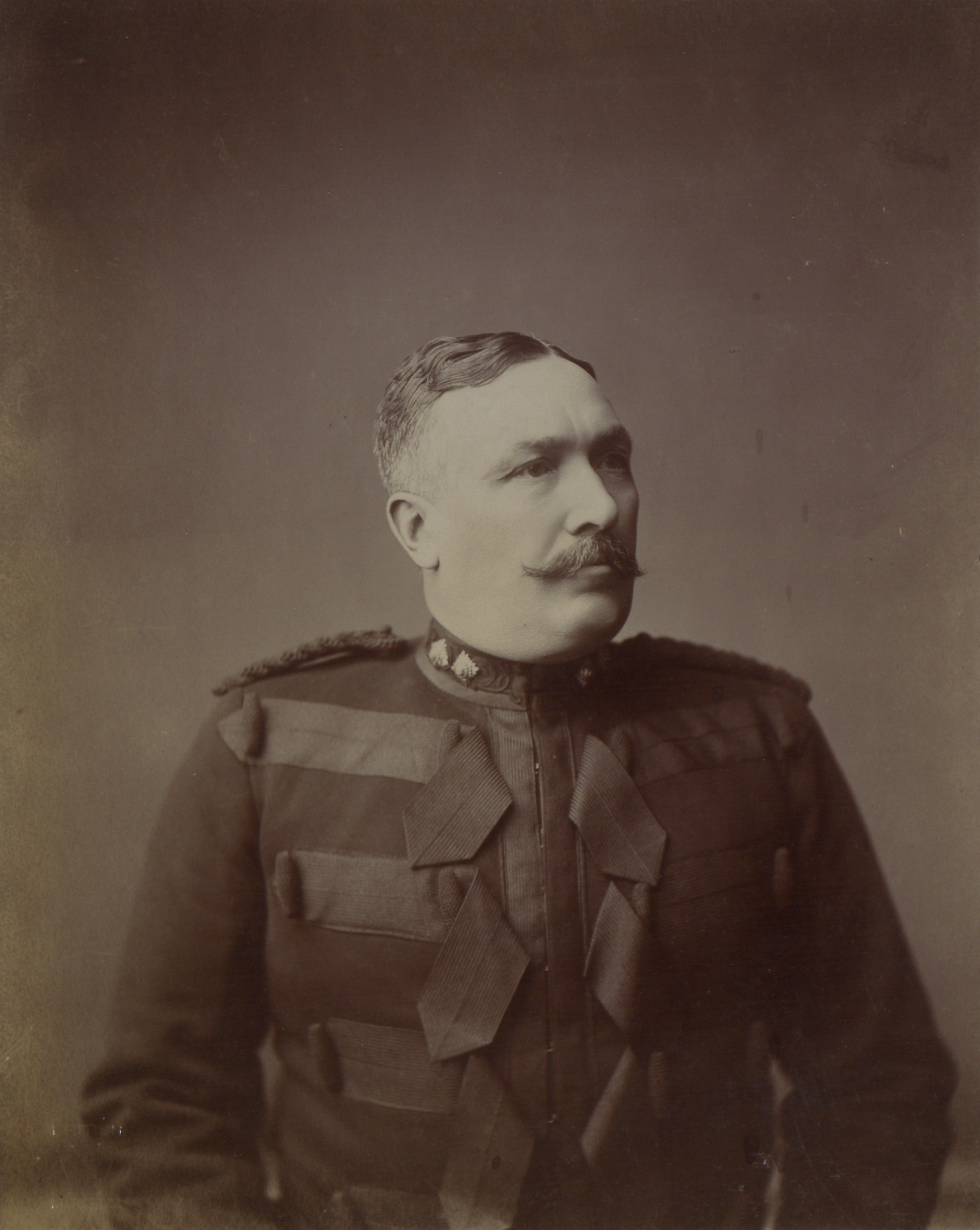
Сем Стіл

- Луї Майу

### Коста-Рика

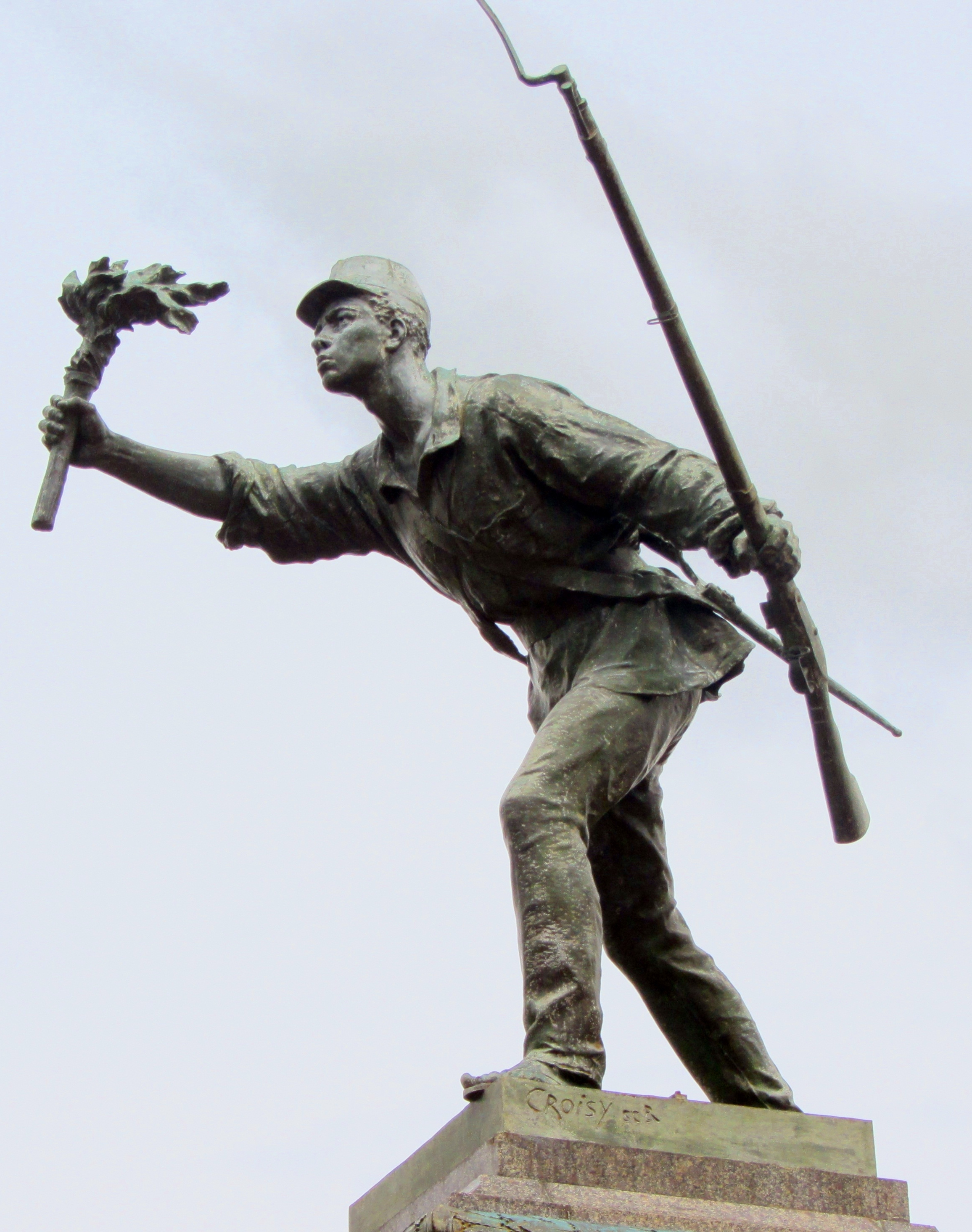
Хуан Сантамарія

### Куба
- Франк Паїс

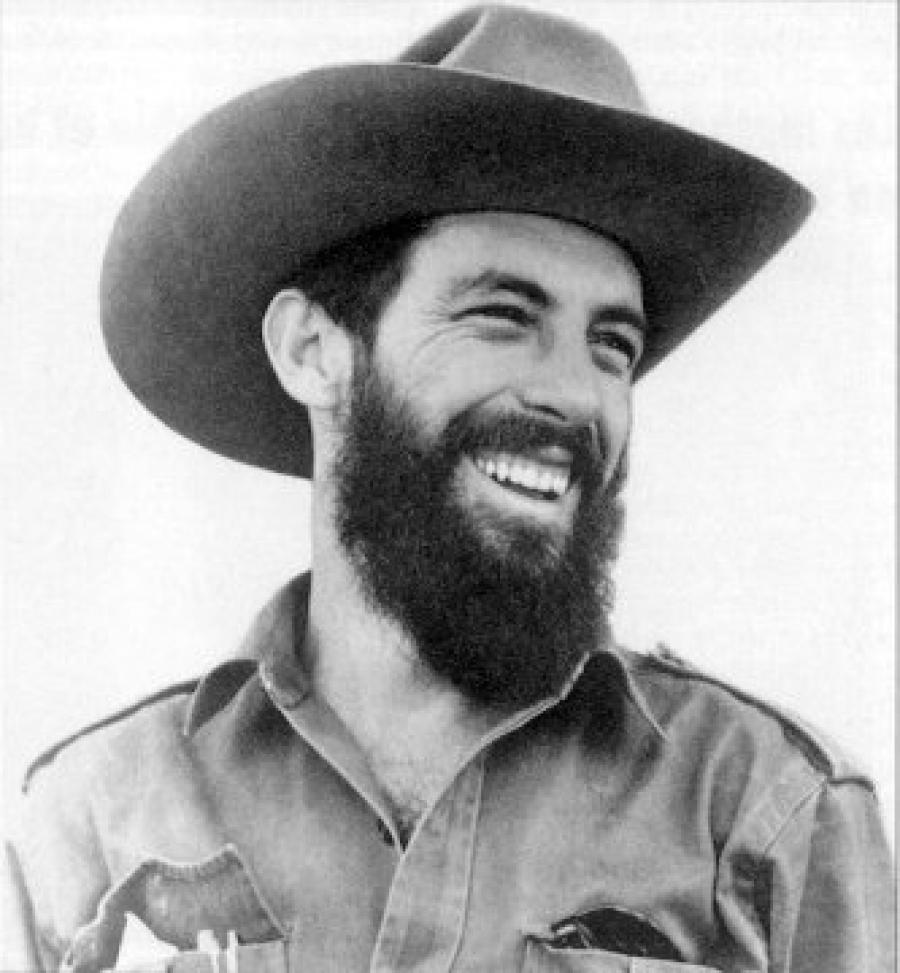
Каміло Сьєнфуегос
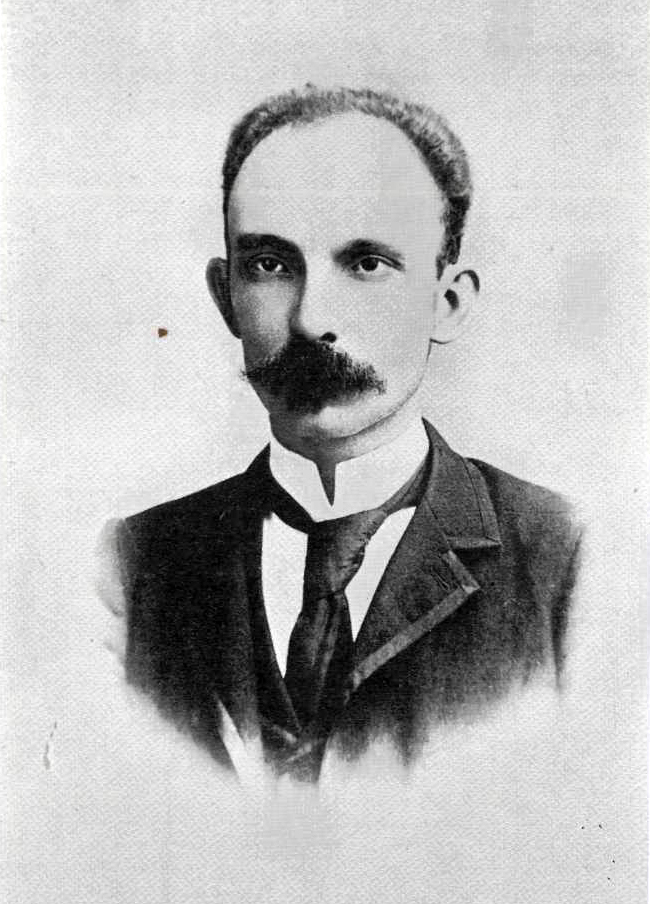
Хосе Марті

### Мексика
- Грегоріо Кортес

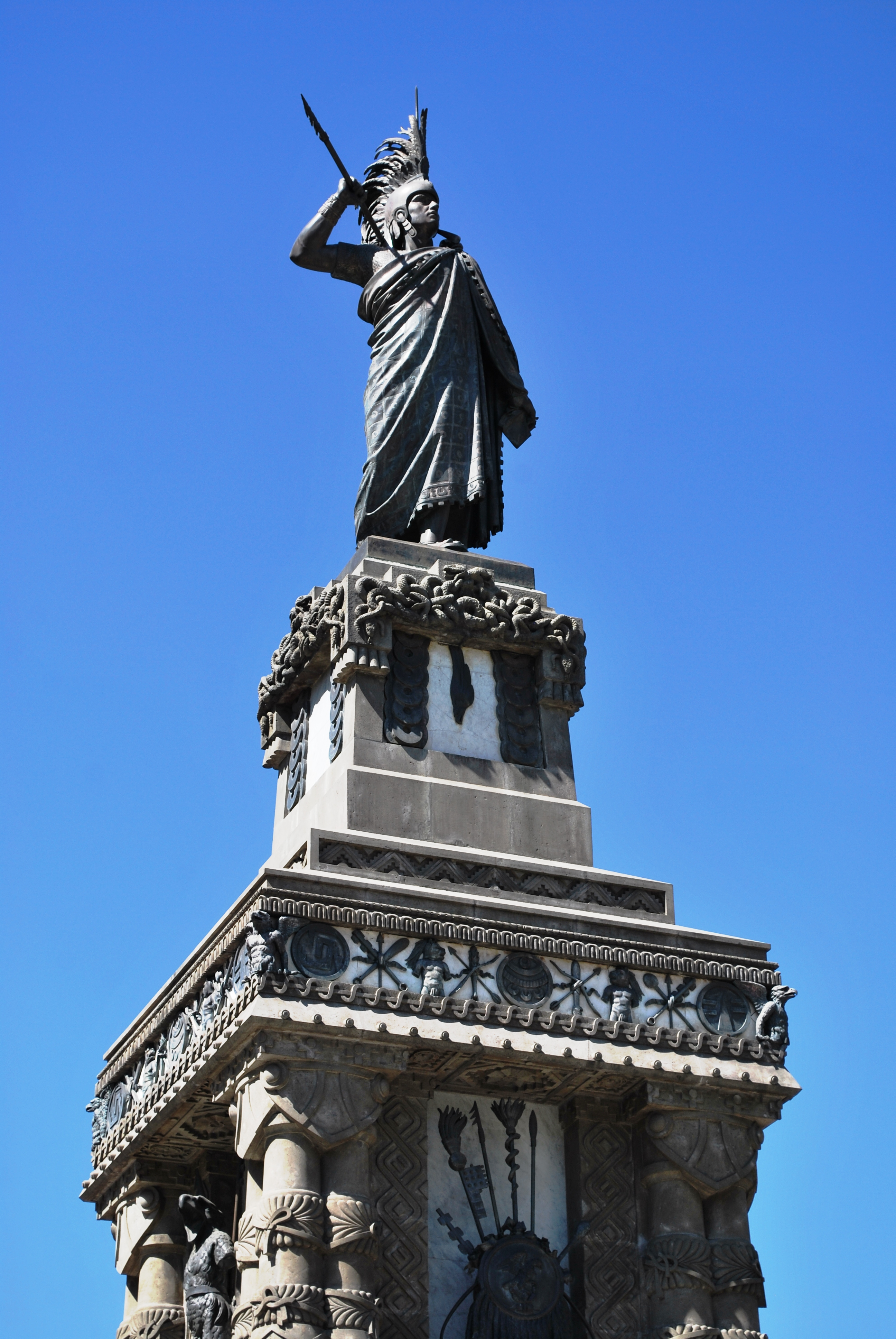
Куаутемок
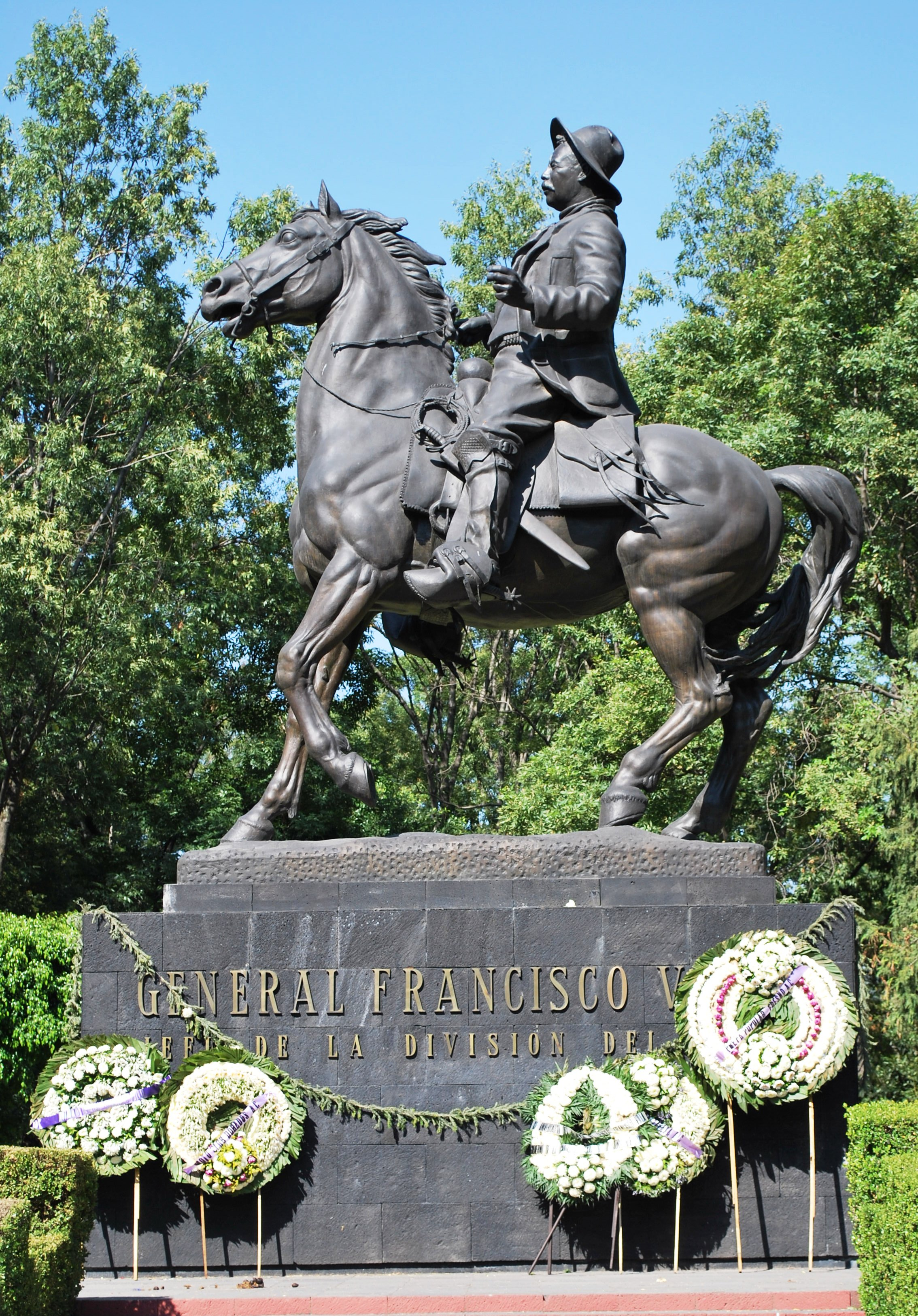
Панчо Вілья
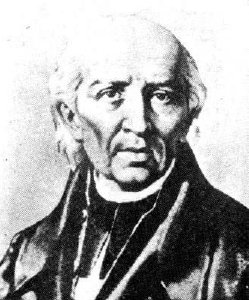
Мігель Ідальго
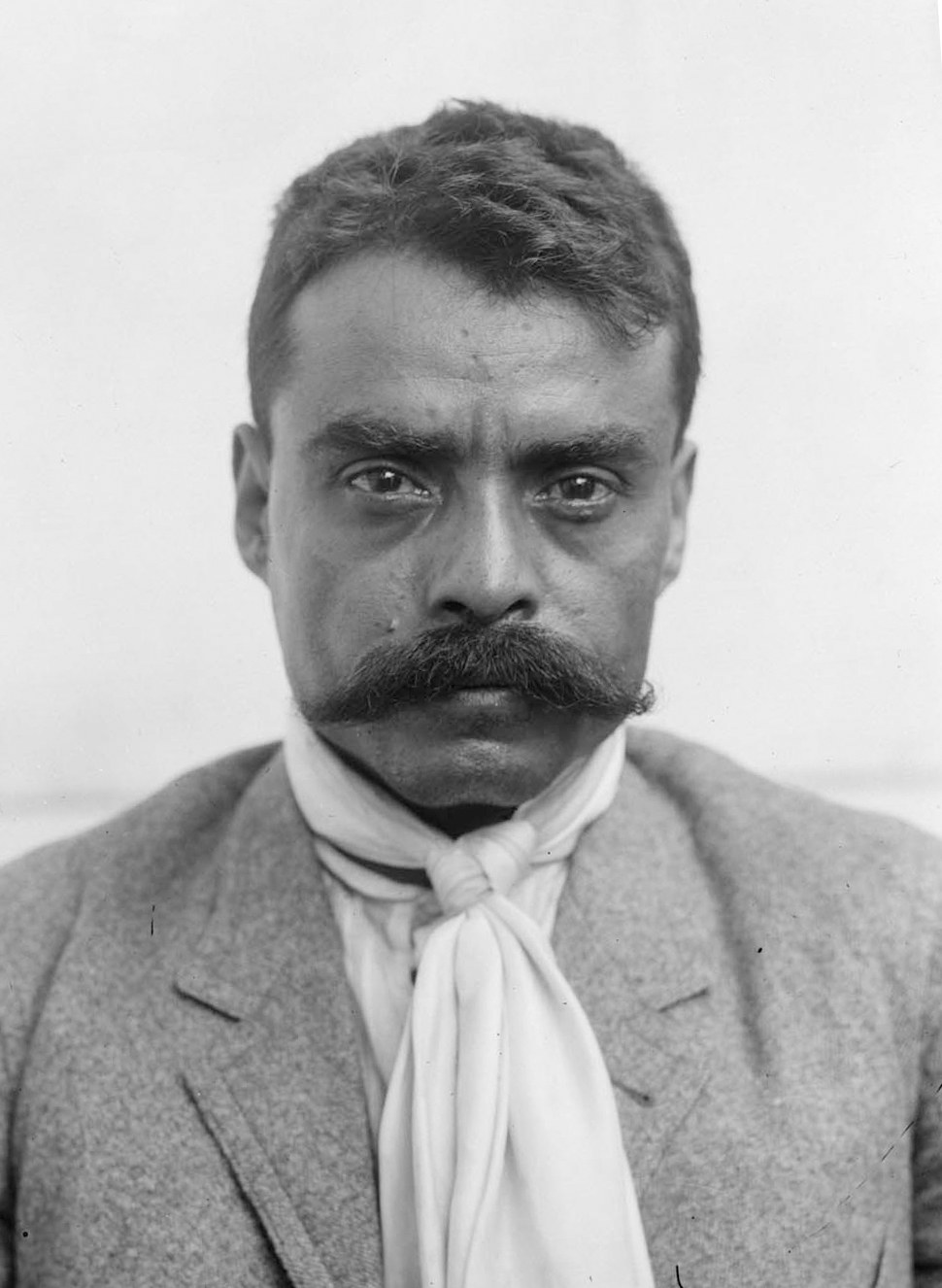
Еміліано Сапата
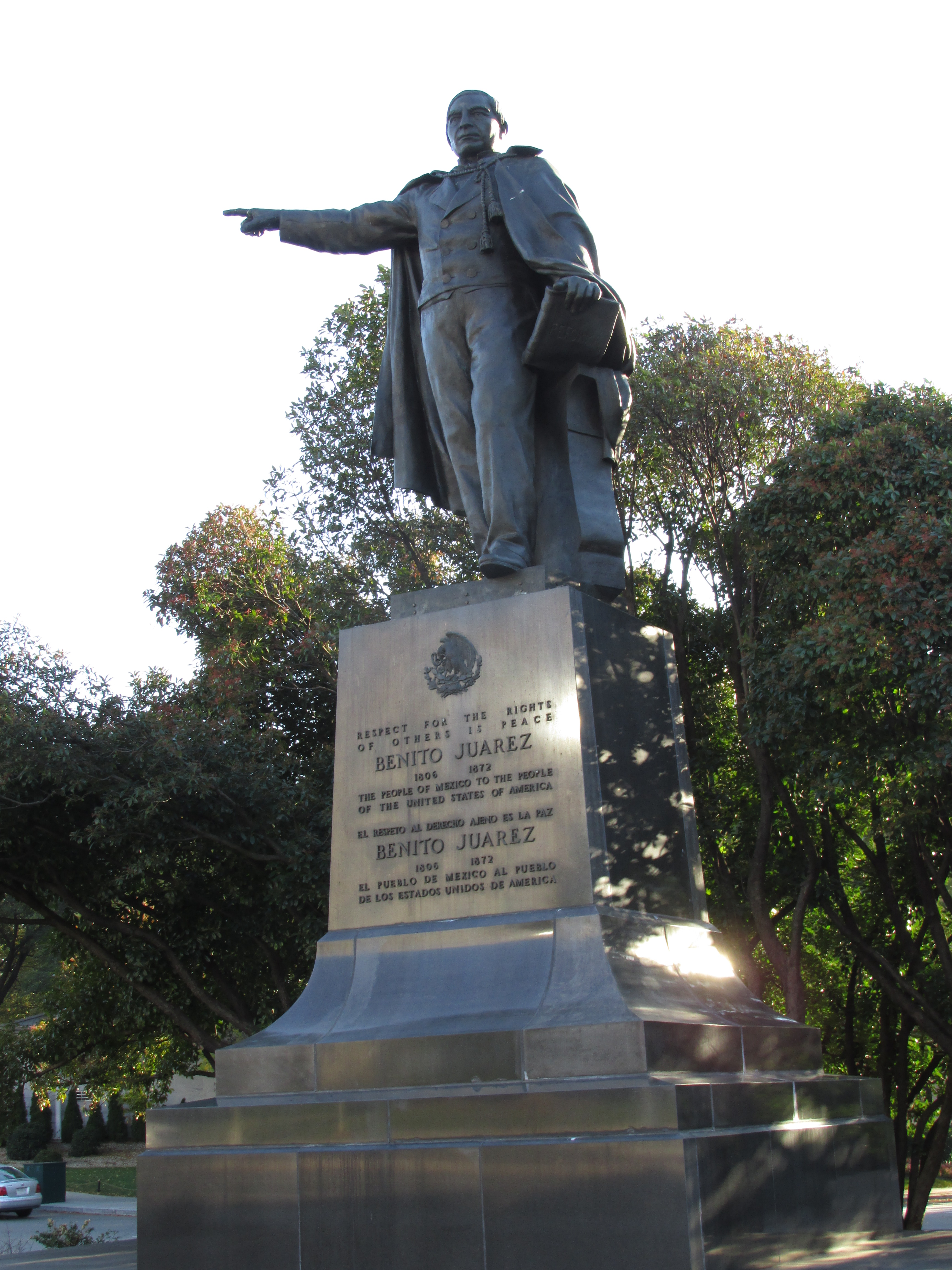
Беніто Хуарес

### Нікарагуа

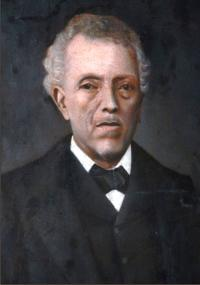
Хосе Долорес Естрада
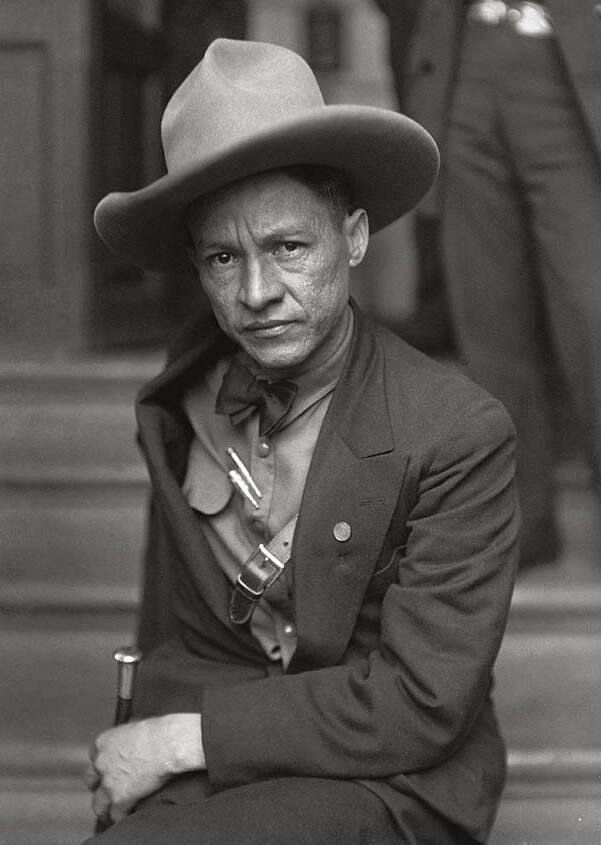
Августо Сесар Сандіно

### Сполучені Штати Америки

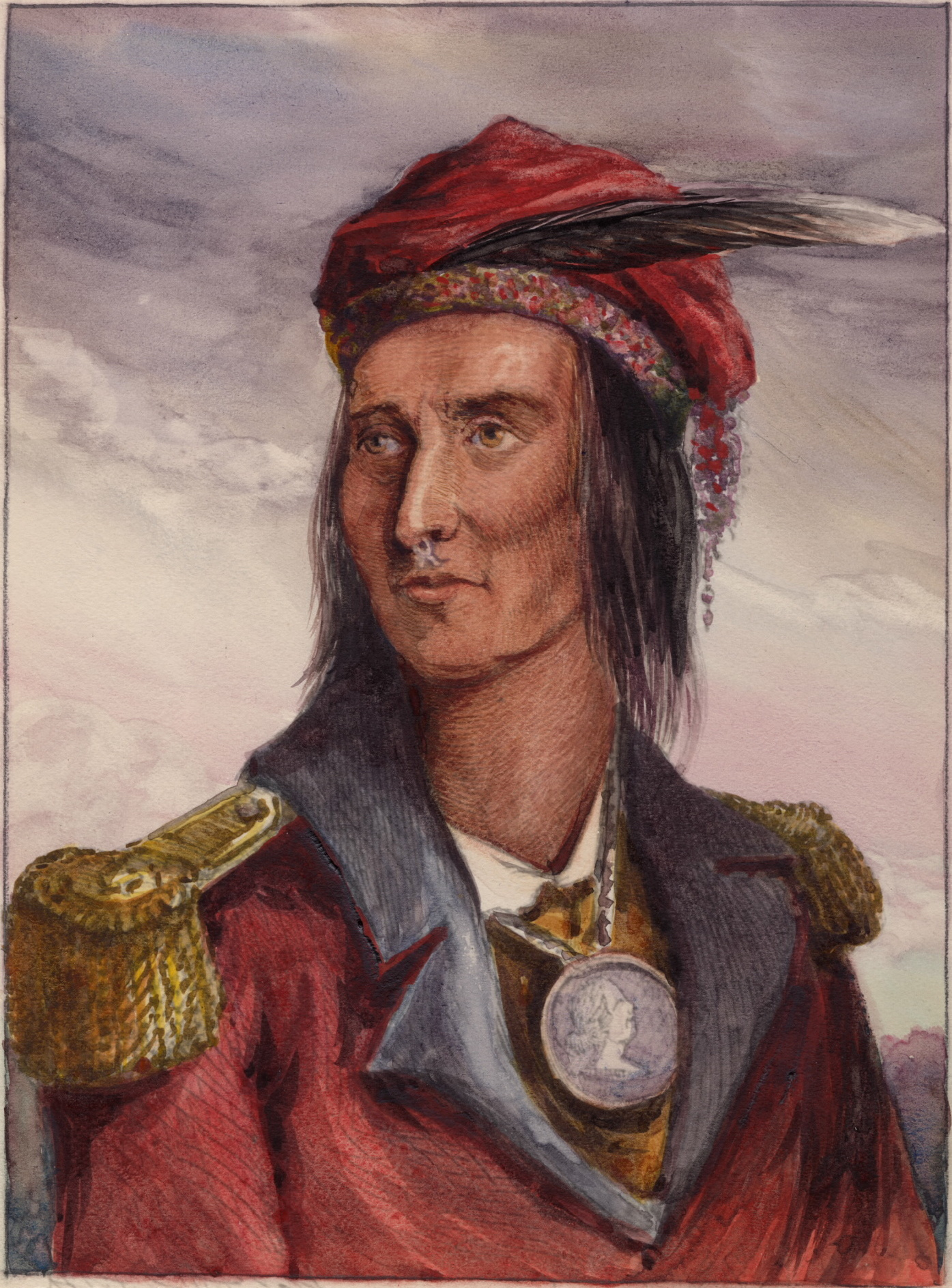
Текумсе
Покахонтас
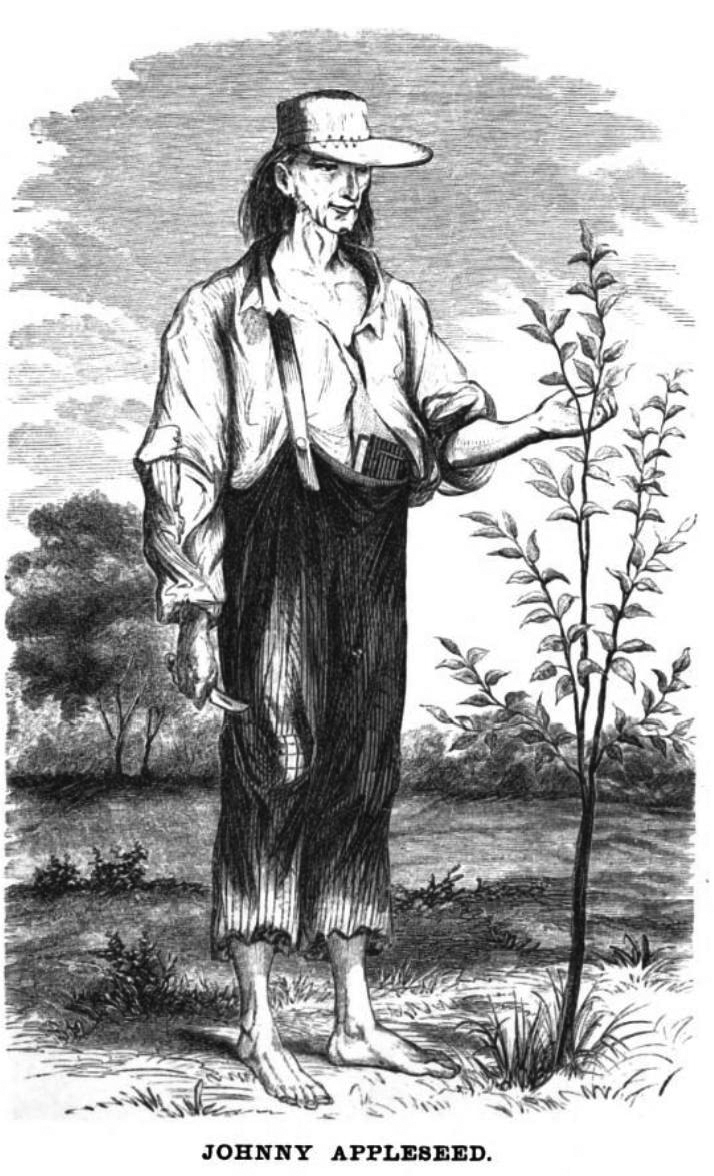
Джонні Епплсід
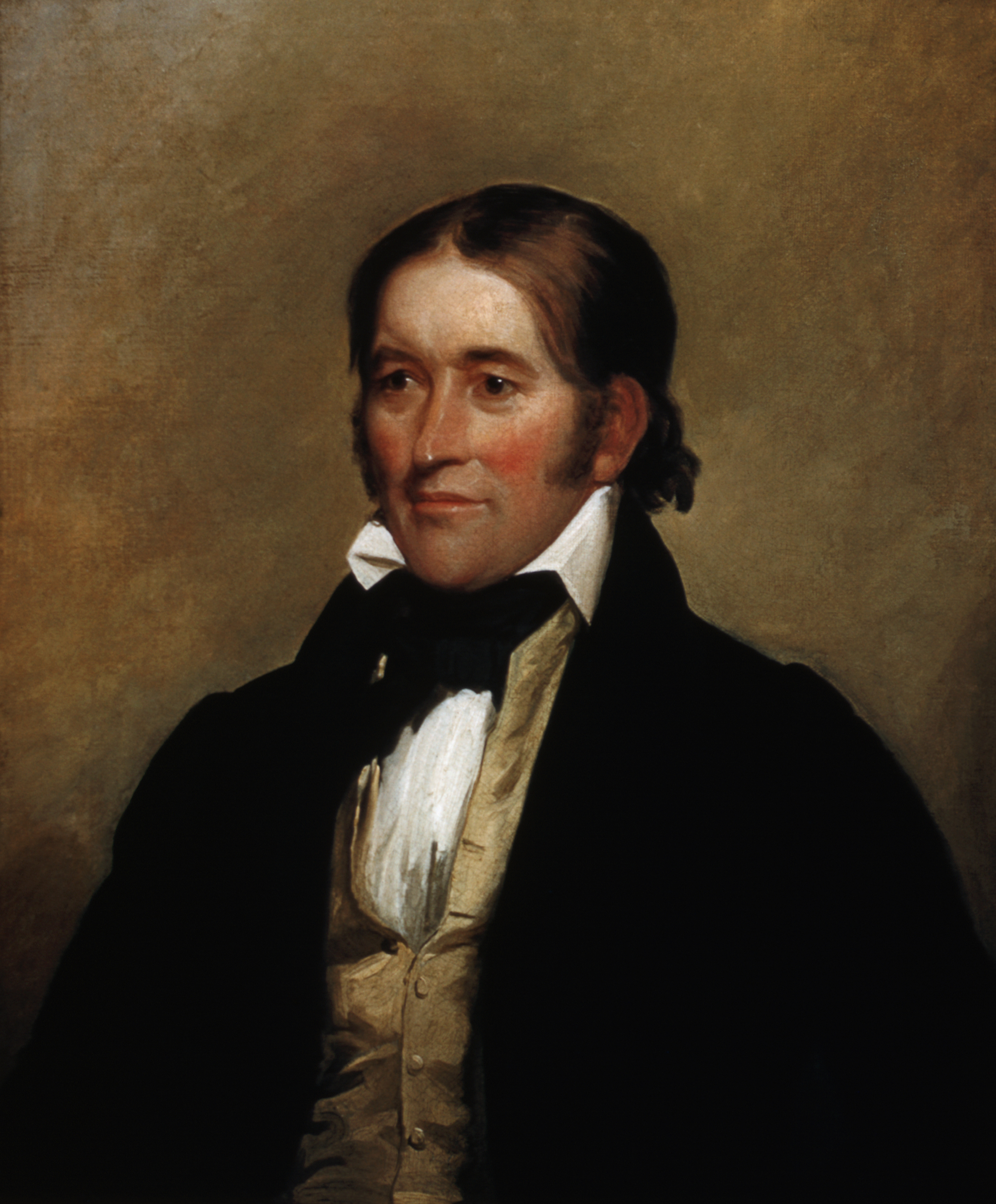
Деві Крокетт
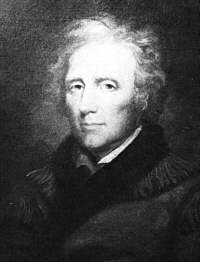
Даніель Бун
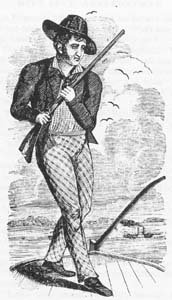
Майк Фінк
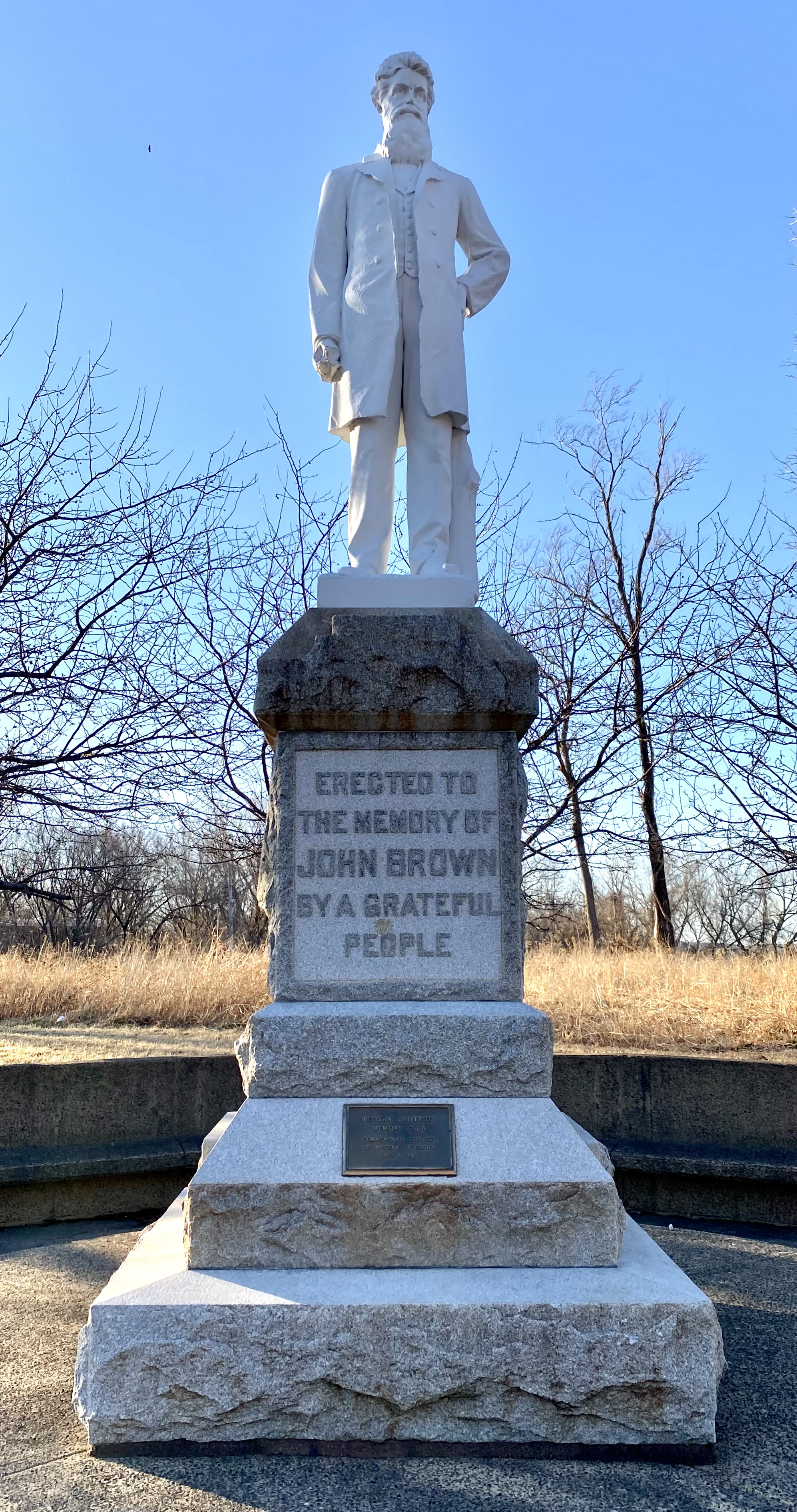
Джон Браун
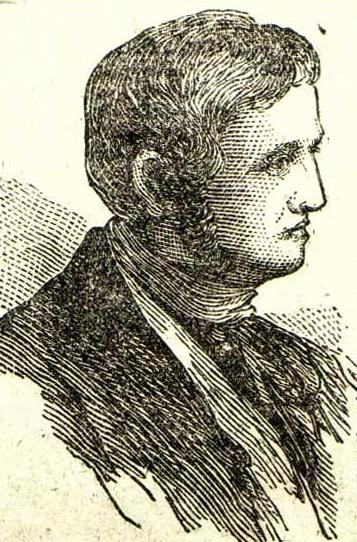
Деніел Шейс
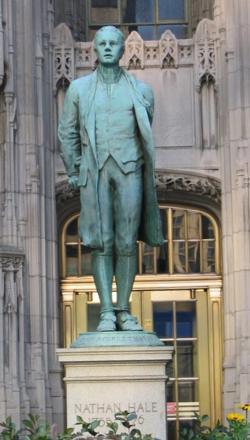
Натан Гейл[en]
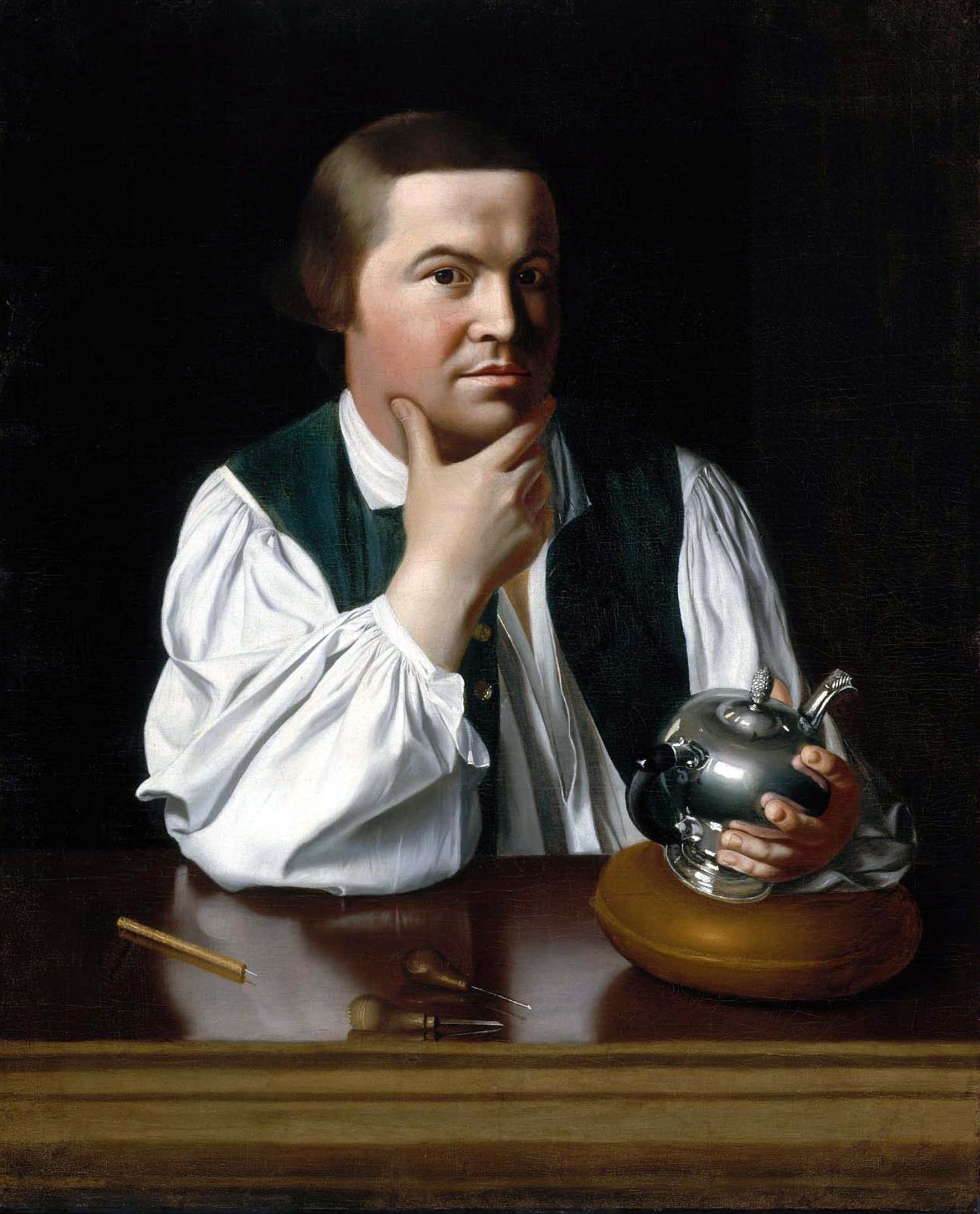
Пол Ревір
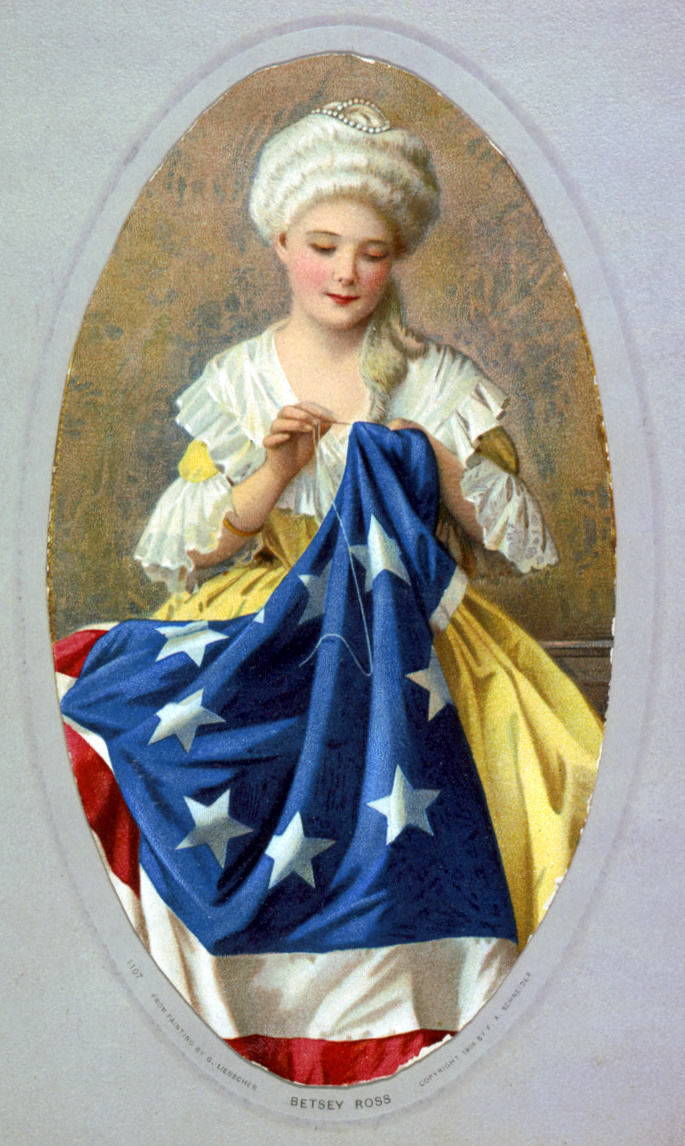
Бетсі Росс
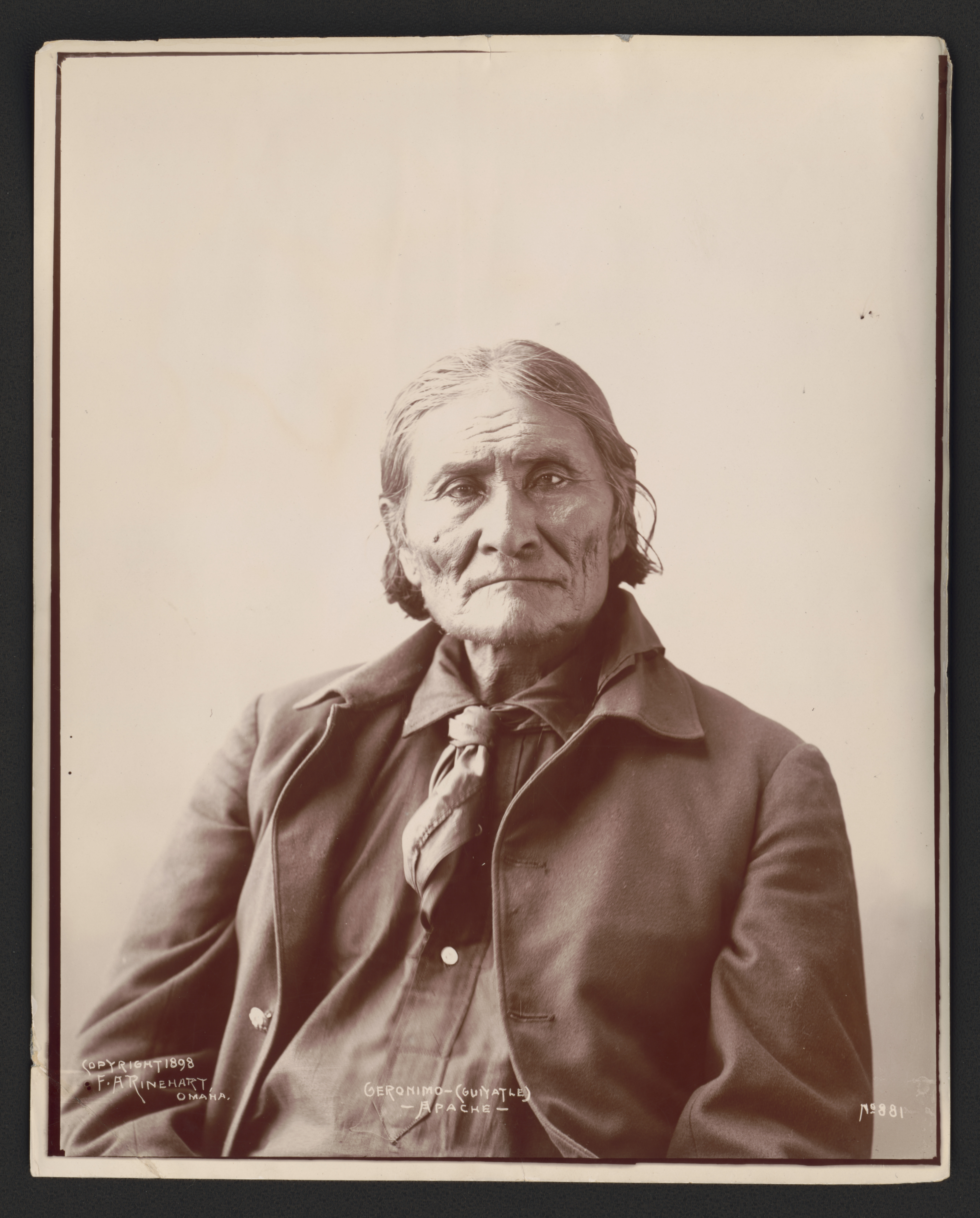
Джеронімо
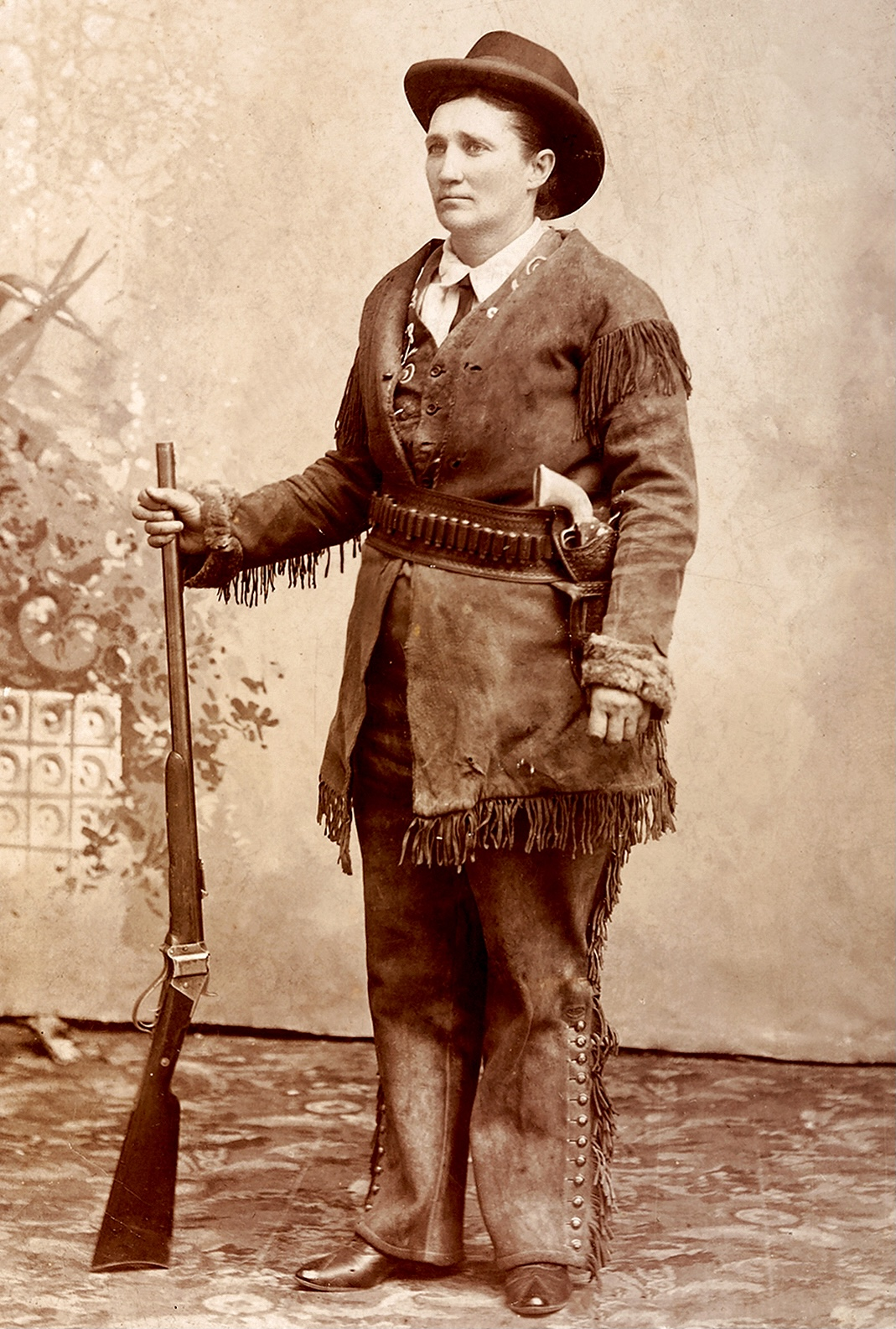
Марта Джейн Кенарі (відома як англ. Calamity Jane)
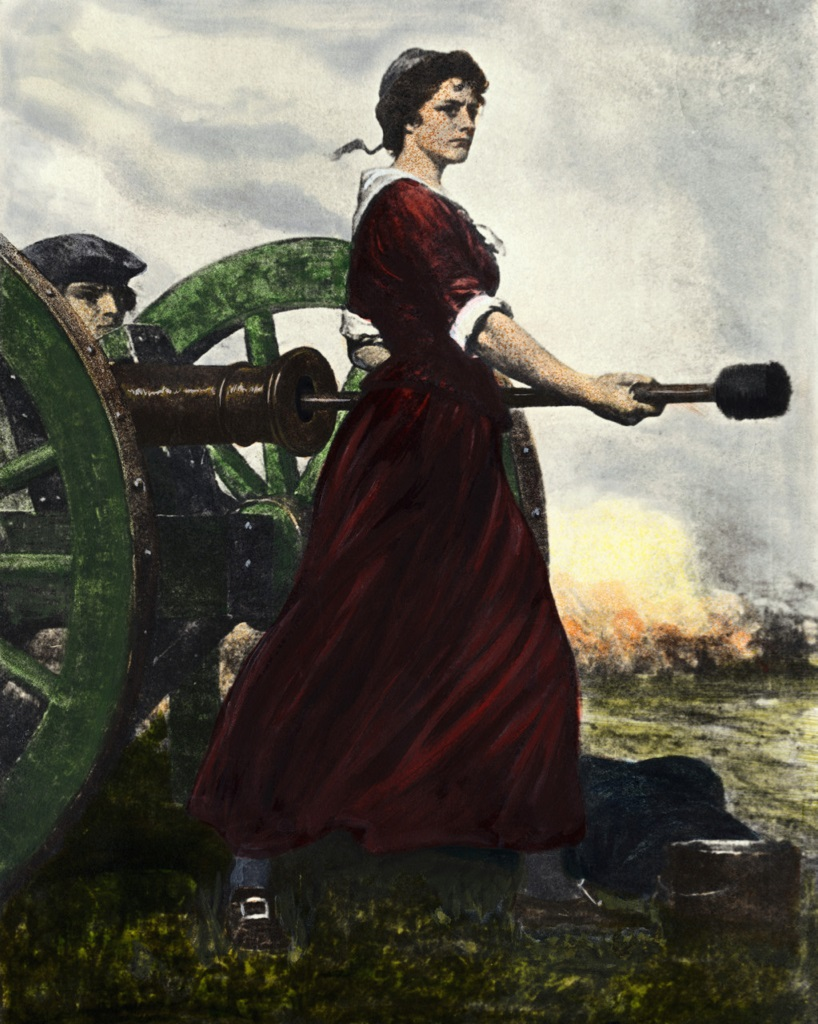
Моллі Пітчер[en]
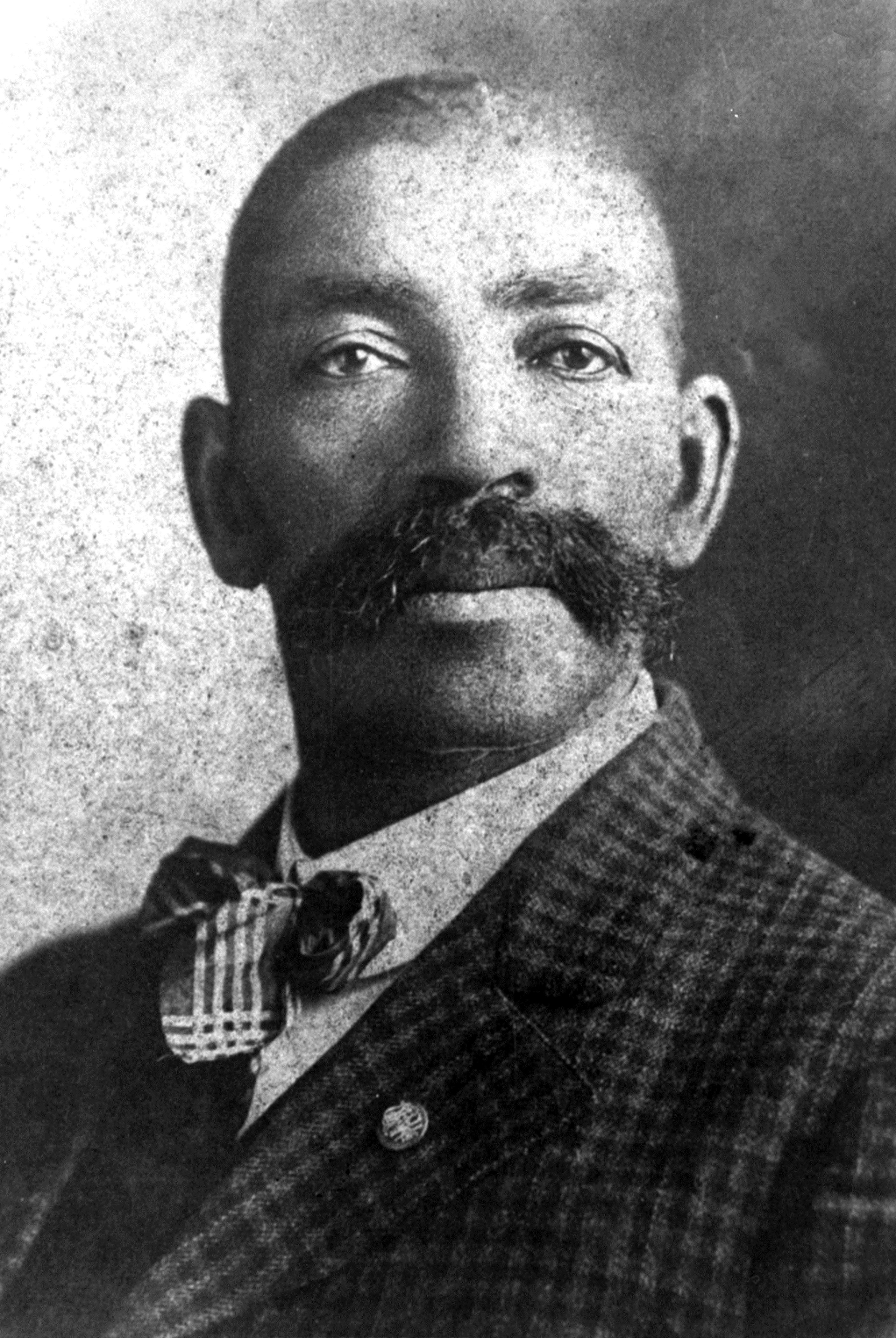
Басс Рівз
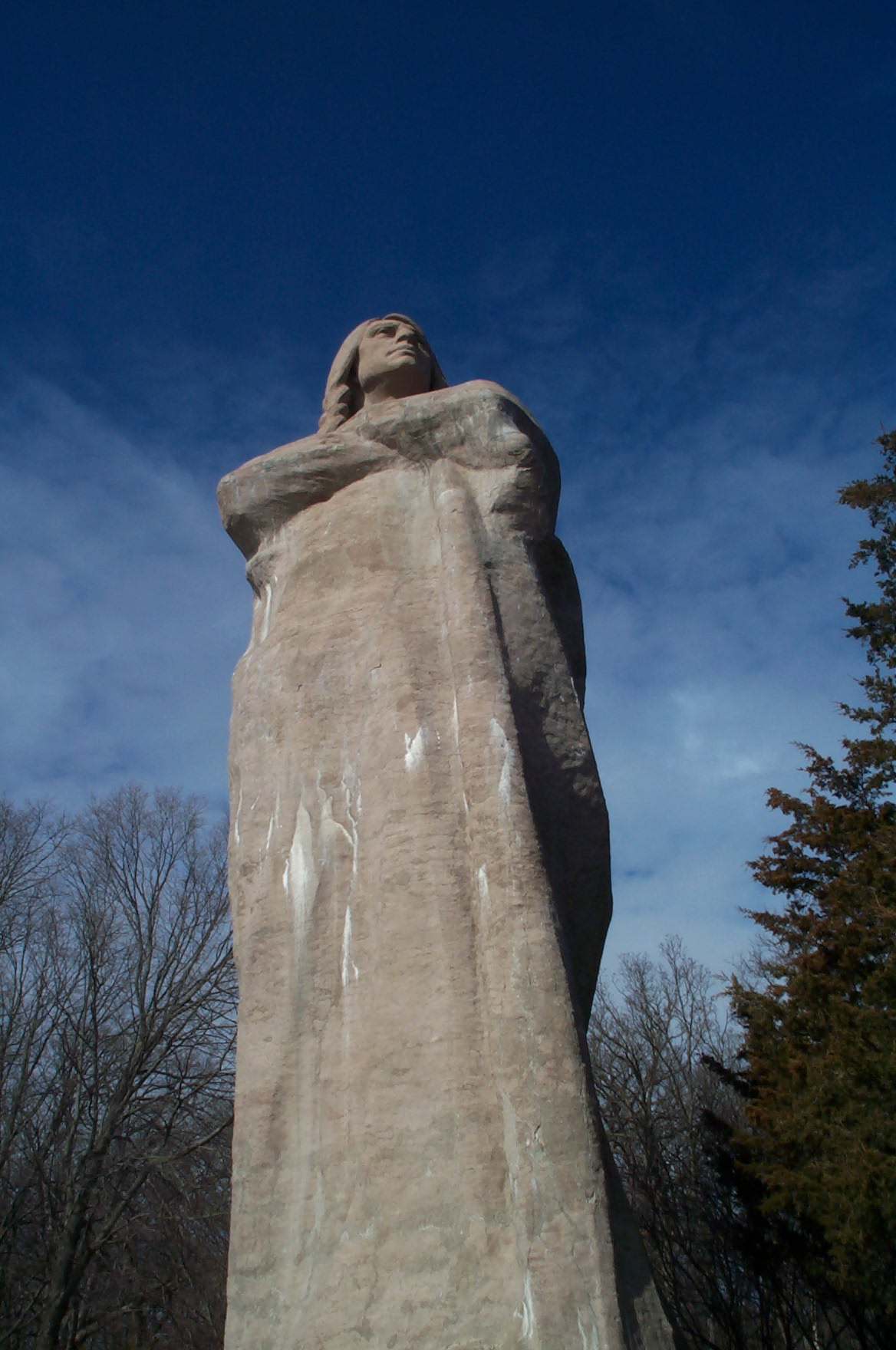
Чорний Яструб (англ. Black Hawk)
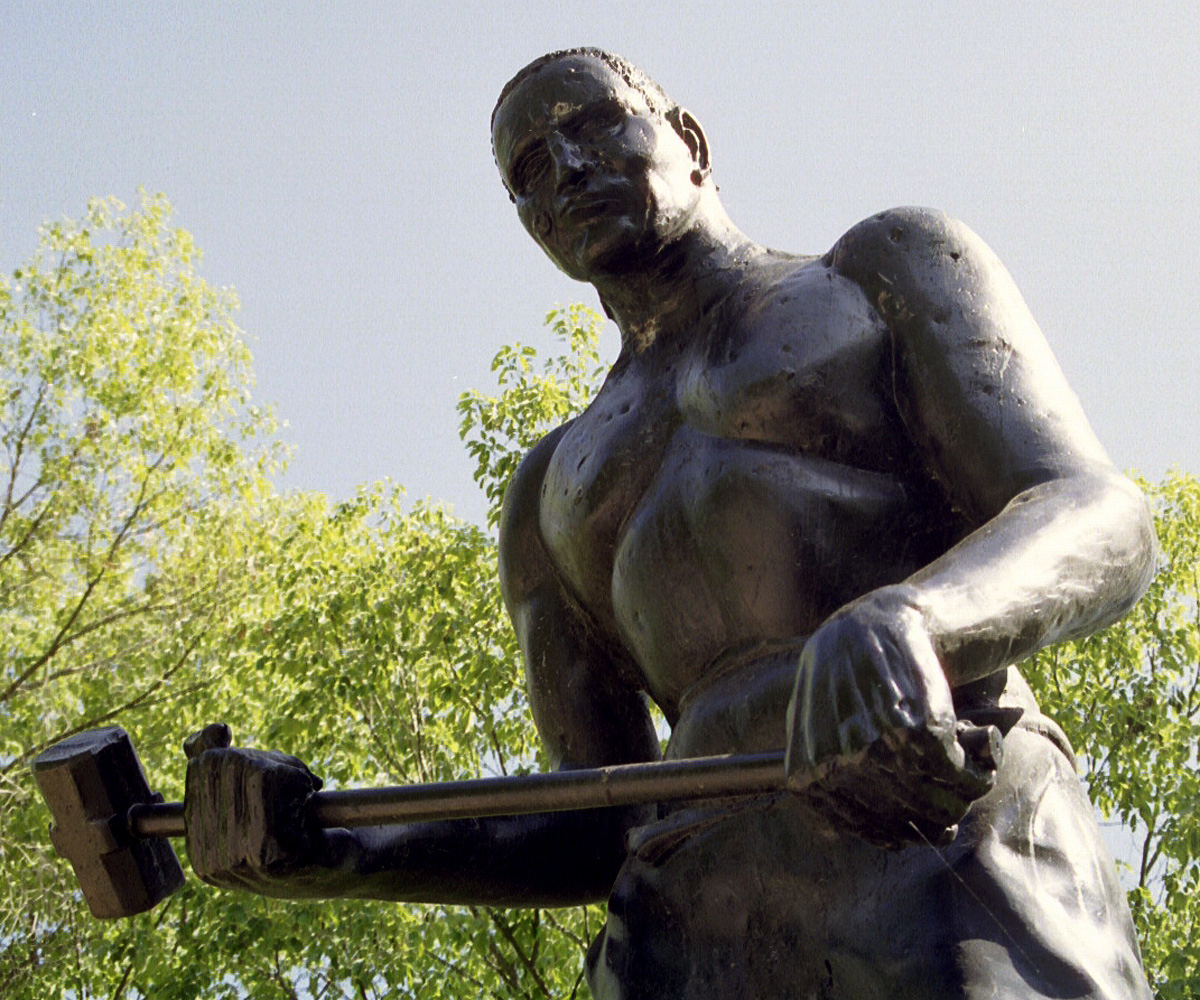
Джон Генрі
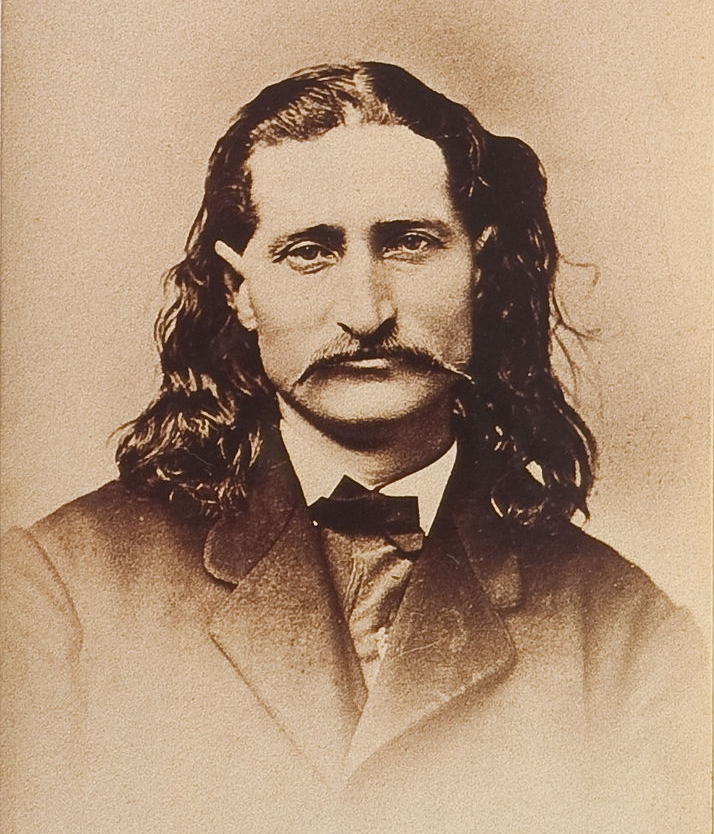
Дикий Білл Гікок[en]
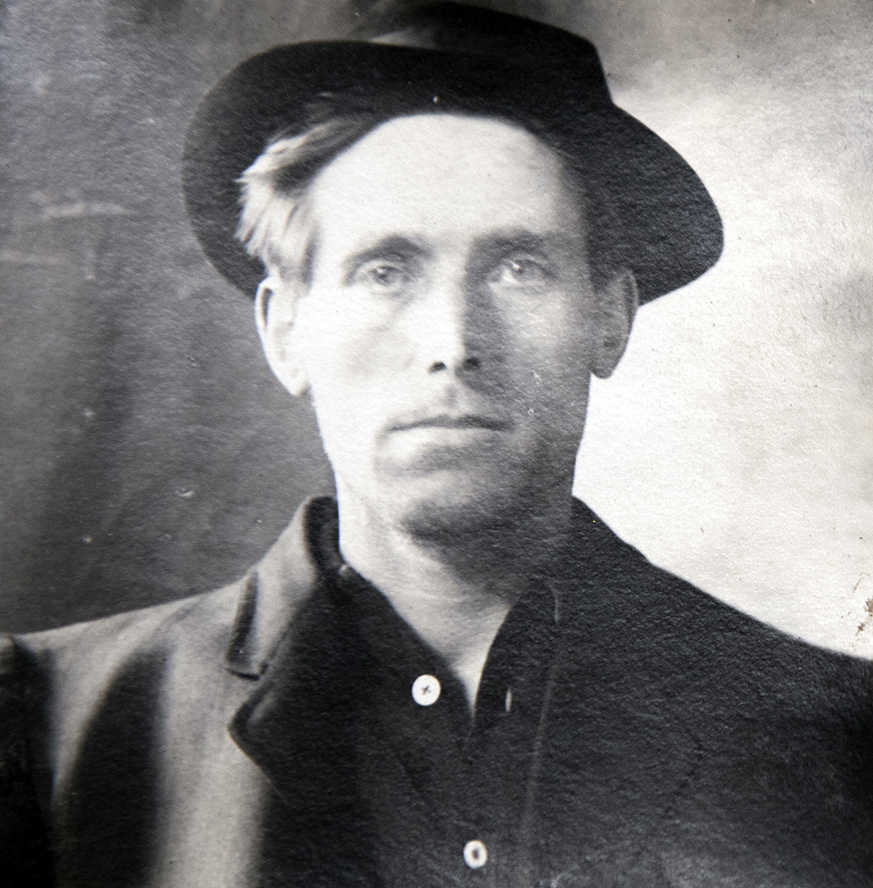
Джо Гілл[en]
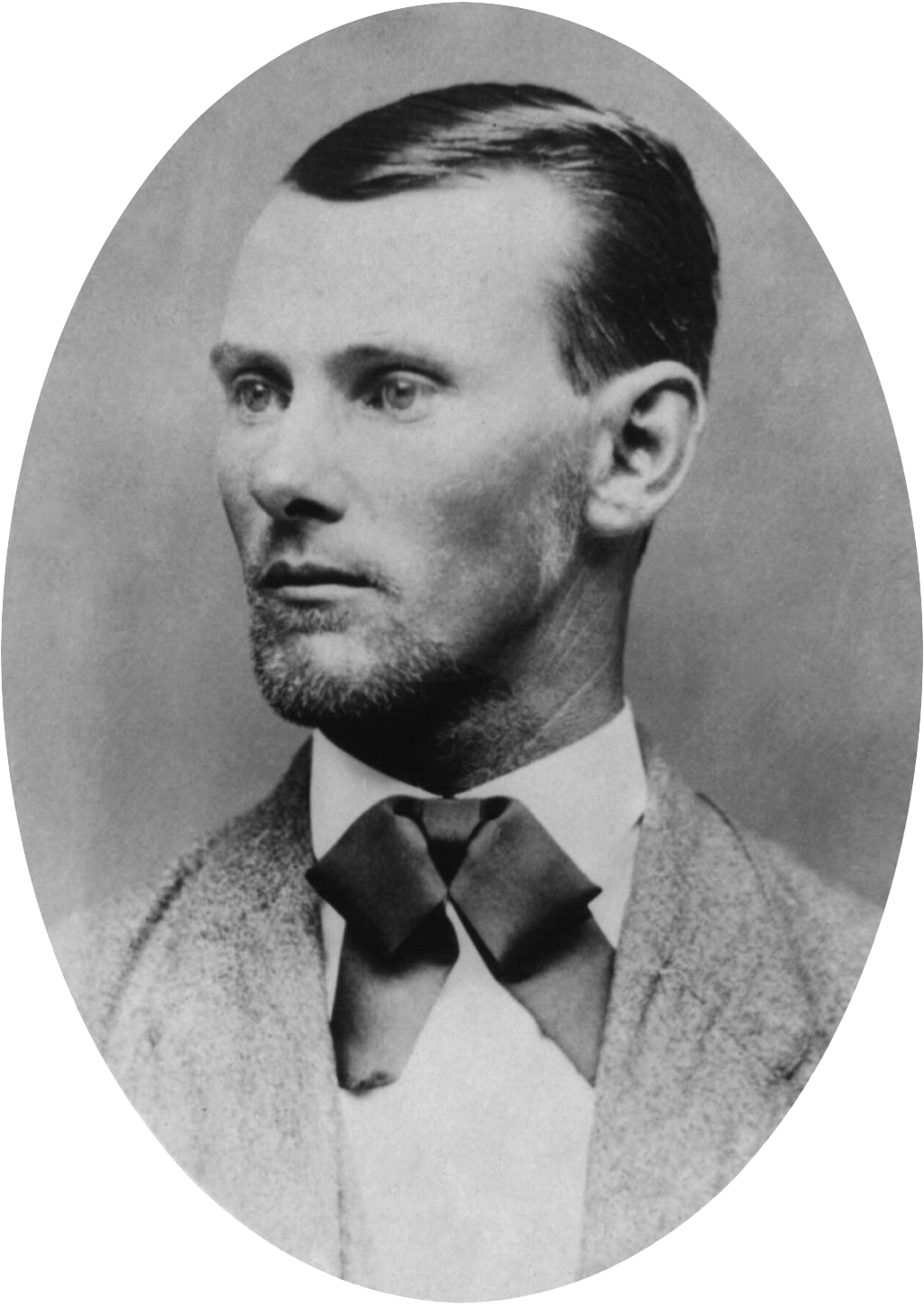
Джессі Джеймс
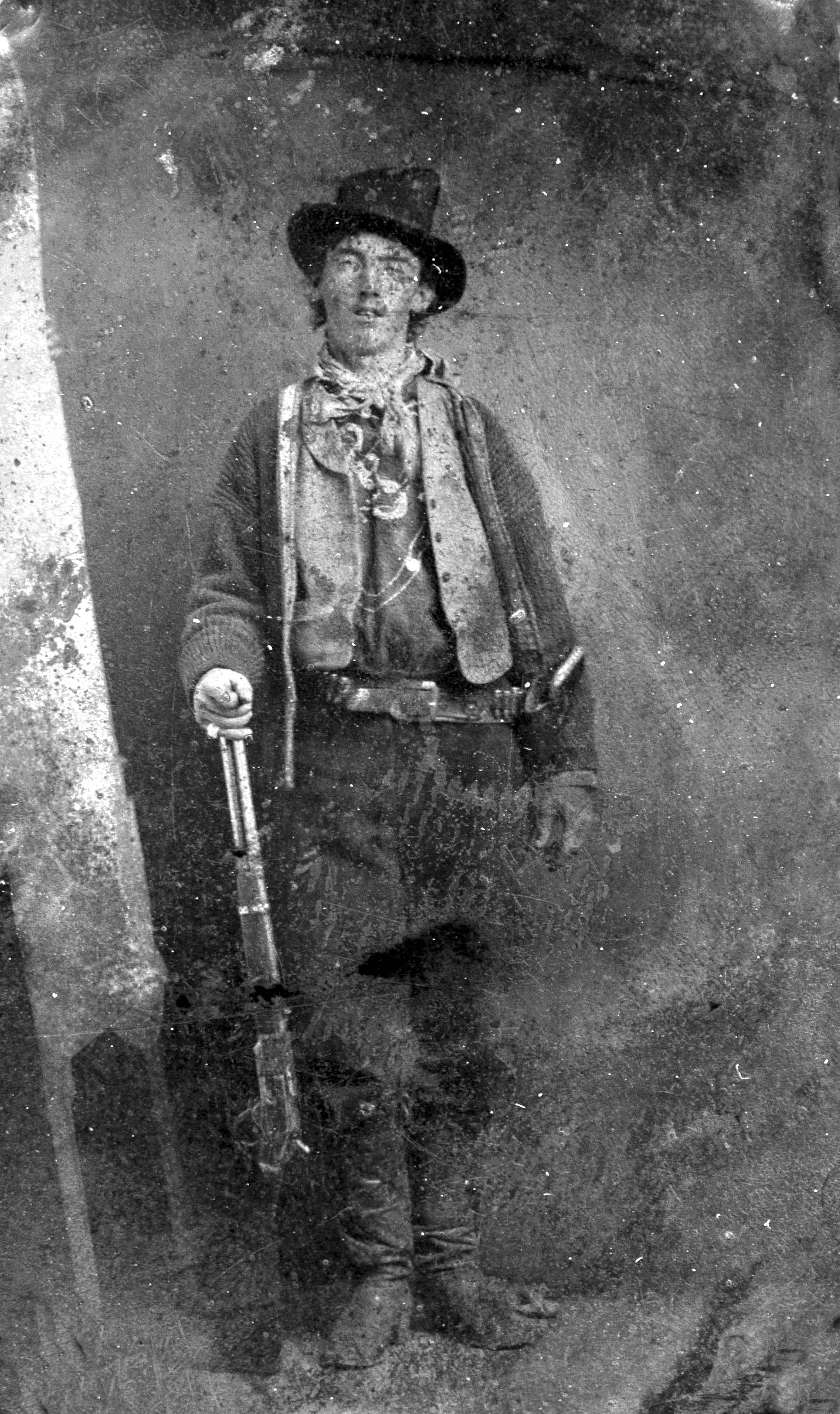
Біллі Кід
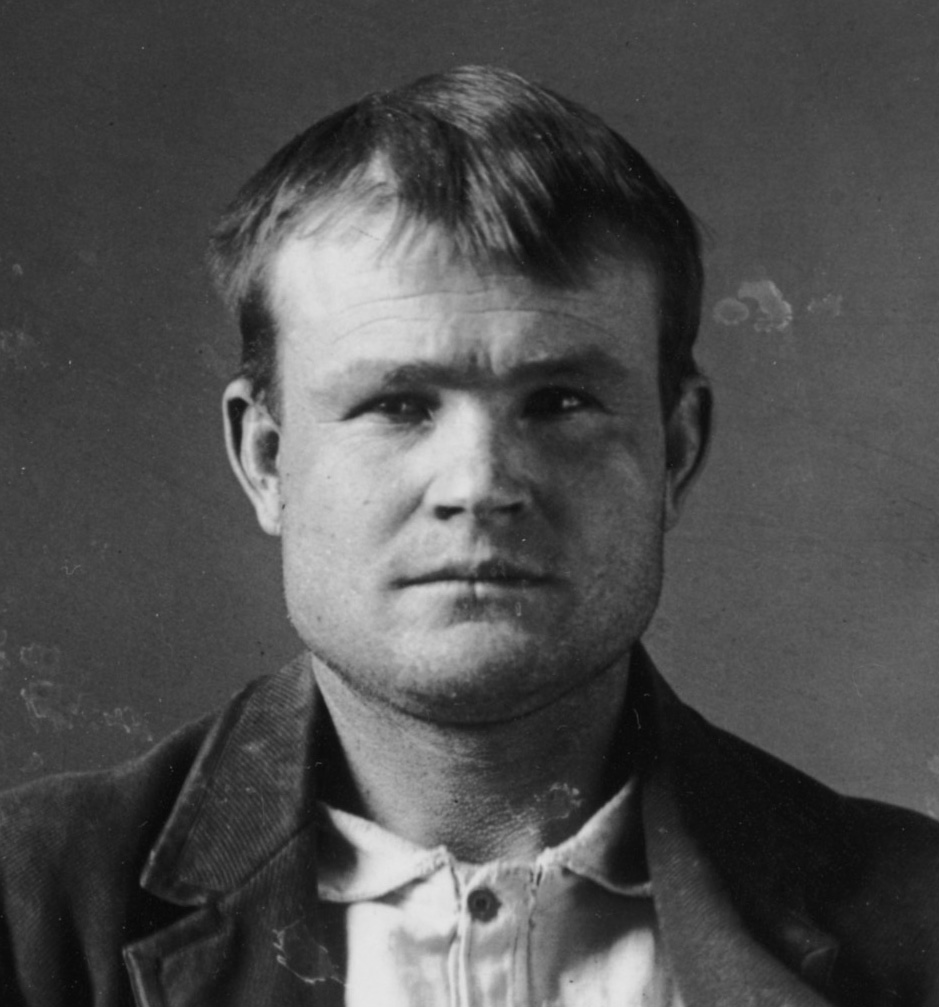
Буч Кессіді
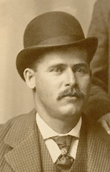
Санденс Кід
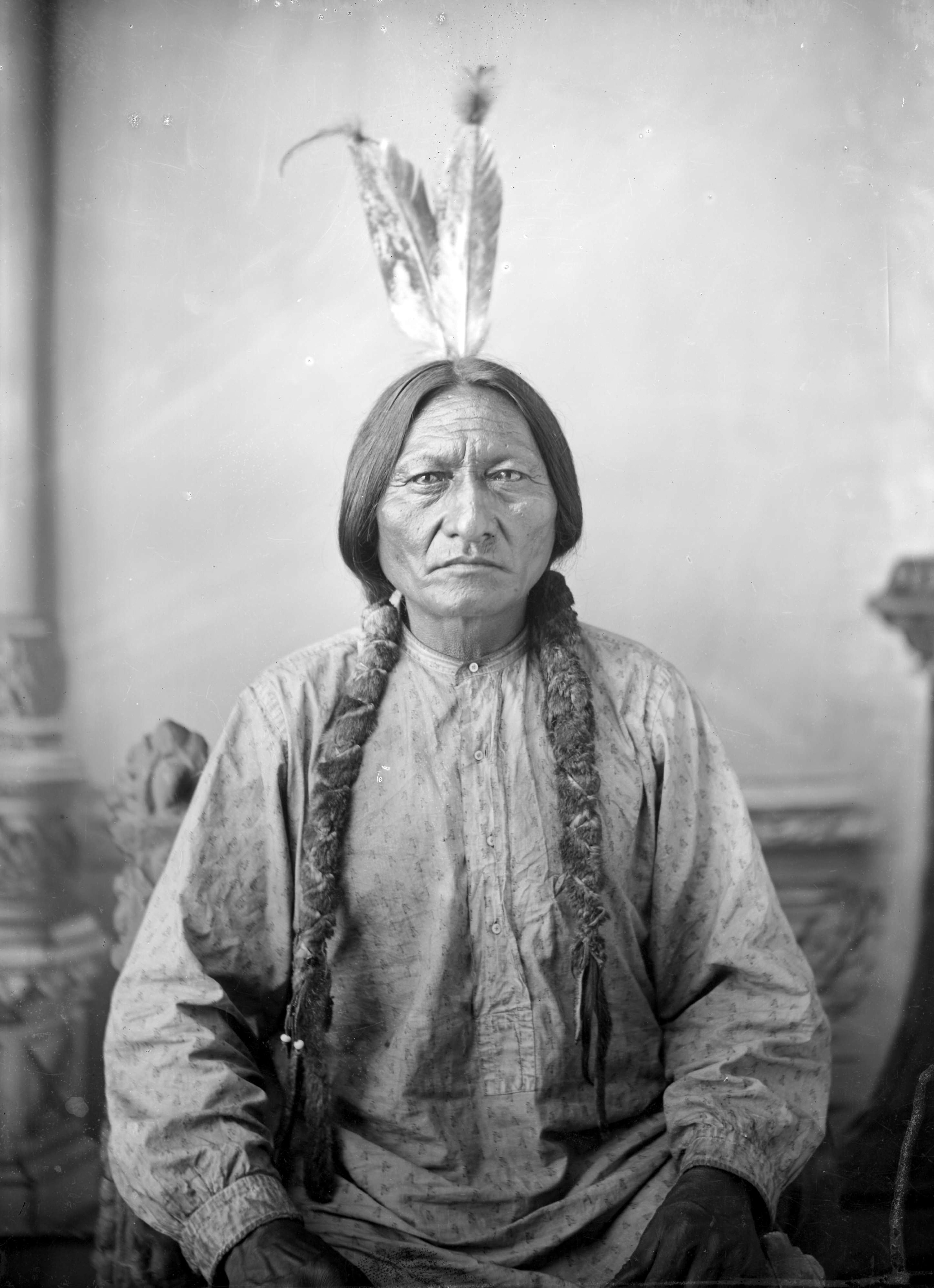
Сидячий Бик
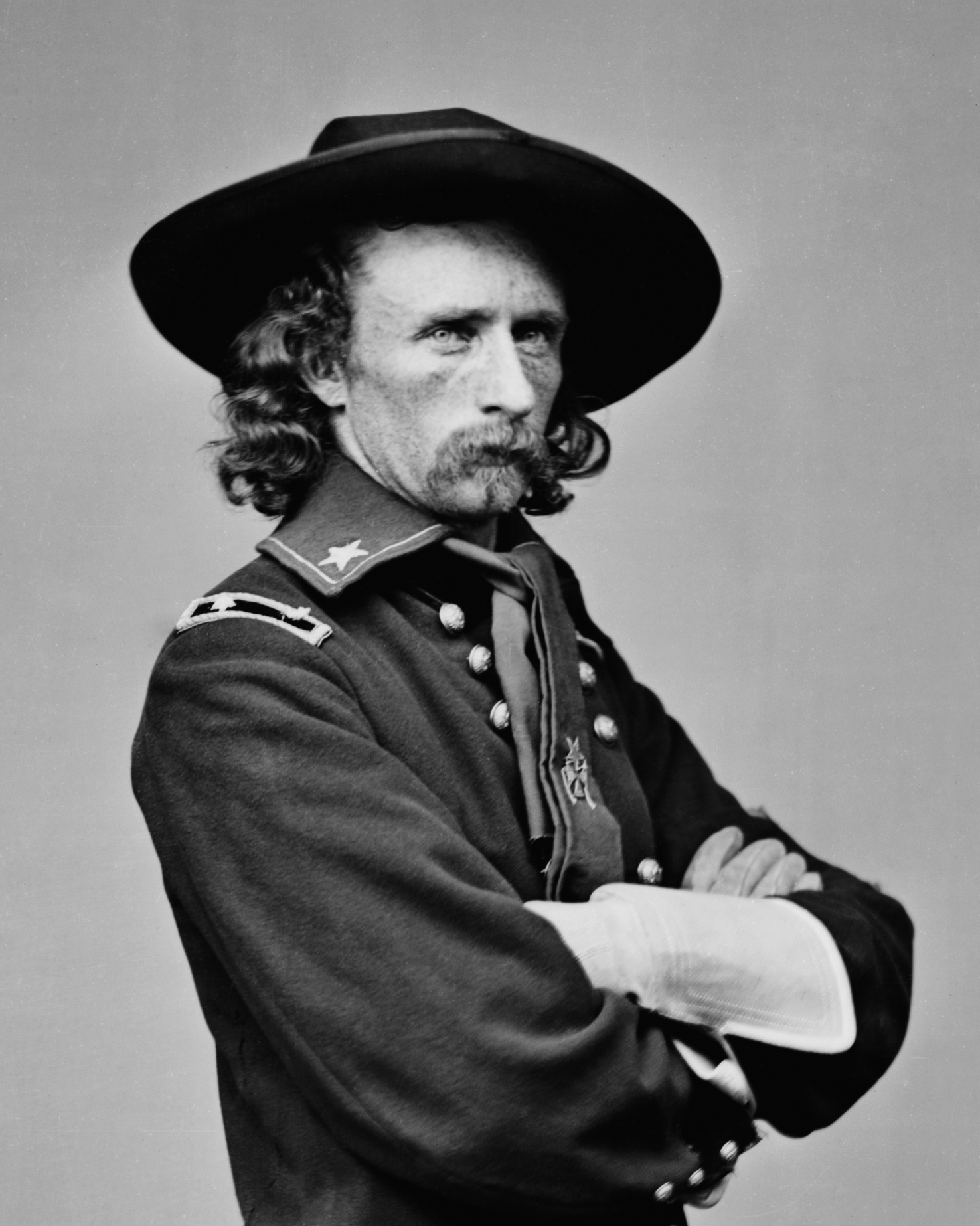
Джордж Армстронг Кастер
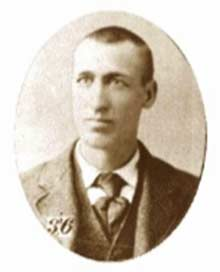
Кейсі Джонс[en]
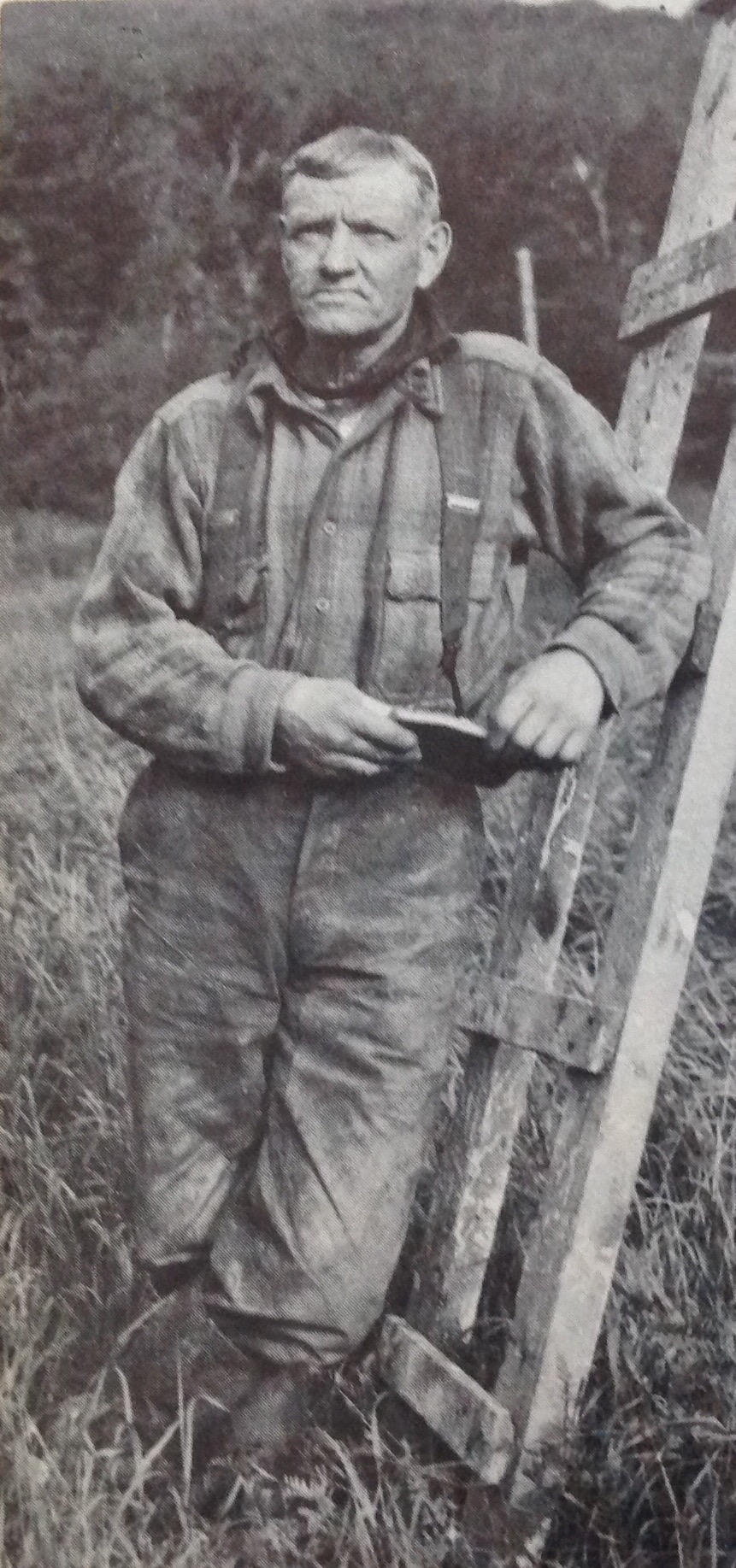
Джіггер Джонсон («Дикий кіт» Джонсон)
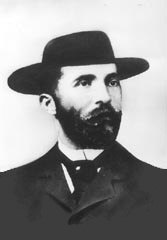
Соапі Сміт
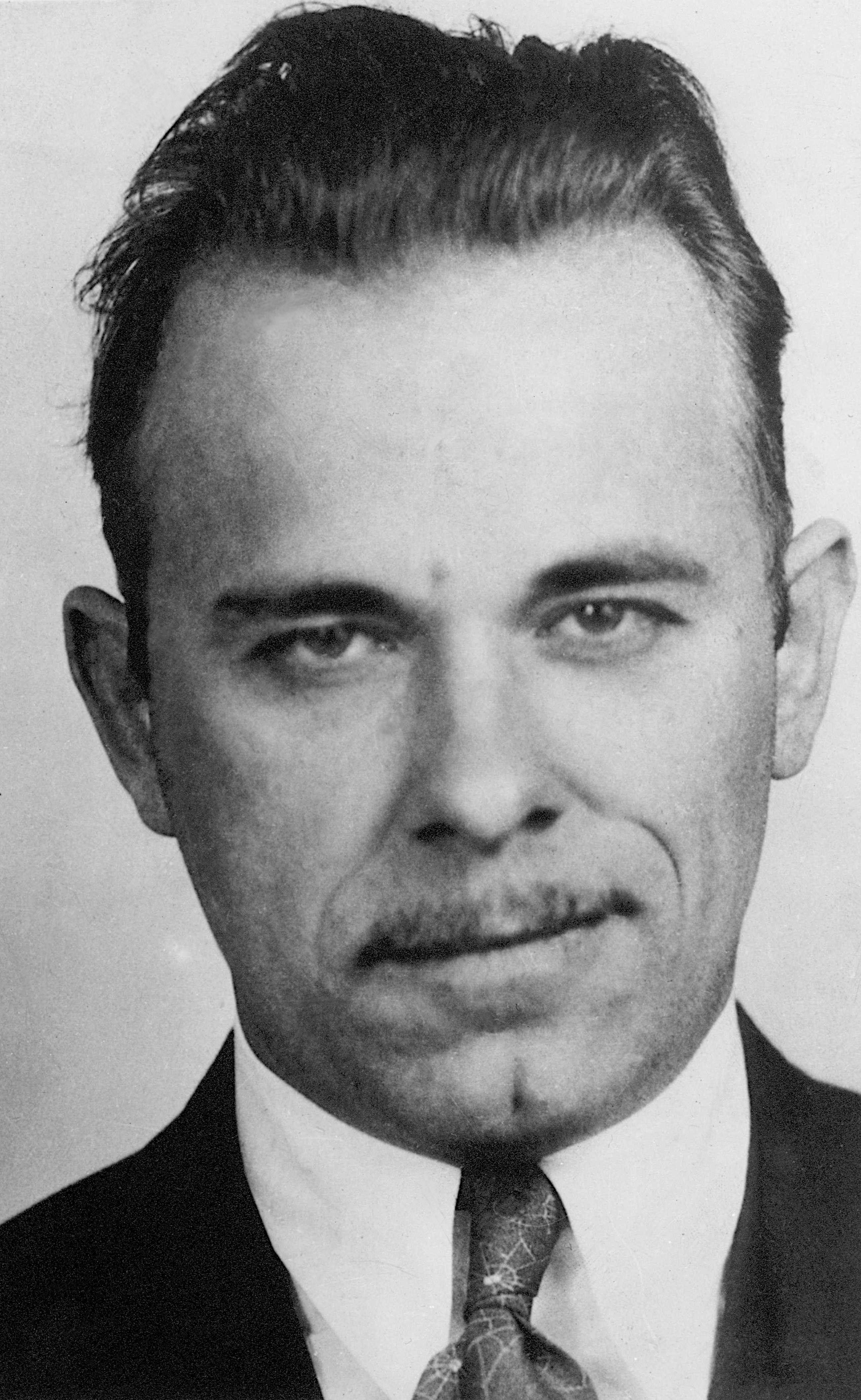
Джон Діллінджер
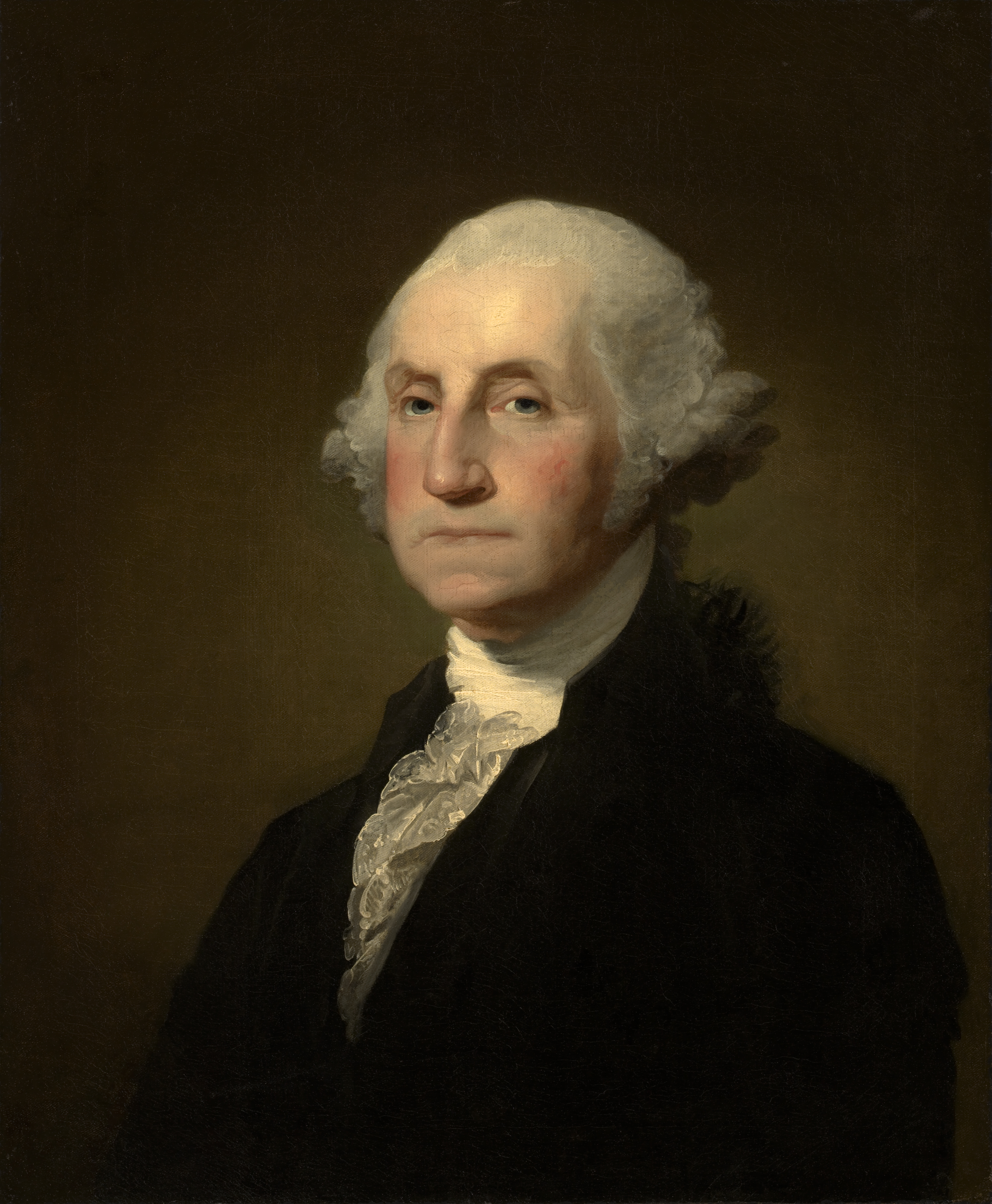
Джордж Вашингтон
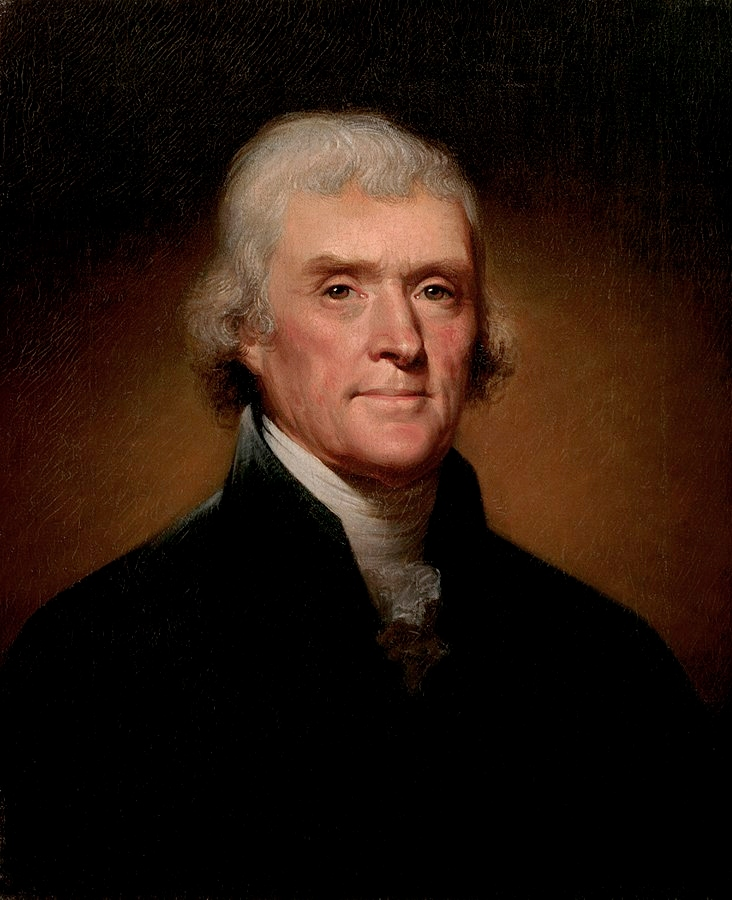
Томас Джефферсон
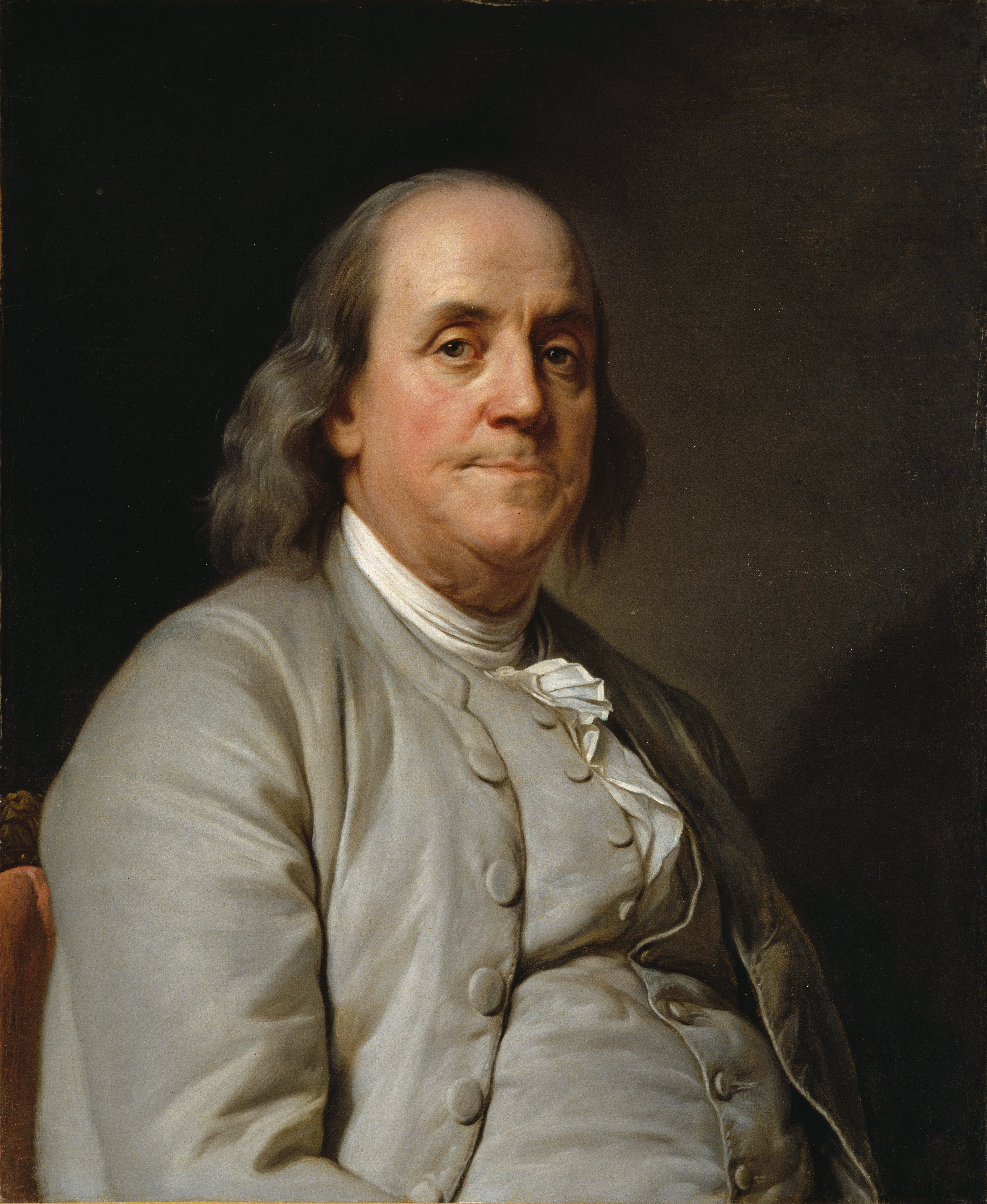
Бенджамін Франклін
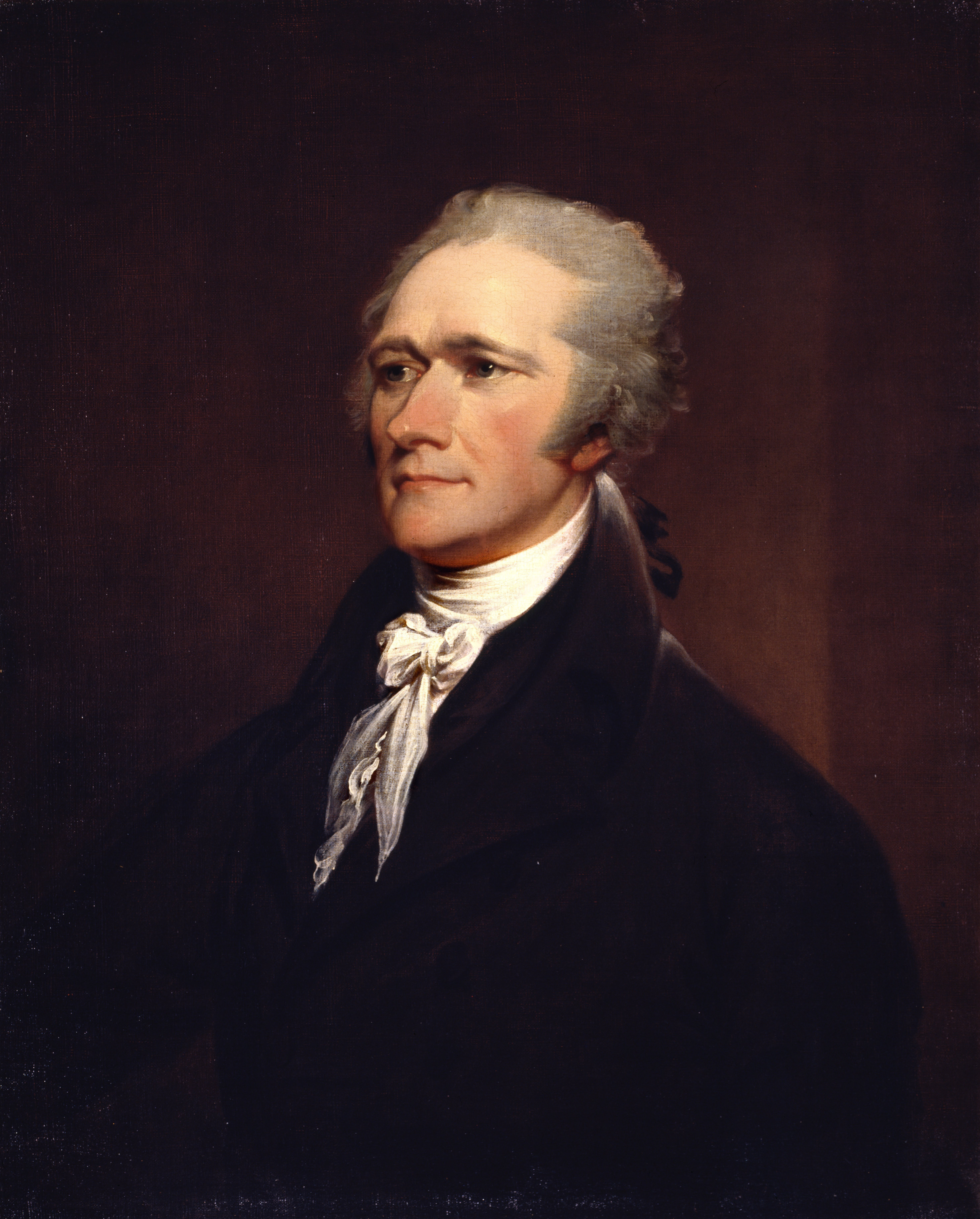
Александер Гамільтон
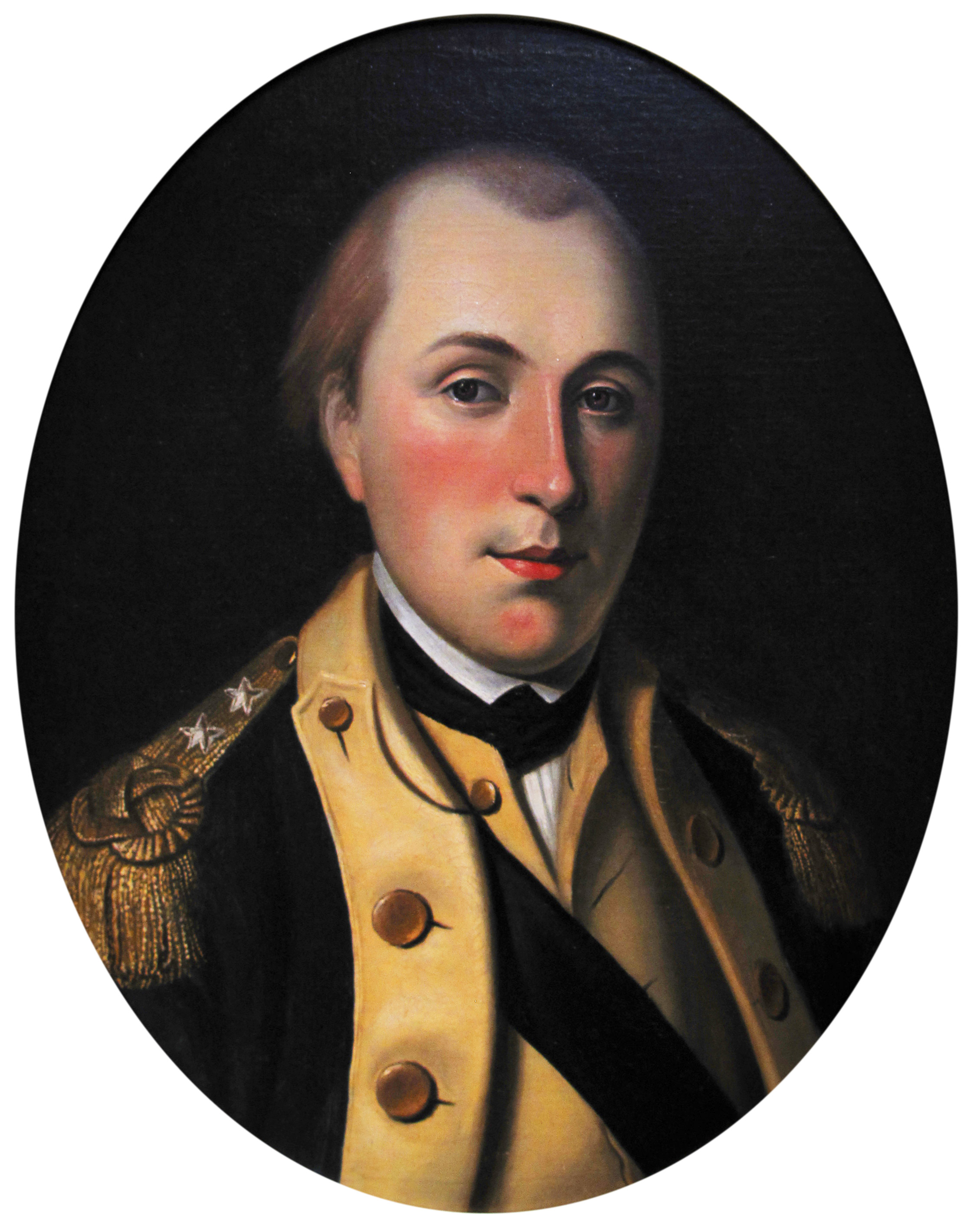
Жильбер де Лафаєт
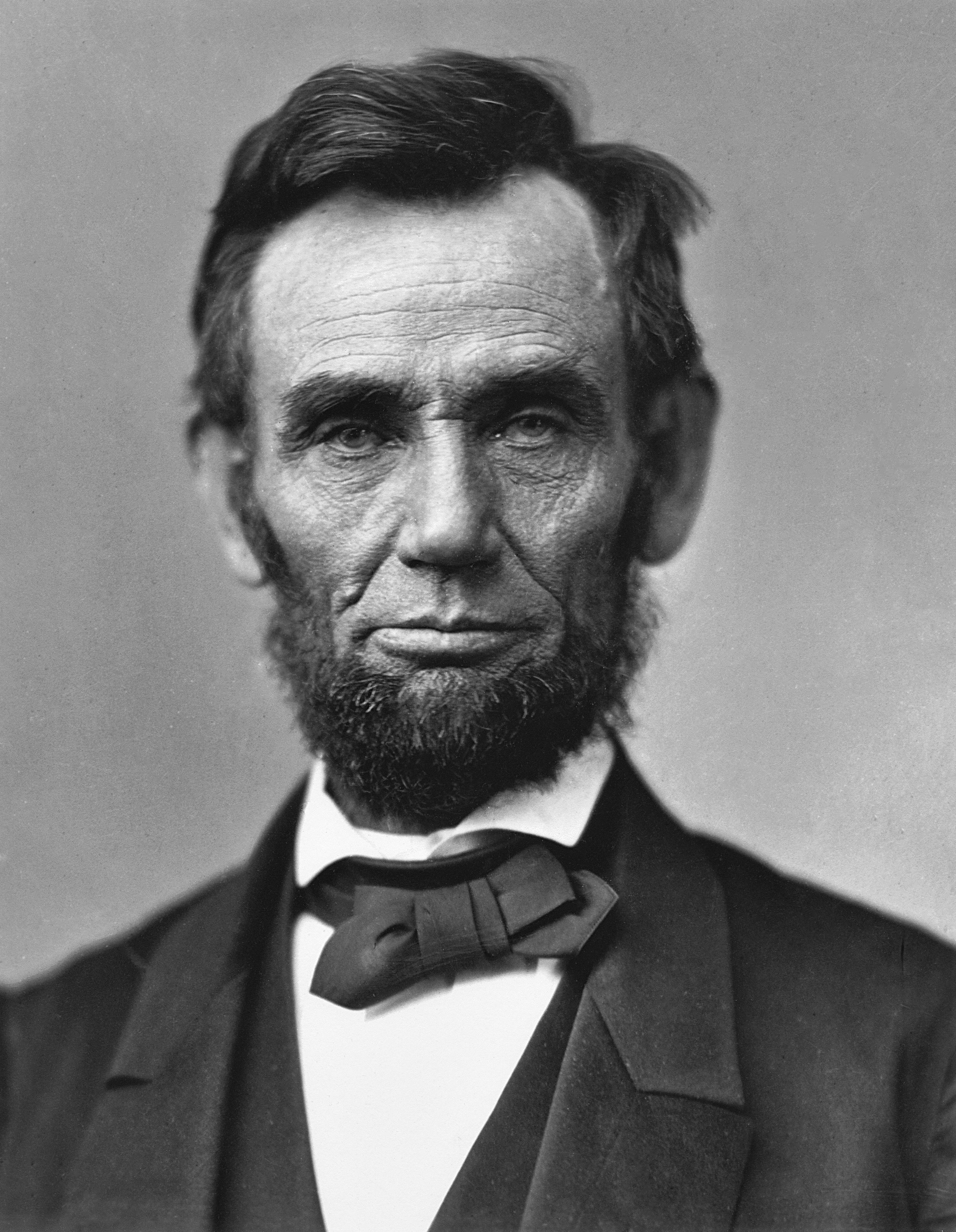
Авраам Лінкольн
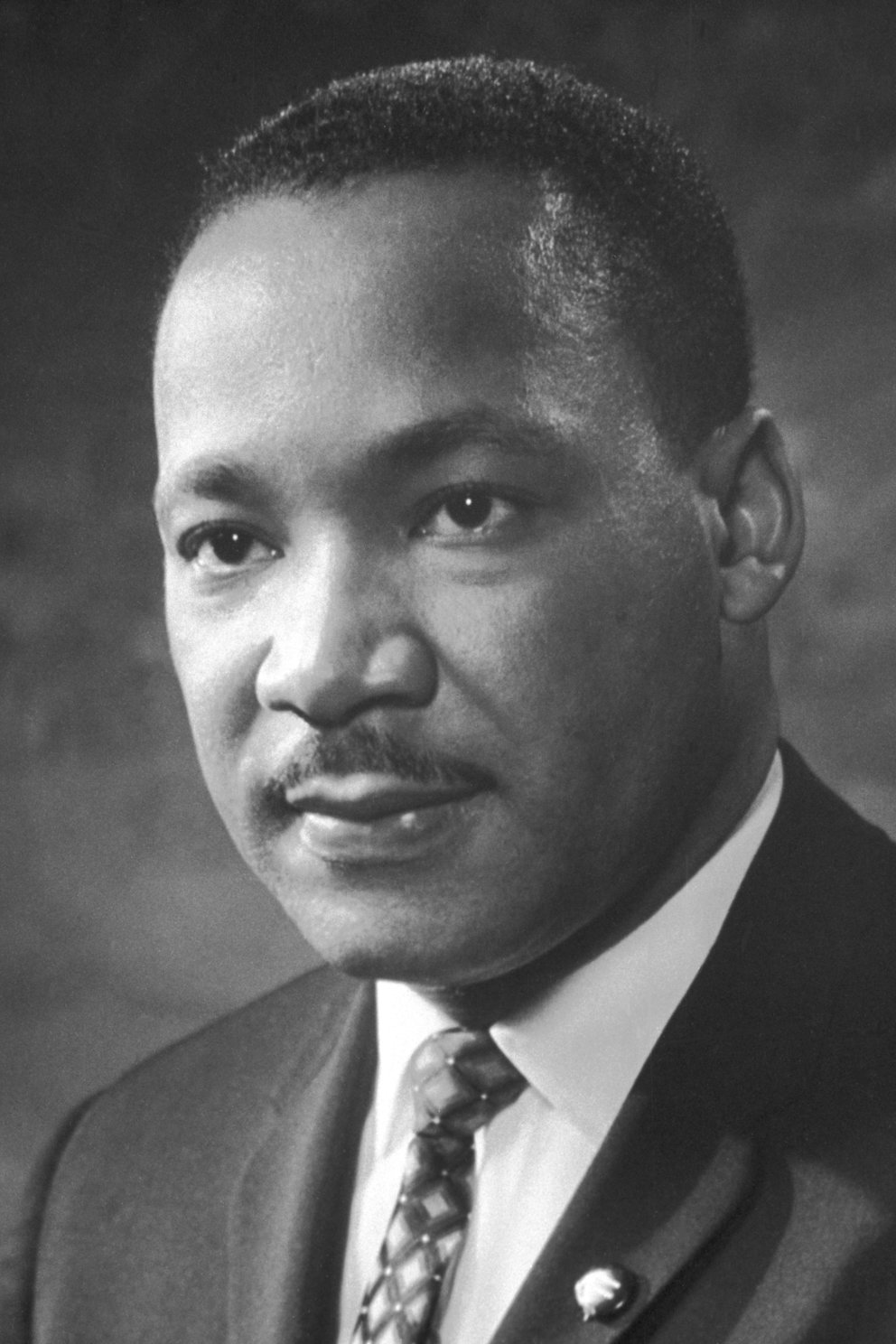
Мартін Лютер Кінг
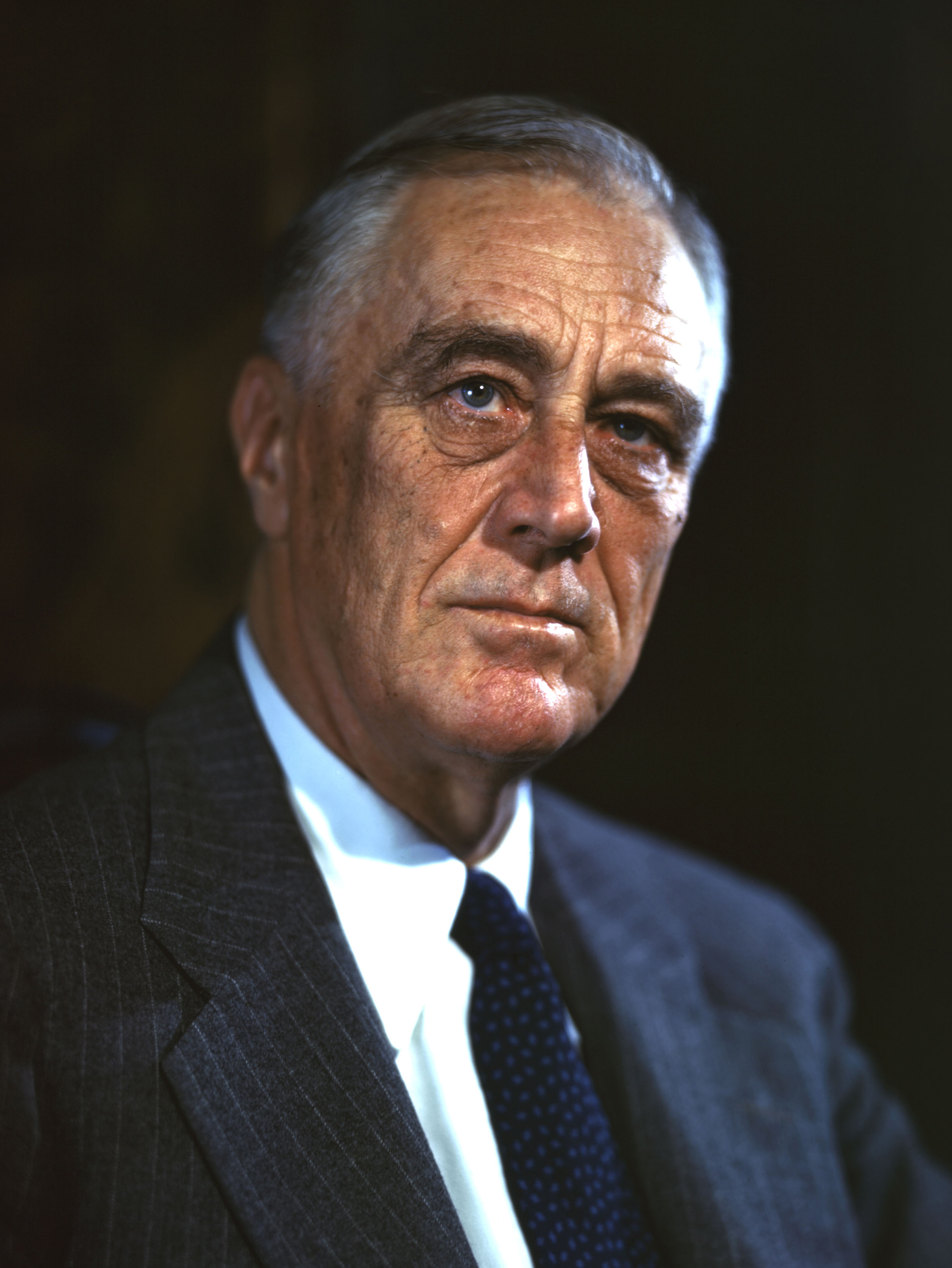
Франклін Делано Рузвельт
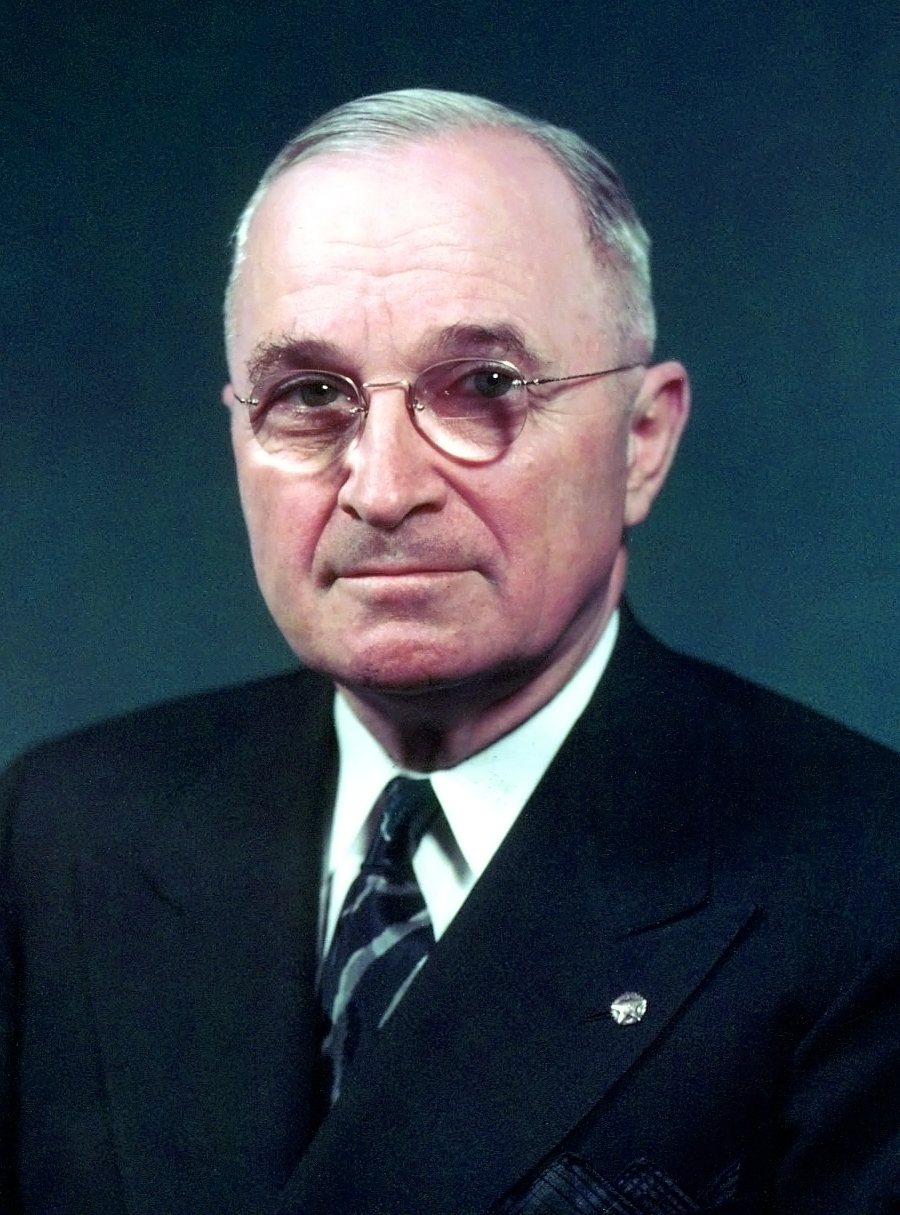
Гаррі Трумен

- Нат Турнер
- Антон Дочер

### Ямайка

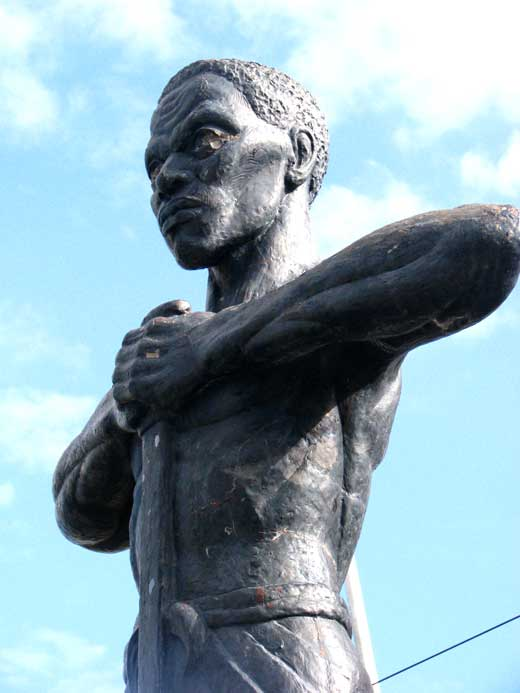
Пол Богл
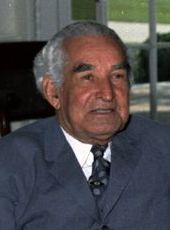
Александр Бустаманте
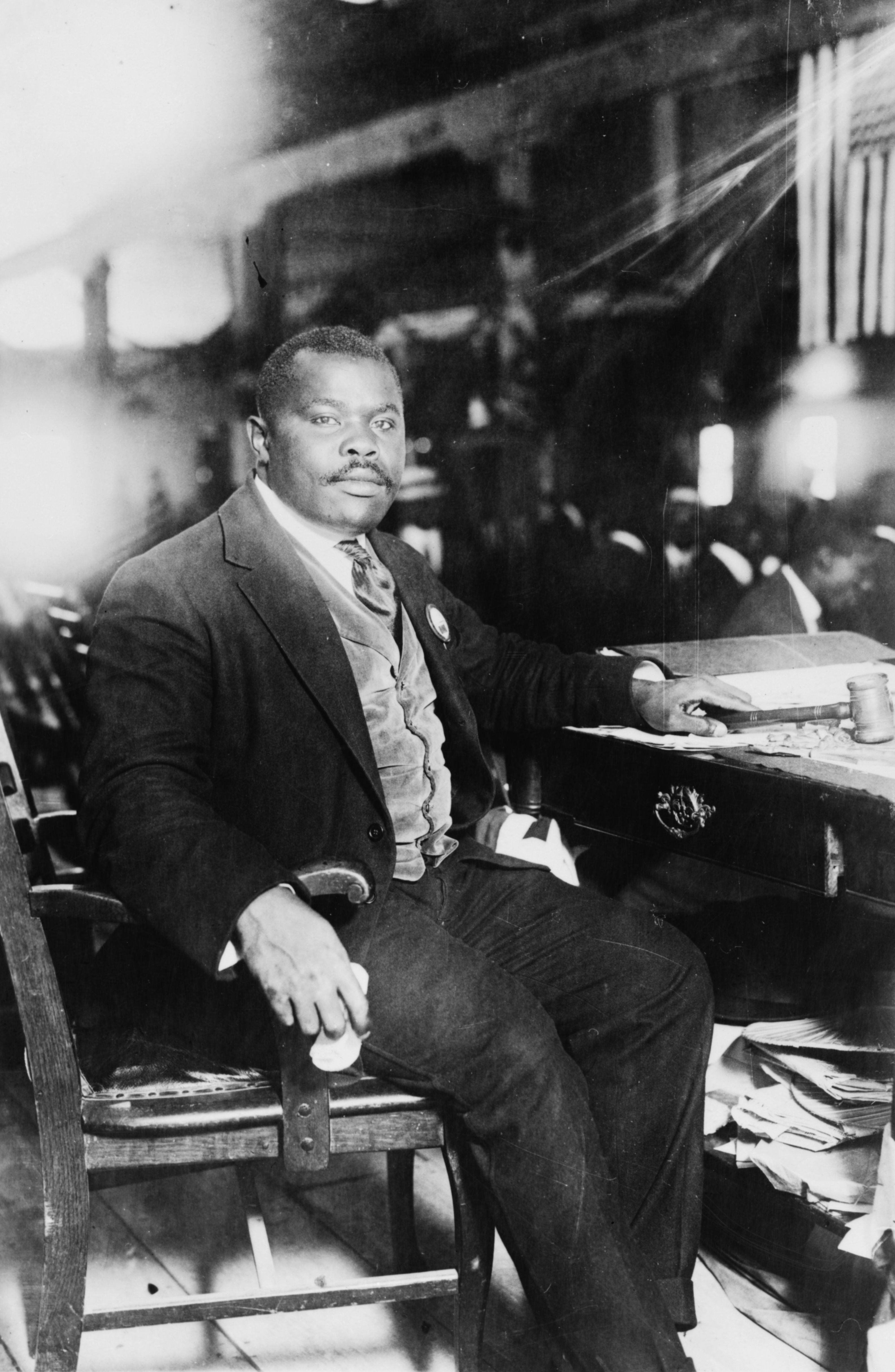
Маркус Гарві
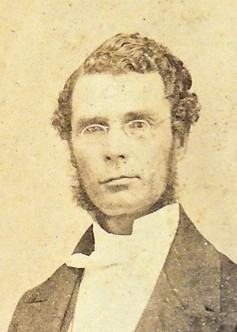
Джордж Вільям Гордон

- Норман Менлі
- Ненні, королева Маронів
- Самуель Шарпе[6]

## Південна Америка

### Аргентина

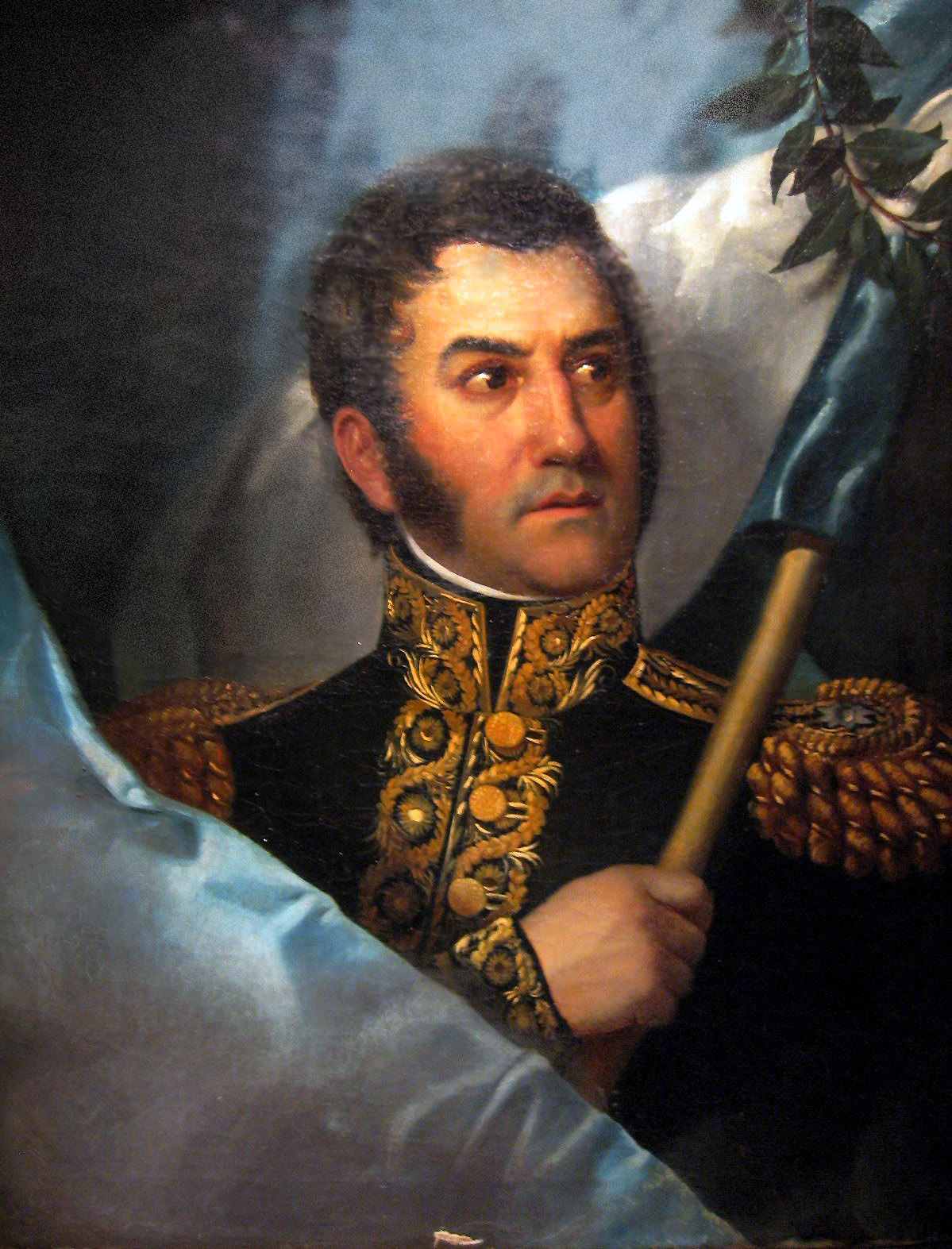
Хосе де Сан-Мартін
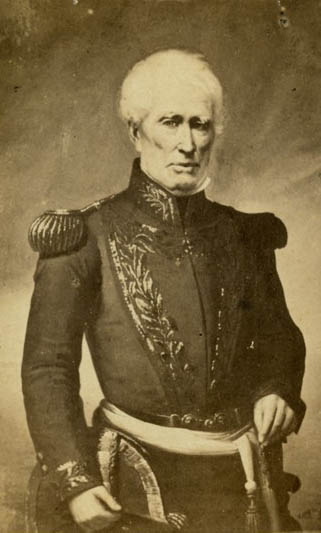
Вільям Браун
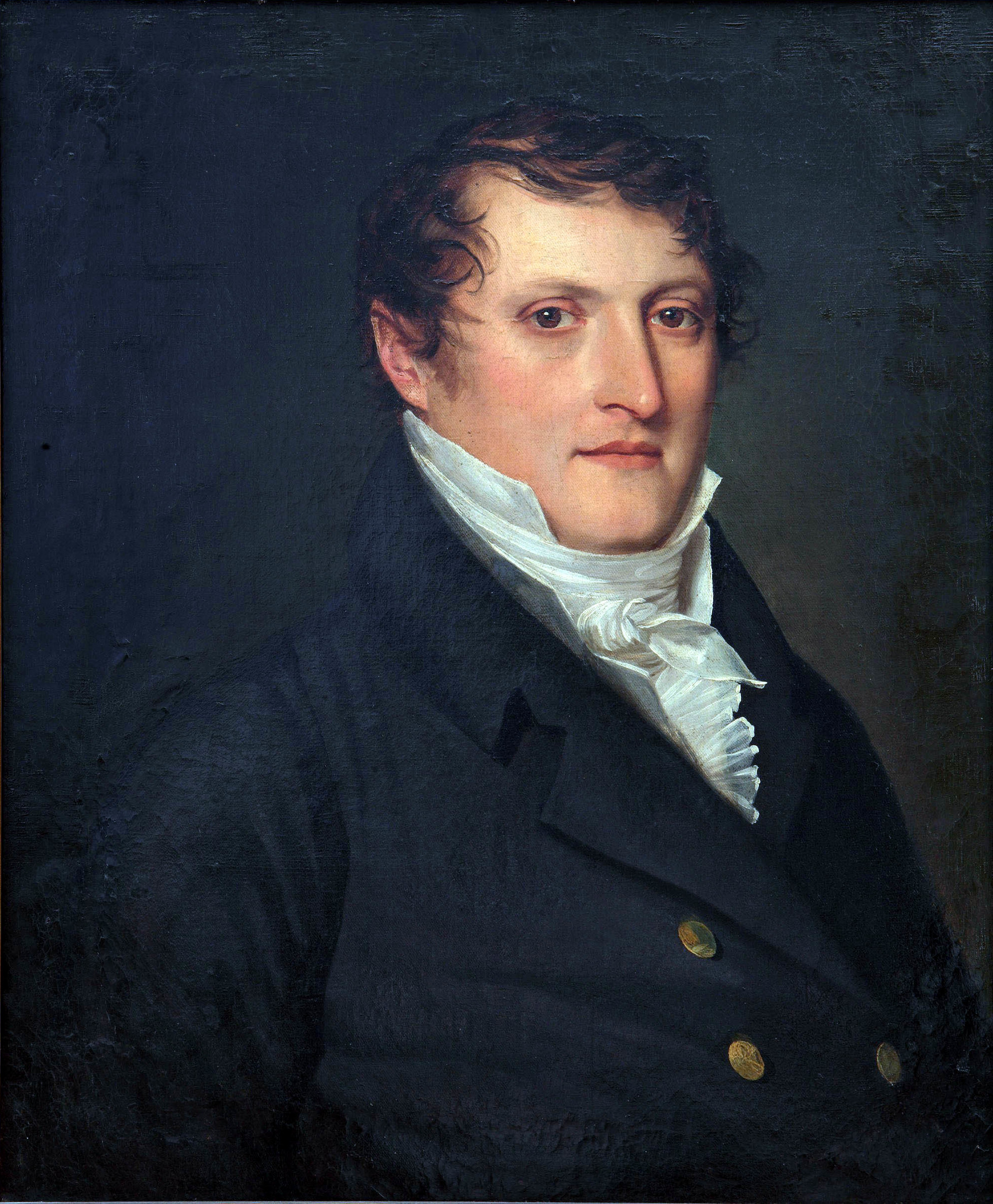
Мануель Бельграно
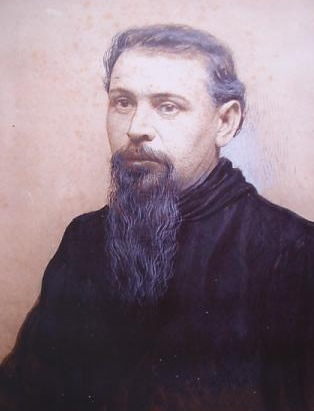
Хуан Морейра

### Болівія

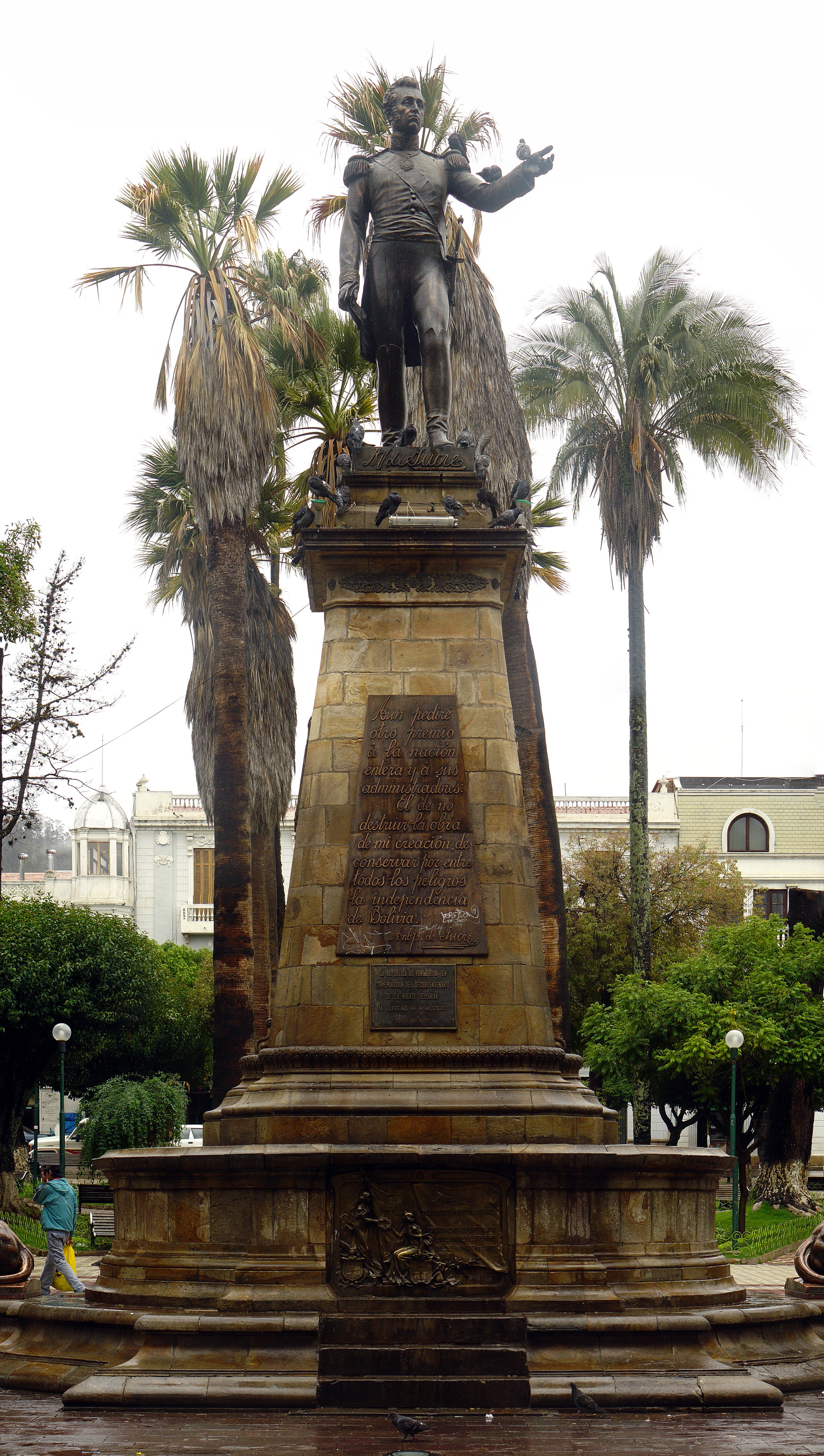
Антоніо Хосе де Сукре

### Бразилія

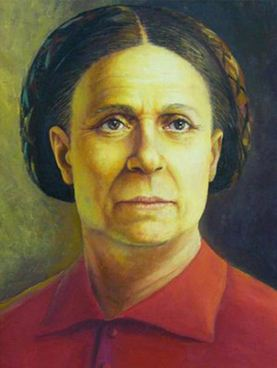
Барбара де Аленкар
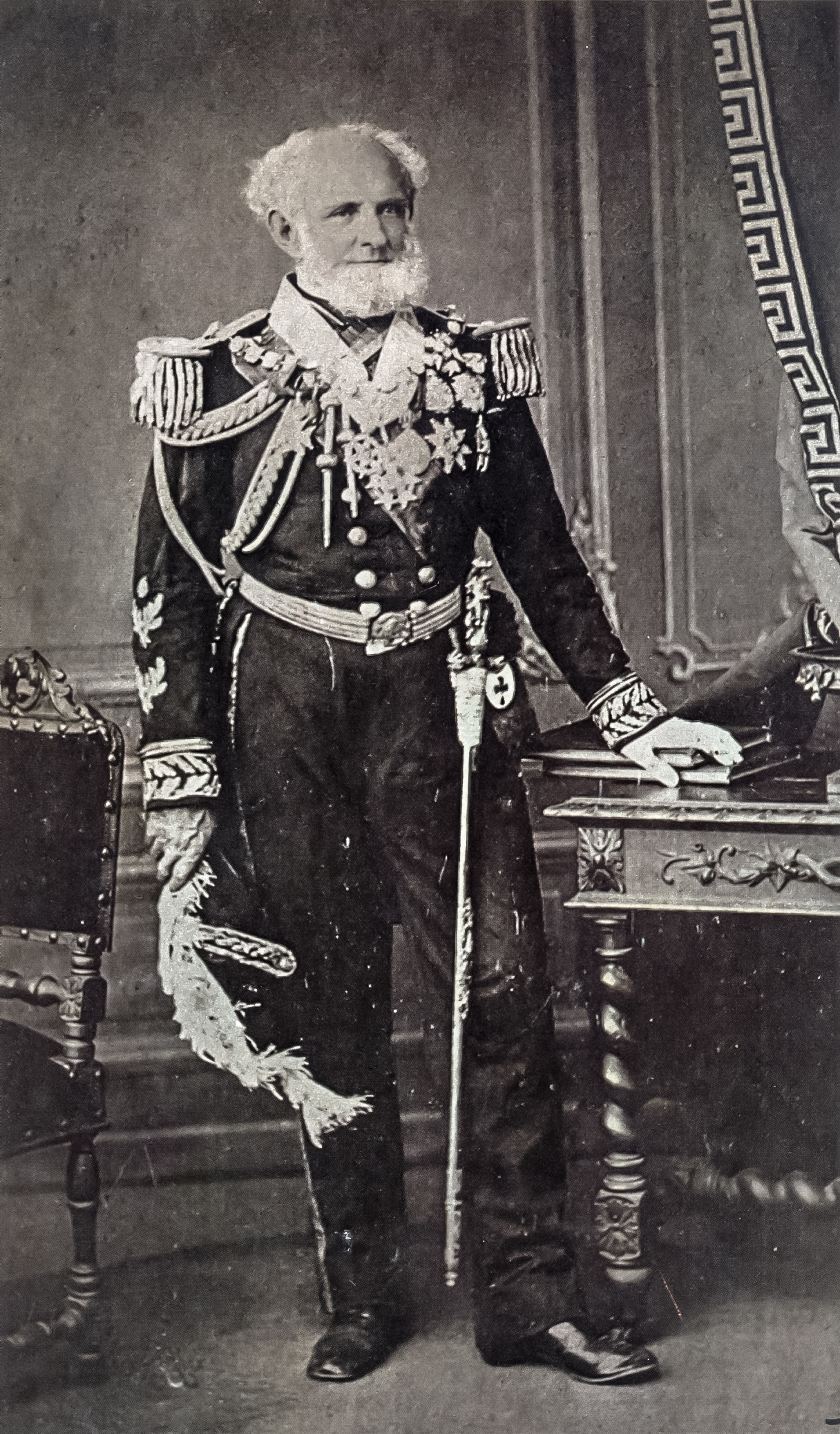
Жуакін Маркес Лісбон
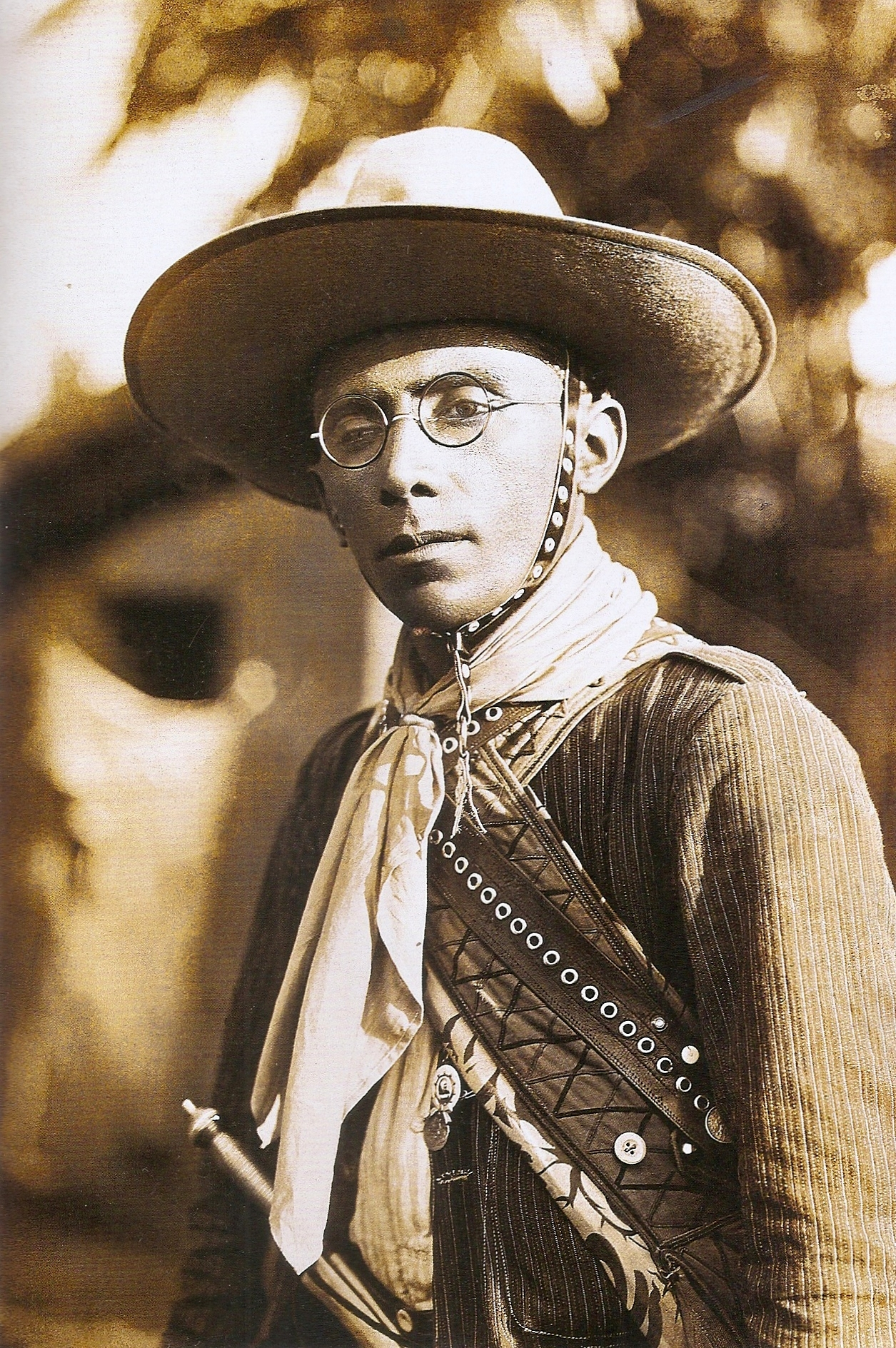
Лімпіао
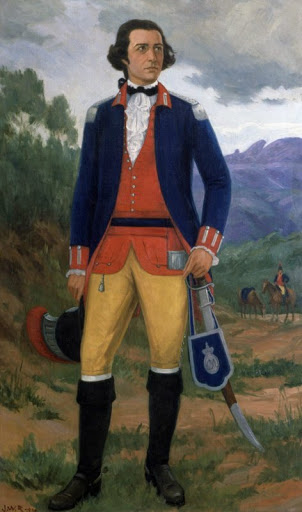
Тирадентіс
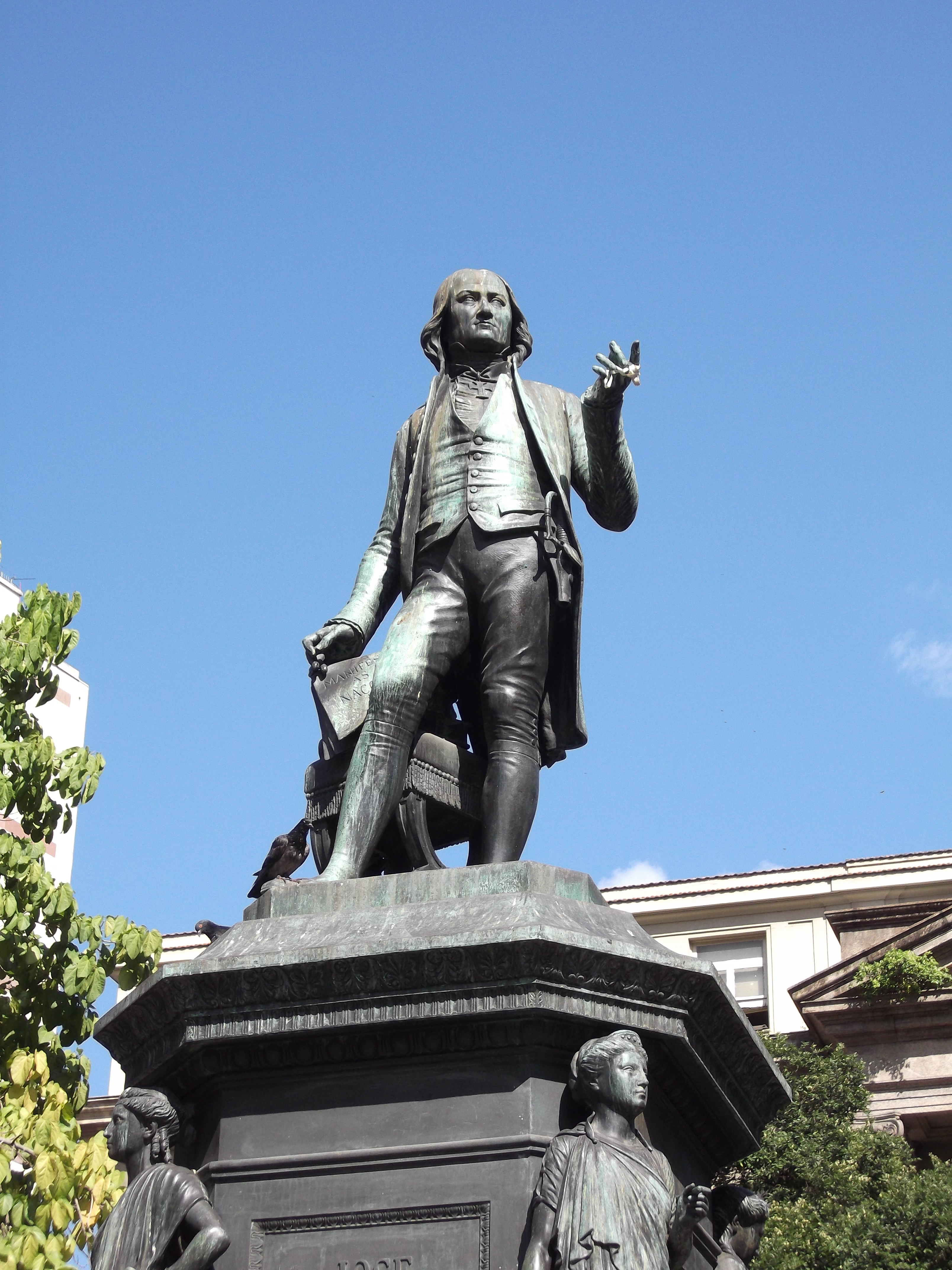
Жозе де Андраде
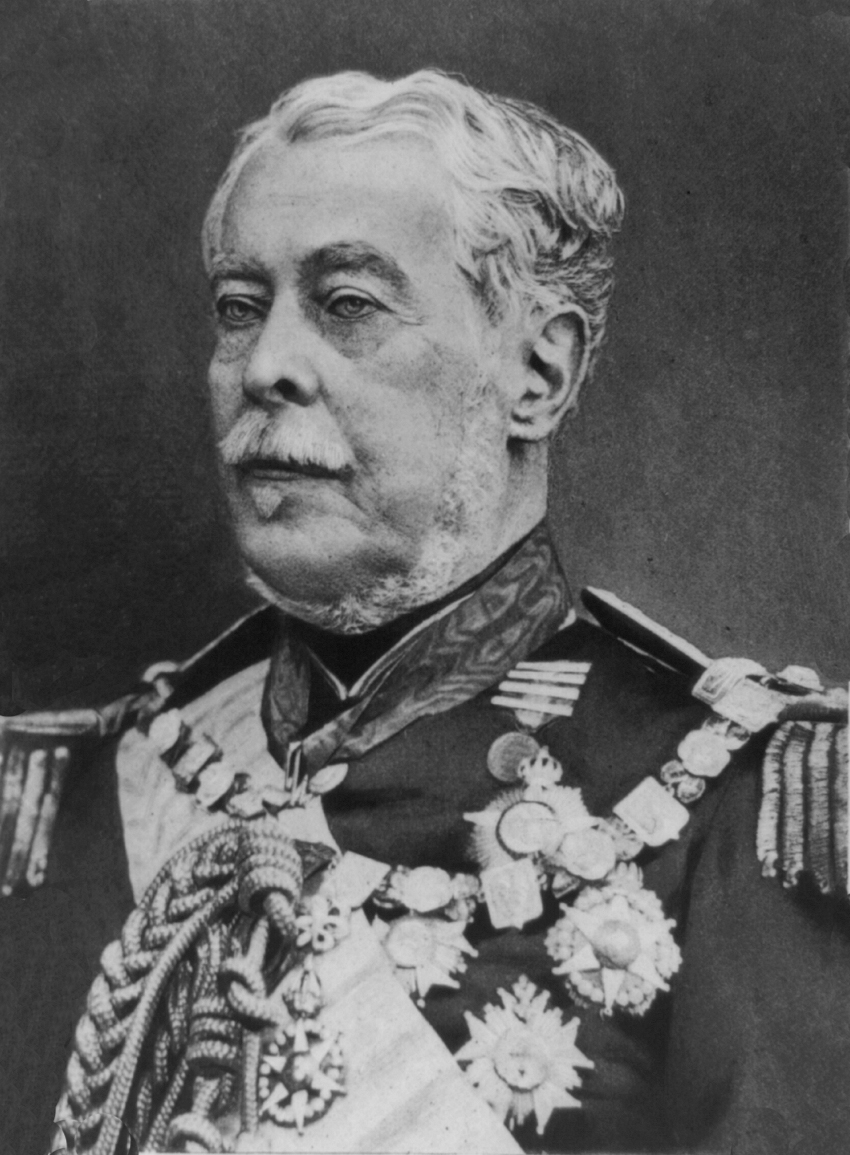
Луїс Алвіс ді Ліма і Сілва
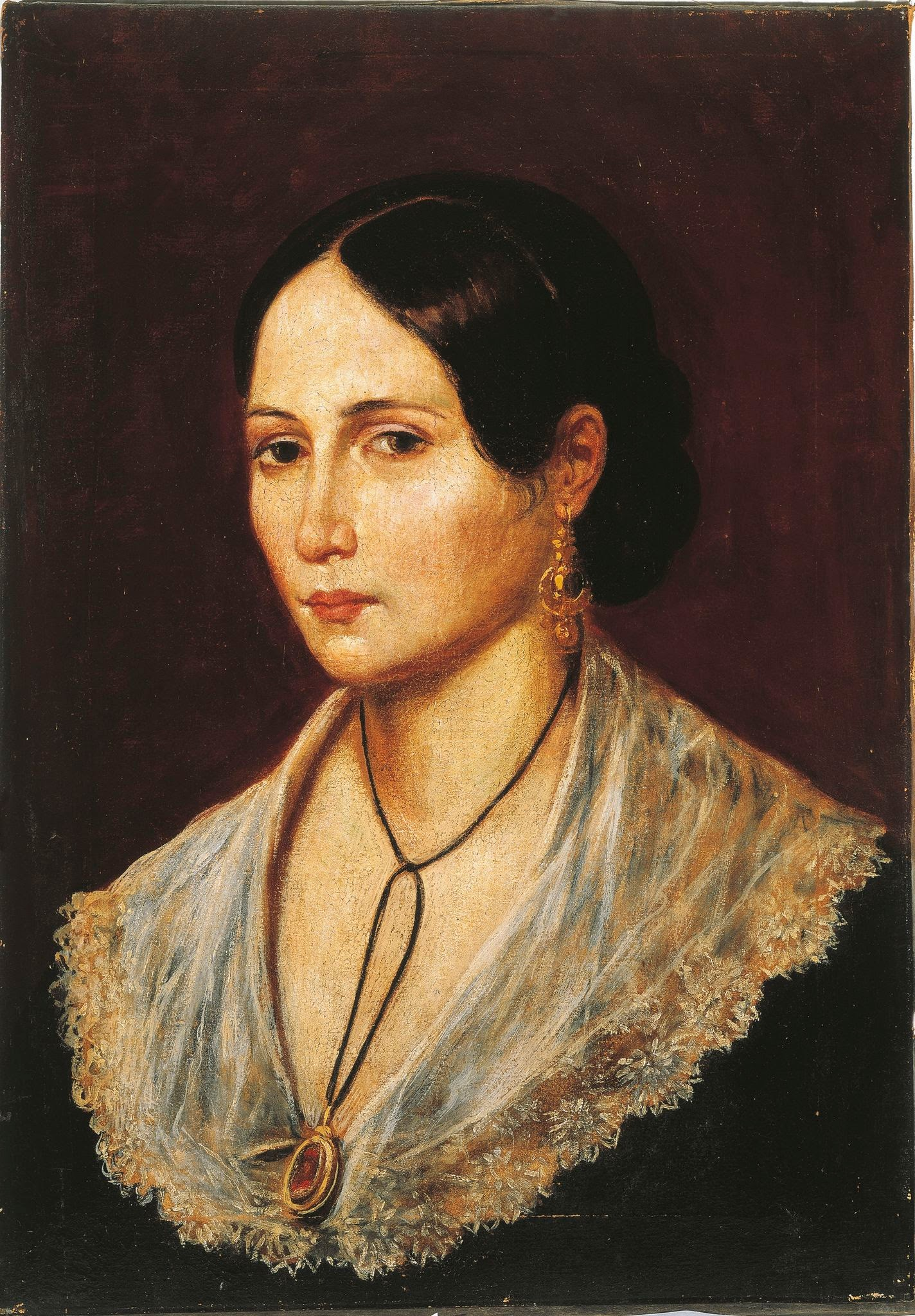
Аніта Гарібальді

### Венесуела

Сімон Болівар[8]
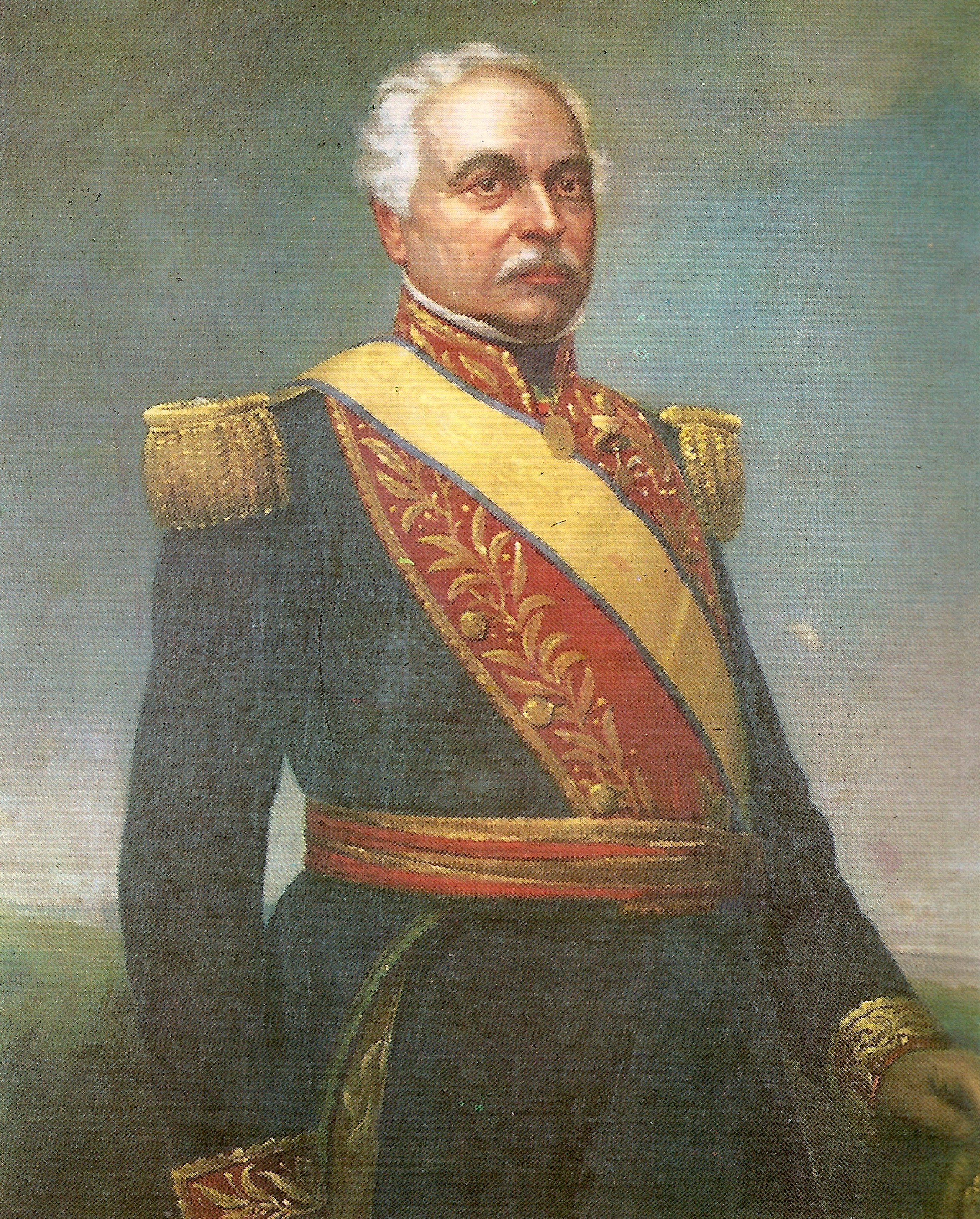
Хосе Антоніо Паес

### Колумбія

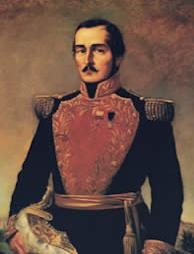
Франсиско де Паула Сантандер

### Парагвай

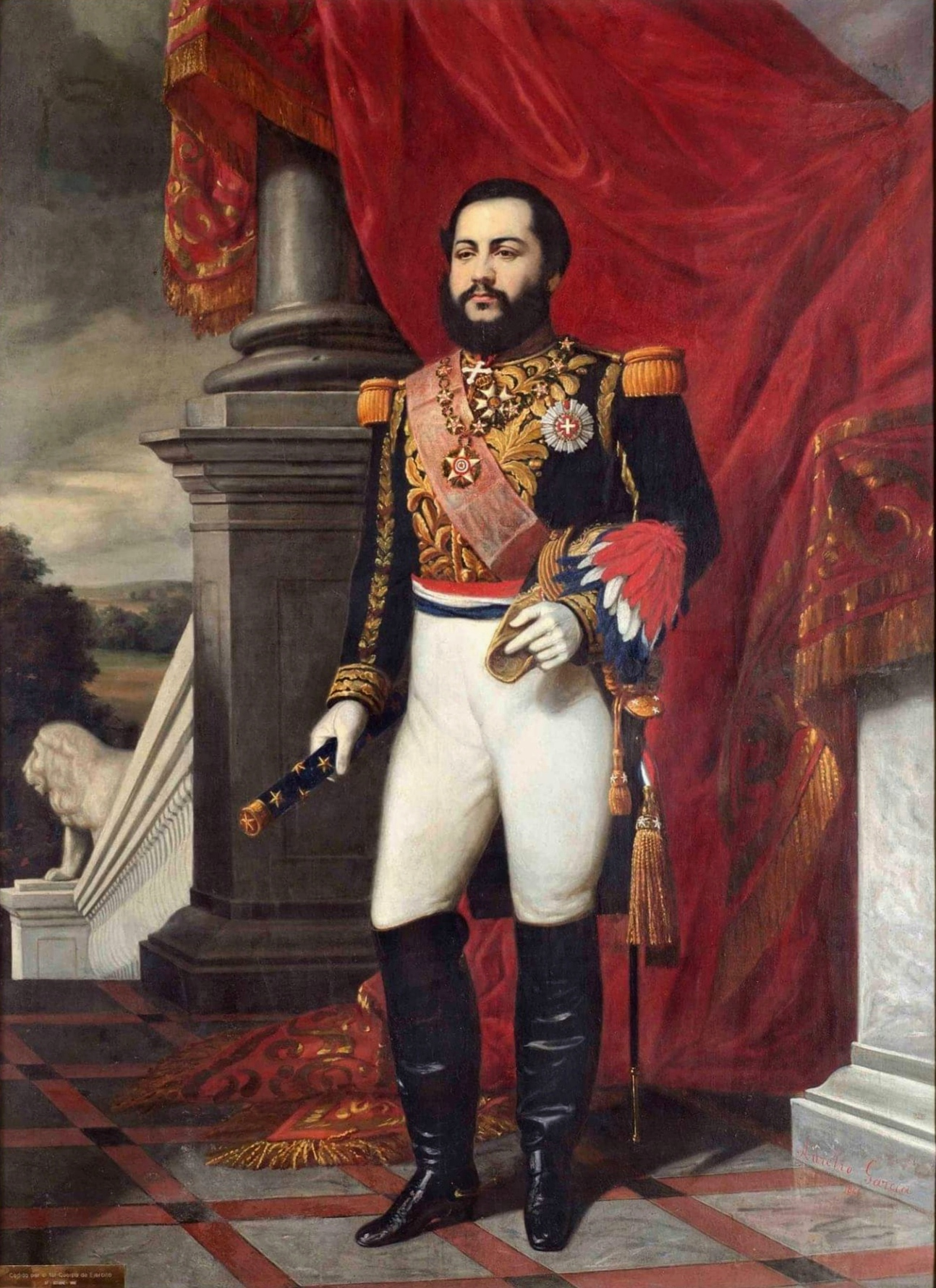
Франсіско Солано Лопес
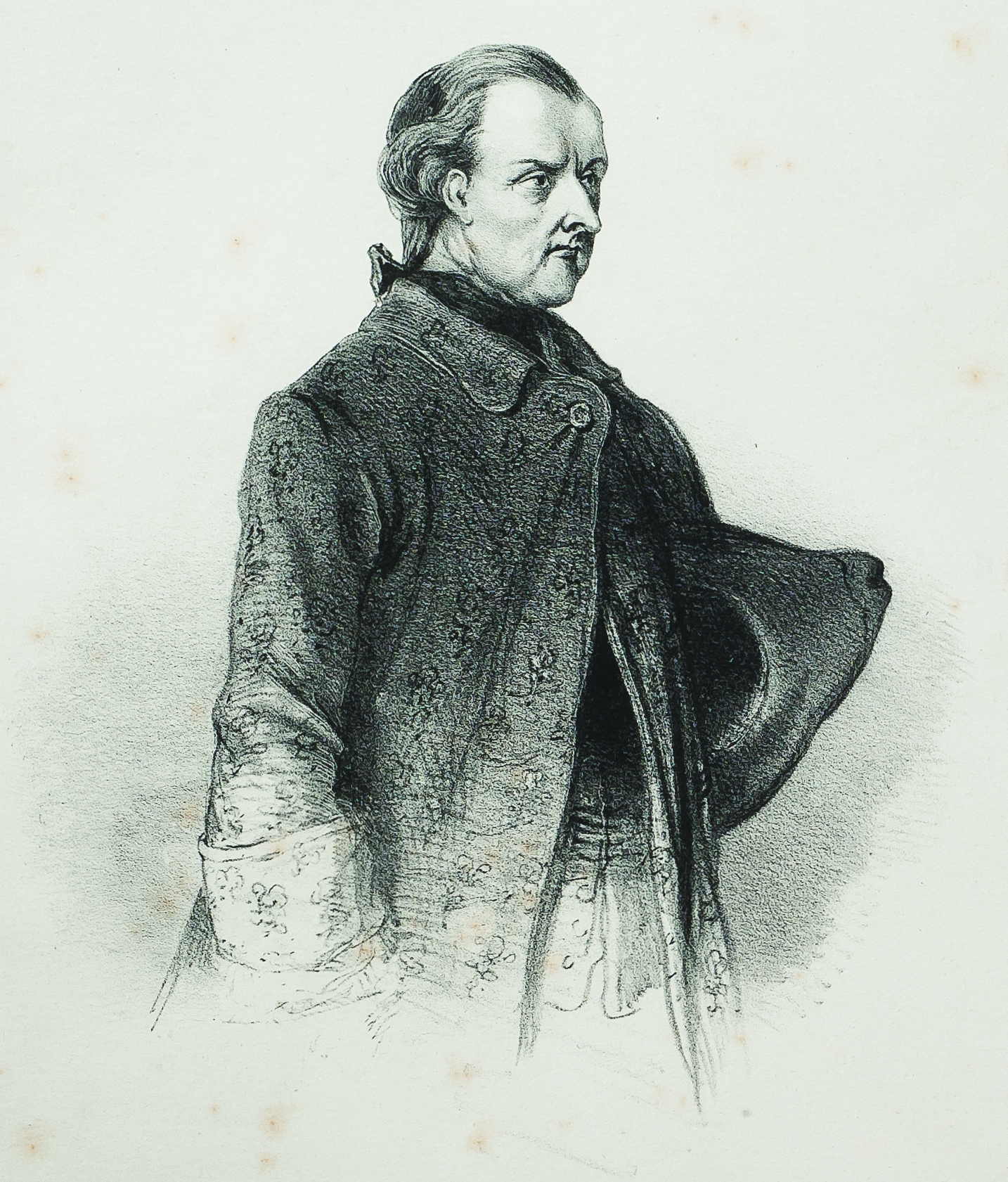
Хосе Гаспар Родрігес де Франсія

### Перу

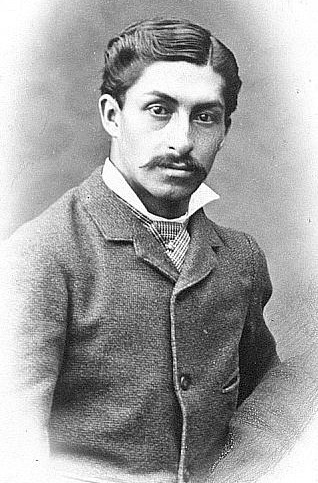
Данієль Алкідес Карріон

- Скибицький Михайло Карлович[9]

### Уругвай

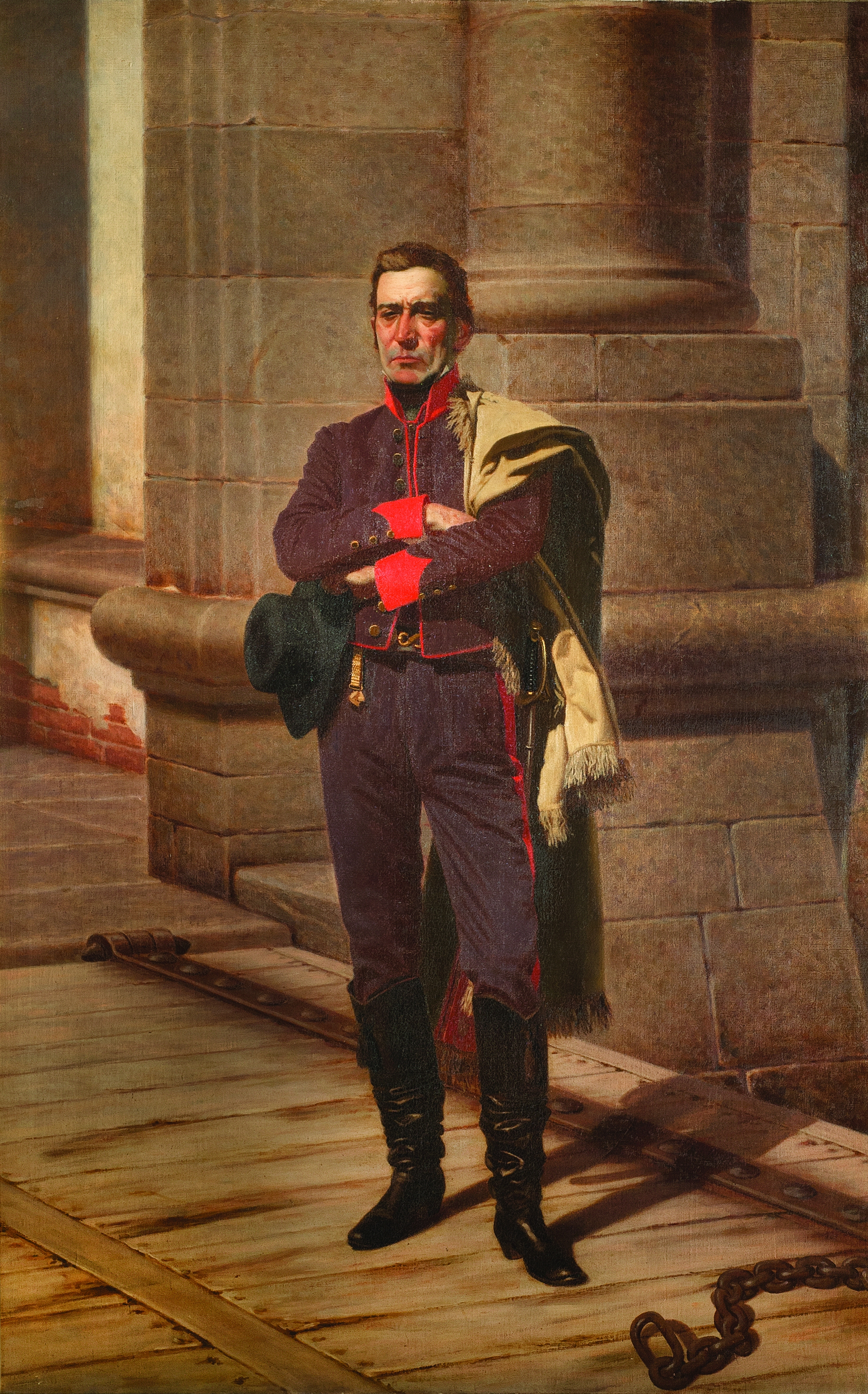
Хосе Гервасіо Артіґас

### Чилі

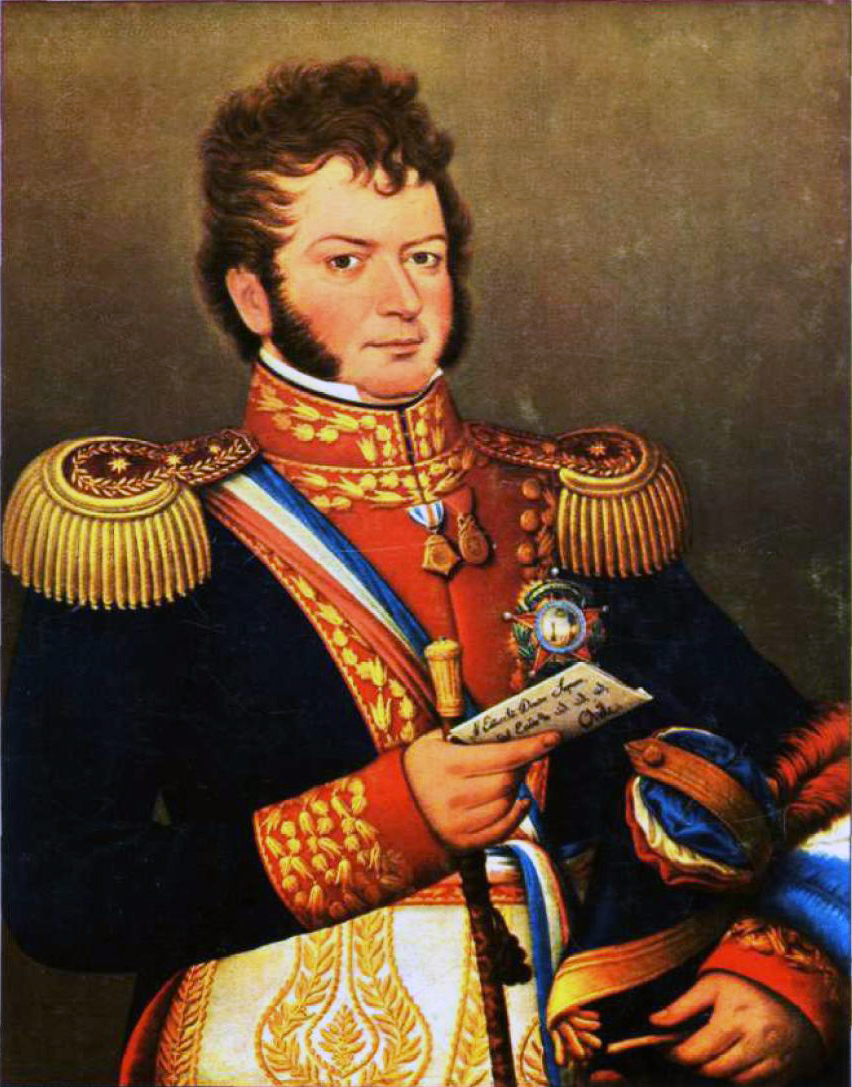
Бернардо О'Гіґґінс
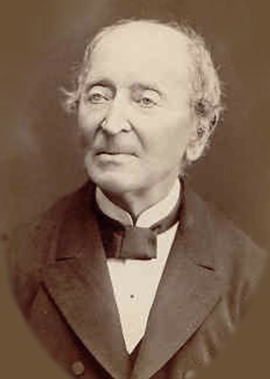
Домейко Ігнатій Іполітович
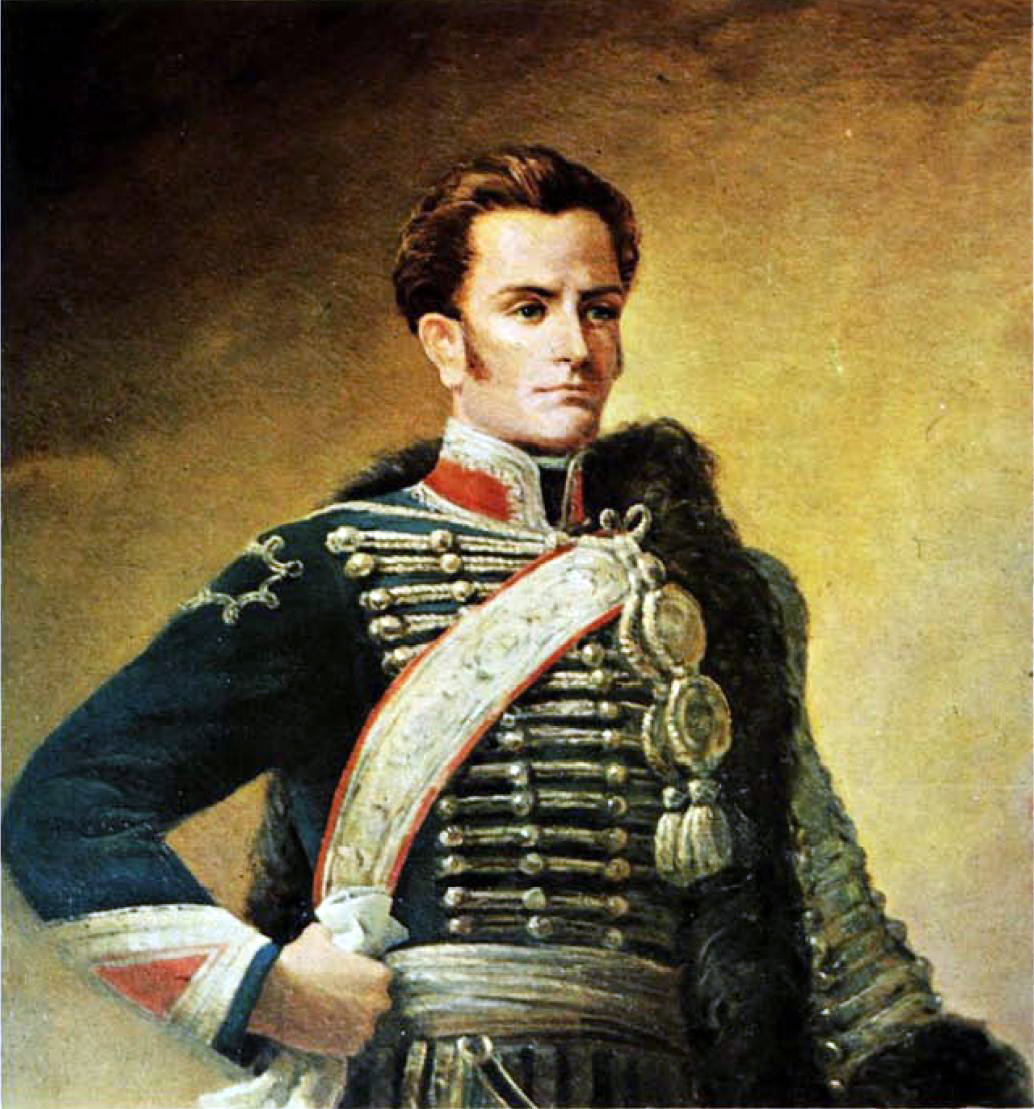
Хосе Мігель Каррера
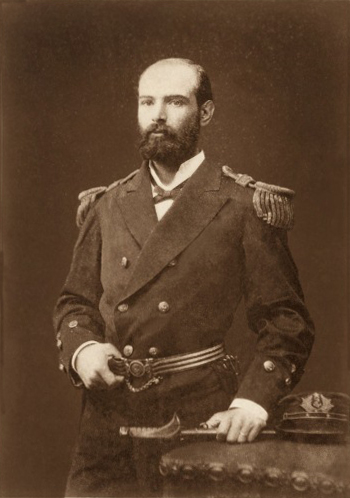
Артуро Прат
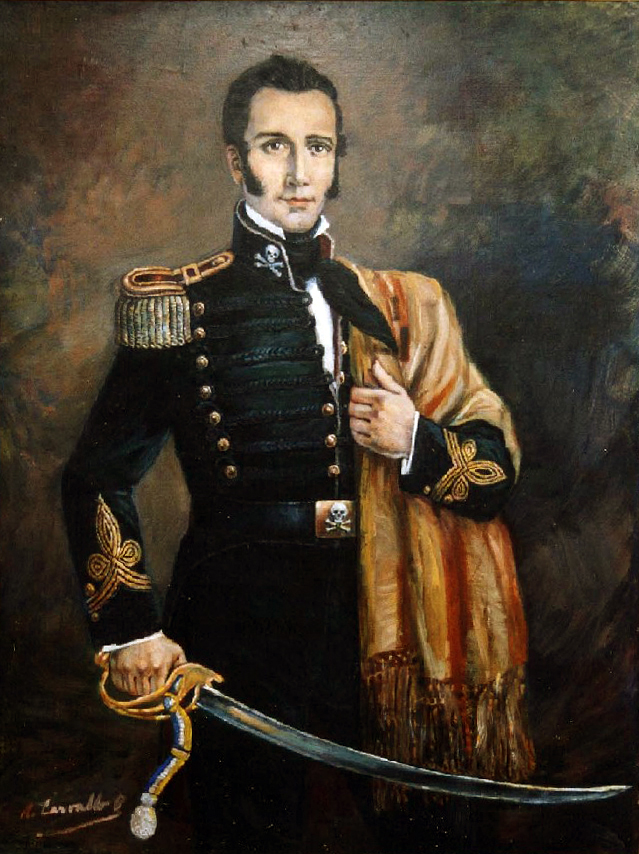
Мануєль Родрігес

## Африка

### Ангола

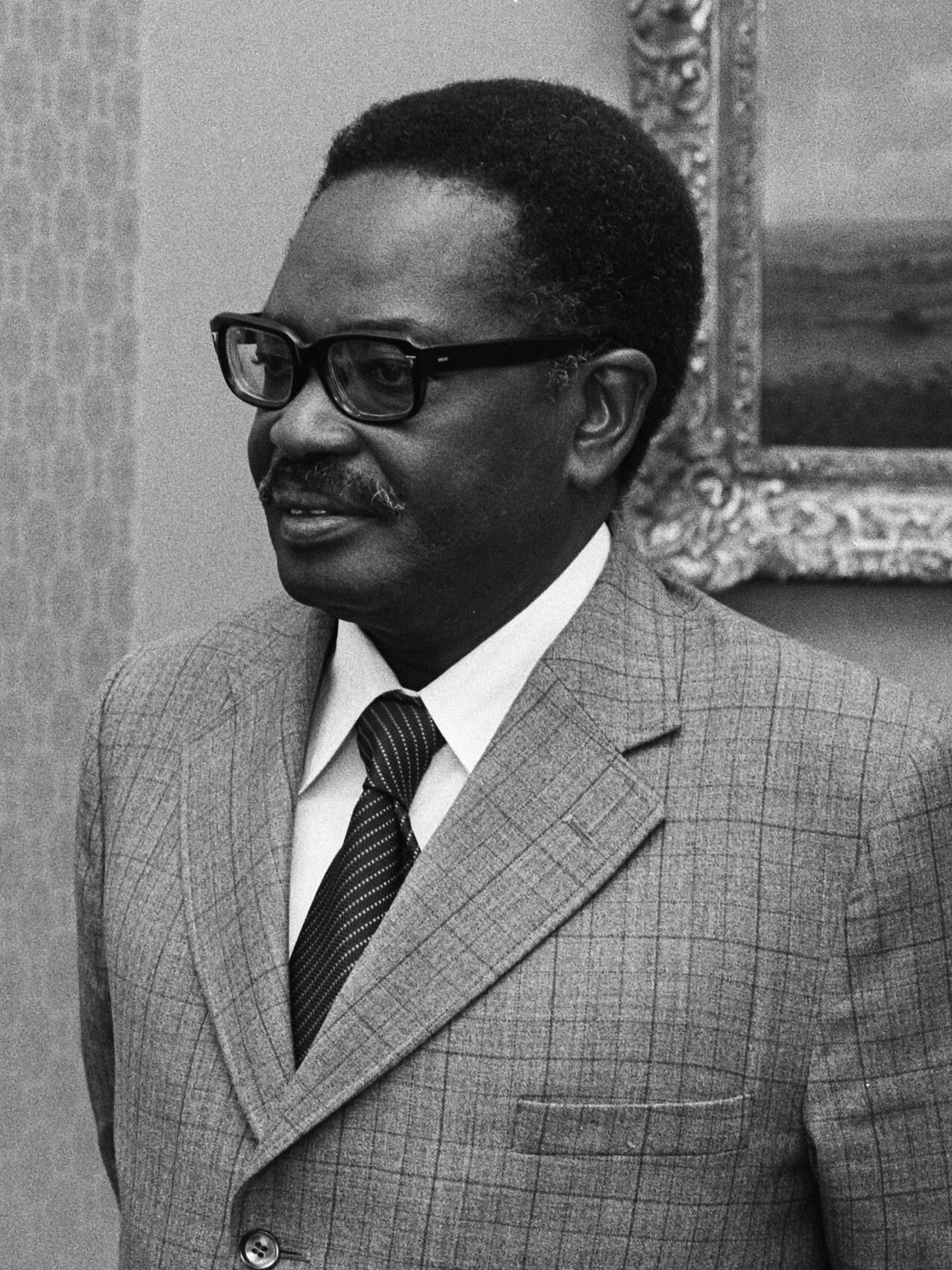
Агоштінью Нету

### Алжир

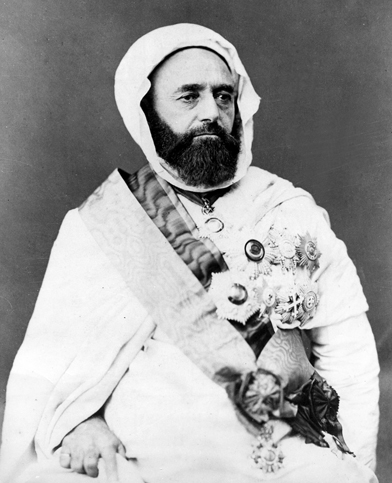
Абд аль-Кадір
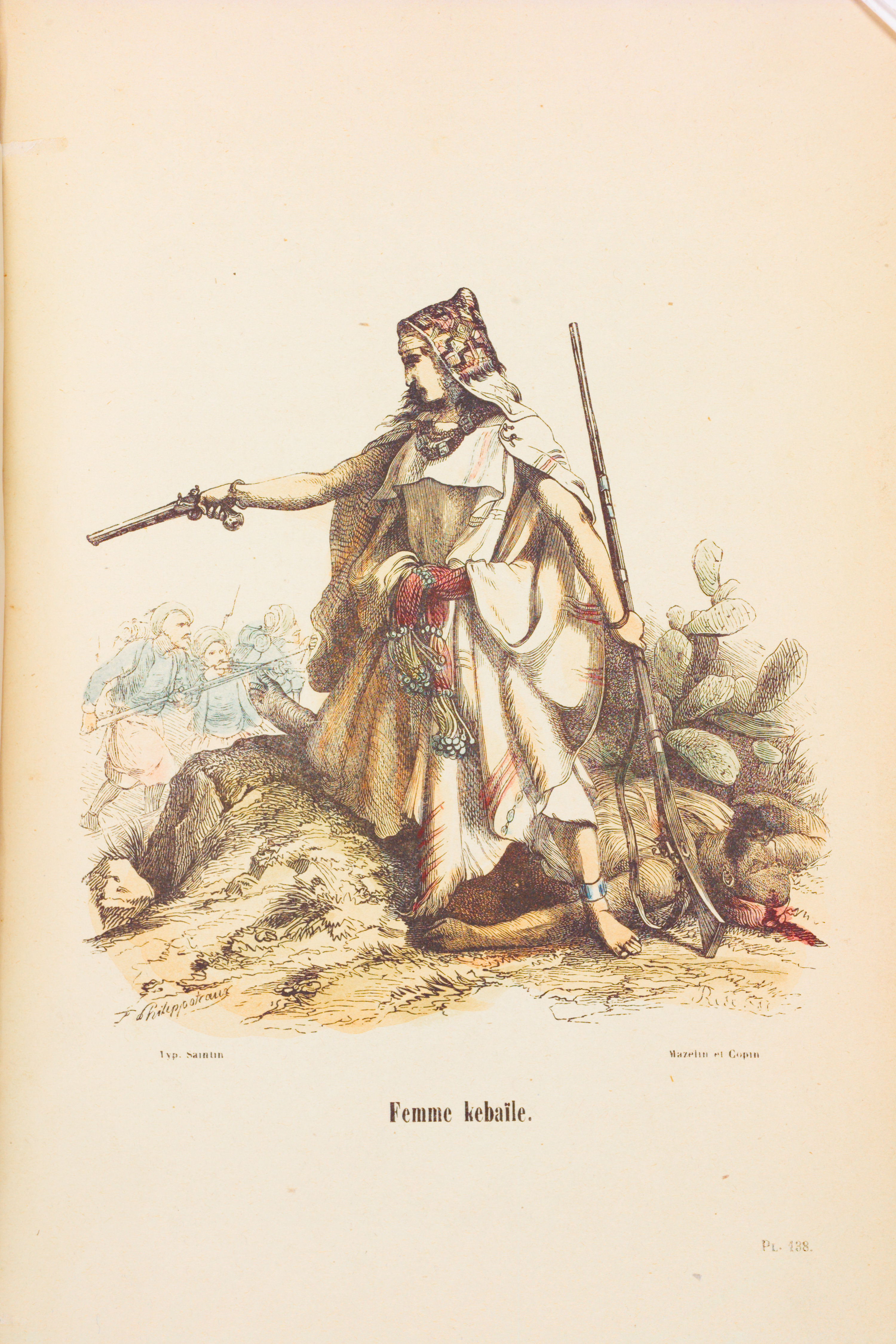
Алла Фатіма Нксмар
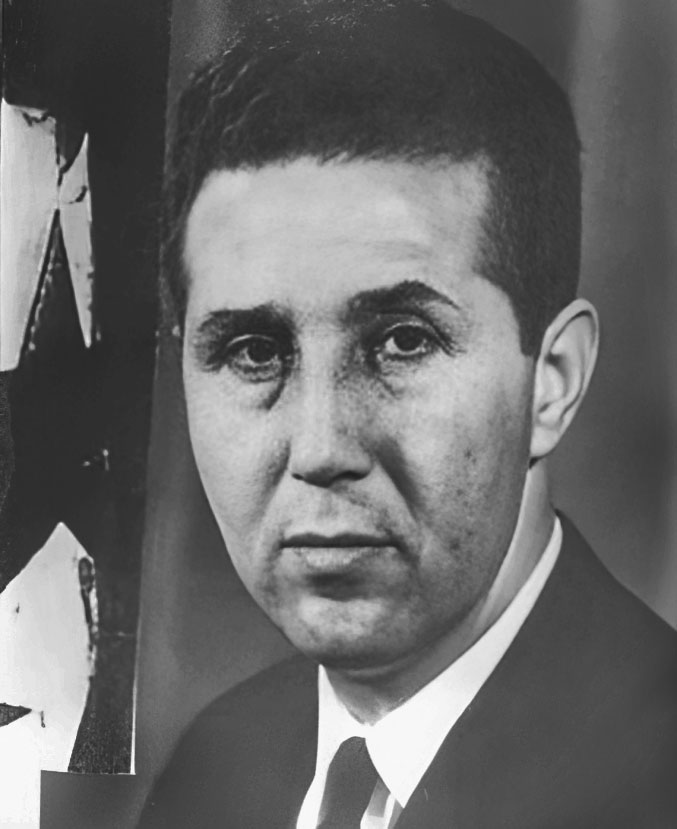
Ахмед бен Белла
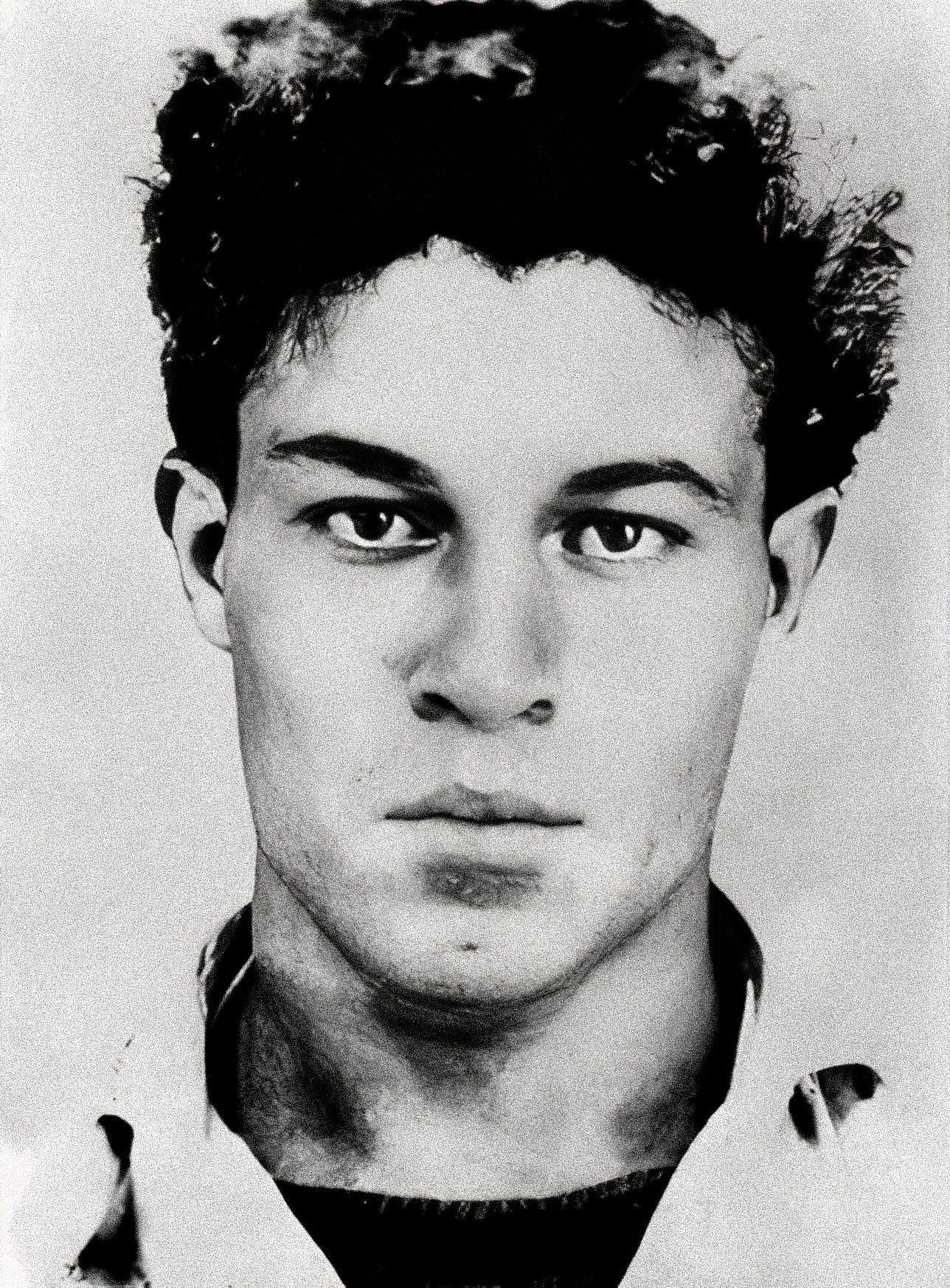
Алі Аммар

### Гана

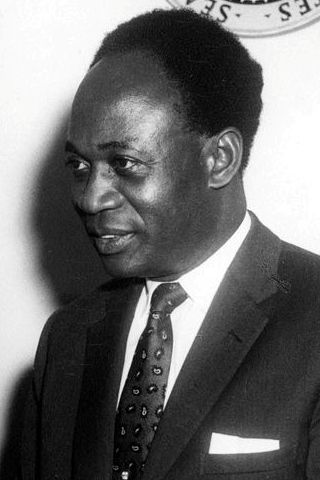
Кваме Нкрума

### Ефіопія

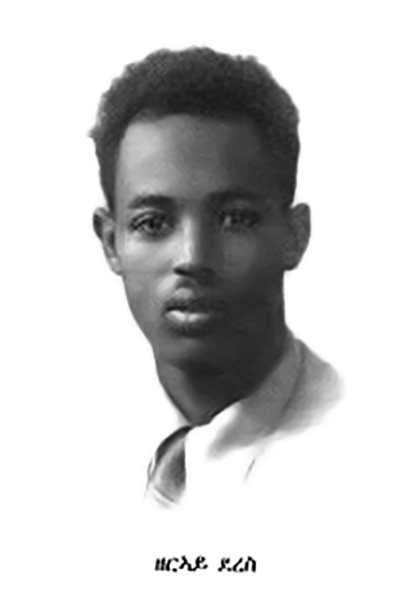
Джера Дерес

### Зімбабве

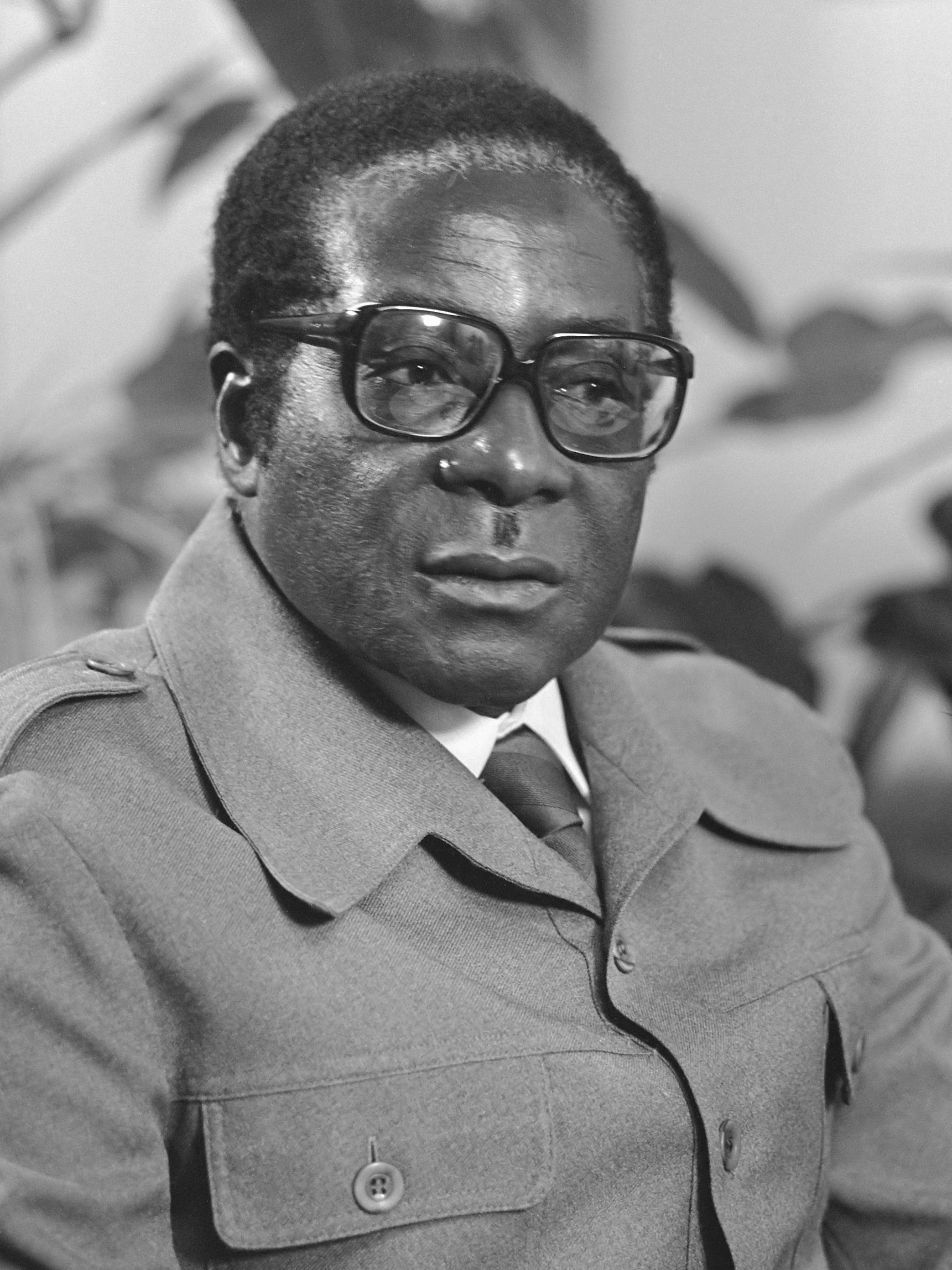
Роберт Мугабе

### Лівія

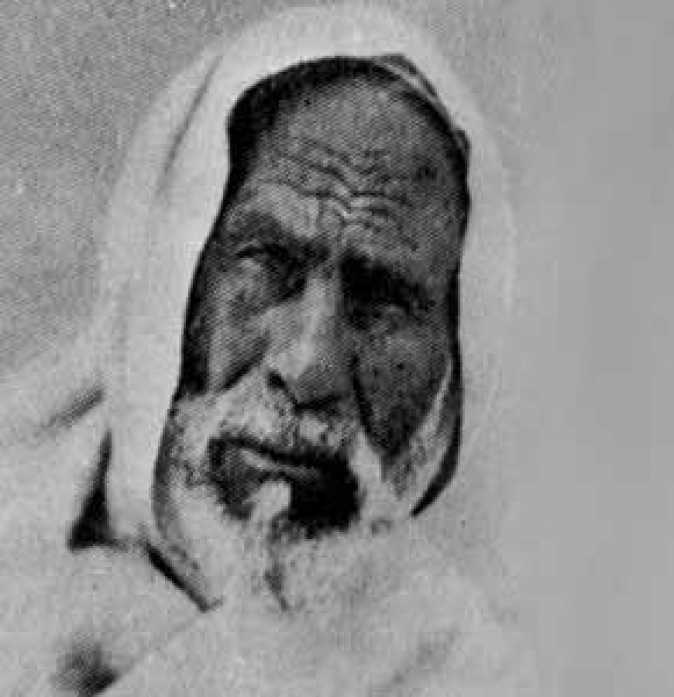
Омар Мухтар

### Намібія

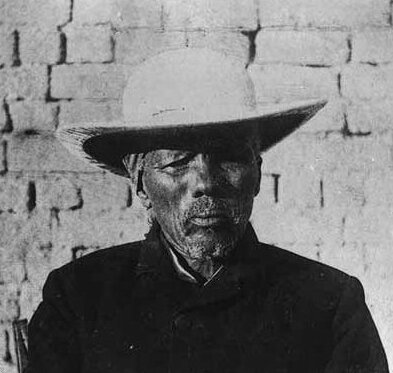
Хендрік Вітбоой

### Нігерія
- Муджагід Докубо-Азарі

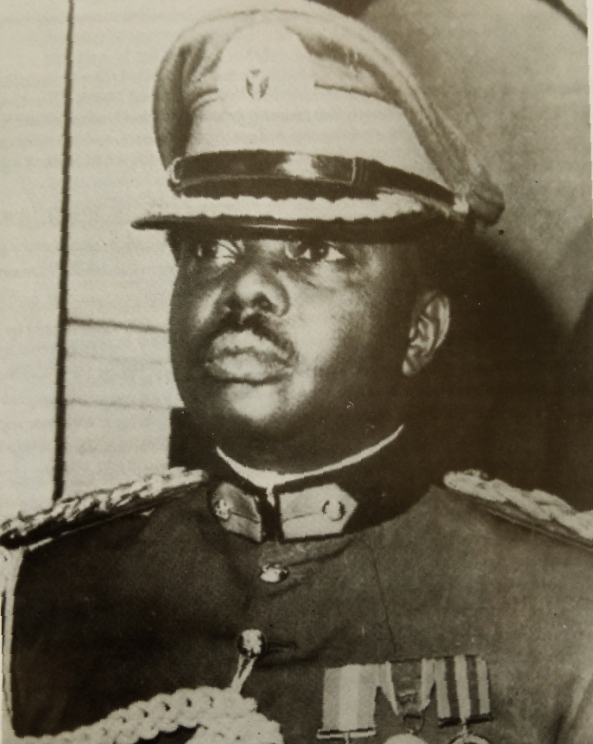
Муртала Мухаммед

### Південно-Африканська республіка

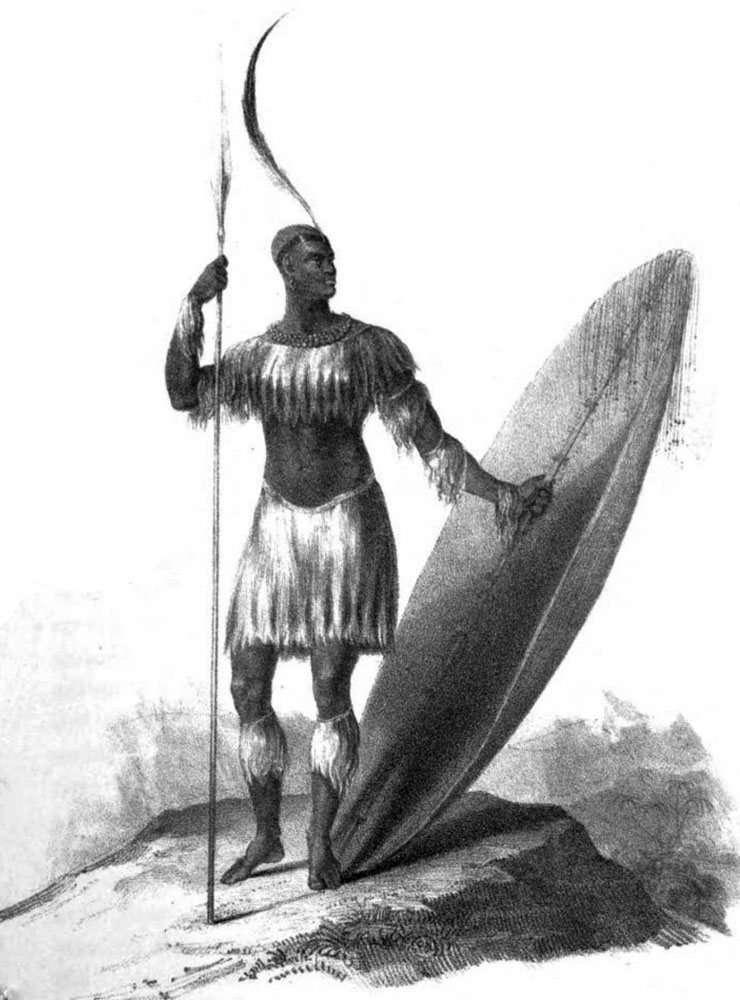
Шака
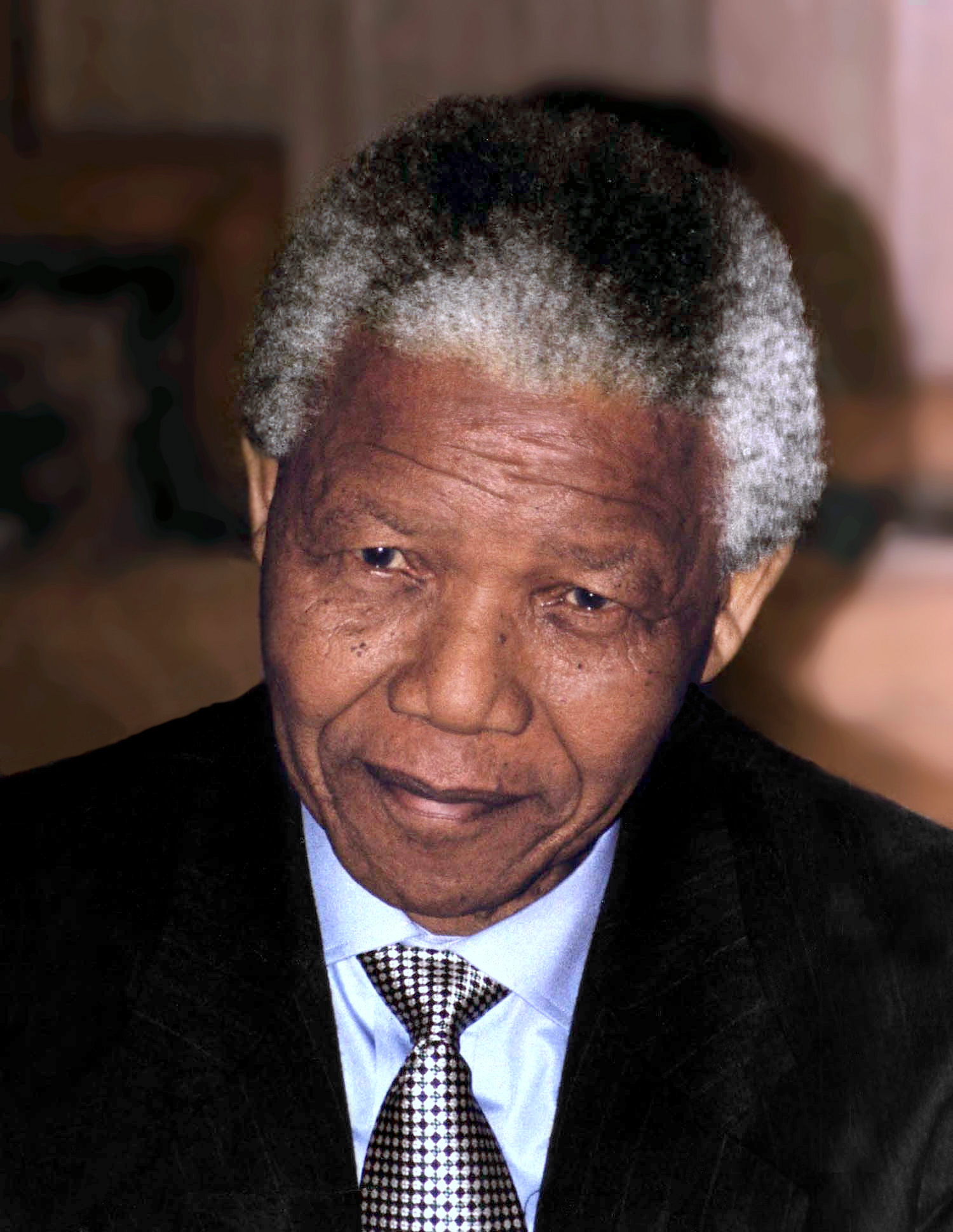
Нельсон Мандела
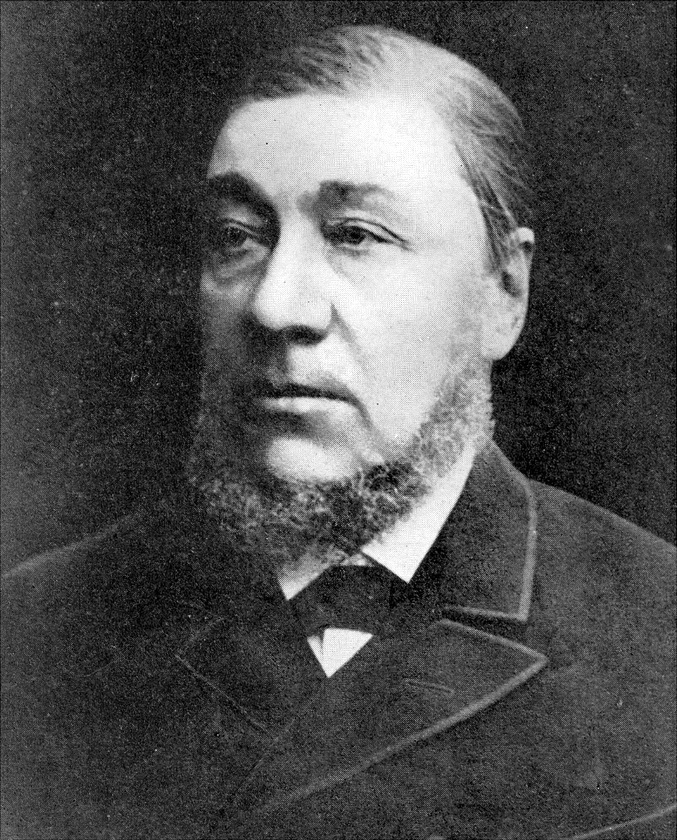
Поль Крюгер

### Республіка Конго

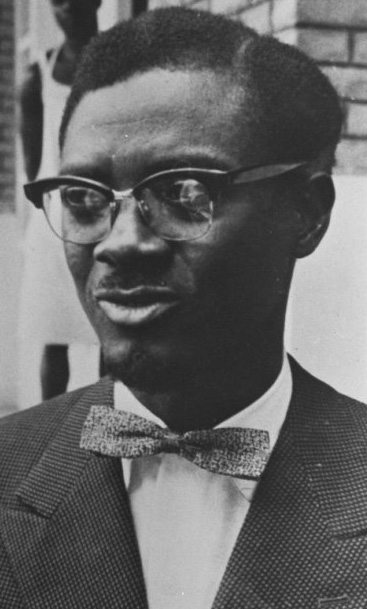
Патріс Лумумба

### Туніс
- Мухаммед Буазізі

## Європа

### Австрія

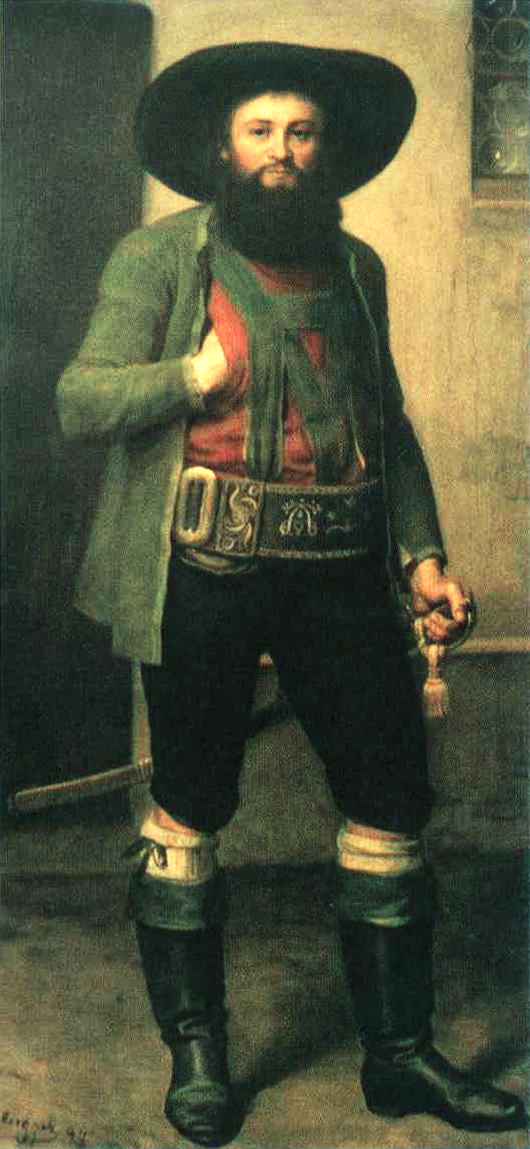
Андреас Гофер
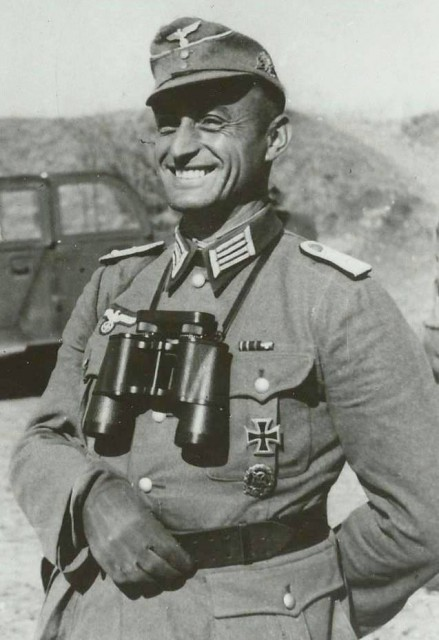
Йозеф Гангль

### Азербайджан
- Гаджієв Аліф Латіф-огли
- Агарунов Альберт Агарунович
- Гейдар Алієв

Детальніші відомості з цієї теми ви можете знайти в статті Національні герої Азербайджану.

### Албанія

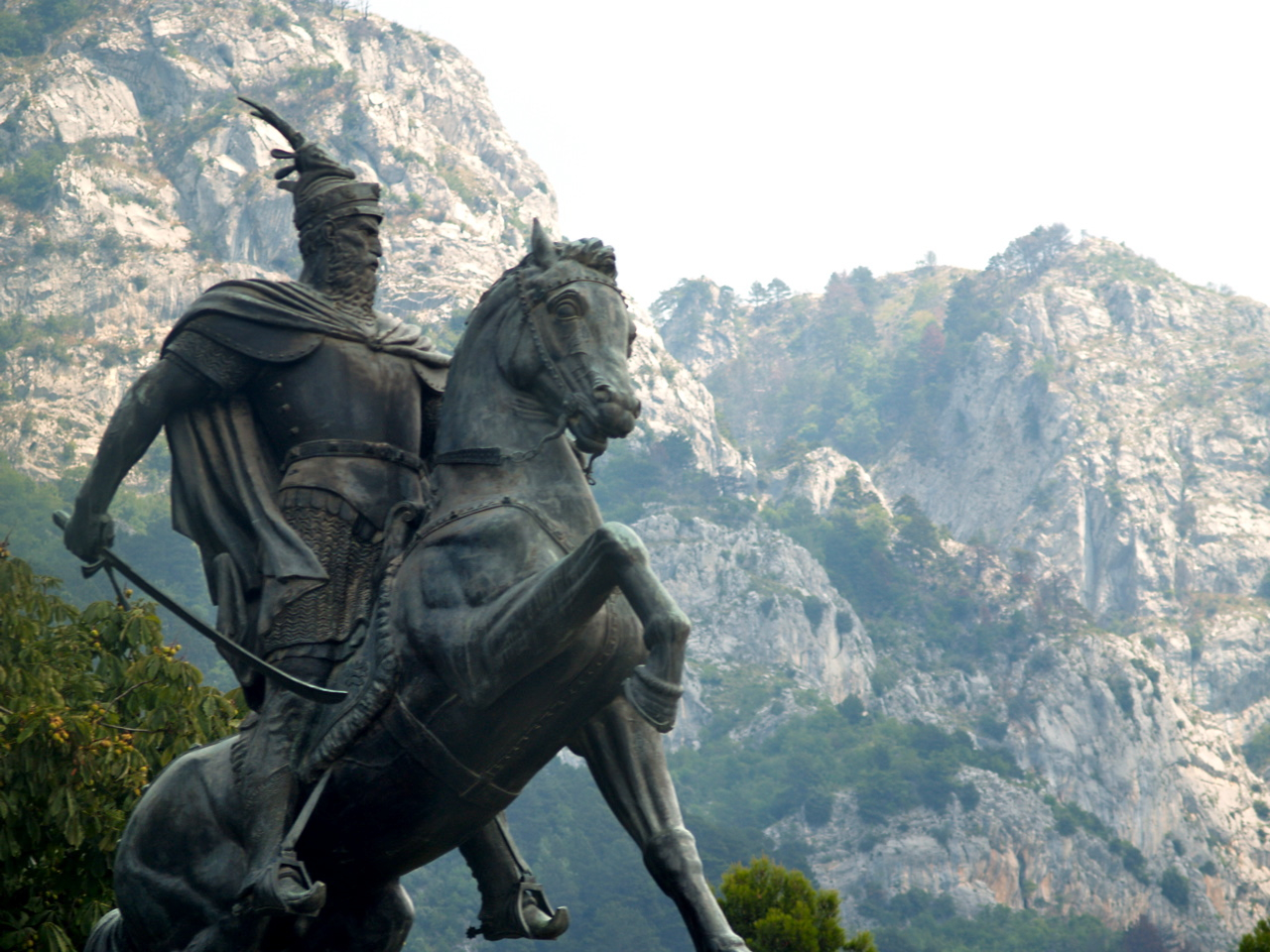
Георг Скандербег
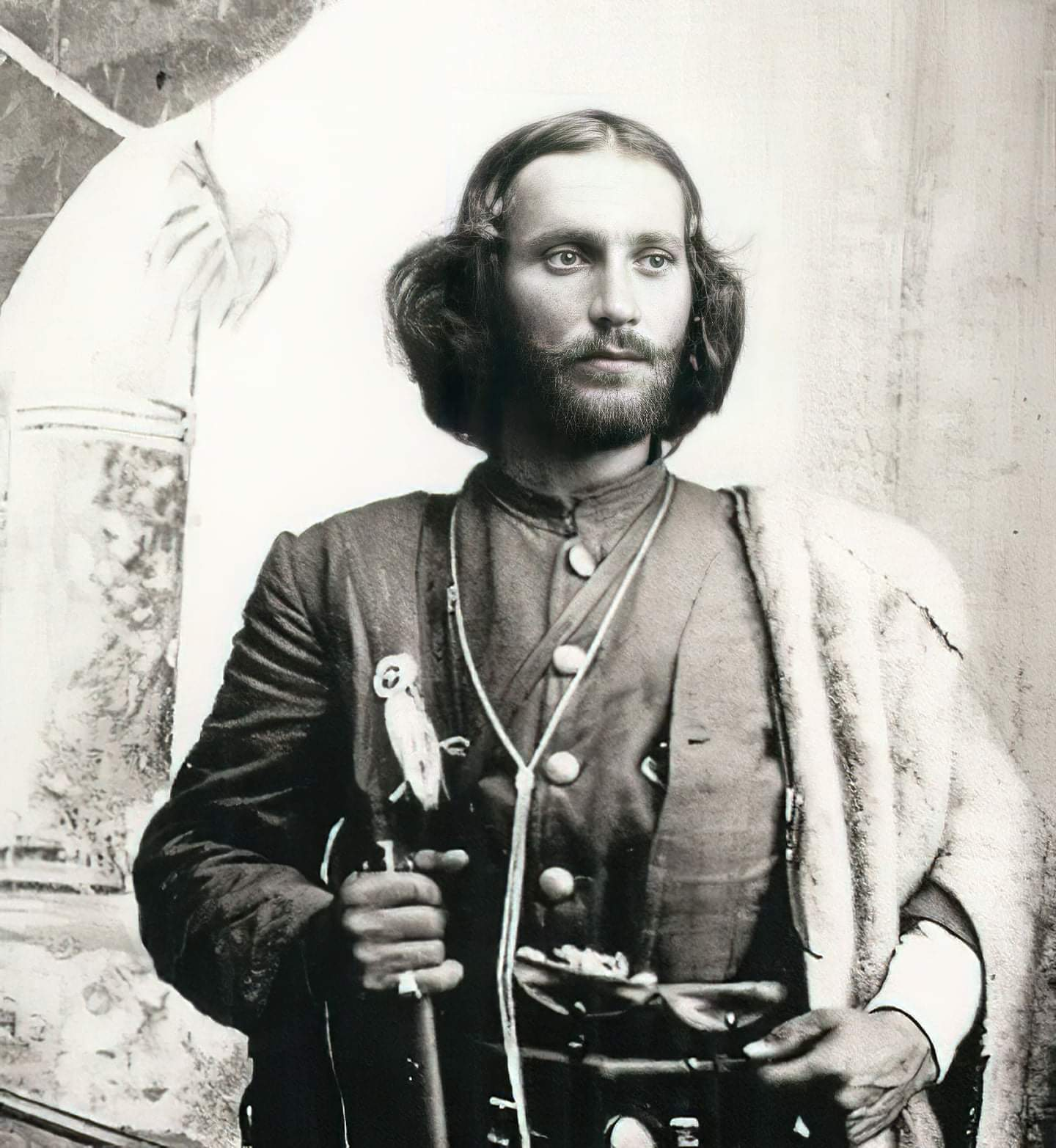
Черчіз Топуллі
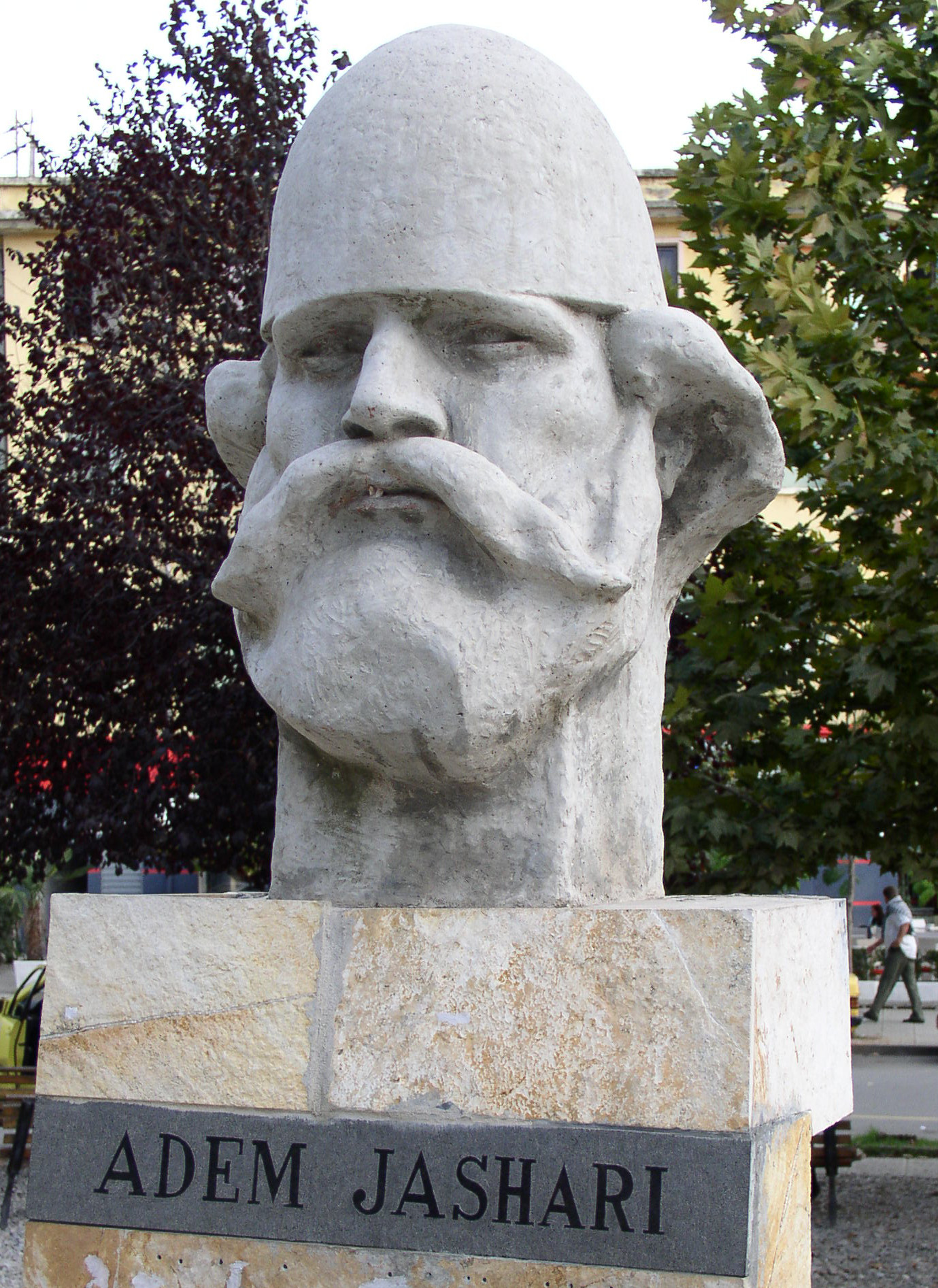
Адем Яшарі

### Бретонія

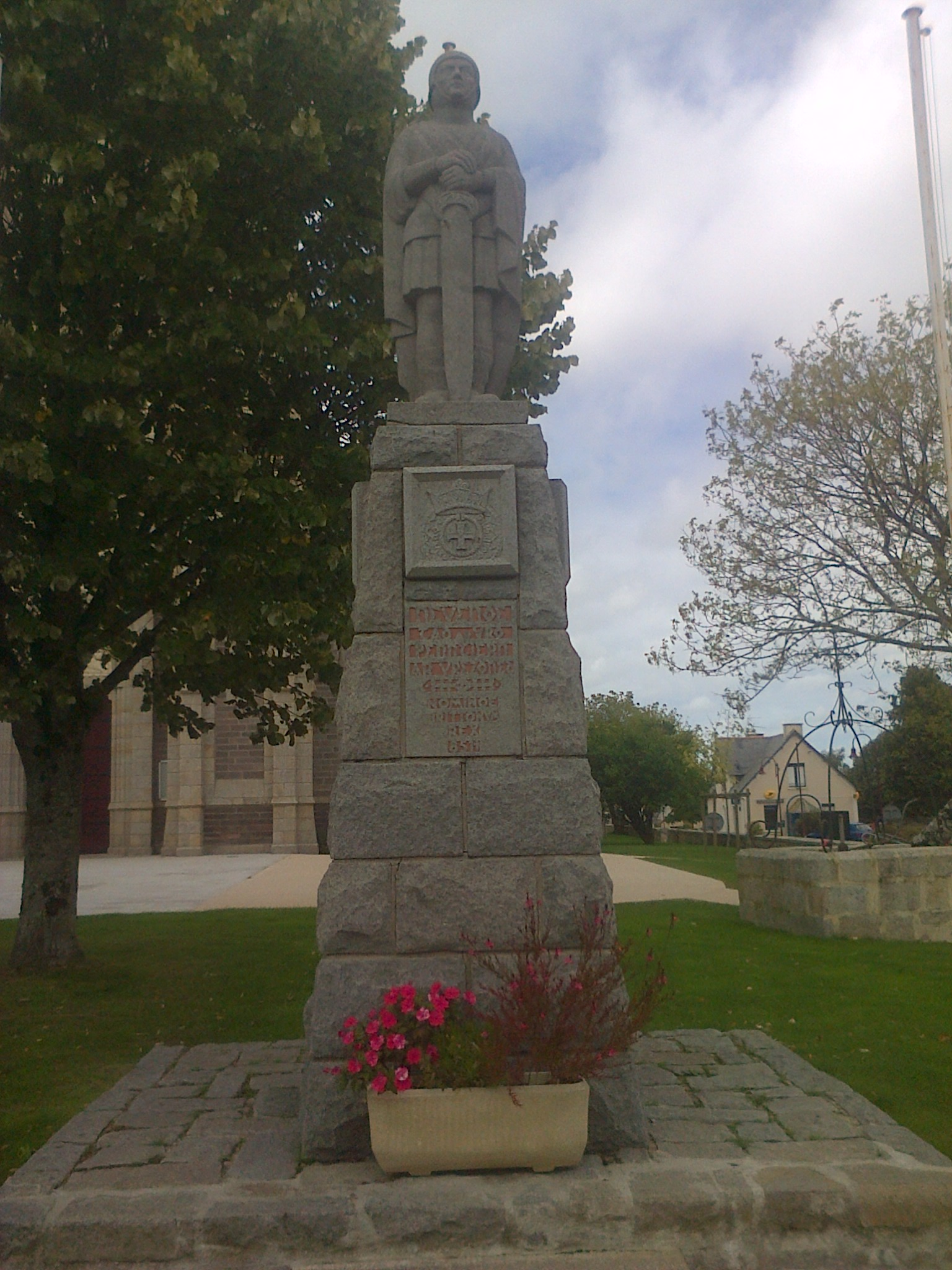
Номіное

### Білорусь

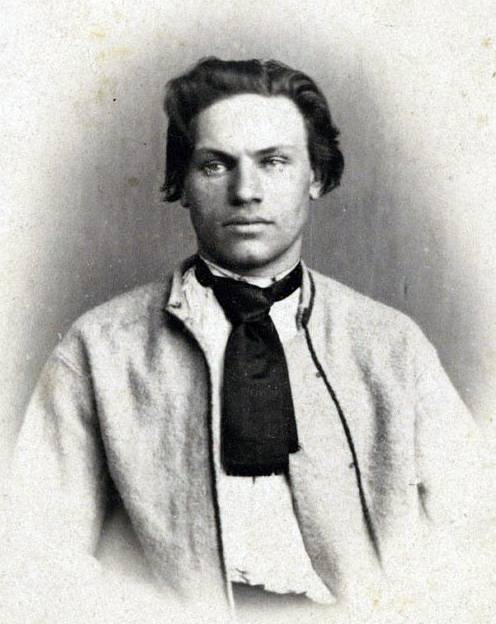
Кастусь Калиновський
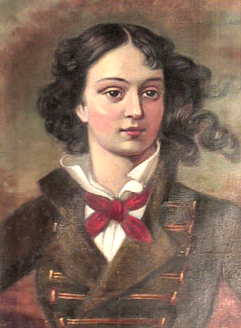
Емілія Плятер

### Болгарія

Васил Левський
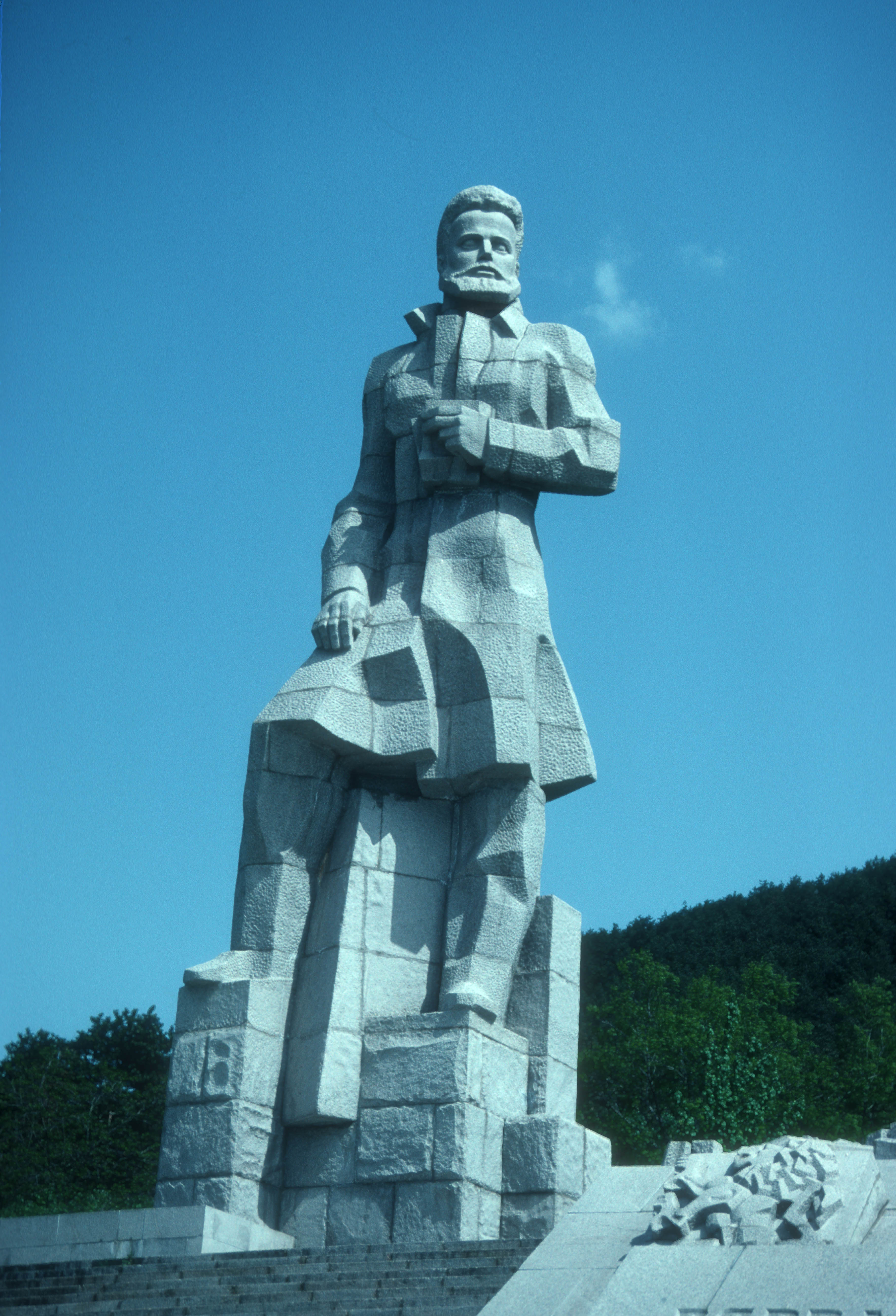
Христо Ботев
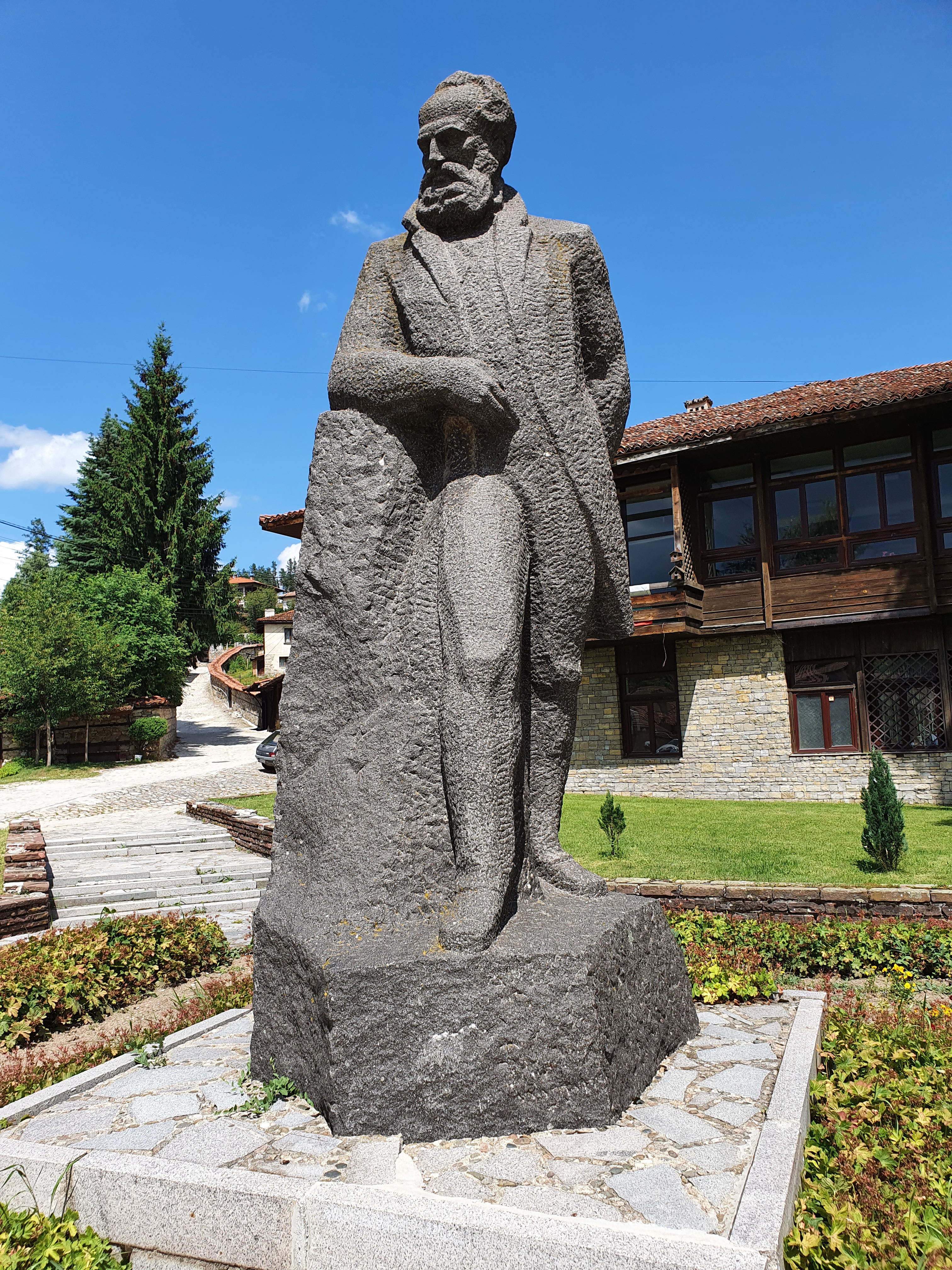
Любен Каравелов
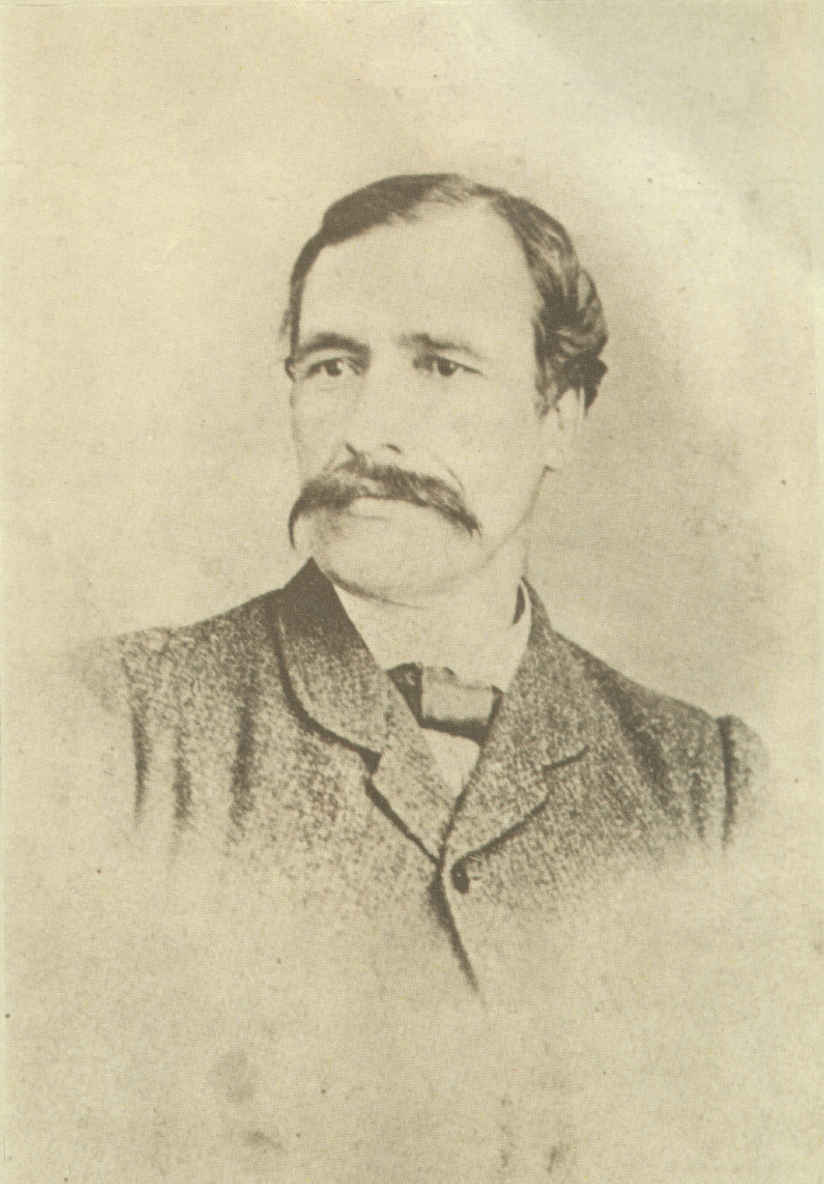
Георгій Стойков Раковський
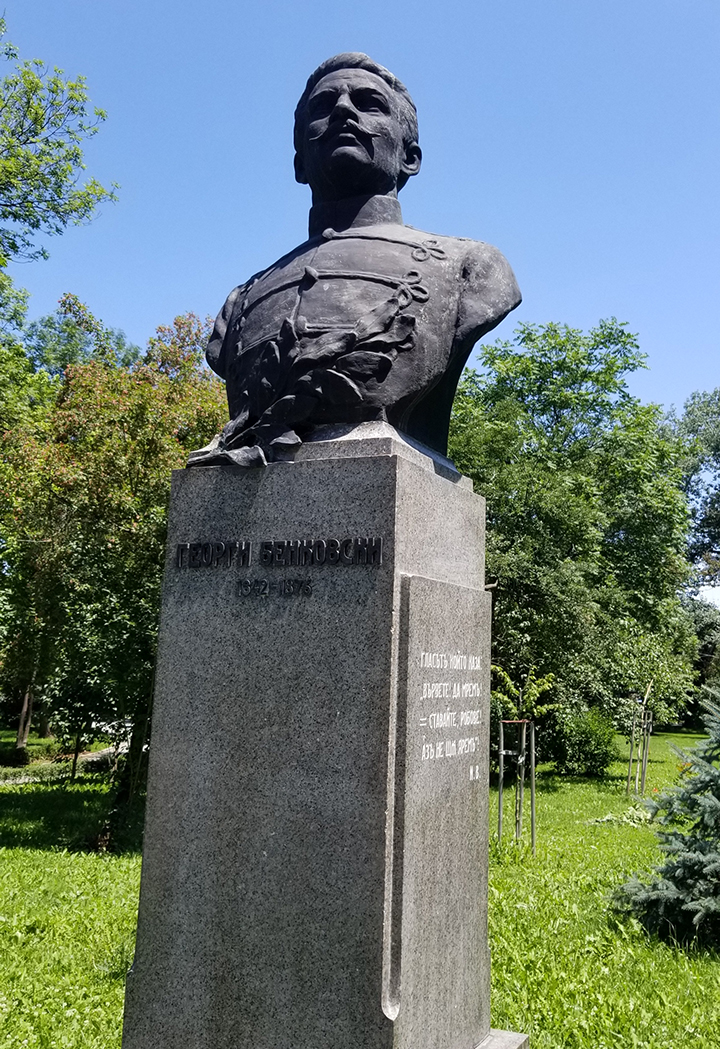
Георгі Бенковський
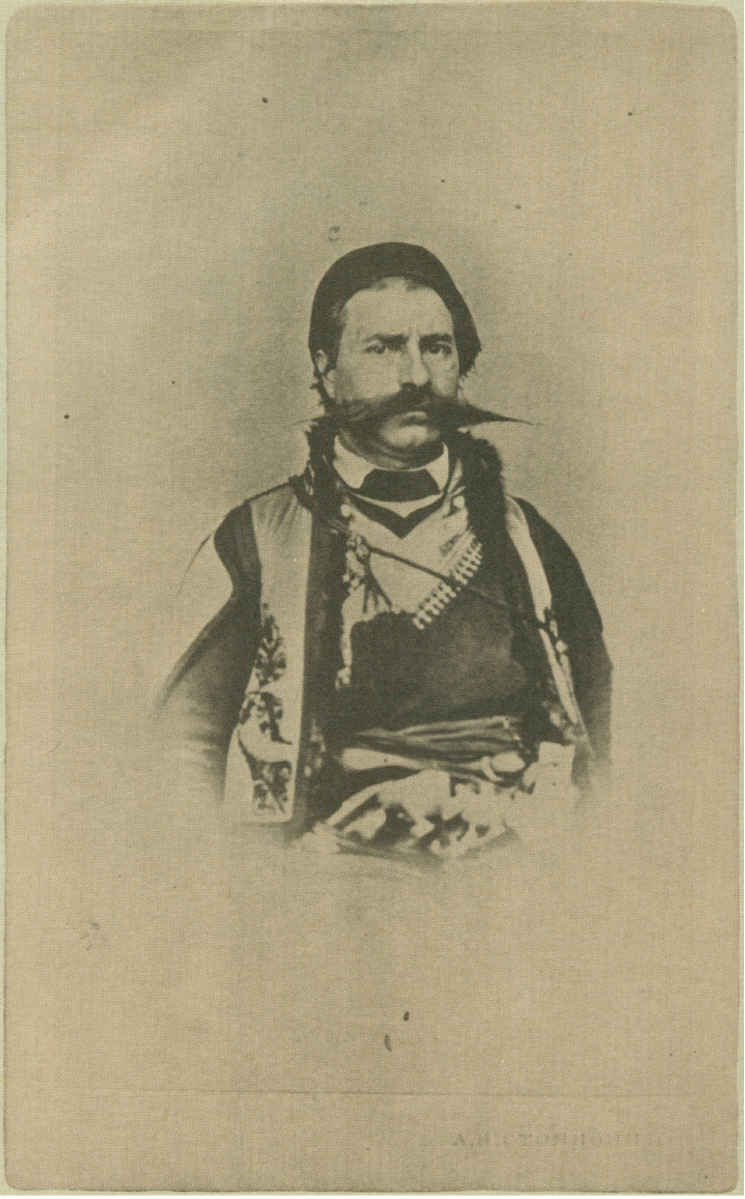
Панайот Хитов
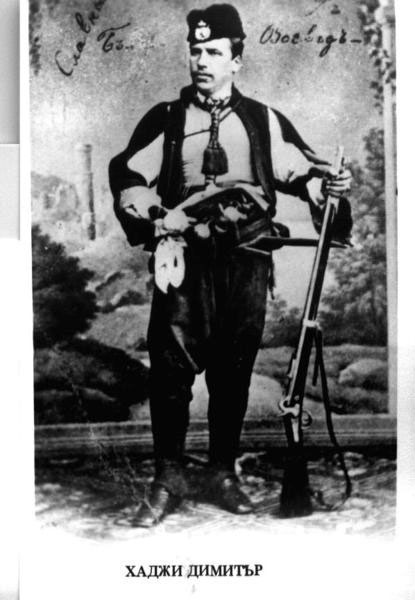
Хаджи Димитир
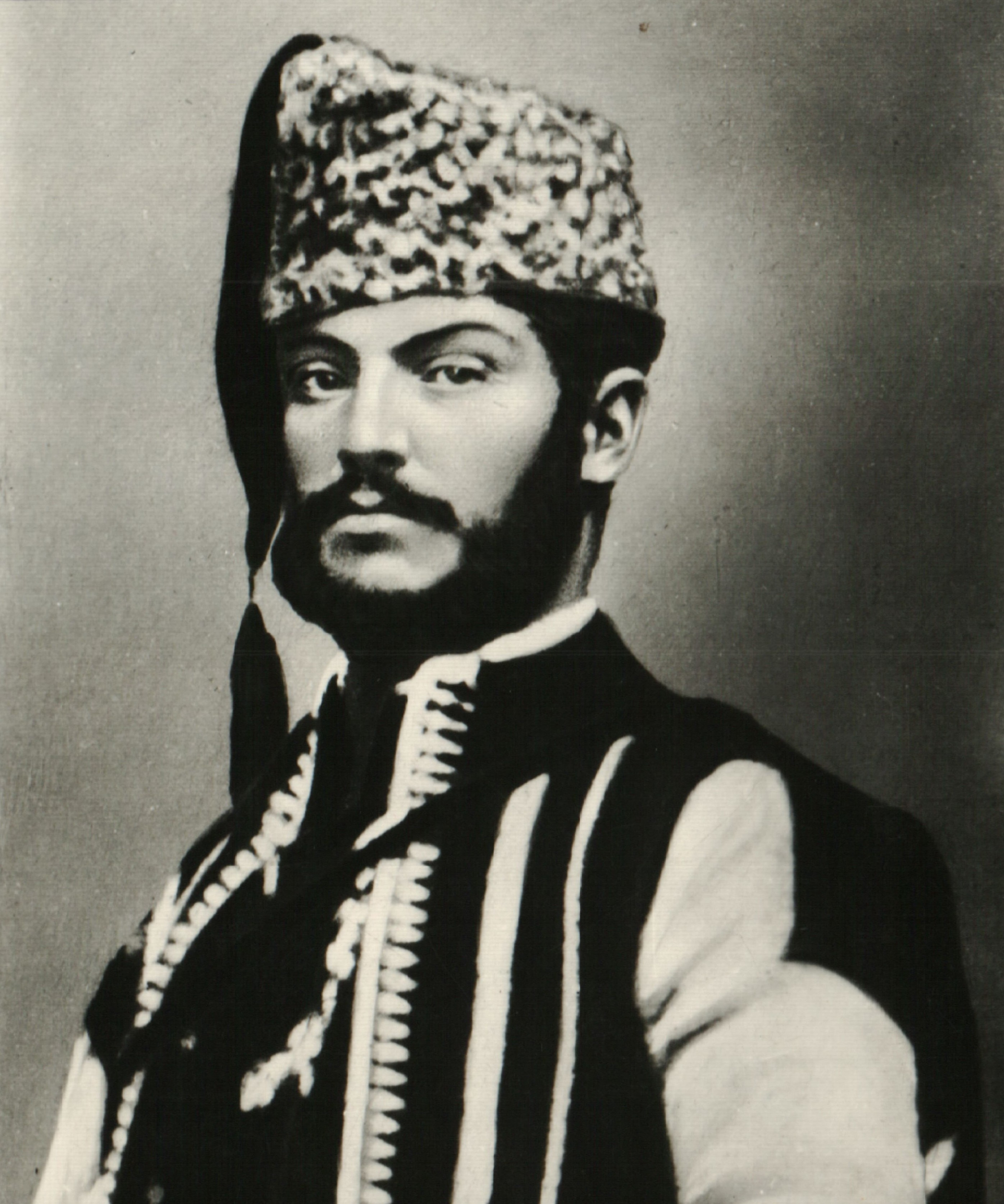
Стефан Караджа
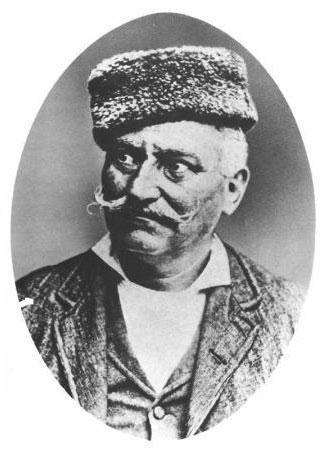
Филип Тотю

### Боснія

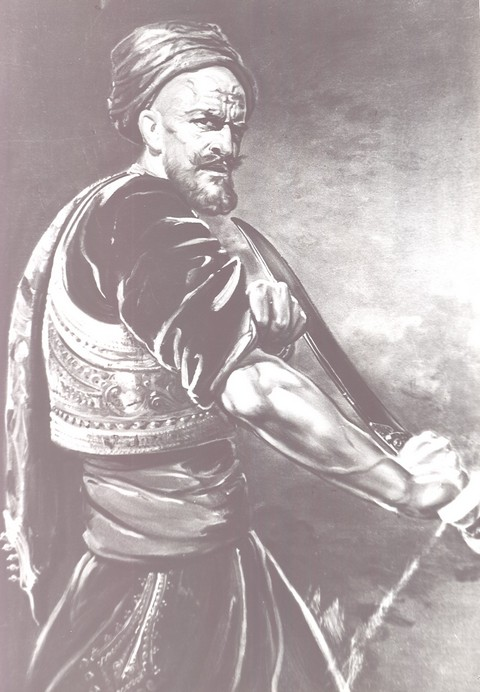
Хусейн Градашчевич

### Велика Британія

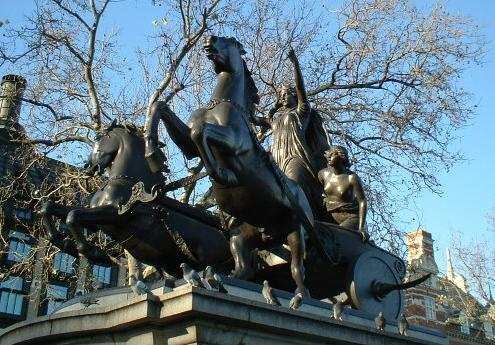
Боудіка
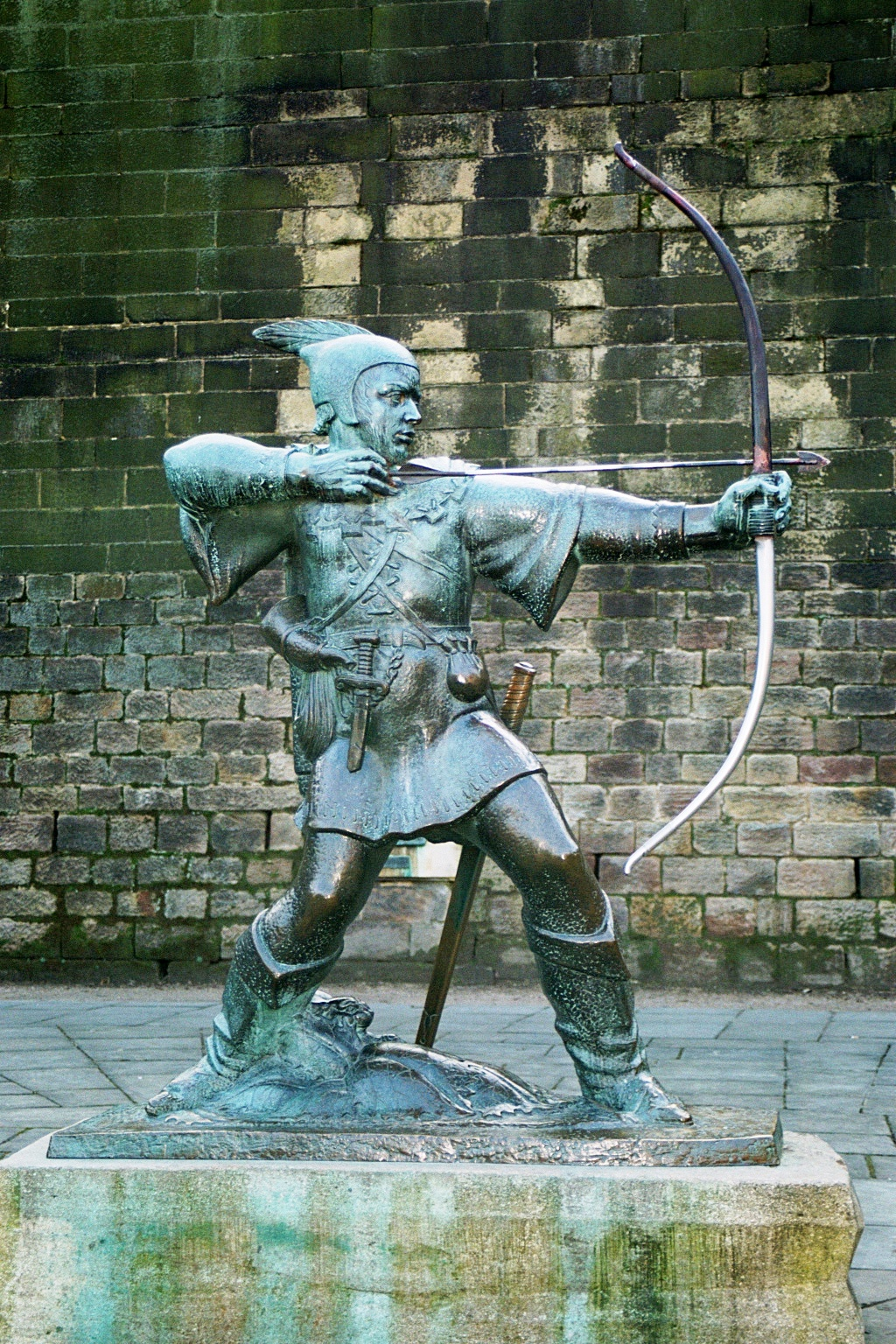
Робін Гуд
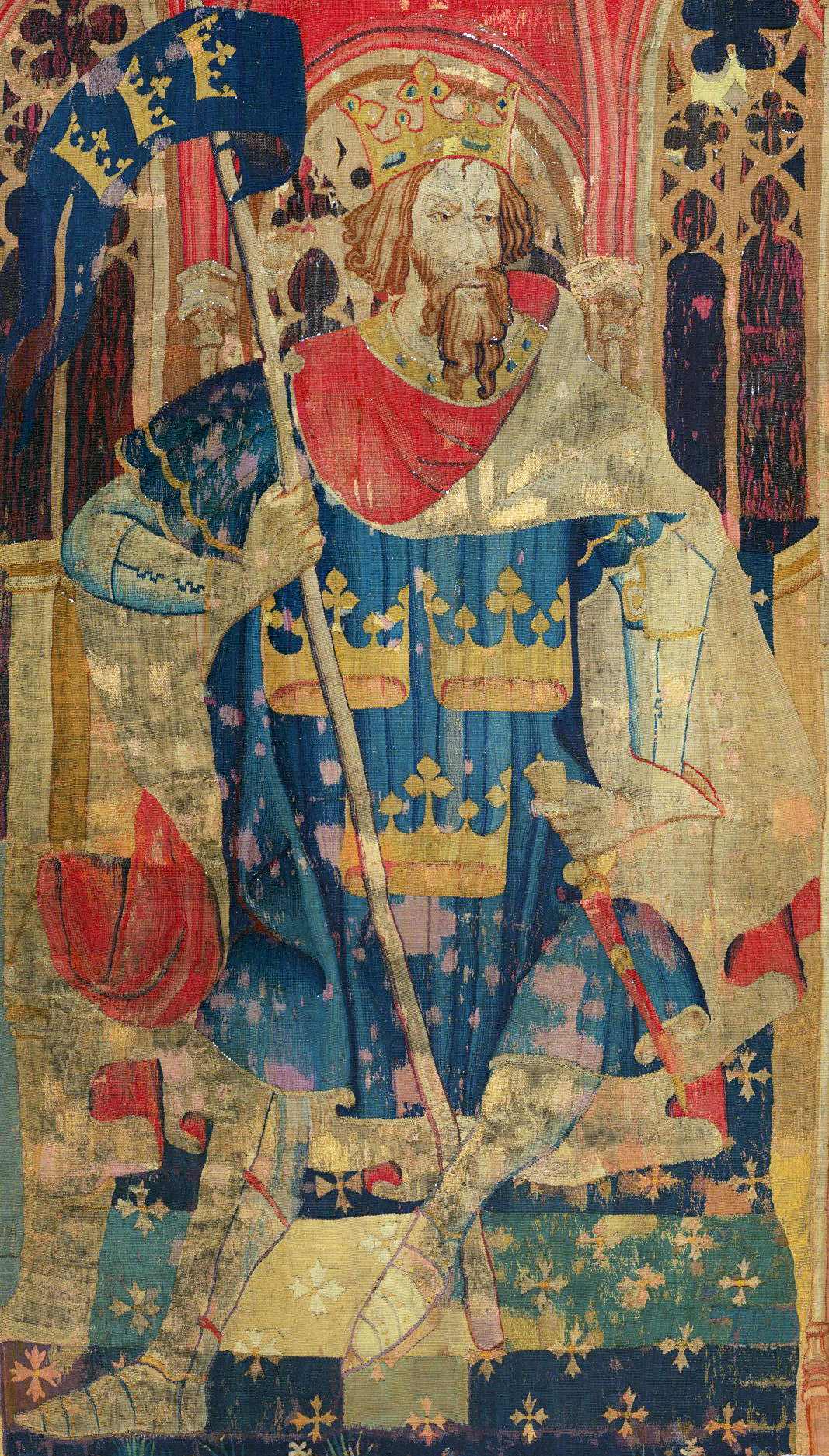
Король Артур
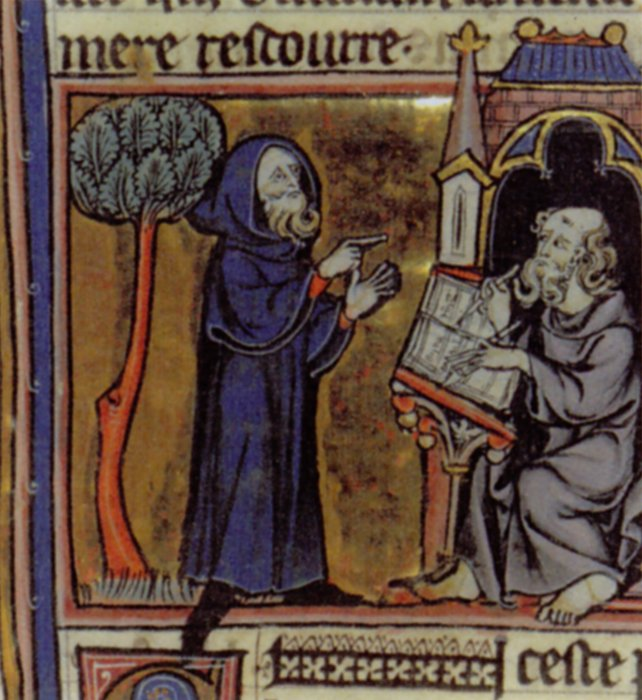
Мерлін
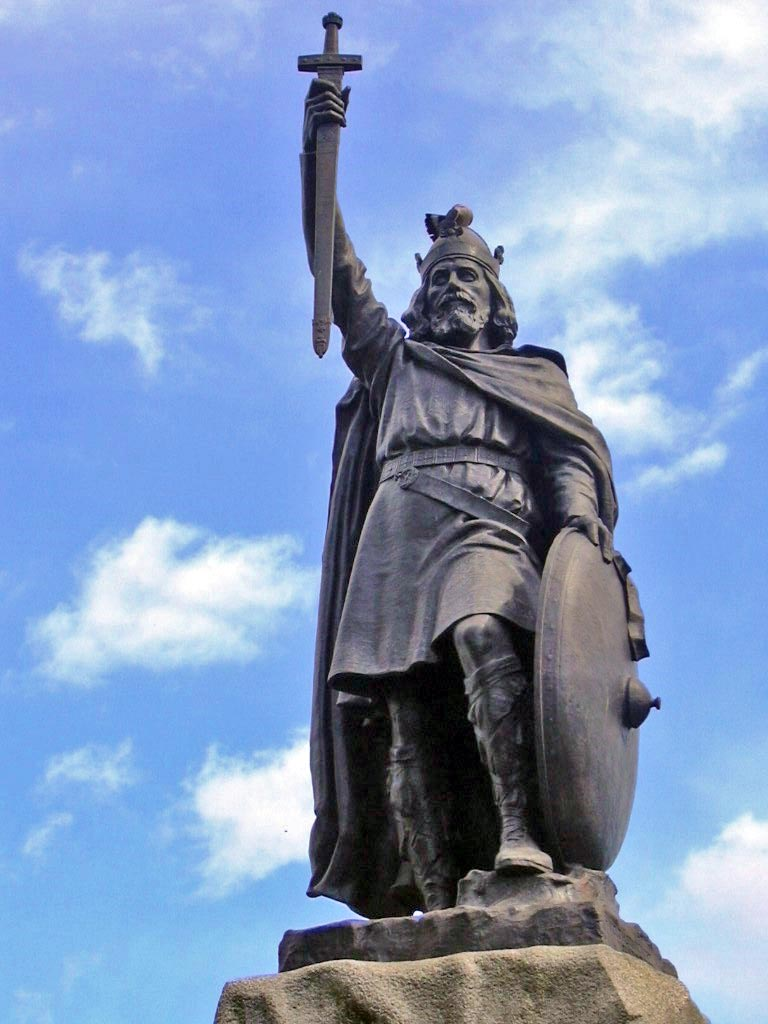
Альфред I Великий
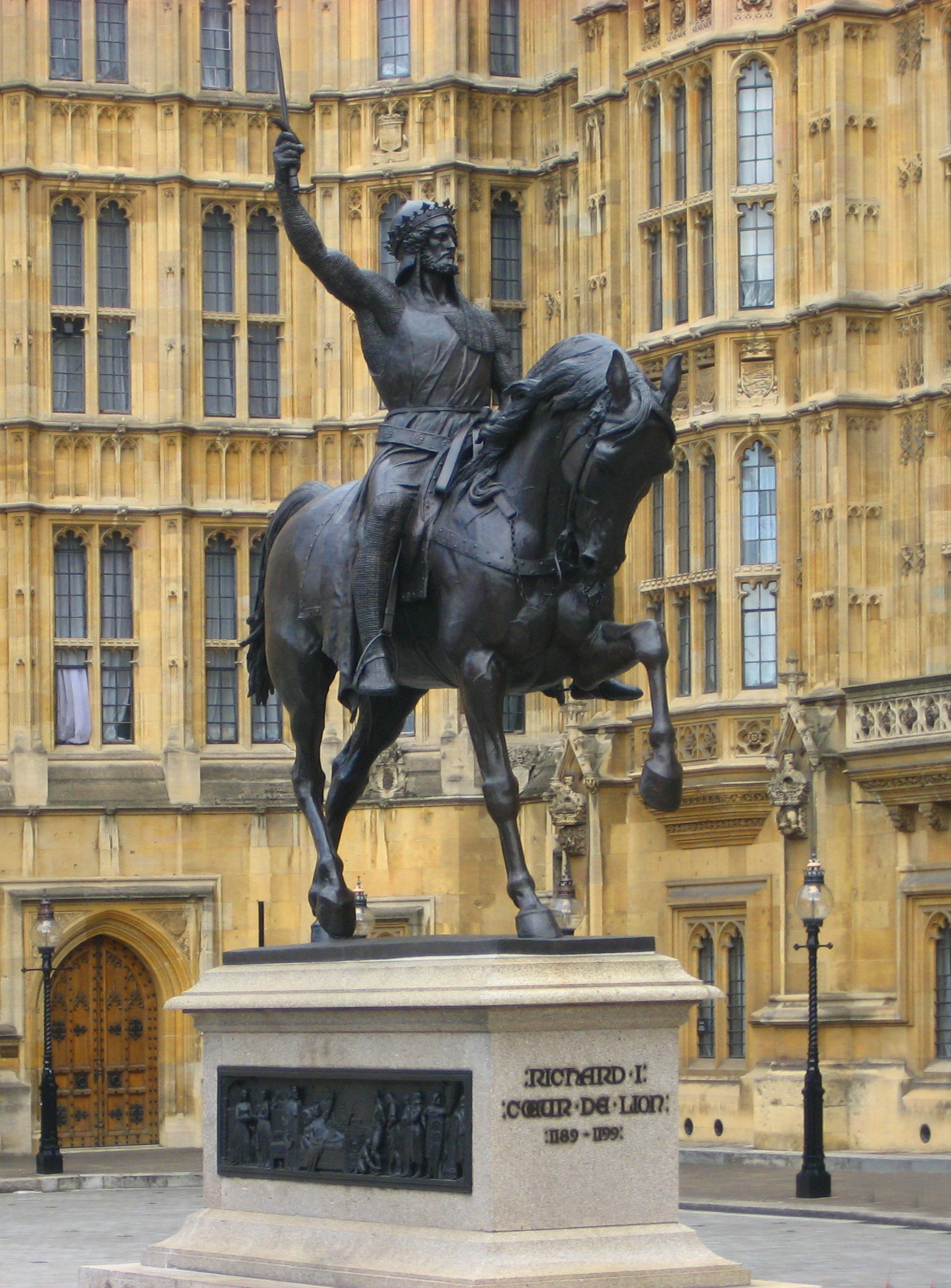
Річард I Левове Серце
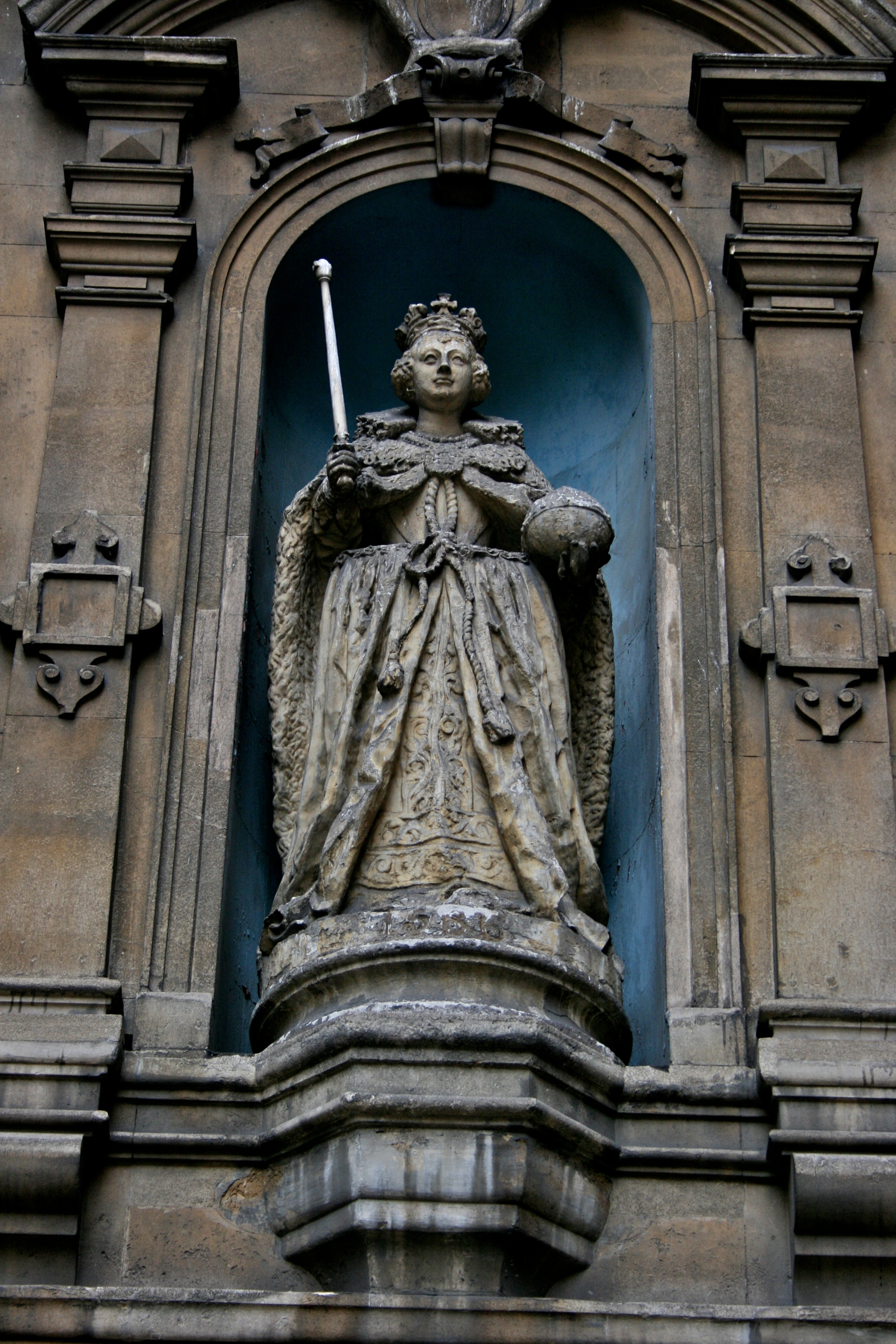
Єлизавета I
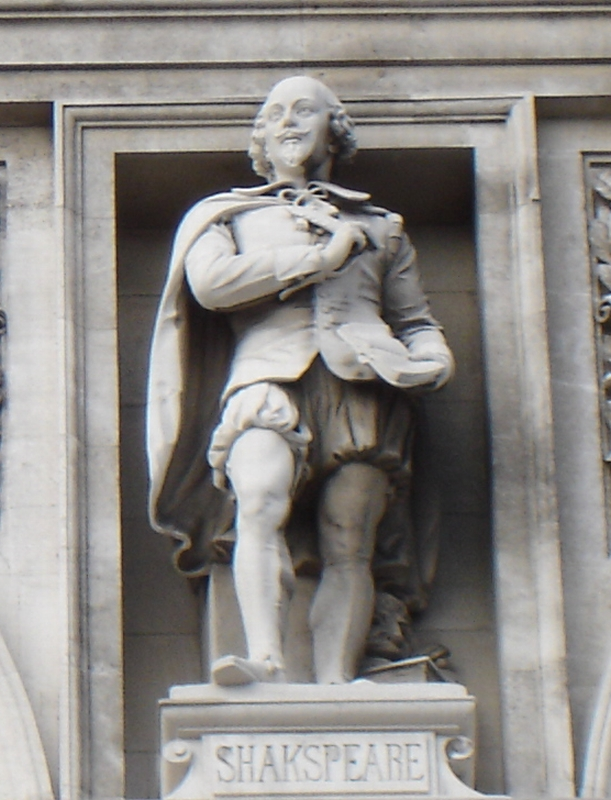
Вільям Шекспір
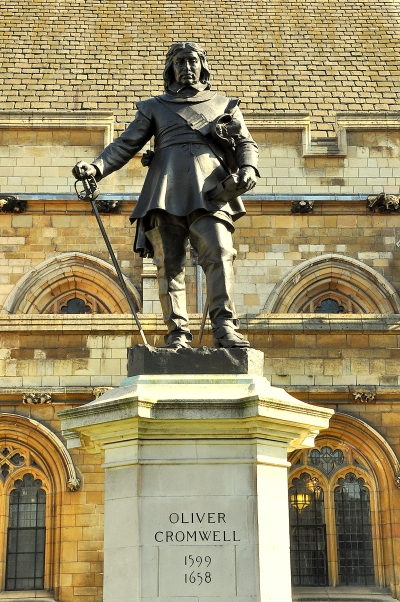
Олівер Кромвель
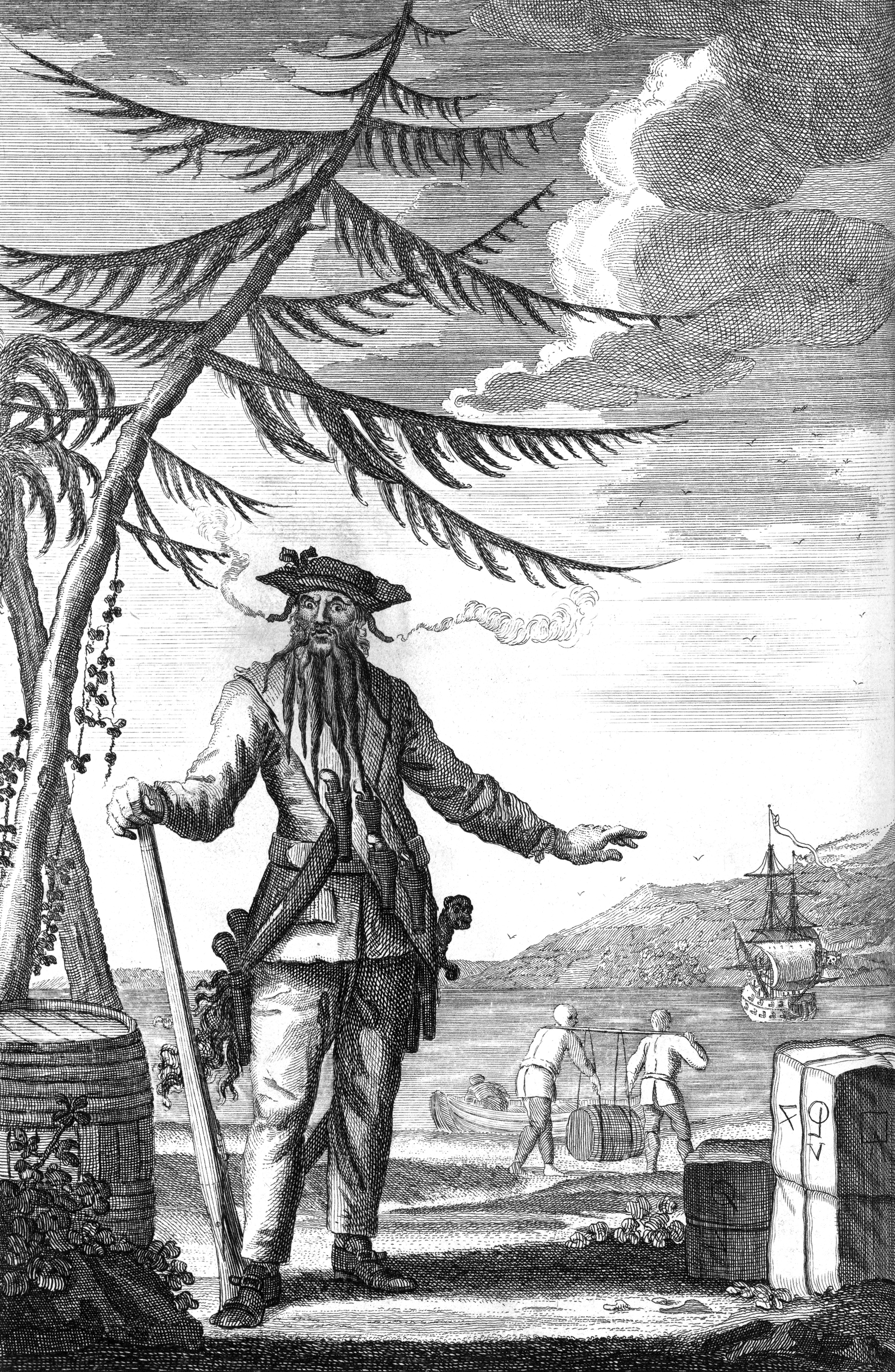
Едвард Тіч
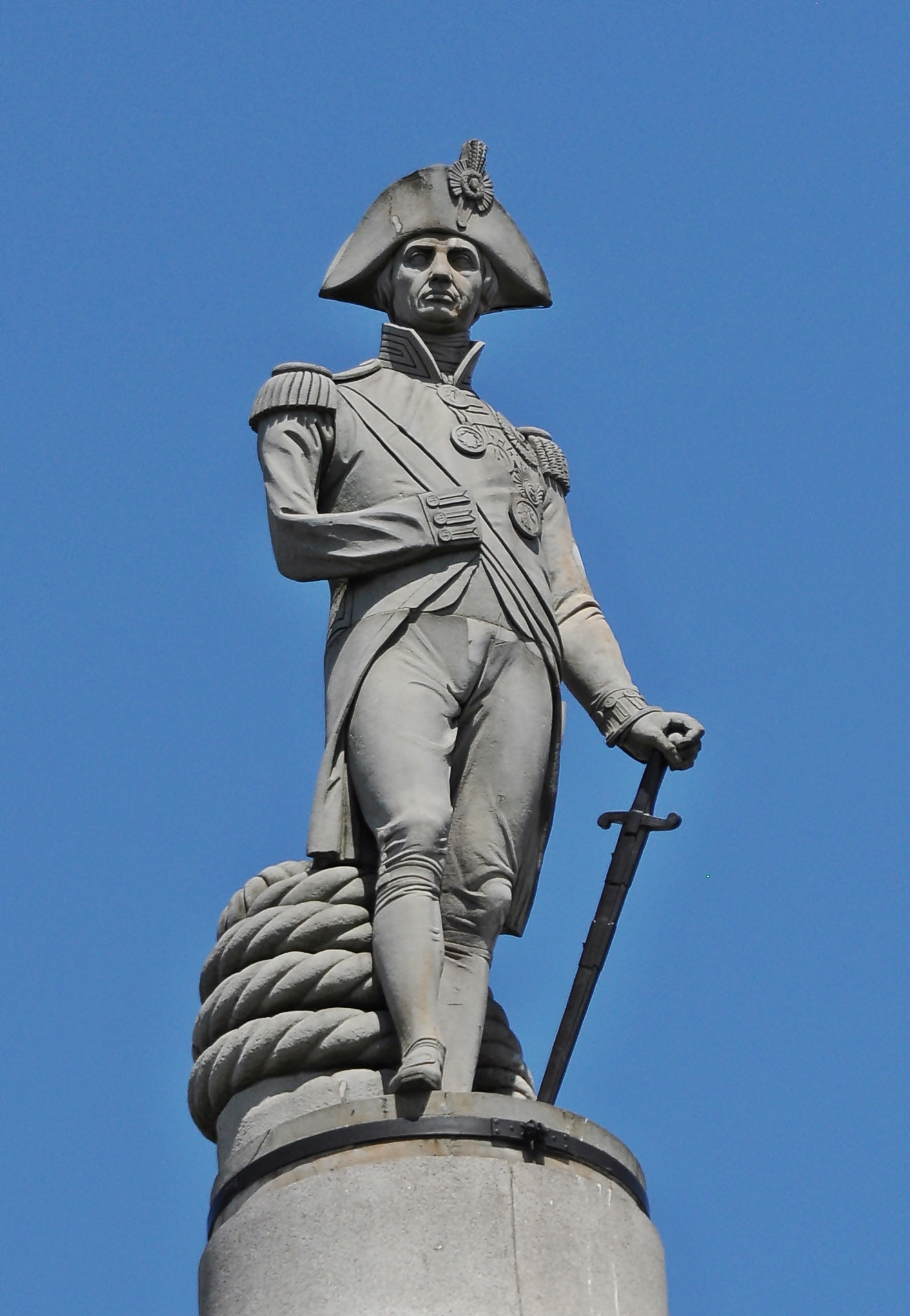
Гораціо Нельсон
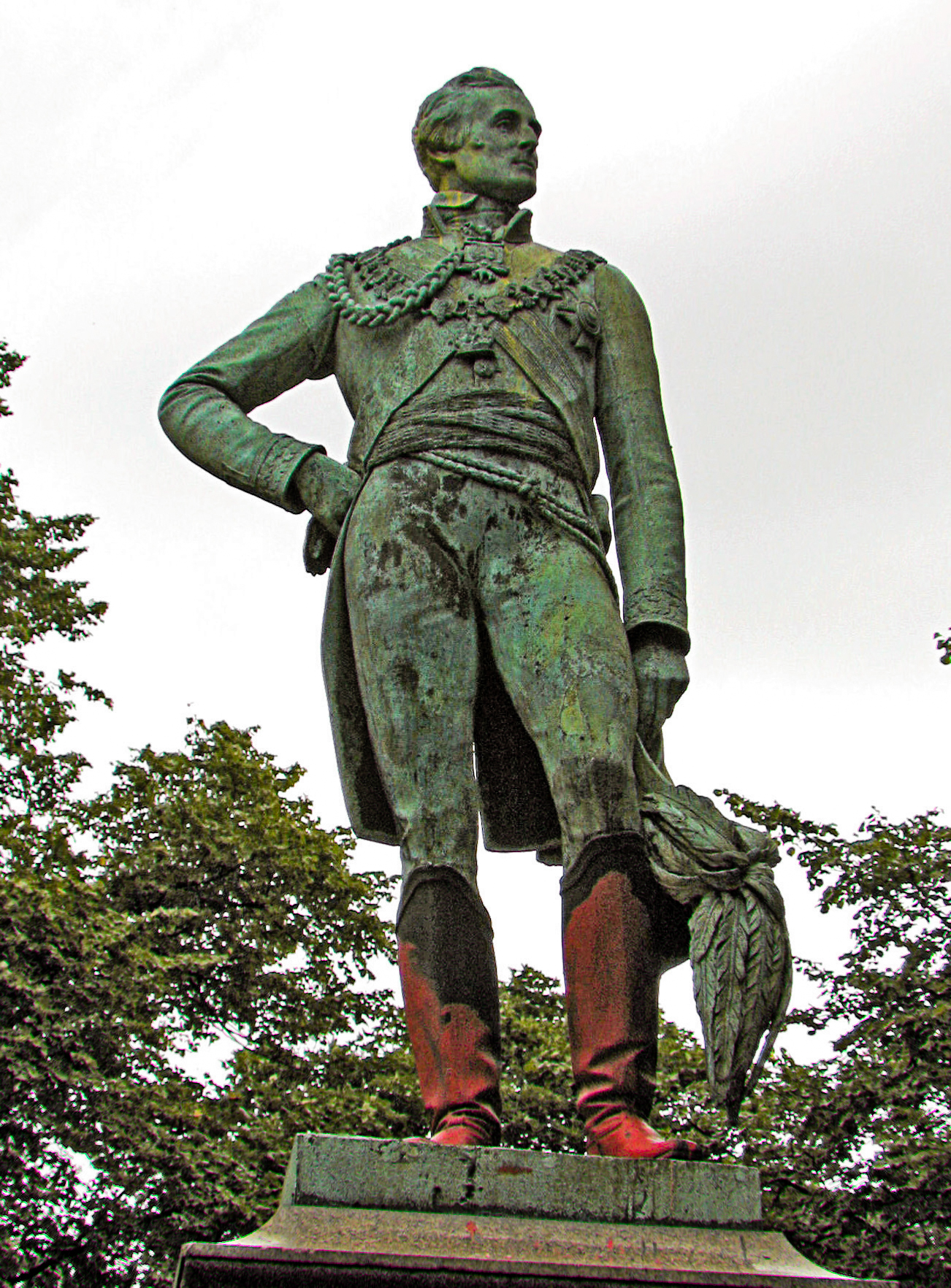
Артур Веллслі
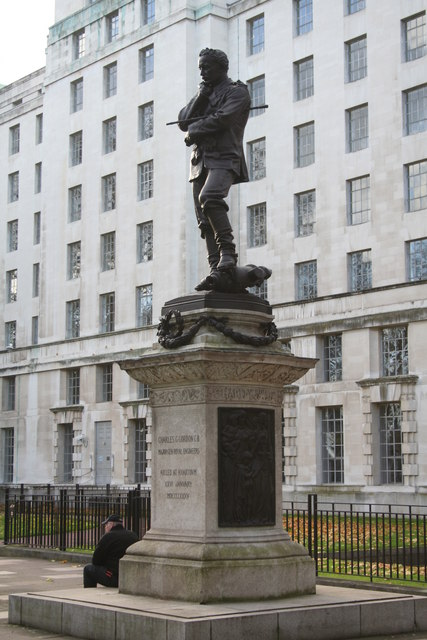
Чарльз Джордж Гордон
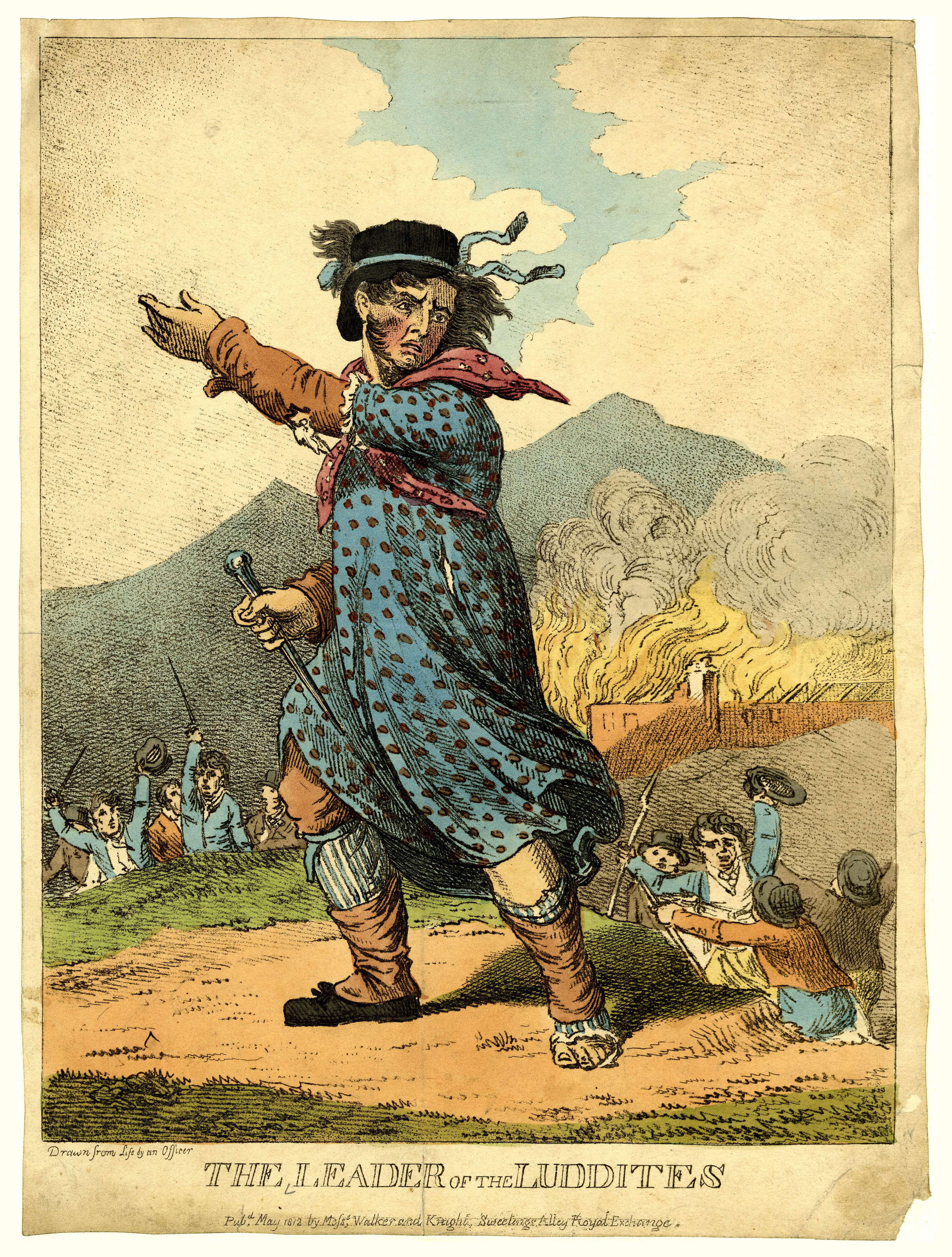
Нед Ладд
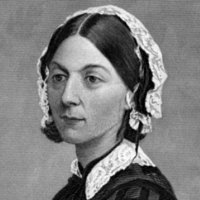
Флоренс Найтінгейл
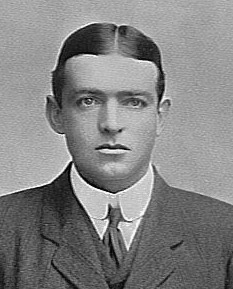
Ернест Шеклтон

### Вірменія
- Амбарцумян Віктор Амазаспович
- Мелконян Монте Чарльзович
- Крпеян Татул Жоржикович
- Демірчян Карен Серобович
- Саргсян Вазген Завенович
- Шарль Азнавур

Детальніші відомості з цієї теми ви можете знайти в статті Національні герої Вірменії.

### Греція

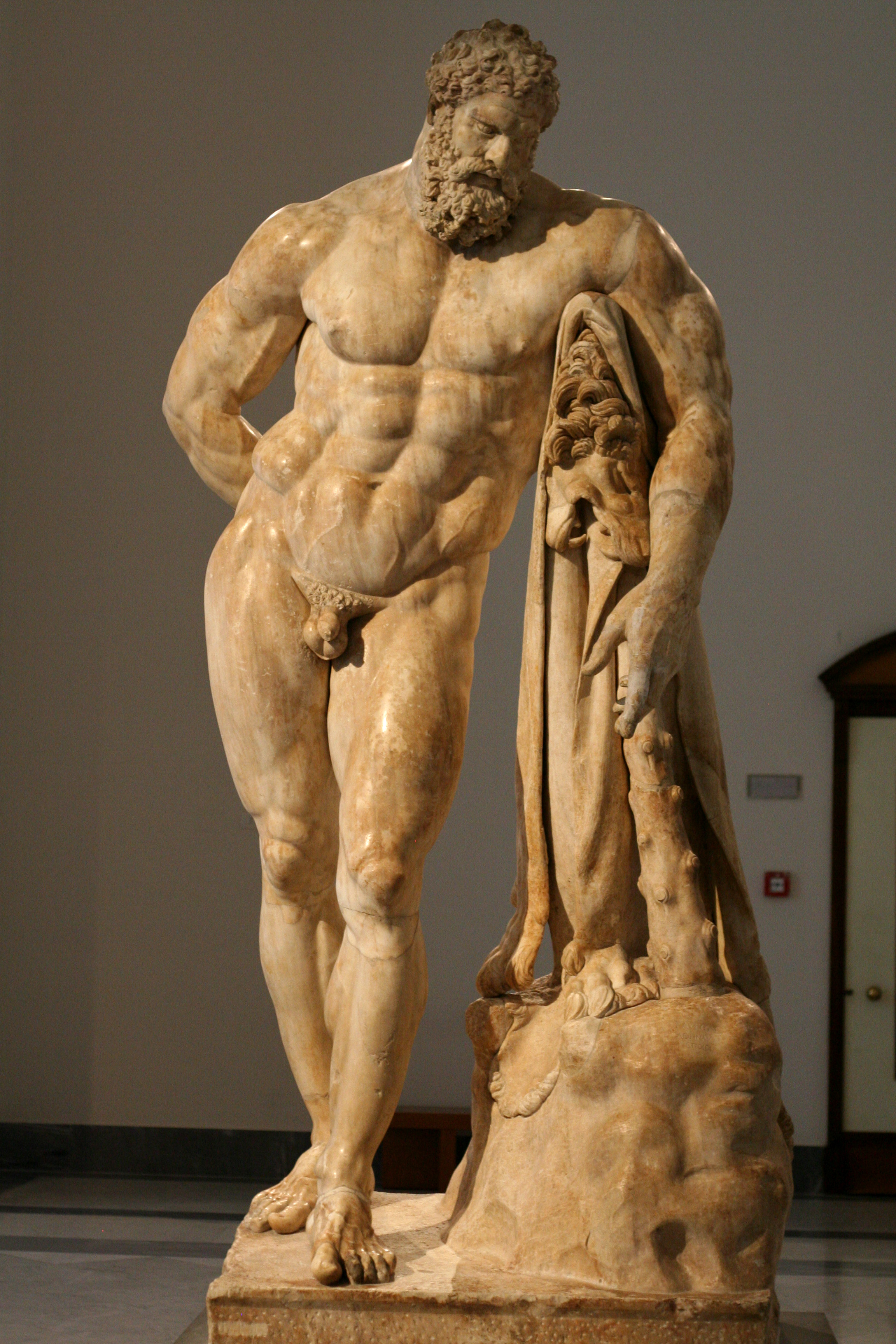
Геракл
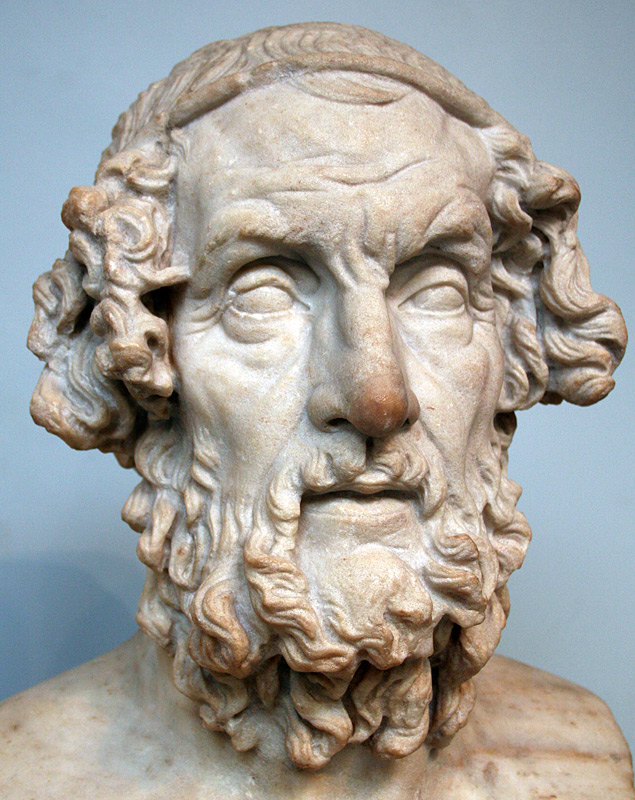
Гомер
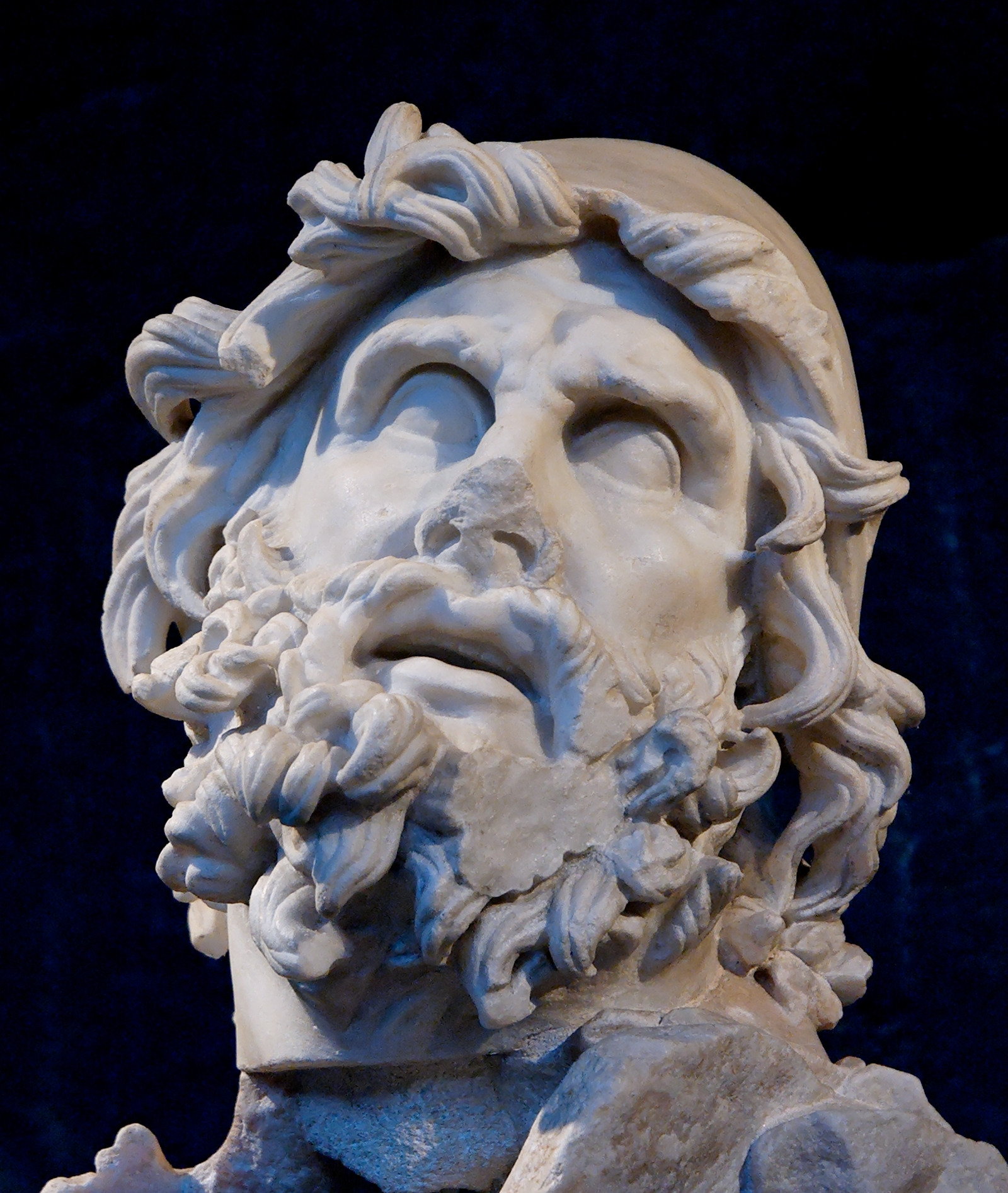
Одіссей
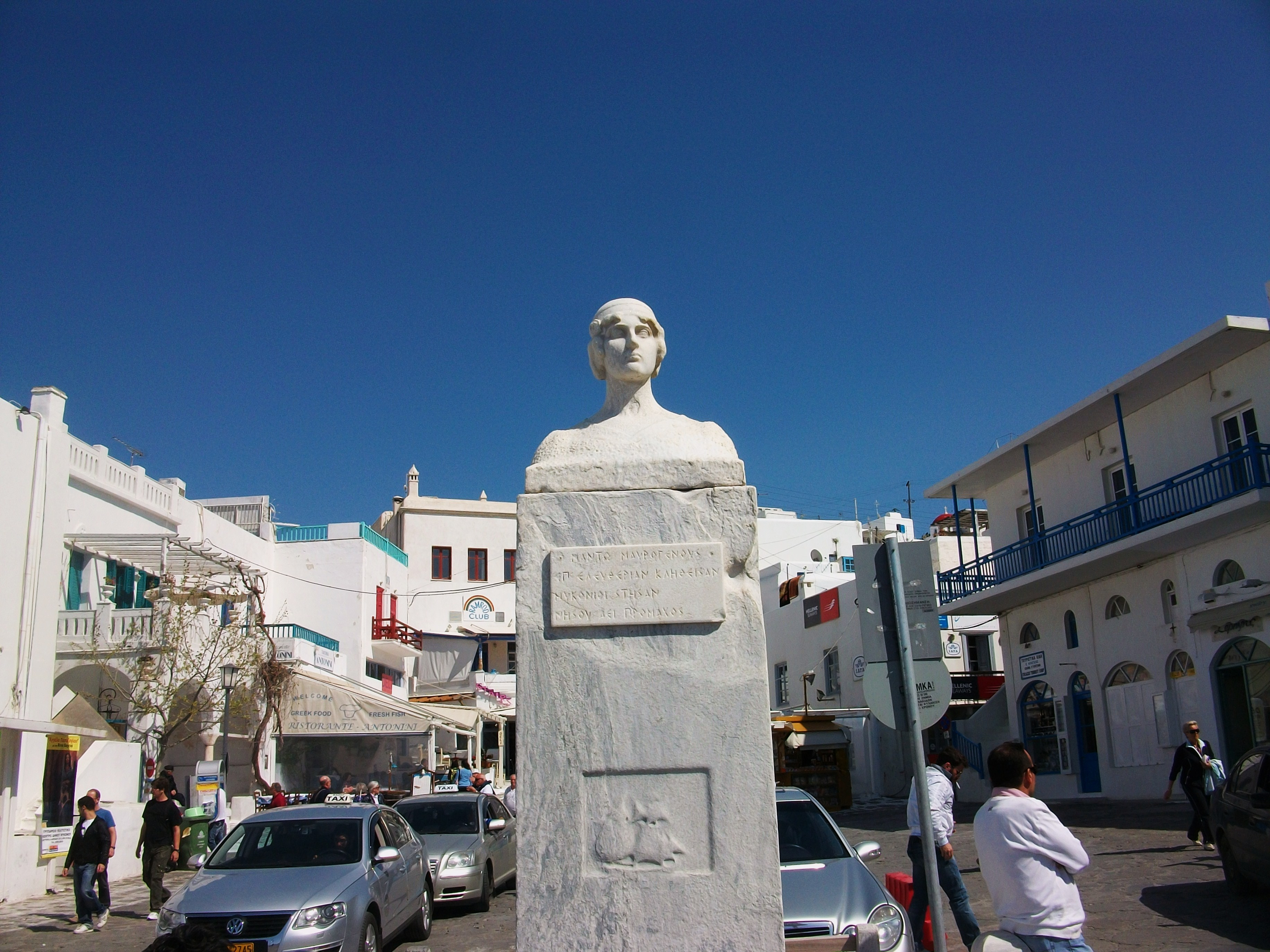
Манто Маврогенус
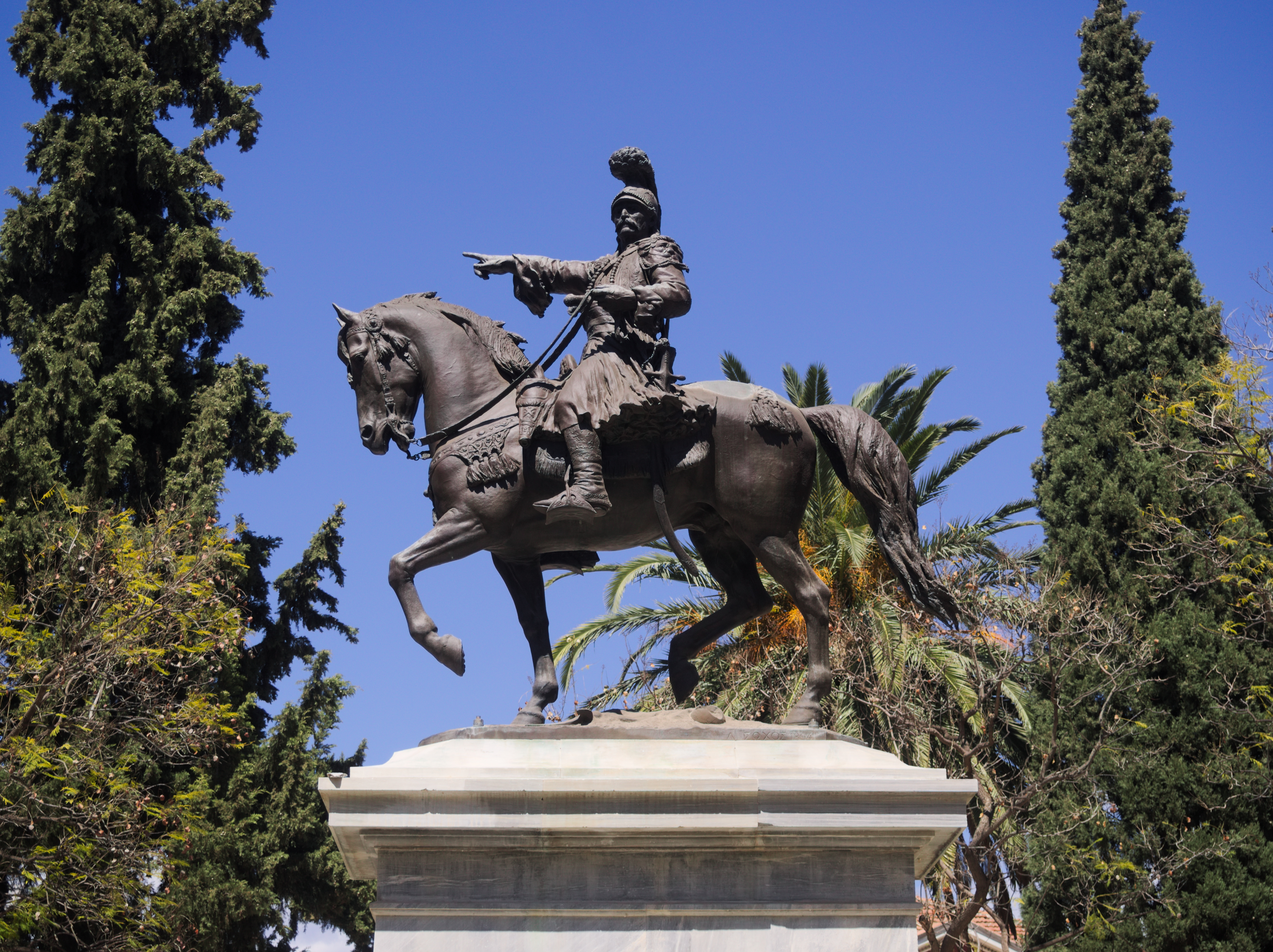
Теодорос Колокотроніс
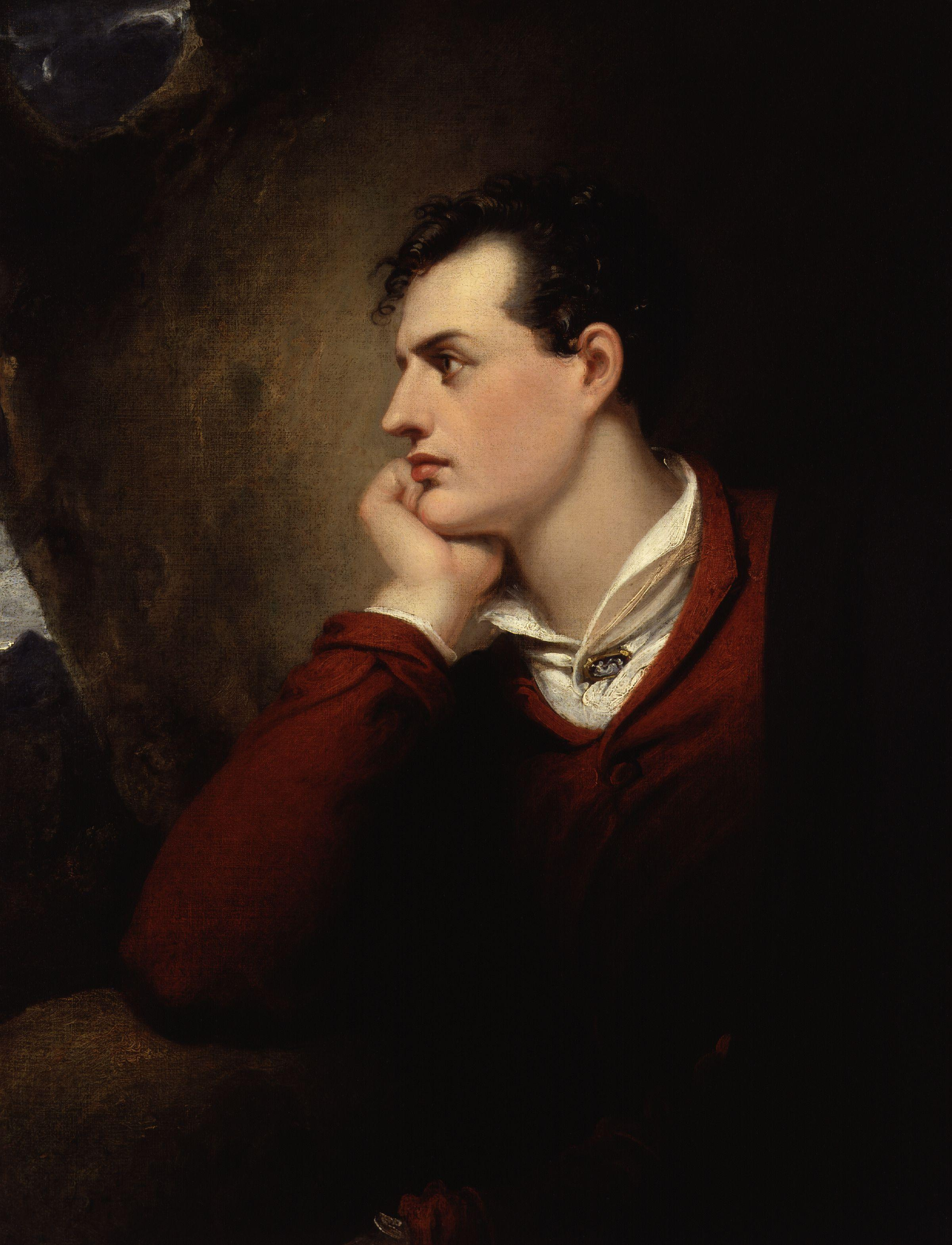
Джордж Гордон Байрон
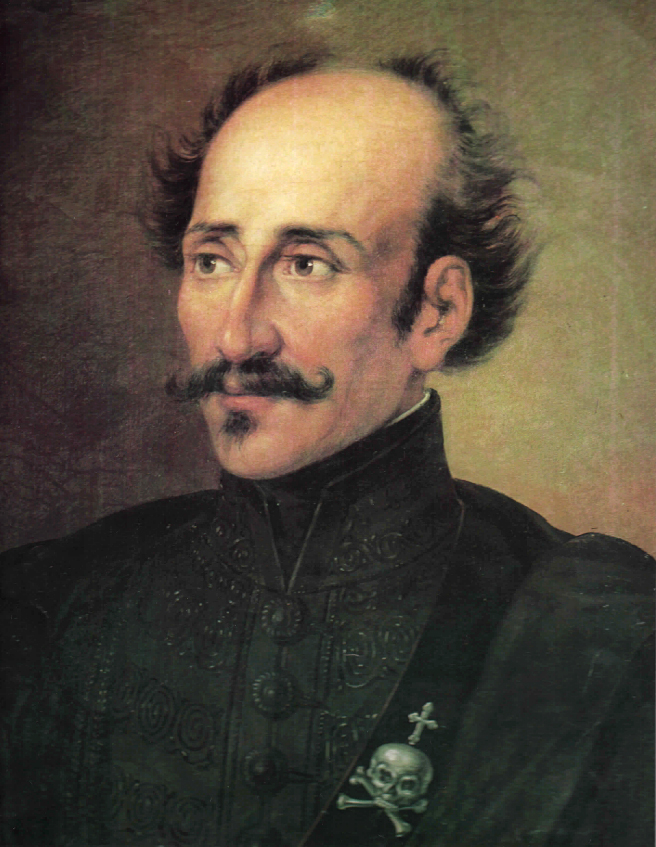
Іпсіланті Олександр Костянтинович
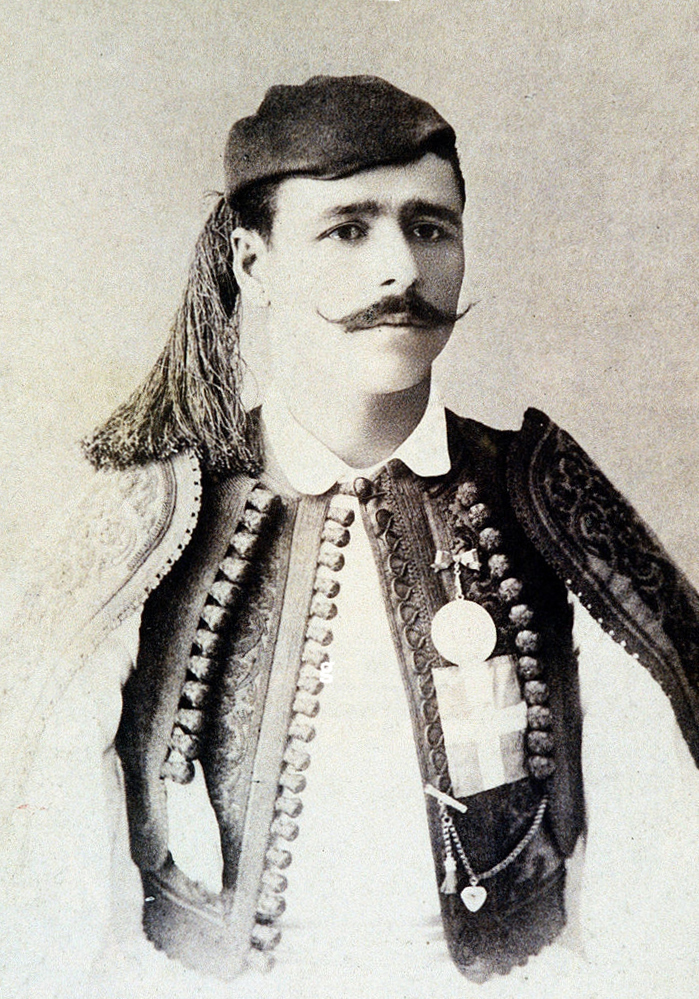
Спиридон Луїс
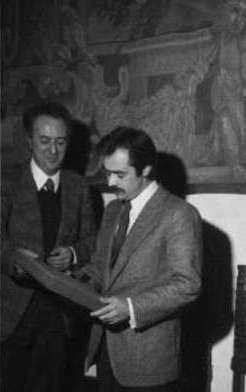
Александрос Панагуліс

### Грузія

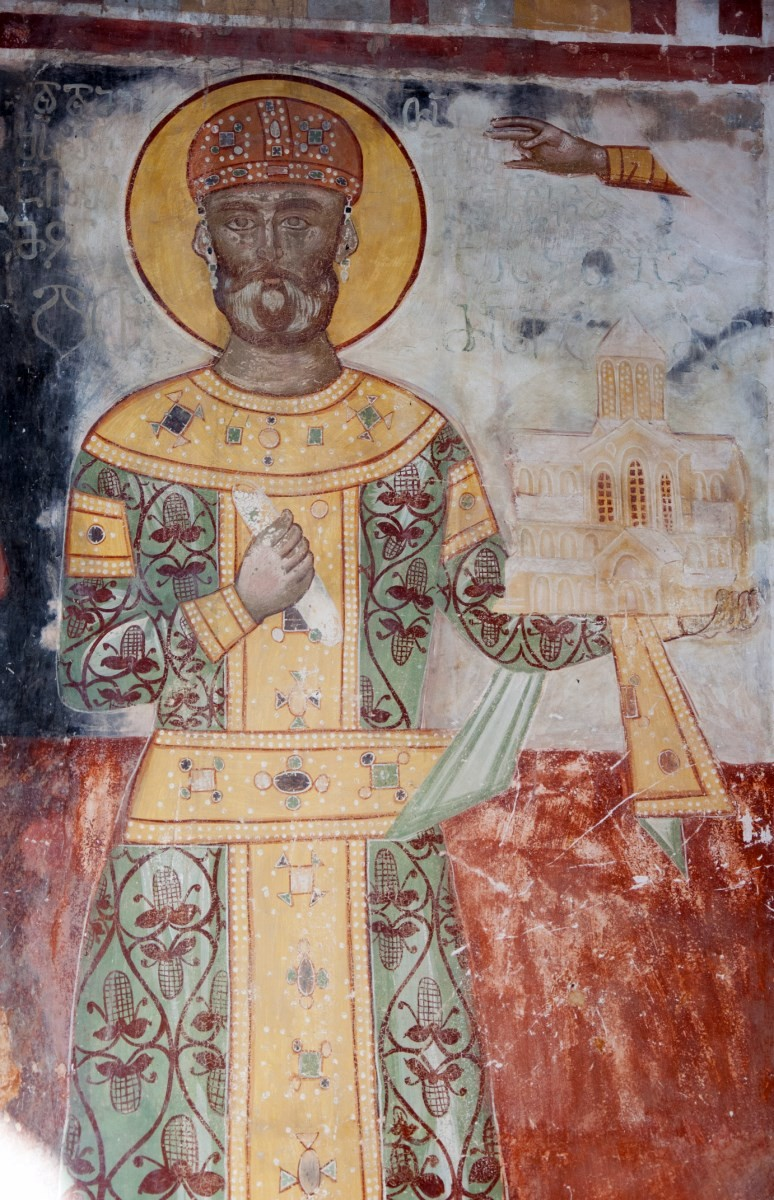
Давид IV
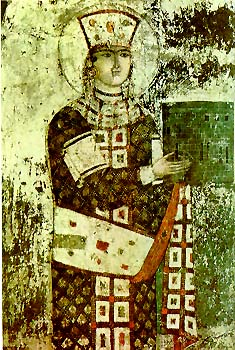
Тамара Велика
Ґіорґі Саакадзе
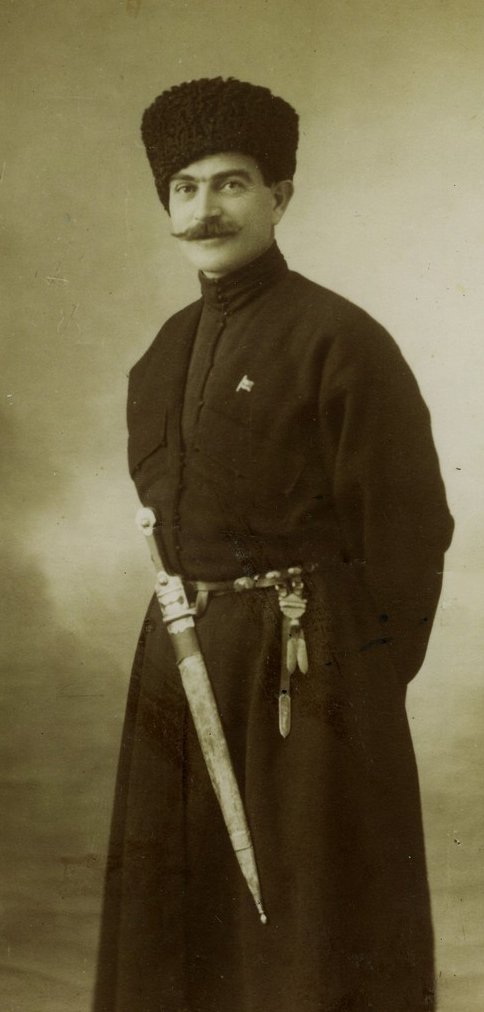
Кайхосро Чолокашвілі
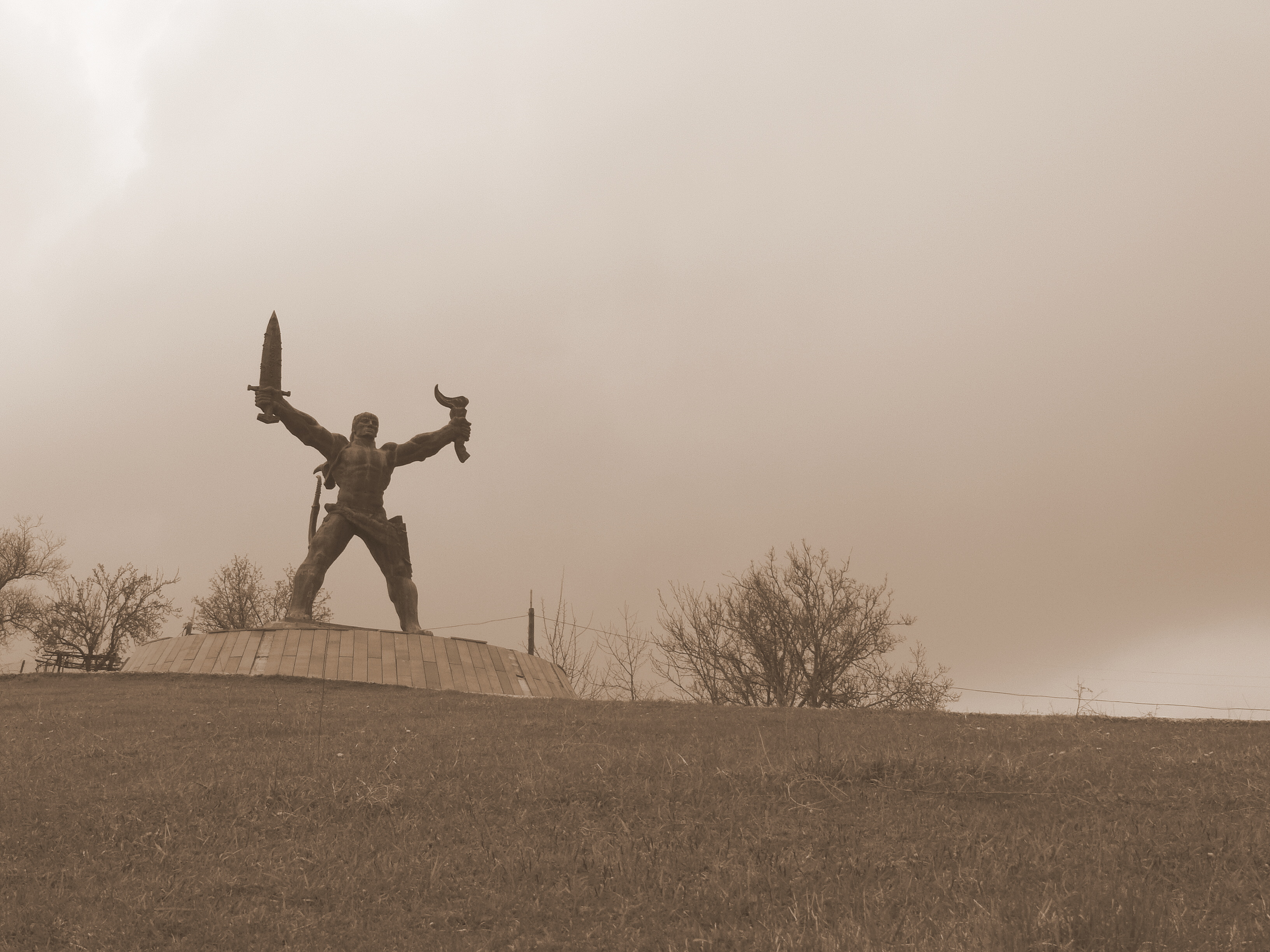
Амірані

### Данія

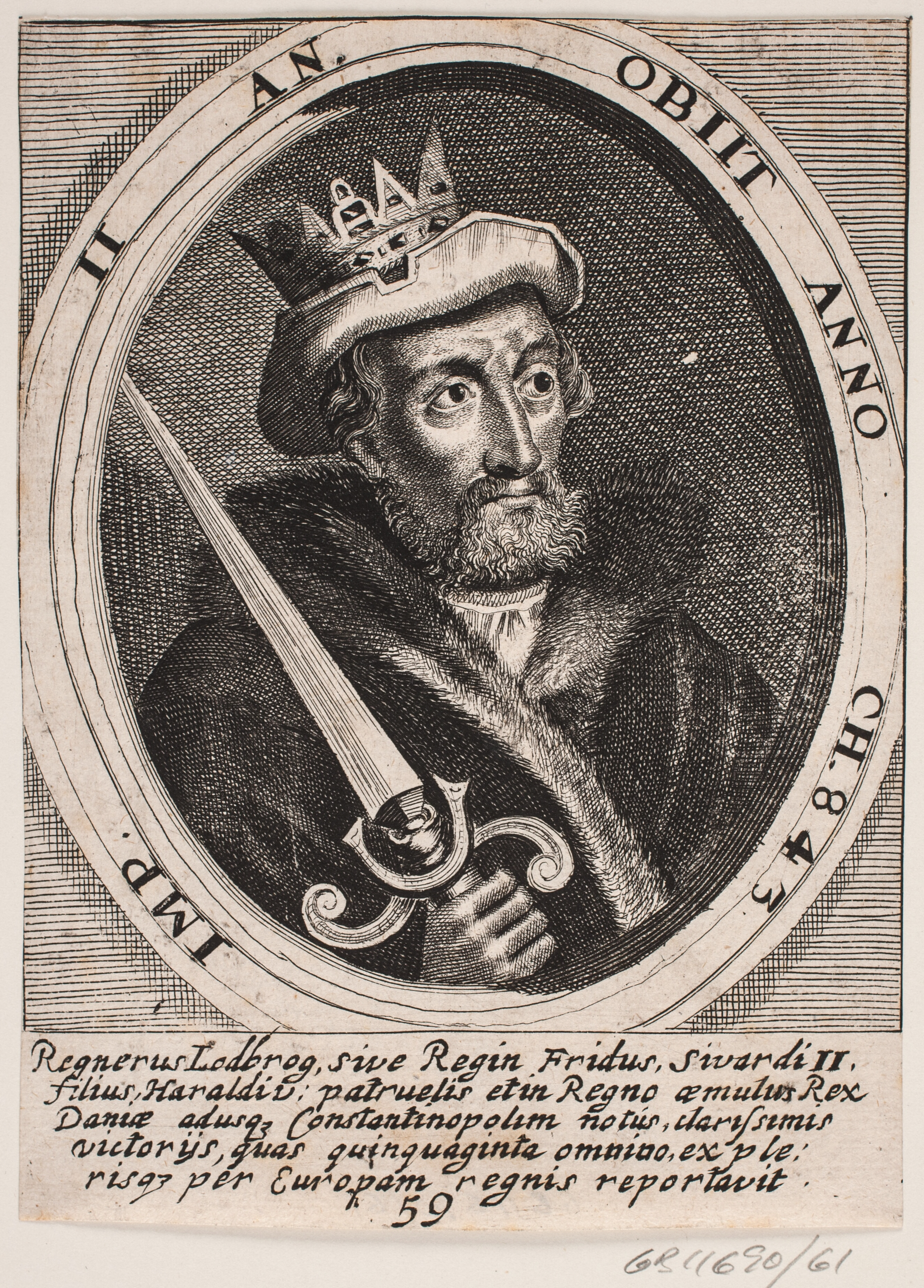
Рагнар Лодброк
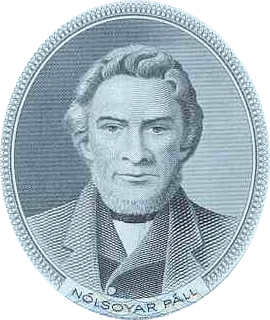
Нолсояр Поул

### Естонія

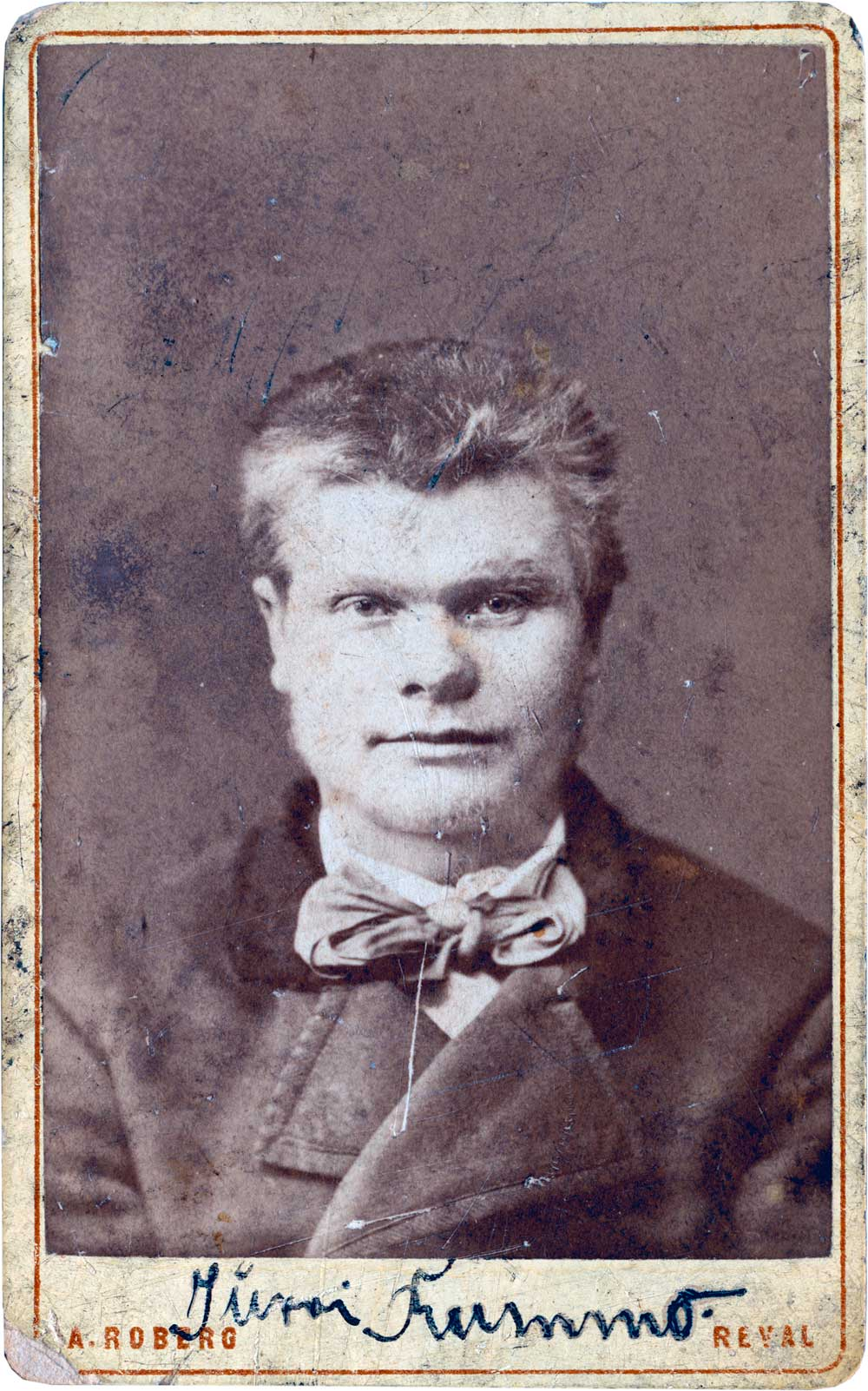
Руммі Юрі

### Ірландія

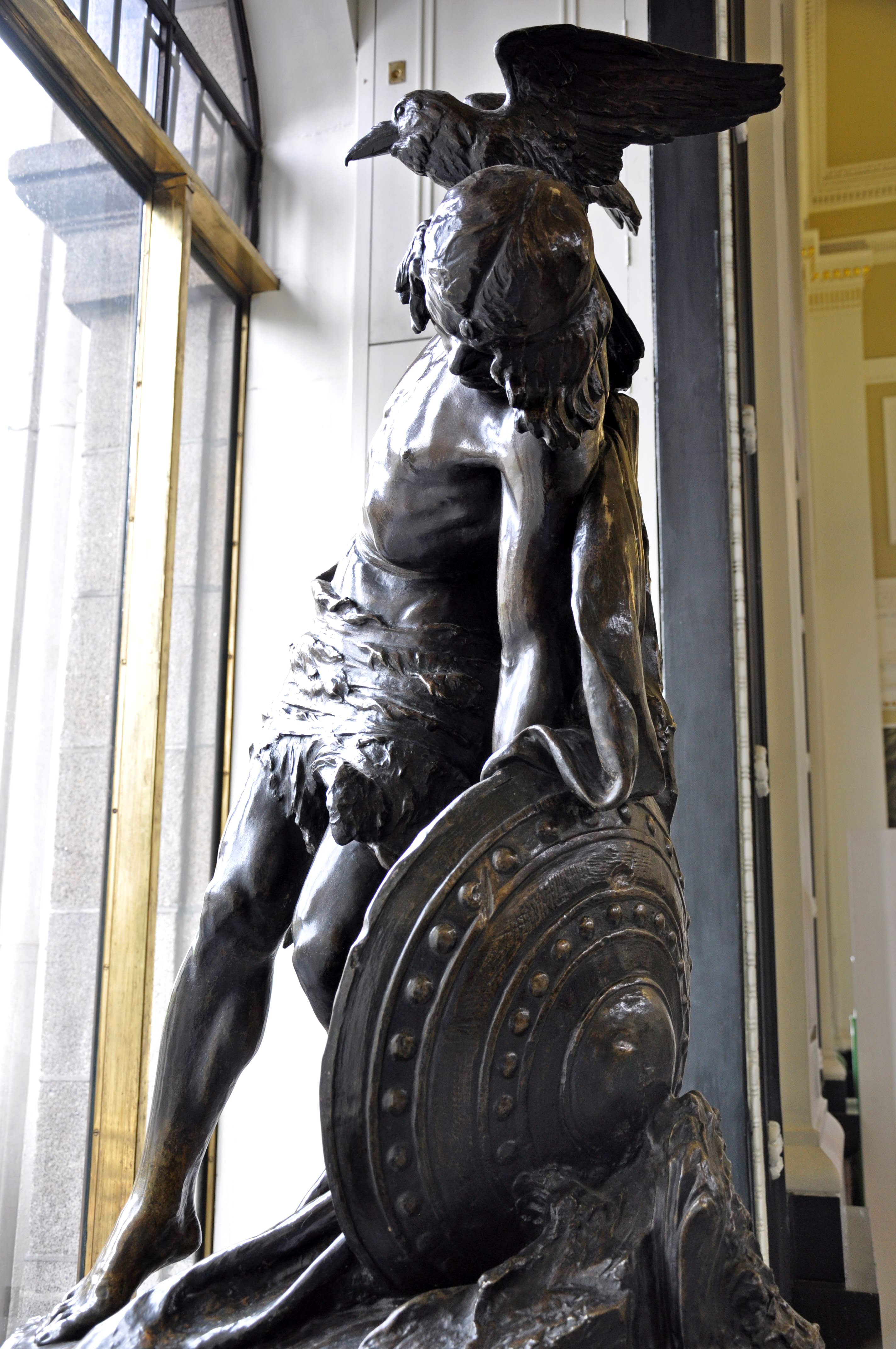
Кухулін
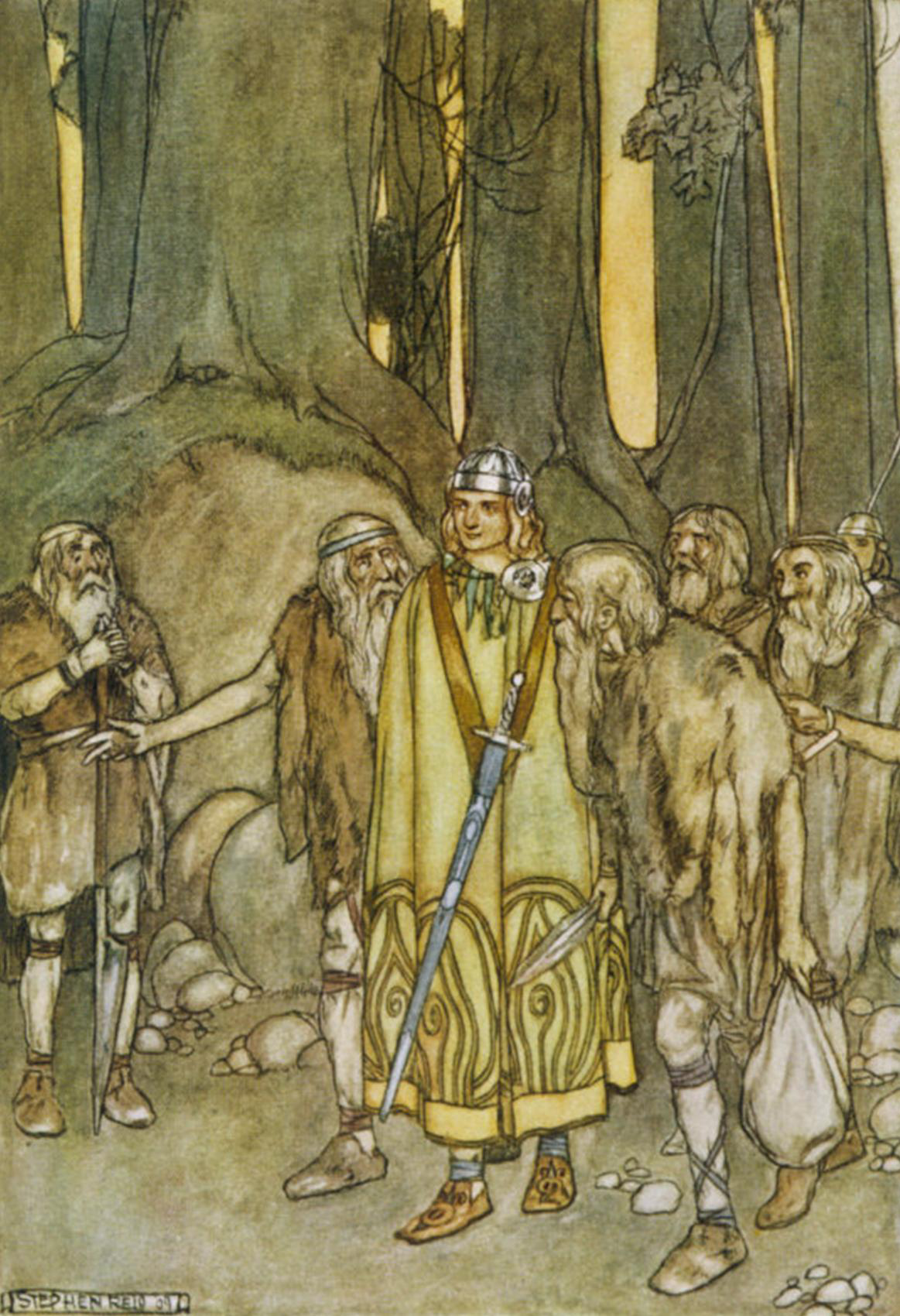
Фінн Макумейл
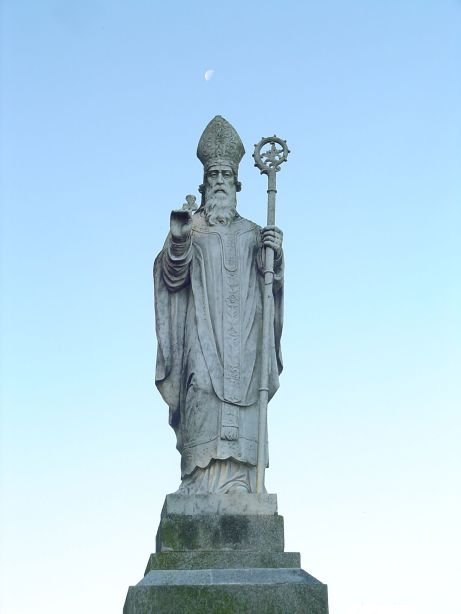
Святий Патрик
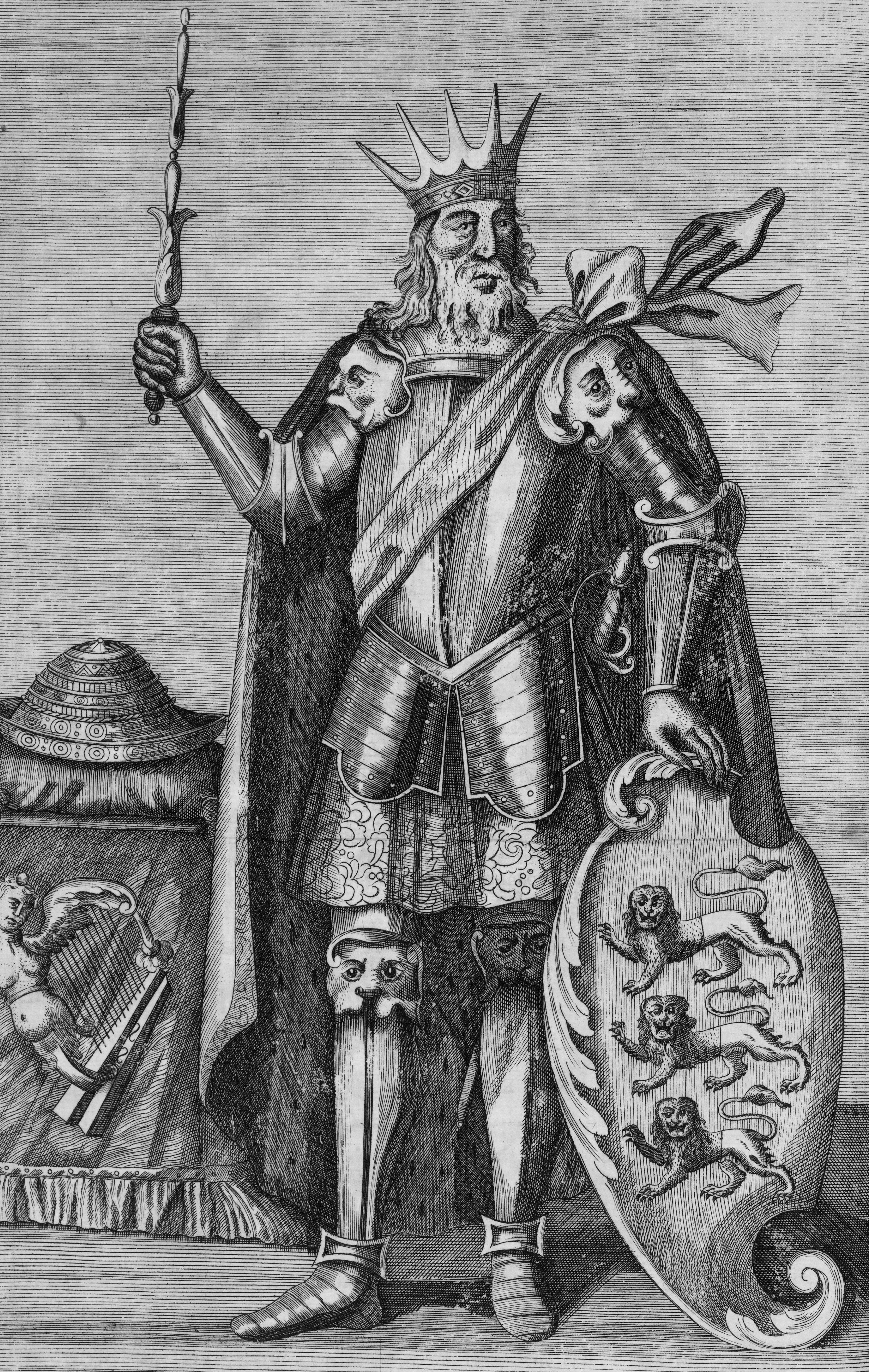
Бріан Боройме
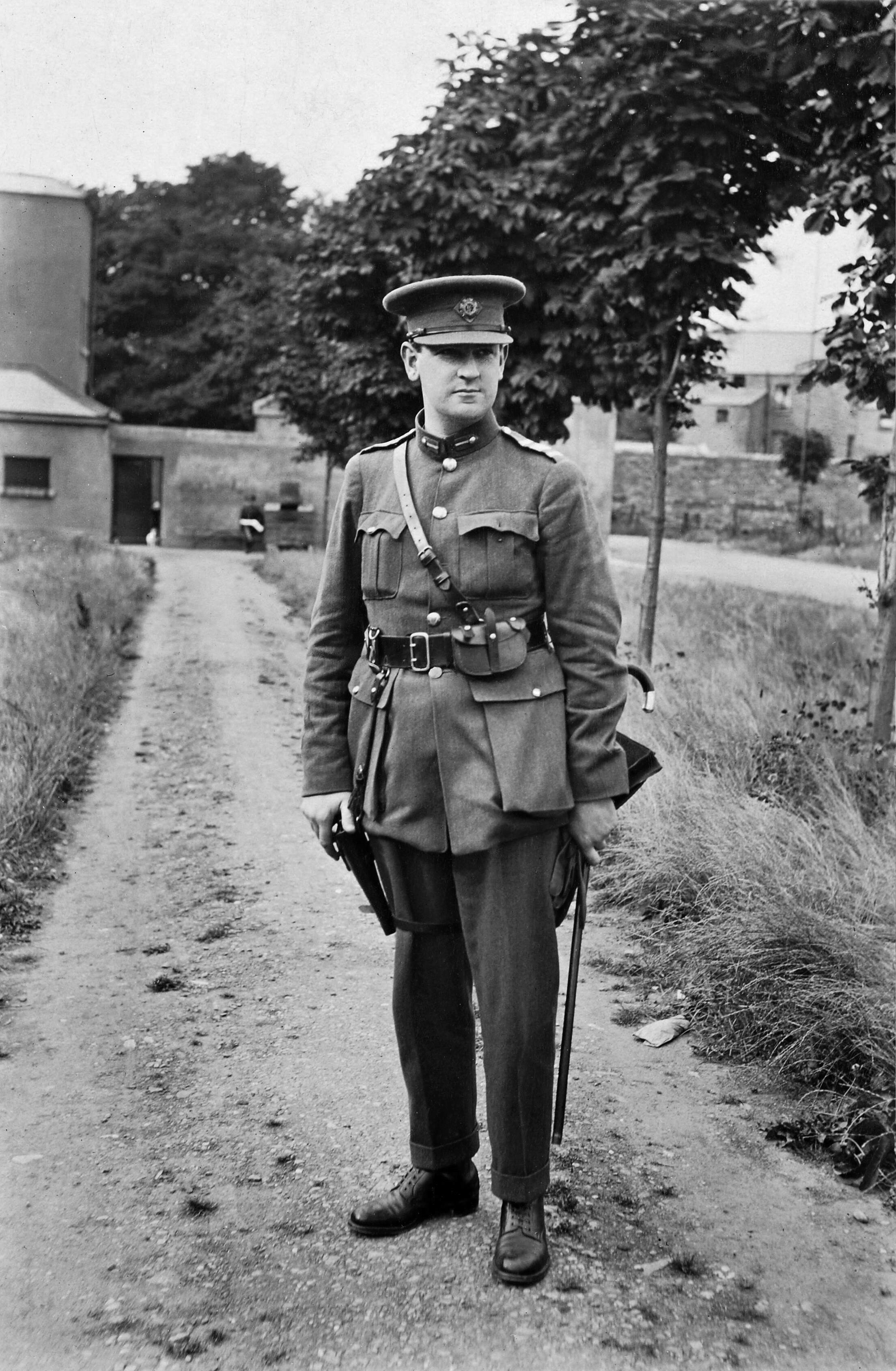
Майкл Коллінз
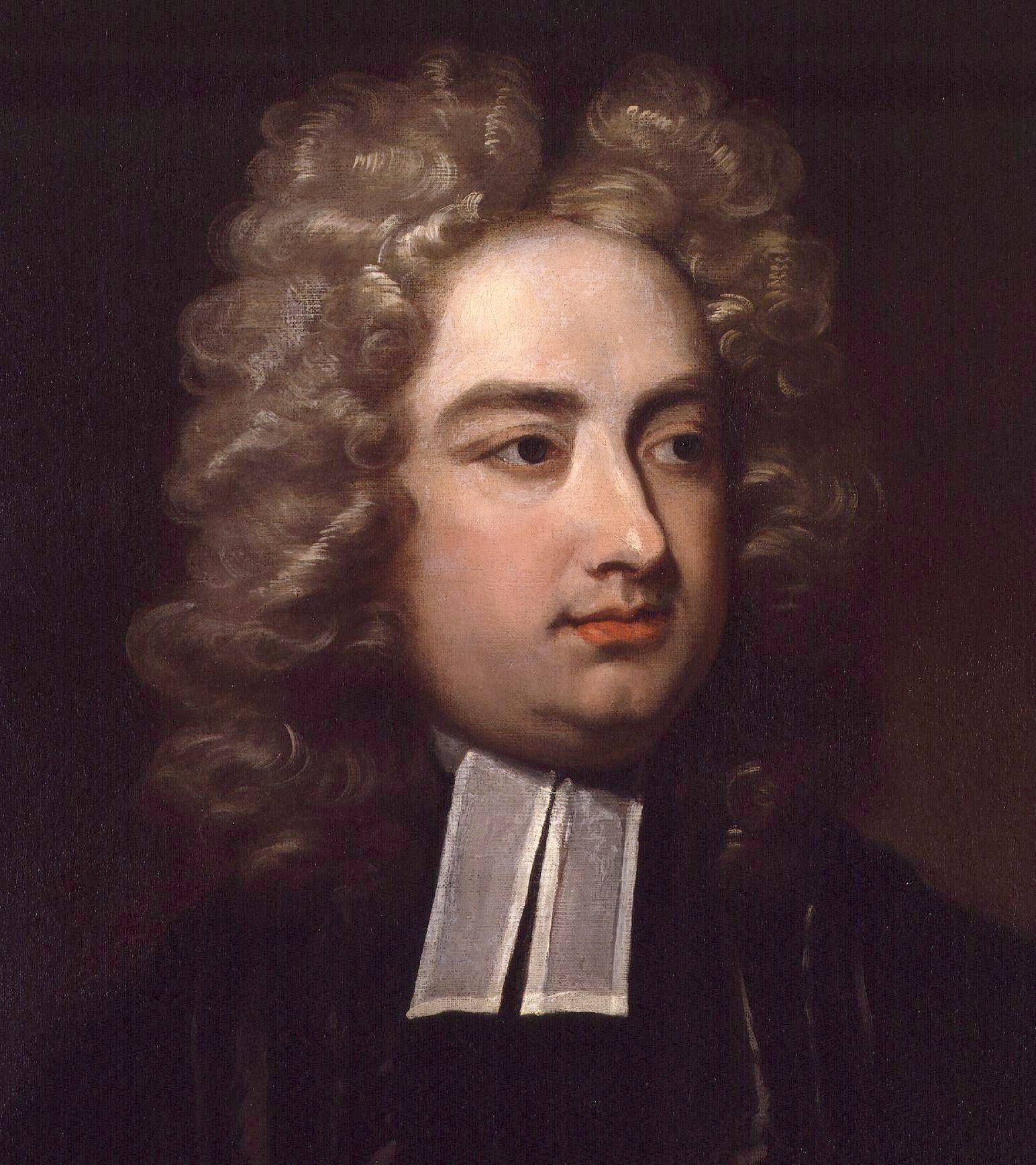
Джонатан Свіфт

### Ісландія

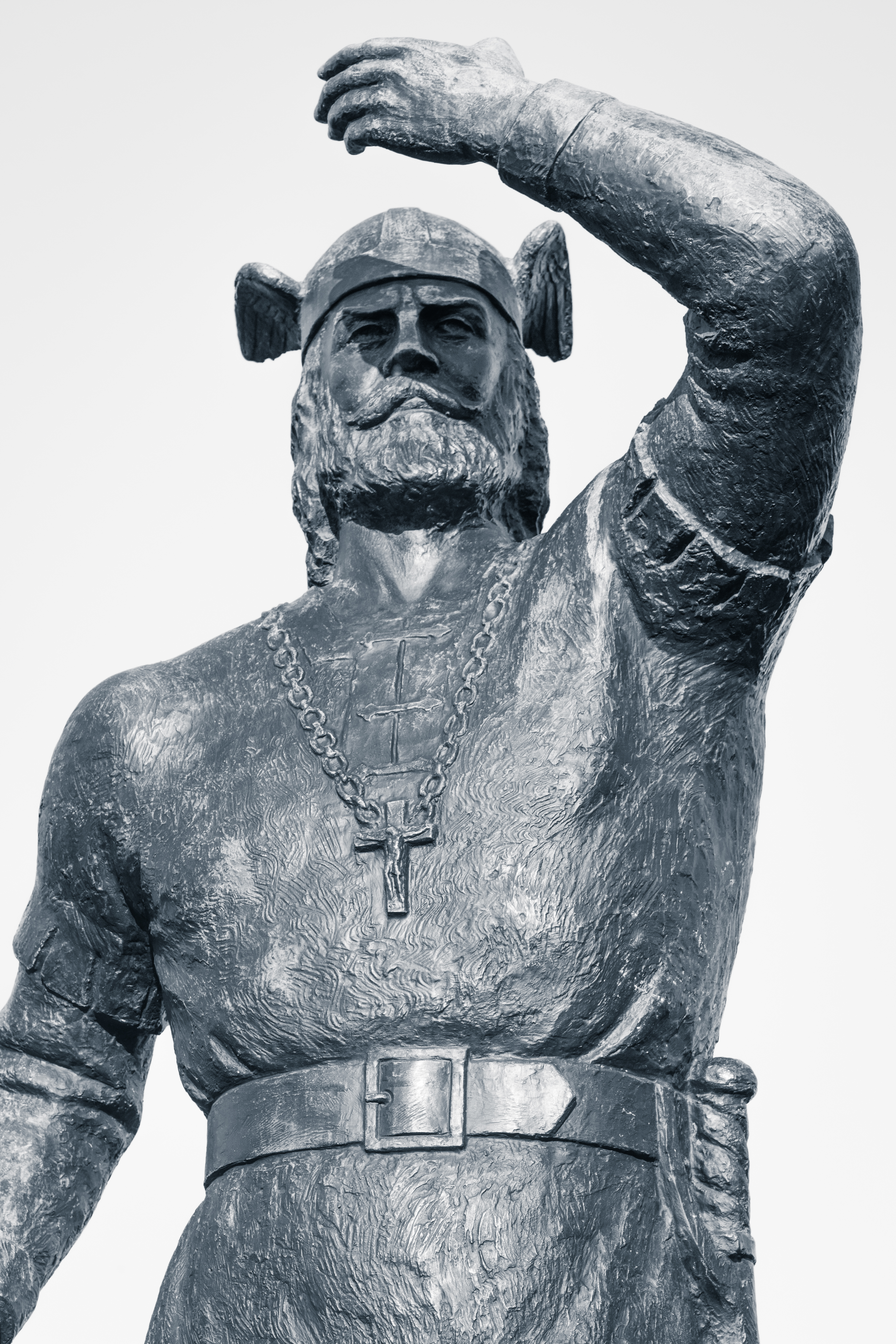
Лейф Еріксон
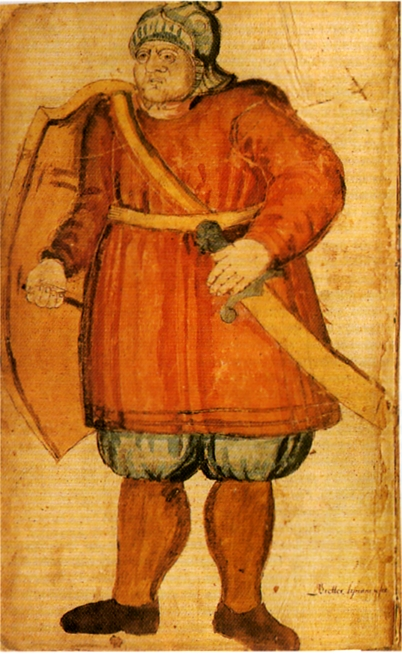
Ґреттір

### Іспанія

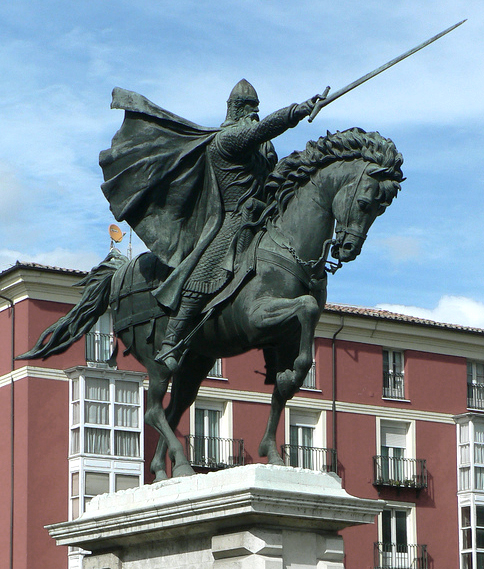
Сід Кампеадор
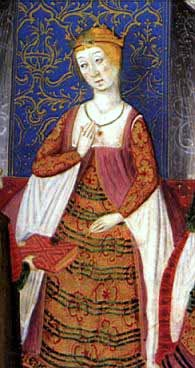
Ізабелла I Кастильська
Христофор Колумб
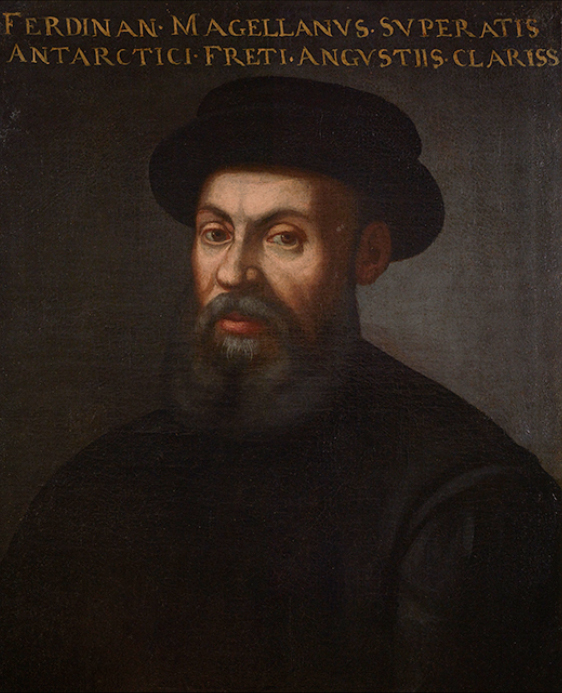
Фернан Магеллан
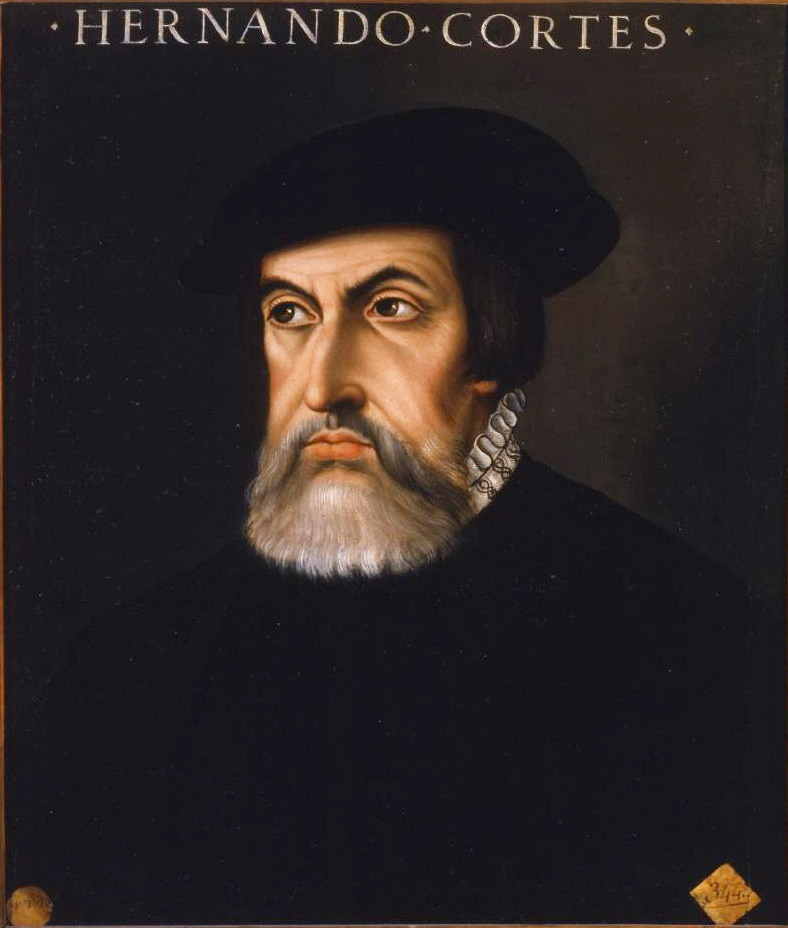
Ернан Кортес
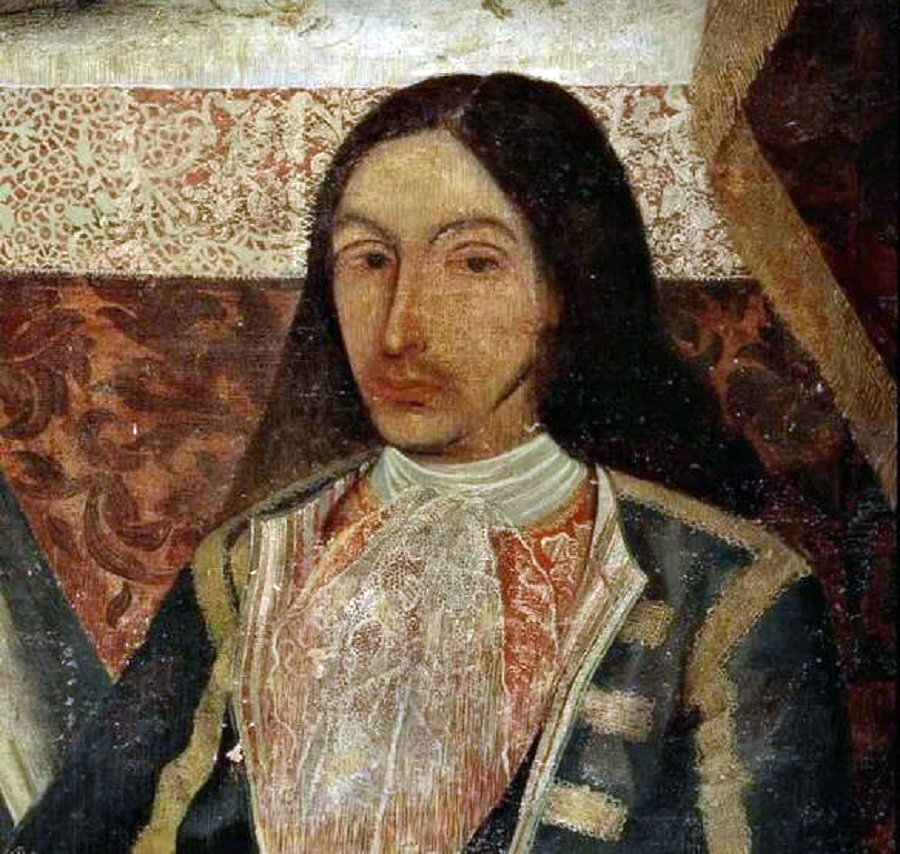
Амаро Парго

### Італія

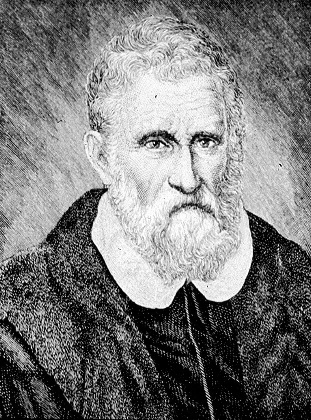
Марко Поло
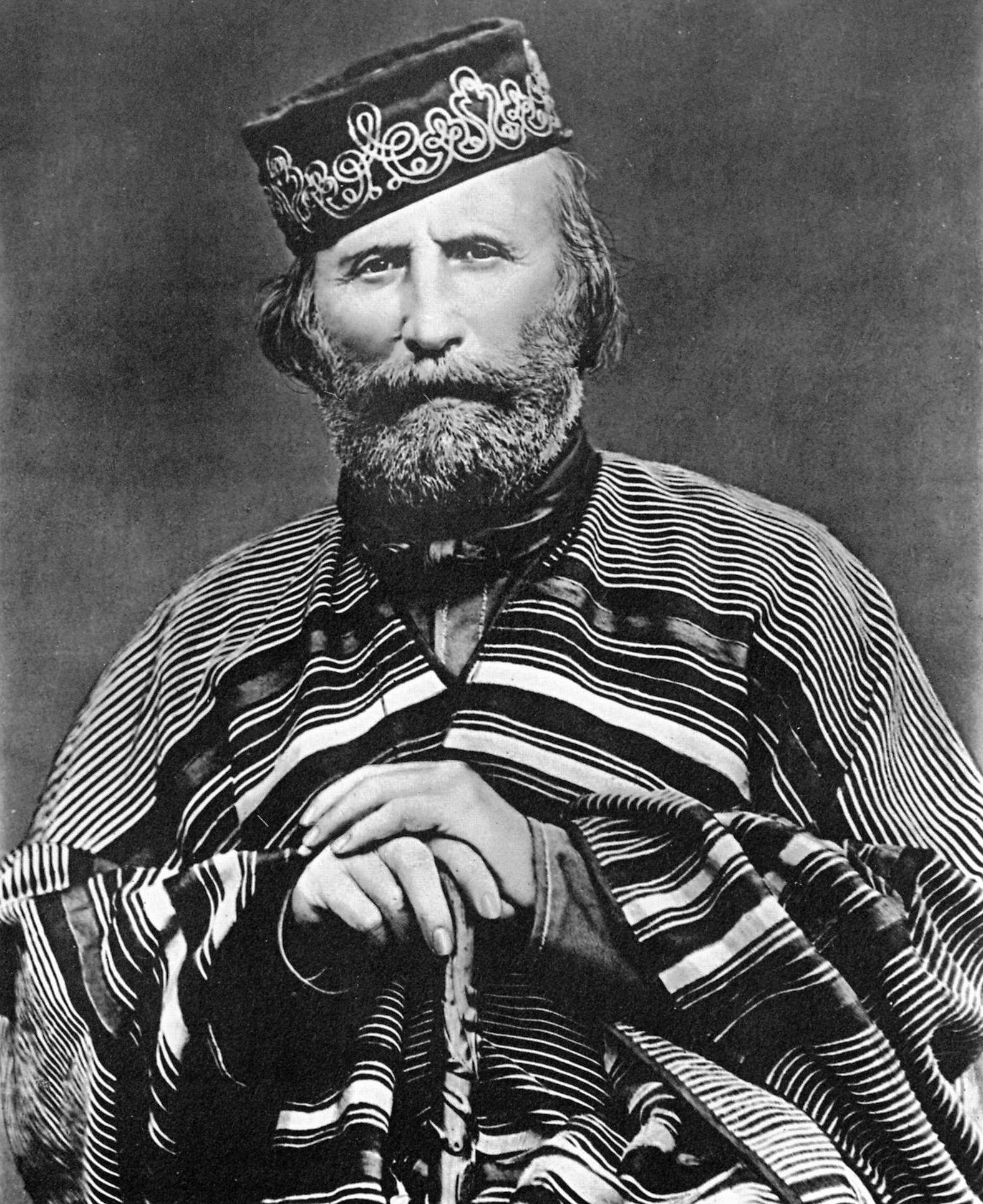
Джузеппе Гарібальді
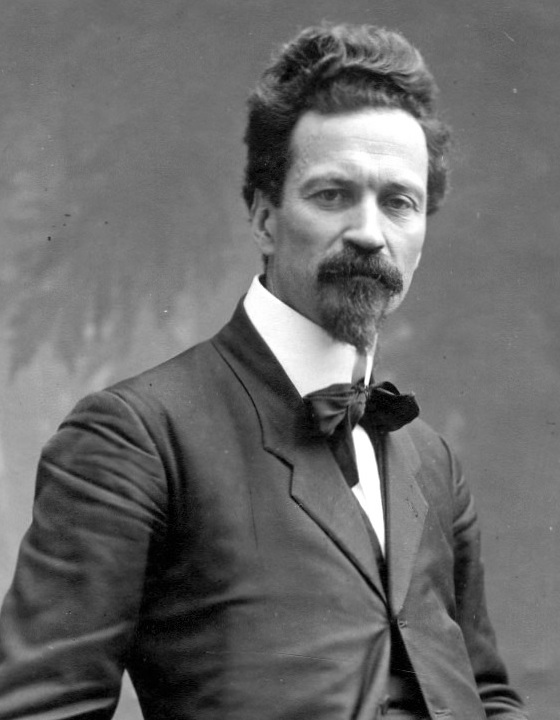
Чезаре Баттісті

### Литва

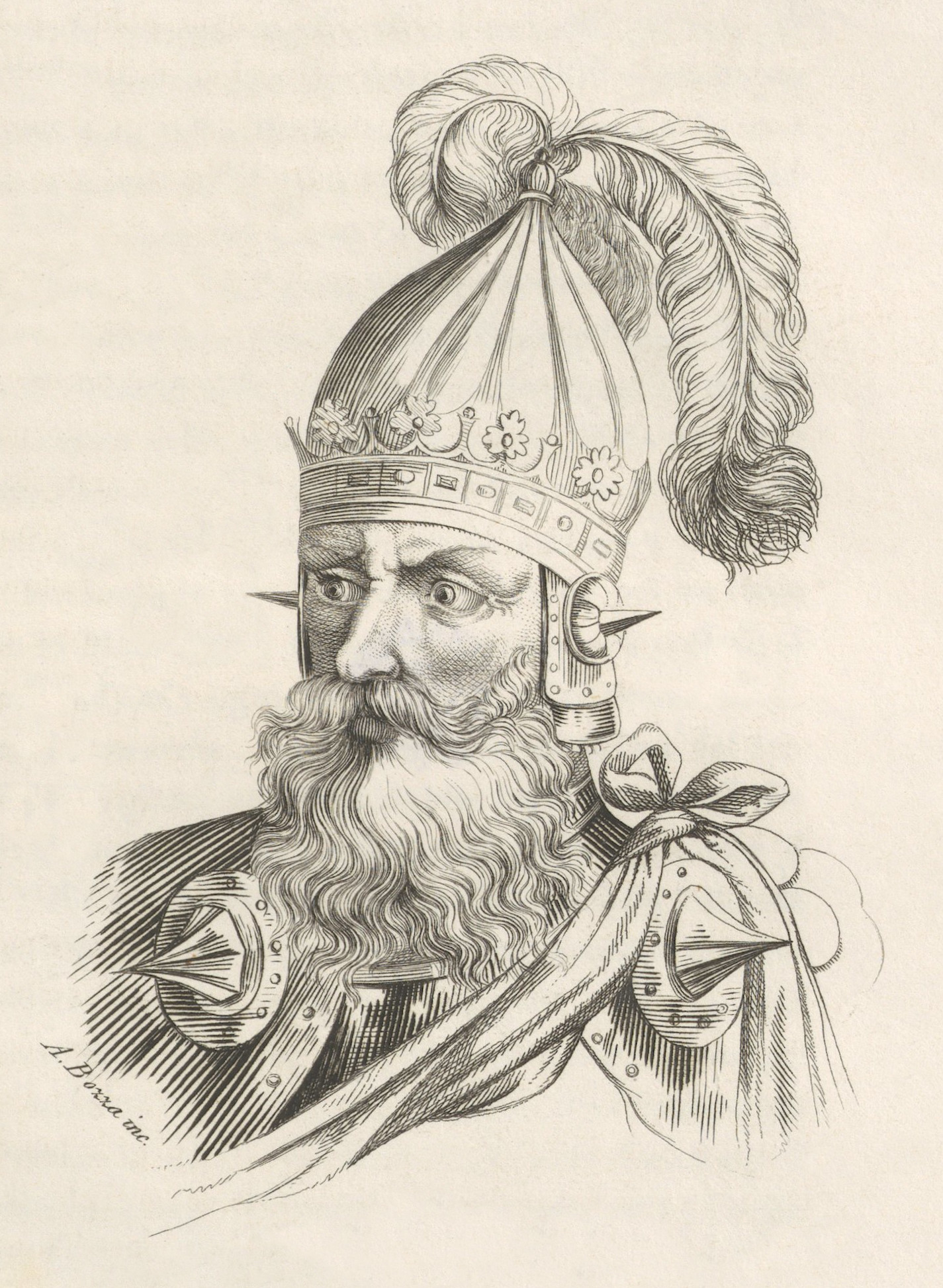
Міндовг
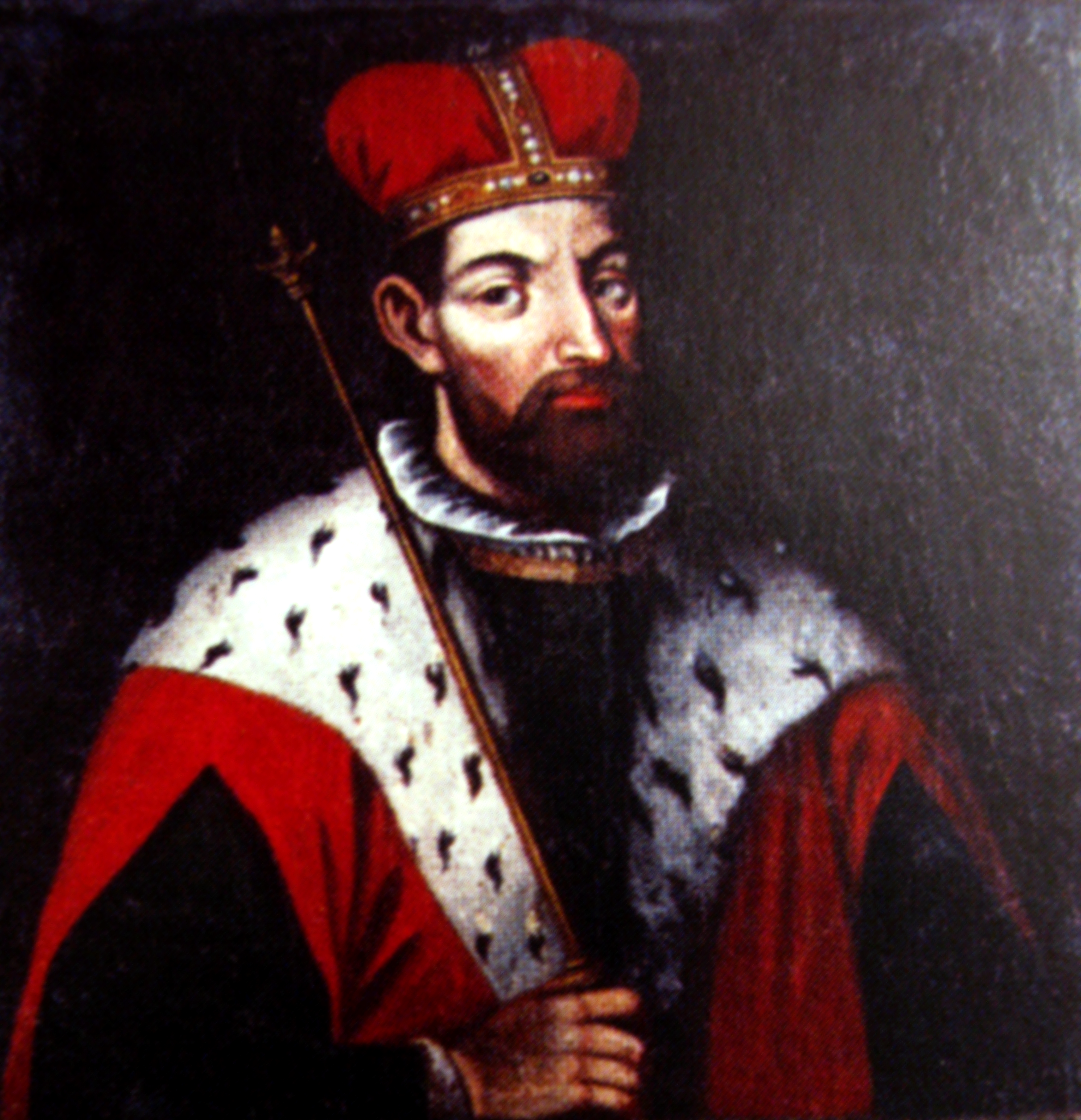
Гедимін
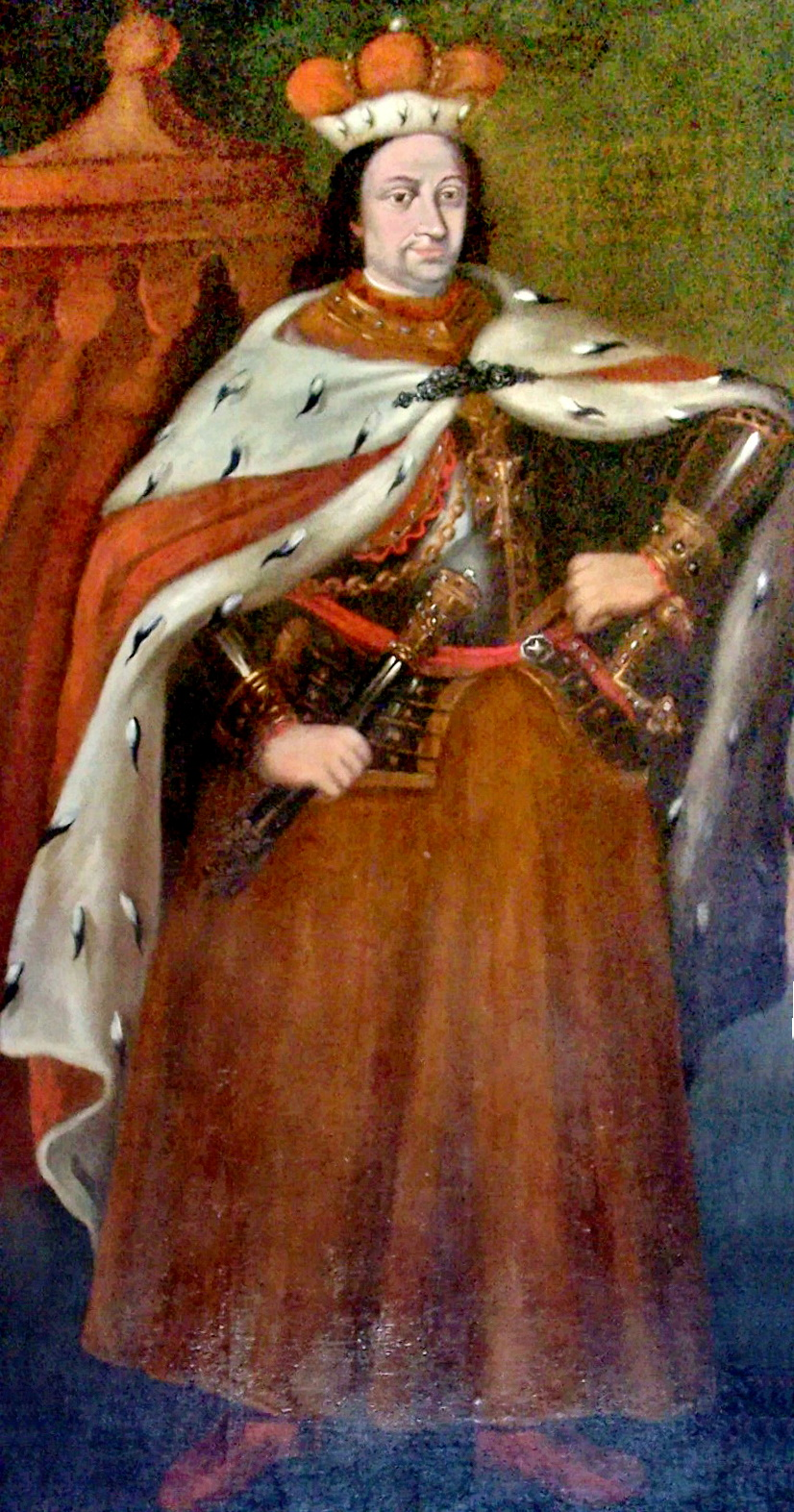
Вітовт

- Ромас Каланта

### Молдова
- Штефан III Великий[17]
- Димитрій Кантемир
- Олександр Добрий
- Олександр IV Лопушанин

### Македонія

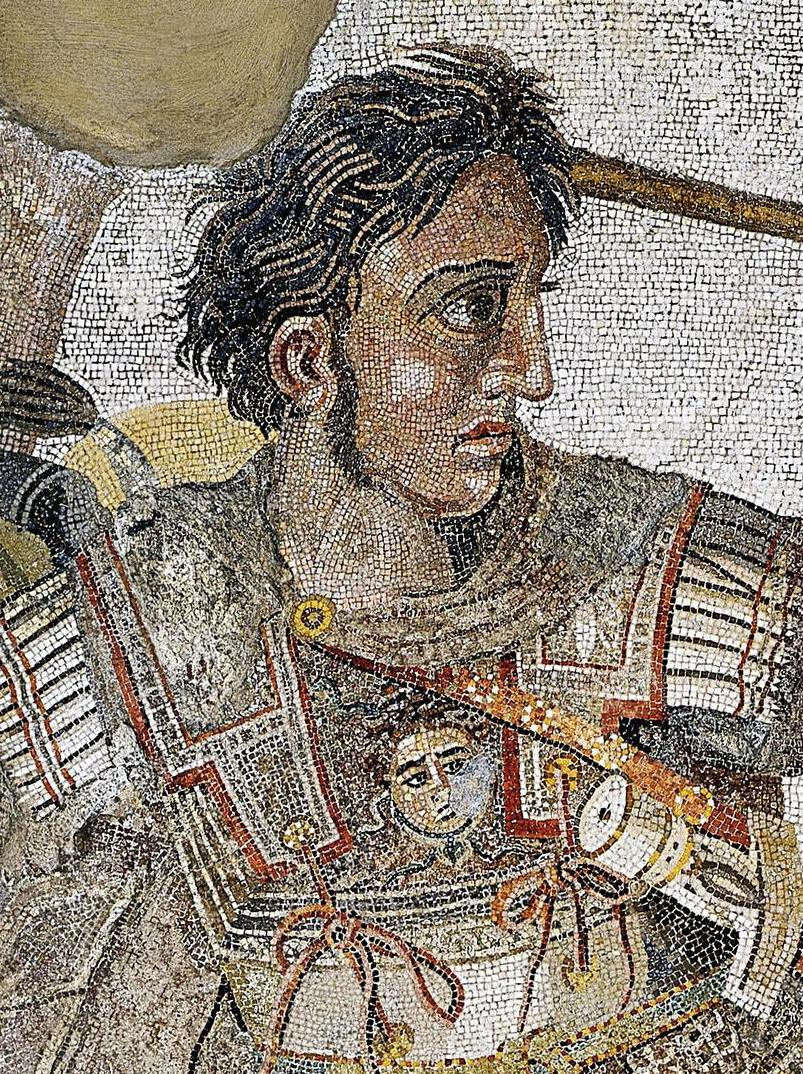
Александр Македонський

### Нідерланди

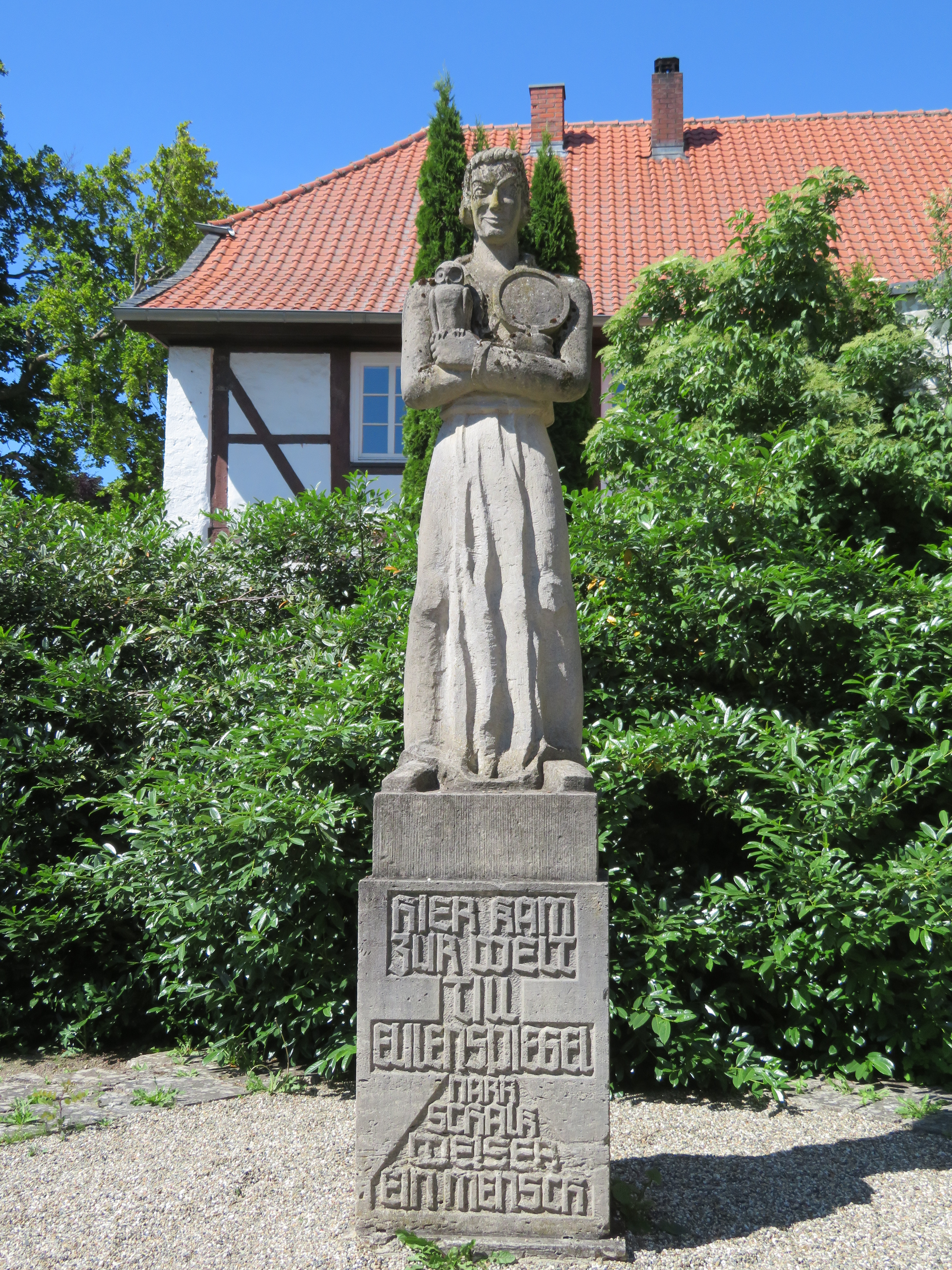
Тіль Уленшпігель
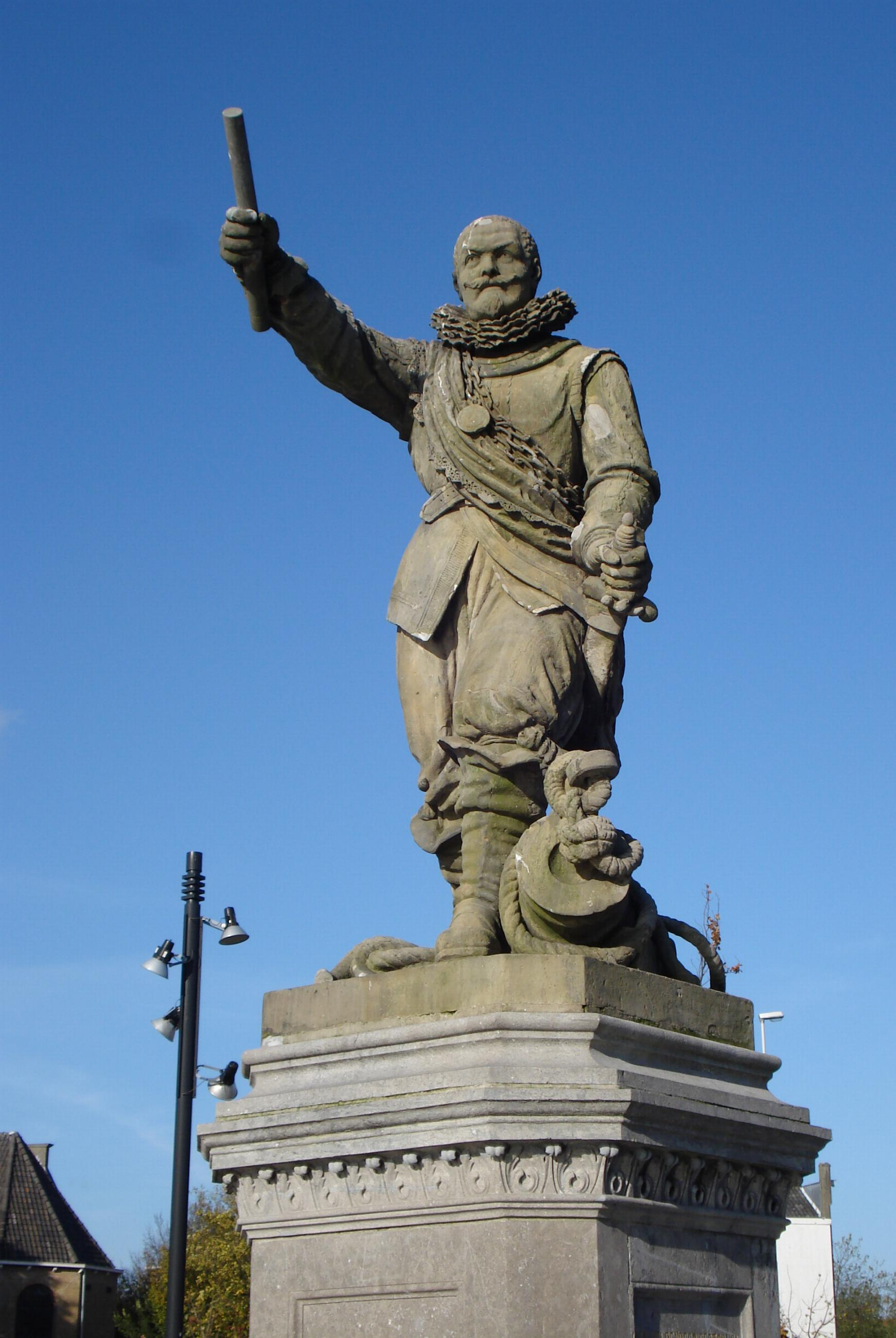
Піт Пітерзон Гайн
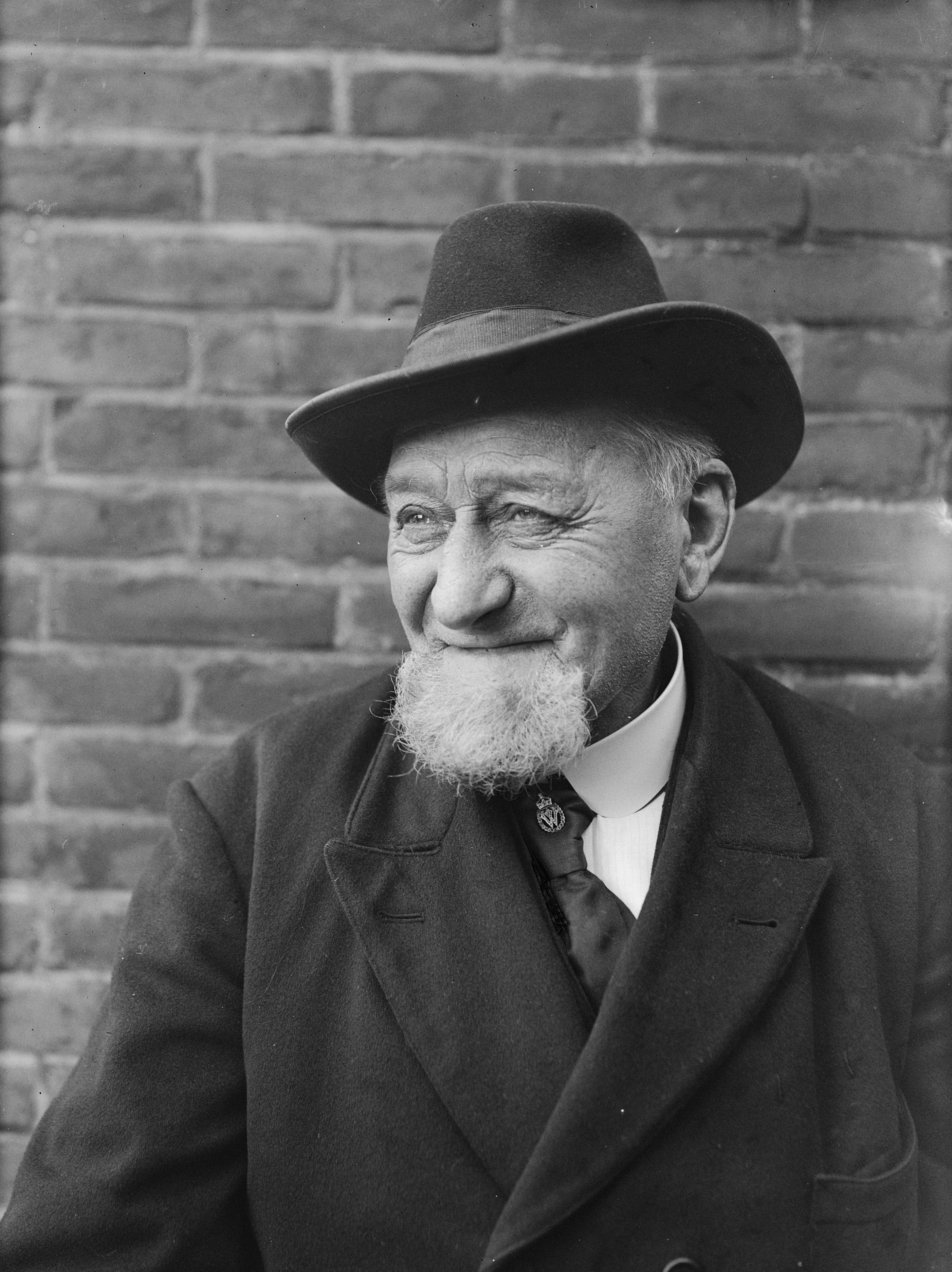
Дорус Ріджкерс

### Німеччина

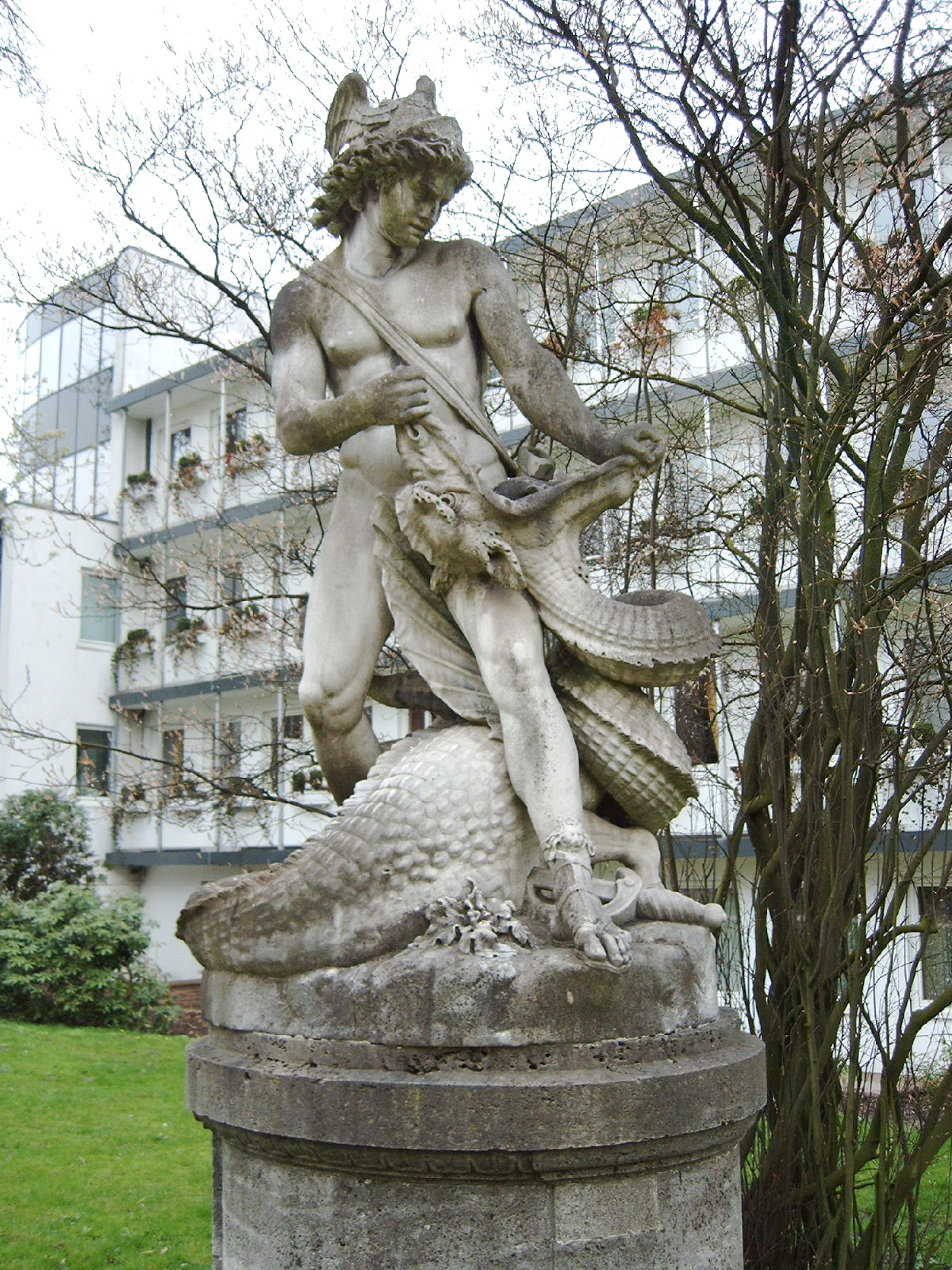
Зігфрід
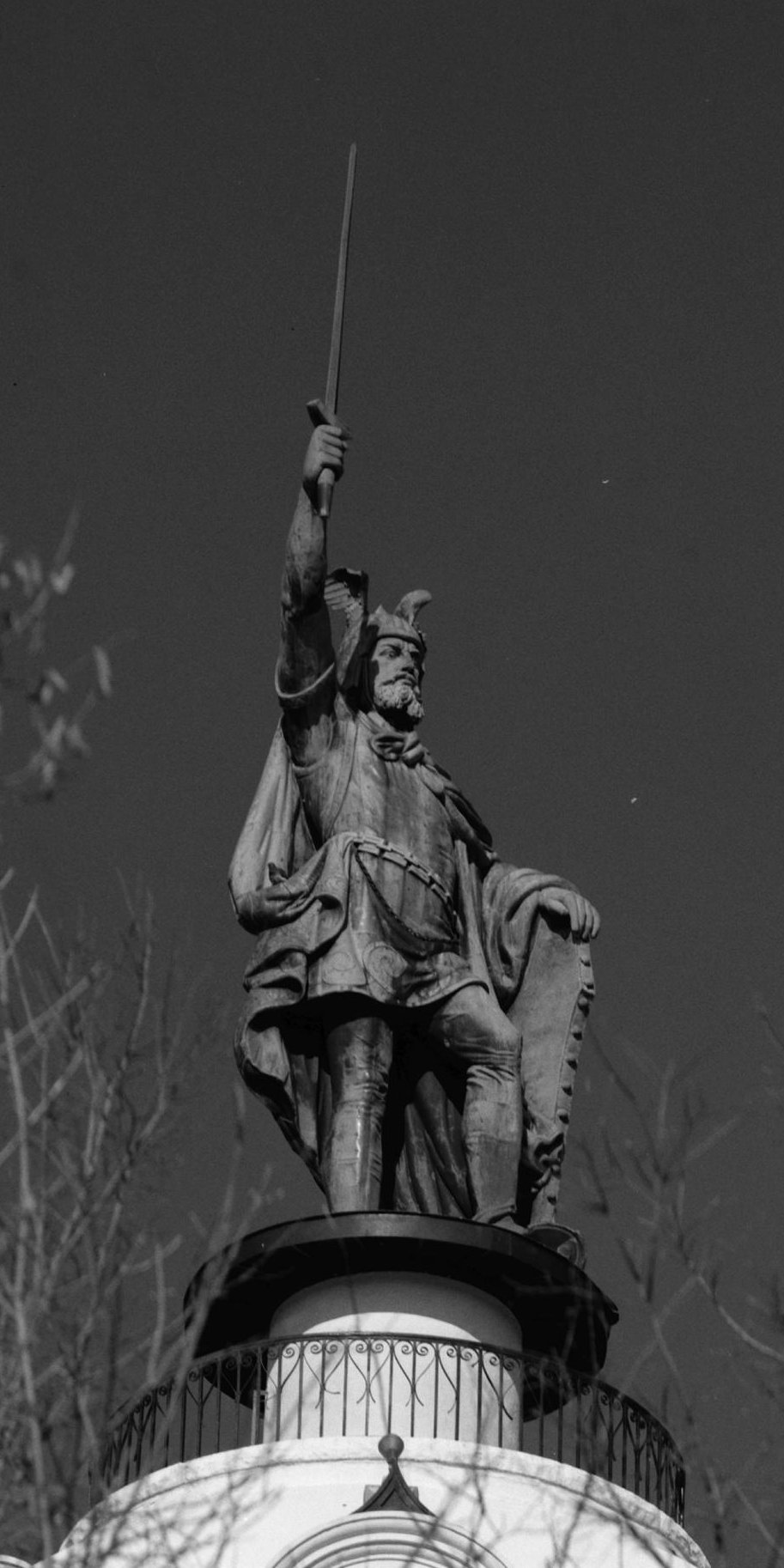
Арміній
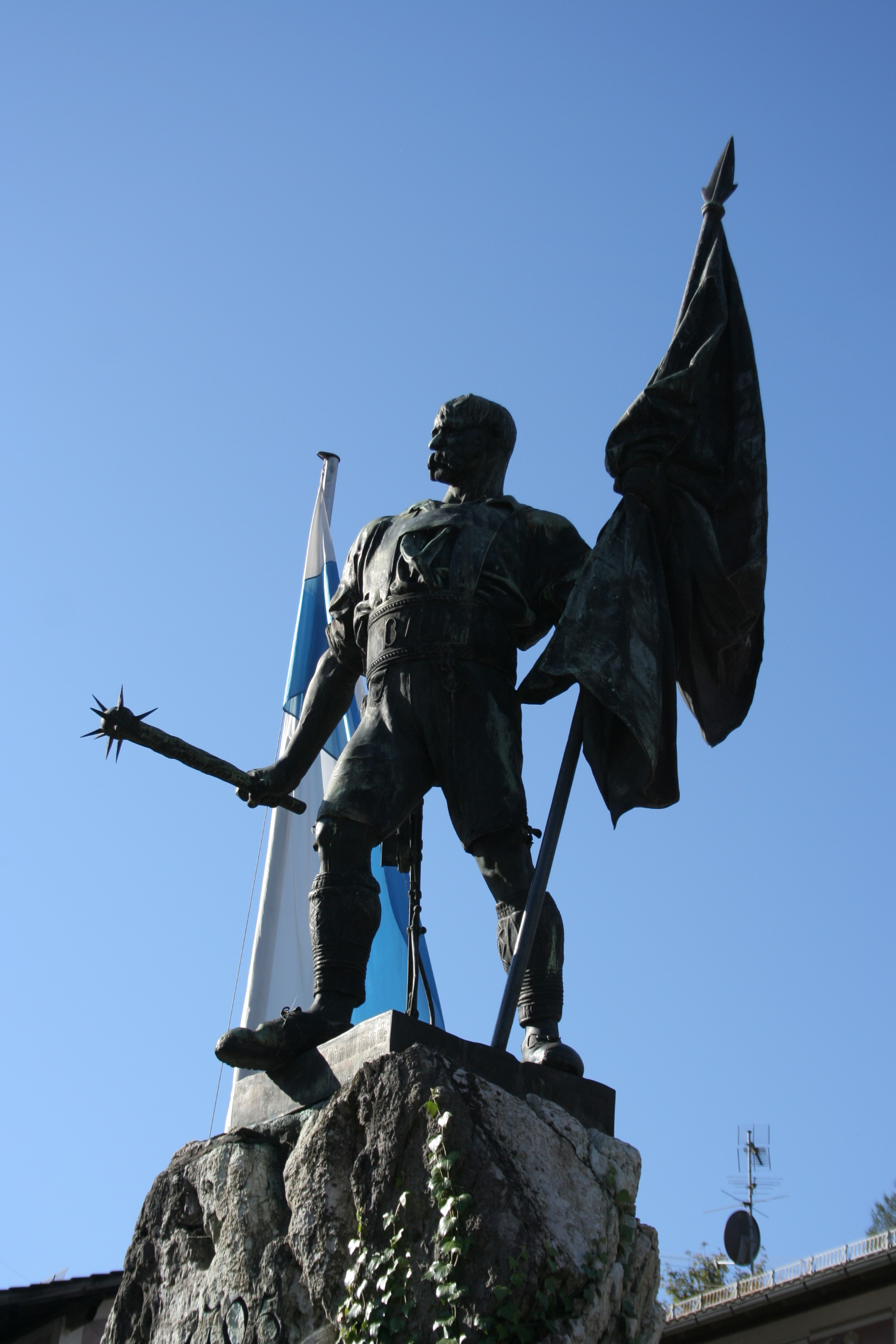
Шмід фон Кохель
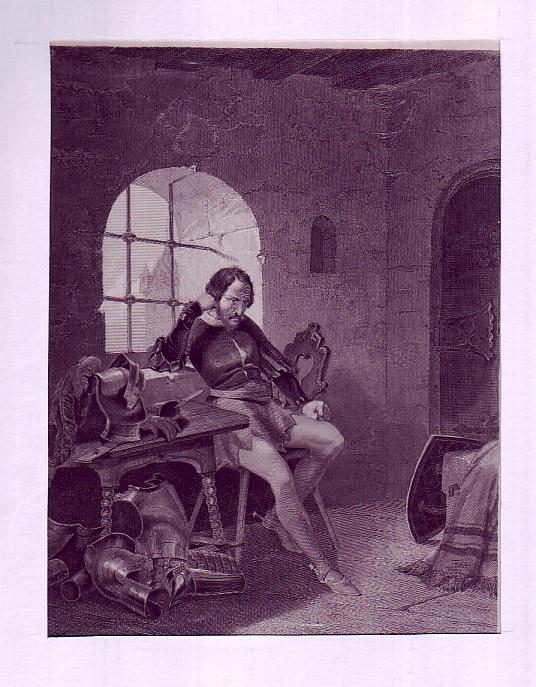
Еппілейн фон Гайлінген
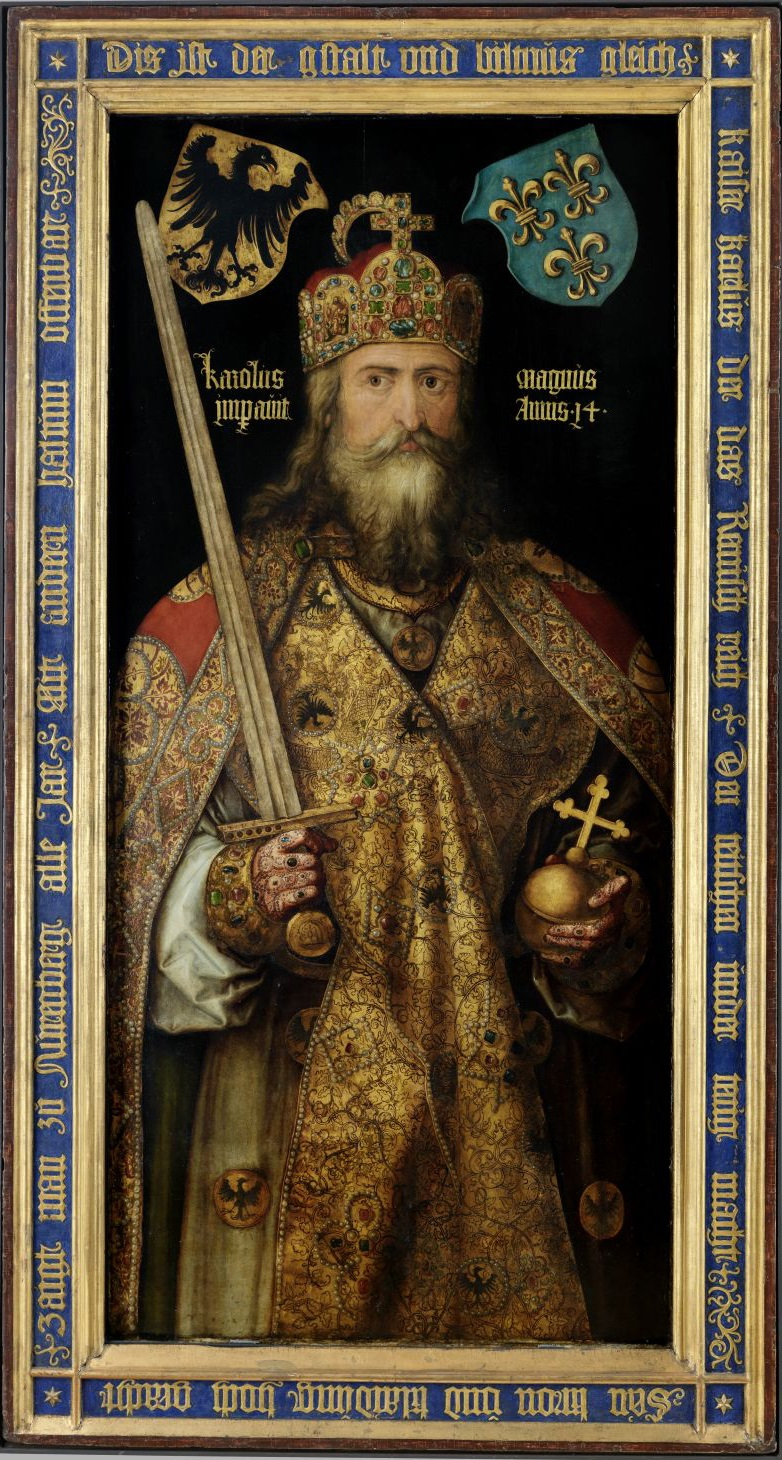
Карл I Великий
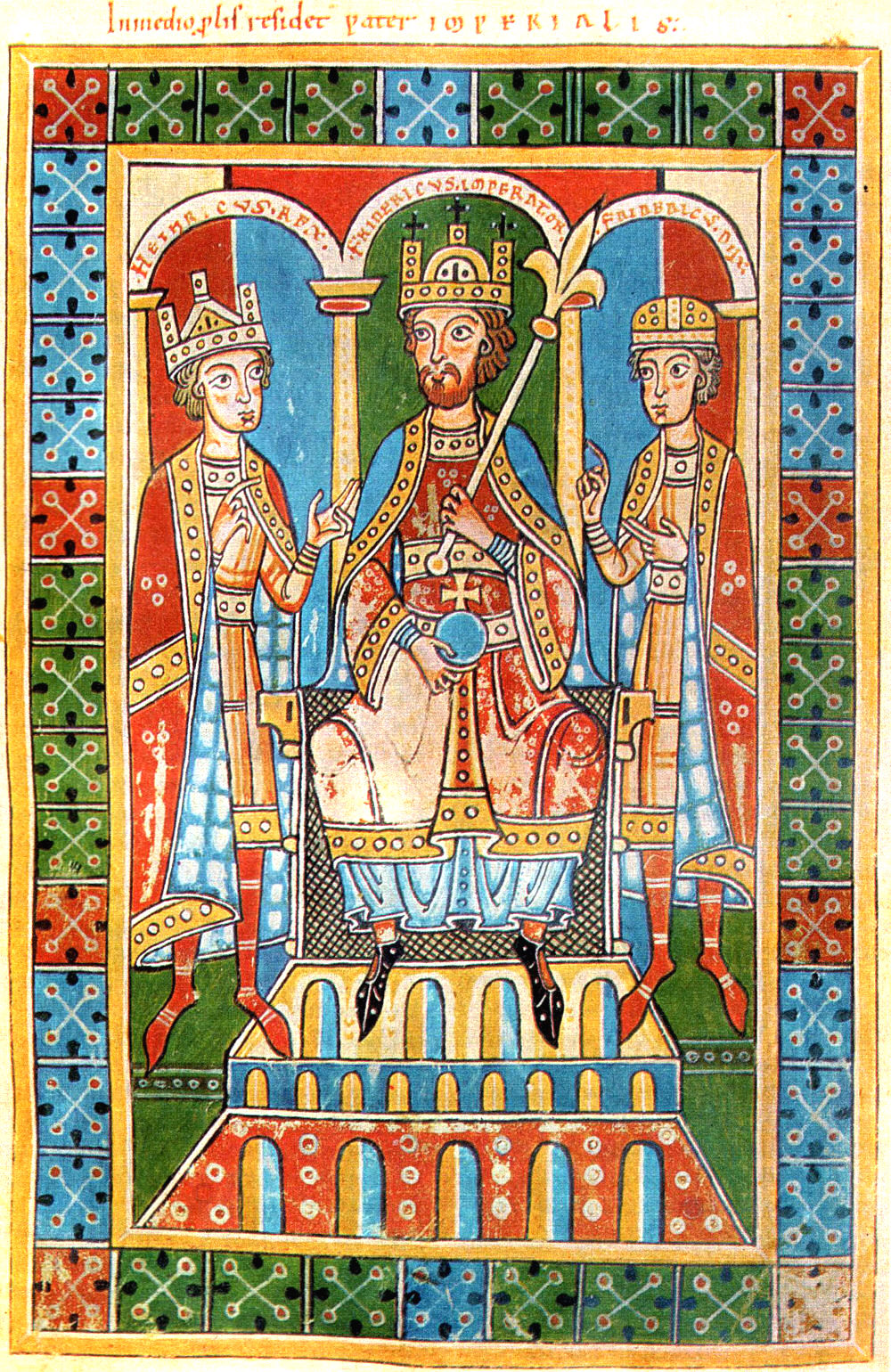
Фрідріх I Барбаросса
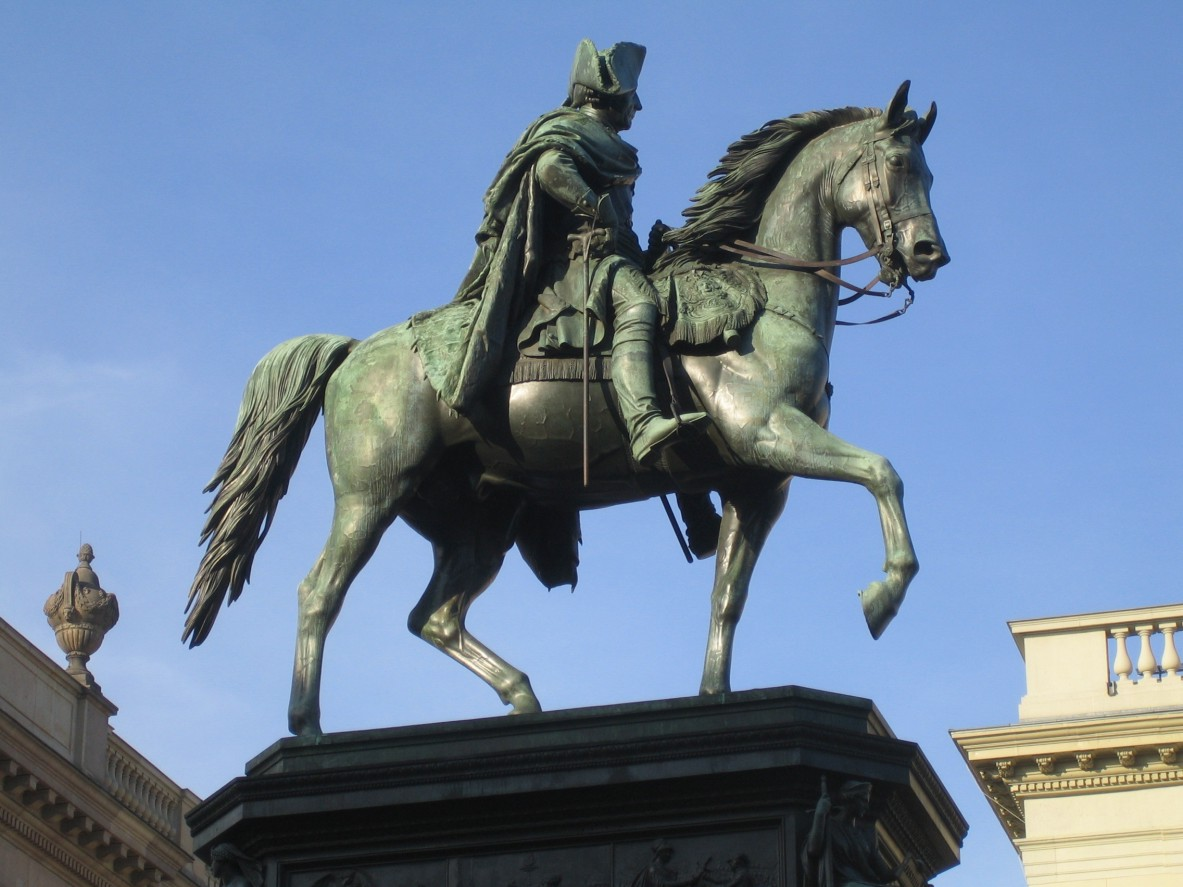
Фрідріх Великий
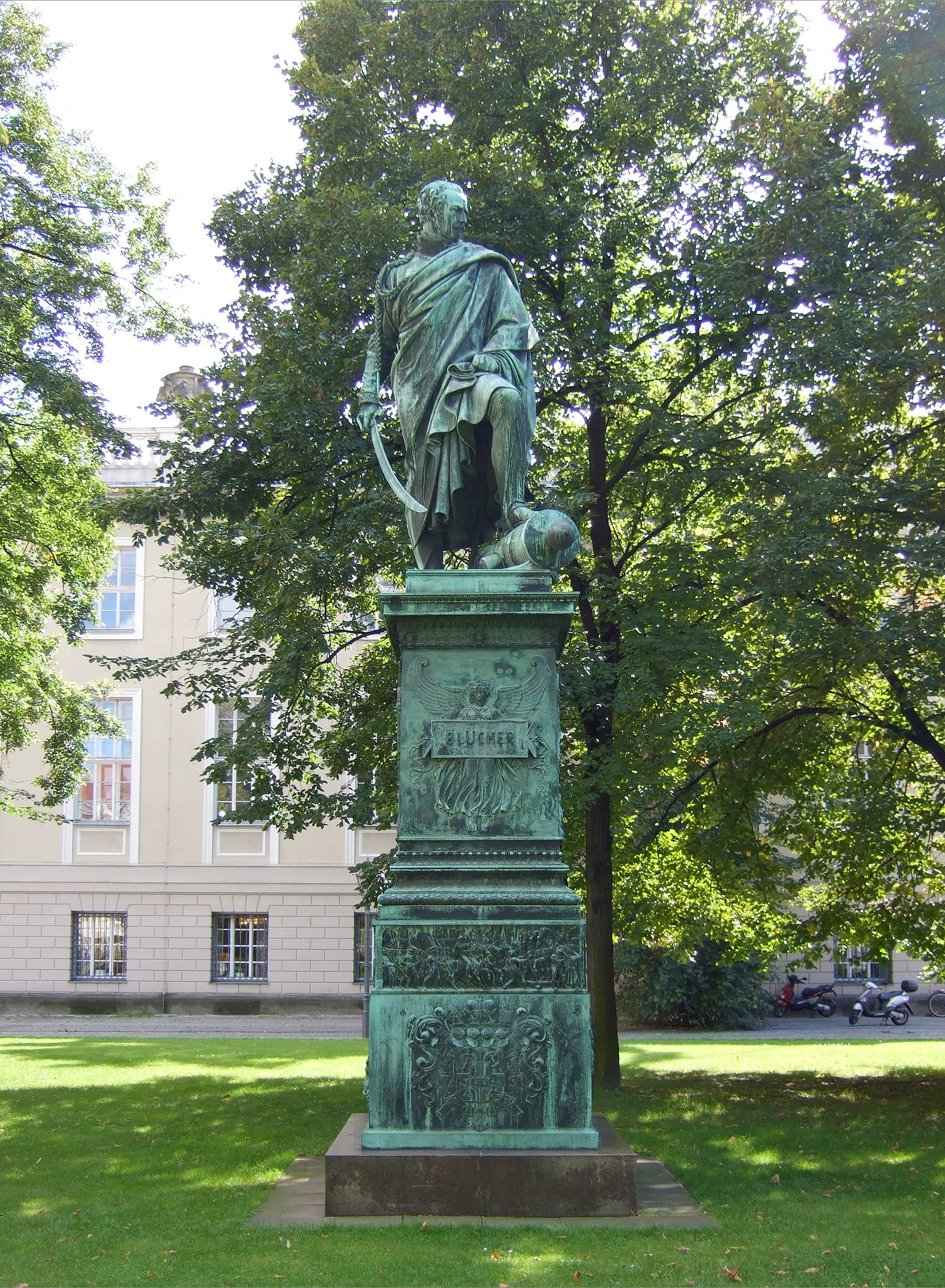
Ґебгард-Леберехт фон Блюхер
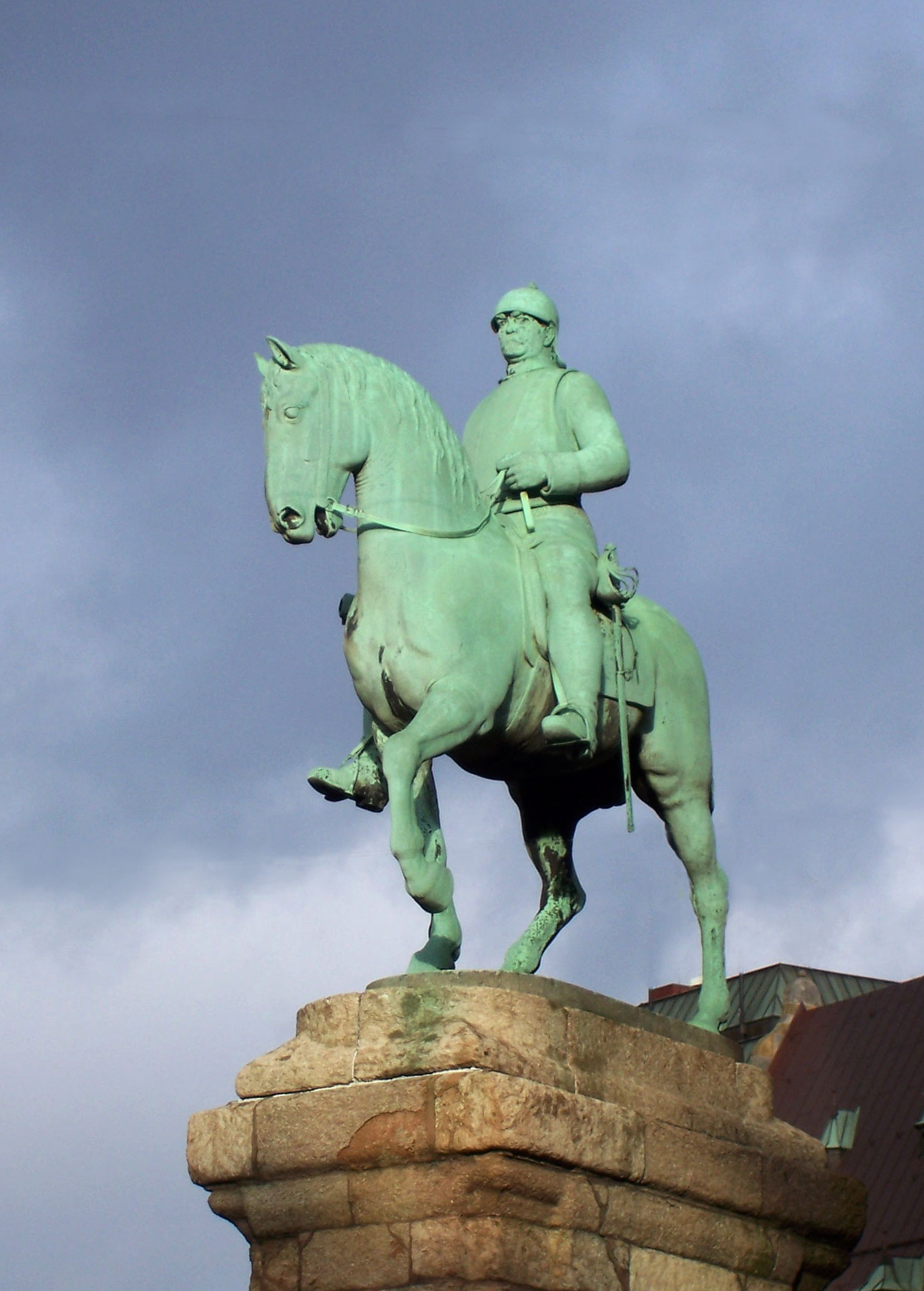
Отто фон Бісмарк
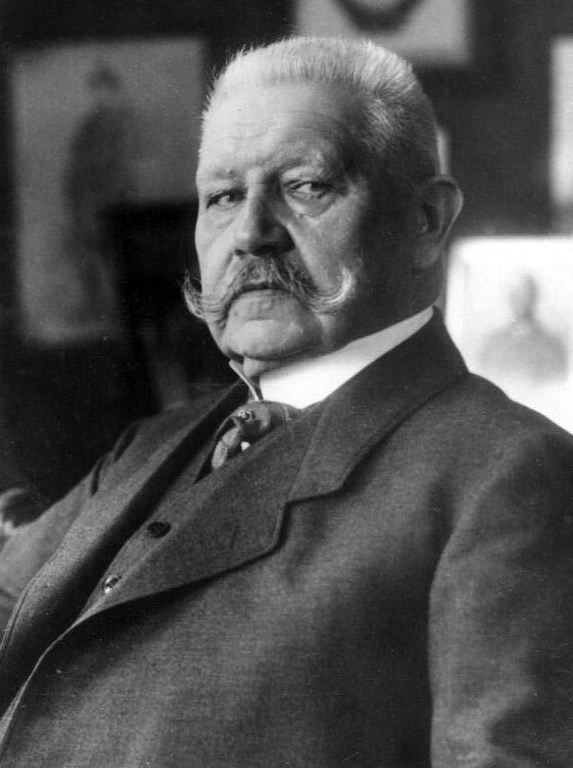
Пауль фон Гінденбург
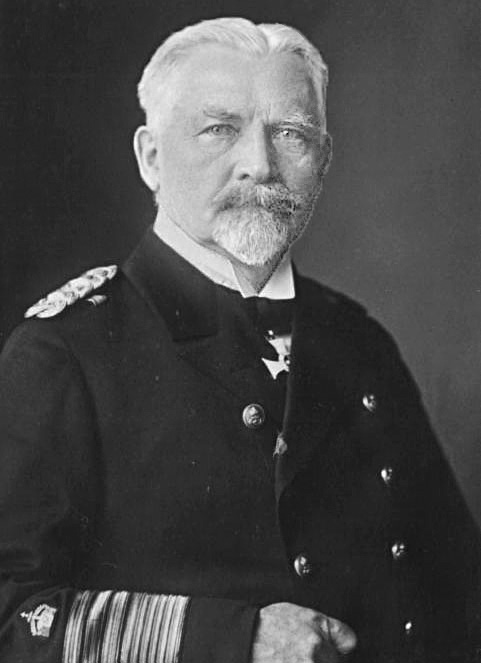
Людвіг фон Шредер
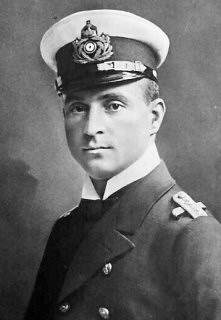
Отто Веддіген

### Норвегія

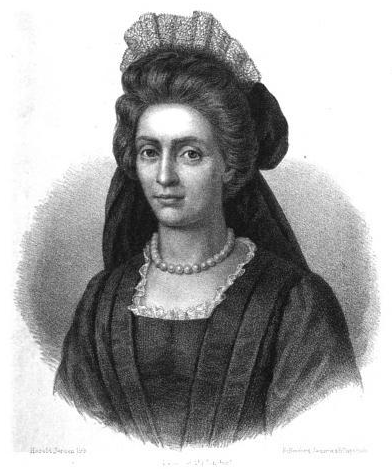
Анна Колбйорнсдаттер
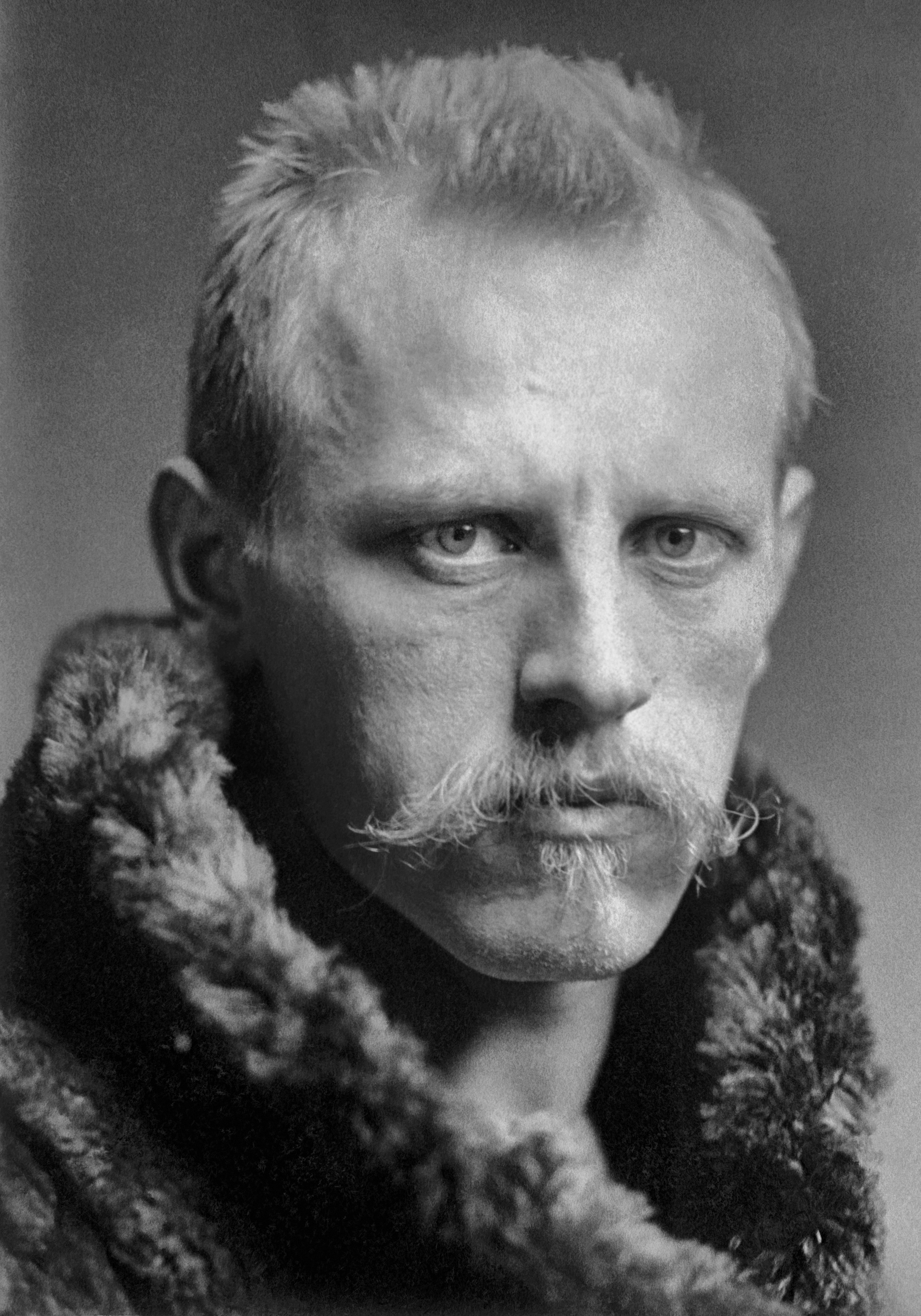
Фрітьйоф Нансен

### Польща

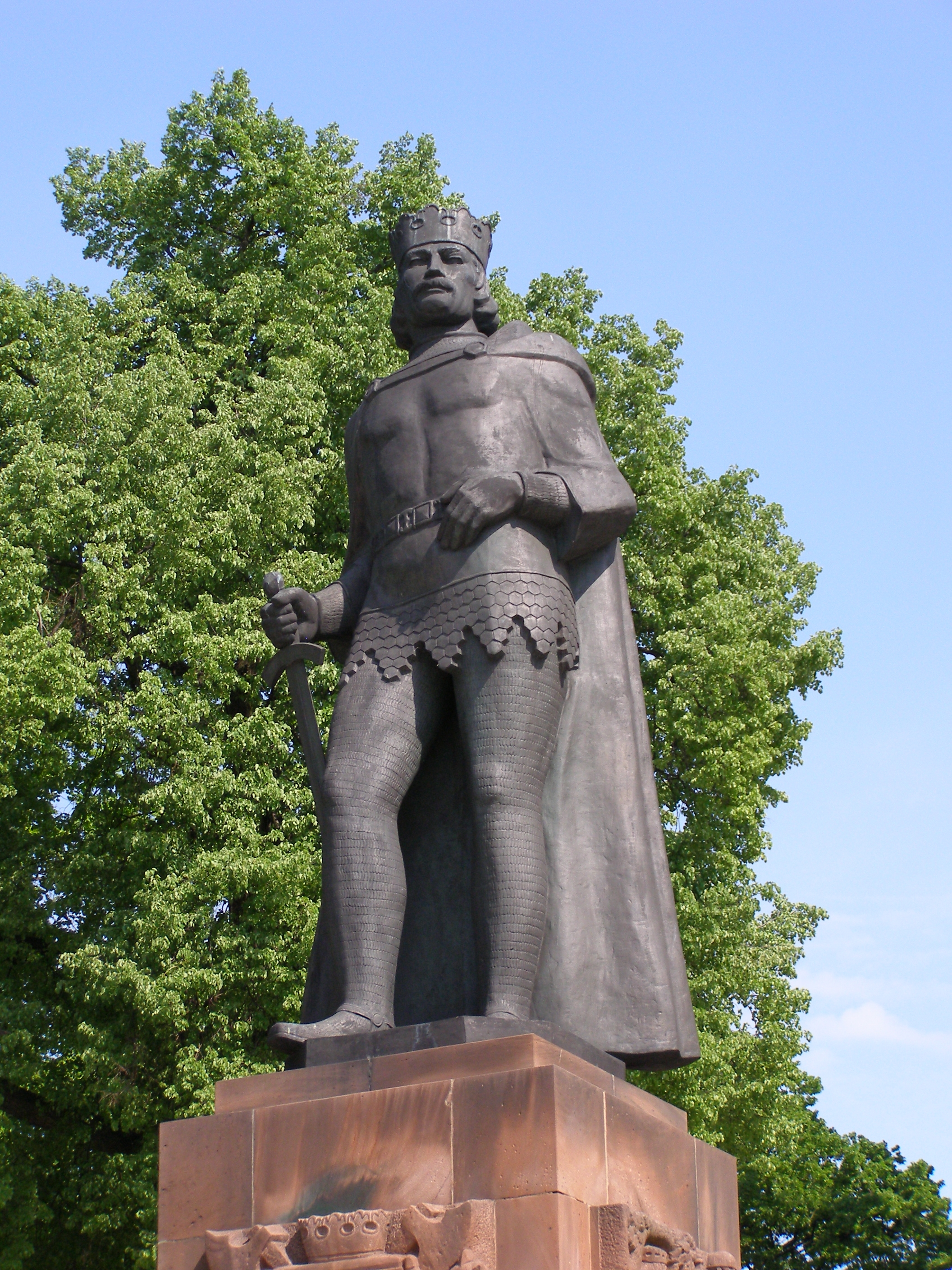
Болеслав I Хоробрий
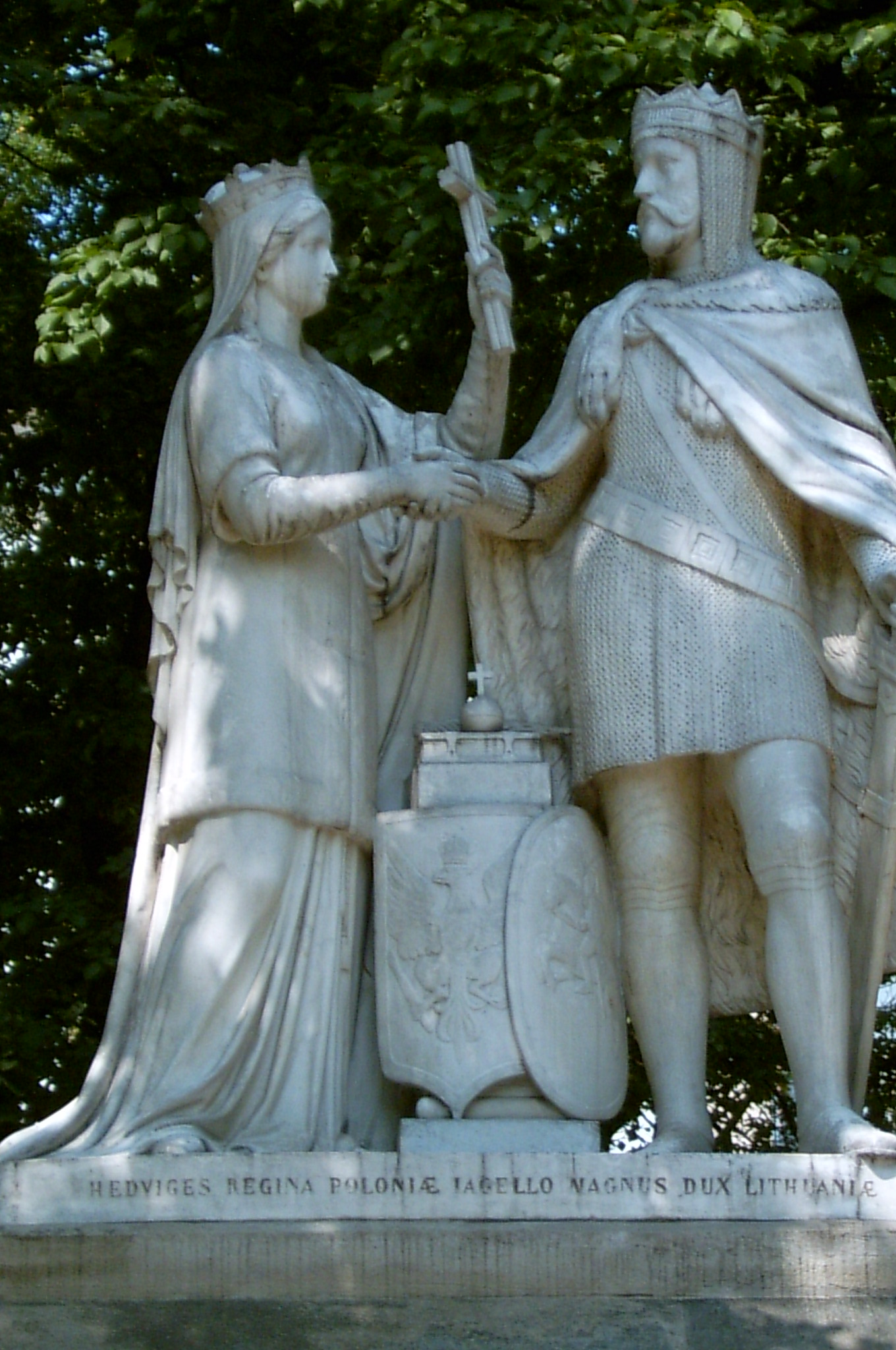
Ягайло і Ядвіга
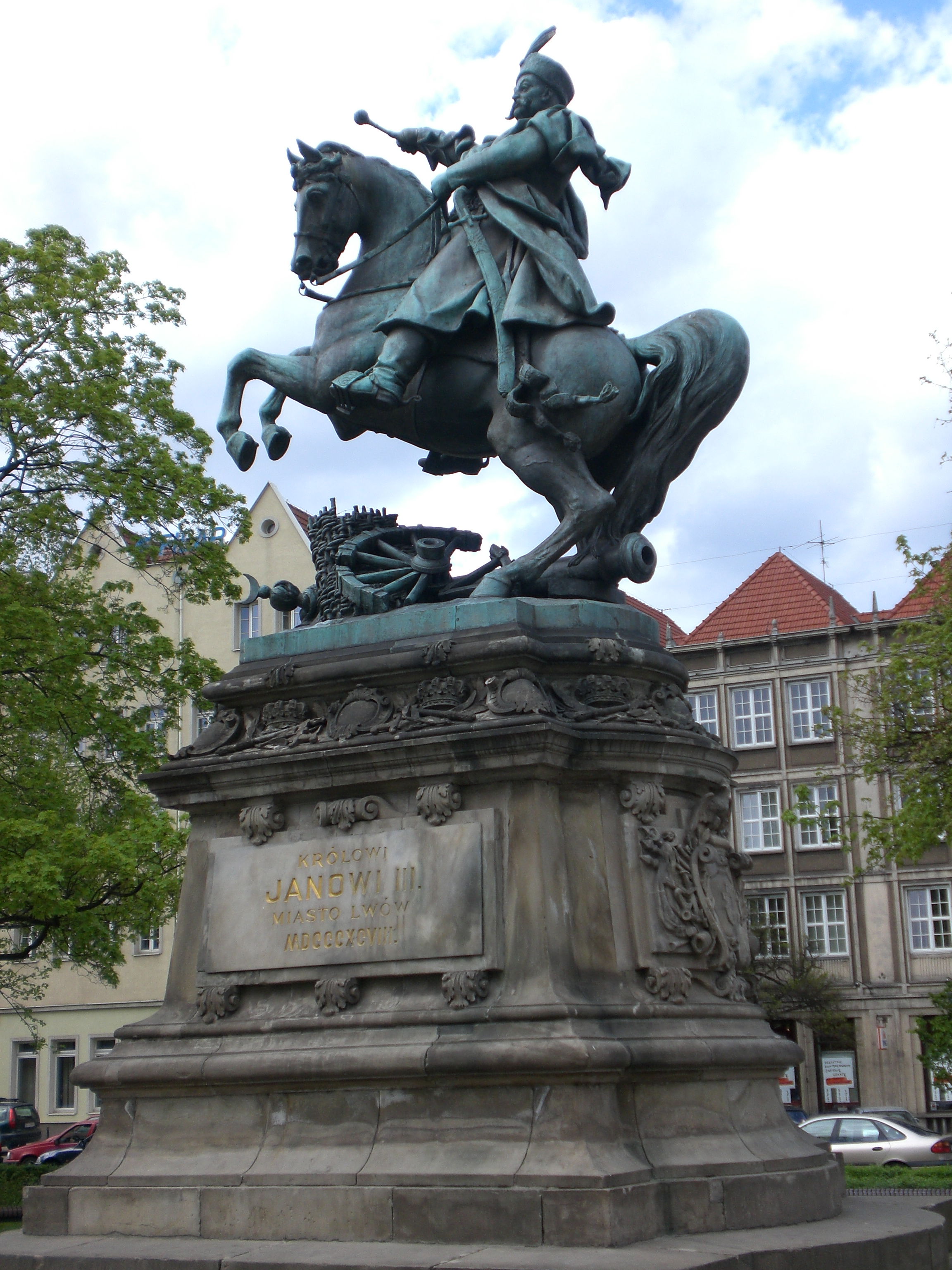
Ян III Собеський
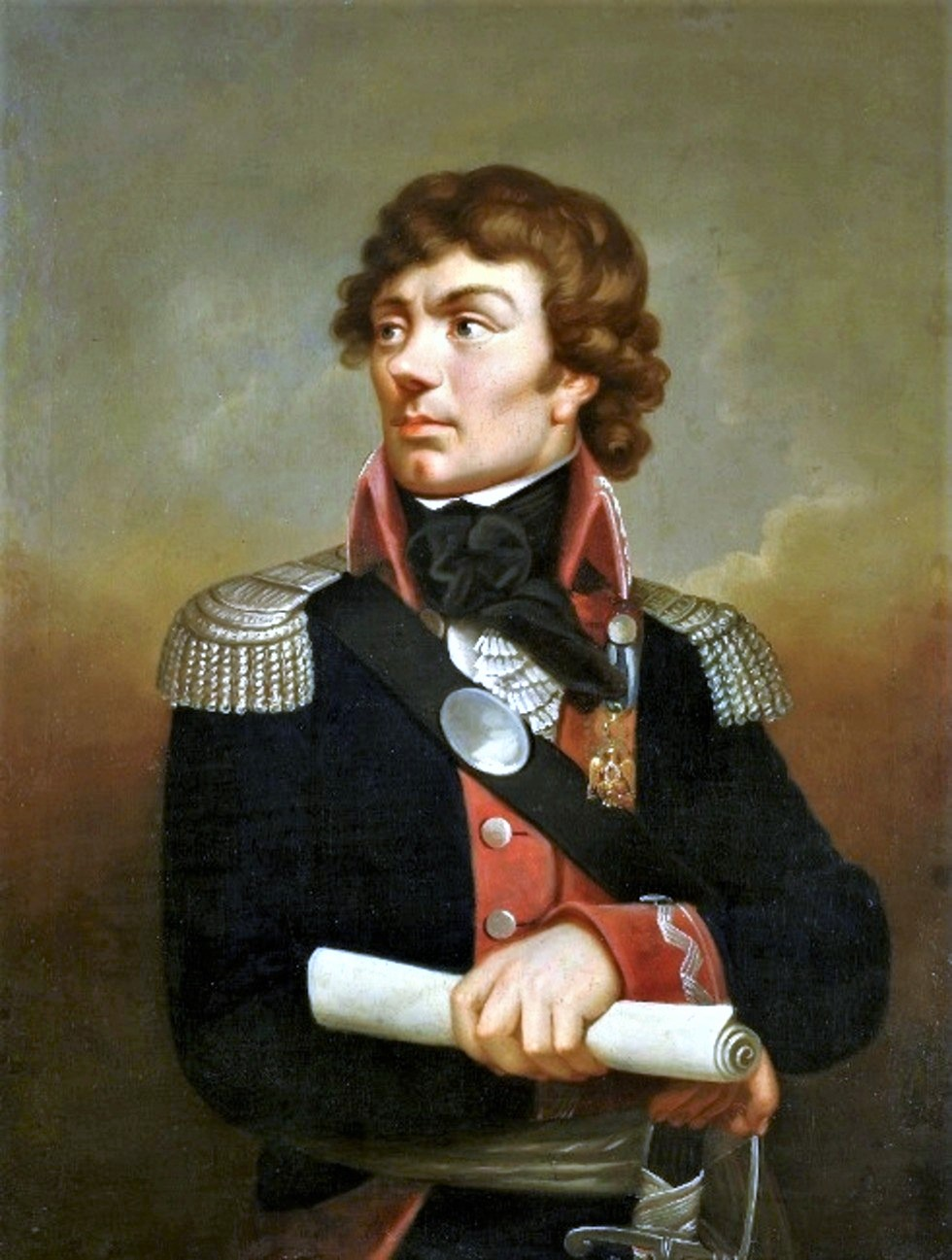
Тадеуш Костюшко
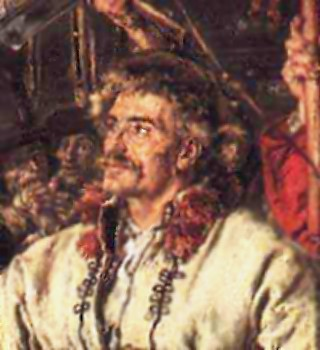
Войцех Бартош Ґловацький
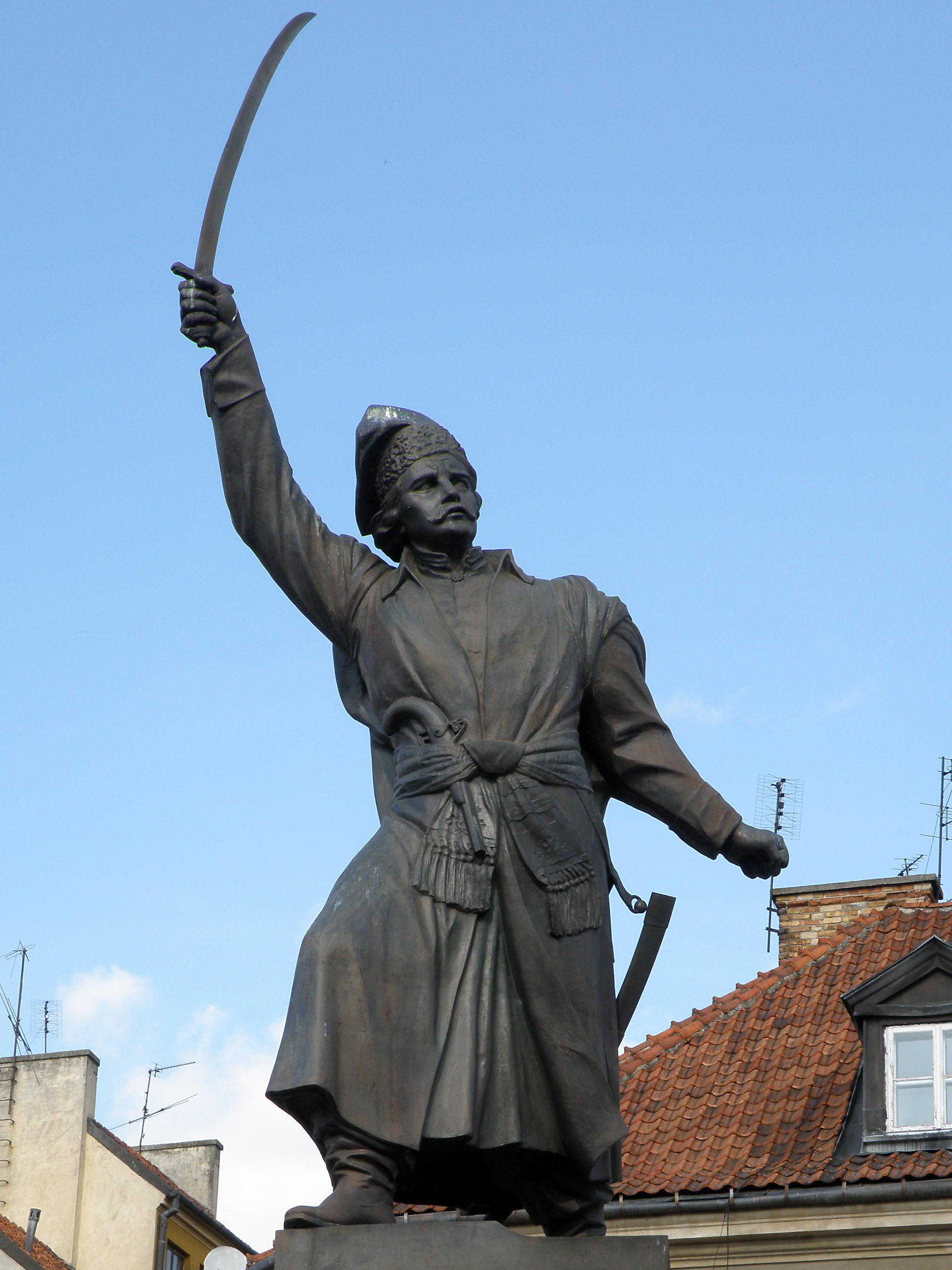
Ян Кілінський
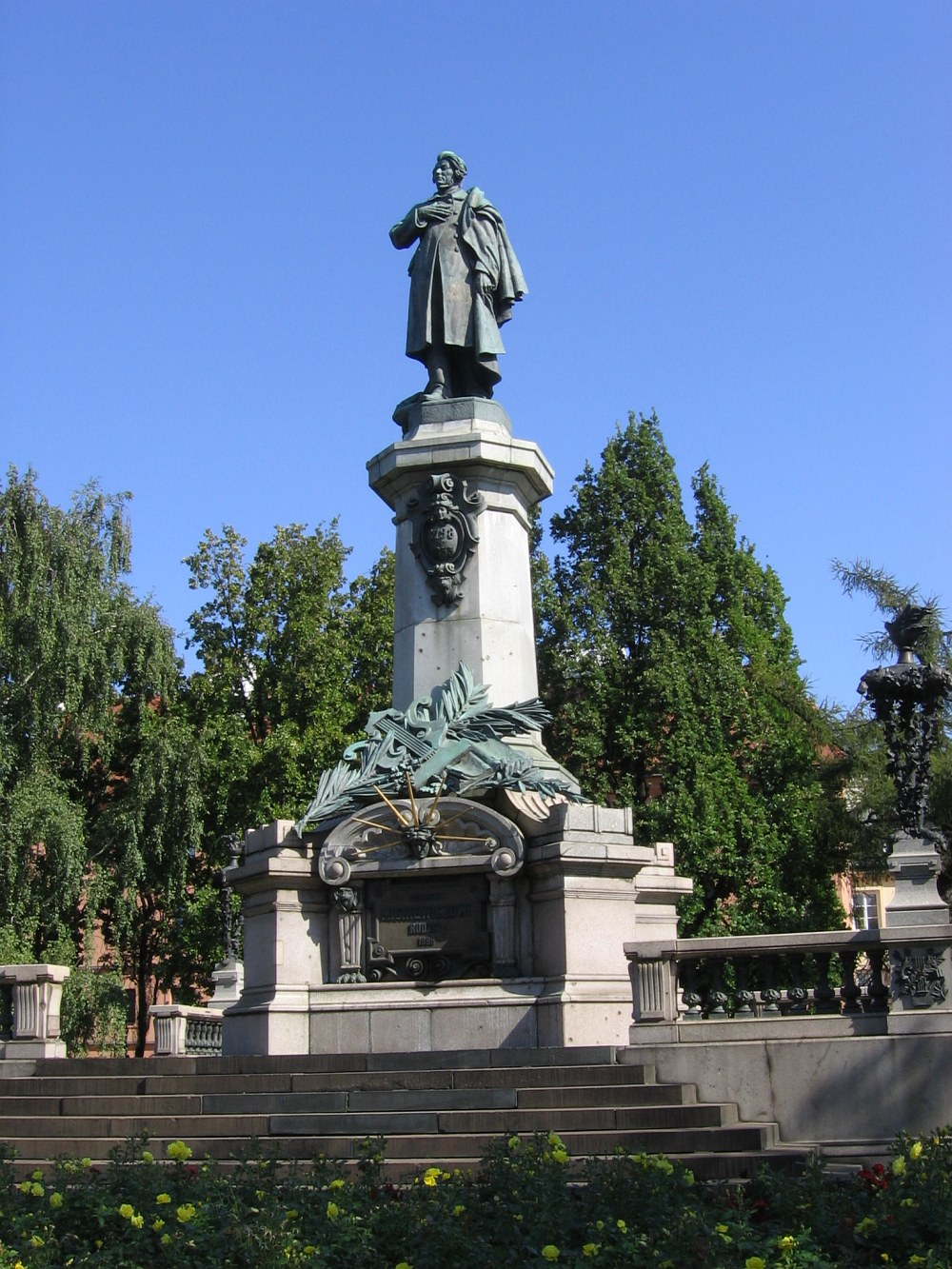
Адам Міцкевич
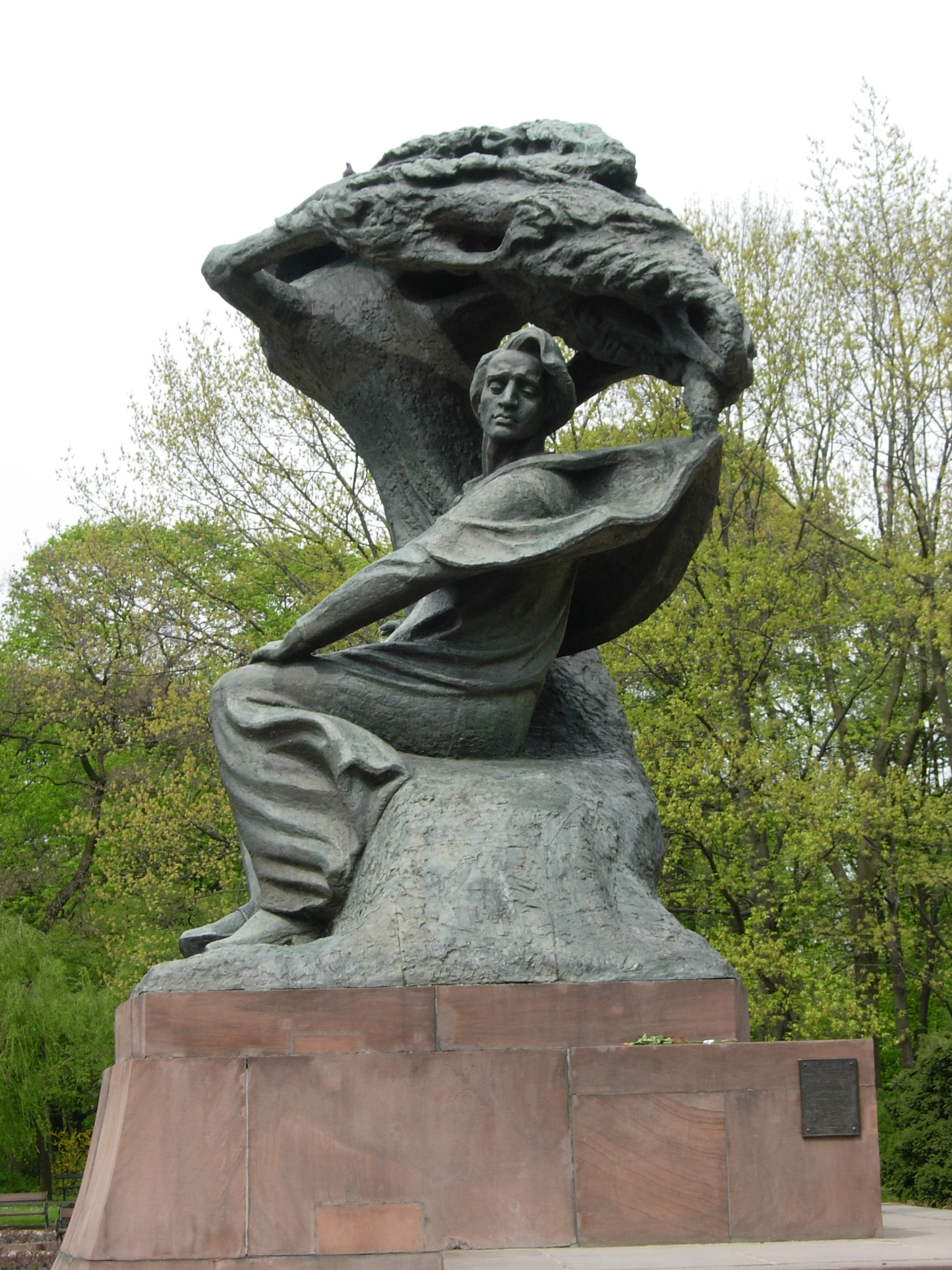
Фридерик Шопен
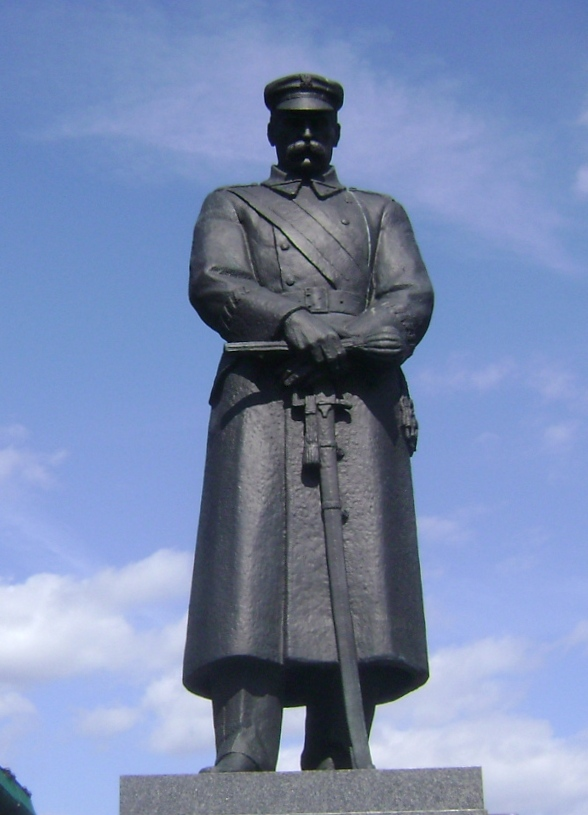
Юзеф Пілсудський
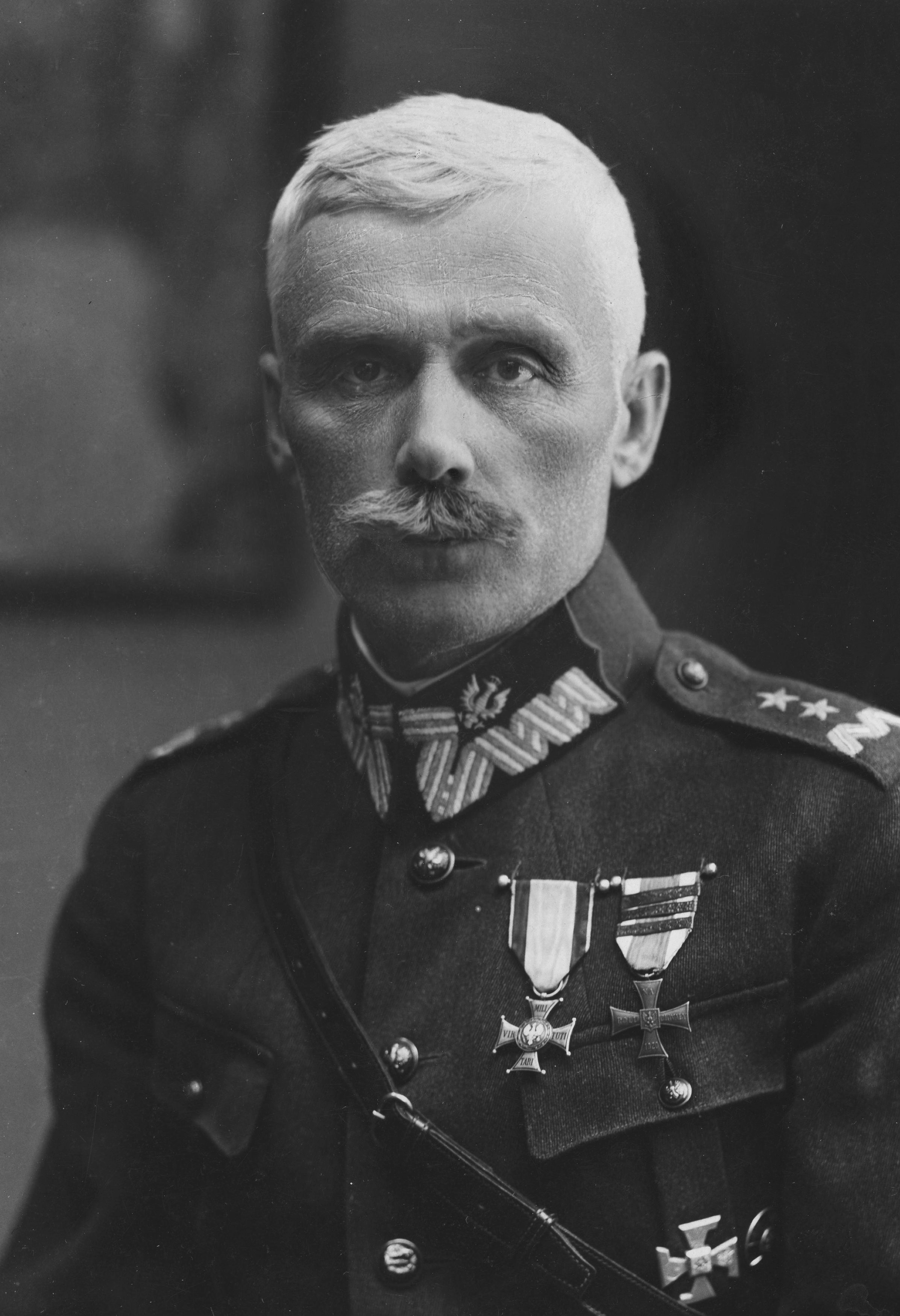
Болеслав Роя
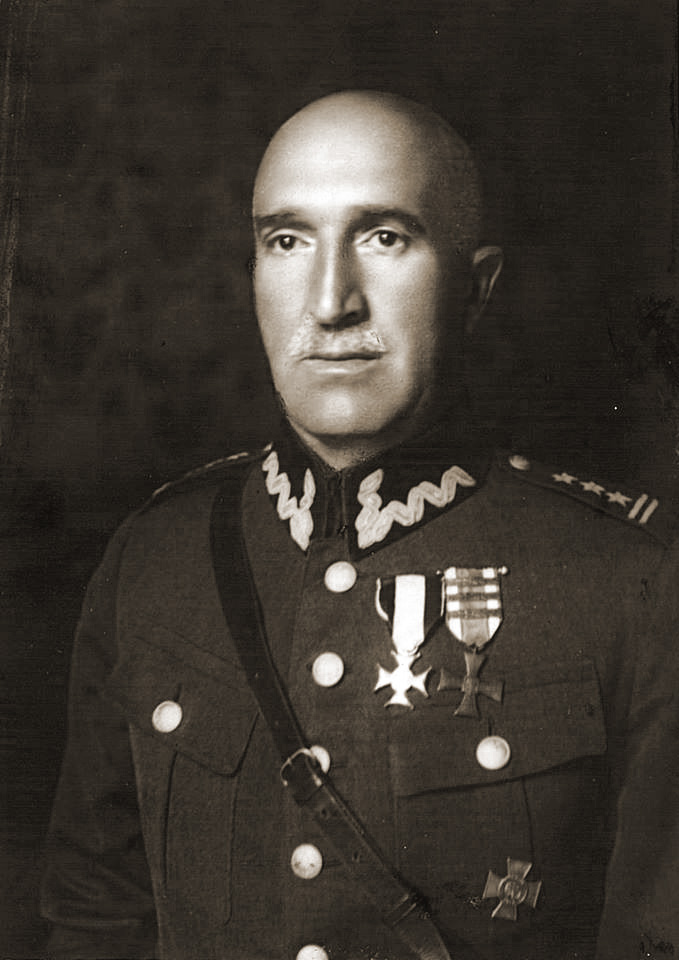
Чеслав Мончинський
Збігнєв Цибульський

### Португалія

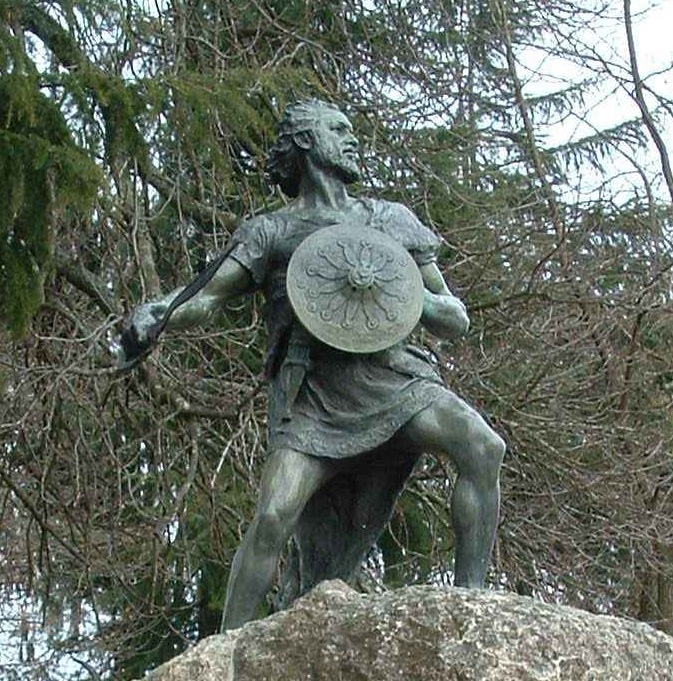
Віріат
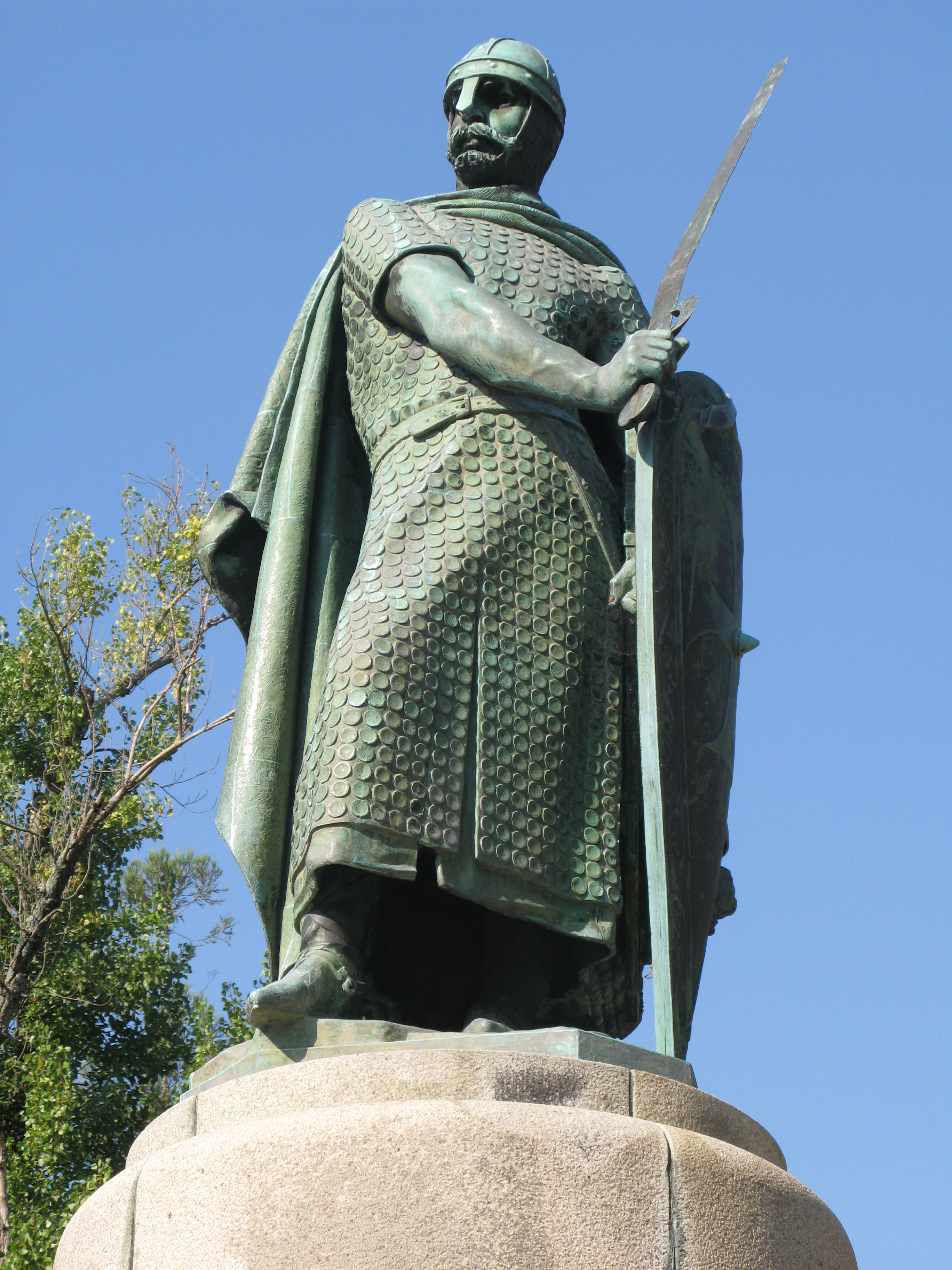
Афонсу І
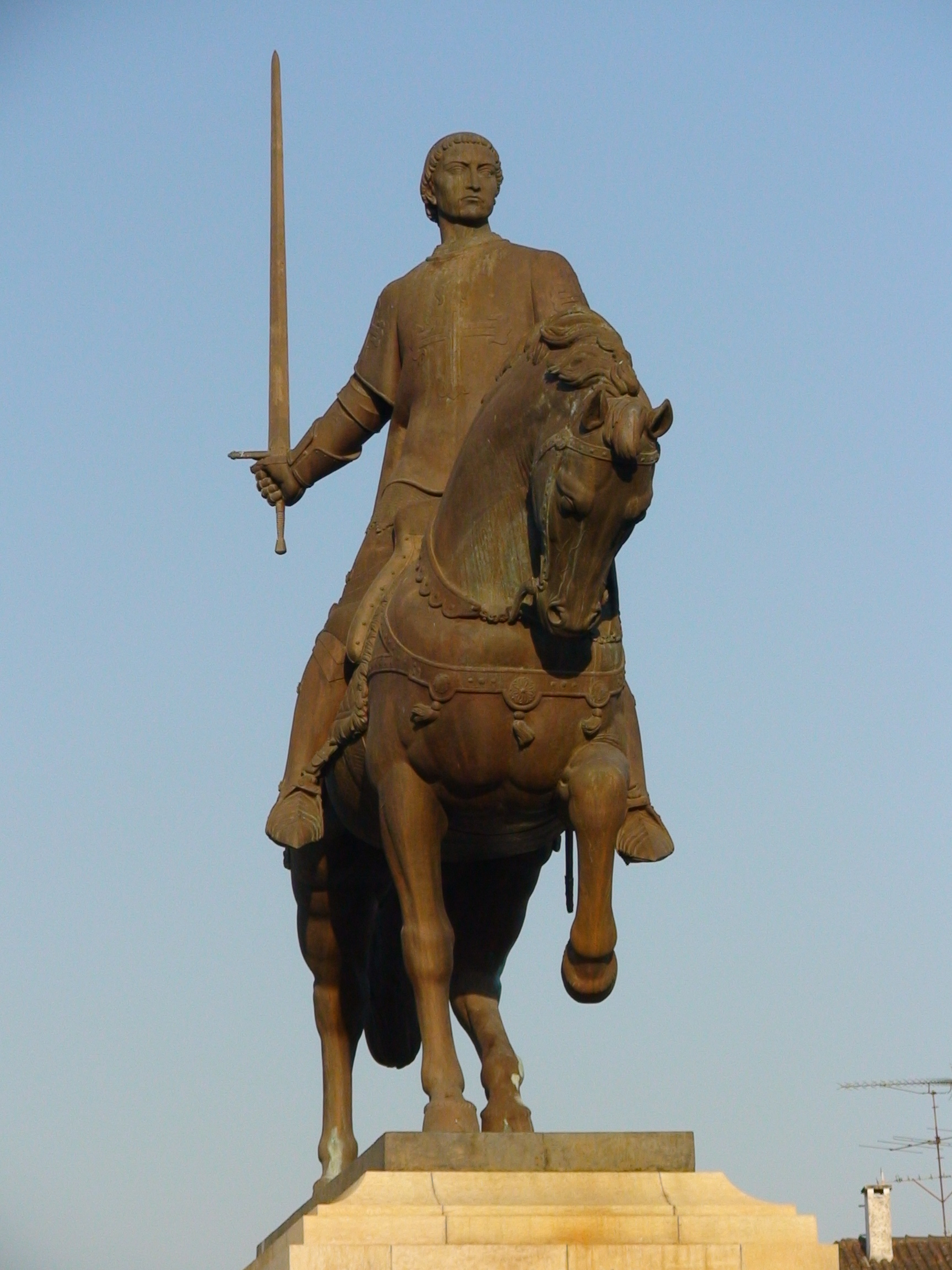
Нуну Алваріш
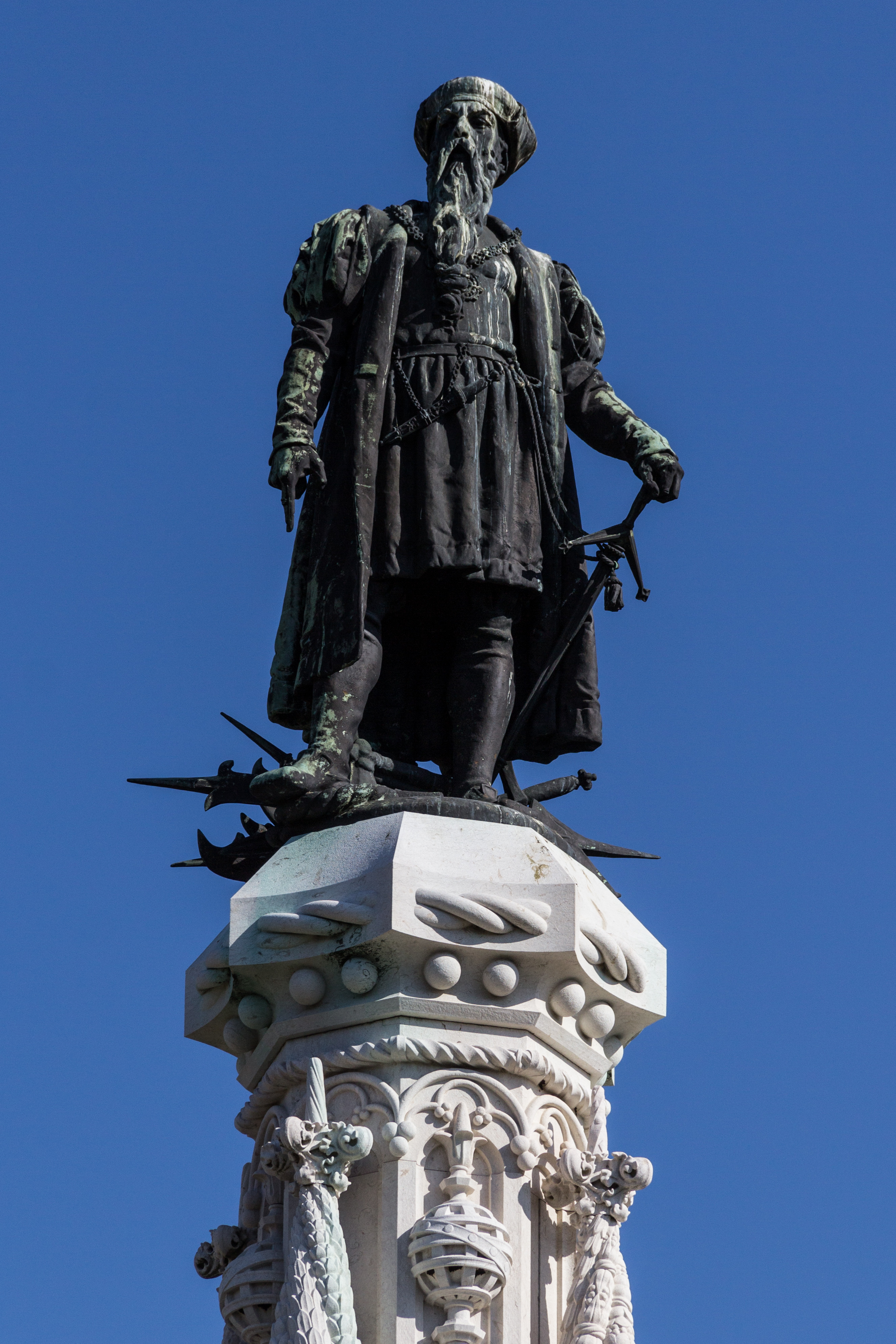
Афонсу де Албукеркі

### Росія

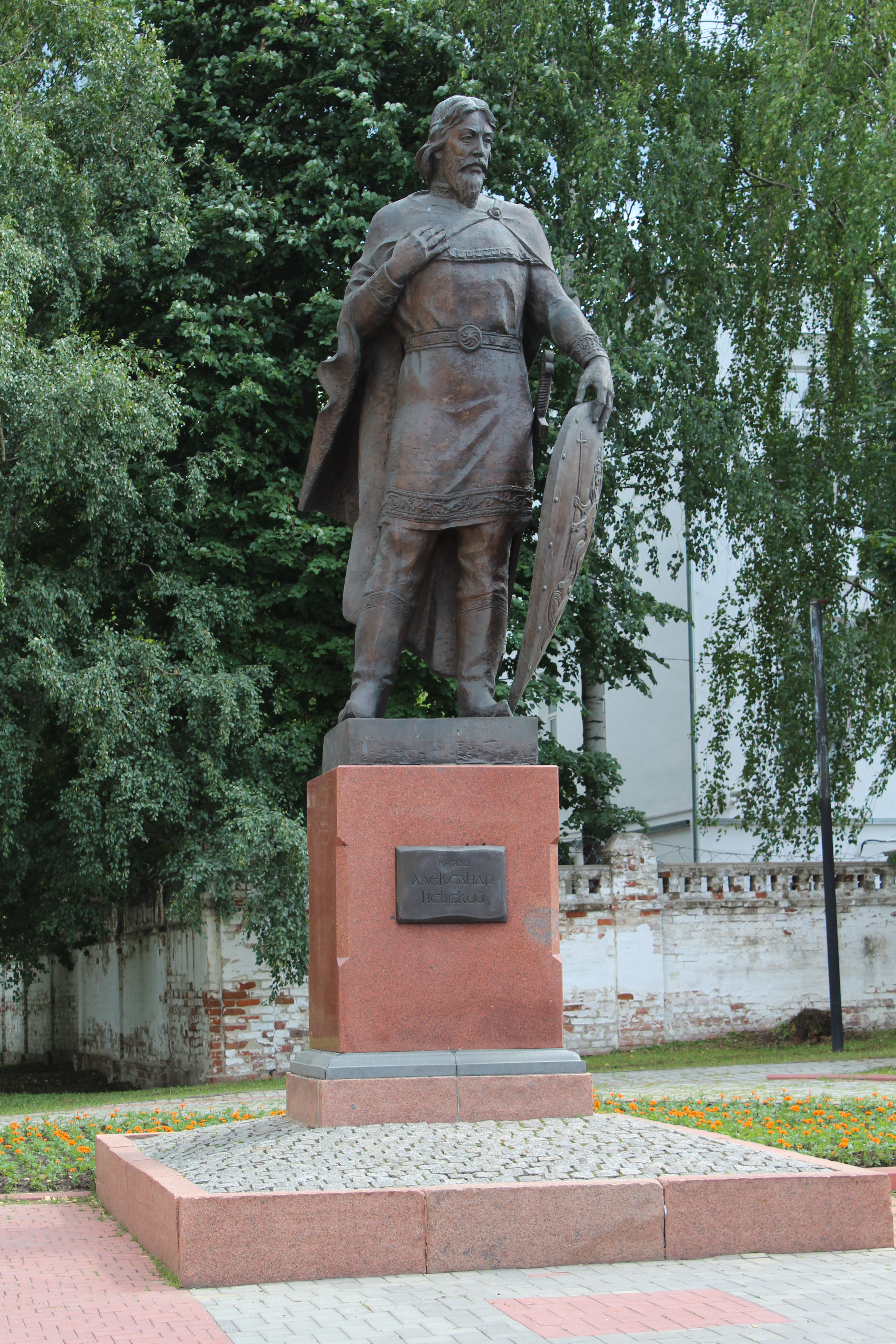
Олександр Невський
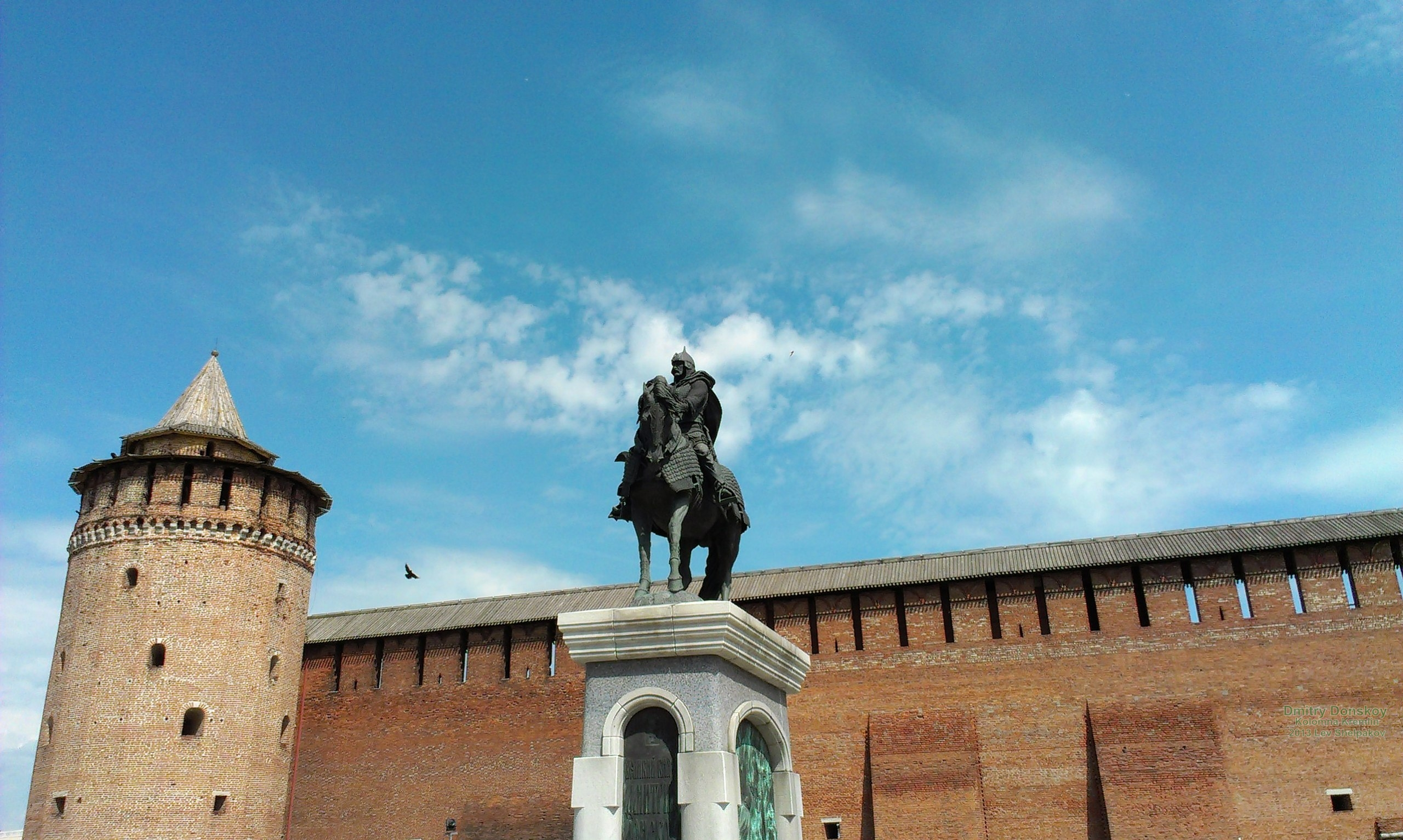
Дмитро Донський
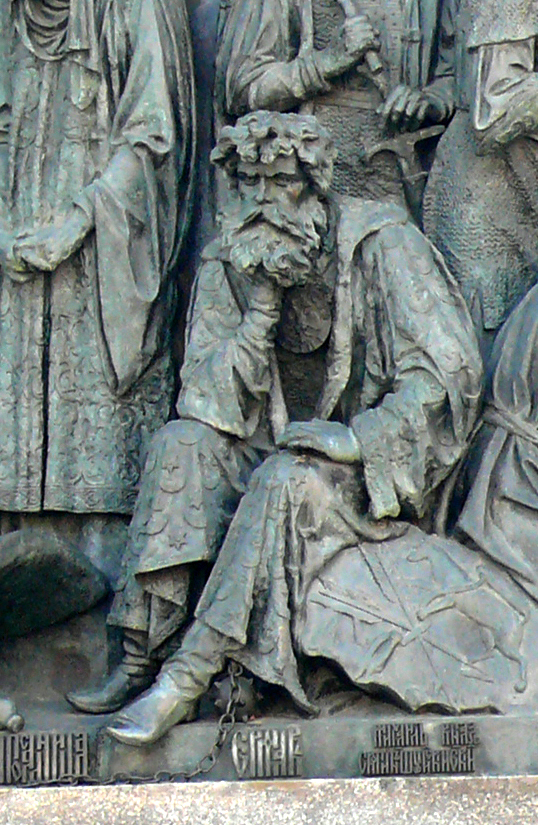
Єрмак Тимофійович
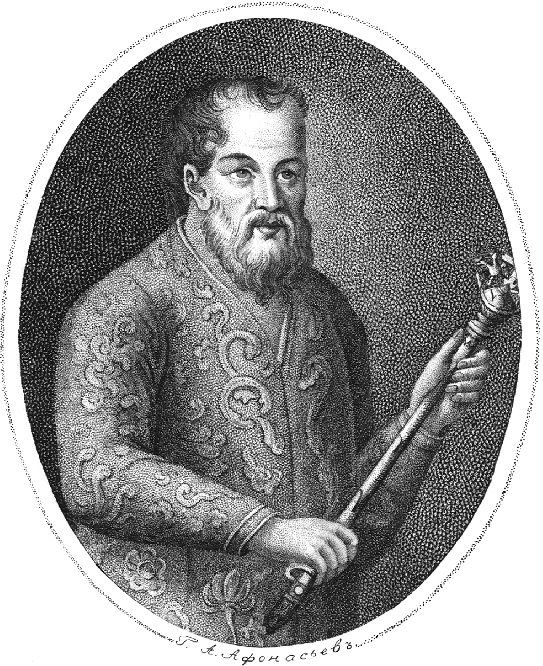
Пожарський Дмитро Михайлович
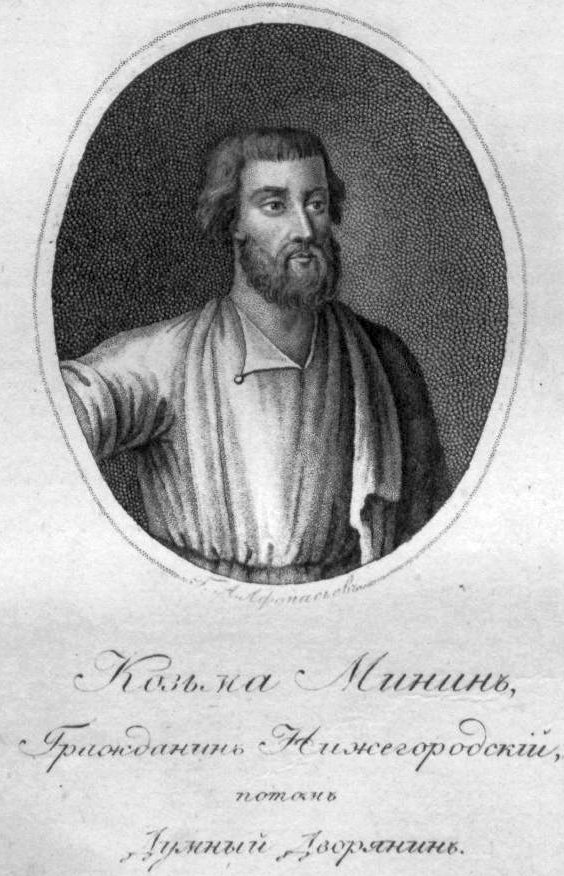
Кузьма Мінін
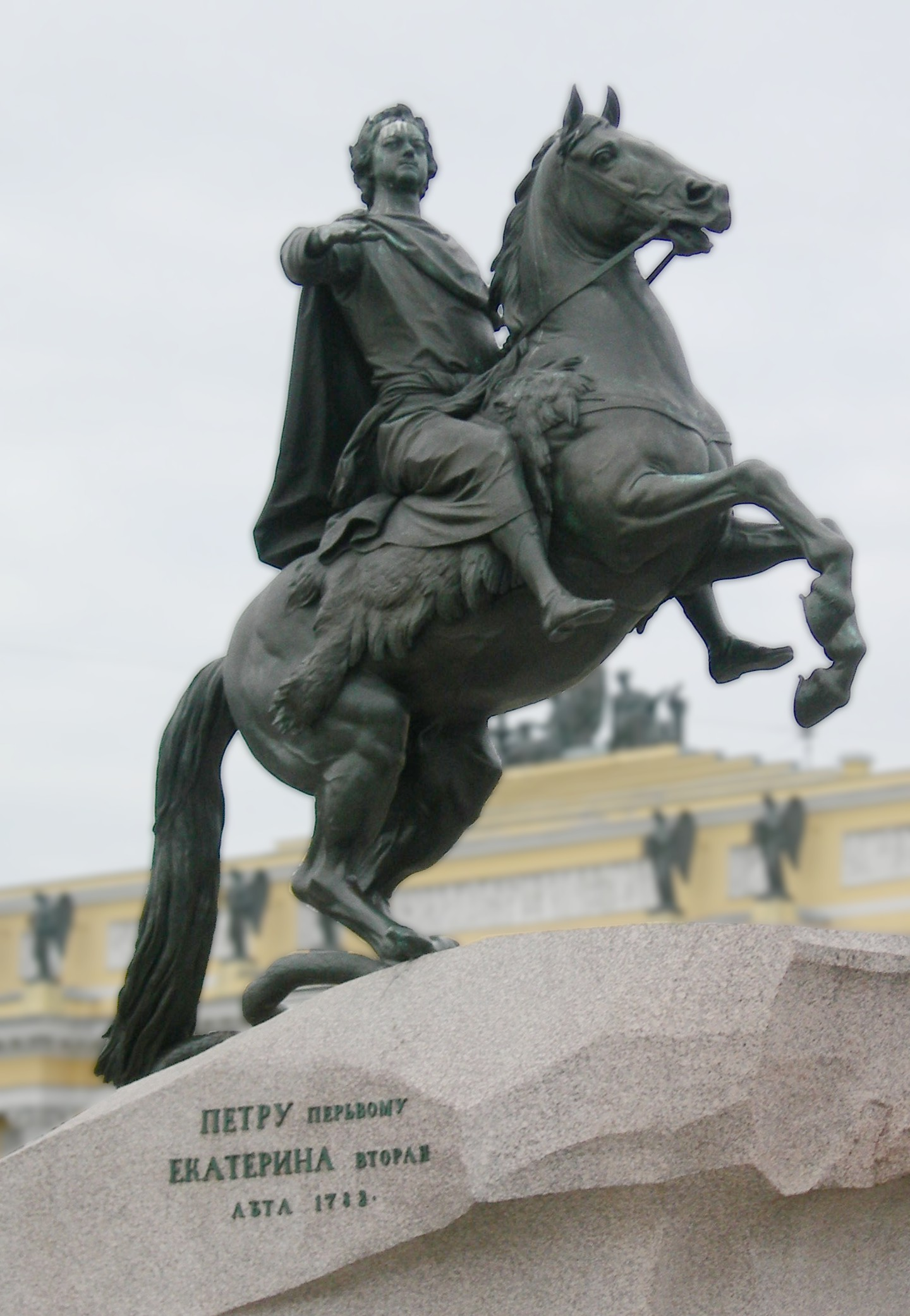
Петро I
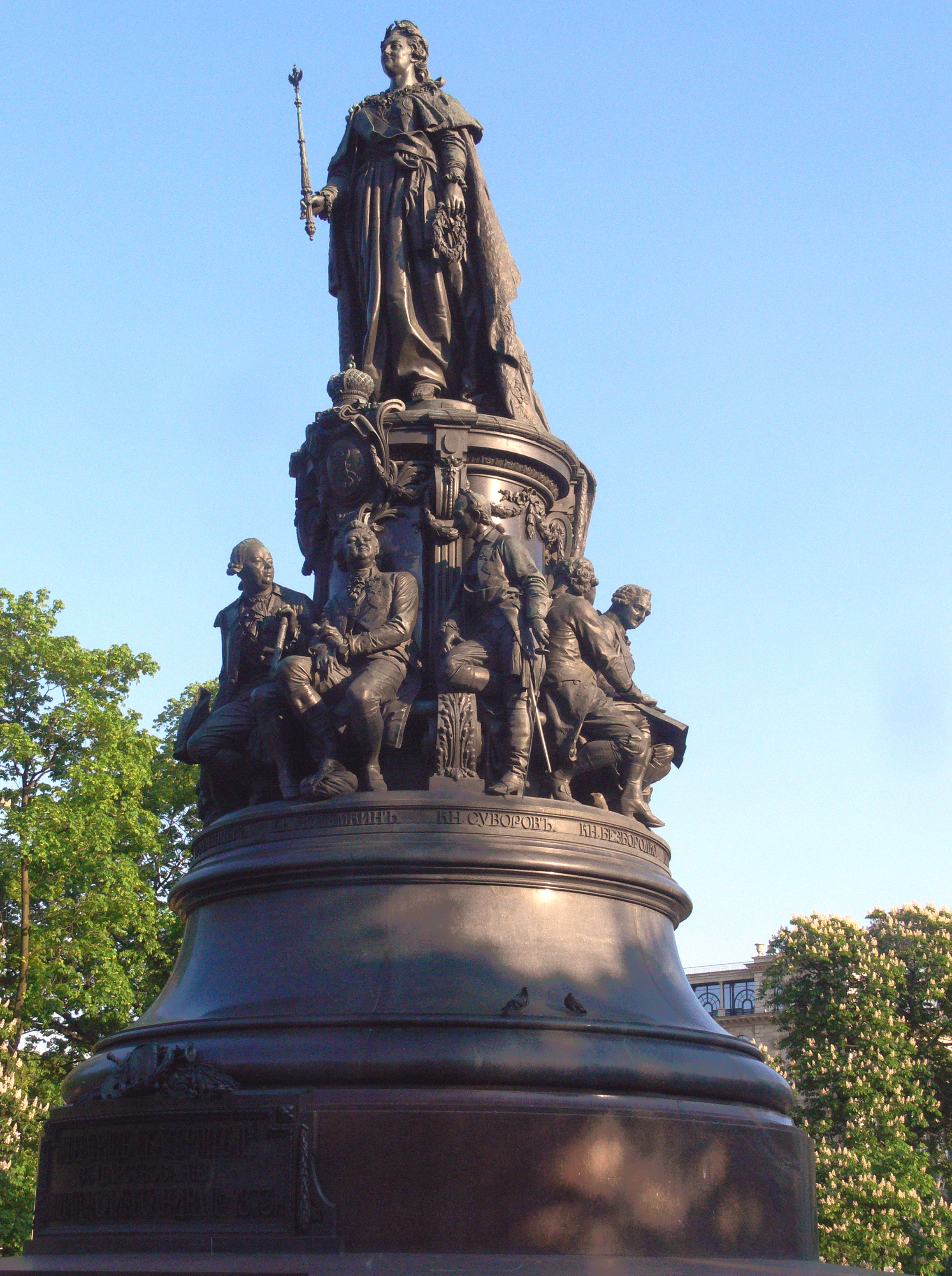
Катерина II
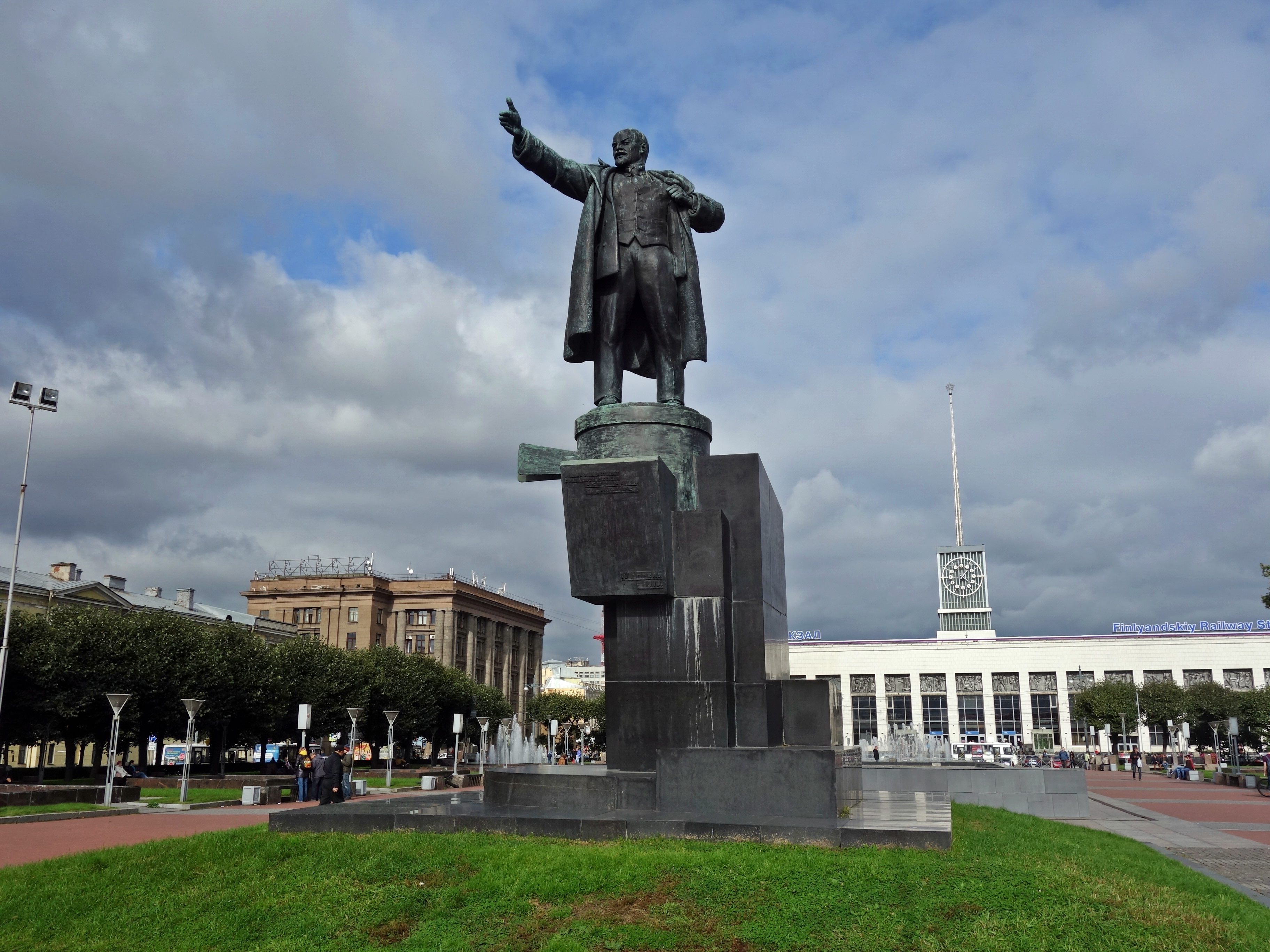
Володимир Ленін
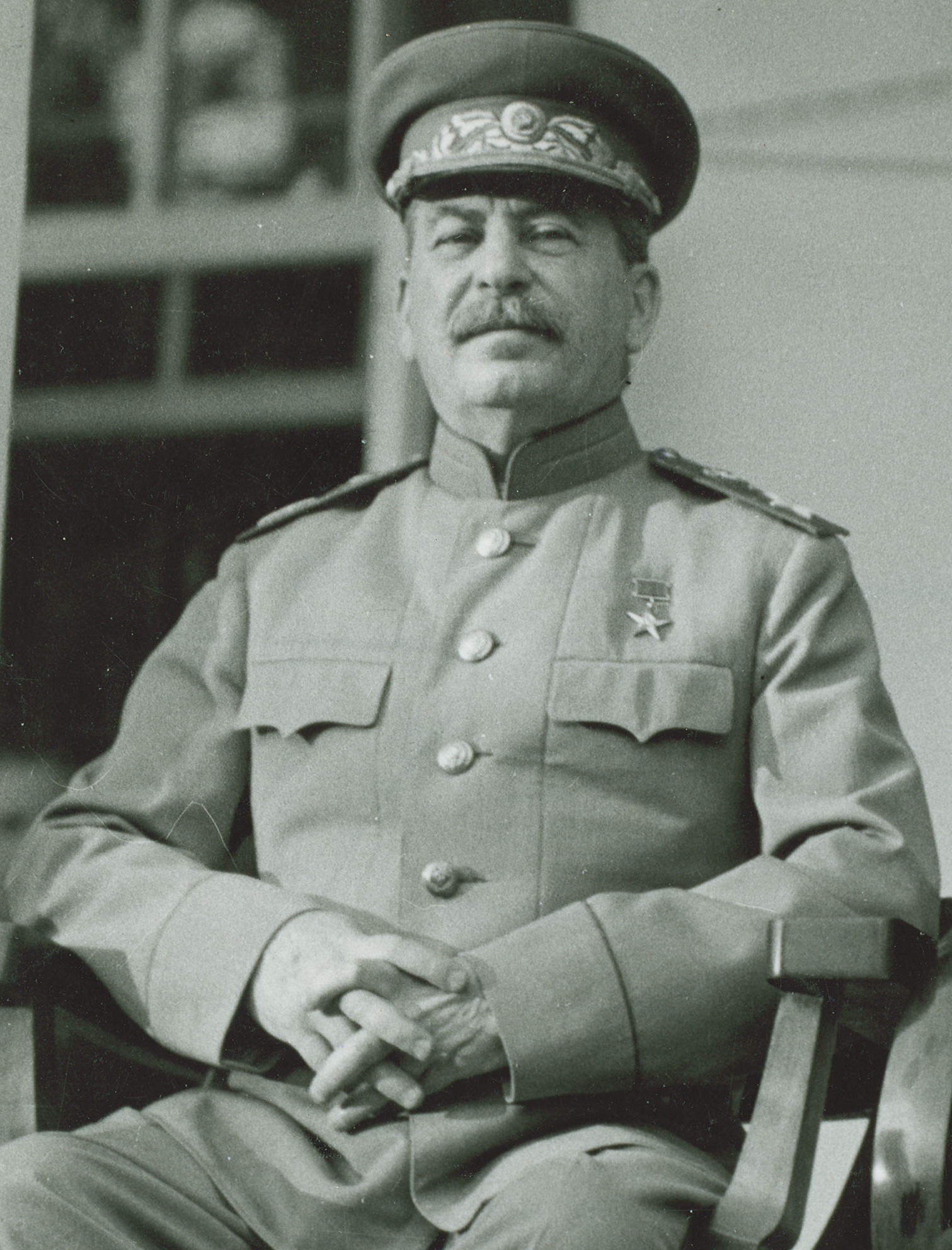
Йосип Сталін

- Іван Сусанін

#### Башкортостан

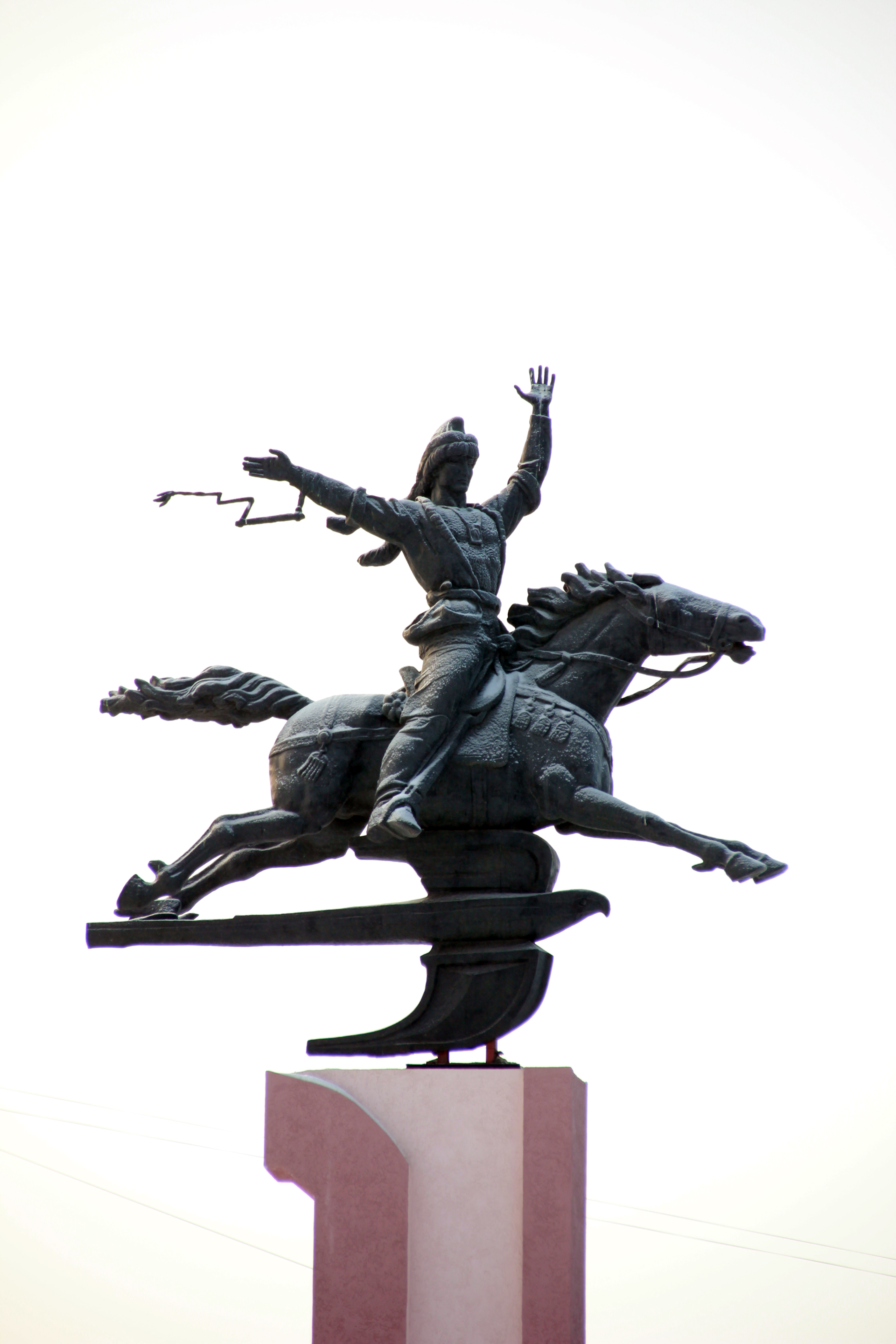
Салават Юлаєв

#### Мордовія
- Пургаз

### Татарстан
- Кул Шаріф

### Чечня (Ічкерія)

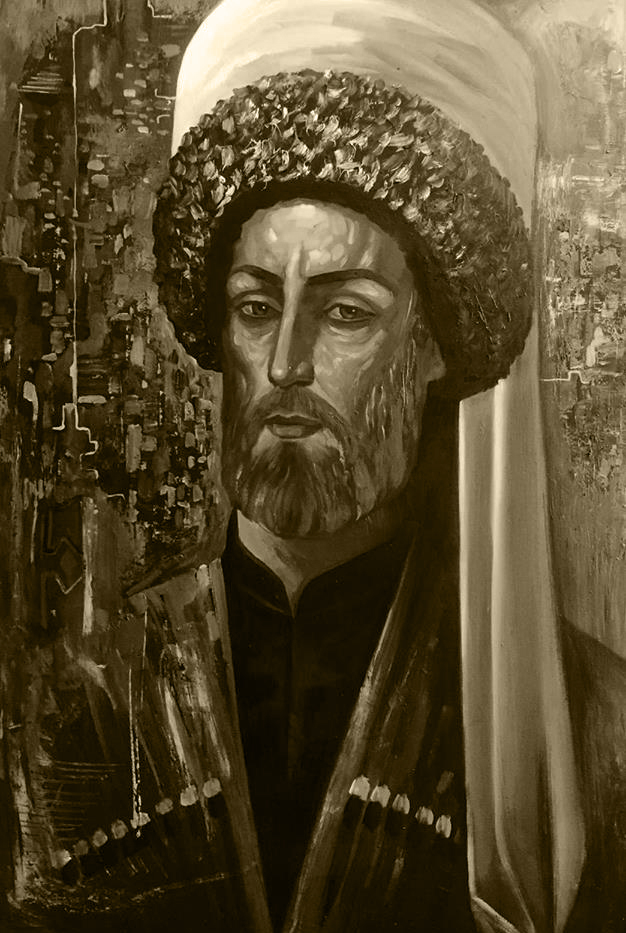
Шейх Мансур
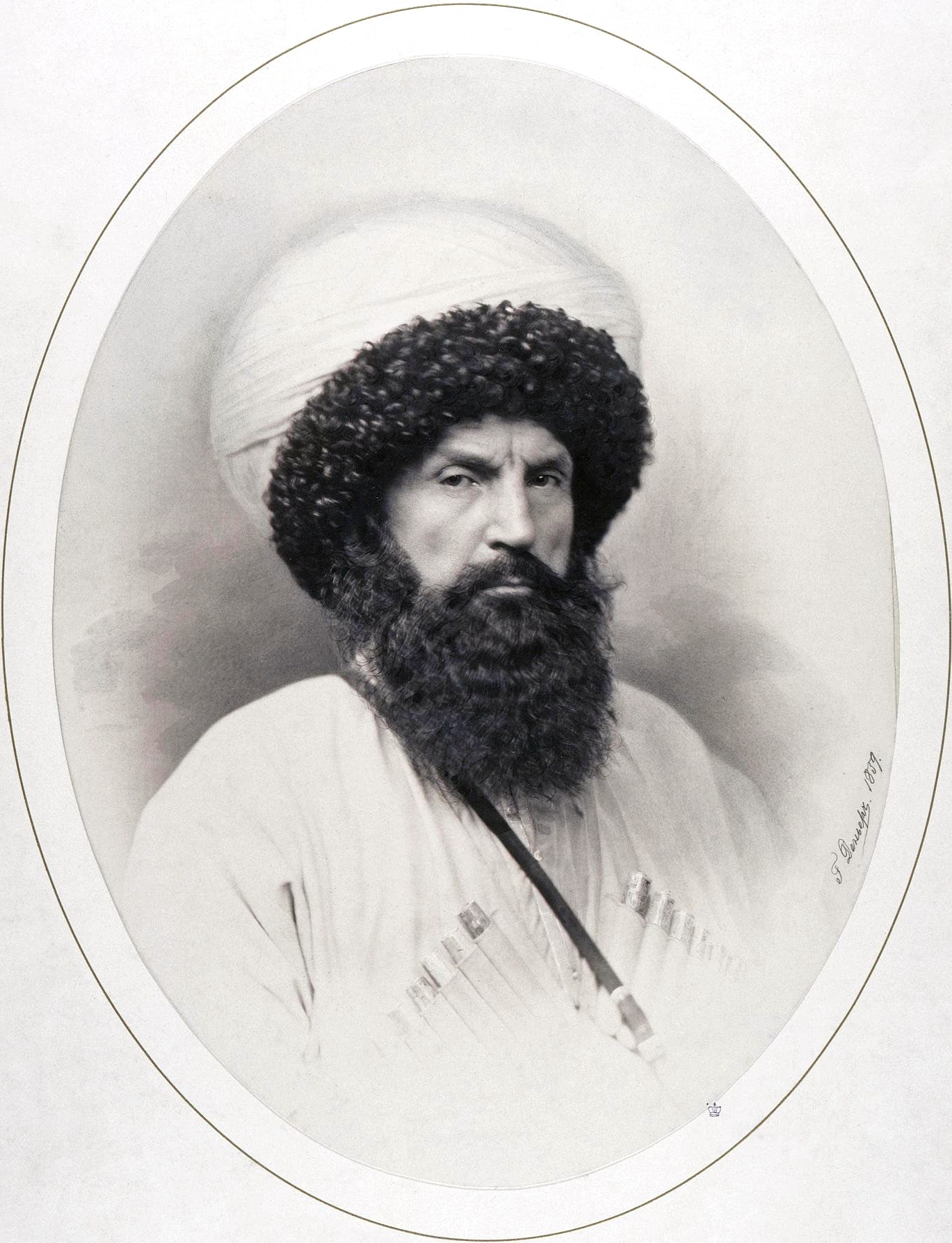
Імам Шаміль

- Бейбулат Таймієв
- Іса Гендергеноєвський

### Румунія

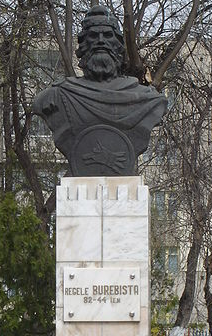
Беребіста
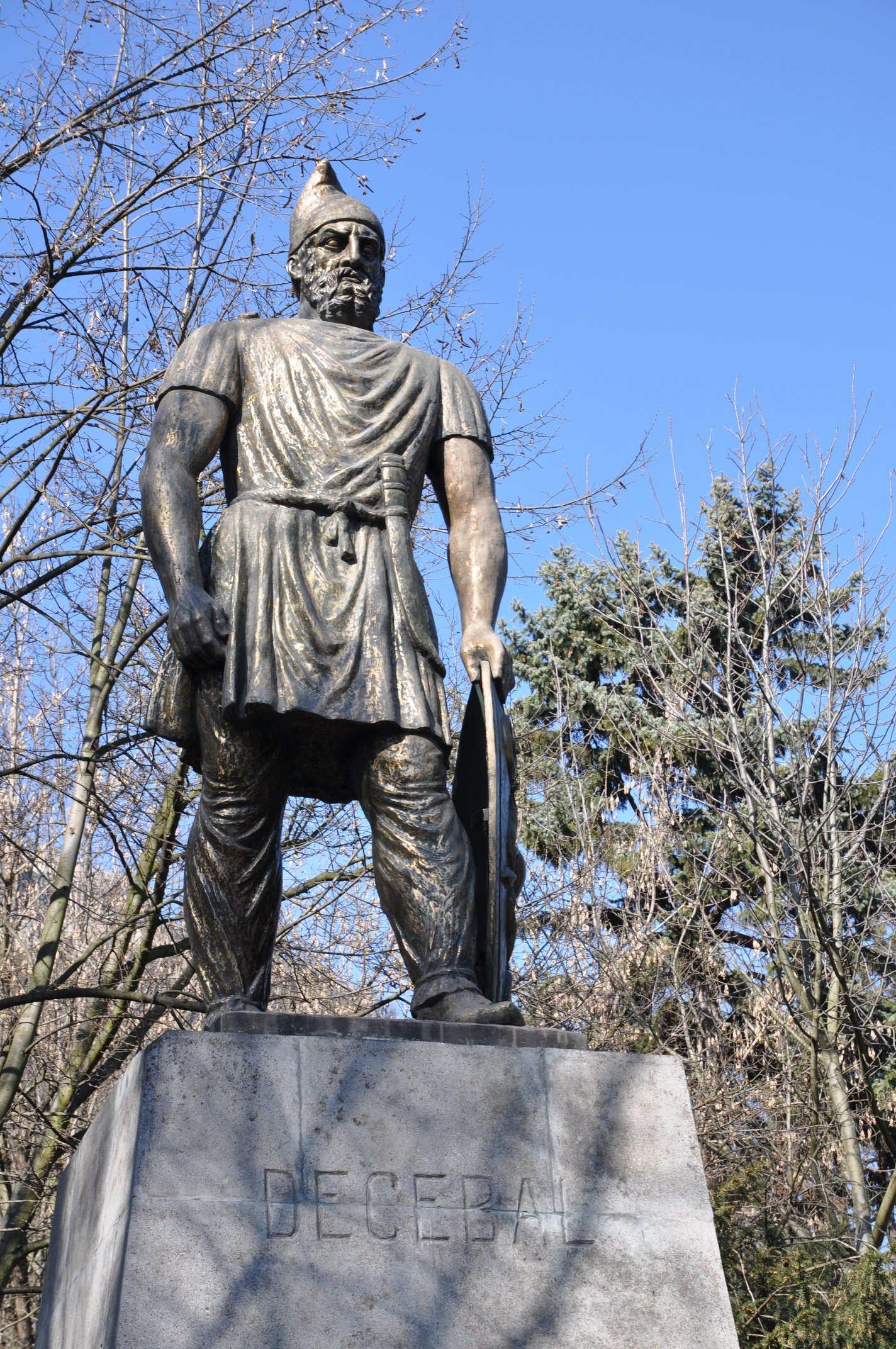
Децебал

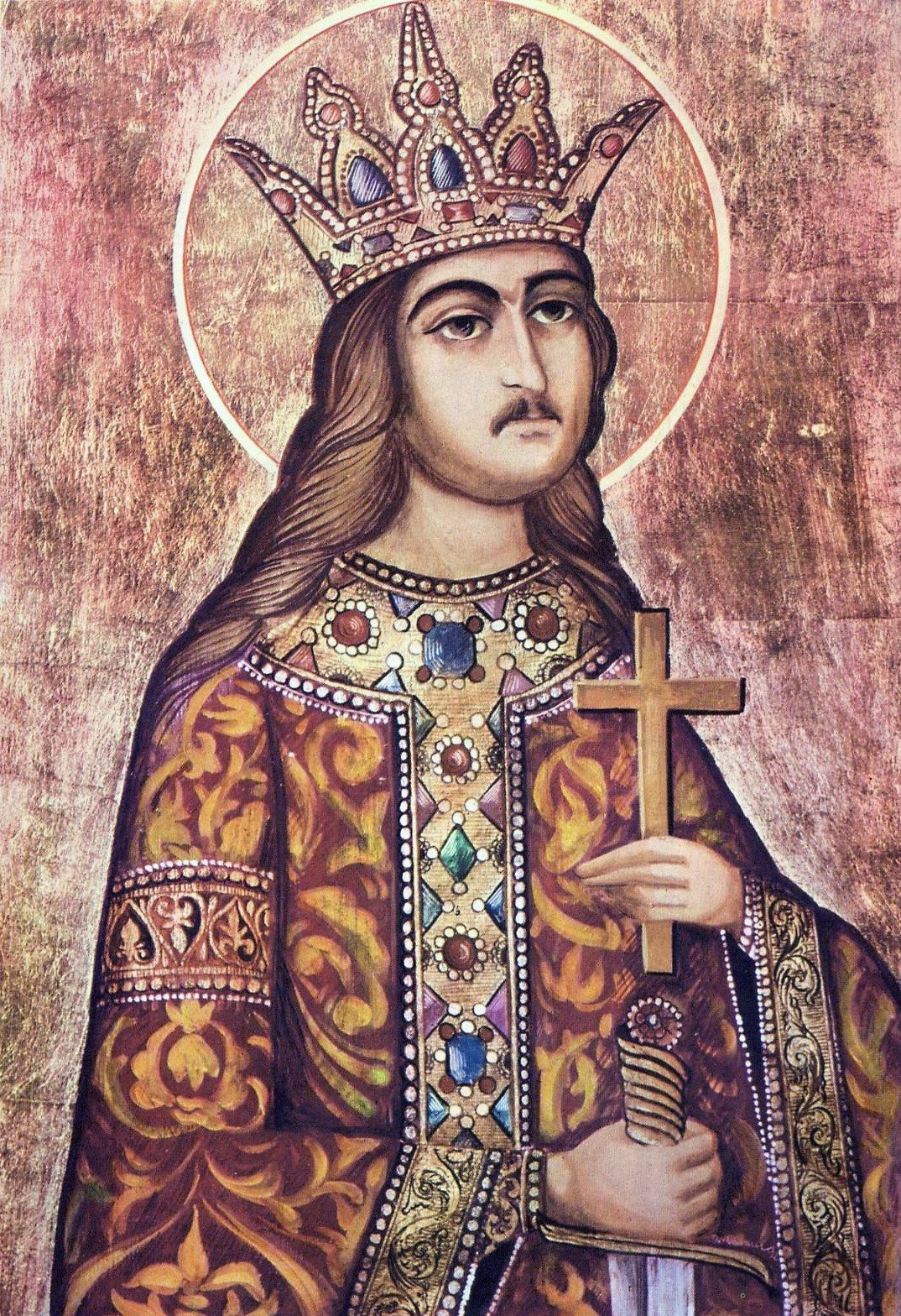
Штефан III Великий
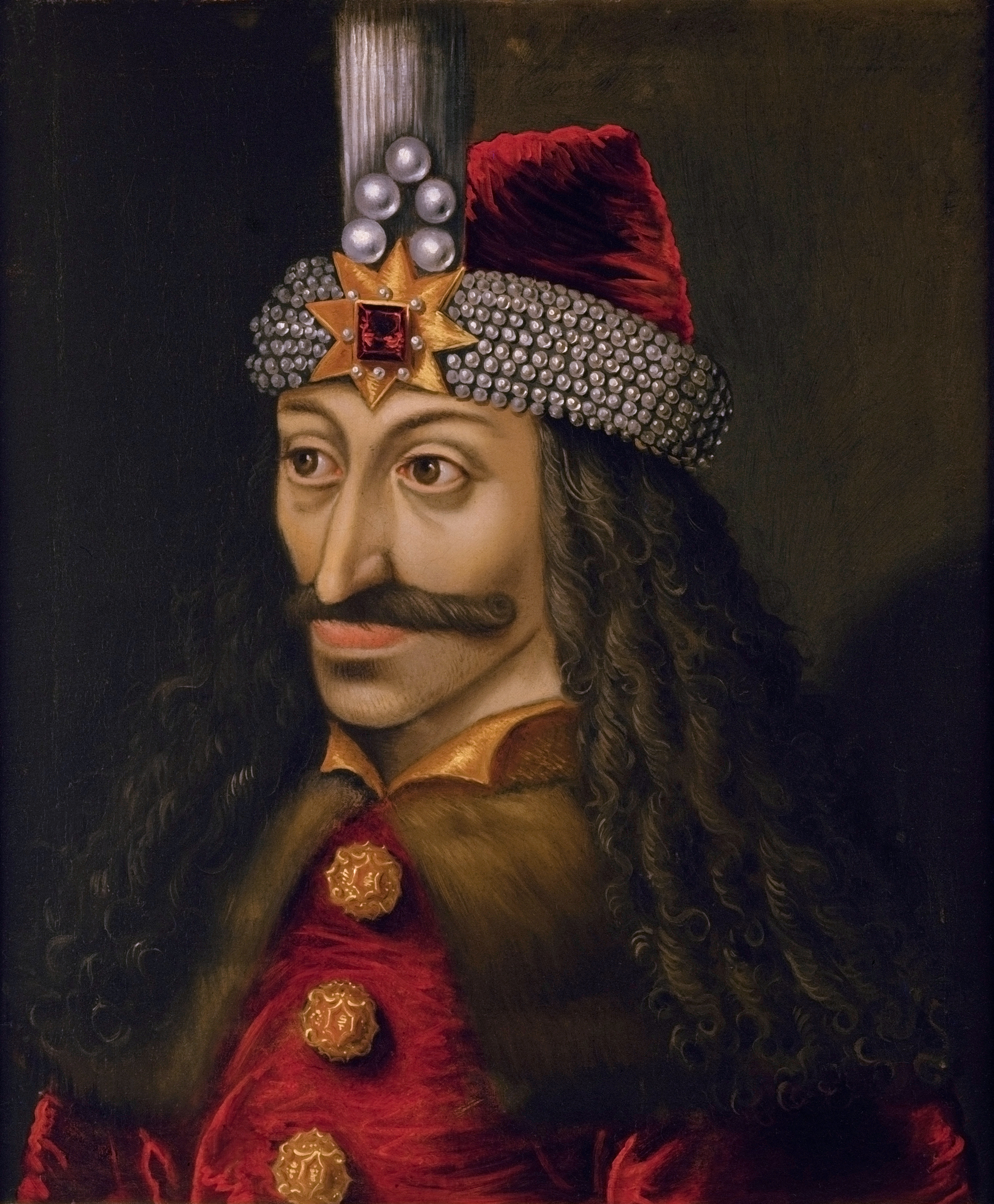
Влад III Дракула
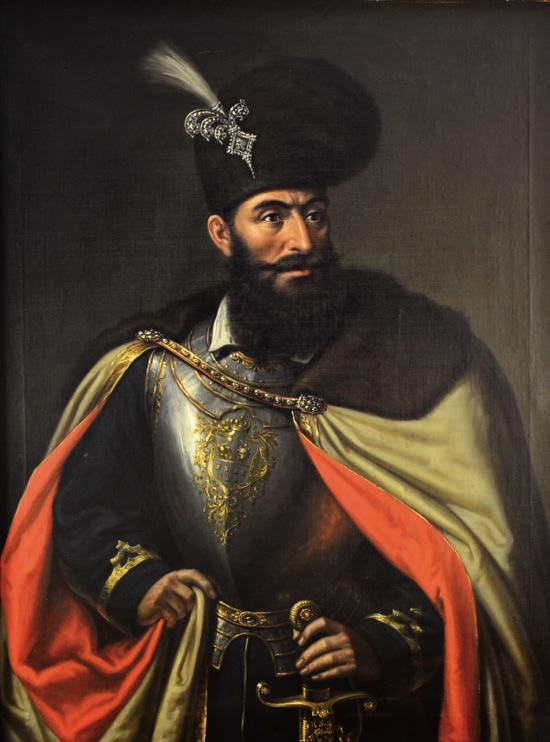
Михайло Хоробрий
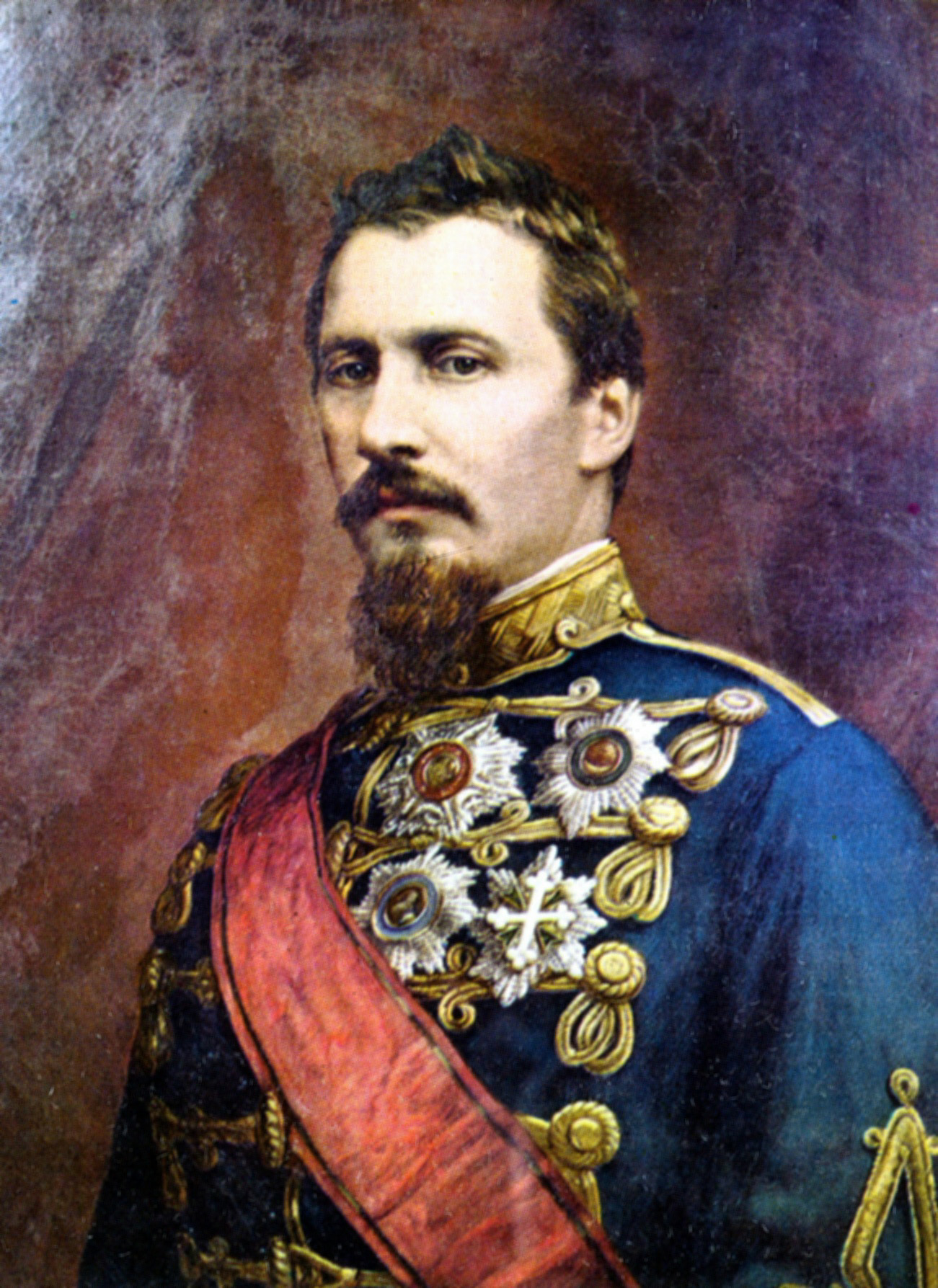
Александру Йоан Куза
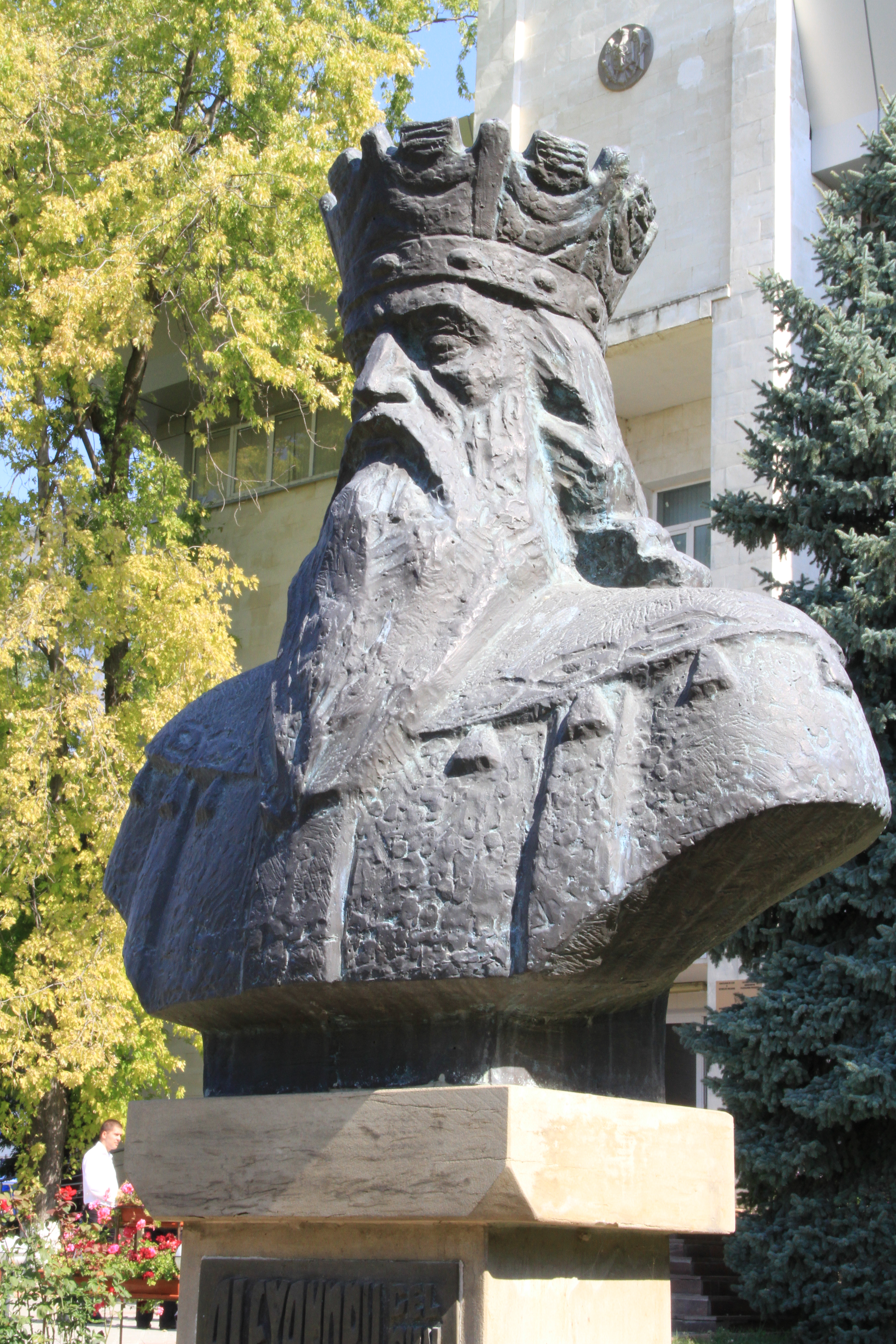
Олександр Добрий
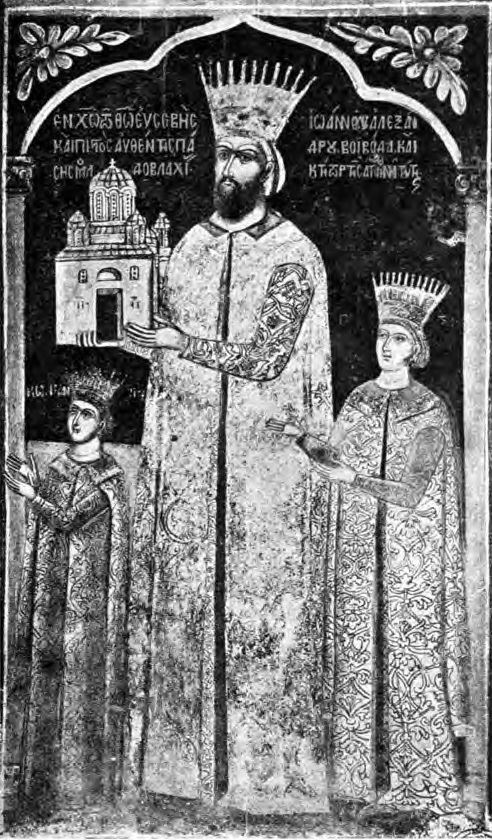
Олександр IV Лопушанин
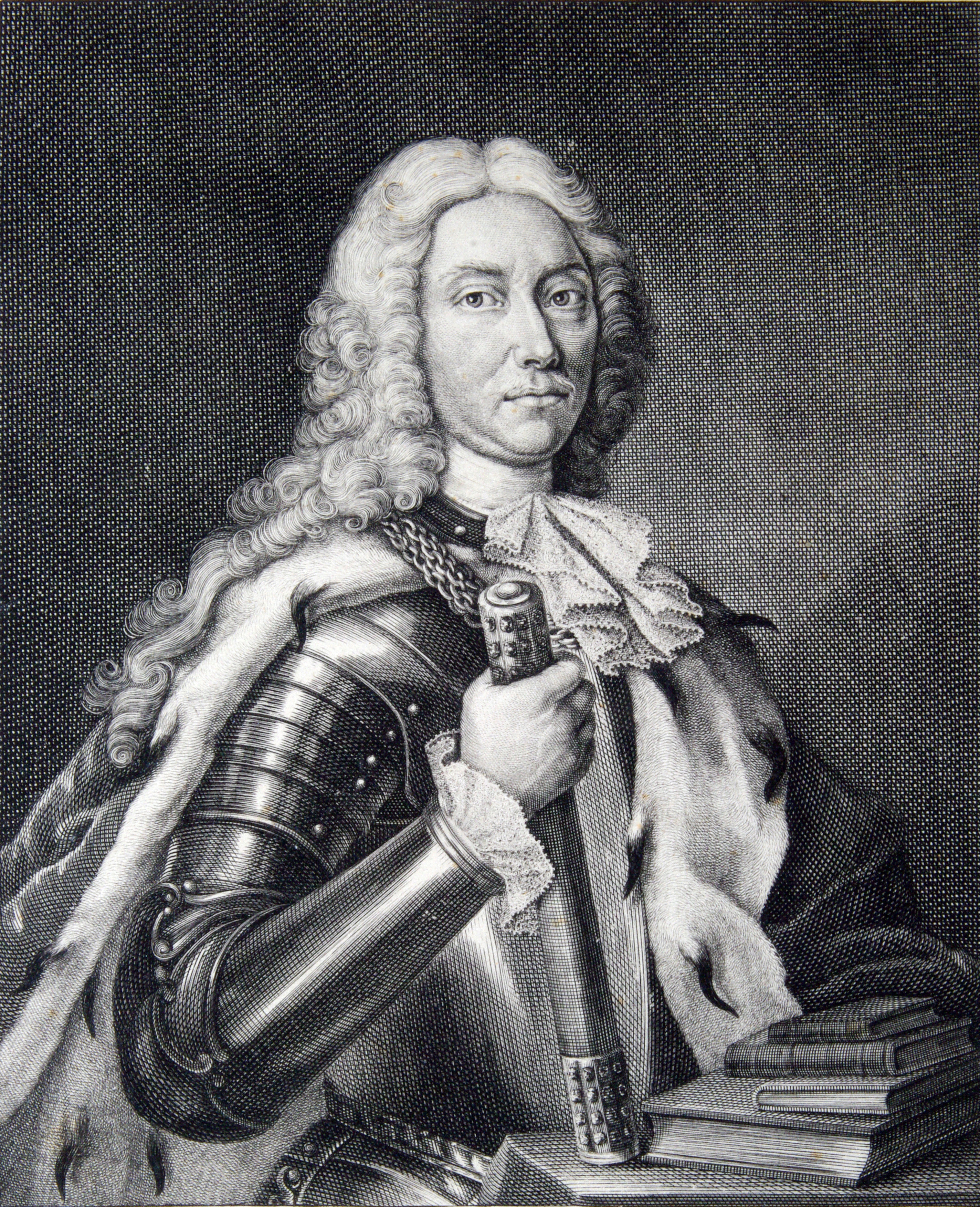
Димитрій Кантемир
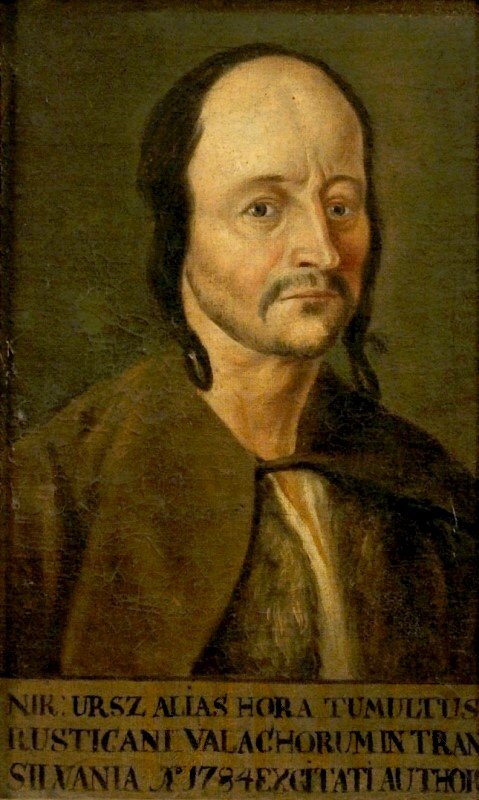
Васіле Урсу Нікола (Хоря)
Іон Оарґе Клошка
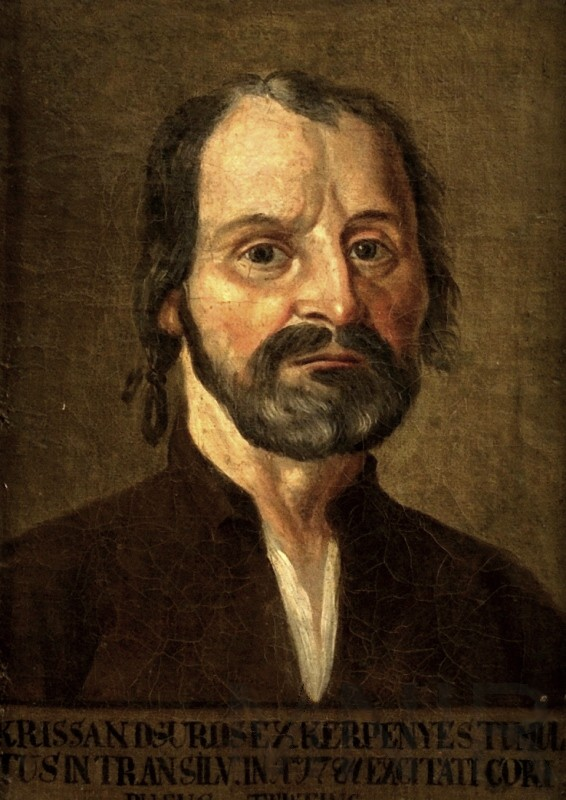
Георге Крішан
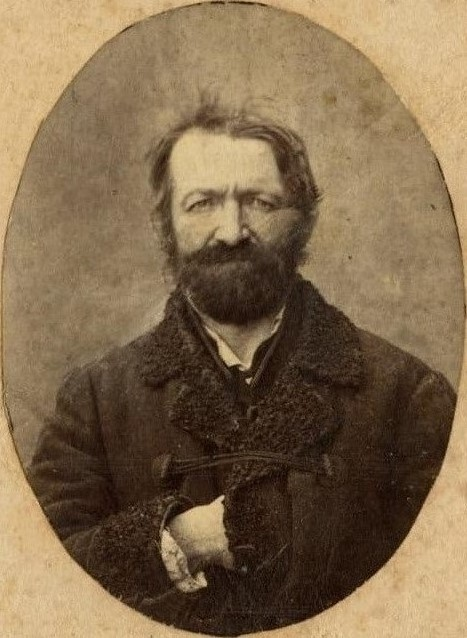
Аврам Янку
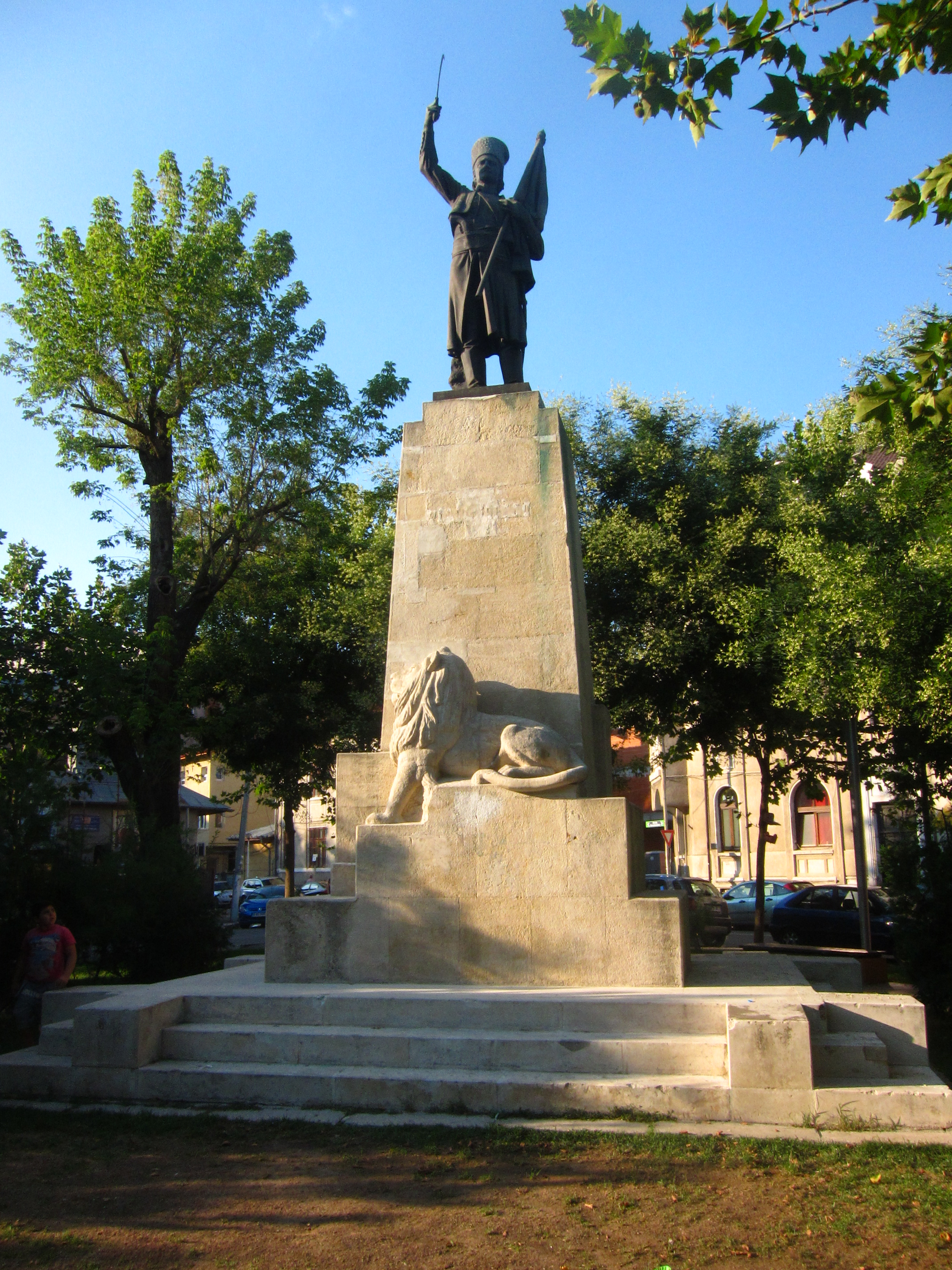
Тудор Владимиреску
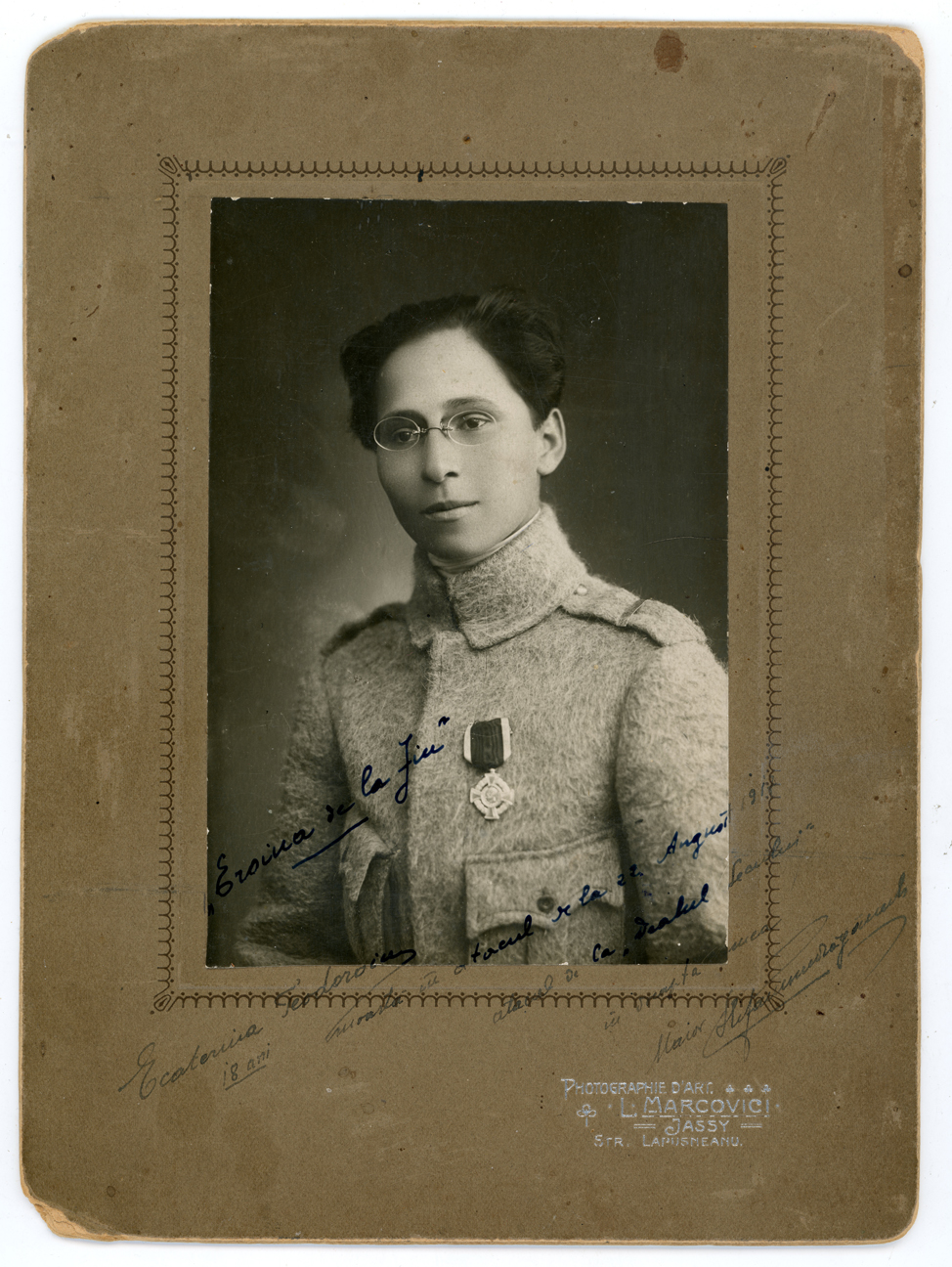
Єкатерина Теодорою
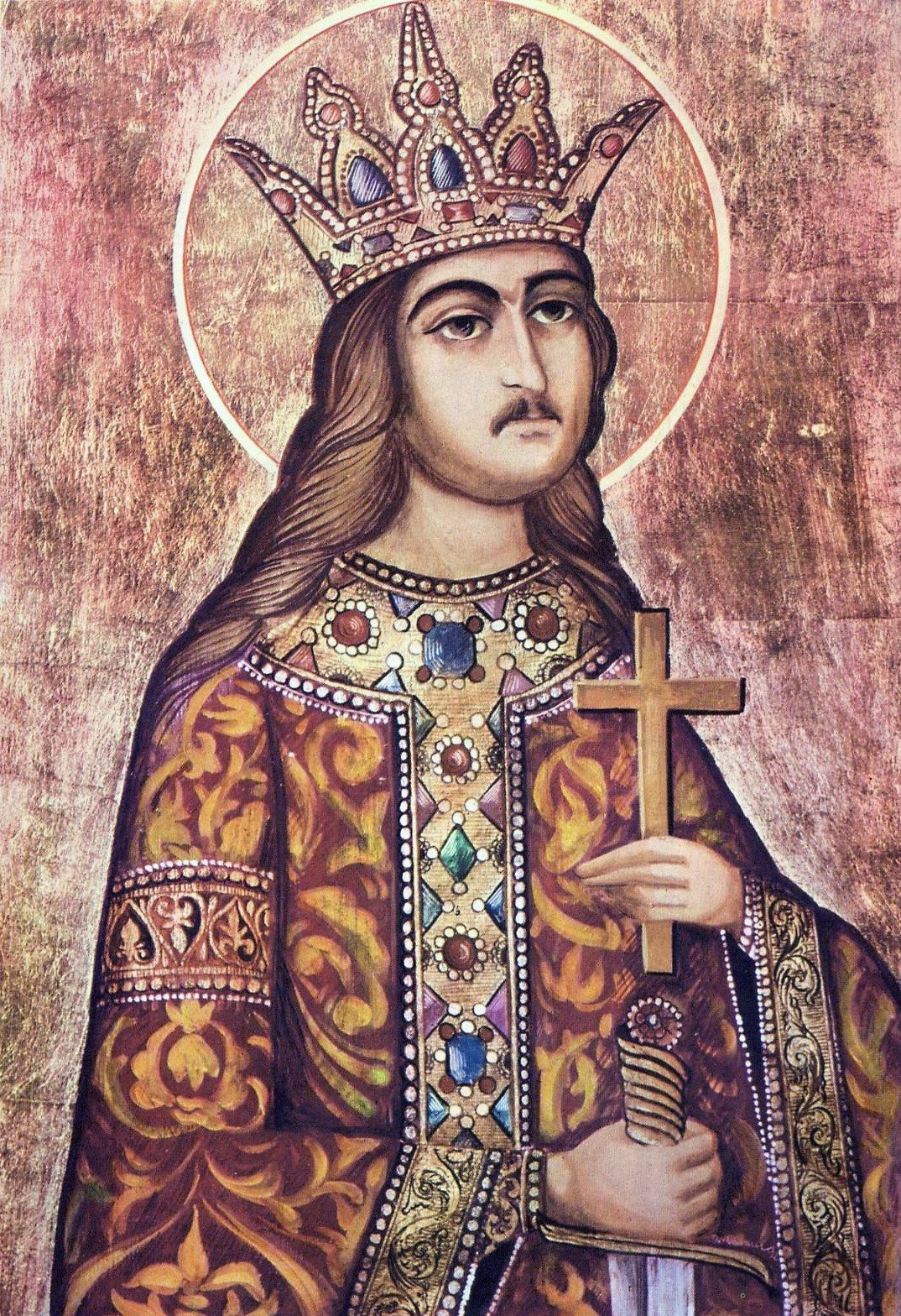
Штефан III Великий
- Влад III Дракула
- Михайло Хоробрий
- Александру Йоан Куза
- Олександр Добрий
- Олександр IV Лопушанин
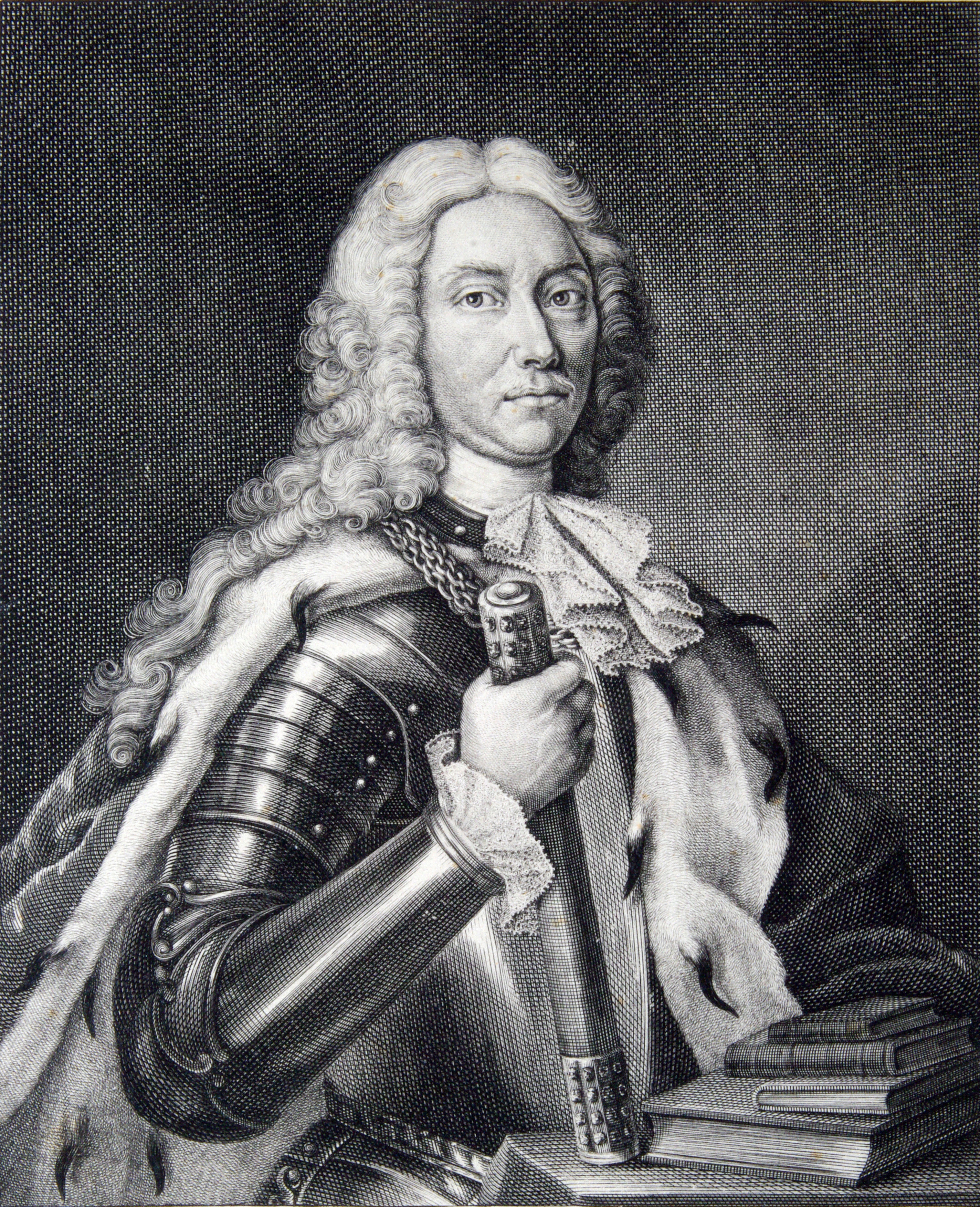
Димитрій Кантемир
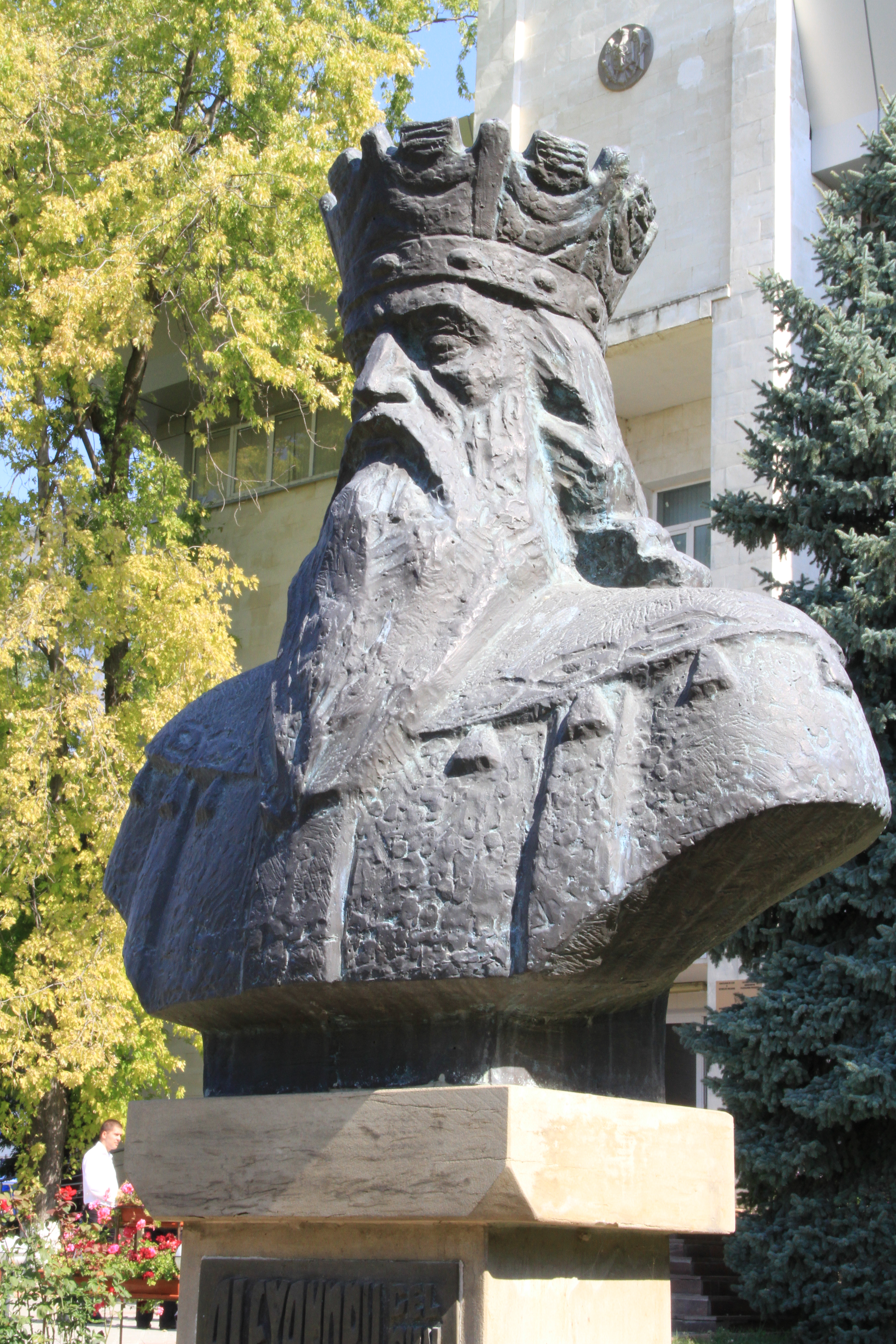
Олександр Добрий
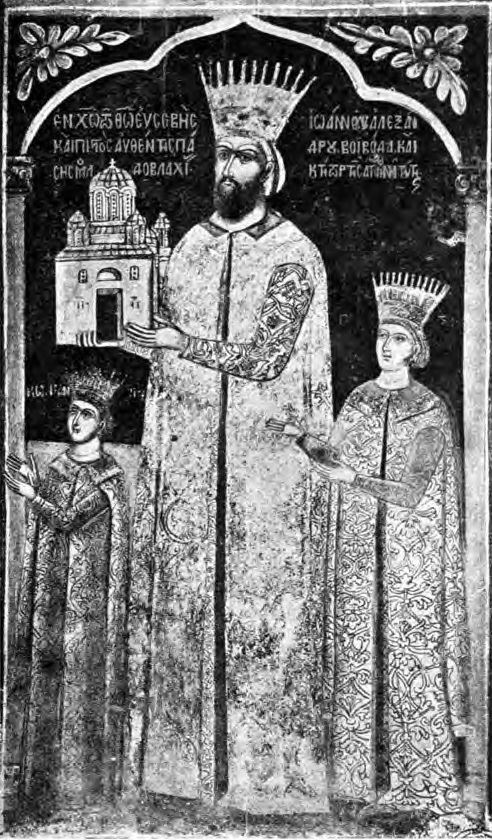
Олександр IV Лопушанин

- Васіле Урсу Нікола (Хоря)
- Іон Оарґе Клошка
- Георге Крішан
- Аврам Янку
- Тудор Владимиреску
- Єкатерина Теодорою

### Сербія

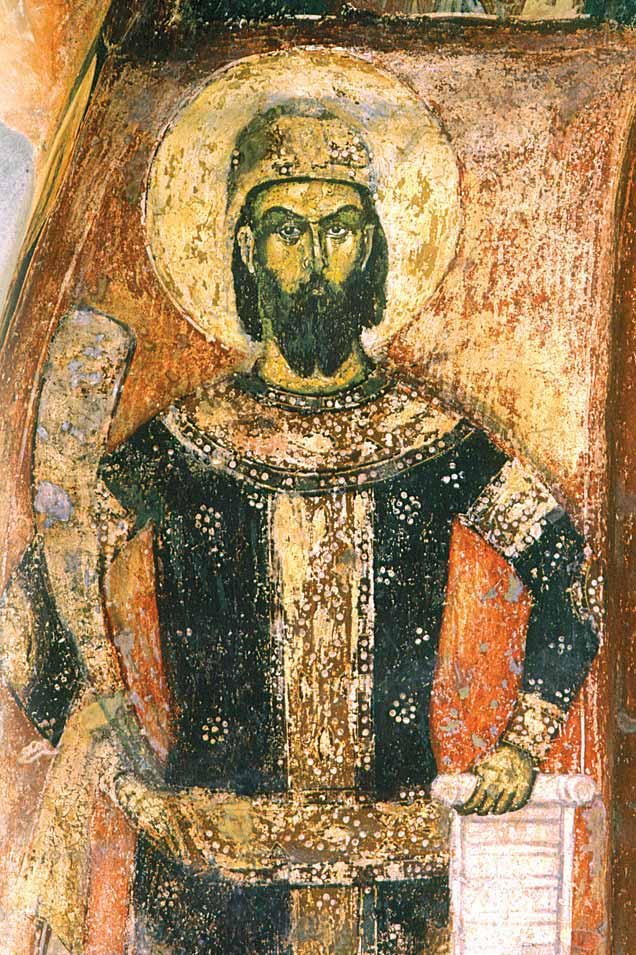
Марко Мрнявчевич
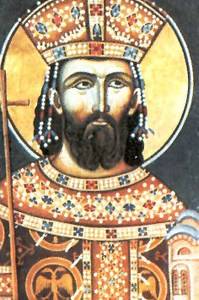
Лазар Хребелянович
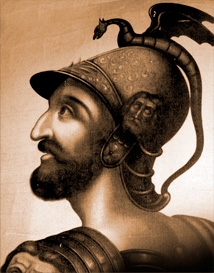
Мілош Обилич
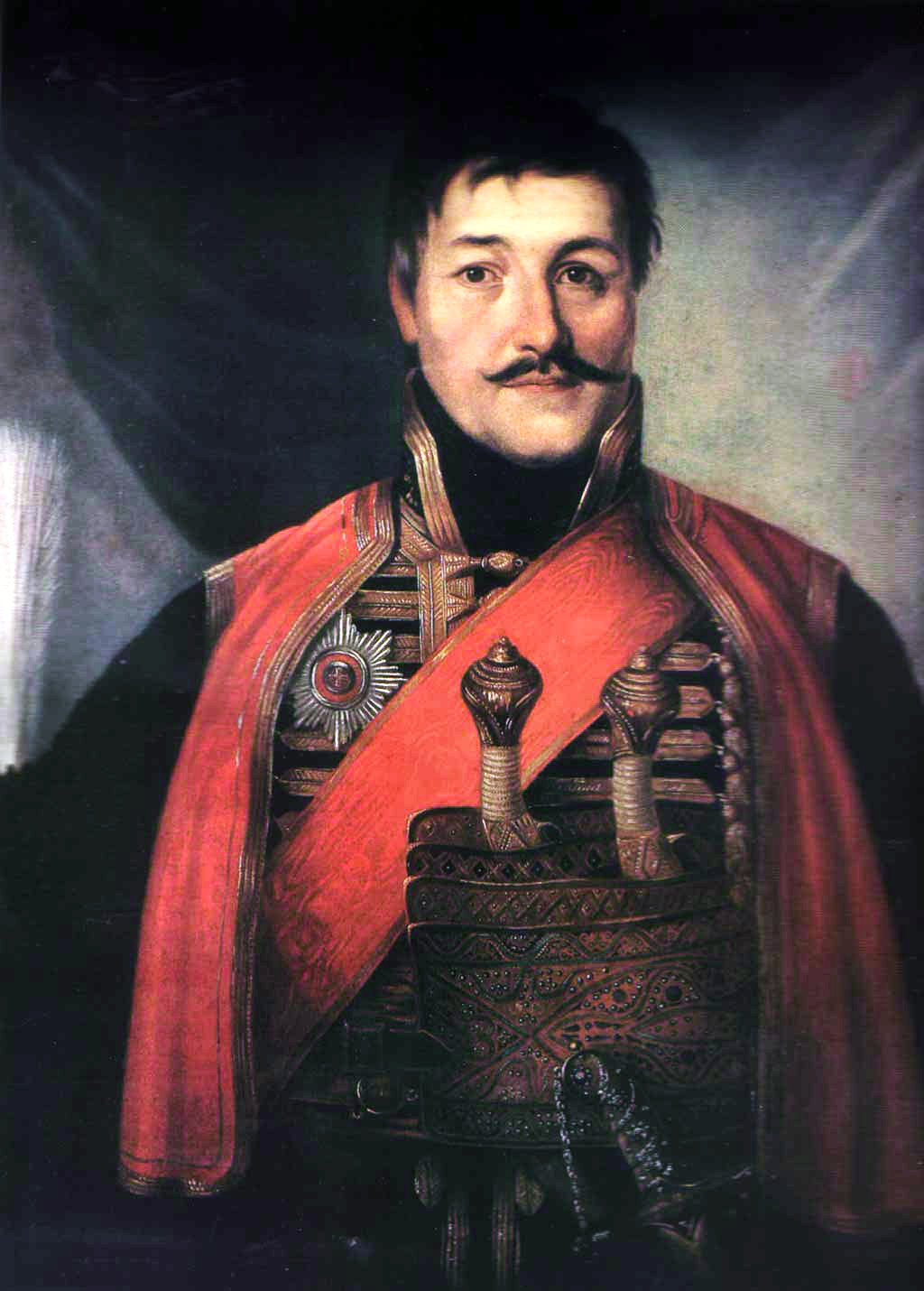
Карагеоргій

- Весна Вулович

### Словаччина

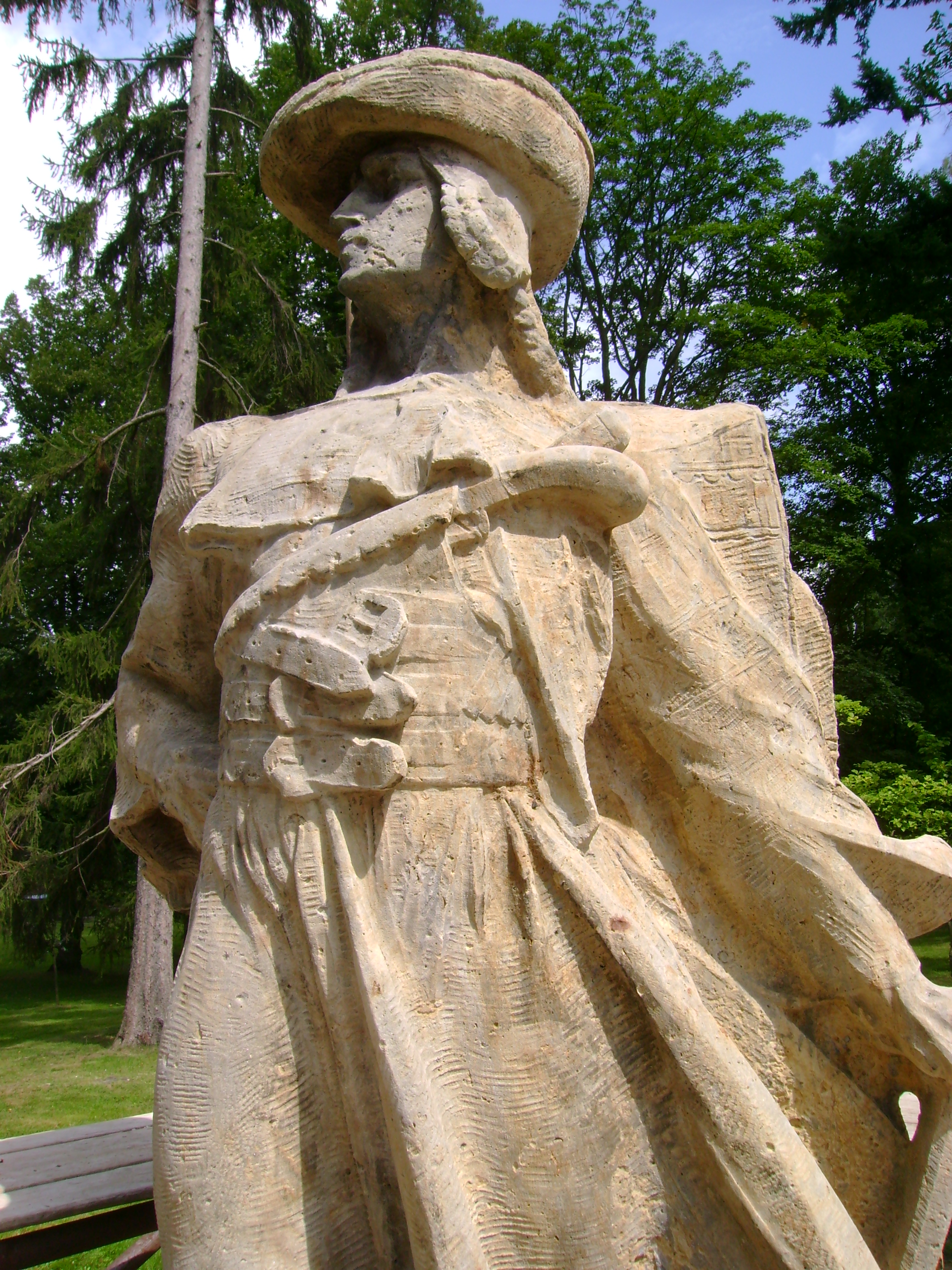
Юрай Яношик
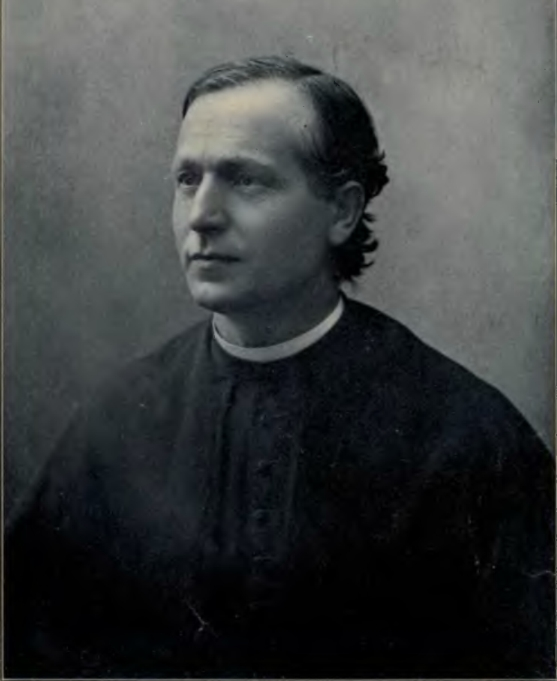
Андрій Глінка

### Словенія
- Мартін Крпан

### Сан-Марино

Святий Марин

### Угорщина

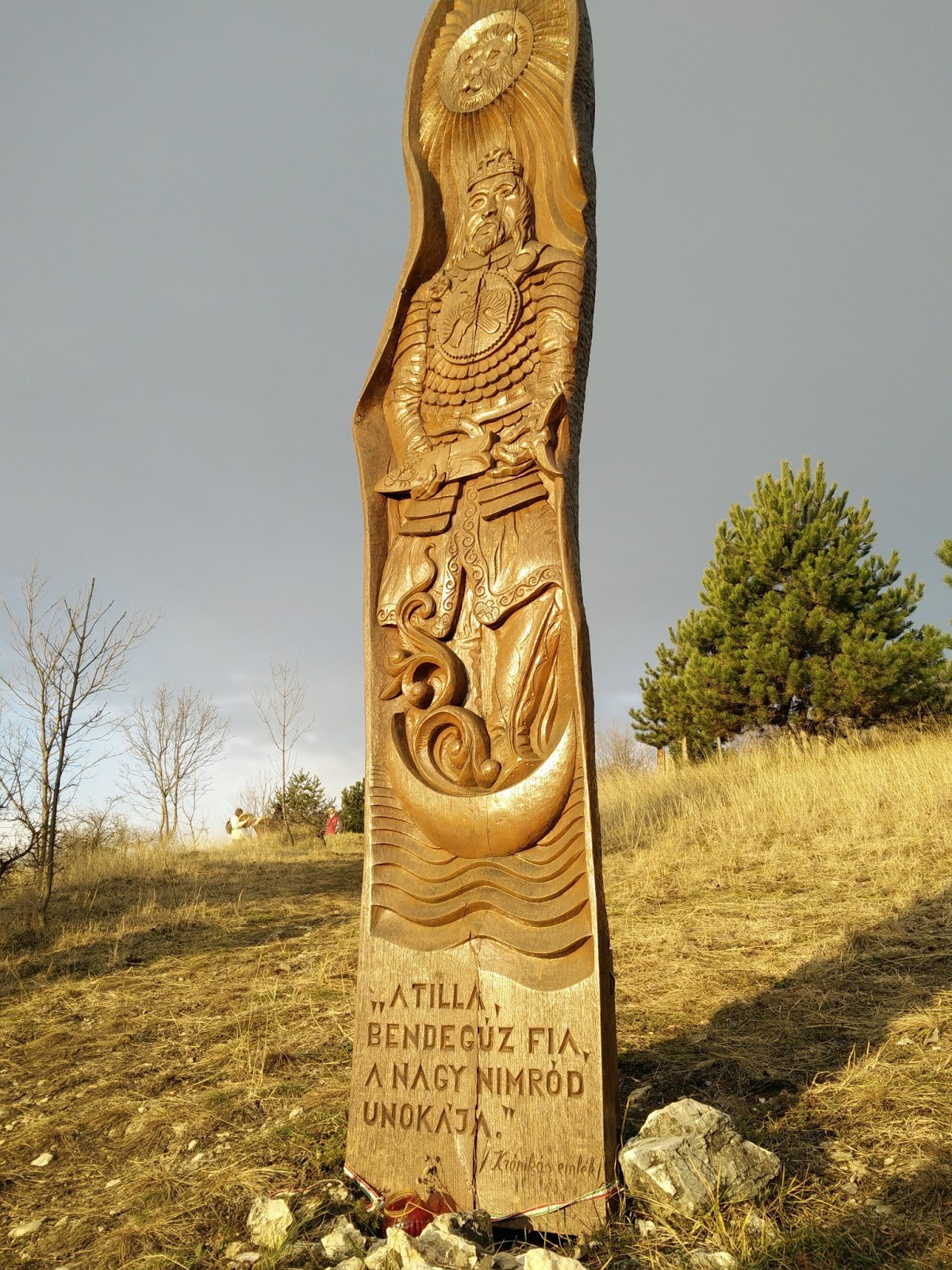
Аттіла
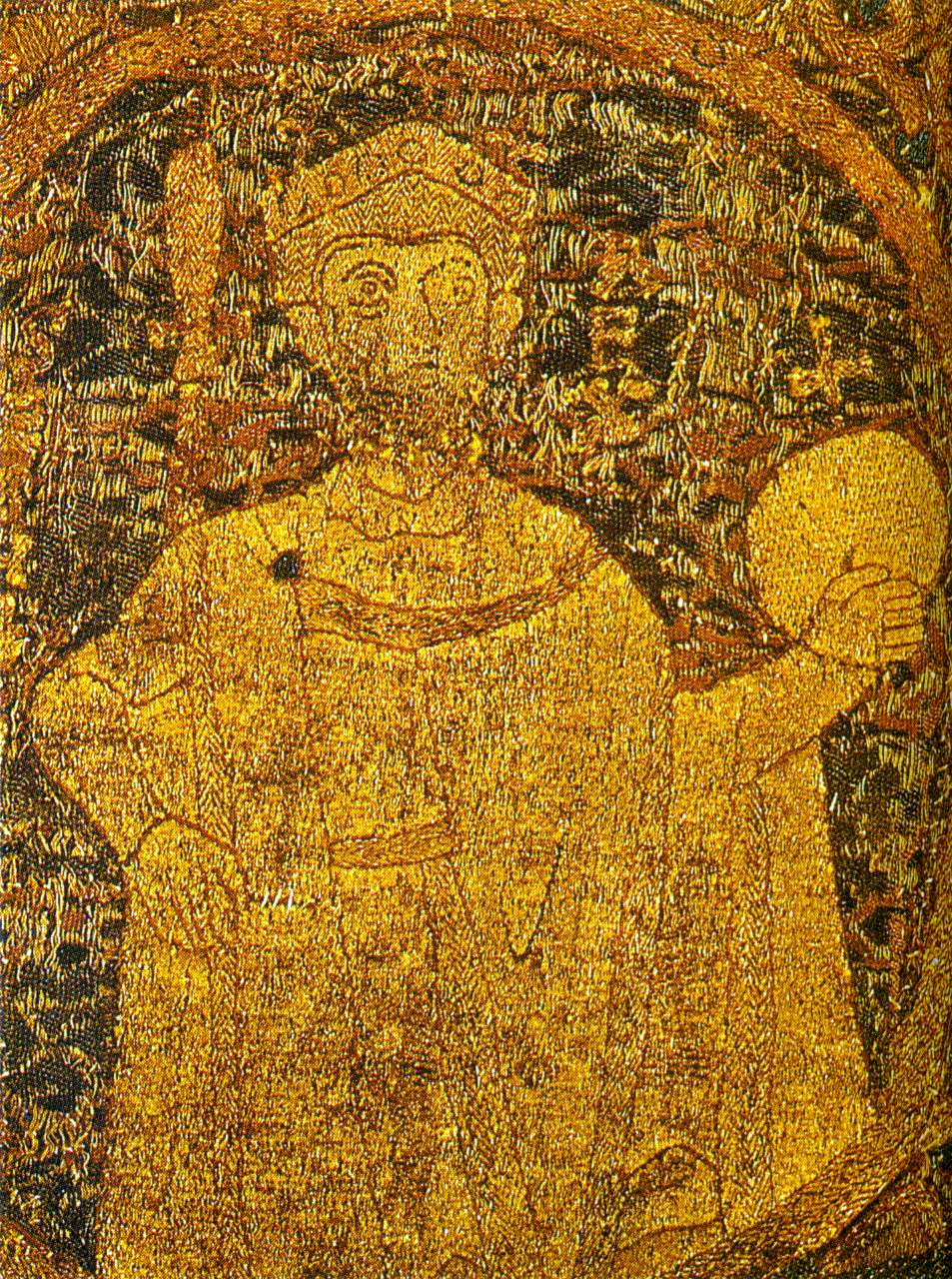
Стефан I Святий
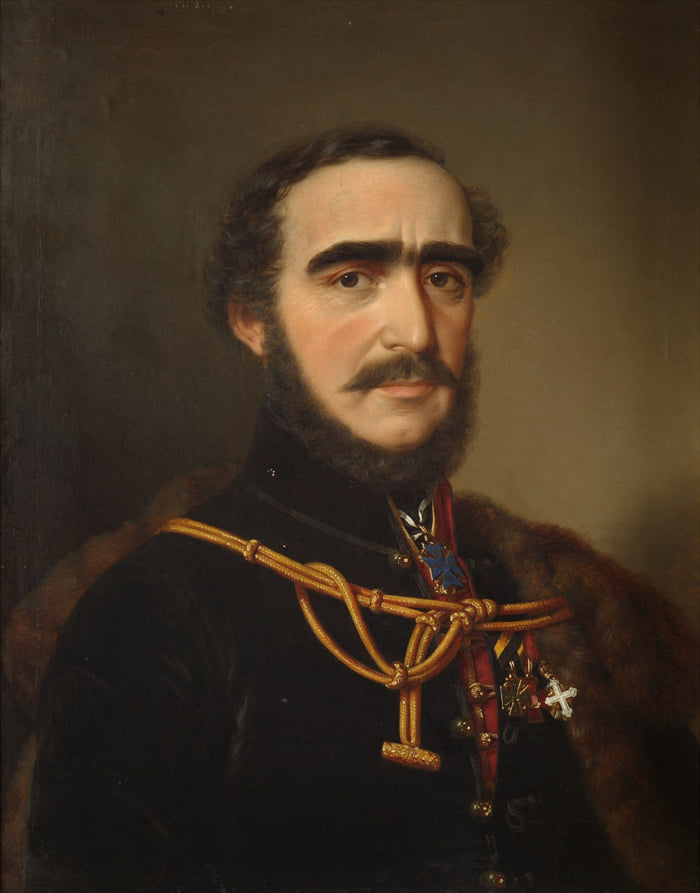
Іштван Сечені
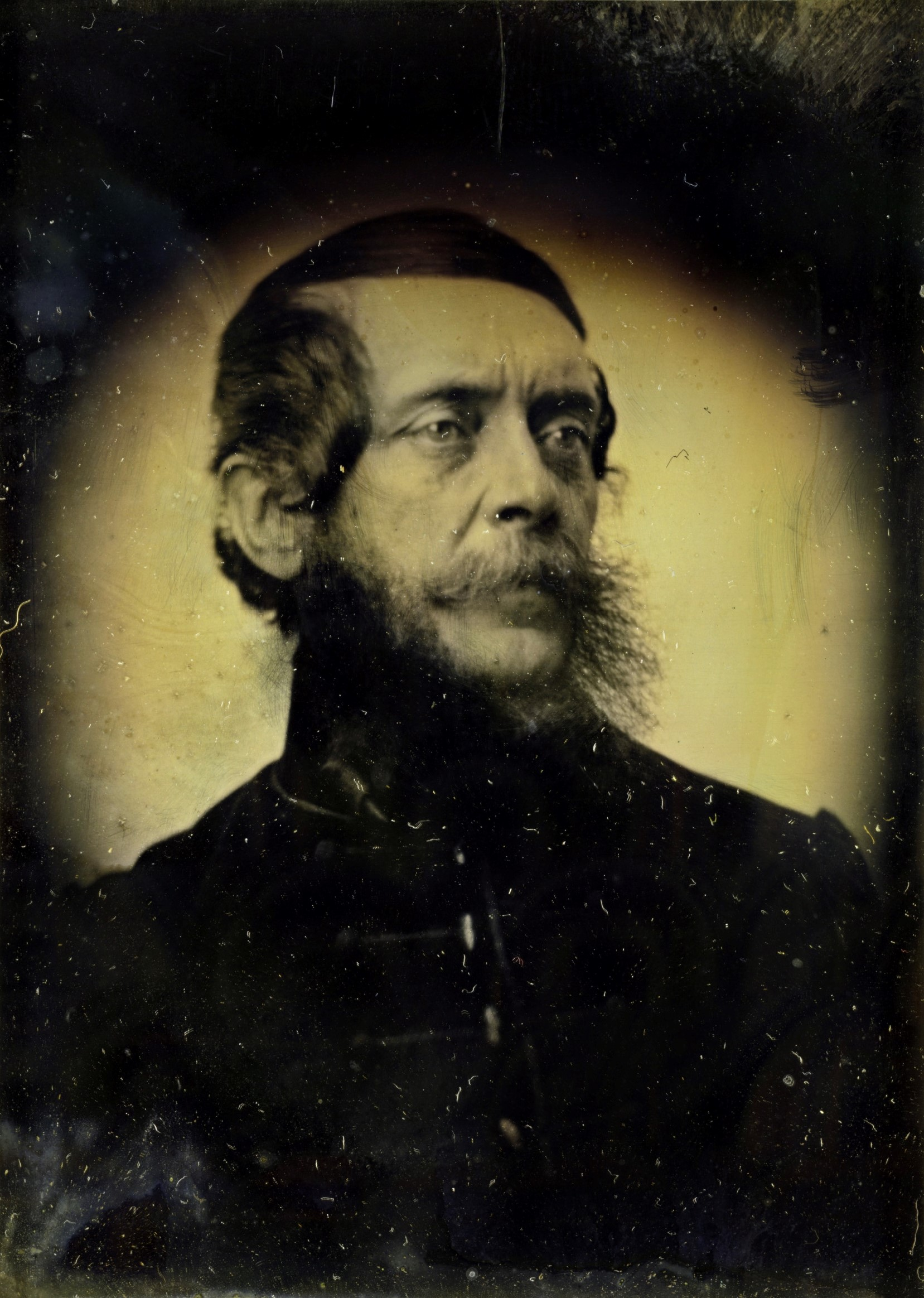
Лайош Кошут
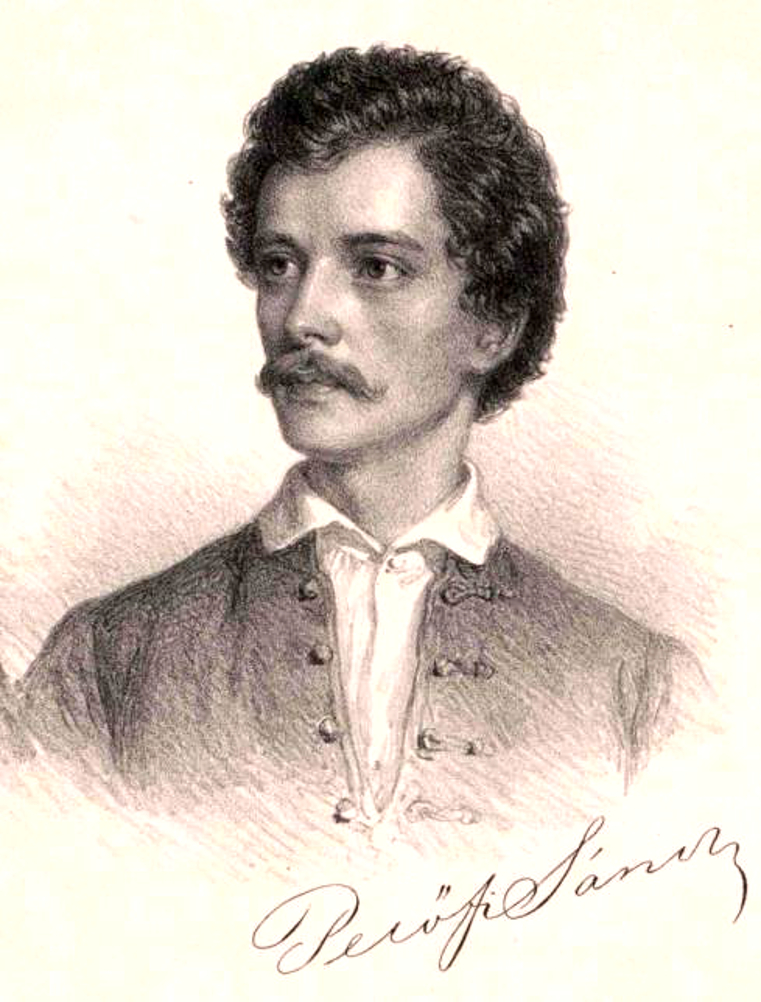
Шандор Петефі
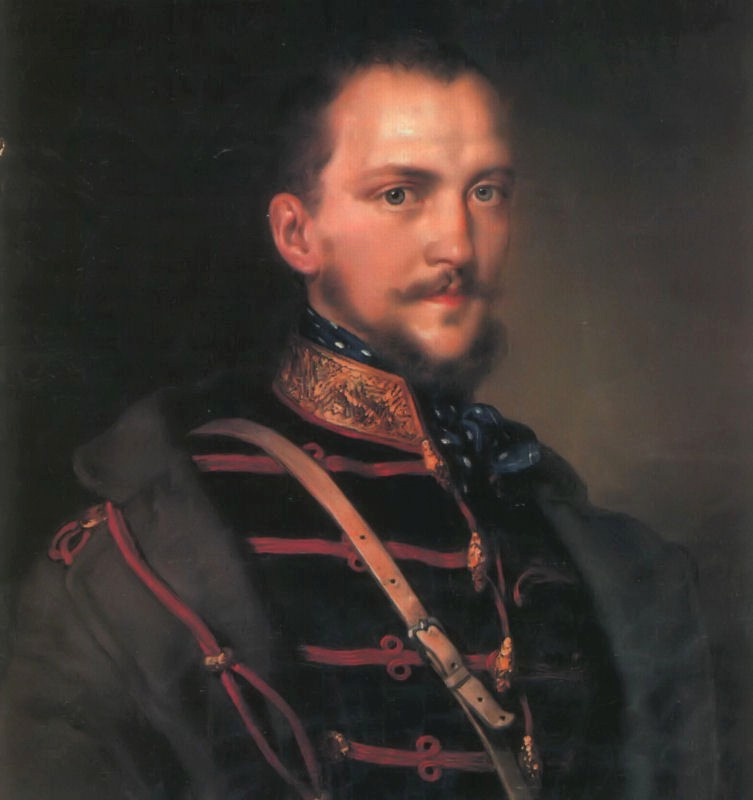
Артур Гергеї
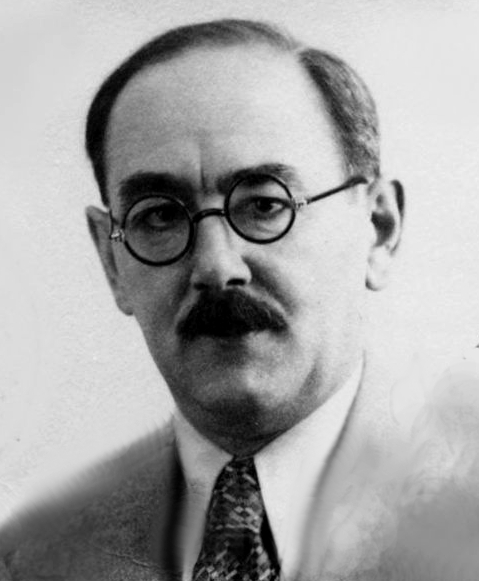
Імре Надь

### Уельс

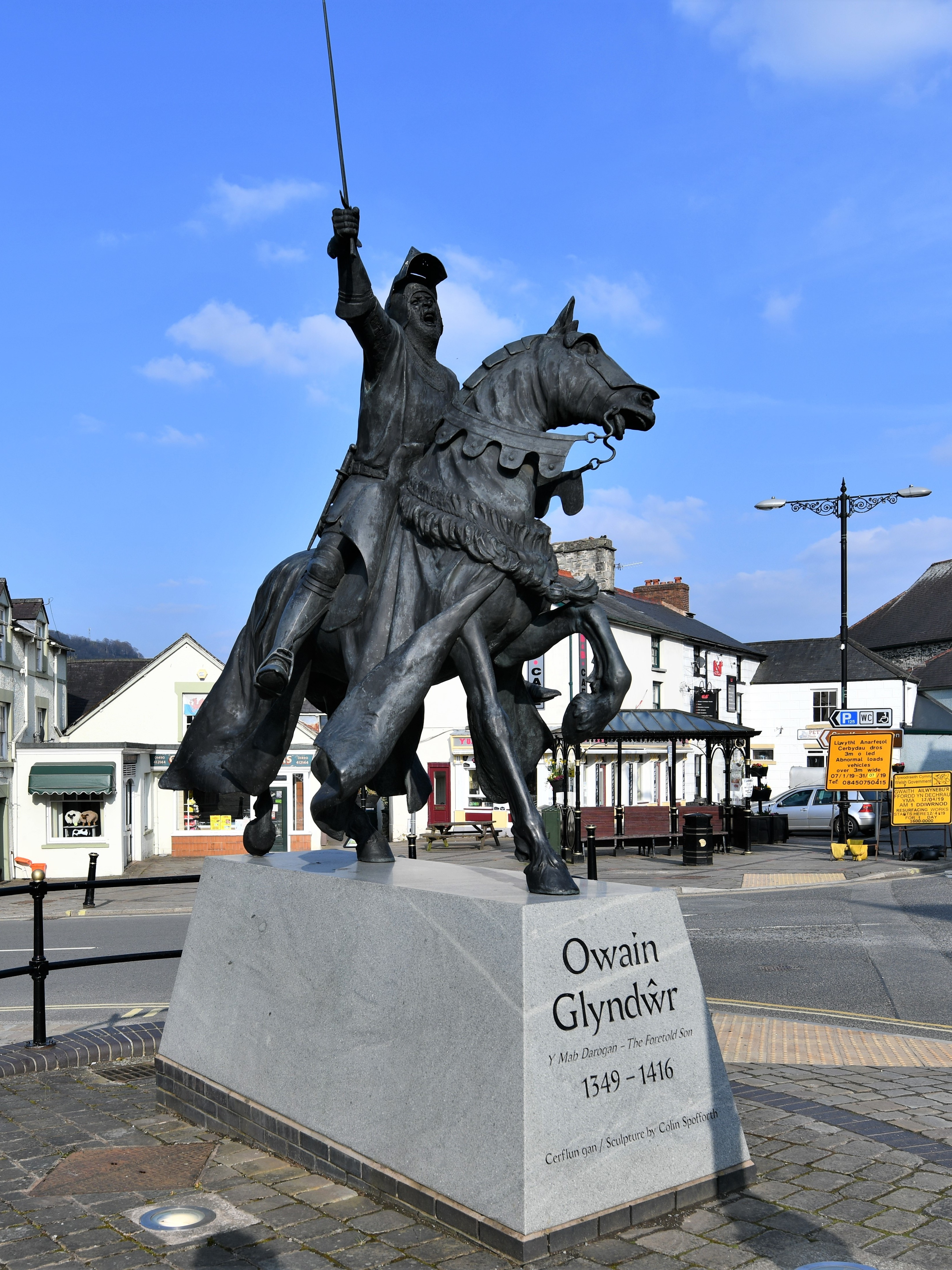
Овайн Гліндур

- Твім Шіон Каті

### Україна
В Україні після набуття Незалежності, в силу історично відмінних векторів розвитку котрі сформувалися ще за часів Руїни, а згодом посилилися під час перебування сучасної території країни у різних таборах: Австро-Угорщина та Російська імперія з подальшими світоглядними розбіжностями ставлення до народних національних героїв різниться у залежності від конкретного регіону. Самі українці найбільш загальновизнаними героями, згідно окремих опитувань, вважали Тараса Шевченка, Лесю Українку і Богдана Хмельницького.
Для кримських татар як корінного народу України національними героями є Гіреї[джерело?], Ісмаїл Ґаспринський, Номан Челебіджіхан та Амет-Хан Султан.

### Загальнонаціональні

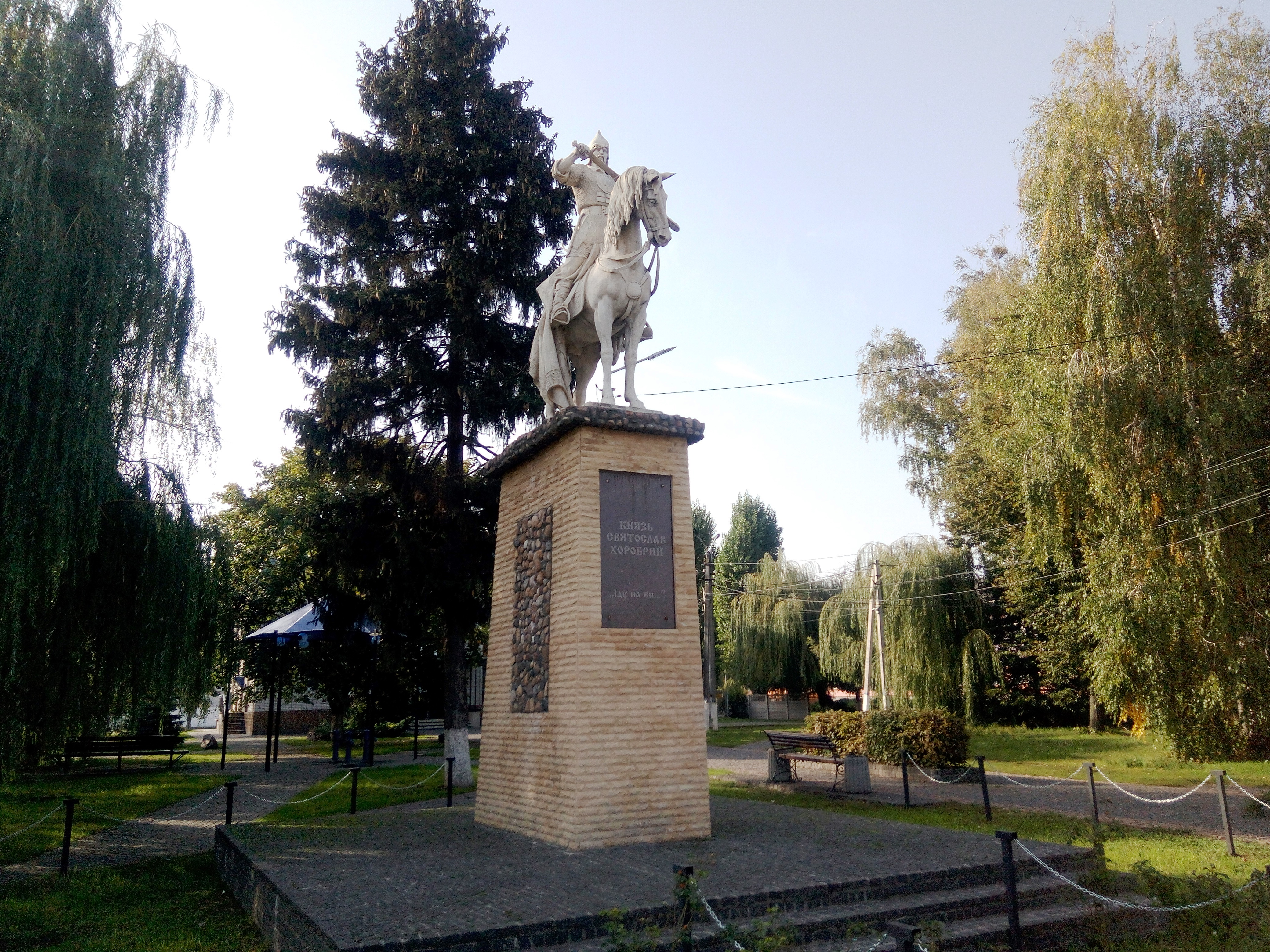
Святослав Хоробрий
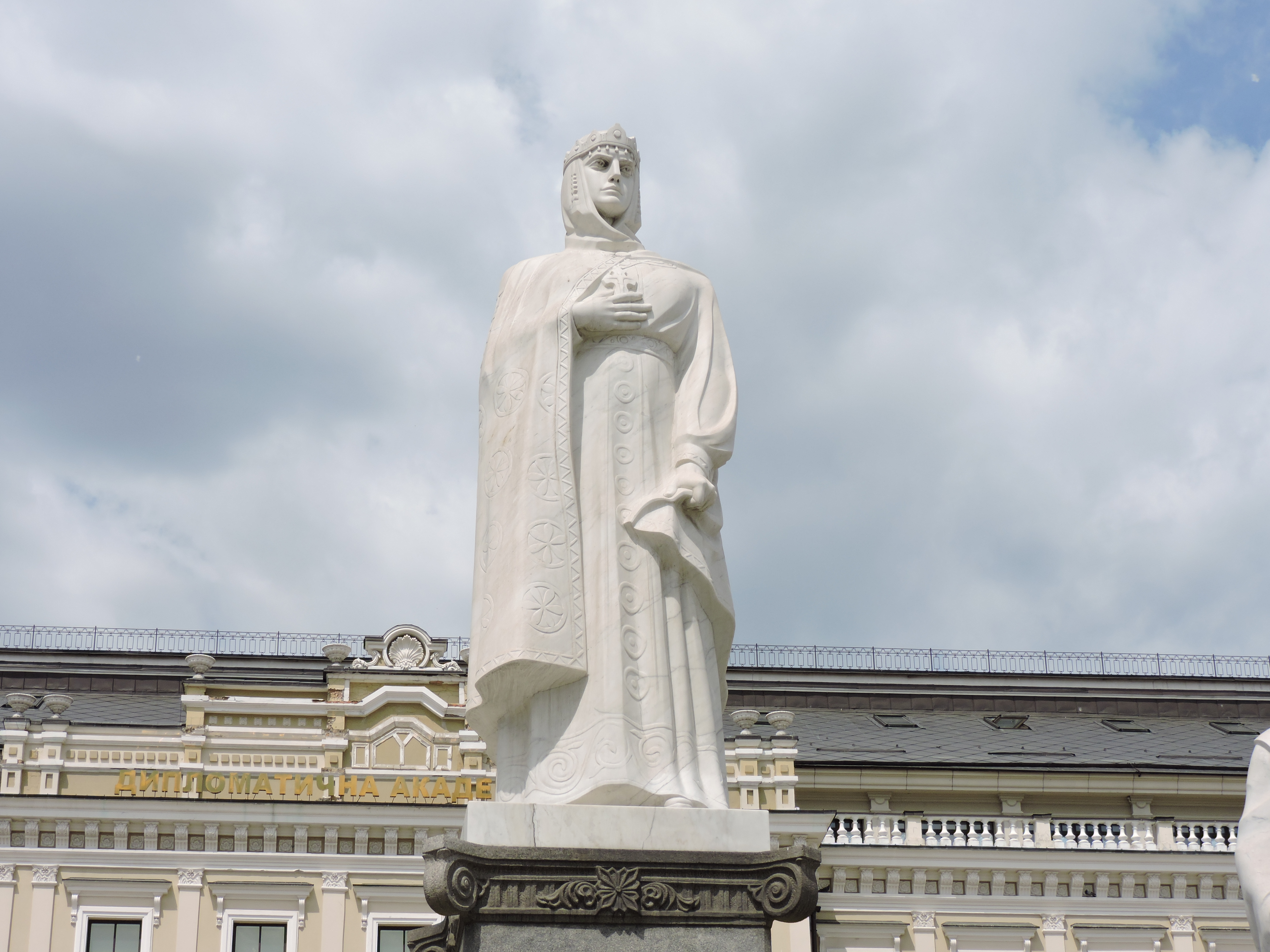
Княгиня Ольга
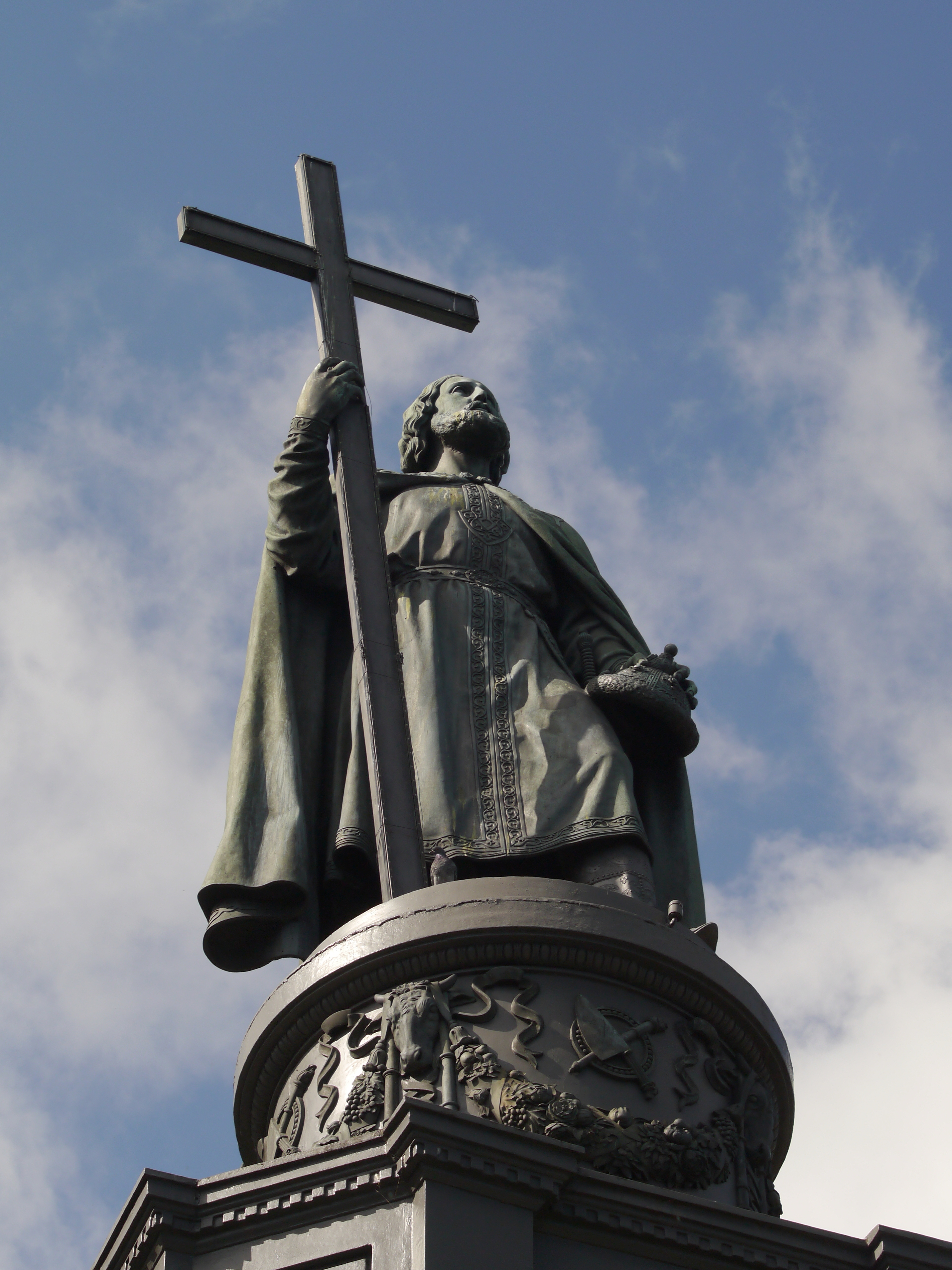
Володимир Святославич
Ярослав Мудрий
Володимир Мономах
Король Данило Романович
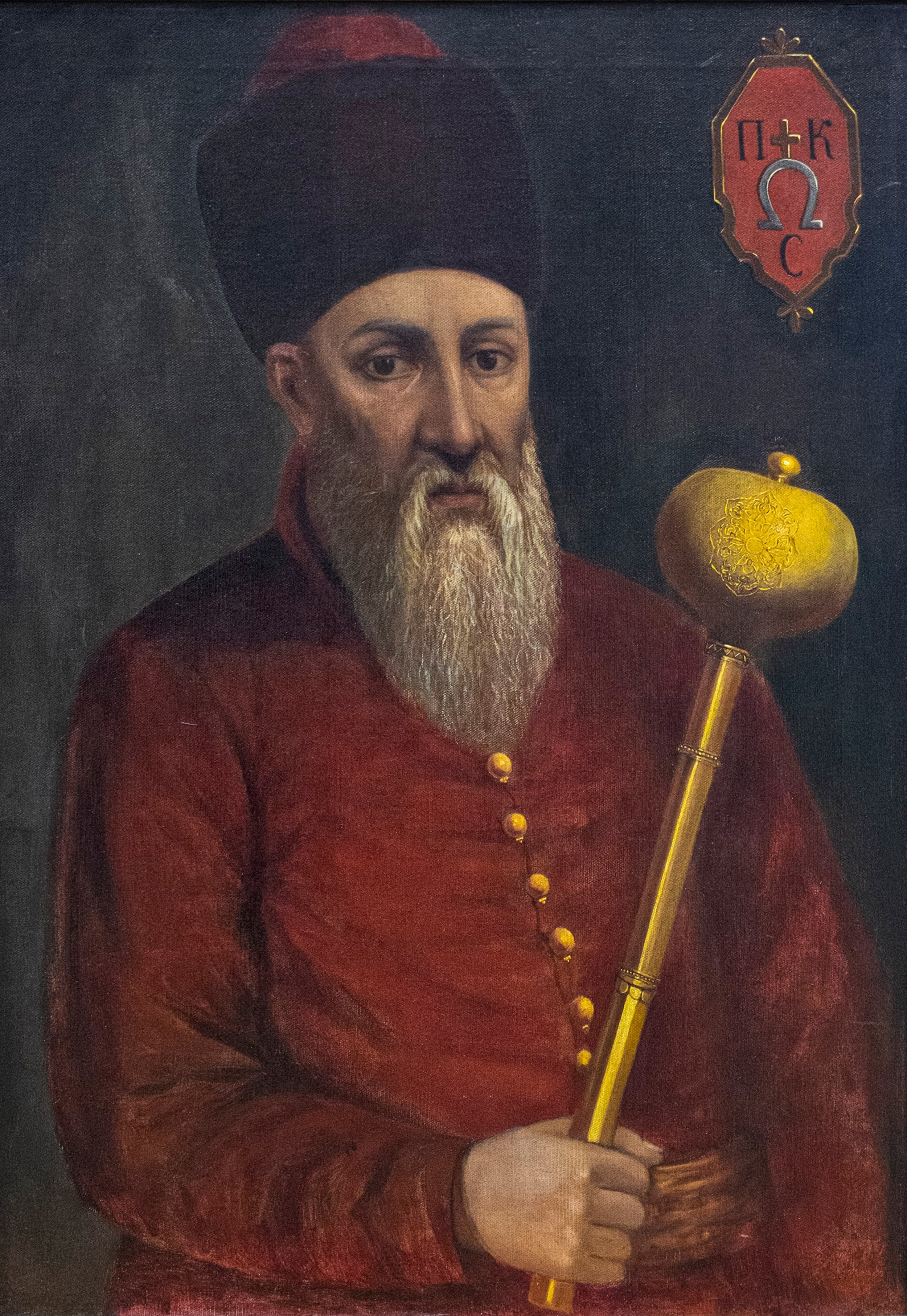
Петро Конашевич-Сагайдачний
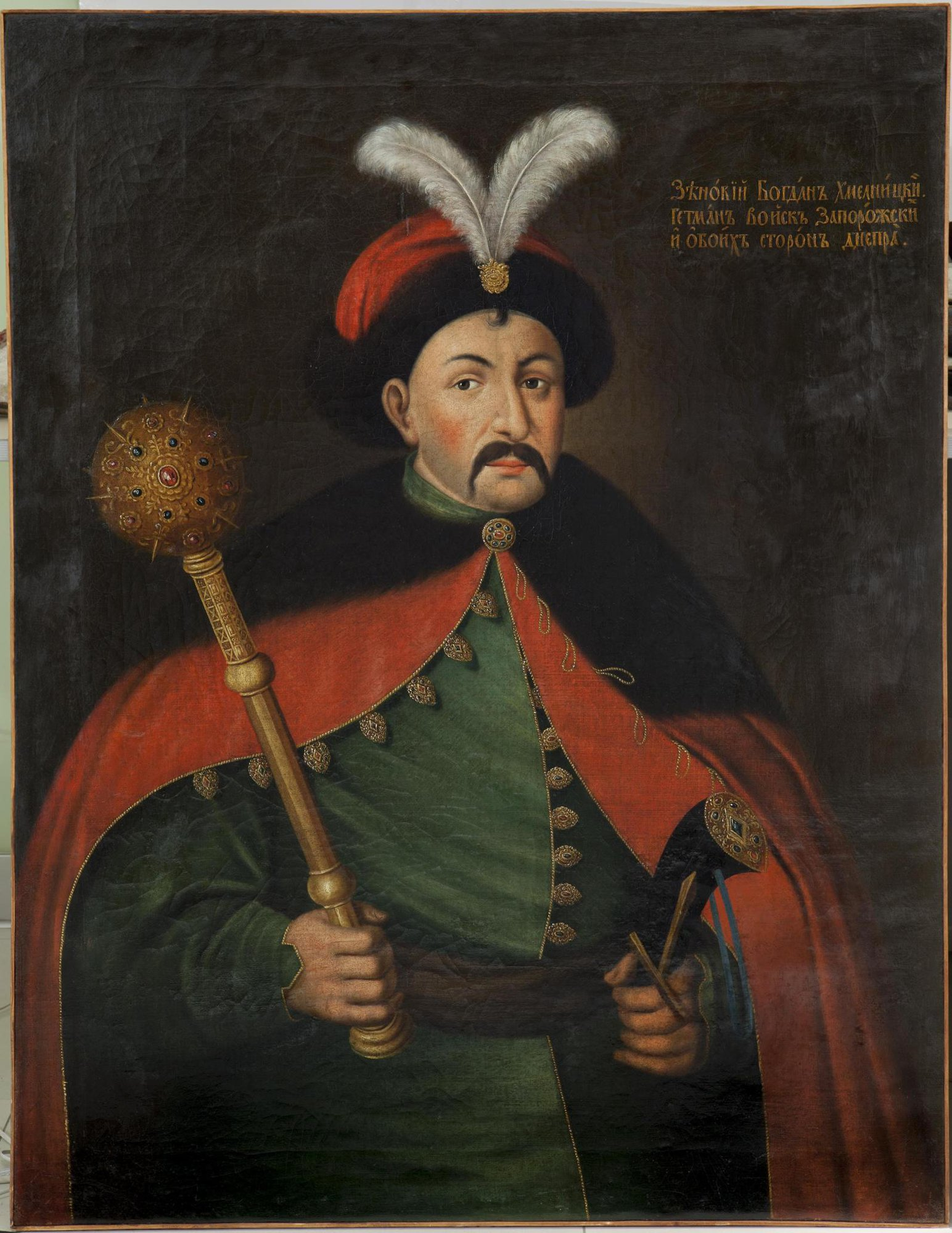
Богдан Хмельницький
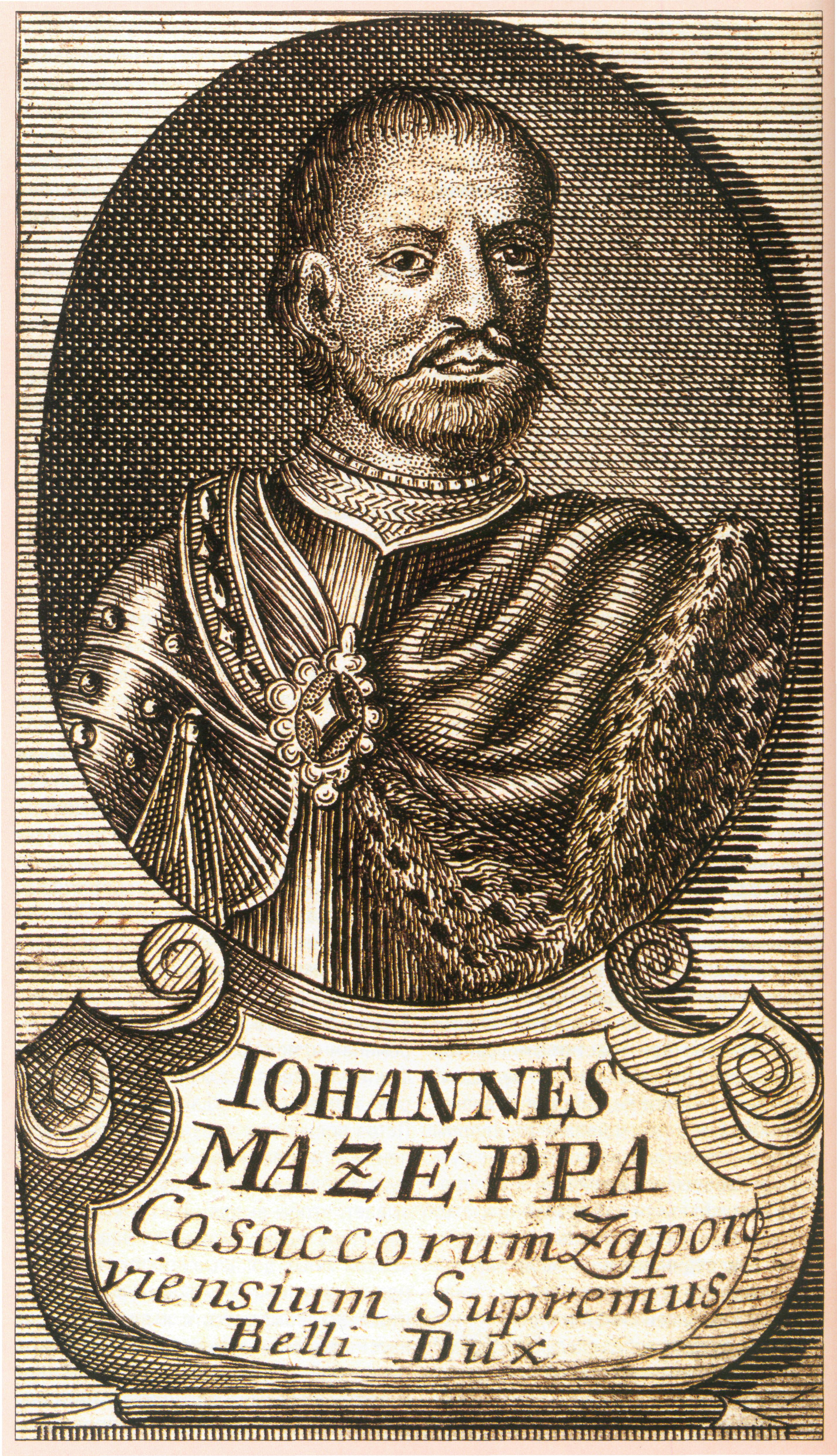
Іван Мазепа
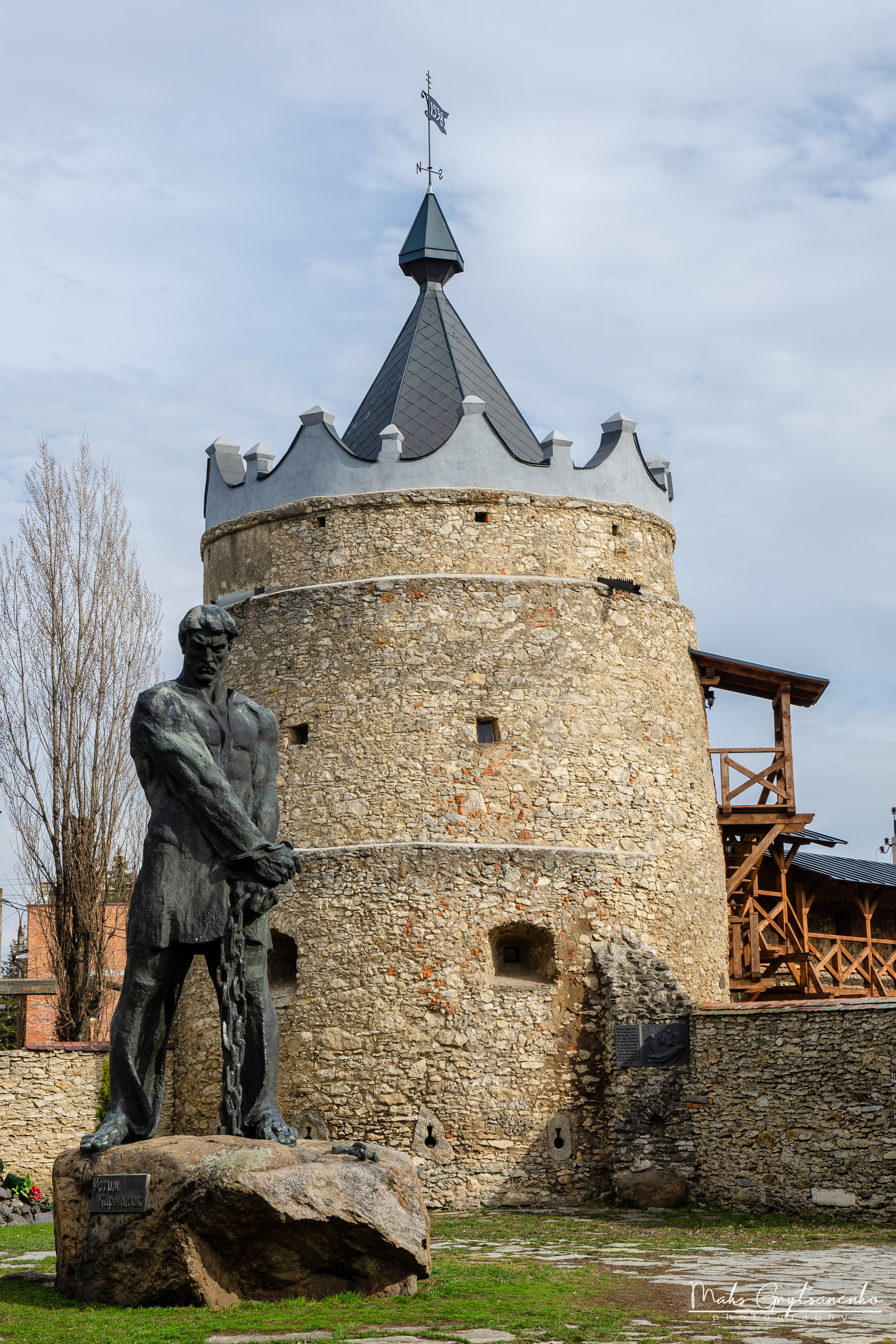
Устим Кармалюк
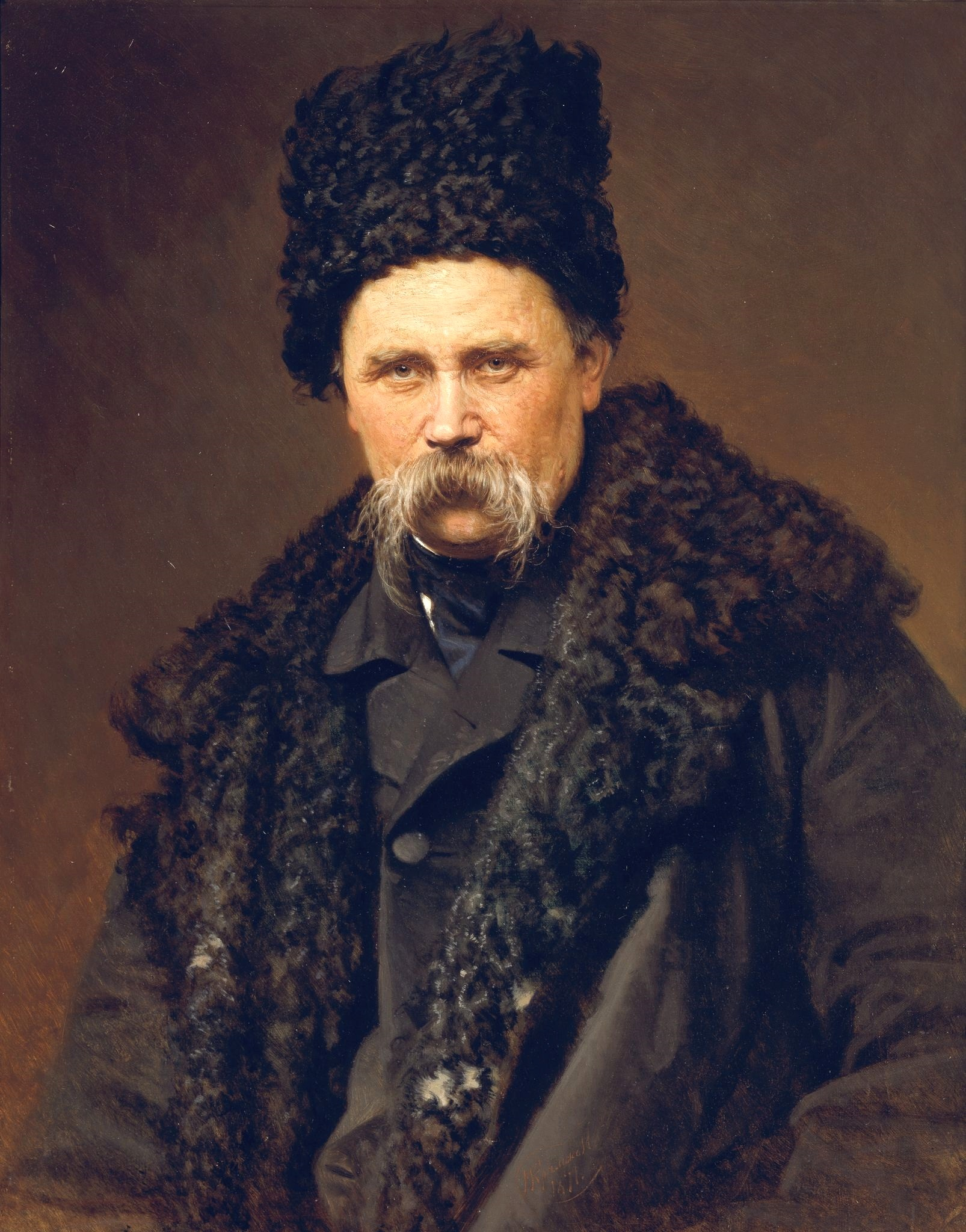
Тарас Шевченко
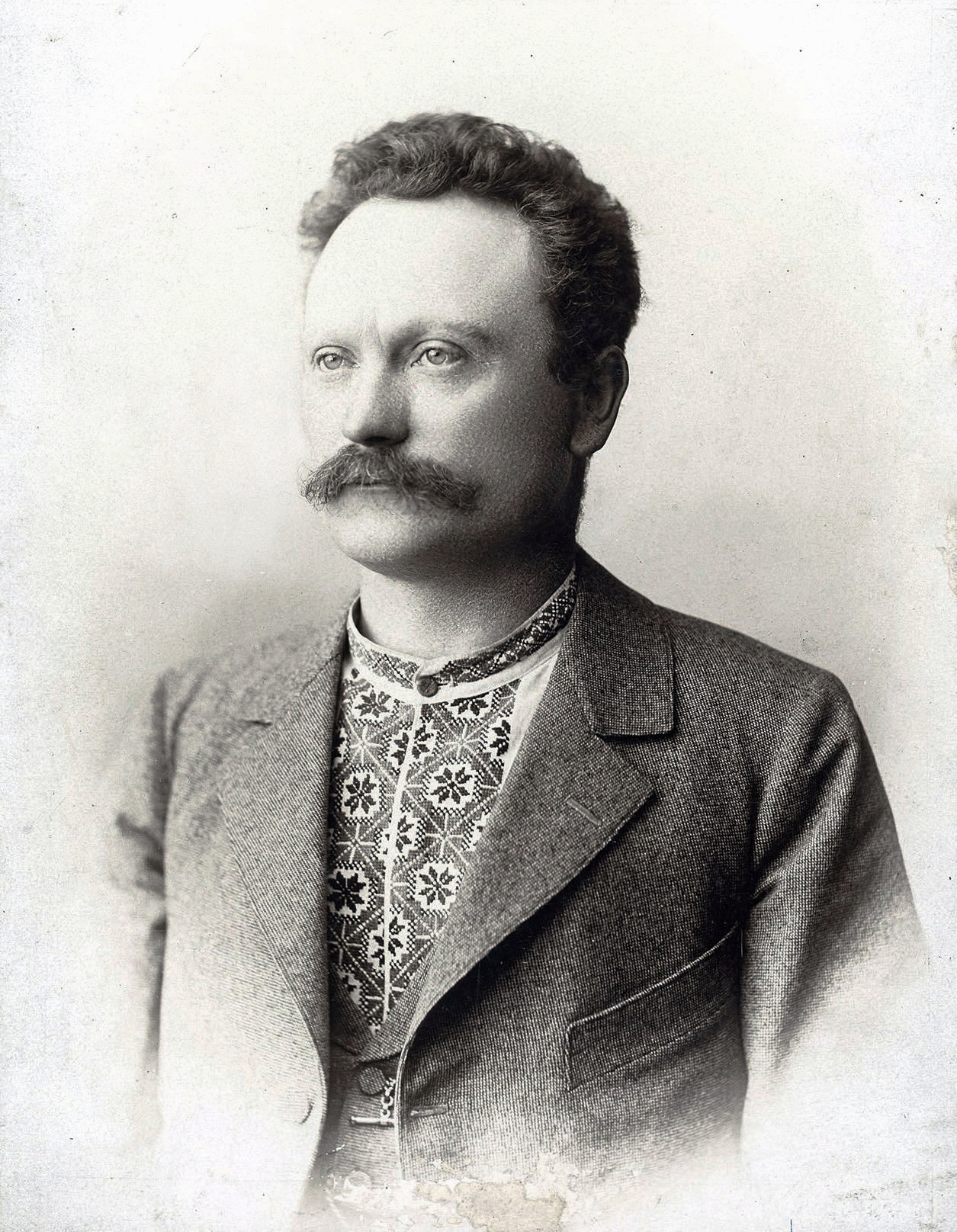
Іван Франко
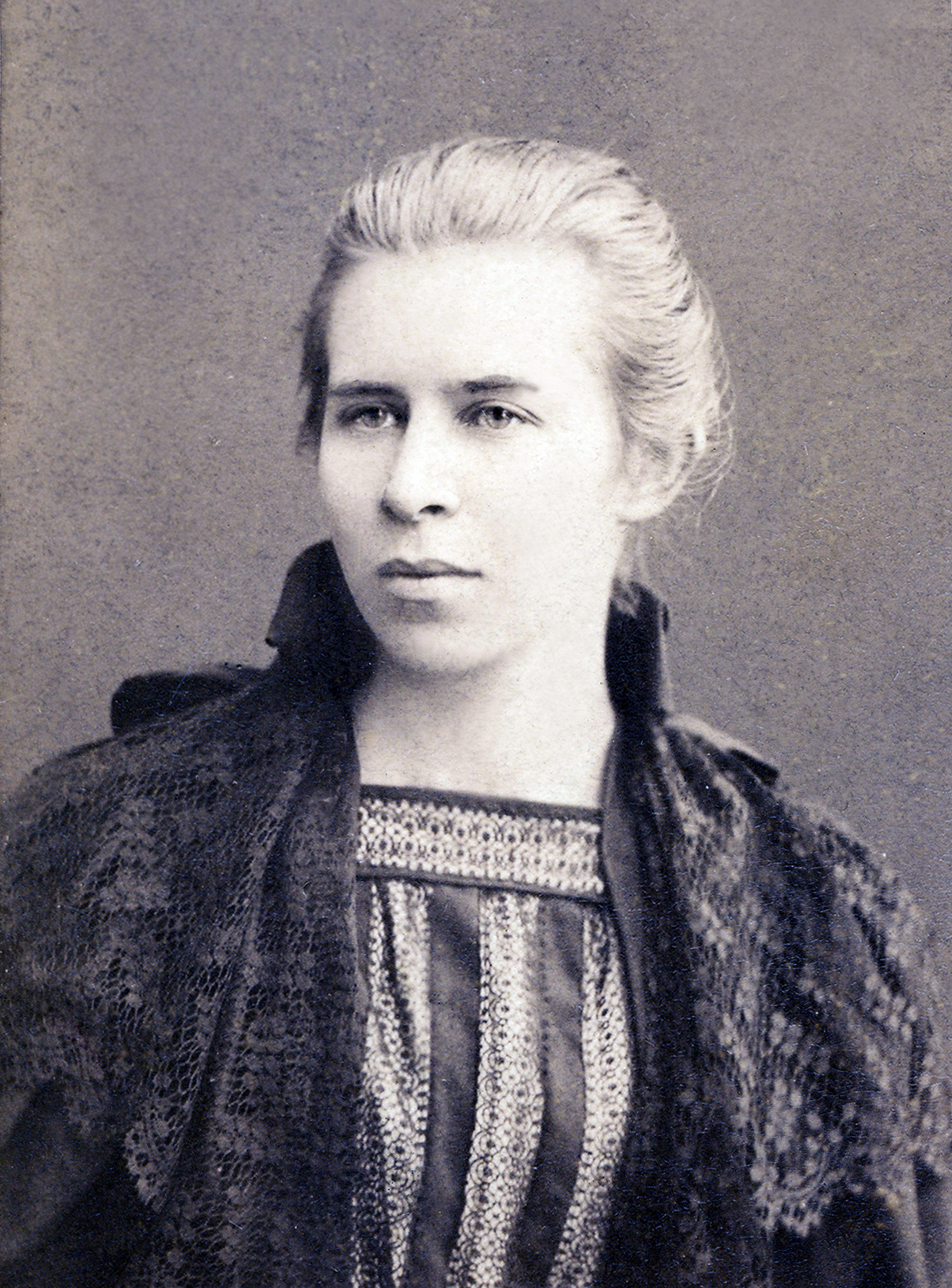
Леся Українка
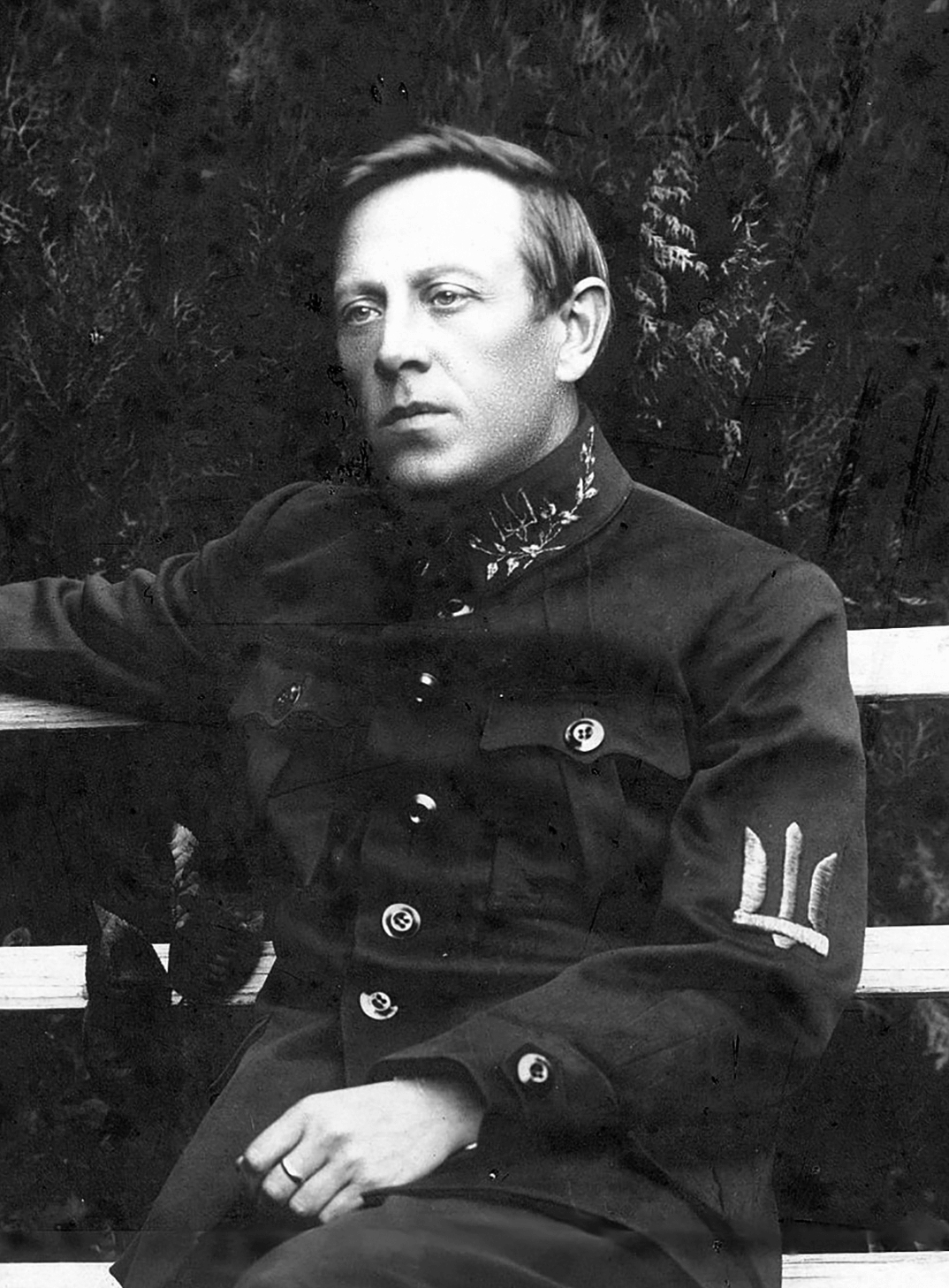
Симон Петлюра
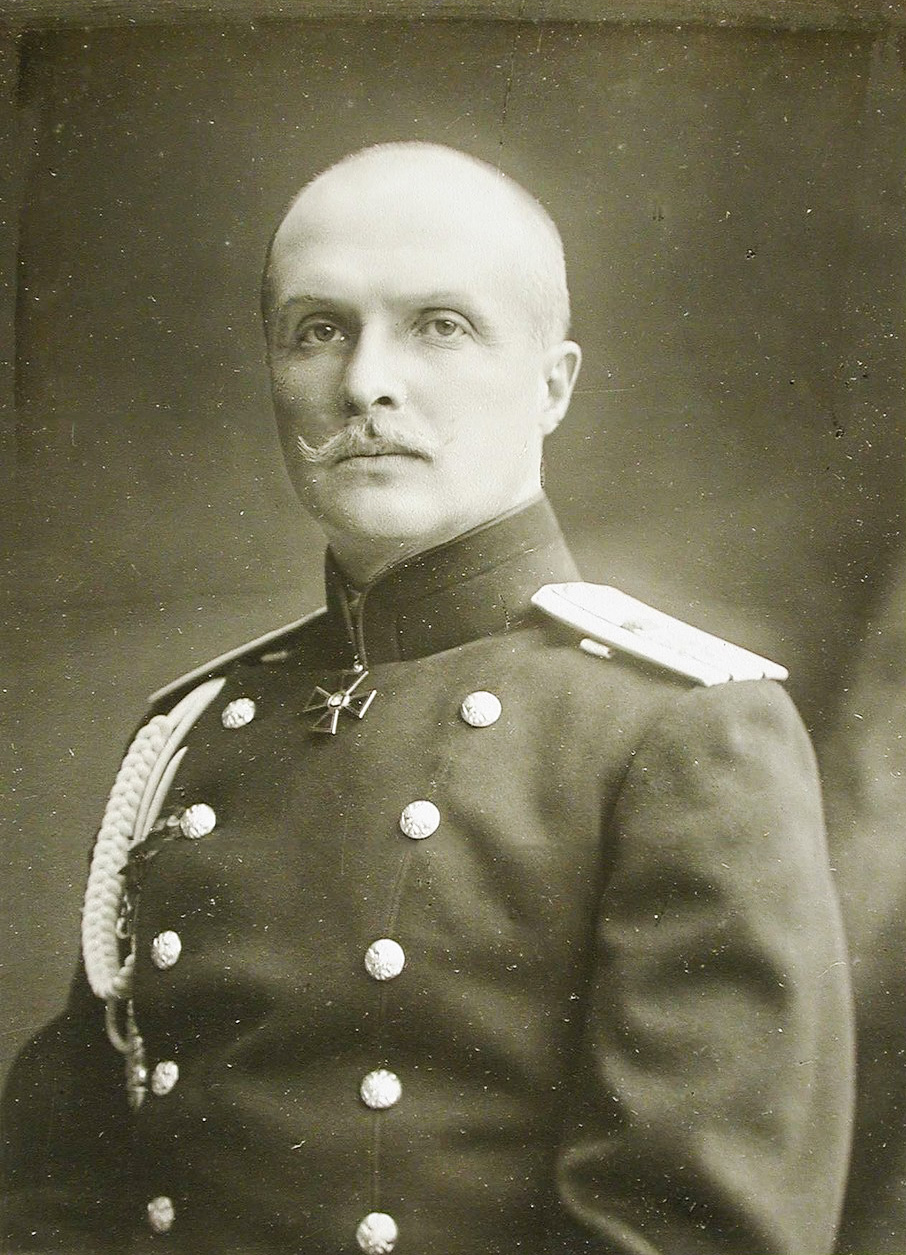
Павло Скоропадський
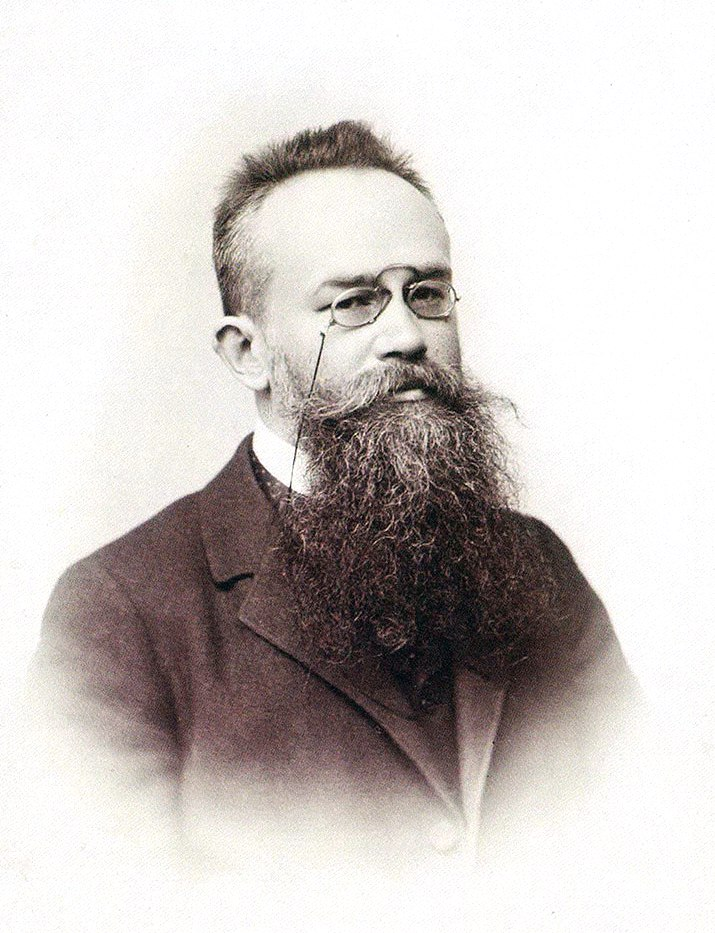
Михайло Грушевський
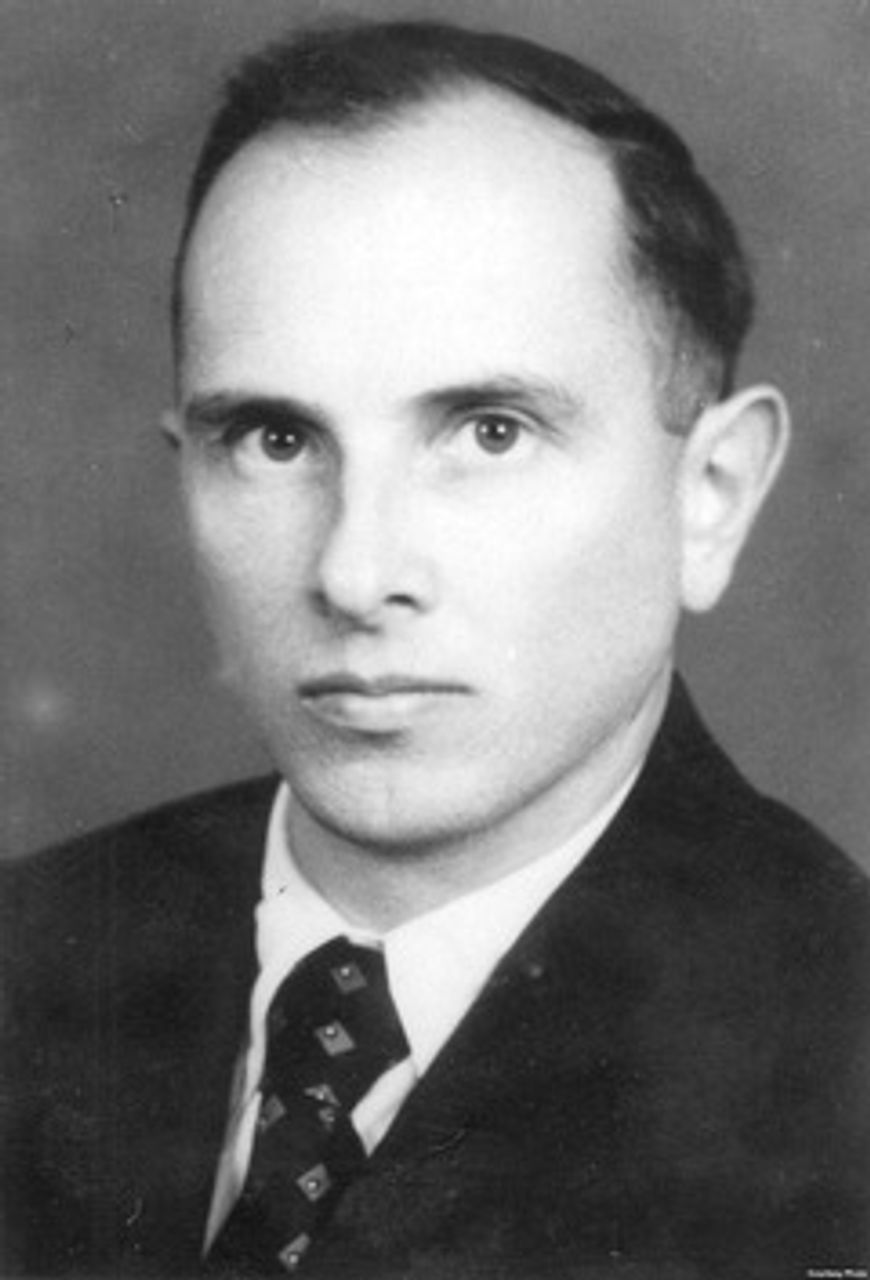
Степан Бандера
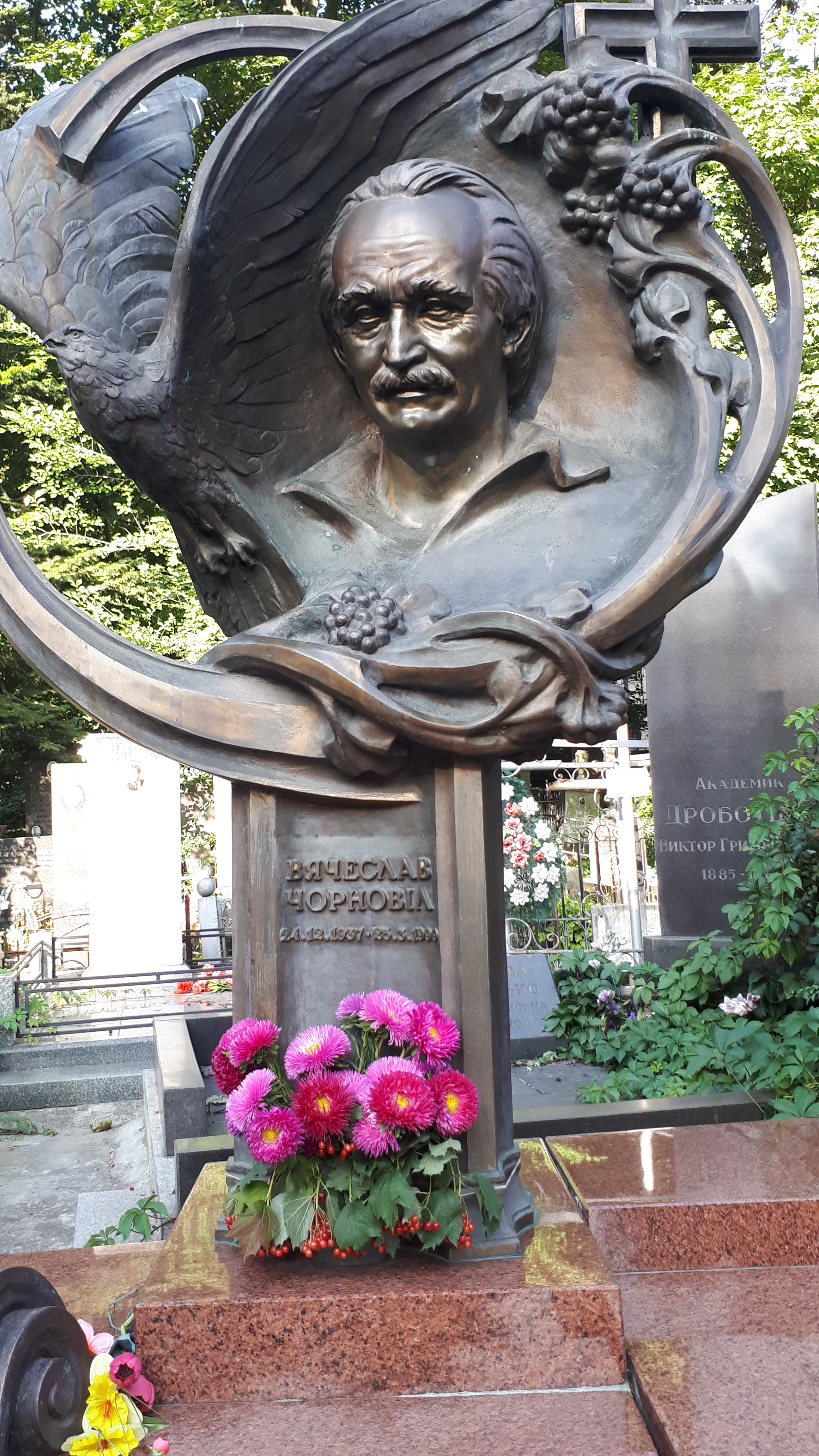
В'ячеслава Чорновіла

#### Шановані діячі серед українців Буковини

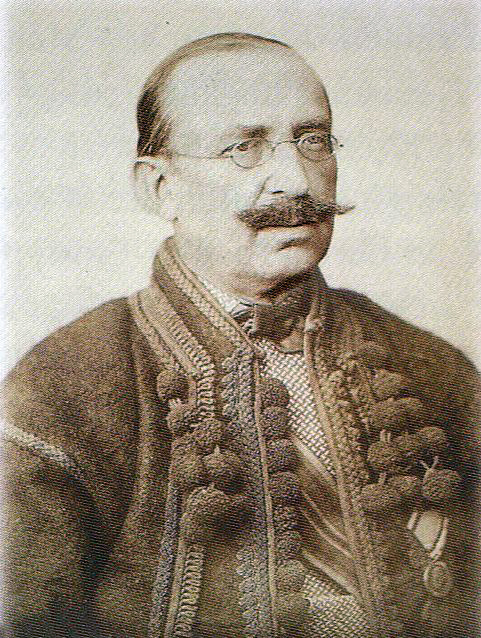
Юрій Федькович
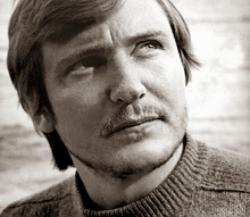
Володимир Івасюк

#### Шановані діячі серед українців Закарпаття

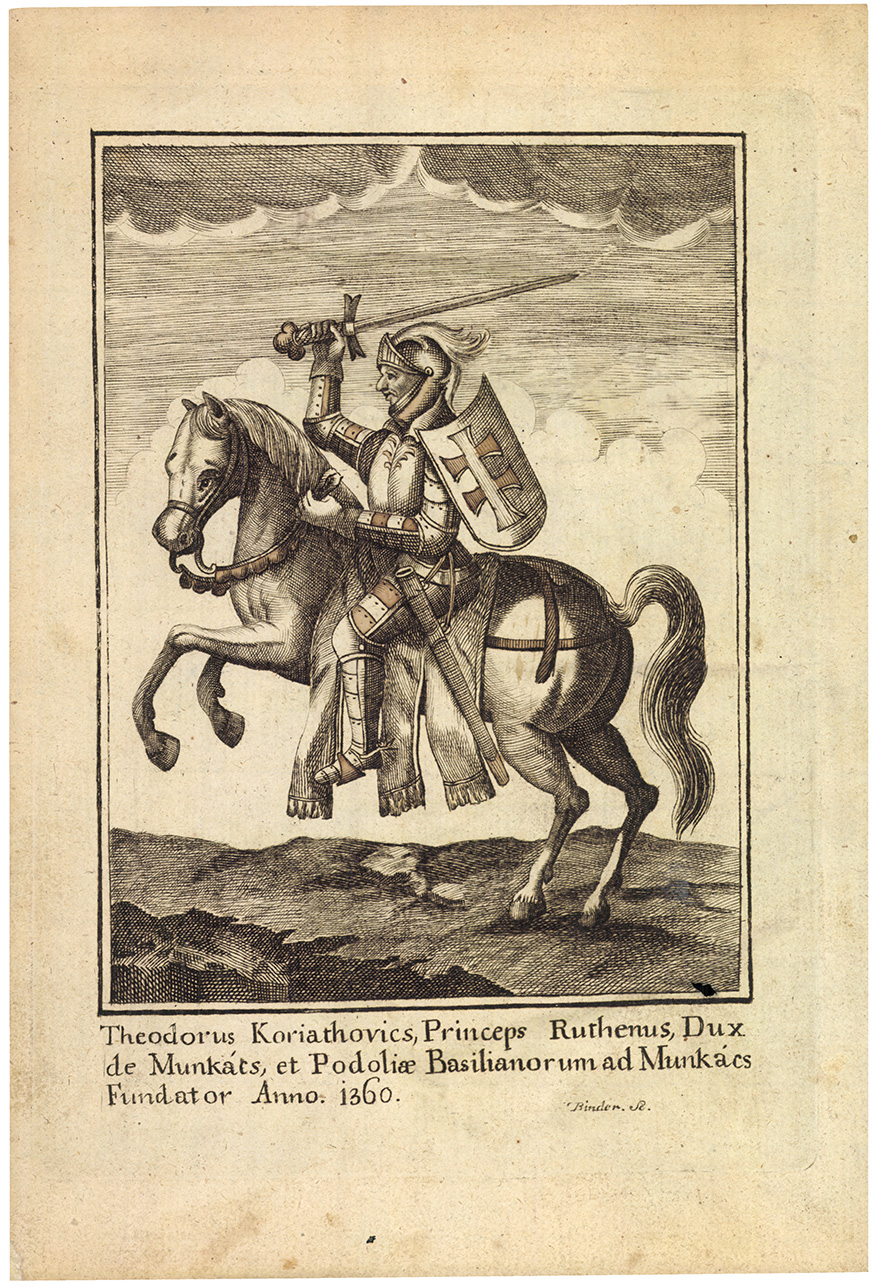
Федір Коріятович. Вважається національним діячем серед українців Закарпаття та Поділля
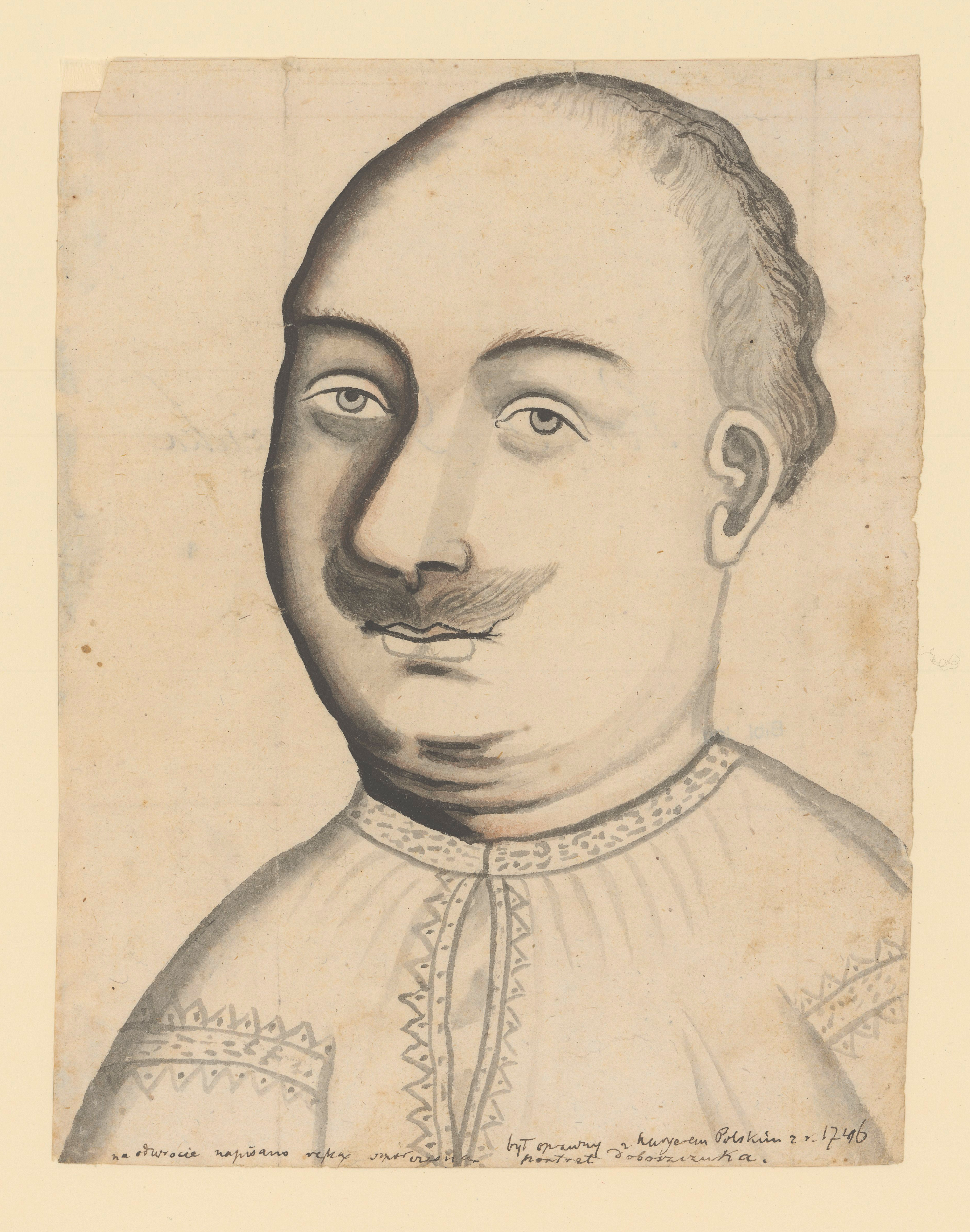
Олекса Довбуш

#### Шановані діячі українців Волині

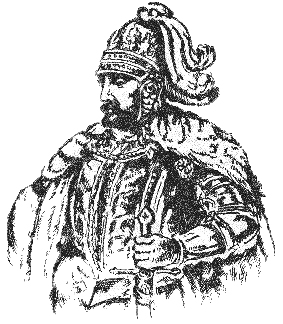
Любарт

#### Національні герої кримських татар як корінного народу України

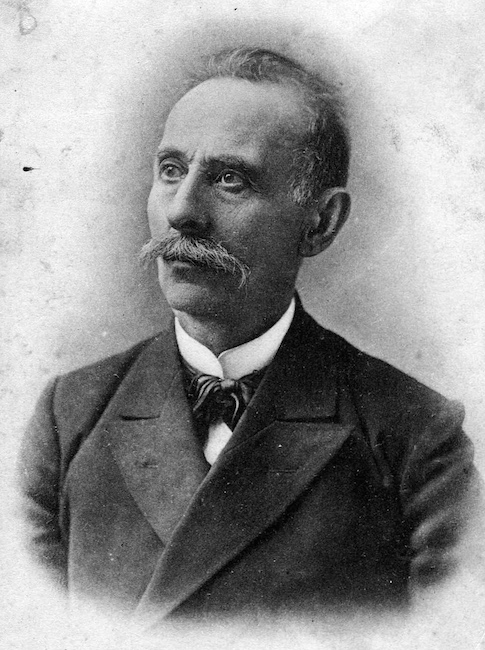
Ісмаїл Ґаспринський
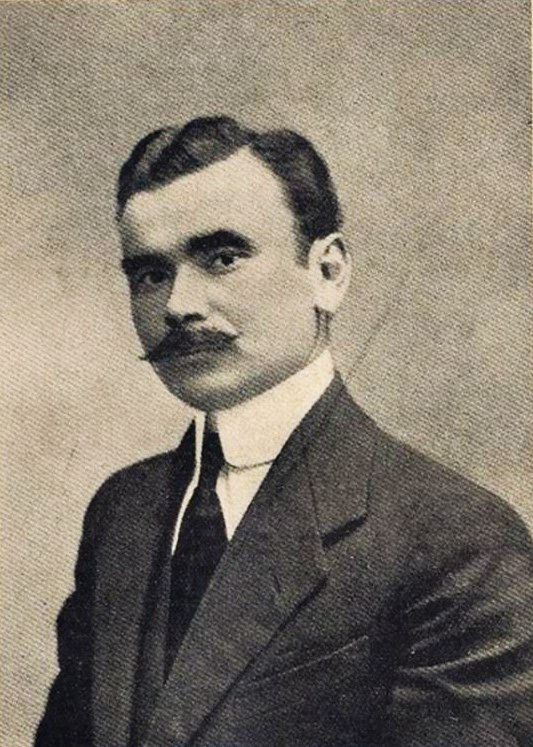
Номан Челебіджіхан
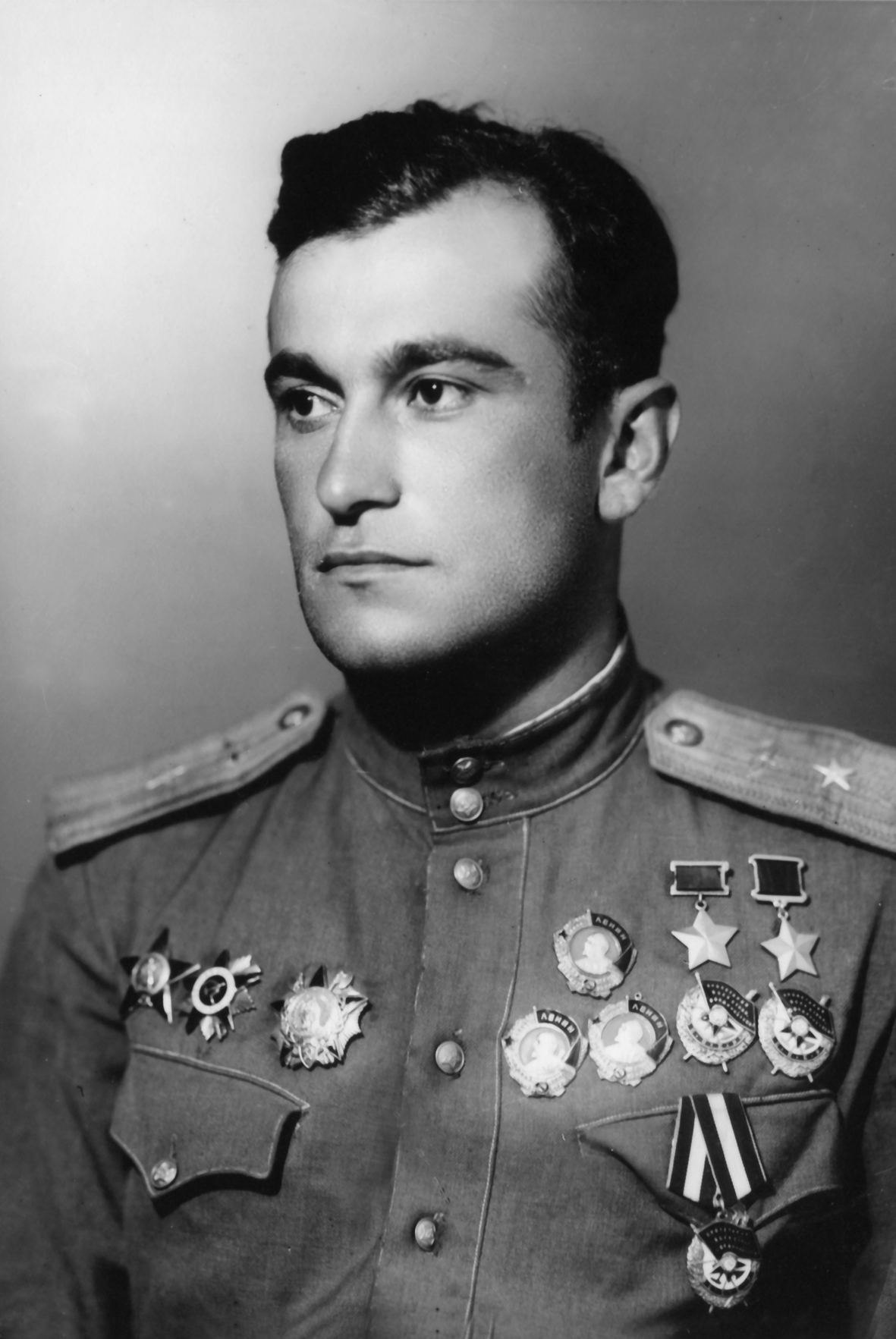
Амет-Хан Султан

### Фінляндія

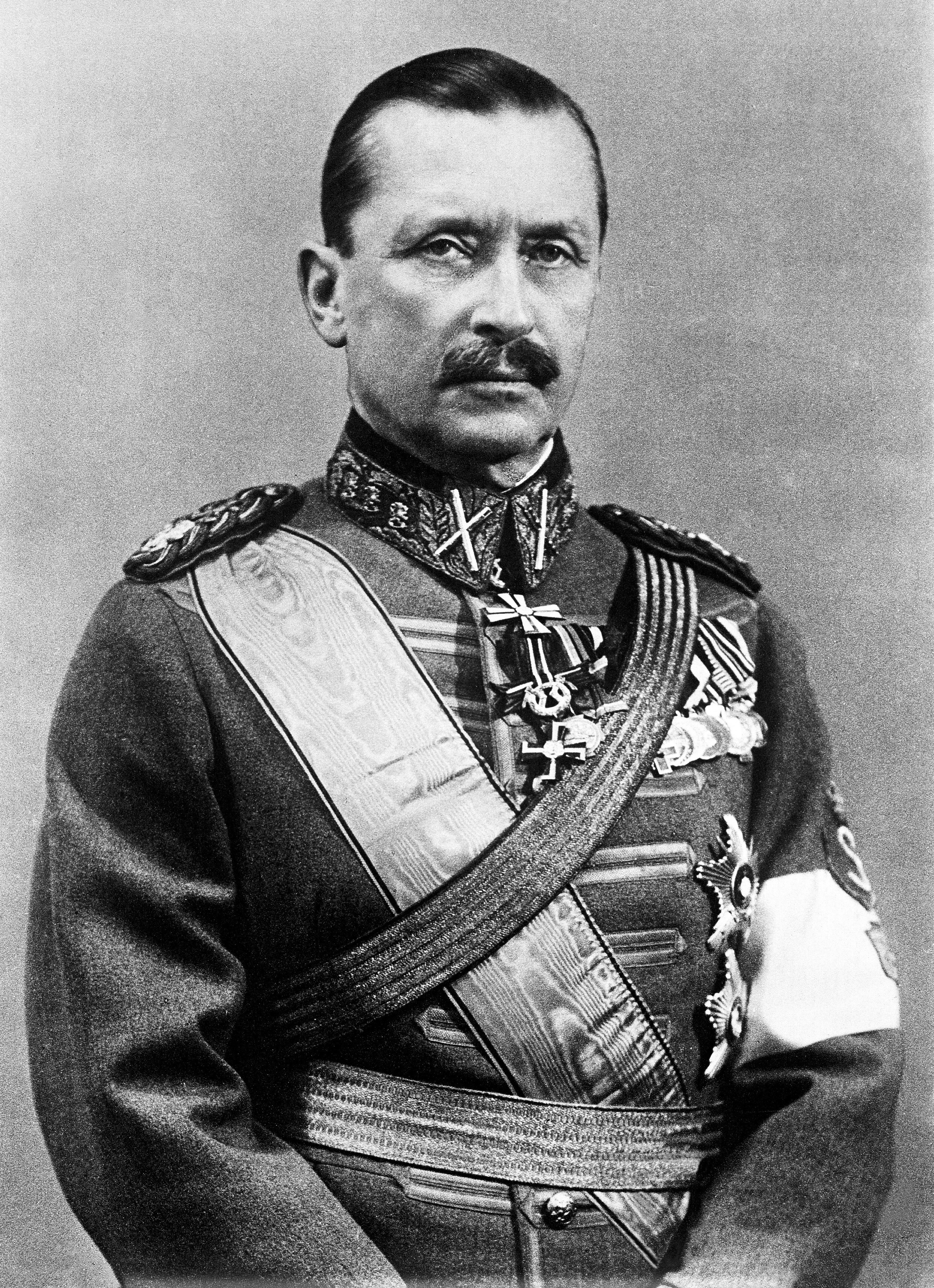
Карл Густав Маннергейм
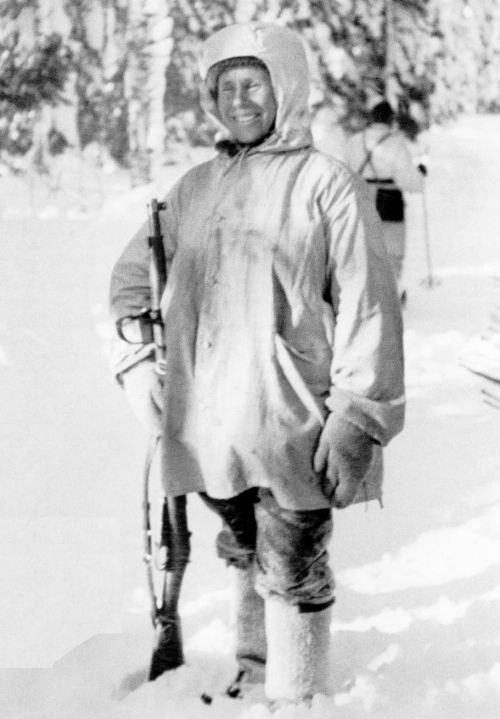
Сімо Гяюгя

### Франція

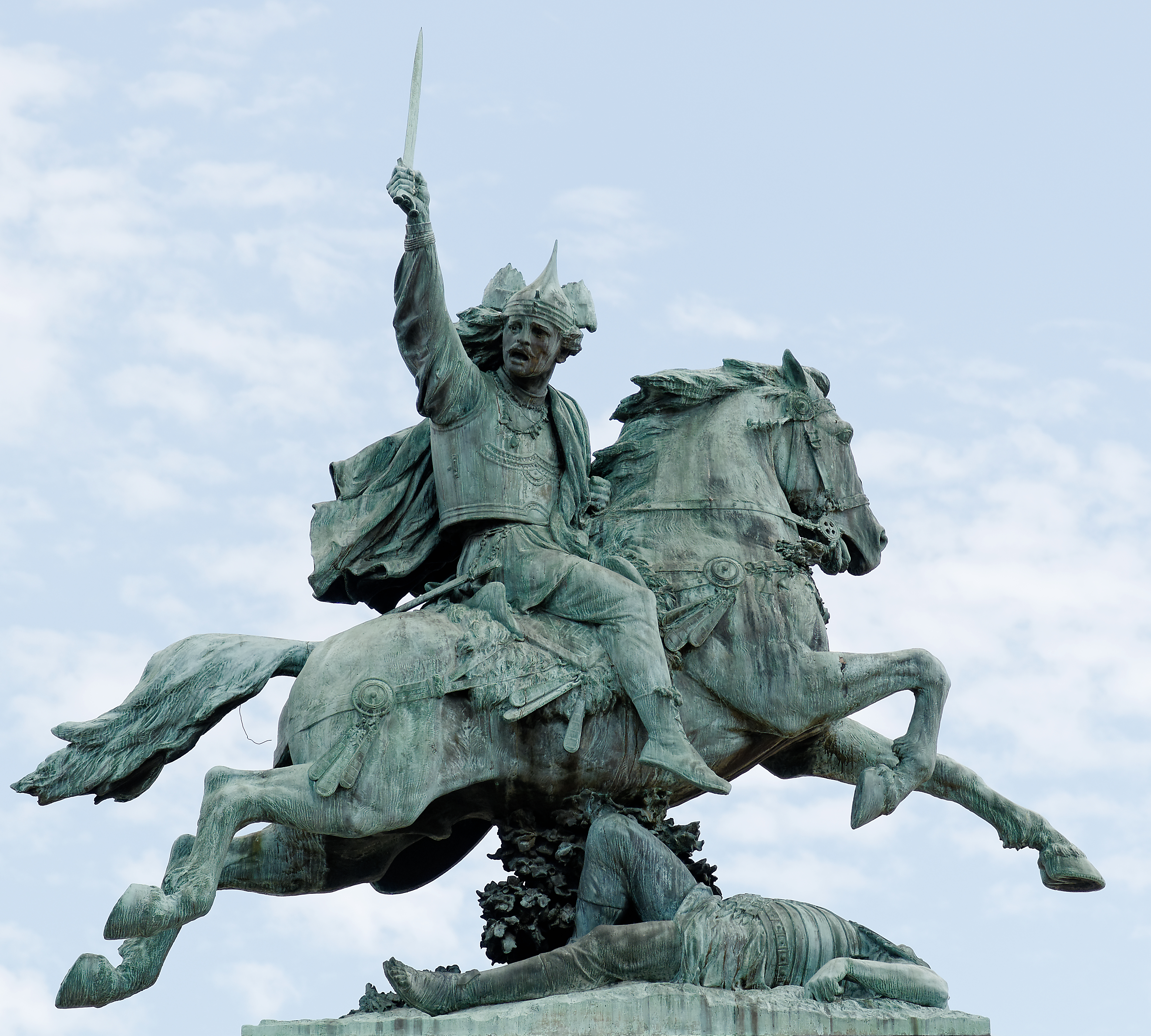
Верцингеторикс
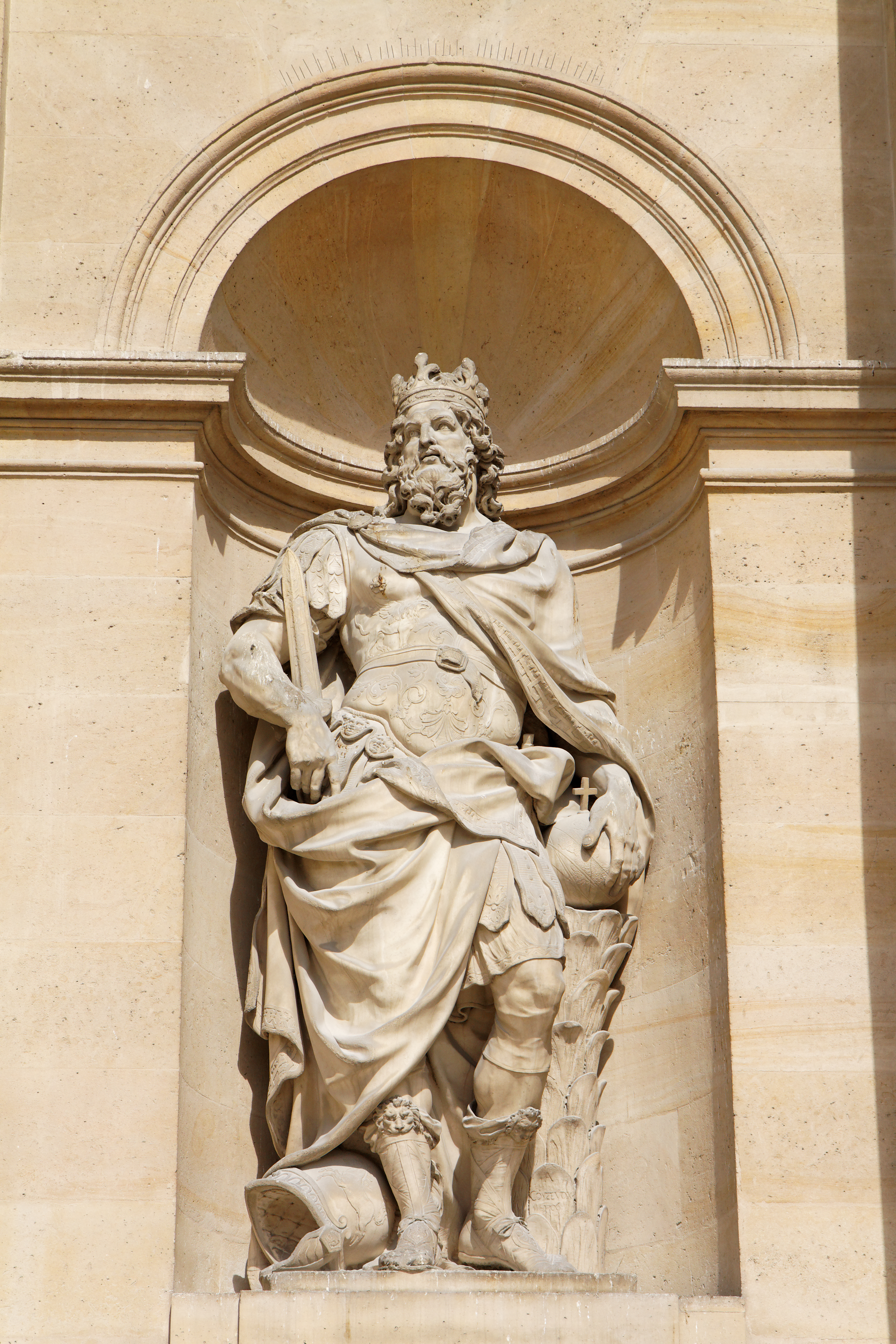
Карл I Великий
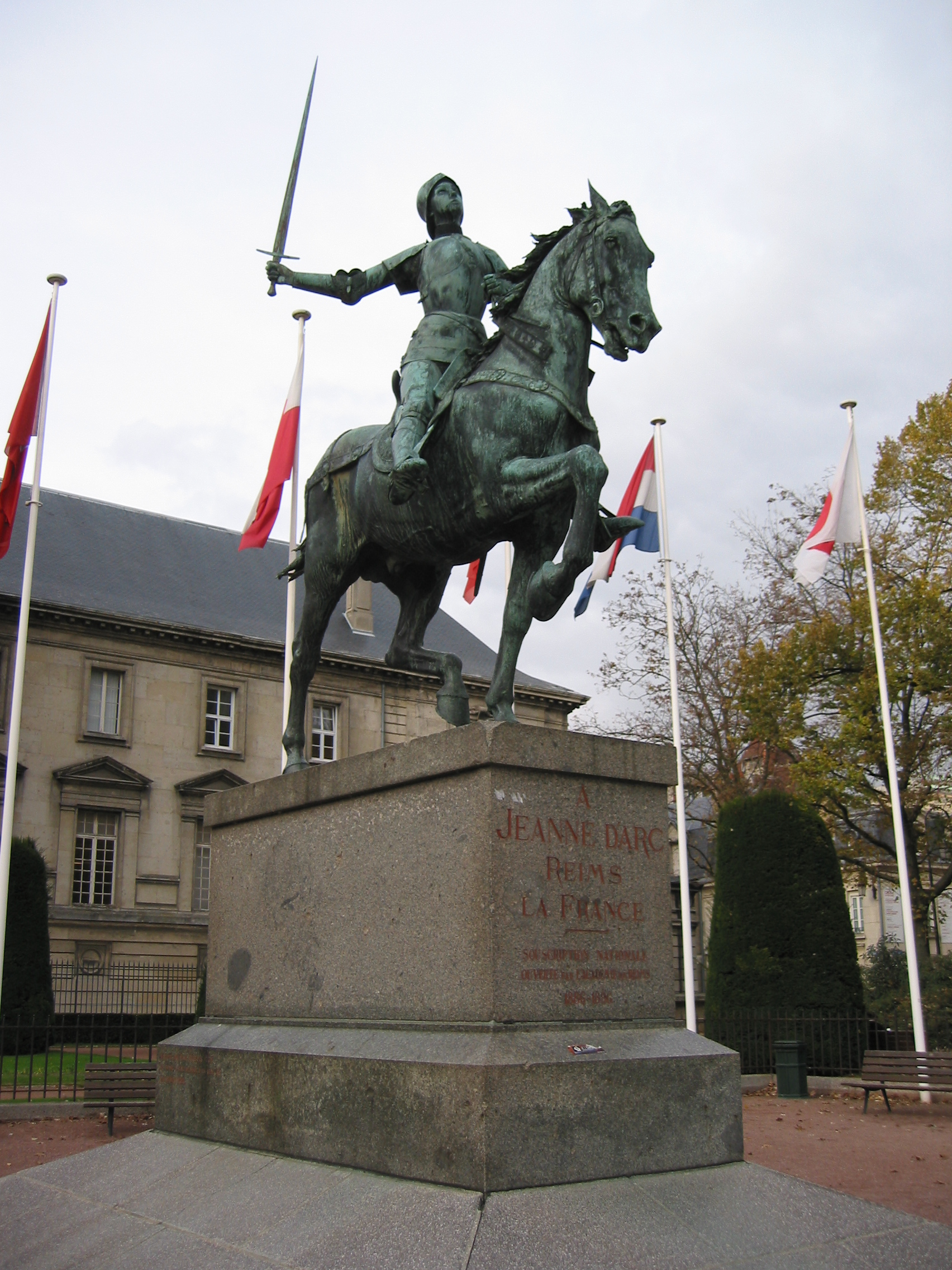
Жанна д'Арк
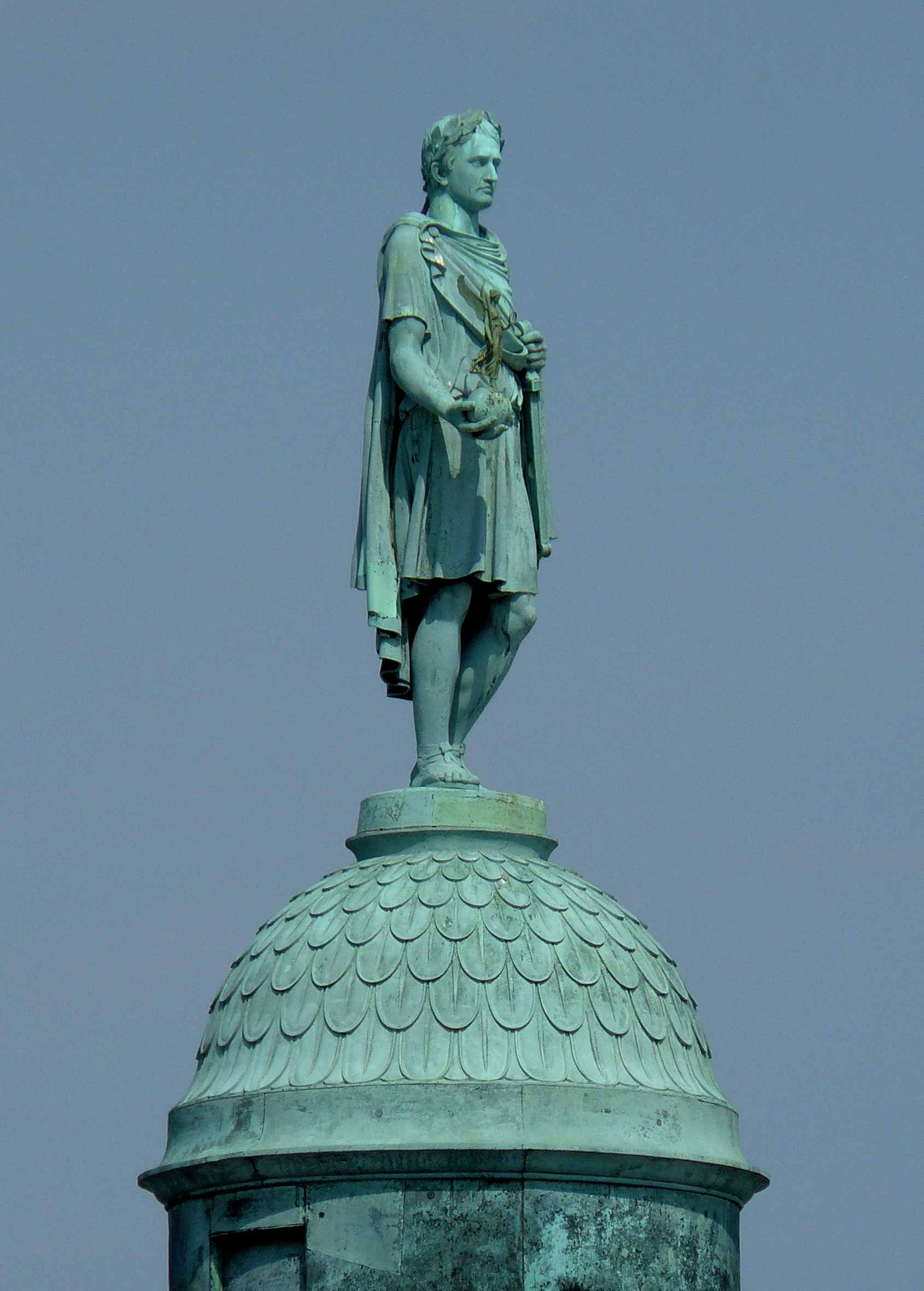
Наполеон
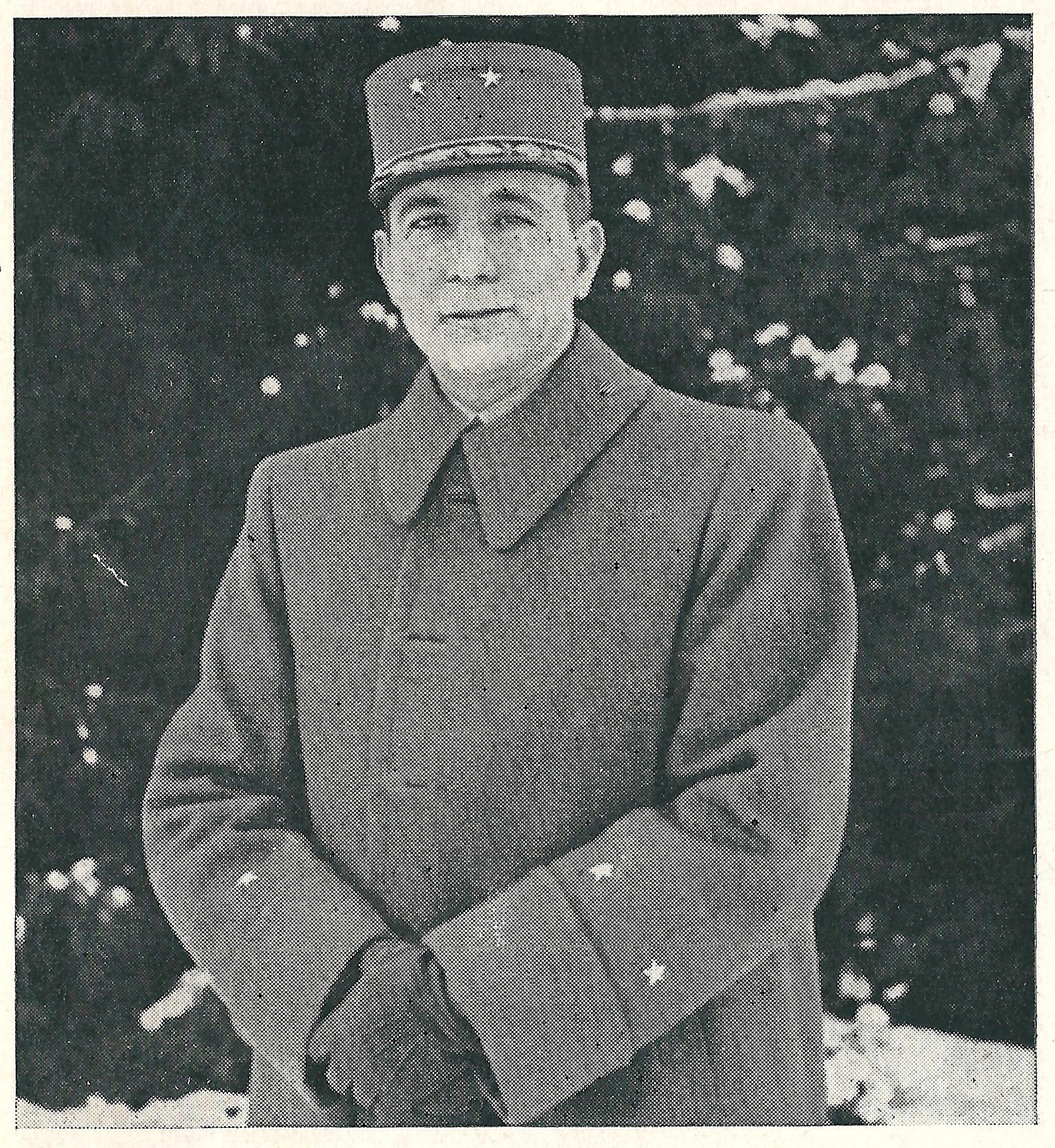
Жан Марі де Латр де Тассіньї

### Хорватія

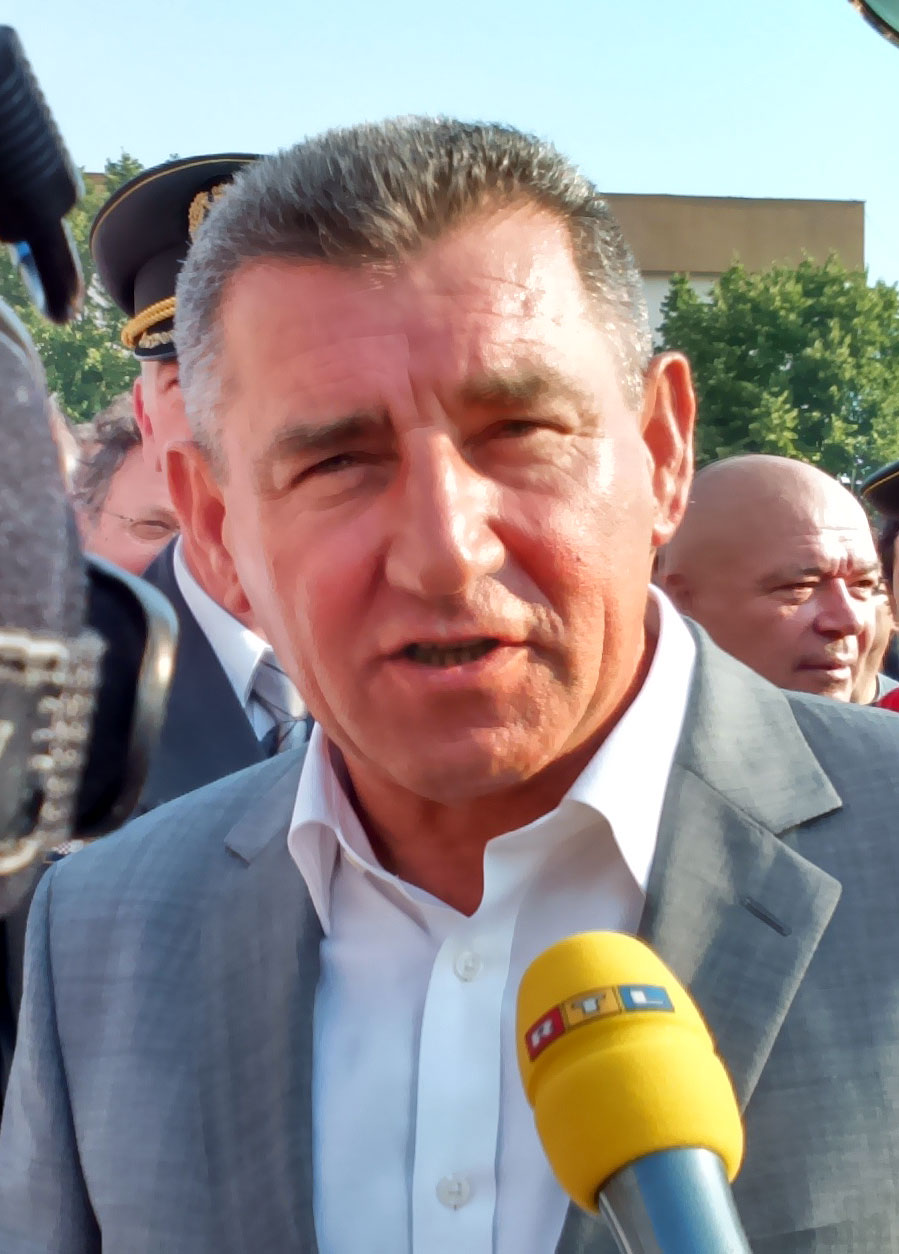
Анте Готовіна
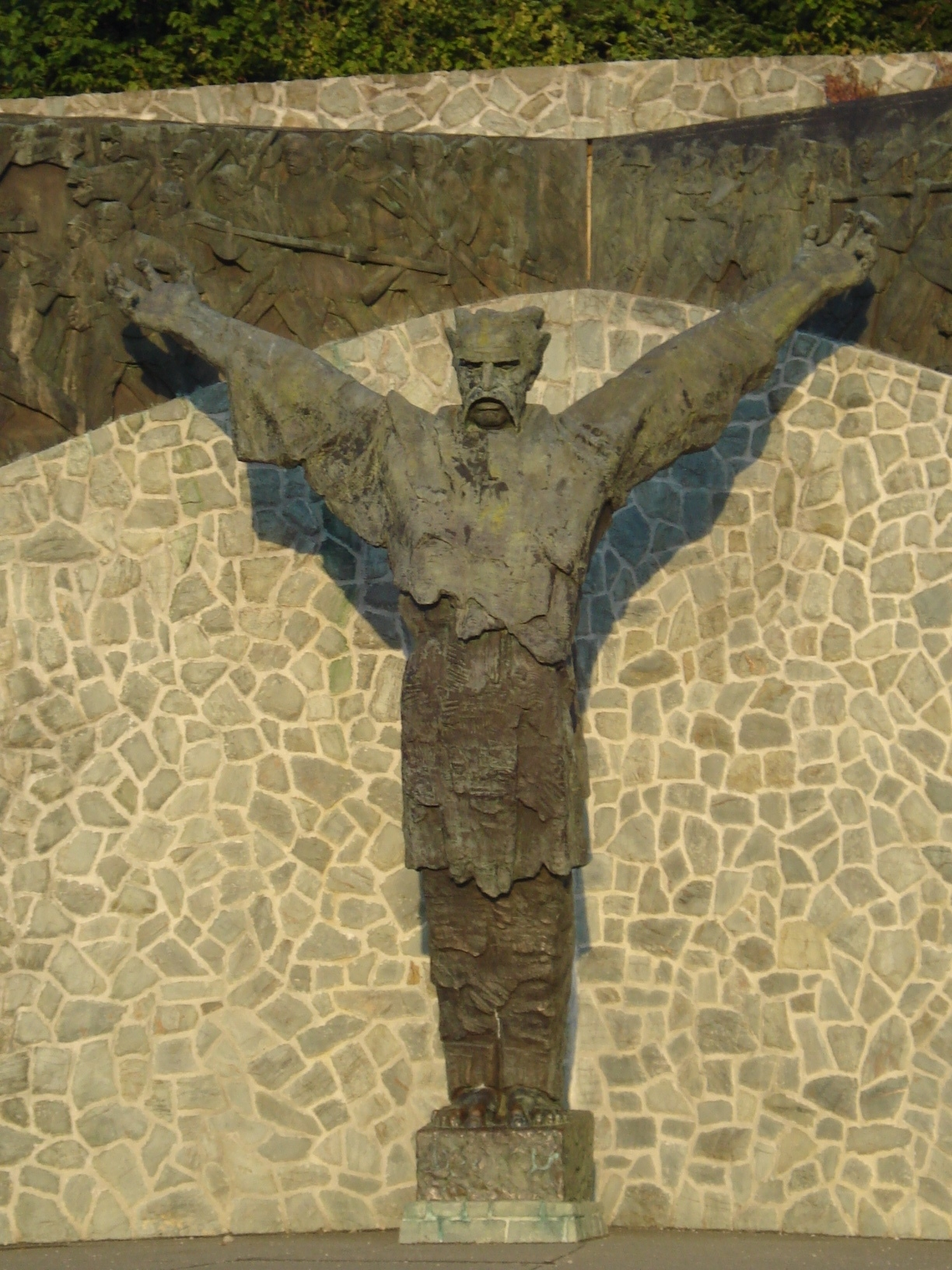
Матія Губець

### Чехія

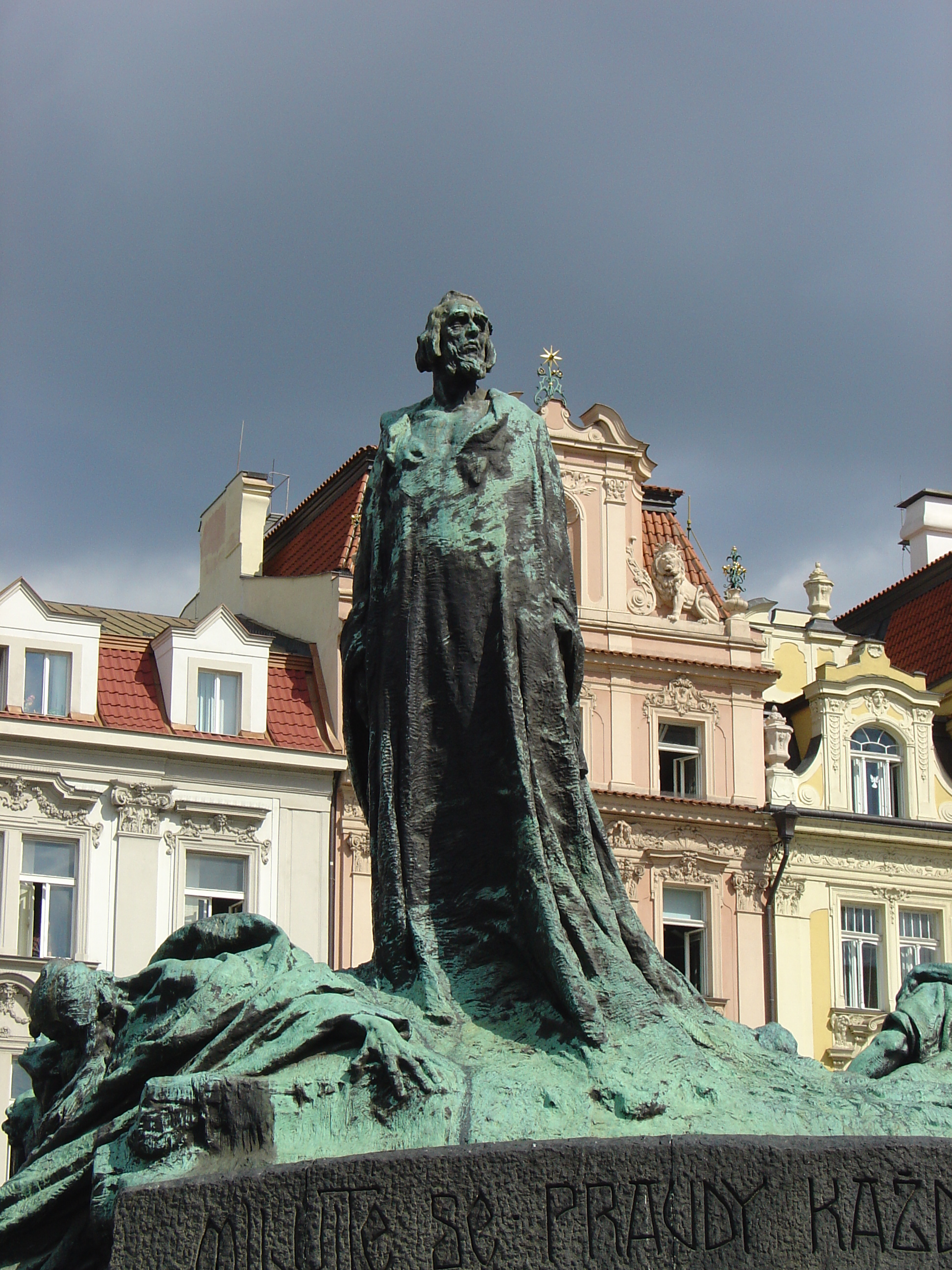
Ян Гус
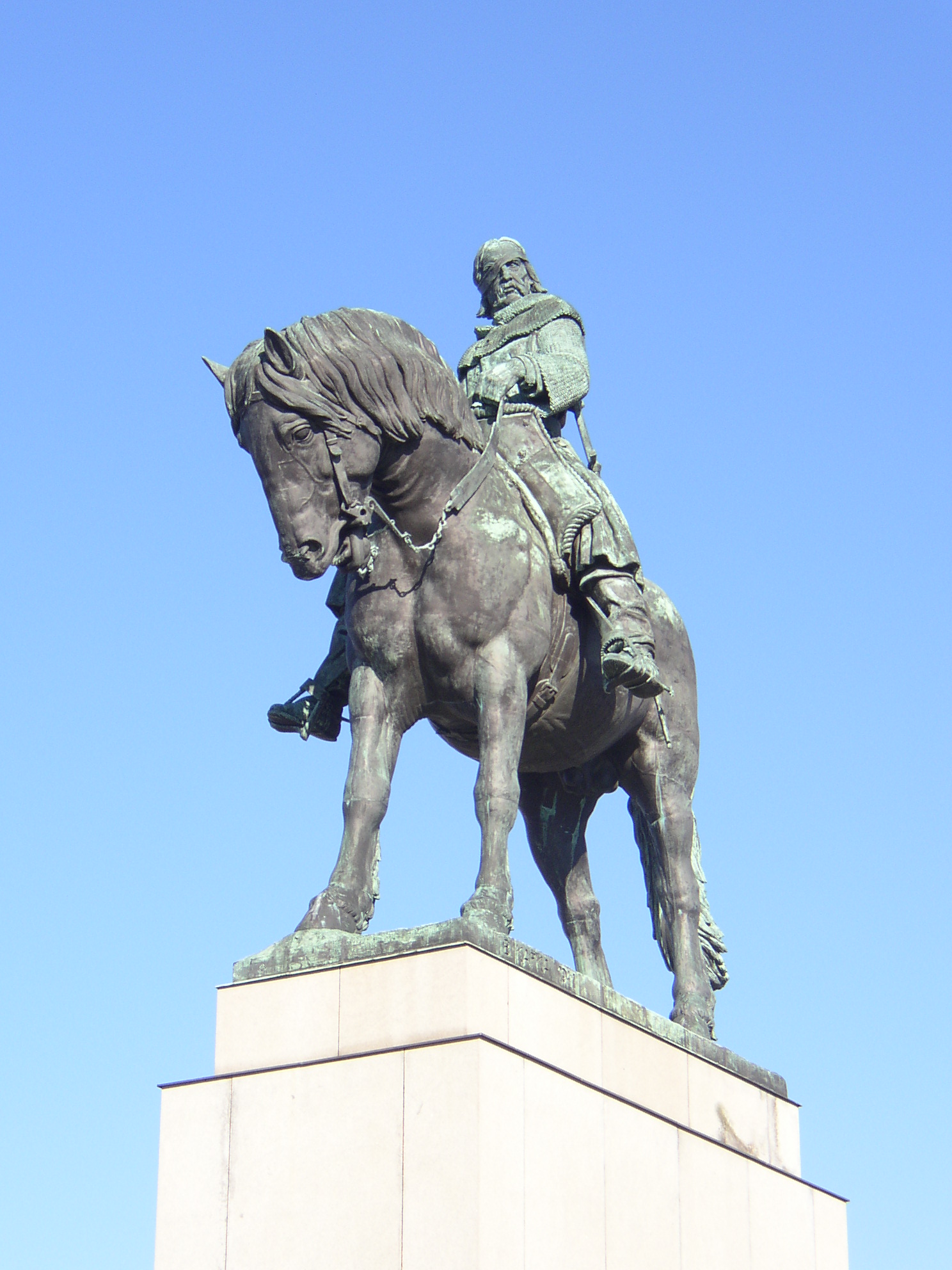
Ян Жижка

### Швейцарія

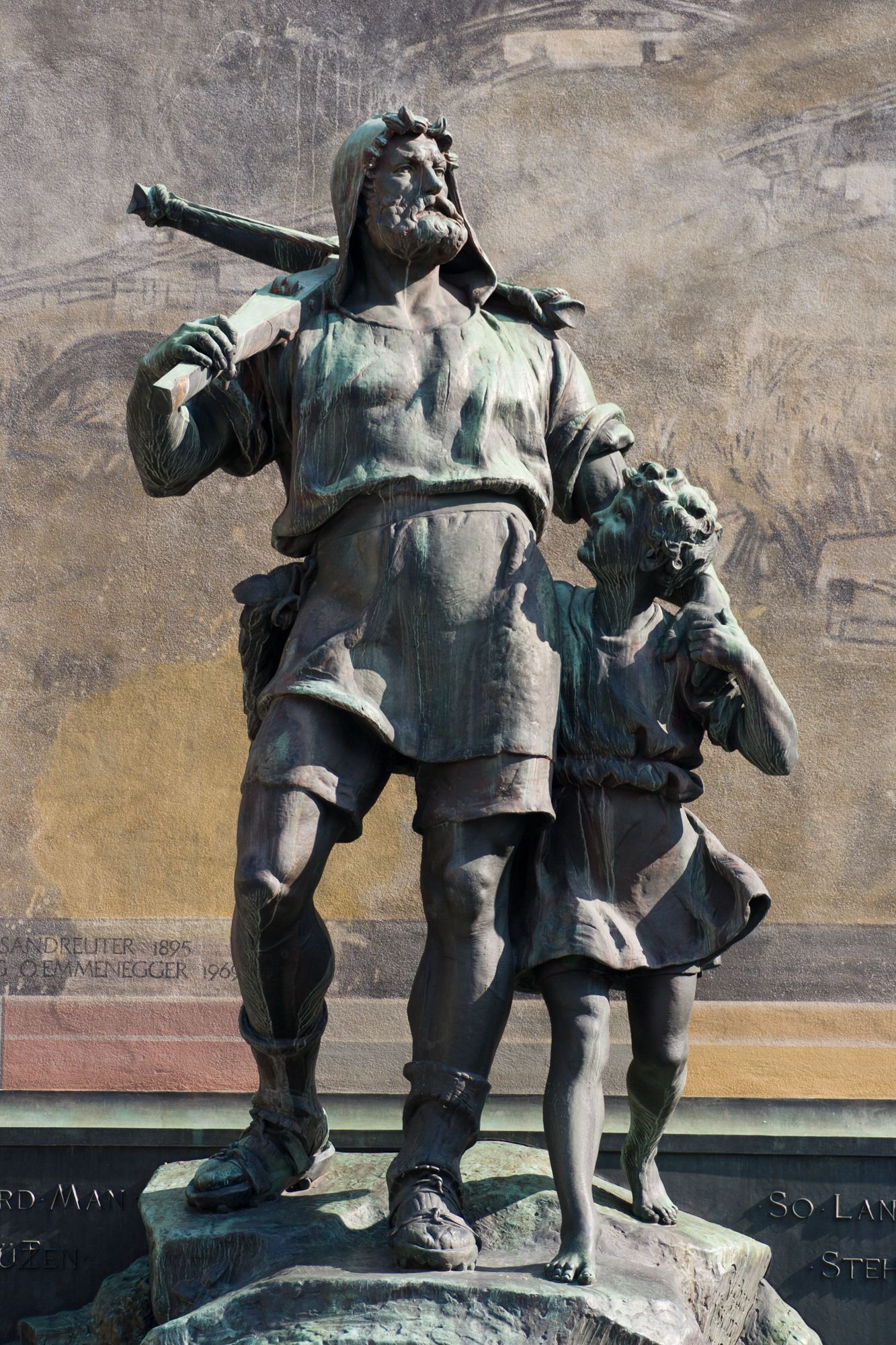
Вільгельм Телль
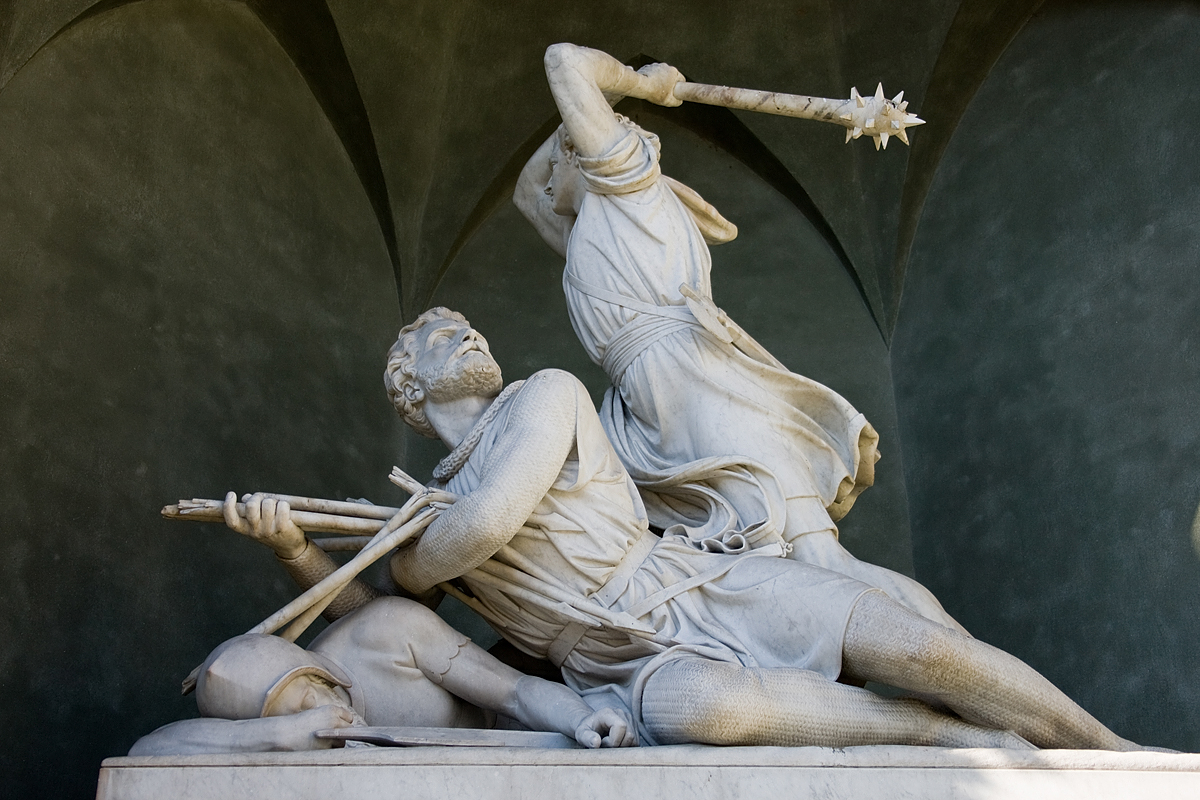
Арнольд фон Вінкельрід

- Франсуа Бонівар
- Вернер Штауффахер

### Швеція

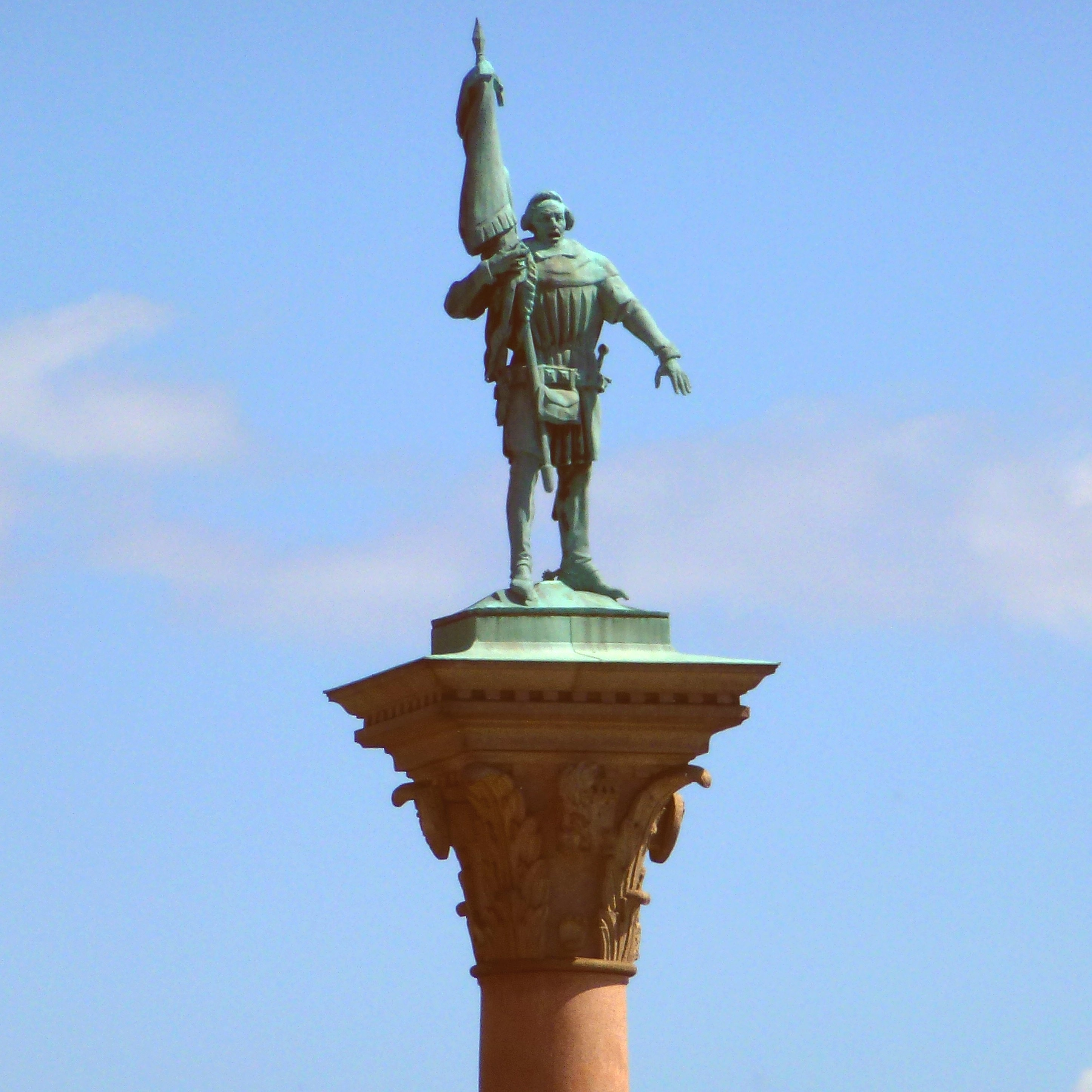
Енгельбрект Енгельбректсон
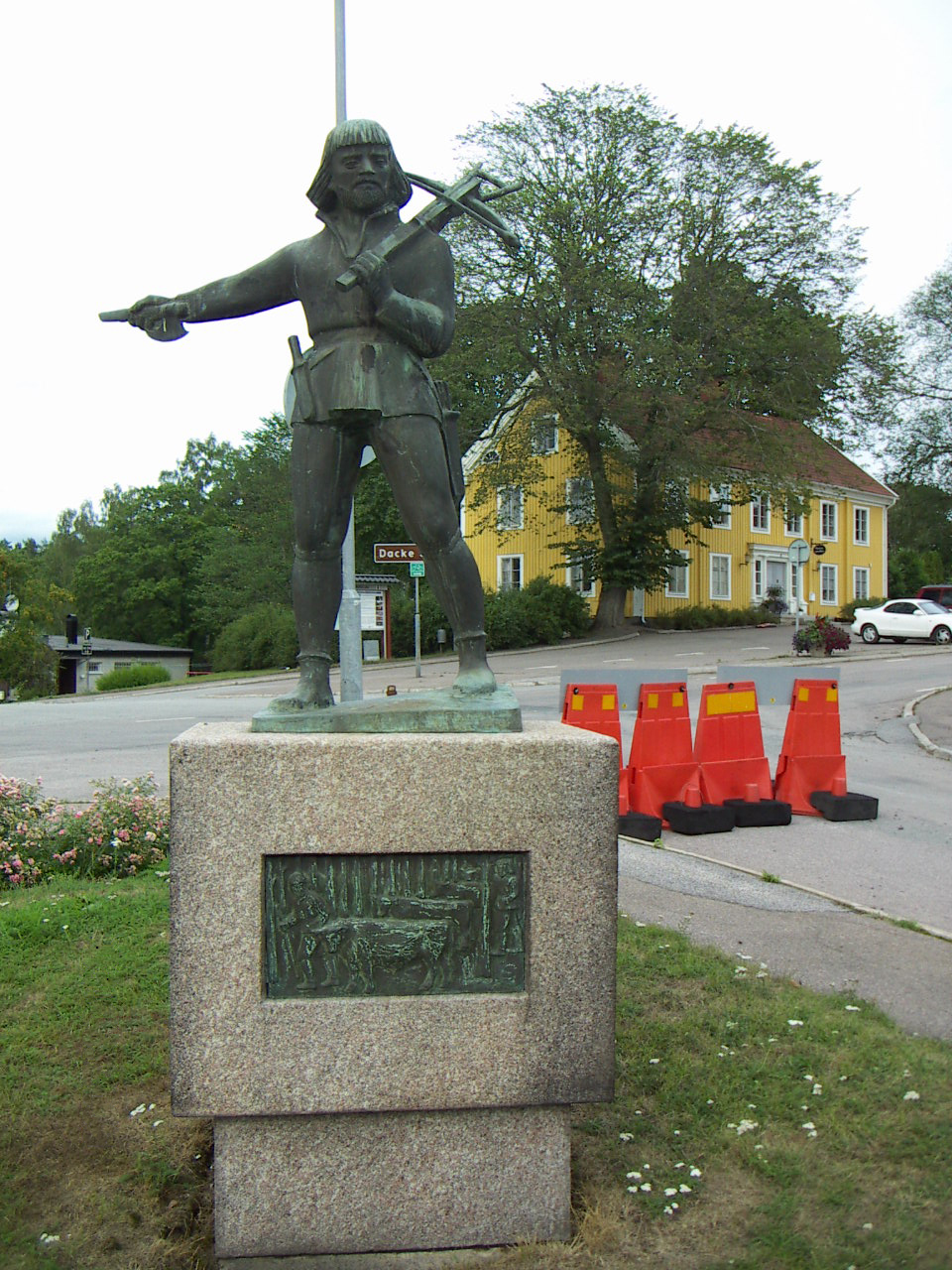
Нільс Даке

### Шотландія

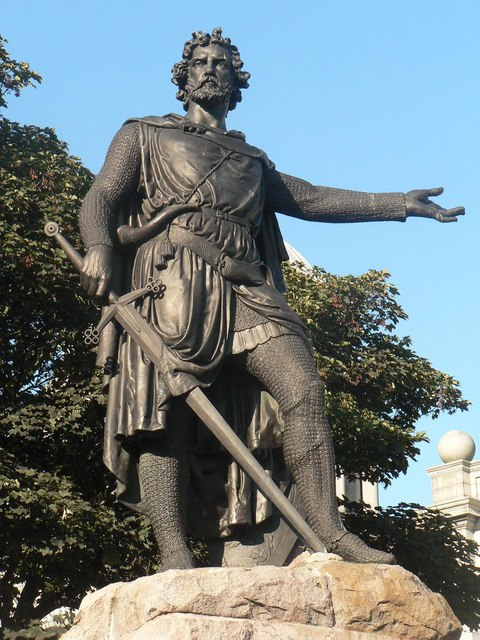
Вільям Воллес
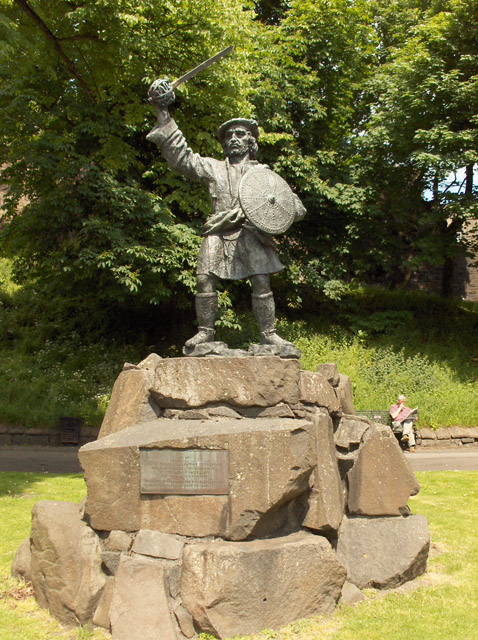
Роберт Мак-Грегор (Роб Рой)
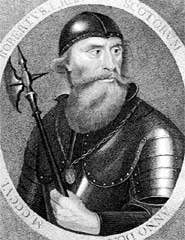
Роберт I Брюс